# Сербский национальный костюм

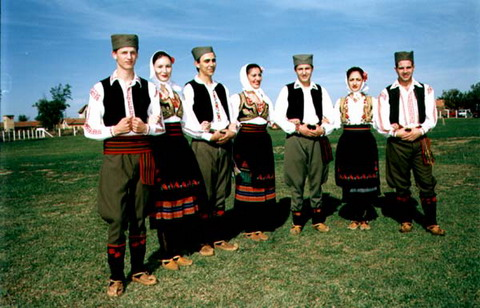
Молодёжь в традиционных костюмах Шумадии (Центральная Сербия)

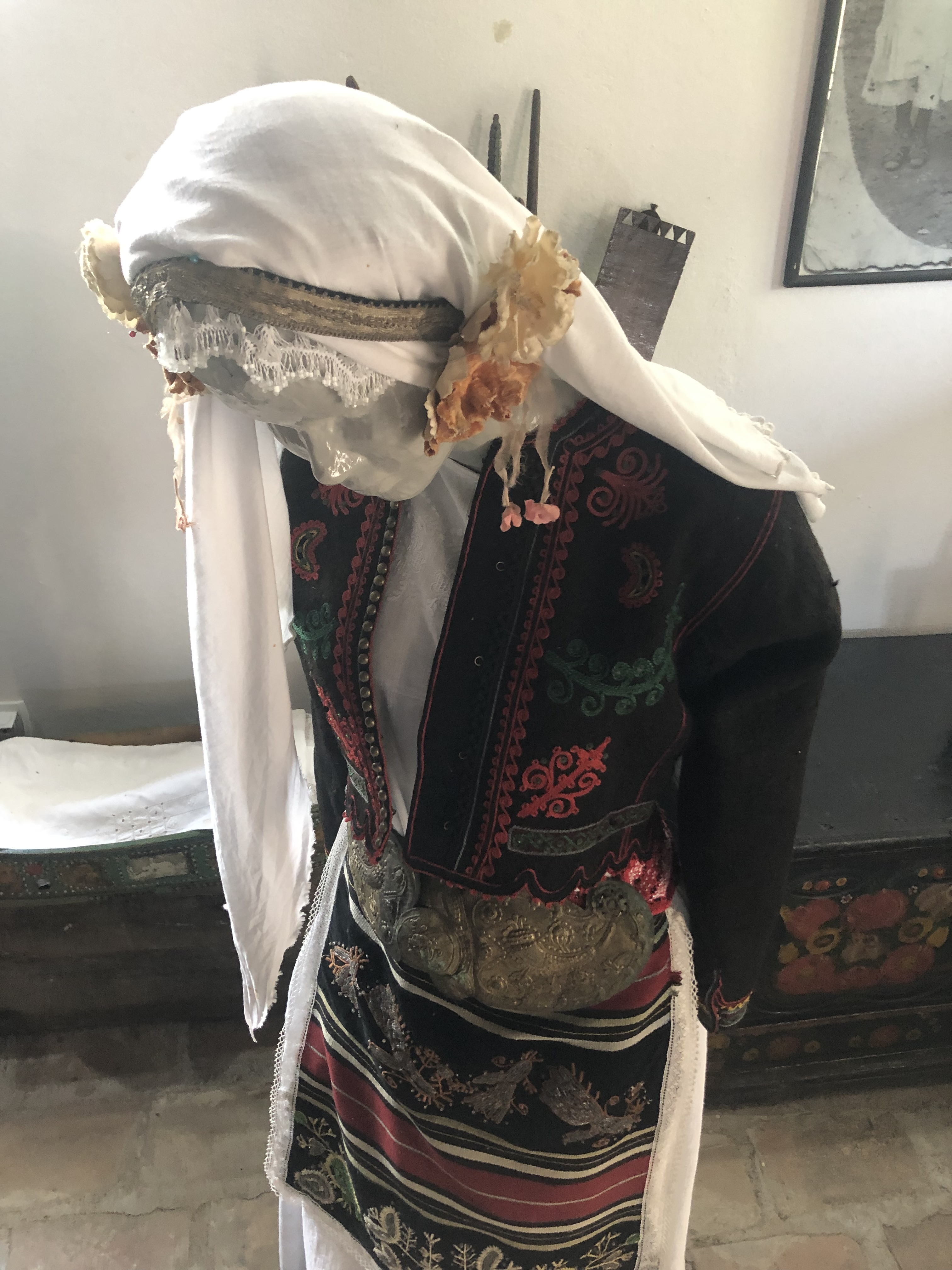
Костюм окрестностей Пожареваца (восточная Сербия), этно-парк Тульба

Сербский народный костюм (серб. Српска народна ношња/Srpska narodna nošnja) — комплекс одежды, обуви и аксессуаров, который использовался сербами в повседневном и праздничном обиходе, и являющийся этническим атрибутом сербского народа. Как и любая традиционная одежда каждого народа, на данный момент практически не носится из-за урбанизации, индустриализации и растущего рынка международных тенденций в одежде. Широкий ассортимент региональных народных костюмов демонстрирует влияние исторического австрийского, венгерского, немецкого, итальянского и османского-турецкого влияний. Тем не менее, костюмы по-прежнему являются вершиной сербской народной культуры, и, учитывая попытки сохранить эту народную культуру, нередко можно было видеть сельских женщин в традиционных костюмах вплоть до конца правления президента Иосипа Броз Тито. Сегодня отдельные элементы традиционного костюма носят только некоторые пожилые люди в сельской местности, а полный комплект в рамках праздничных мероприятий и туристических достопримечательностей. Народный костюм — дорогое удовольствие, полный комплект стоит в районе 1500—2000 евро.

## Основные элементы
- Елек (серб. јелек) — жилет-безрукавка из шерсти, сукна, бархата или сатина, украшавшийся тесьмой-гайтаном. Женский елек был чёрного цвета и расшивался золотыми нитями, иногда был на меху. Вышивка пионом, часто встречающаяся на фартуках, носках и в других предметах одежды, окрашена в ярко-красный цвет, символизируя кровь, потерянную в битве на Косовом поле. Елеки незамужних девушек и женщин были с широким вырезом, что позволяло елеку функционировать как корсаж или лиф, у замужних вырез был меньше[2]. Мужчины носили елек реже, надевая на куртку или рубаху, и он был не так богато украшен, как женский. Мужской елек имел широкие полочки, запахивался довольно далеко, застёгивался на пуговицы и окрашивался в коричневый, тёмно-серый или синий цвет, украшался тесьмой по полочкам, вороту и на спинке из чёрных, синих и даже красных шнуров, а у богачей — позолоченых[3][4][5]. Чем больше было количество тесьмы на мужском елеке, тем богаче был его обладатель. В Боснии мужской елек назывался ферменом (серб. и босн. фермен, fermen)[5].
- Рубаха (серб. кошуља, рубина) — имела туникообразную форму и украшалась тесьмой или вышивкой[6] на вороте и манжетах рукавов (а в женской рубахе также и на подоле и верхе рукавов) в виде цветочных мотивов[2], опоясывалась тканицей[6]. Мужская рубаха была довольно короткой — до колен или бёдер. В Воеводине, а в Центральной Сербии — в тёплую погоду носилась навыпуск[3], в то время как в остальной части страны она заправлялась в штаны. Рукава женской рубахи были присборены выше локтя, поверх них повязывались красные шнуры и ленты[2].
- Зубун — безрукавка из белой, желтоватой, красной или синей ткани (например, домотканого сукна[6]) длиной до колена, богато украшена вышивкой и/или аппликацией и имеет застёжки спереди. В вышивке использовались красные и синие нити, вышивались цветочные орнаменты. Аппликация была из тесьмы[6]. Зубун носился преимущественно в холодную погоду, мог опоясываться тканицей. Когда один из членов семьи умирал, зубун выворачивался наизнанку[6].

### Мужская одежда
- Штаны (серб. чакшире, гаће) — существовало несколько видов, в современном виде сформировавшихся к XVI веку: беневреки (серб. беневреке, беневреци), узкие, часто белые штаны на завязках; пеленгире (серб. пеленгире), штаны с узким шагом; потурлие (серб. потурлије, turače), штаны с широким и низко опущенным шагом, и шаровары (серб. шалваре). Беневреки, изготавливавшиеся из белого сукна, с узкими и внизу прорезанными штанинами, с маленьким задом и довольно низкой талией и прорезами в верхней передней части, спереди присутствовали две вертикальные прорези (серб. ркмач, rkmač), которые могли украшаться тесьмой. Они были преимущественно распространены в Воеводине[4] и восточной Сербии и являлись исконным предметом одежды. Пеленгире изготовлялись из неваляного сукна (как и беневреки), доходили до середины икр и были широкими у пояса, но ближе к колену становились уже[7]. Они имели хождение в динарских областях и на территории Стари-Влаха (юго-запад Сербии)[8]. Во многих местах штаны этого типа назывались словом «беневреки». Шаровары были в широком распространении во время османского владычества, после независимости носились преимущественно сербами-мусульманами или горожанами, придерживавшимися турецкой моде. Как правило, шаровары были синего или чёрного цветов[4]. Потурлие, представляющие собой видоизменённые шаровары (между двух штанин вшивалось широкое складчатое полотнище, дабы было удобно сидеть по-турецки; а чтобы не протирать штаны, сидя на лошади, в области промежности и внутренней стороны бёдер вшивался кусок тонкой кожи) и пеленгире, носились в остальной Сербии, изготавливались из сукна и шерсти, а у богачей — из покупных материалов (в центральной части страны и на большей части юга страны красились в тёмные цвета[3][7], в Косово — в белый); покрывали лодыжки, образуя нечто вроде штиблетов[4] и украшались тесьмой на гульфике и в области карманов[9]. Во многих областях беневреки использовались в качестве нижнего белья зимой, а летом заменяли пеленгире/потурлие, носившиеся зимой. Также в Воеводине носили широкие полотняные штаны, издалека отдалённо напоминавшие юбку[4]. В начале XX века традиционные фасоны штанов, за исключением беневреков и широких штанов в Воеводине, были вытеснены брюками-галифе европейского фасона, что явилось влиянием сербской униформы конца XIX-начала XX веков[3].
- Подвязки (серб. podveze, подвезе) — завязывались чуть ниже колена для сужения штанин[10].
- Антерия или гунь (серб. антерија, гуњ, gunjče, krjalin[11]) — короткая (доходила до пояса или немного ниже) суконная куртка сине-чёрного или коричневого цвета с длинными рукавами, круглым, иногда стоячим воротом и большим запа́хом, украшавшаяся на швах золотой, шёлковой или шерстяной тесьмой и застёгивавшаяся на петли и пуговицы. Куртка имела красную подкладку, из-за чего закатанные рукава и фалды, демонстрировавшие её, считались особым украшением и предметом гордости. Помимо сербов также бытовала у болгар, румын и молдаван, но у них она вышла из употребления в XIX веке, в то время как у сербов продержалась подольше. Портных, шьющих антерии, называли терзиями (серб. терзија). Прежде всего гунь носился женатыми мужчинами и стариками. Этнолог и куратор Этнографического музея в Белграде Татьяна Микулич (серб. Tatjana Mikulić) высказывает версию, что название происходит от латинского слова «gunna», значащего «шуба, мех, кожух», и, в свою очередь, восходящего к греческому «γούνα» — «мех»[12][13]. Аналогичным образом образовано близкородственное украинское «гуня», слово, обозначающее гуцульский плащ из овечьей шерсти или сукна[14]. Изредка гунь также носили женщины[15].
  - Велики-гунь (серб. veliki gunj) — гунь с длинными полами.
- Памуклия (серб. памуклија, от тур. pamuk — хлопок) — нижняя стёганая куртка с большим запа́хом, одевавшаяся под пояс и гунь[4]. В Заечарском округе этим словом, наряду с серб. grudnjak обозначается ватная же безрукавка, носившаяся зимой под елек и гунь[10].
- Джока (серб. џока) — разновидность безрукавки с декоративной пуговичной застёжкой. В Заечарском округе этим словом называется короткая куртка с длинными рукавами, схожая с гунем, в отличие от него, застёгивавшаяся только на пуговицы[16].
- Копоран — куртка солдатской выкройки[17].
- Кабаница (япунджа, опанджак, гуньина серб. japundža, јапунџа, gunjina, opandžak[17][18][19]) — длинный суконный плащ, чаще всего красившийся в красный цвет, носившийся пастухами в некоторых областях Сербии. На данным момент слово также обозначает плащ-дождевик (от серб. кишна кабаница — плащ от дождя)[20].
- Опаклия (серб. опаклија) — длинный кожаный плащ, распространённый в Воеводине.
- Долама — длинный (до колена) кафтан турецкого происхождения. Обычно красился в яркие цвета: красный, зелёный или фиолетовый.
- Душанка — короткая куртка с откидными рукавами.
- Кожух — безрукавка из недублёной овчины мехом вовнутрь, носилась пастухами. Безрукавки к югу от Дуная не декорировались,[10] в то время как в Воеводине они украшались вышивкой и аппликациями.

### Женская одежда
- Юбки (серб. сукња, бишче, бојче, запрега, завијача, вута, фута[8]) — были очень разнообразными, вышивались из плетеной или собранной и вышитой льняной ткани, и опоясывались с помощью шнурка снизу и пояса сверху. Русский этнограф Измаил Срезневский пишет, что чаще всего юбки были шерстяными[6]. Опоясывание было не только частью сербских традиций, но и придерживало юбку, так как она была открыта спереди и без пояса и шнурка могла спасть. Как правило, юбки были тёмных цветов, а по фактуре полосатыми (в продольную полоску[4]) и в клетку. Полосы могли проходить как по вертикали, так и по горизонтали. Для Шумадии и некоторых других областей Центральной Сербии были характерны плиссированные юбки с подтыком, обвязанные по подолу крючком. Два нижних угла таких юбок потягивались вверх к талии и задевались за шнурок, из-за чего юбка отдалённо напоминала силуэт бабочки[2].
- Передник (серб. прегача, кецаља) — украшается цветочными мотивами тканым рисунком и бахромой. Обычно передники изготовлялись из шерстяной ткани, повседневные — из грубого полотна[6]. Незамужние девушки носили вышитые красными нитями белые льняные фартуки[2]. В некоторых областях, где юбка как предмет гардероба отсутствовала, передник мог быть двухсторонним: спереди и сзади[2], хотя двусторонние передники могли носить и в областях, где юбка тоже бытовала. Такой передник, как правило, носили замужние женщины, а девушки носили лишь один. Подобный обычай ношения двух передников также был распространён в Румынии (под названием катринцэ или выльник), в Баранье, Славонии и на севере Болгарии[6], а у восточных славян — на Украине (дольше всего у гуцулов), в Беларуси и позднее и в России[21]. Такая несшитая одежда, несомненно, является очень древней[22]. Хотя, судя по территории распространения данного обычая среди южных славян бывшей Югославии, он относится к паннонскому культурному слою. В 1930-х годах появляется фартук нового типа, сшитый из промышленной ткани, такой как белый хлопок, чёрный атлас или бархат, и который также украшался цветочными мотивами. Вышивка на белом фоне также была белой, но на чёрном фоне вышивали разноцветными хлопковыми мулине[10].
- Либада — короткий (до талии) жакет, изготавливавшийся из атласа, бархата, сатина, сукна или шёлка тёмных цветов и украшавшийся на рукавах, по полочкам и вороту (хотя встречаются экземпляры с декором на плечах и спинке) вышитыми золотыми нитями и тесьмой. Данный предмет возник под турецким влиянием и после обретением Сербией независимости стал терять популярность. Как правило, либада носилась горожанками[23].
- Ечерма (серб. ječerma) — разновидность елека, безрукавка с большим декольте, доходящая до низа груди, и изредка — до талии. Она, в отличие от елека, не грела, и носила декоративную функцию. Ечермы богатых женщин обильно украшались шёлковыми, золотыми и серебряными нитями по всей поверхности, и дабы минимизировать траты на создание и украшение ечермы, она и имела минимум поверхности. Ечерма застёгивалась на пуговицу или петельку, но зачастую её носили незастёгнутой, а шёлковые пуговицы, которыми также могла украшаться ечерма, носили чисто декоративную функцию. Ечерма изготовлялась из сукна, атласа, парчи, шёлка и бархата[24].
- Антерия — носилась зажиточными замужними женщинами, девушкам их носить не полагалось. В отличие от мужской антерии, женская была длиной до пола, имела глубокий вырез, широкие и длинные рукава с разрезом сзади и расширяющиеся к низу полы (для чего в них вышивались клинья). Антерия надевалась на платье или длинную рубаху с елеком или ечермой, опоясывалась поясом с широкой пряжкой-пафтой и застёгивалась на одну пуговицу. Как правило, женская антерия изготовлялась из дорогих тканей: парчи, шёлка и бархата, дешёвые антерии изготовлялись из ткани с вытканным рисунком, а дорогие вышивались шёлковыми, серебряными или золотыми нитями. Чем богаче была обладательница антерии, тем больше была поверхность вышивки. Швы вышивались тесьмой, чем шире была тесьма, тем антерия была богаче. Самые роскошные антерии были обычно тёмно-красного, тёмно-зелёного и чёрного цвета[25].
- Белое суконное платье (серб. хаљина) было характерно для костюмов динарской зоны[8].

### Головные уборы и обувь
- Носки (серб. чарапе) — могут доходить и до колен, и до лодыжек (серб. назувице). Носки до лодыжек используются в женском костюме, а до колен — в мужском. В приграничье с Черногорией и Боснией были в употреблении гетры и гамаши до колен (серб. докољенице, tozluci)[8], застёгивавшиеся на пуговицы и изготовлявшиеся из белой ткани (в окрестностях Сараево они могли быть и чёрными) с чёрной окантовкой из тесьмы[26]. У верха носков вышивались или вязались цветочные мотивы (появились под венгерским влиянием), реже — геометрические узоры[2][3][27]. На верхах носки подвязывались красной тесьмой[4]. Также, помимо носок, употреблялись шерстяные или полотняные онучи (серб. обојци), распространённые преимущественно на севере восточной Сербии и в Паннонии[28].

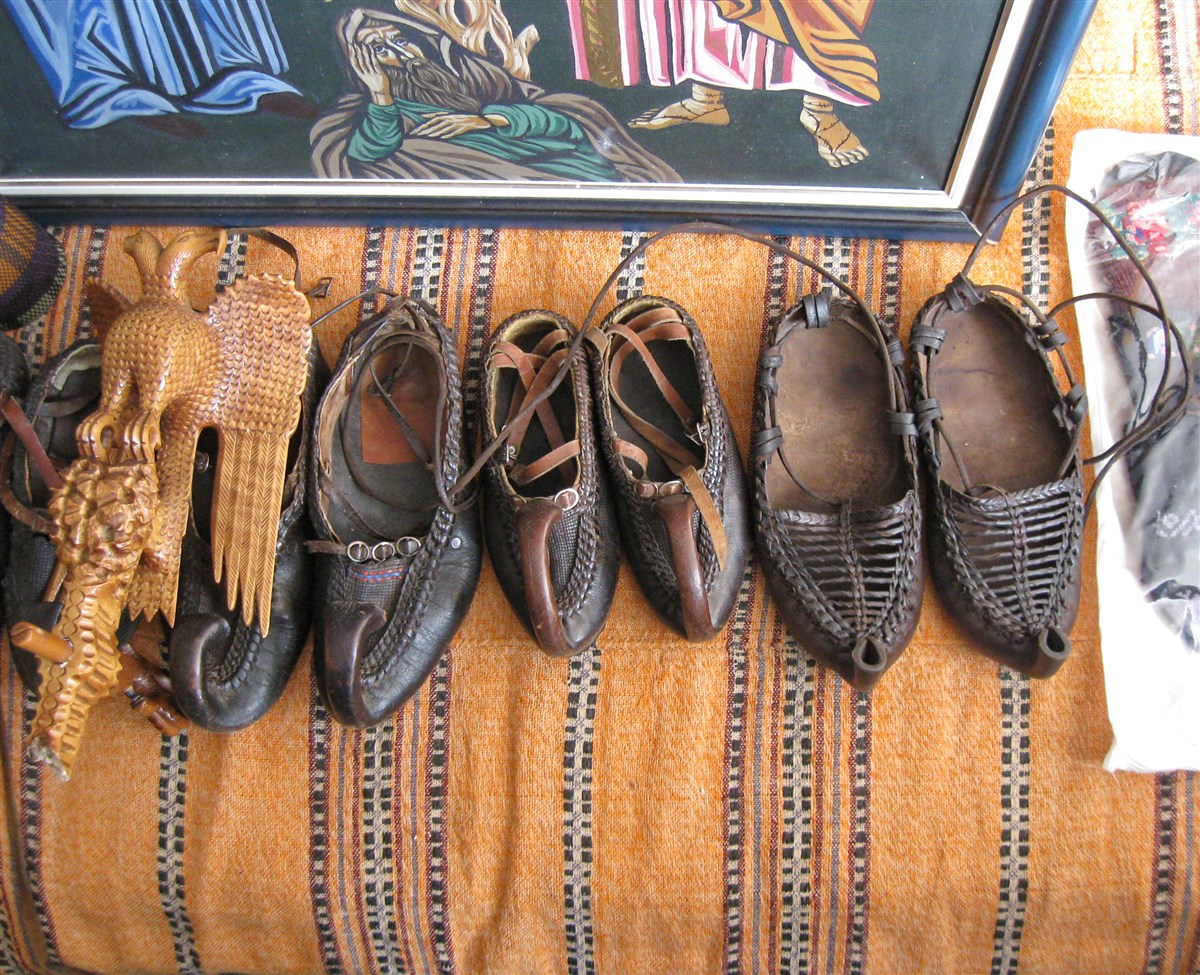
Опанки

- Опанки (серб. опанци, опанак, от праслав. *opьnъkъ — «обувь для скалолазания»[29][30]) — поршни, крестьянская обувь; изготавливается из телячьей кожи, верх может быть выполнен в виде сплетённых кожаных ленточек. Для удержания на ноге опанки привязывались к ноге с помощью кожаных лент-обор или небольшого ремешка, достигавшего лодыжки. Дизайн опанков указывает на регион Сербии, откуда они родом, например, в Шумадии на концах носков куски кожи загибаются вверх. Такие опанки называются шильканы (серб. шиљкани, шиљци). В Поморавье носки совсем маленькие, в Колубаре носок напротив, завострённый, а в Ужице нос опанков изогнут ближе к верхней части стопы. На юге: в Рашке, Старом Влахе, Косово и Метохии были распространены опанки, изготовлявшиеся из единого куска кожи, не имевшие верха из лент, с оборами, перекрещивавшимися на верхней части ступни и таким образом удерживавших опанки, и отдалённо напоминавшие русские поршни; такой вид опанков называется врнчаны (серб. врнчани). Опанки юго-запада были идентичны болгарским цырвулам (болг. цървули) и македонским опинкам (макед. опинци) и имели язычок и две кожаные ленты по обе стороны от него. Старейшим типом опанков были прешняци или прешняки (серб. прешњаци, prešnjaci), также изготавливавшиеся из одного куска кожи (на этот раз сыромятной), их носили на юге и востоке Сербии, например, в окрестностях Заечара, Студеницы, Лесковаца, Ниша и Вранье[28]. Были в широком употреблении до середины XX века, с XVIII века началось их массовое производство[31], одним из центров производства опанков был город Ужице, где с середины XIX века изготавливались опанки из полудубленой воловьей кожи красноватого цвета (из-за чего он получили название серб. црвењаши), вскоре распространившиеся по всей Сербии[32]. В начале XX века, после Первой мировой войны вошло в практику замачивание опанков в растворе поваренной соли, что также придаёт коже красноватый оттенок. Подобную обувь также носили на всём Балканском полуострове и в некоторых странах Восточной Европы[31][33].
- Капичары (серб. капичари, ед. число серб. капичар, kapičar) — кожаные туфли без каблука и с ремешком для поддерживания и застёжки, были распространены в Воеводине, а также в Хорватии[28].
- Дрвеняки — лапти из бересты, ивовой и липовой коры, носились бедными крестьянами[8].
- Сапоги (серб. чизме) — были заимствованы во время османского владычества, имели загнутый кверху носок. В середине-конце XIX века были вытеснены сапогами общеевропейского фасона[34].
- Туфли (серб. ципеле) — в османский период и в период независимости до конца XIX века носили турецкие туфли нескольких фасонов. На улице и мужчины, и женщины носили фирале — неглубокие туфли с плоской подошвы и загнутым носком; в тёплую погоду носились на носки, а в холодную — на сапоги. Женщины носили терлуке — туфельки из лёгких тканей: сукна, бархата или атласа; украшенных вышивкой и иногда бусинами, бисером, кисточками и т. п. С проникновением в Сербию общеевропейского костюма также пришли и западные туфли, вытеснившие турецкие в конце XIX-начале XX века[34].
- Местве (серб. местве) — мягкие кожаные сапожки с плоской подошвой, домашняя обувь, носившаяся в Боснии. При выходе на улицу на местве (как правило в холодную погоду) одевали туфли-фирале. Первоначально местве были обувью унисекс, но впоследствии они стали исключтильено мужской обувью[34].
- Шубара (серб. шубара) — меховая шапка, носившаяся в холодную пору. Она имеет коническую или цилиндрическую форму, преимущественно чёрного цвета, изготавливалась из овечьей шерсти[35][36]. Шубара была частью униформы сербских солдат в Первой мировой войне, четников во Второй мировой войне и во время югославских войн, обычно с кокардой в виде сербского орла или креста[37]. Схожие шапки были распространены и у других народов Юго-Восточной и Восточной Европы (болгарский калпак, румынская кэчула (рум. cǎciula), молдавская кушма, украинская и венгерская кучма (венг. kucsma))
- Шайкача (серб. шајкача) — войлочная шапка, легко узнаваемая по дизайну: верх имеет V-образную форму и похож на дно лодки (если смотреть сверху). Шапка появилась в XVIII-м веке и была частью униформы т. н. шайкашей (серб. шајкаши), солдат австрийских речных войск, охранявших окрестности Белграда, и побережье Дуная и Савы от набегов Османской империи. Впоследствии, после Первого сербского восстания она распространилась среди всего гражданского населения центральной Сербии, заменив бытовавшую во времена османского владычества феску, в XIX веке шайкача стала официальной частью сербской военной формы, которую носили сначала солдаты, а после 1903 года она, получив козырёк, заменила офицерские кепи и фуражки французского стиля. Во время Второй мировой война шайкачу носили как и четники, так и сербы из рядов титовских партизан. Однако после окончания войны шайкачу в армии заменили на пилотку-«титовку» (названную в честь Тито) для солдат и фуражку для парадной формы офицерского состава. Во время войны в Боснии, шайкачу с козырьком носили военные командиры боснийских сербов и многие подразделения добровольцев. Шайкача является национальным символом Сербии, как в России — ушанка. Сегодня её обычно можно увидеть в деревнях по всей Сербии, Боснии и Герцеговине и Черногории, часто носятся пожилыми мужчинами.
- Феска (серб. фес, fes, ćelepoš) — была красного, реже малинового цвета и имела чёрную или синюю шёлковую кисточку (серб. шамија)[8][4], после обретения независимости носилась преимущественно горожанами, одевавшимися по турецкой моде, и сербами-мусульманами. Сходные по форме шапочки (серб. црвена капица) носили незамужние девушки в центральной и южной Сербии, они украшались монетами, означавшими готовность носительницы к замужеству[38].
- Фетровая или войлочная шляпа — изначально была распространена лишь в Воеводине, на территории остальной Сербии распространились в конце XIX-начале XX веков, а на данный момент, наряду с шайкачей, является популярным головным убором у мужчин-селян.
- Соломенная шляпа — употреблялась в тёплую погоду.
- Конджа (серб. конђа, коњђа, kondja) — женское очелье, покрывавшееся ниспадавшим на спину жёлтым или красным платом[4][38], головной убор невест и замужних женщин. Изготавливалась из соломы или металла, могло иметь ленты для завязывания на подбородке. Могла украшаться монетами. Вышла из употребления после Первой мировой войны. Существовало два вида конджи: маленький, носившийся на лбу и более высокий, конической/роговидной формы, надеваемый на затылке. Сербский этнограф и писатель М. Миличевич сравнивал конджу второго вида из окрестностей Крагуеваца, описанную Срезневским, с кокошником Московской губернии[38][39], также с кокошником конджу сравнивал и русский этнограф Павел Ровинский[4]. В свою очередь, советская этнограф Гали Маслова, что конджа и подобные головные уборы с твёрдой основой (наиболее распространённые у южных великоруссов) несомненно восходят к глубокой древности[38].
- Ручник (серб. ručnik, ручник) — тюбетейка круглой формы, носившаяся невестами и новобрачными девушками и украшавшаяся кисточками или перьями. Как правило, изготавливалась из красной льняной или хлопковой ткани, в первый год после свадьбы девушки носили ярко-красный ручник, а на второй надевали тёмно-красный. К тыльной стороне подсоединялся платок, закрывавший затылок и шею[40].
- Смилевац (серб. smiljevac, смиљевац, цмиљевац) — головной убор чаще всего девушек и невест, хотя носили его даже молодухи (молодые замужние женщины). Название восходит к сербскому названия цветка цмина песчаного, он же бессмертник песчаный — англ. смиље. Конструктивно он представлял собой венок сложной формы, к которому прикреплялись перья, ленты, по бокам — два кольца, а иногда — одно кольцо поверх смилевца[21].
- Перьяница (серб. перјаница) — разновидность смилевца, носившаяся «от венчания до конца первого года брака». Название этот убор получил по характерному украшению из перьев, помимо декоративной функции, также нёсшие ритуально-защитную функцию[21].

### Аксессуары
- Пояс (серб. појас, pojas) — будничный был тканым шерстяным (серб. тканица), а праздничный изготавливался из кожи и имел большую застежку (серб. пафта), изготавливавшуюся из серебра или различных сплавов бронзы и иногда золотившуюся. Мужчины опоясывались примерно три раза, после чего свободный конец пояса свисал слева[3]. Как правило, тканица была ярких цветов и в полоску, могла присутствовать бахрома на концах[4][3].
  - Силав, силах (серб. силах, силав, silah, silav, bensilah) — широкий кожаный ремень-сумка со множества карманами. Предназначался для ношения оружия, боеприпасов и прочих предметов вроде трубки и кисета, потому носился военными. Особо ценились силахи из красной кожи, а у богачей они тиснились и вышивались шёлковыми, а то и золотыми линиями. Для дополнительной защиты к силаху иногда прикреплялись металлические кнопки, тем не менее, утяжелявшие его вес[41].
- Брояница (серб. бројаница) — чётки, обычно носящиеся на левой руке как браслет.
- Торба — тканая или вязаная сумка с бахромой, носившаяся через плечо[42].
- Трость (серб. трска, момчаник, кићено штапче, šljak, štap) — изготавливалась из дерева и украшалась резьбой[19]. Были в ходу у людей преимущественно пожилого возраста.
- Витица — головные женские украшения, изготавливались из золотых или серебряных монет, носившиеся молодицами в первый год после свадьбы, которые имели право не работать наряду с другими[4]. Ко времени Балканских войн количество монет сократилось до одной, а к середине 1920-х витица вышла из употребления[40].
- Мониста и бусы из монет[4].

### Причёски
Мужчины носили короткие волосы, иногда отращивая их до плеч. До Сербской революции также собирали волосы с затылка и сплетали в косу. На лице мужчины отращивали усы и бороды. Женщины также носили косы, зачастую единственную косу зачёсывали на правую сторону и укладывали их вокруг головы, фески или конджи, образуя нечто вроде венка. В волосы могли вставляться цветы, как и естественные, так и искусственные. Некоторые девушки разделяли волосы на маленькие косички наподобие пасм, пускавшихся по спине и украшавшихся на концах лентами.

## Различия по регионам
Сельский народный костюм XIX—XX веков подразделялся на четыре типа: паннонский (Воеводина), центрально-балканский (центральная и южная Сербия, в том числе Косово), динарский (юго-запад Сербии) и шопский, он же вардарский (историческая область sr:Шоплук: крайний юго-восток Сербии и крайний северо-запад Болгарии). Для центрально-балканского типа женского костюма были характерны юбки, открытые спереди. Рубахи в динарской области имели вшитые в подмышки ластовицы.

### Центральная Сербия
Костюмы северо-западных и центральных частей Сербии содержат некоторые элементы паннонского костюма, динарского и центрально-балканского.

#### Шумадия
Шумадийский костюм является «классическим» и самым узнаваемым, так как именно здесь расположена столица страны, и так как именно здесь произошло два сербских восстания, приведших сначала к автономии, а затем — к независимости страны. Эти два фактора поспособствовали распространению элементов шумадийского костюма по всей Сербии. Также немалая заслуга в популяризации шумадйиского костюма принадлежит князю Милошу Обреновичу. Для шумадийского мужского костюма характерно использование преимущественно зелёного и коричневого цветов. Летом порой носили белые льняные штаны (которые в холодную погоду служили нижним бельём) и рубаху навыпуск, а на голове — соломенную шляпу.

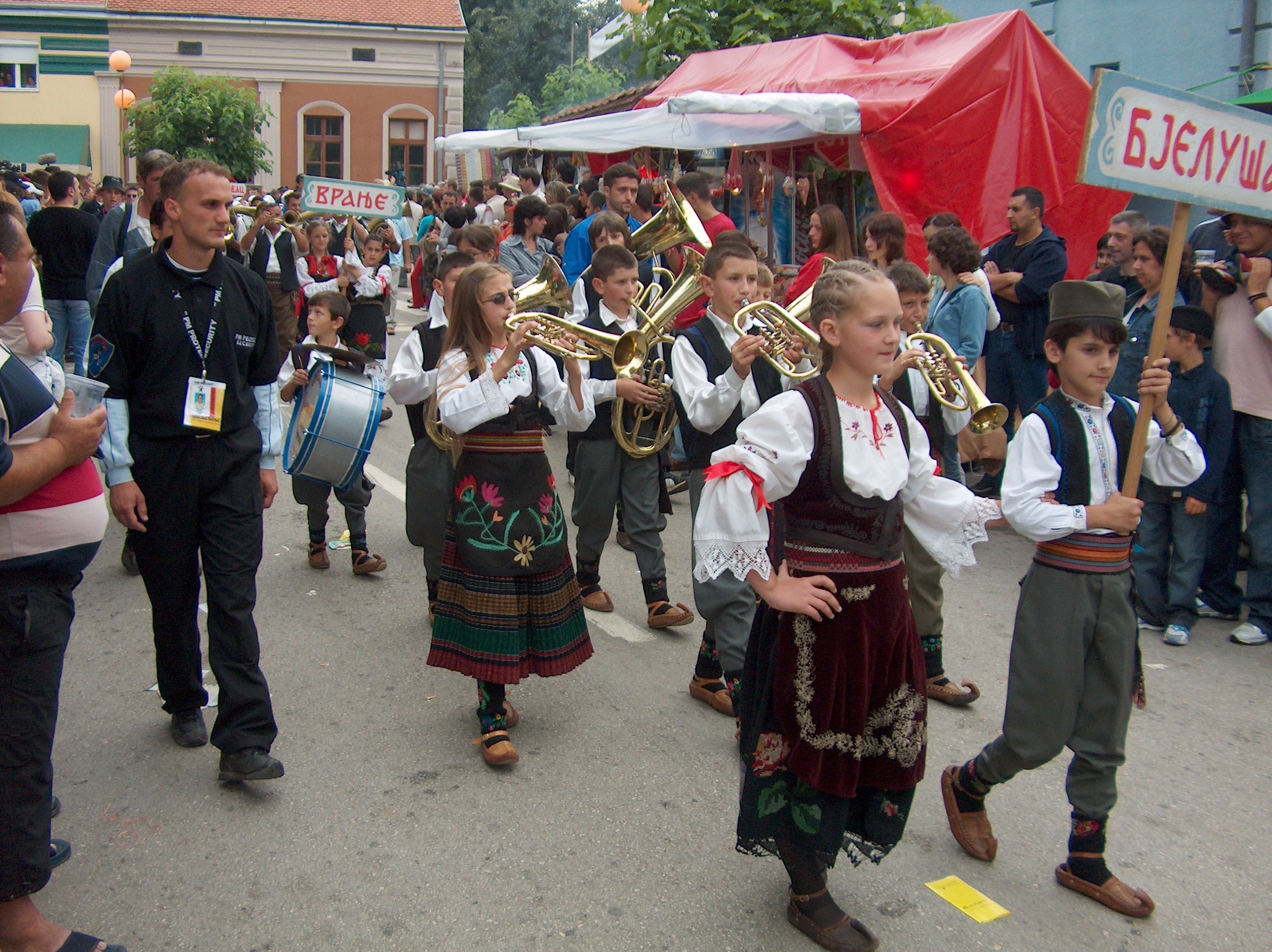
Духовой оркестр из деревни Бьелуша в народных костюмах во время фестивале трубачей в городе Гуча.
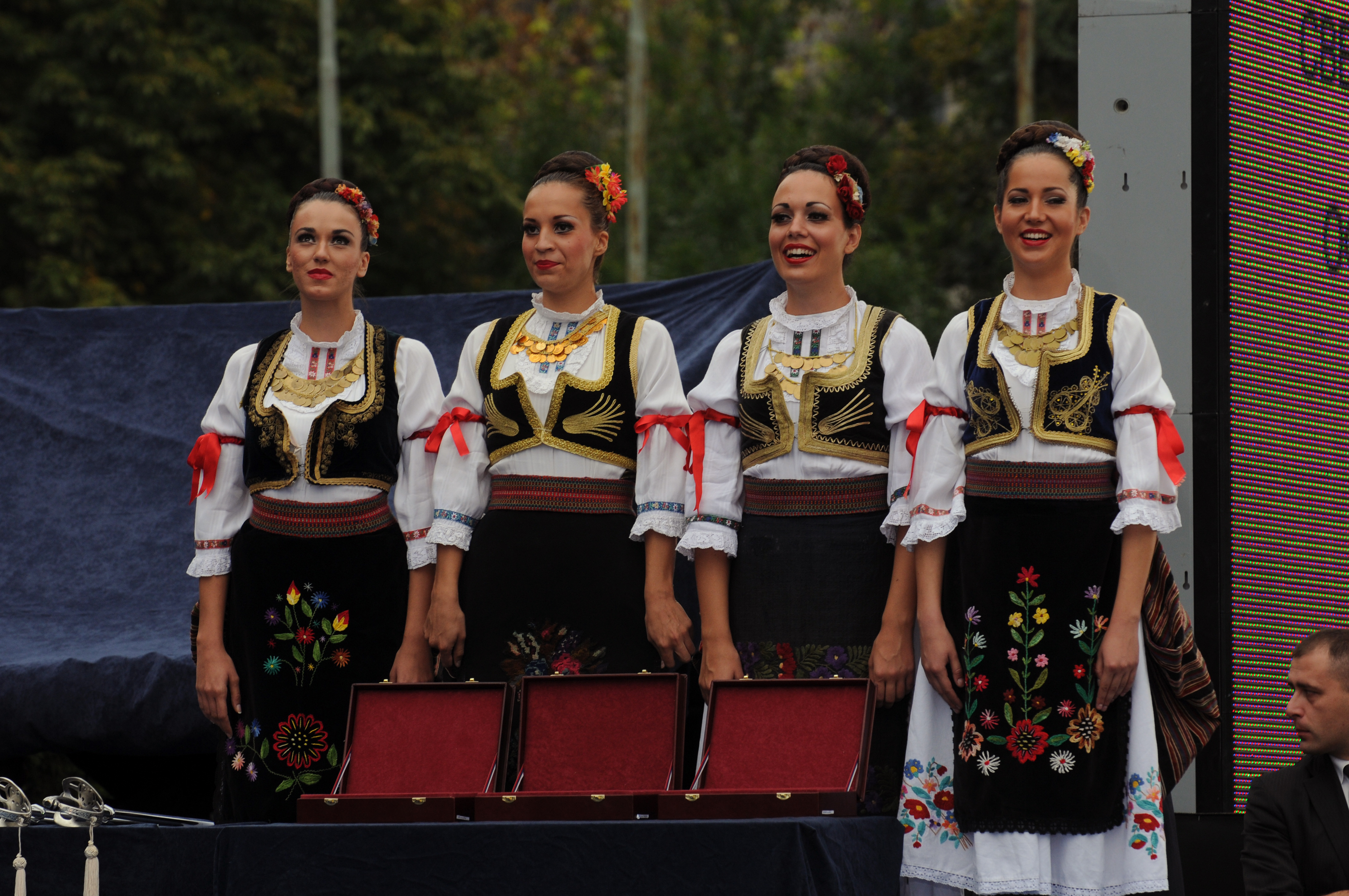
Женское платье из центральной Сербии
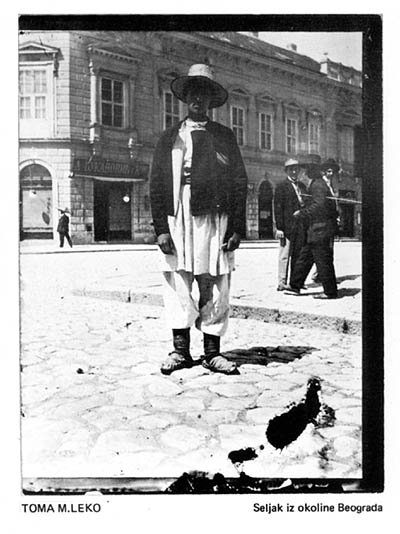
Крестьянин из окрестностей Белграда, 1901 год.
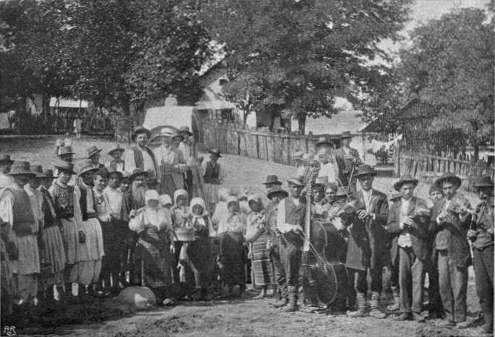
Жители деревни Мириево (ныне район Белграда в составе общины Звездара) и цыгане-музыканты, 1906 год
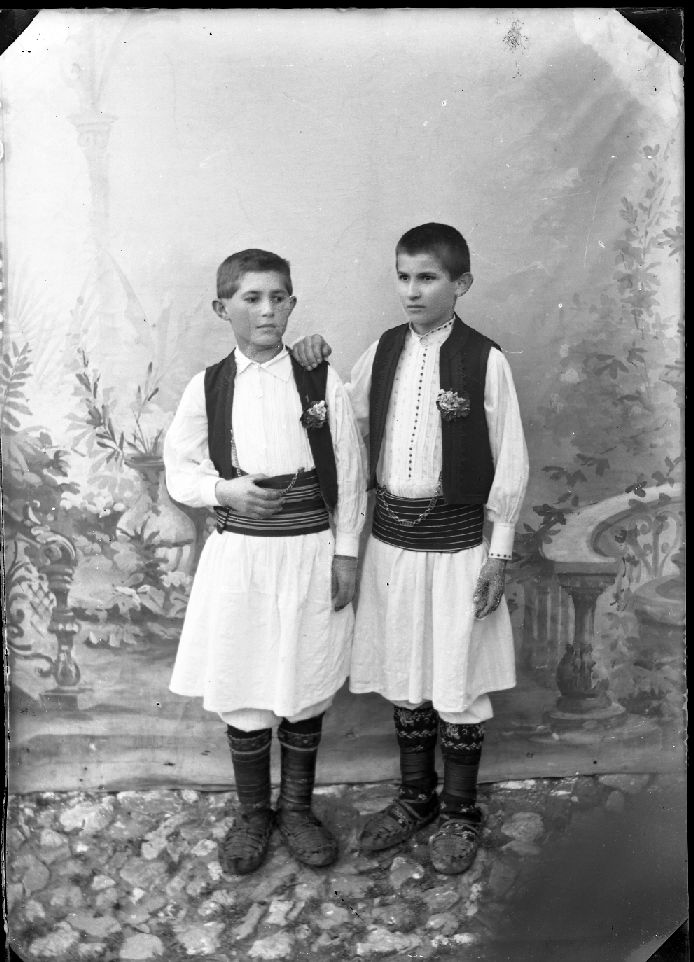
Мальчики в народных костюмах, 1944 год.
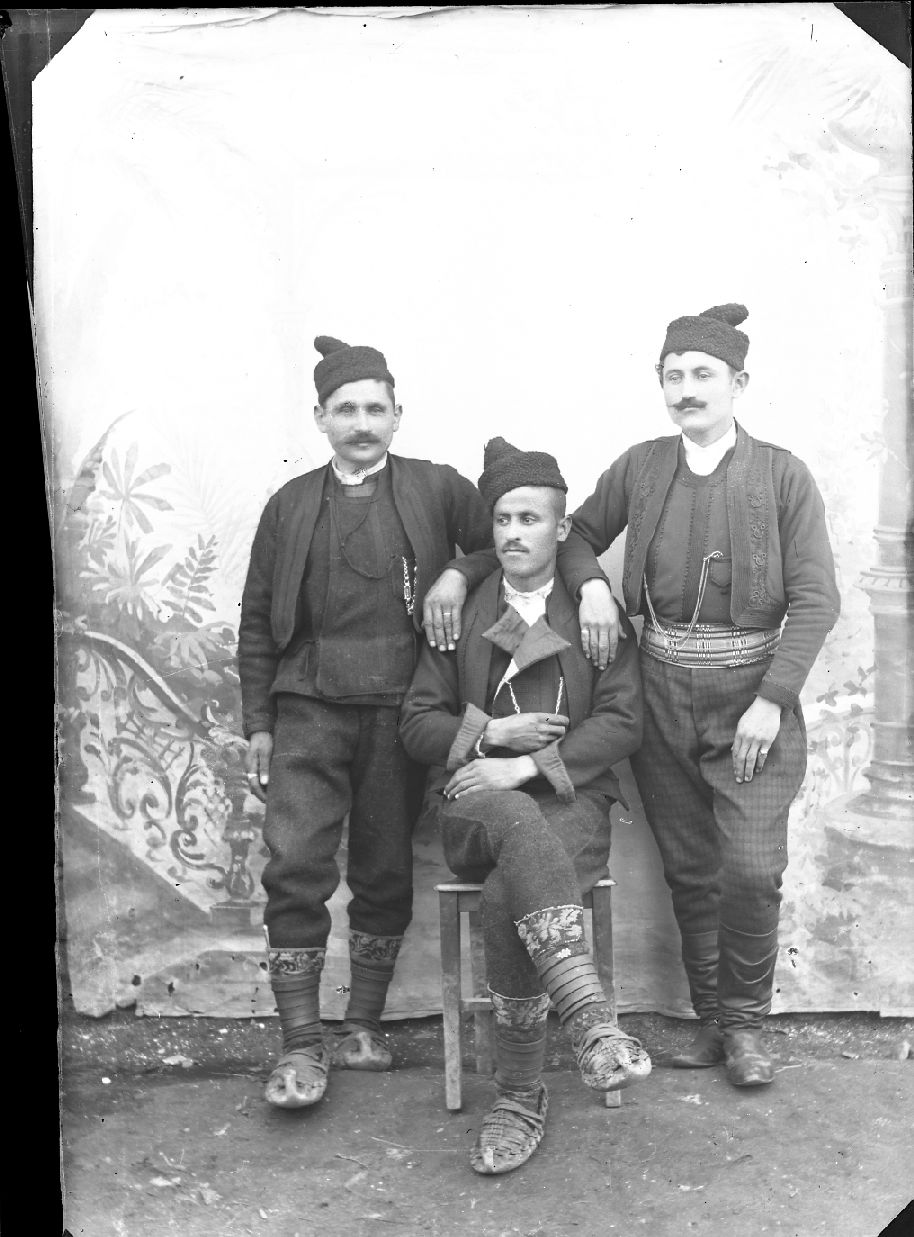
Шумадийский костюм, фотография Франа Весела (Словения), 1944 год.
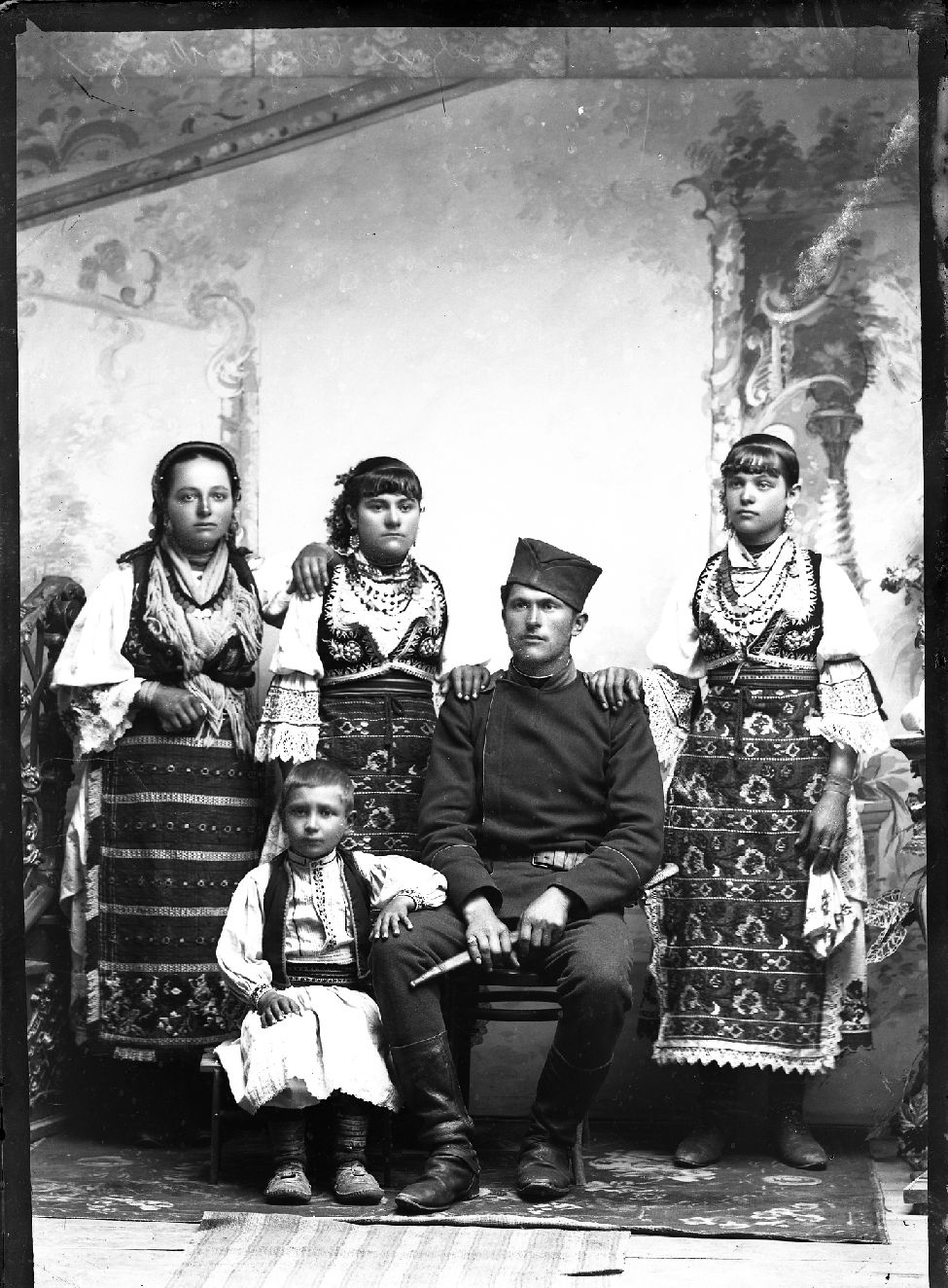
Костюм из окрестностей Белграда, тот же фотограф, 1944 год
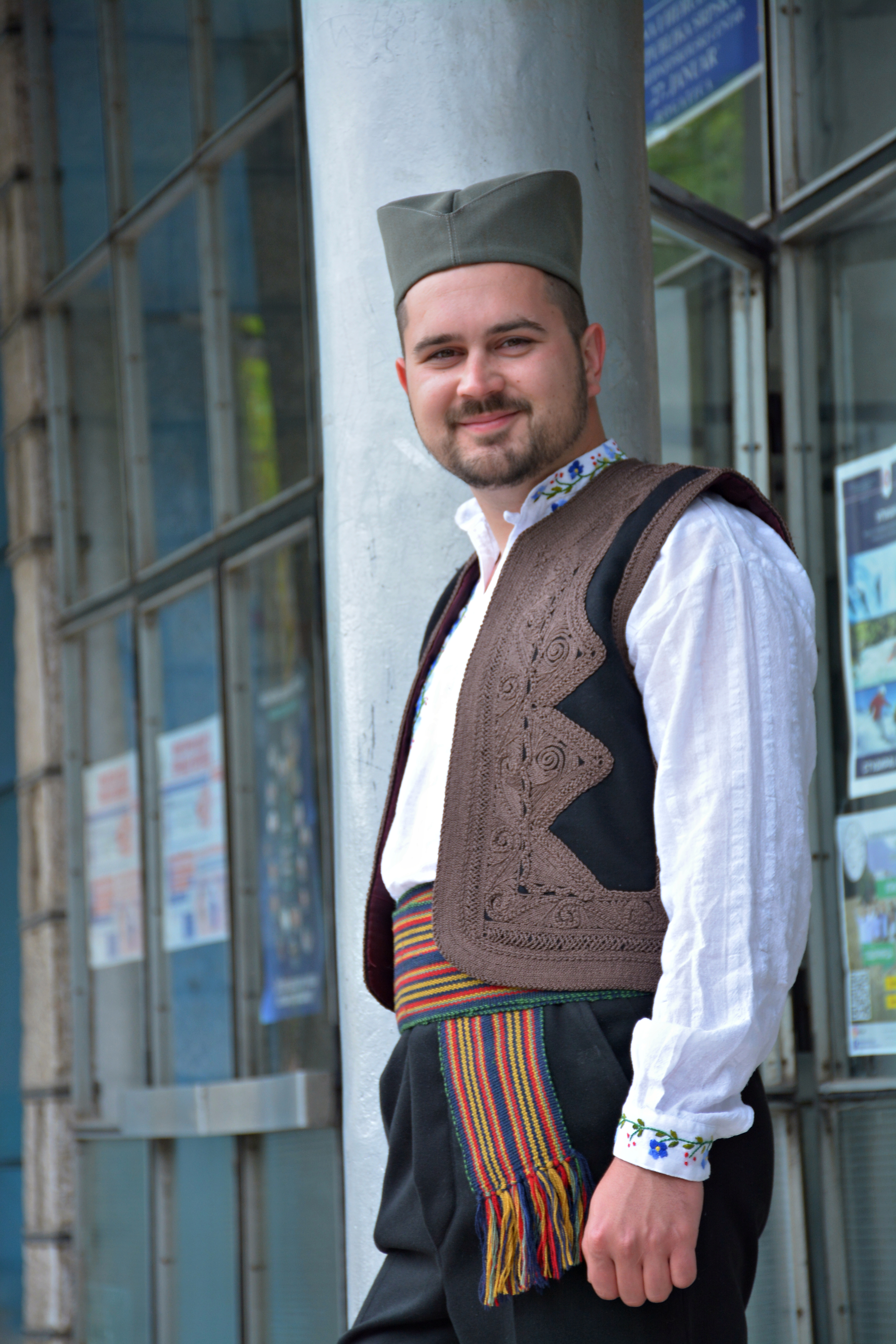
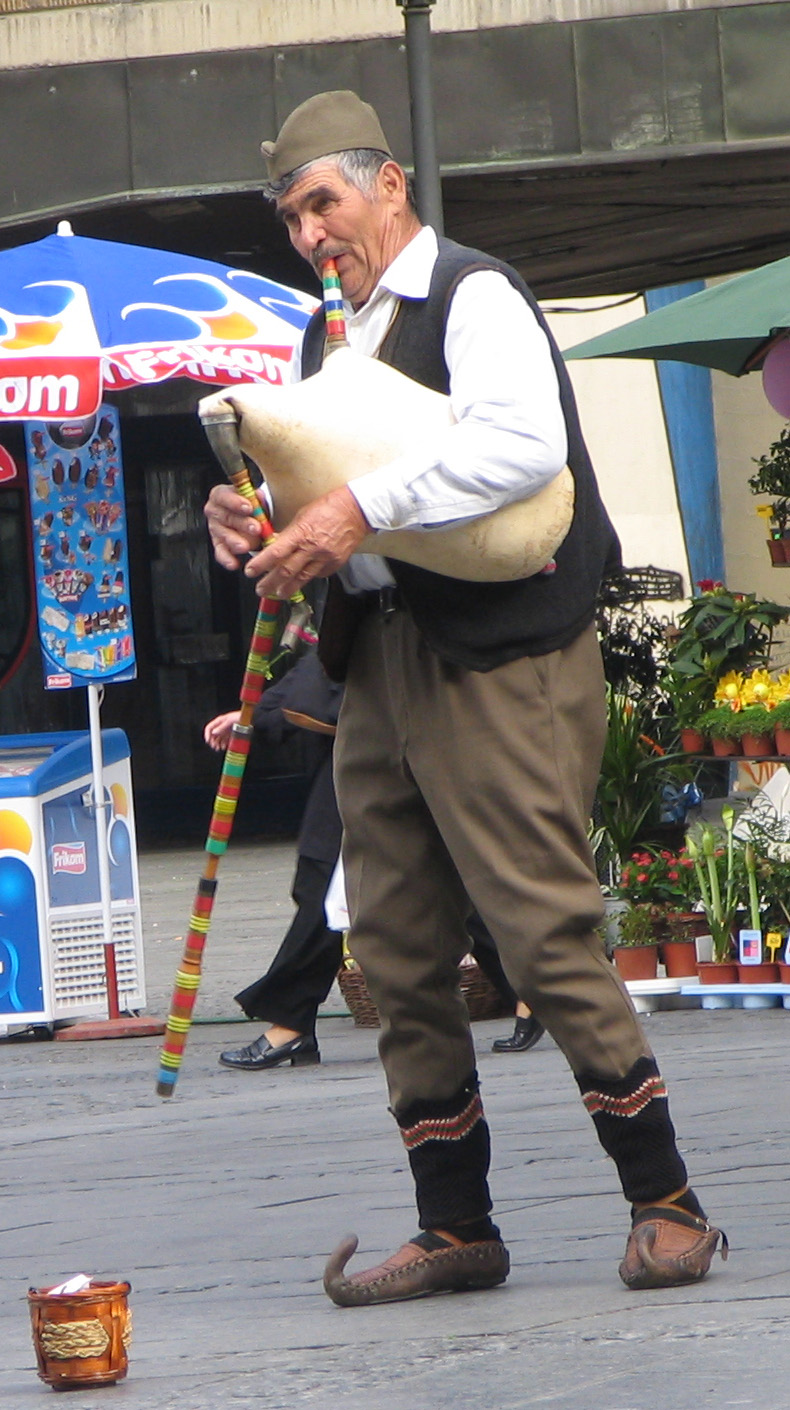
Волынщик в Белграде
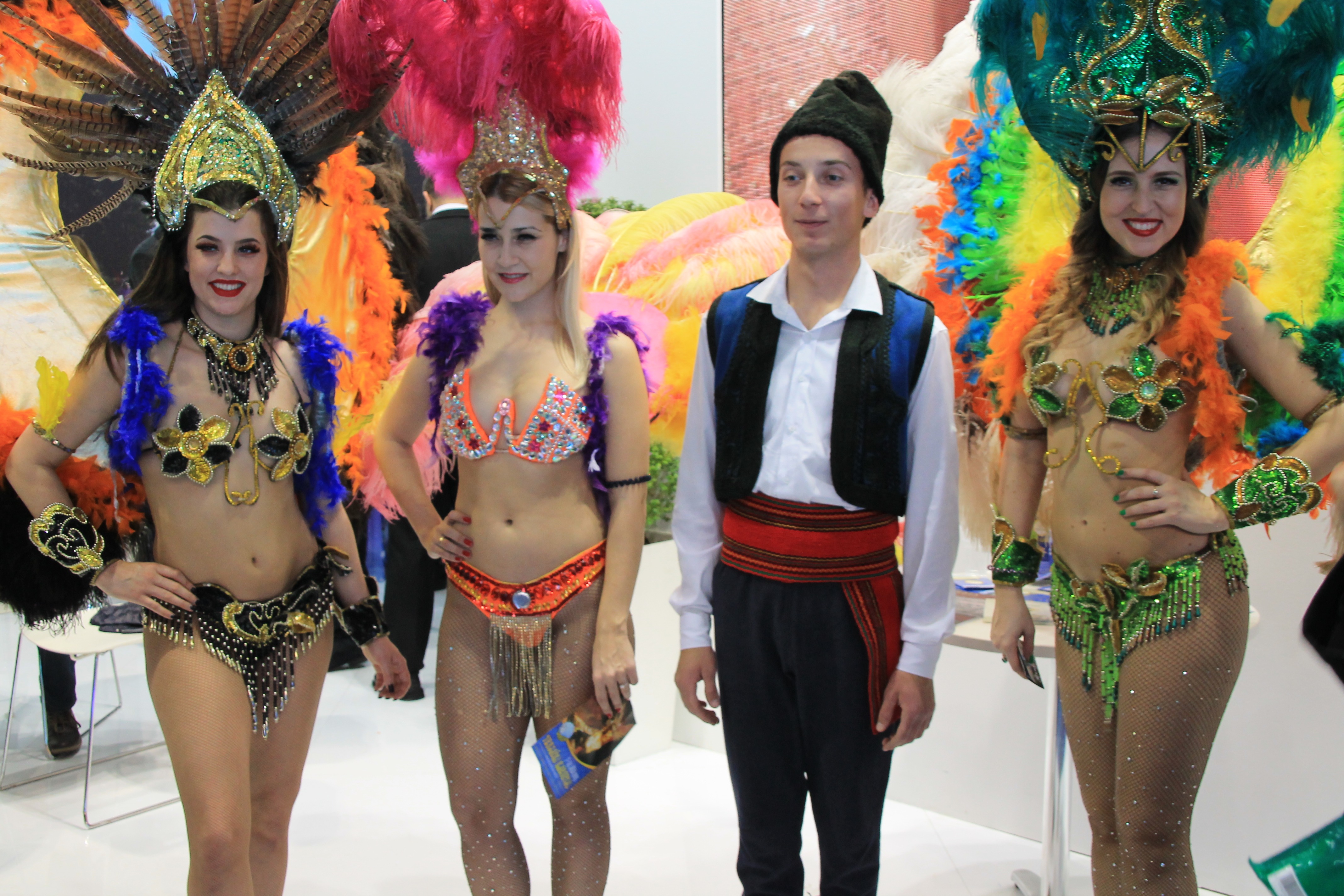
Парень в центре — в шумадийском костюме, туристическая ярмарка в Белграде, 2019 год
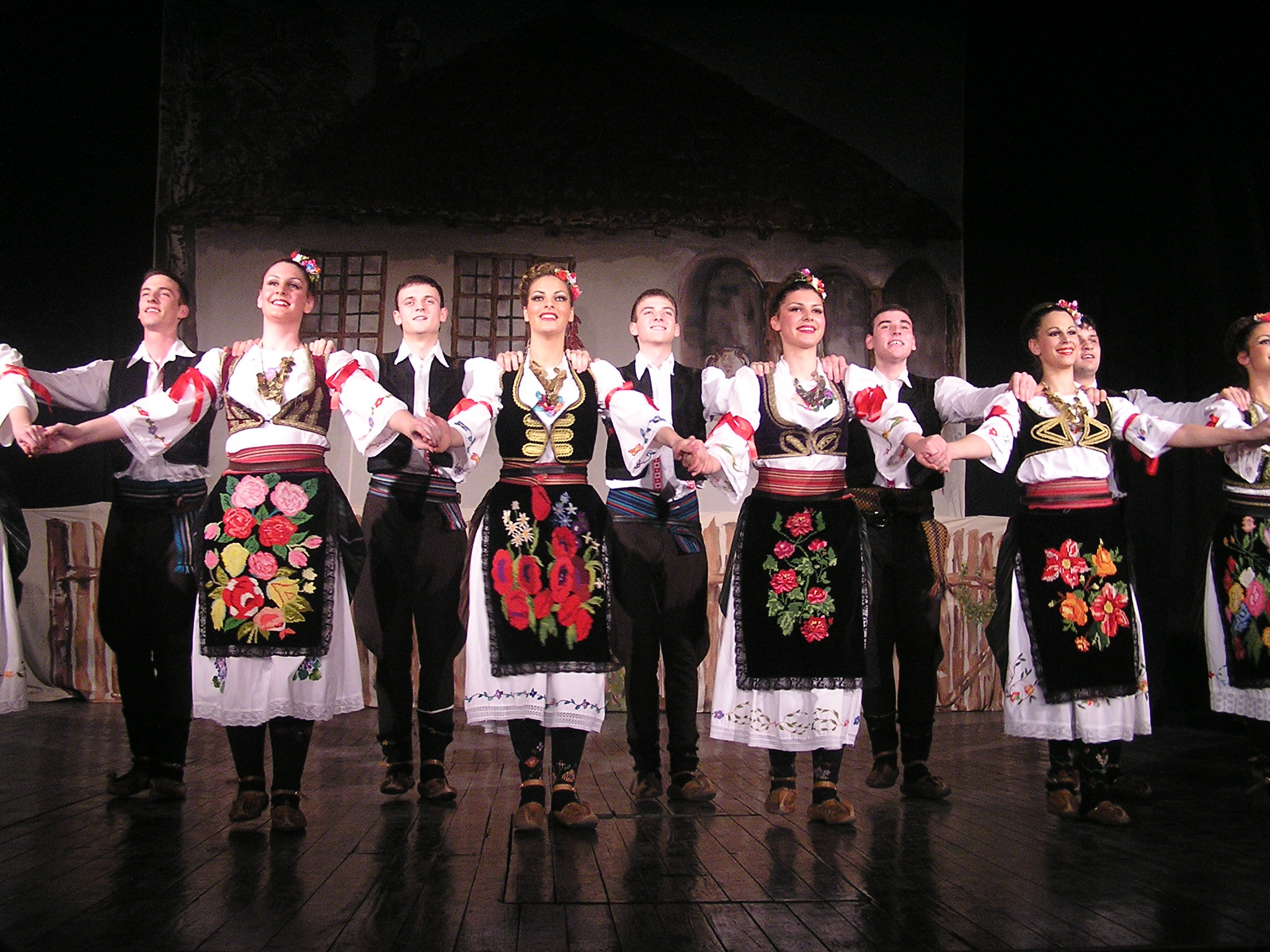
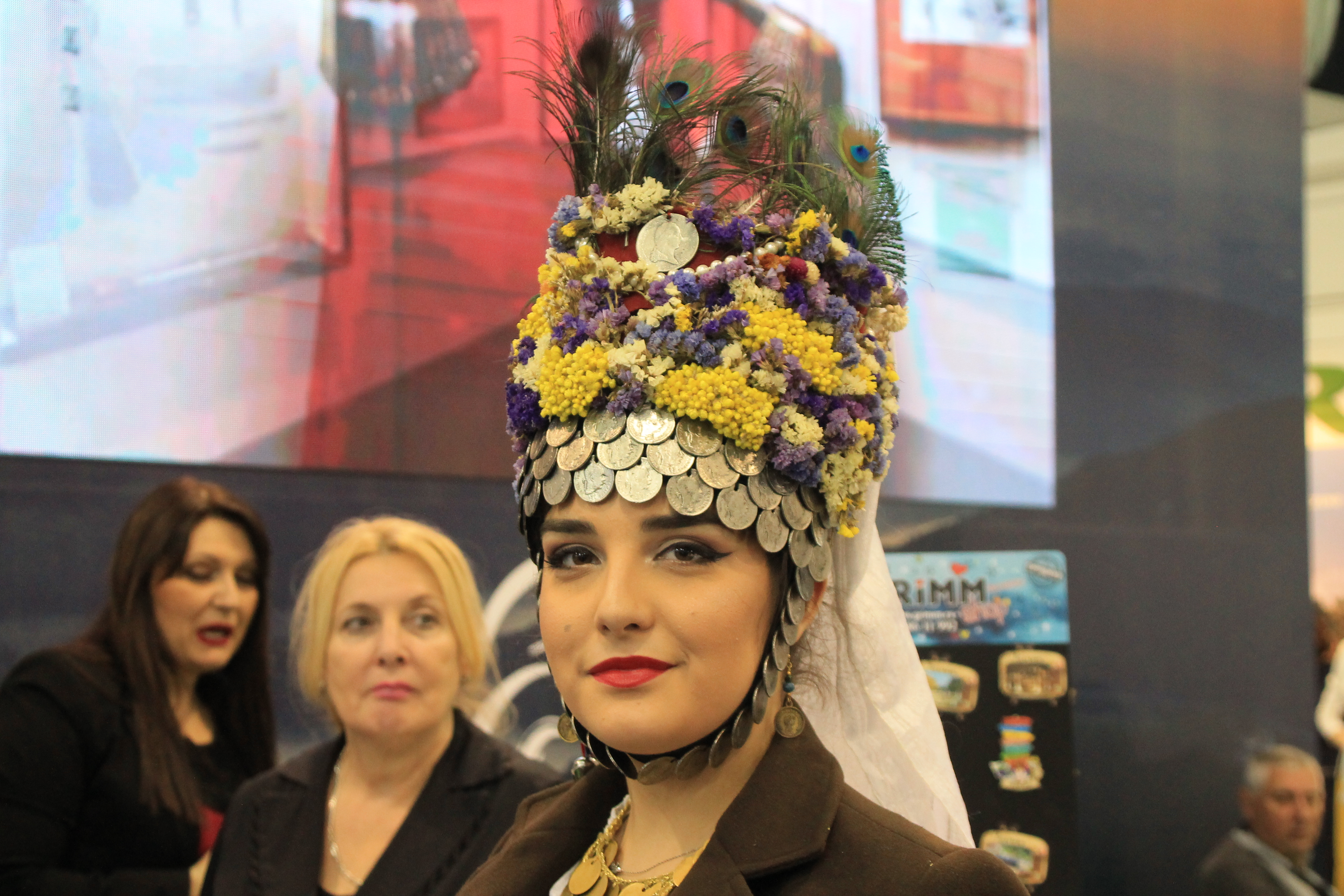
Смилевац, туристическая ярмарка в Белграде, 2019 год
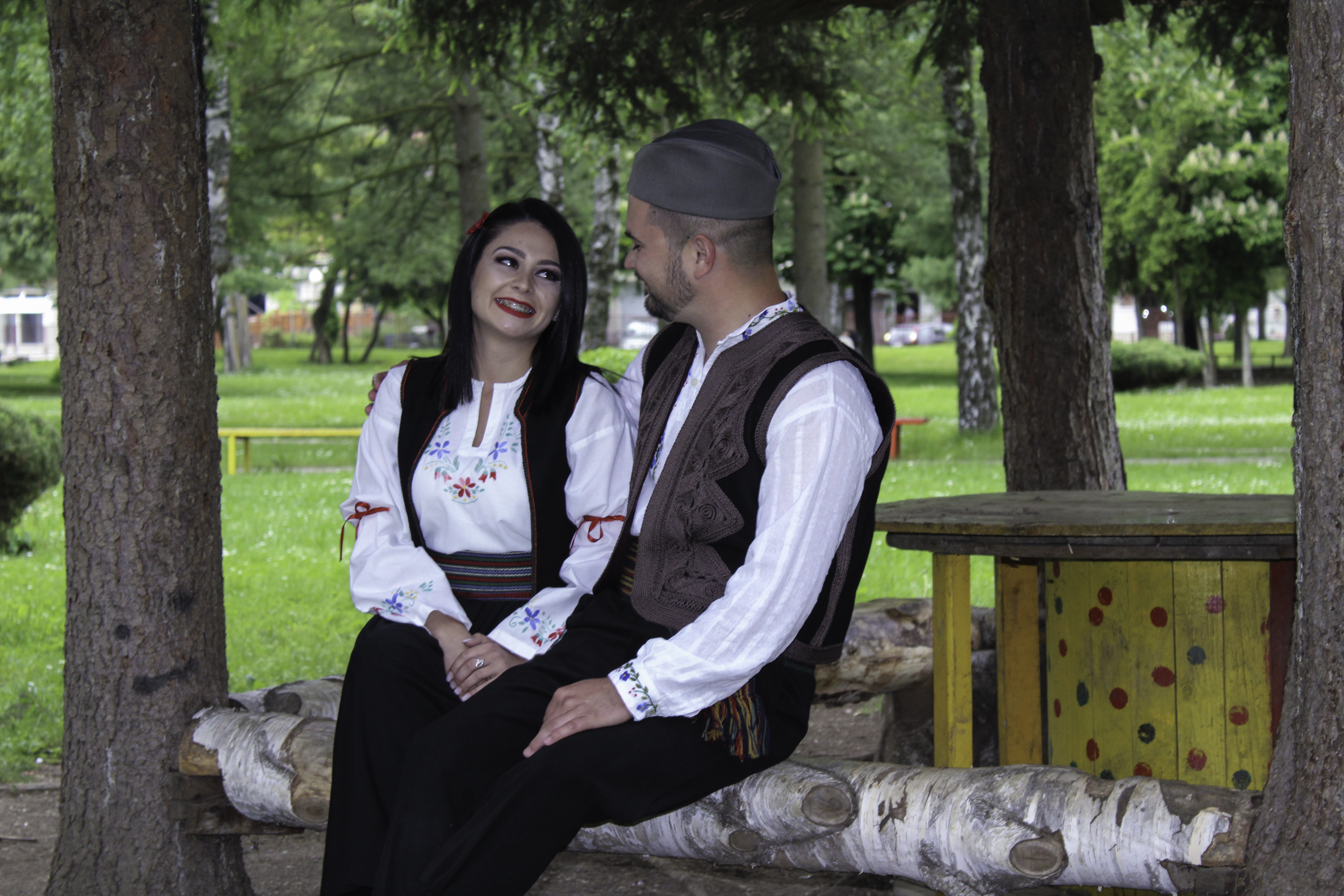
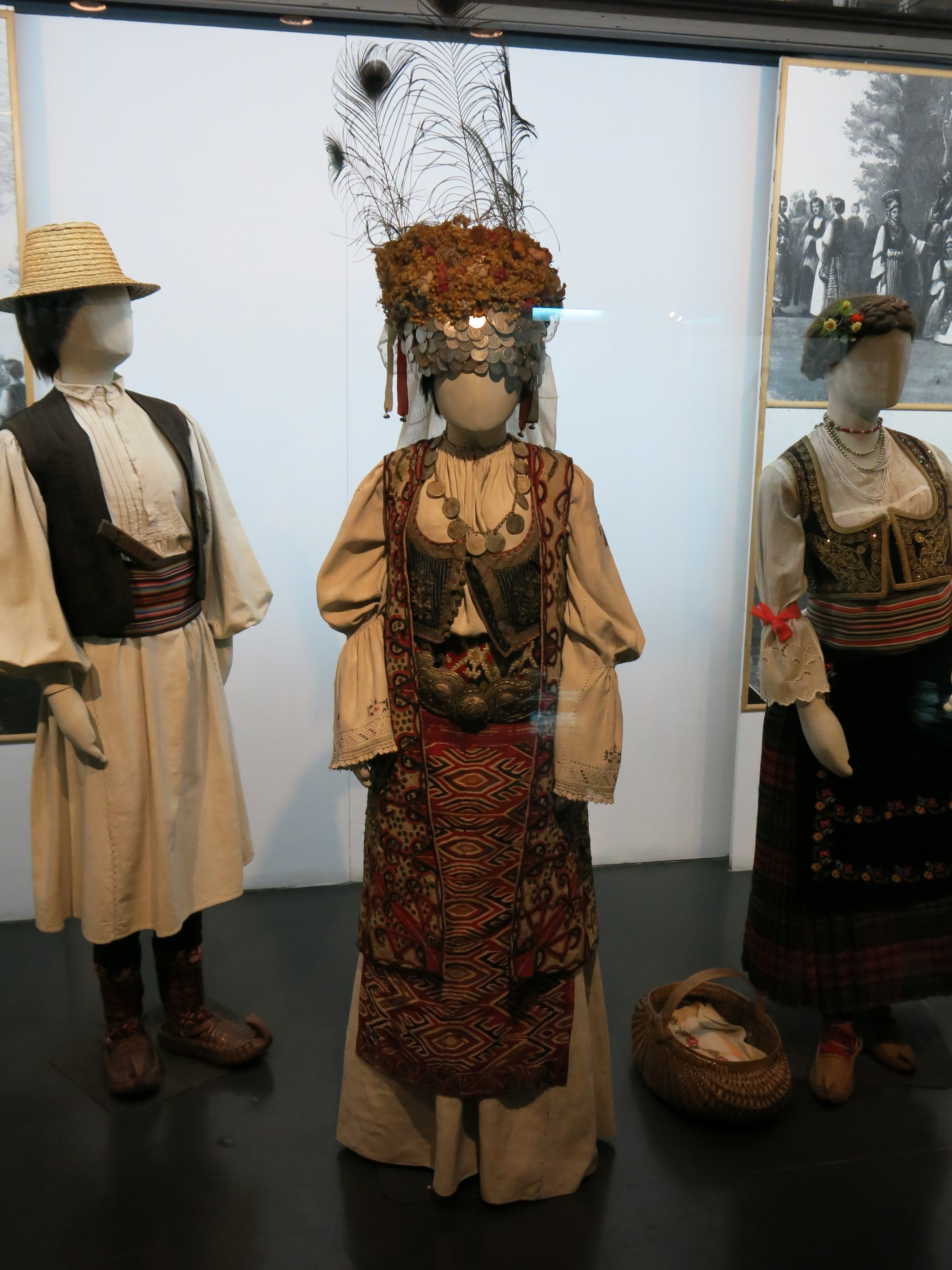
Костюмы из Шумадии (слева направо — мужской, костюм невесты, женский повседневный)
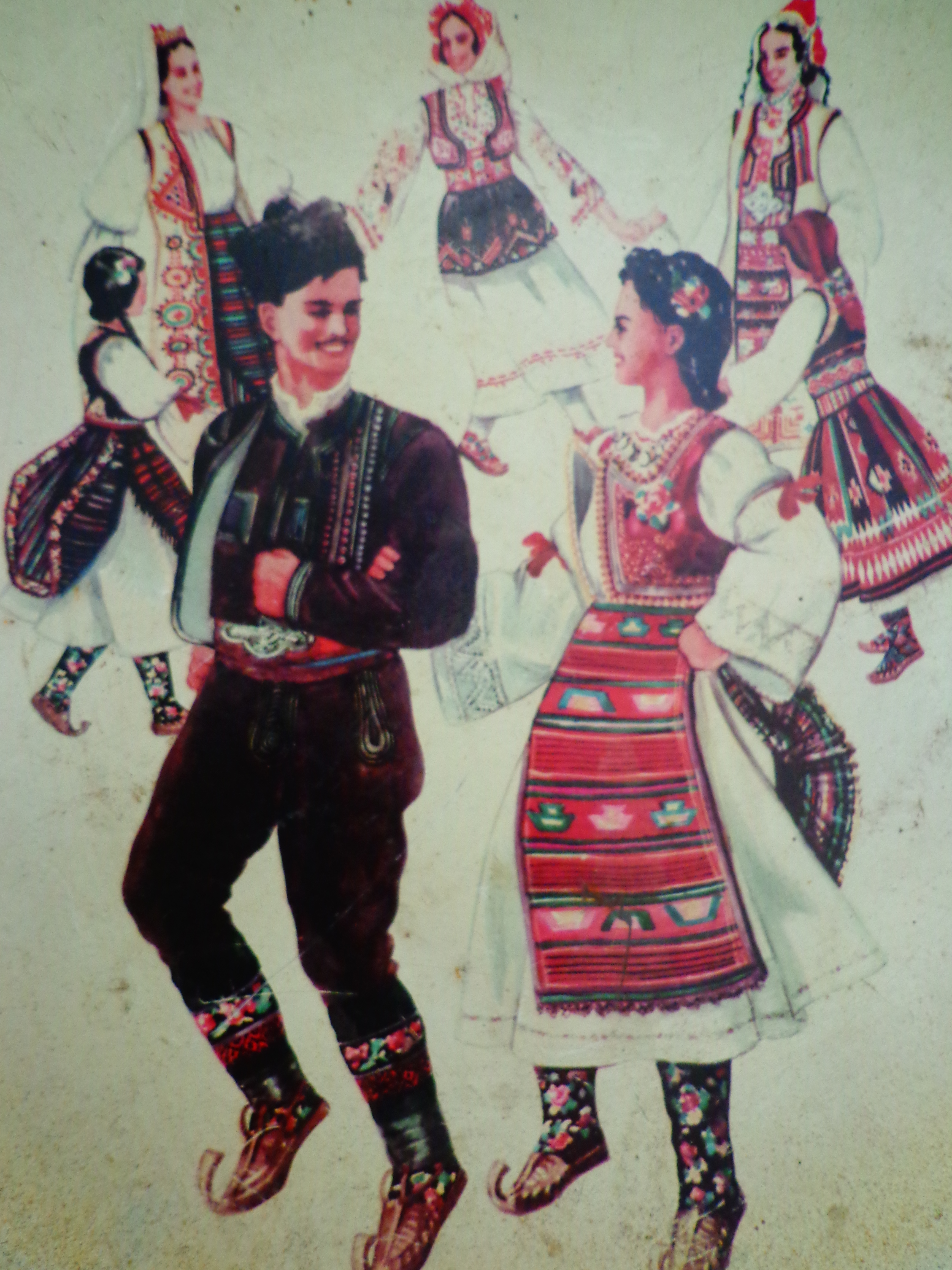
Шумадийское коло, роспись на тарелке по мотивам рисунка Владимира Кирина (Хорватия)
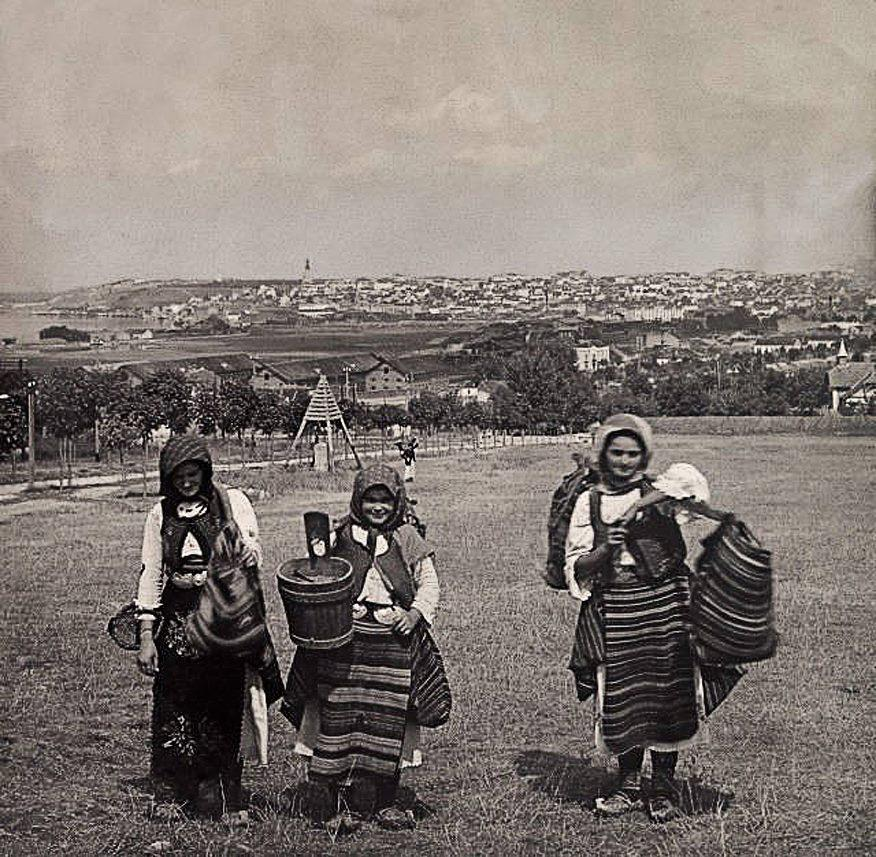
Беженки в Сеняке (район Белграда, община Савски-Венац), ок. 1914-1915 гг.
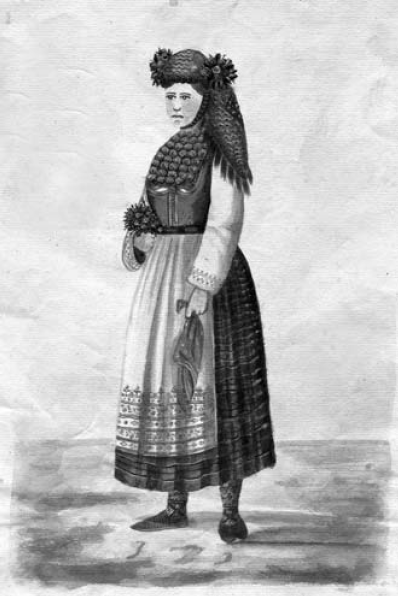
Женский костюм из Гроцки и Врчина
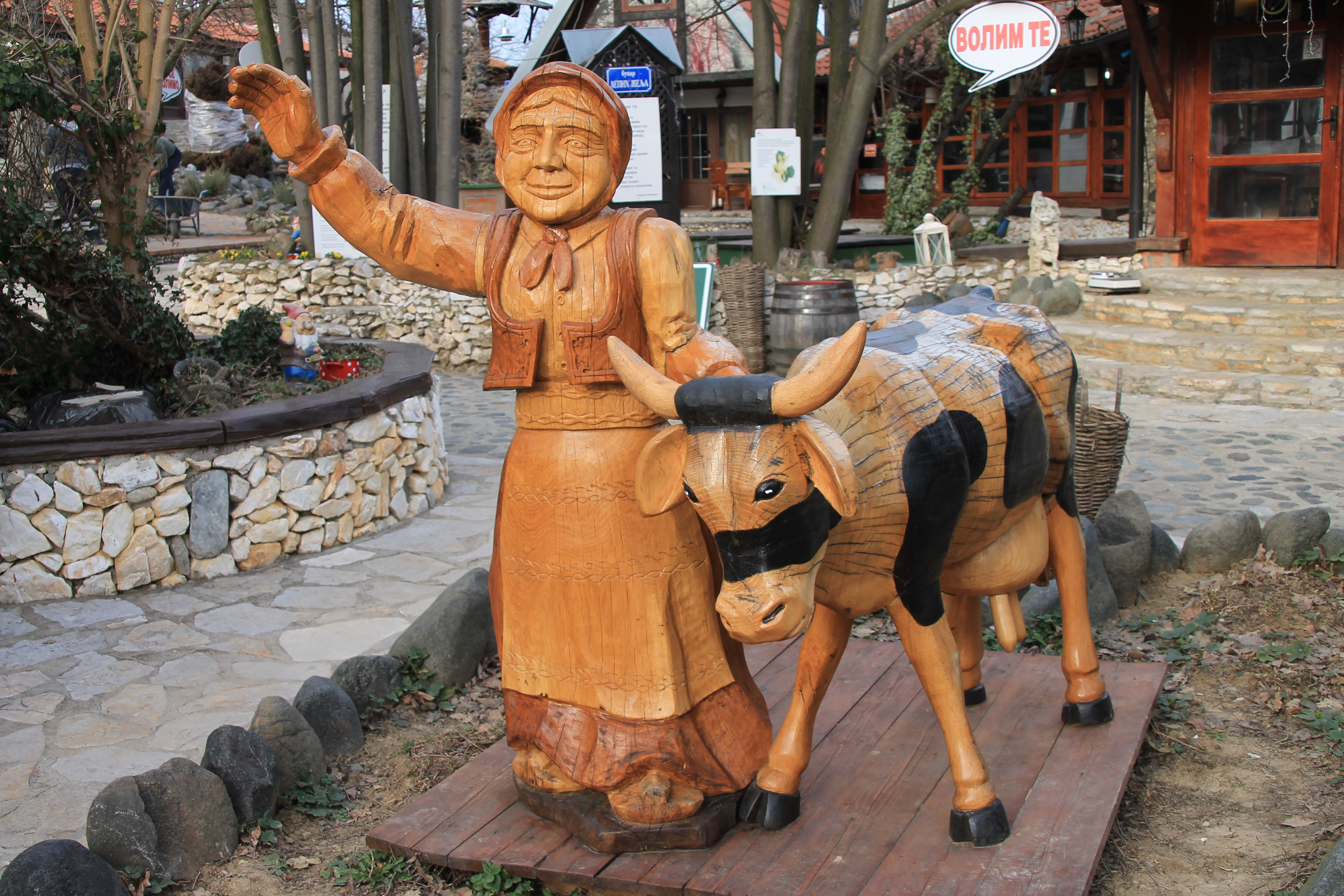
Деревянная скульптура в этно-селе Бабина-Река
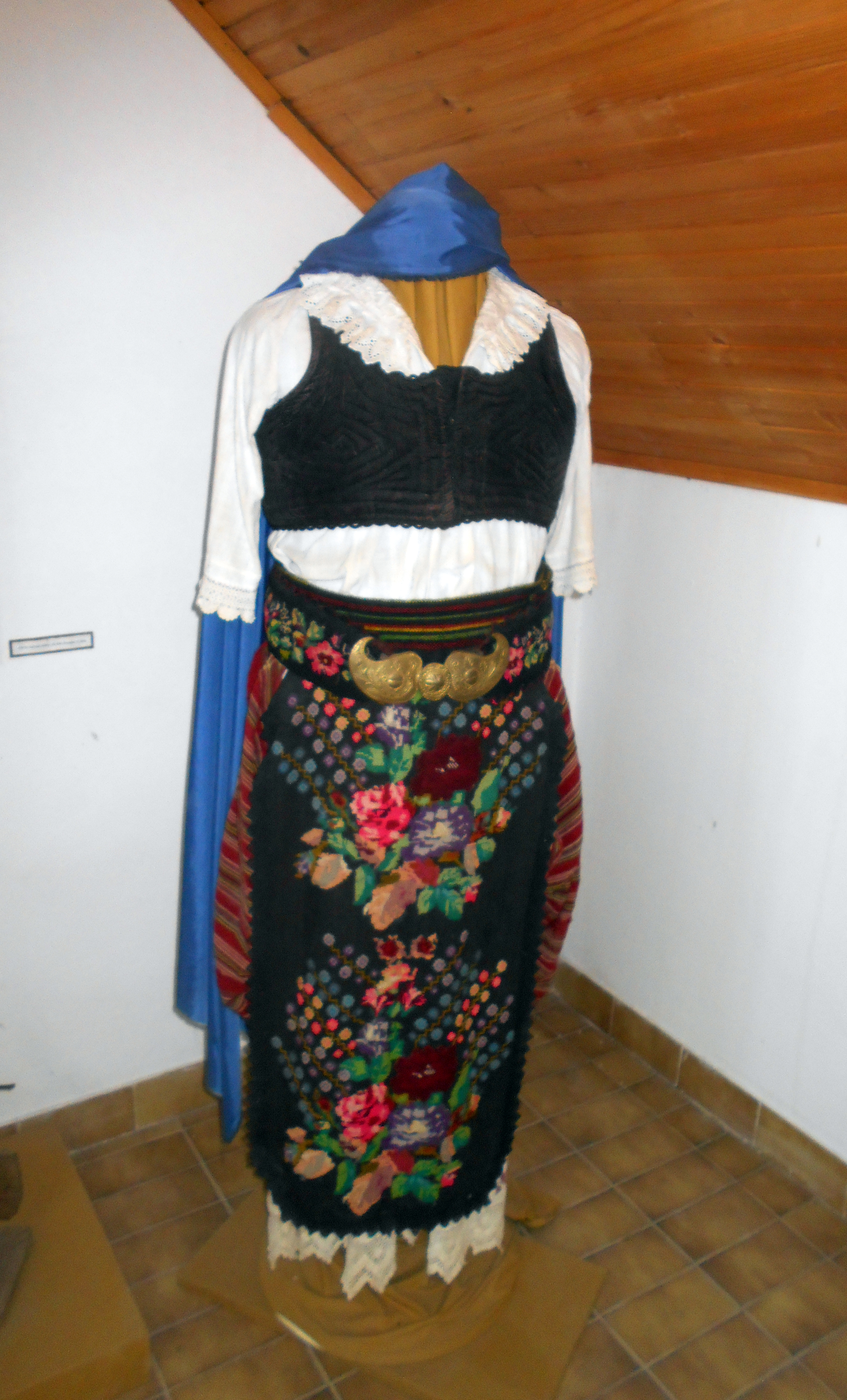
Женский костюм из окрестностей Белграда, музей в Церкви святого Ильи (Вранич)
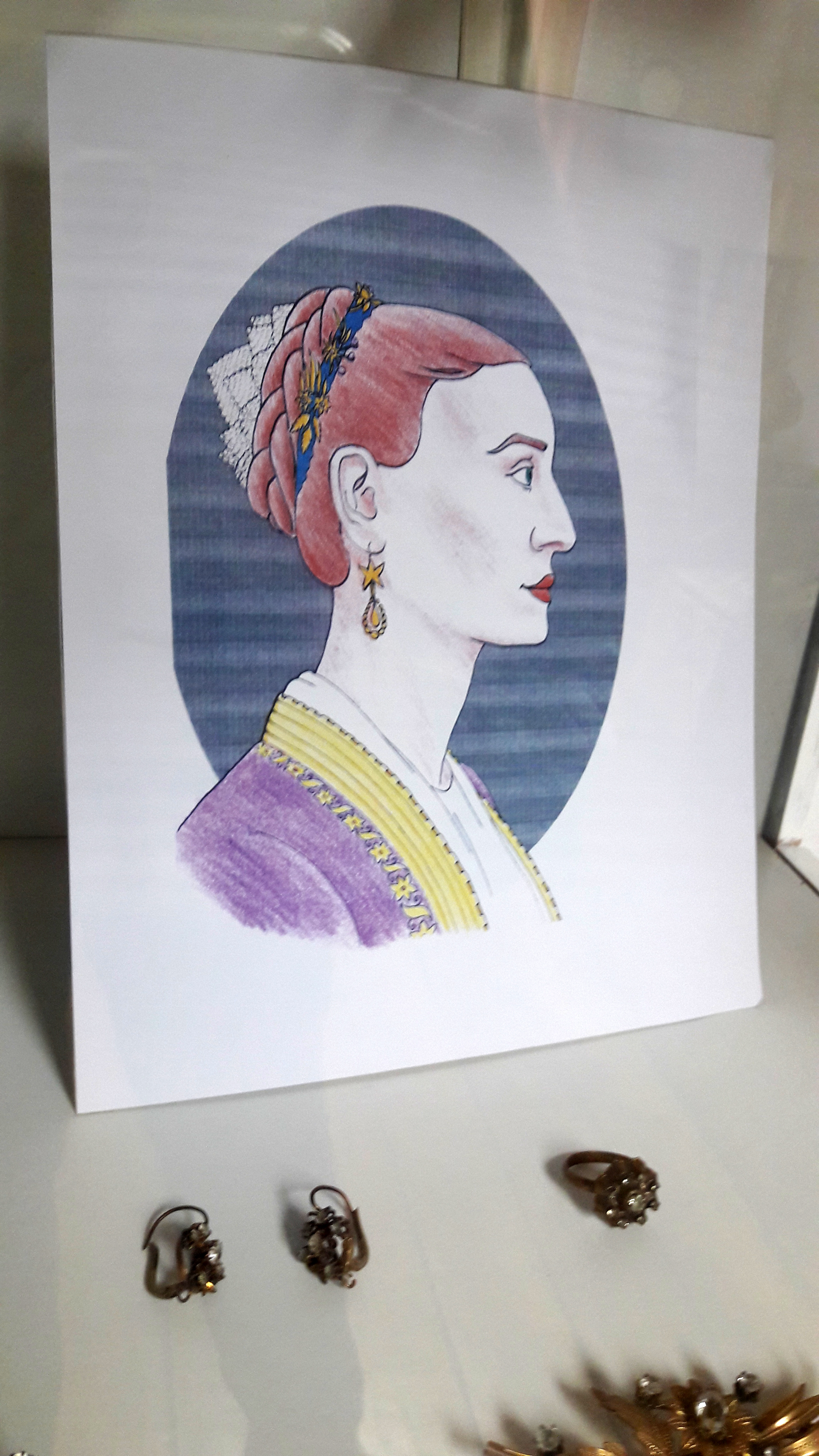
Способ ношения женского головного убора «тепелук», рисунок в национальном музее Крагуеваца
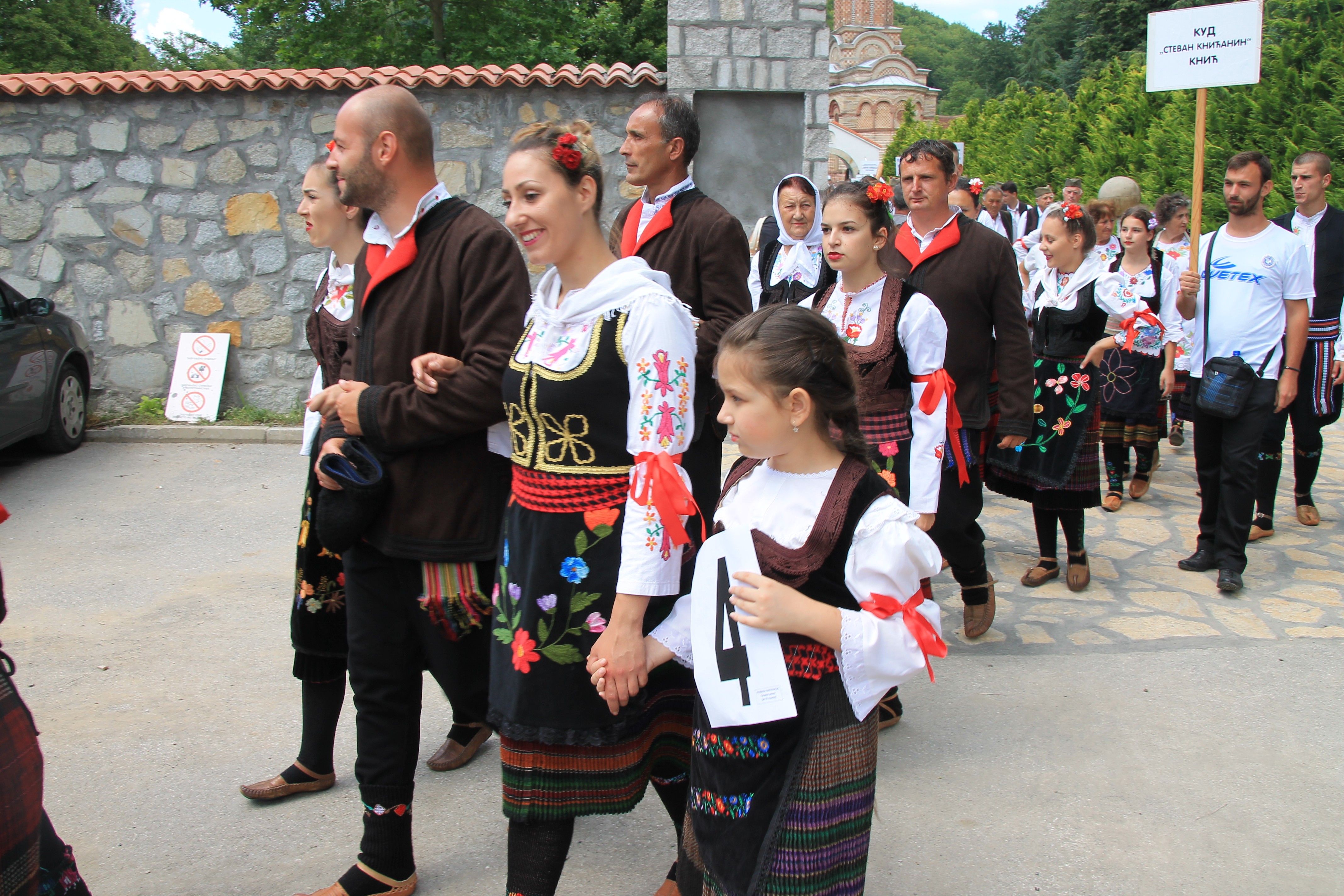
Ансамбль народной музыки из села Милошево (община Ягодина) на фестивале «Sabor Prođoh Levač, prođoh Šumadiju», 2019 год
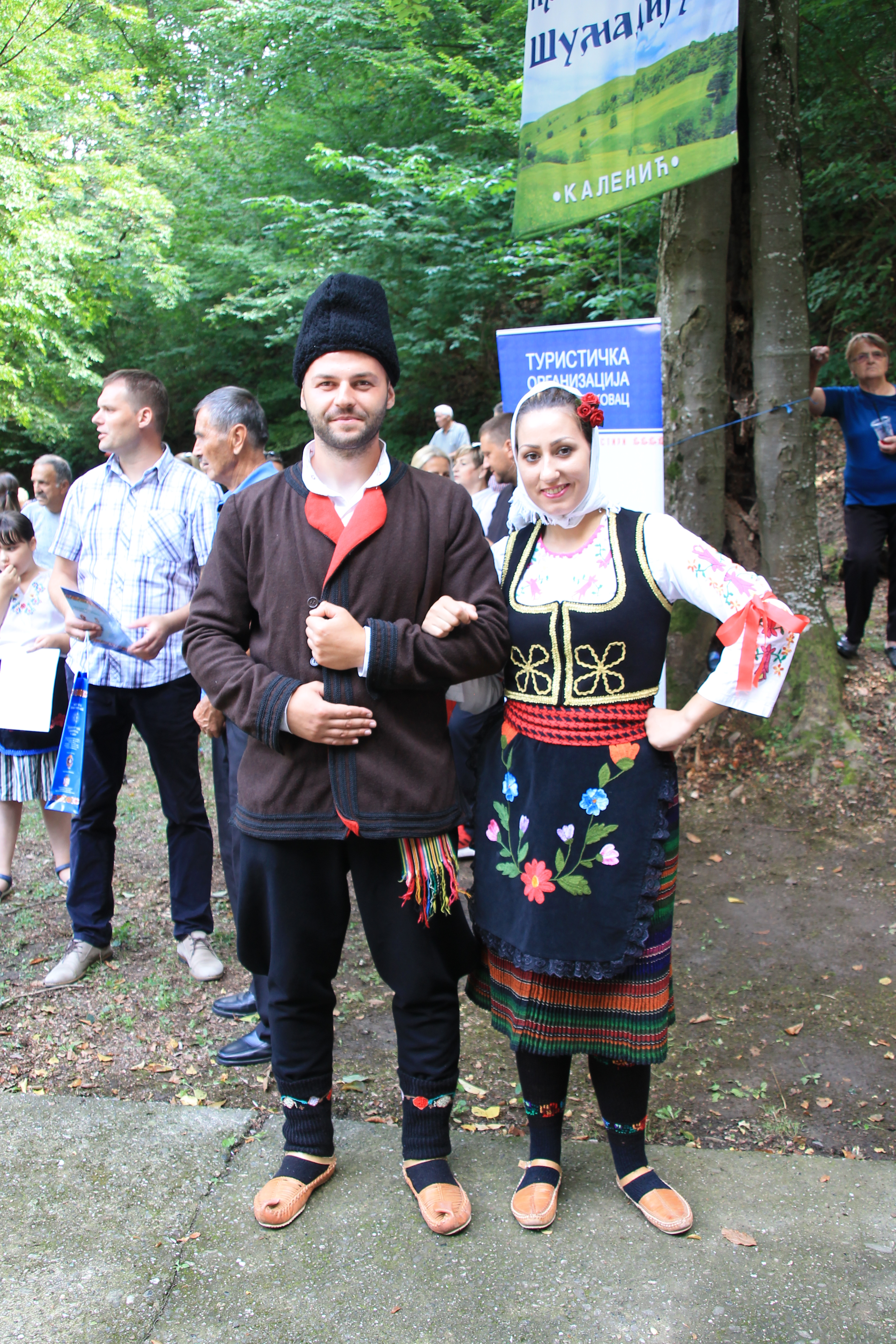
Пара участников вышеупомянутого ансамбля
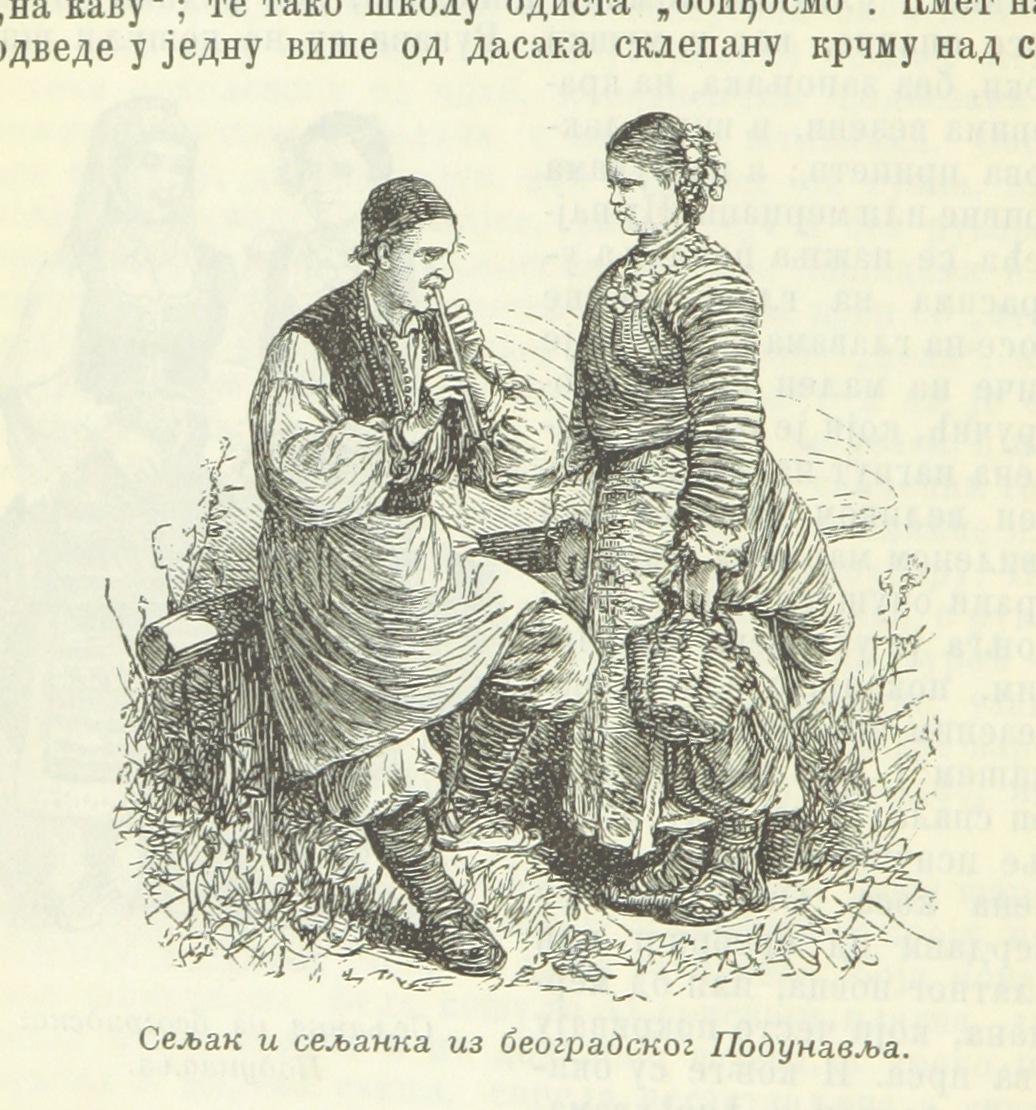
Костюм белградского Подунавья, иллюстрация из книги «На лепом српском Дунаву. Од Београда до Радујевца» 1893 года
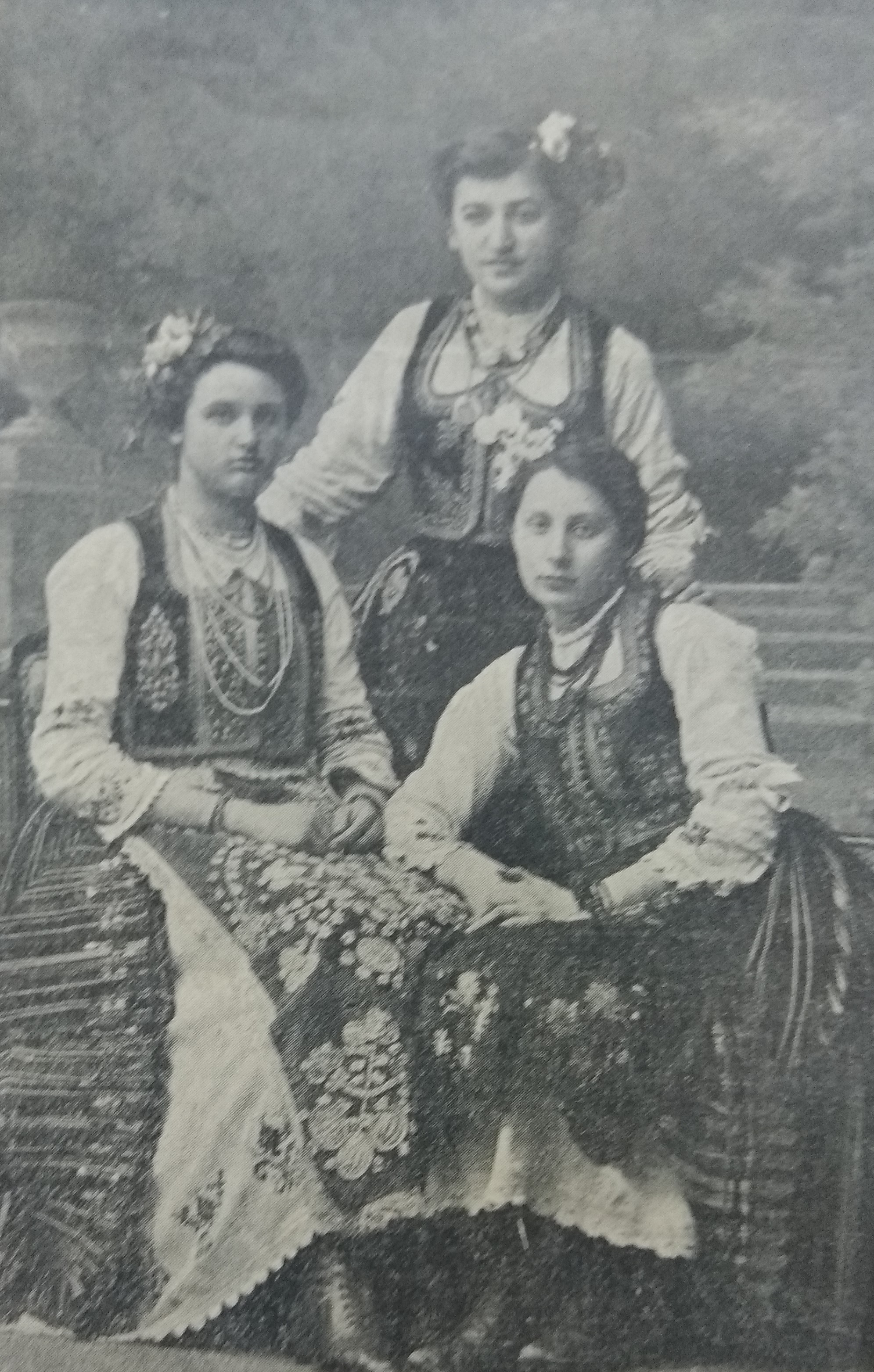
Женский костюм из Шумадии в окрестностях Белграда, фотография из журнала «Bosna», 1910 г.
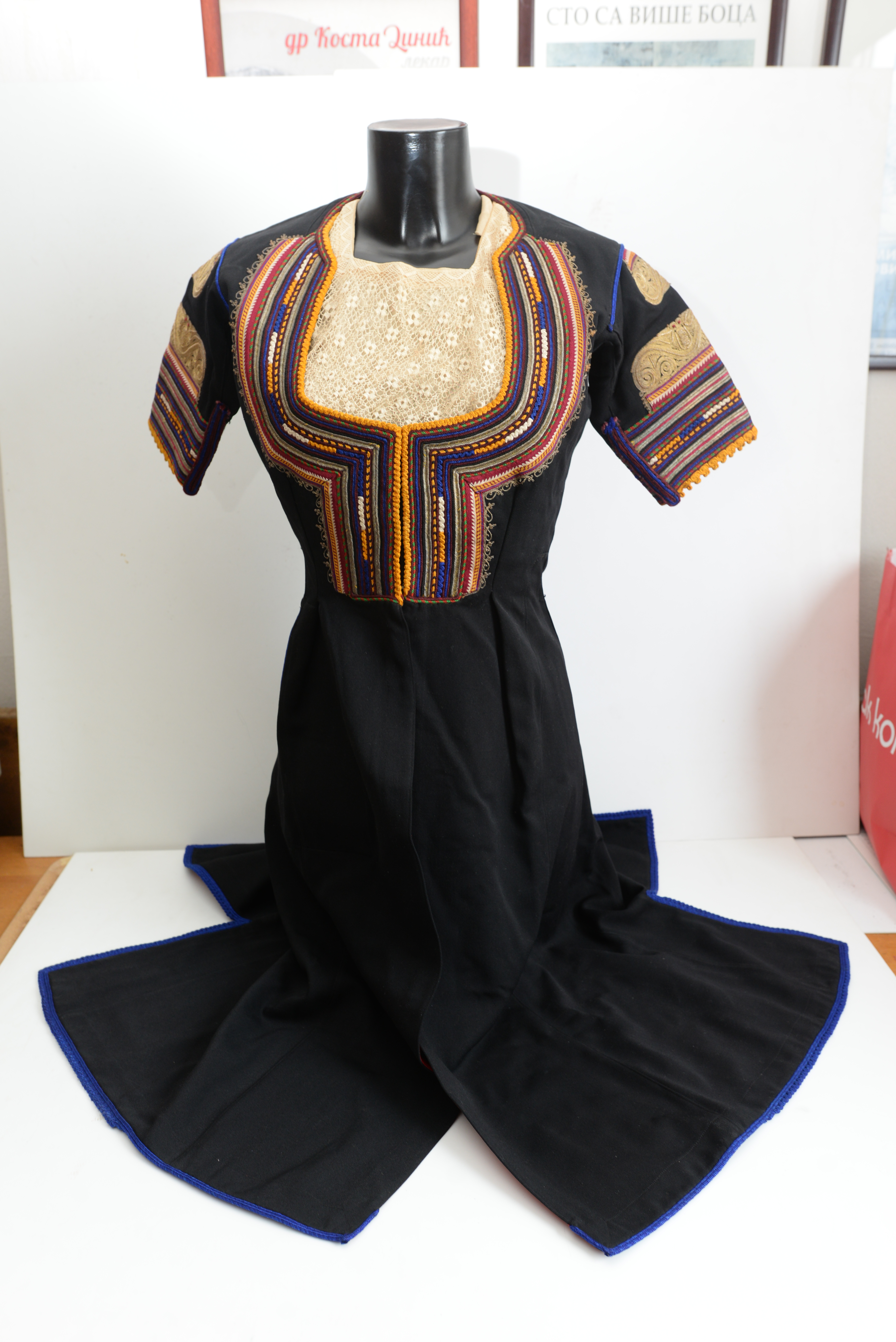
Платье-кафтан, экспонат музея в Горни-Милановаце
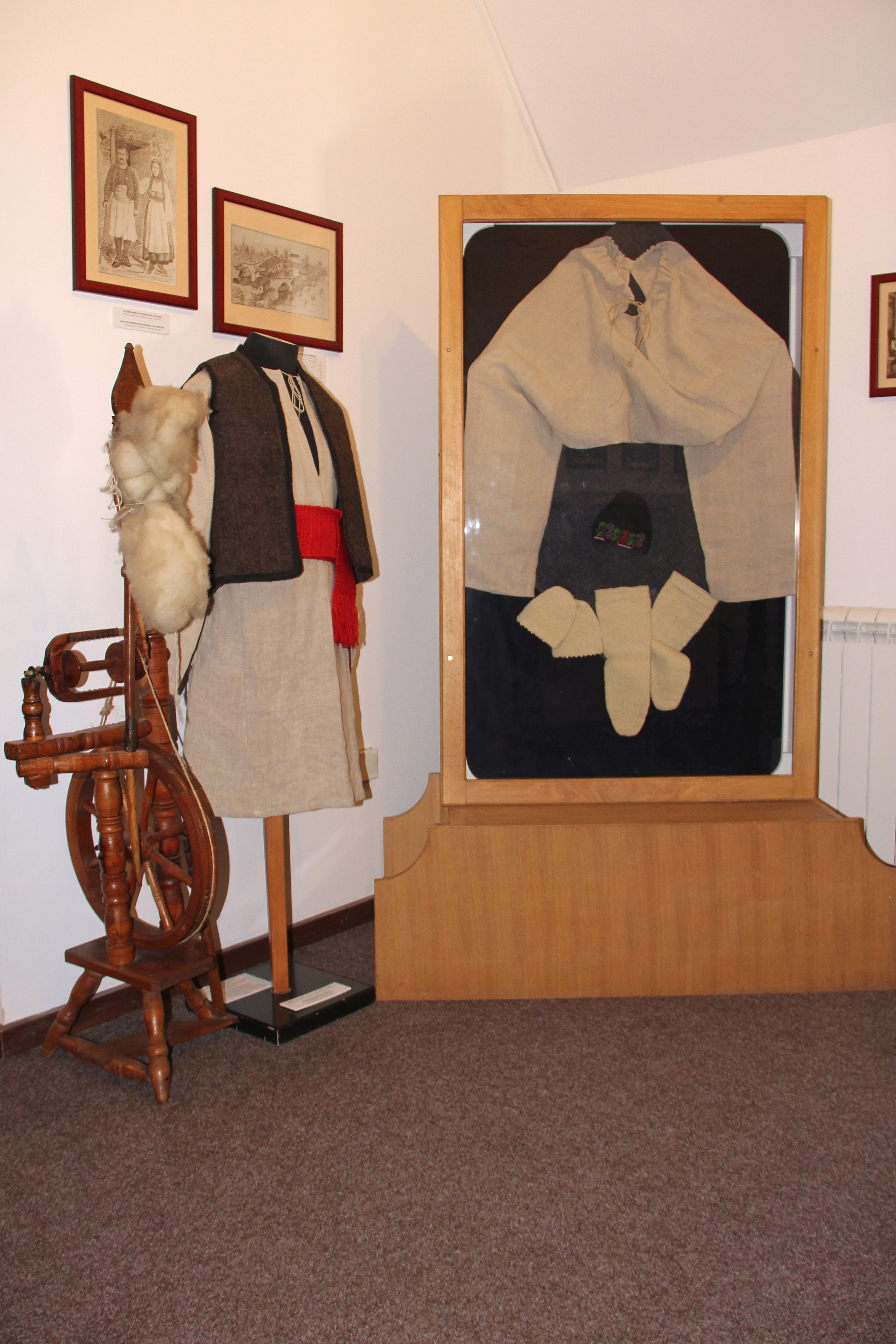
Мужской костюм в музее в Горни-Милановаце
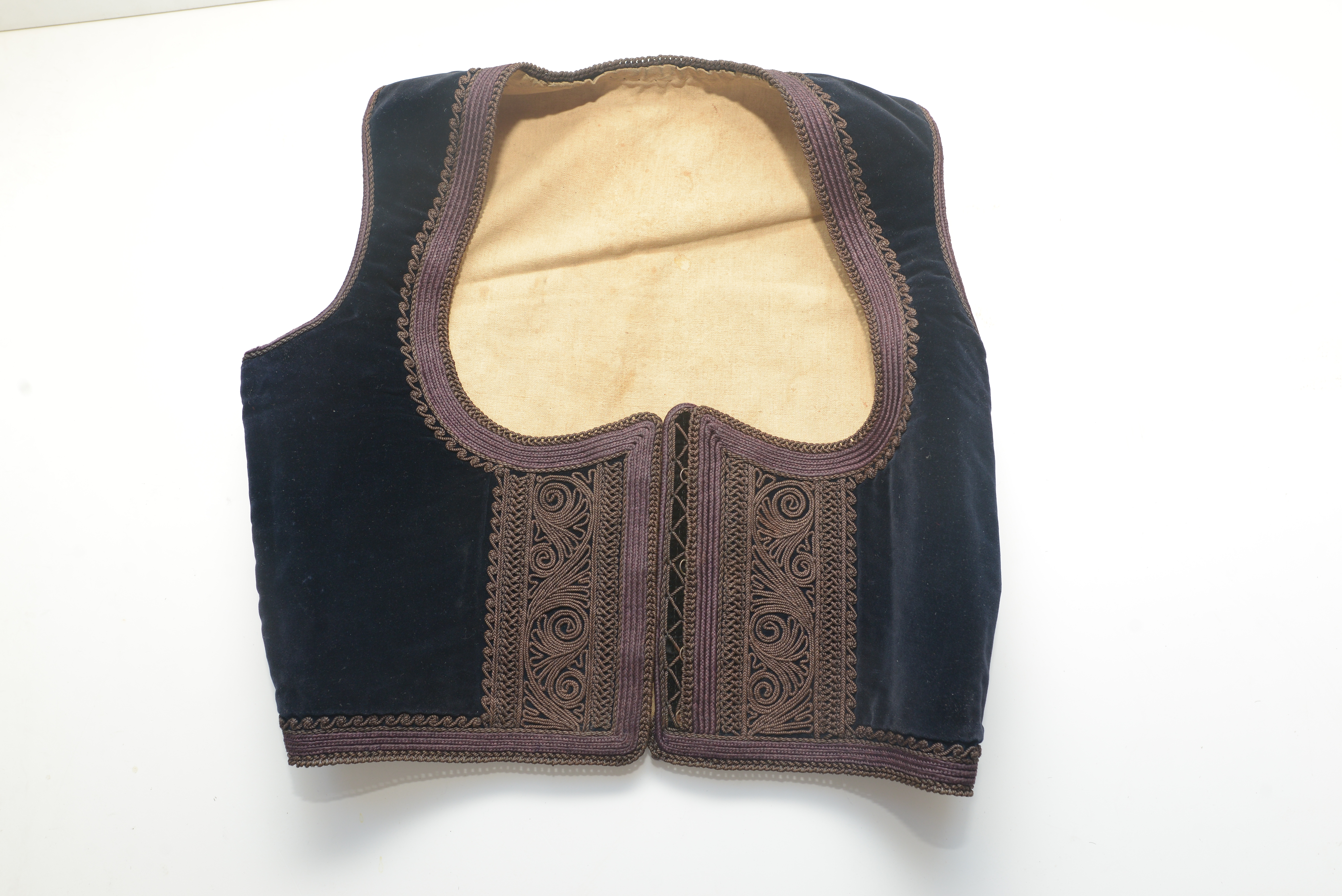
Женский елек, экспонат музея в Горни-Милановаце
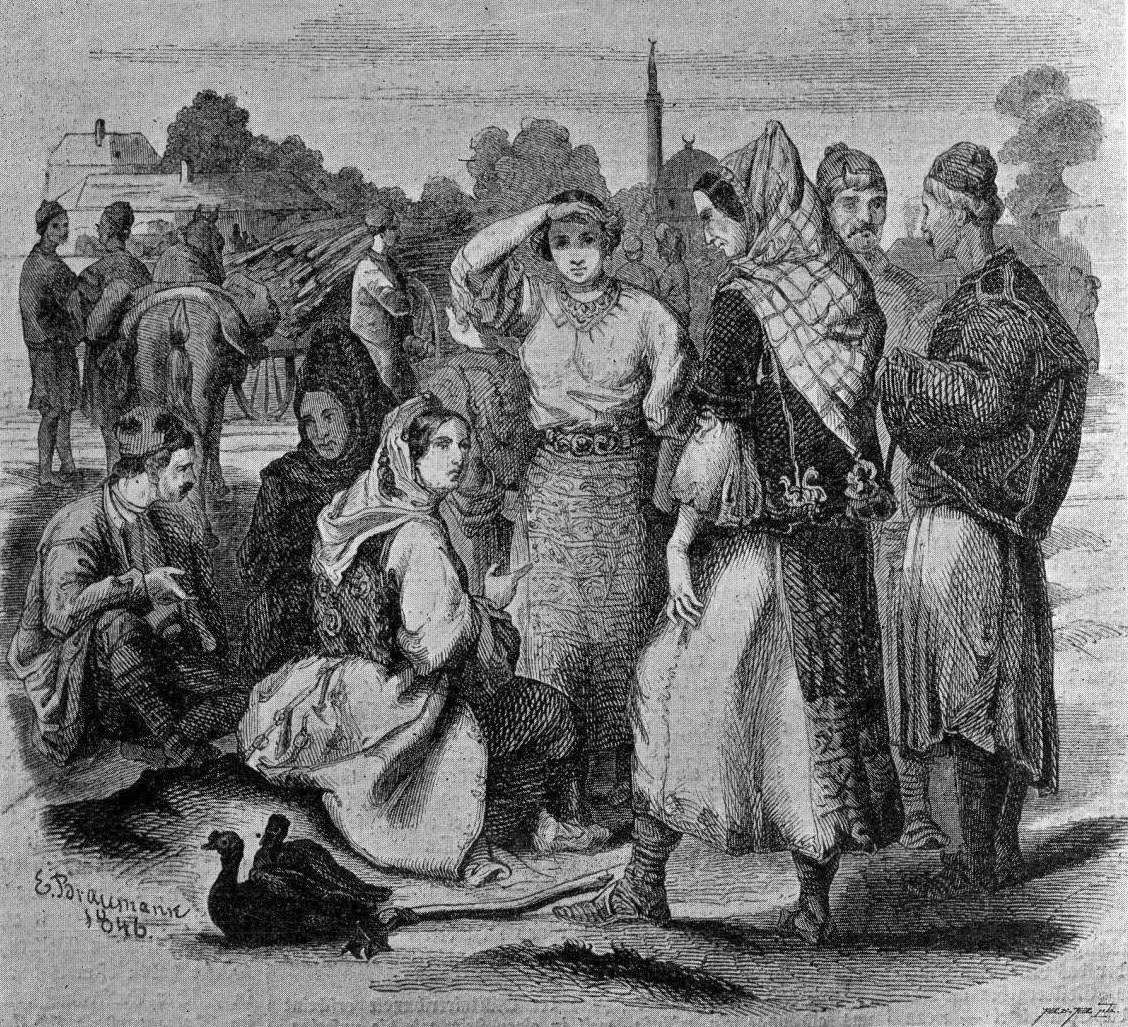
На базаре в Белграде, гравюра 1846 г., опубликованная в журнале «Nova iskra» в 1899 г.
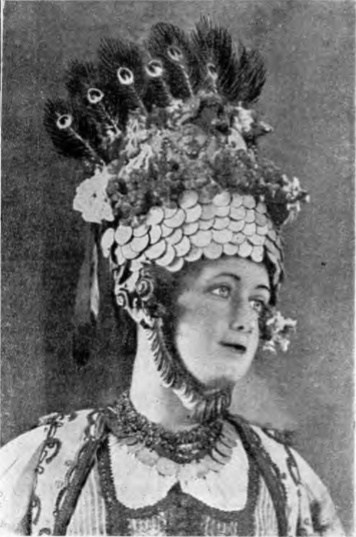
Фигура шумадийской невестs в смилевце, иллюстрация из сборника белградского этнографического музея за 1926 год

#### Расина

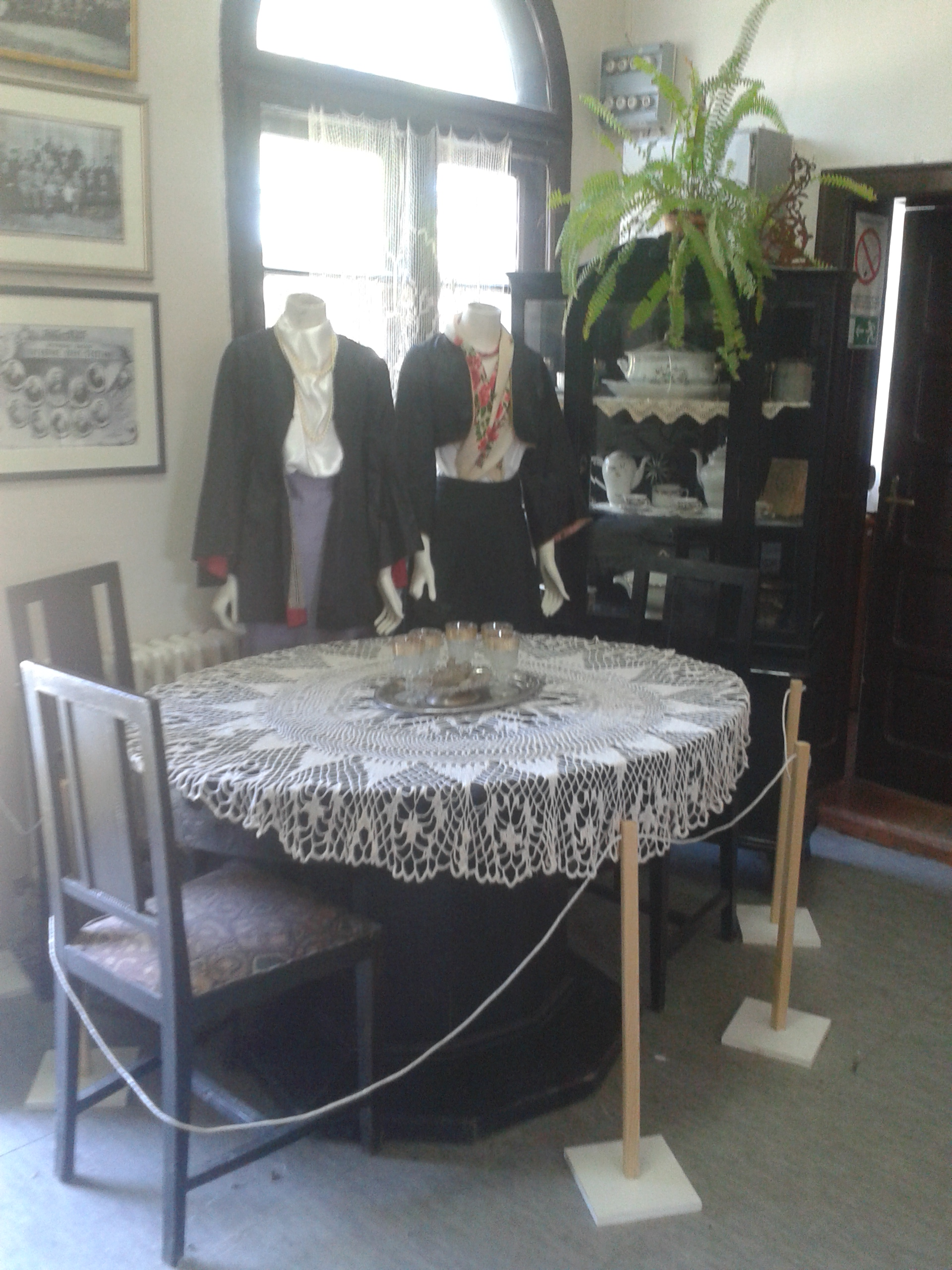
Городские костюмы из музея Трстеника
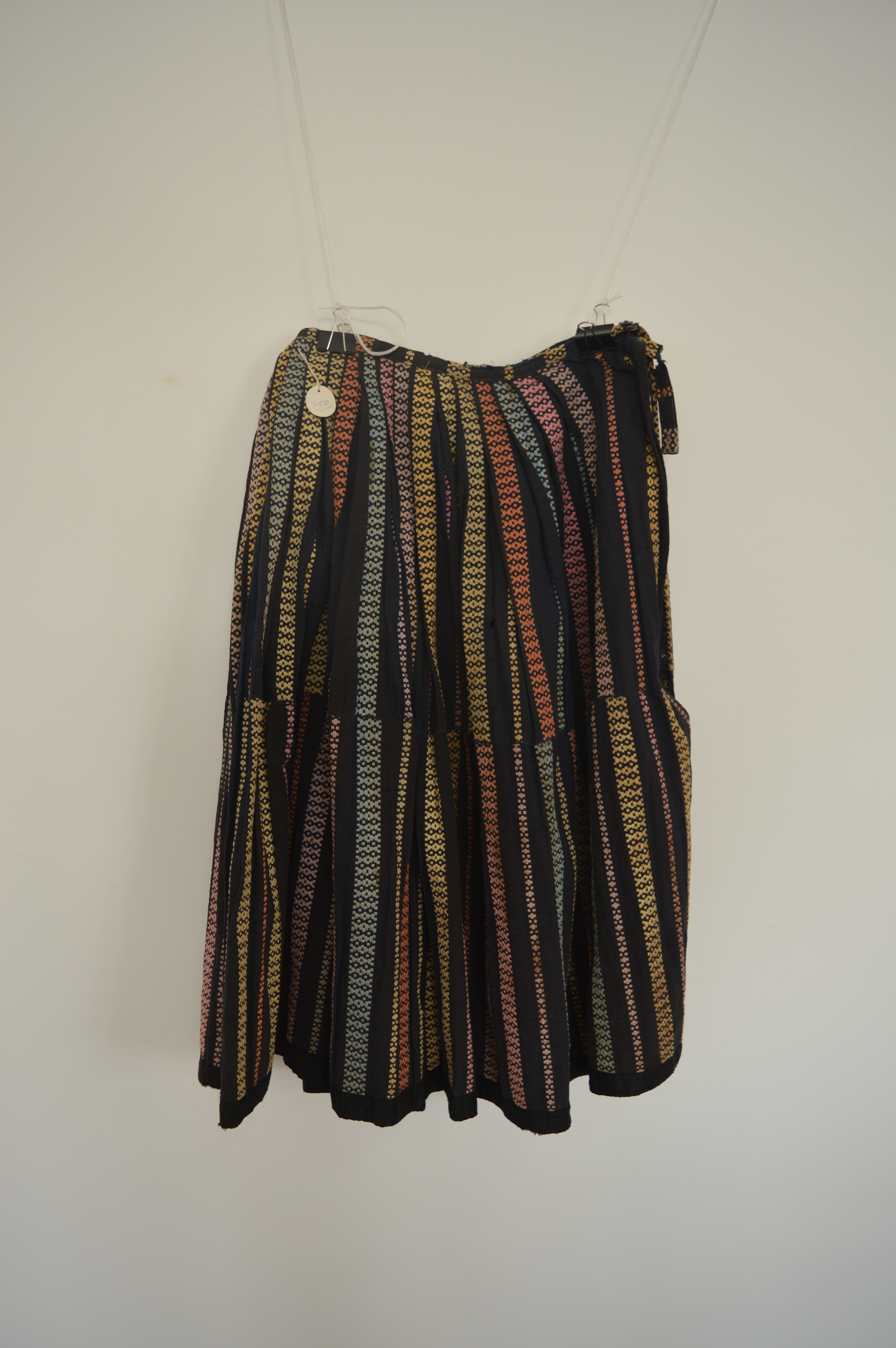
Юбка, экспонат краеведческого музея Трстеника
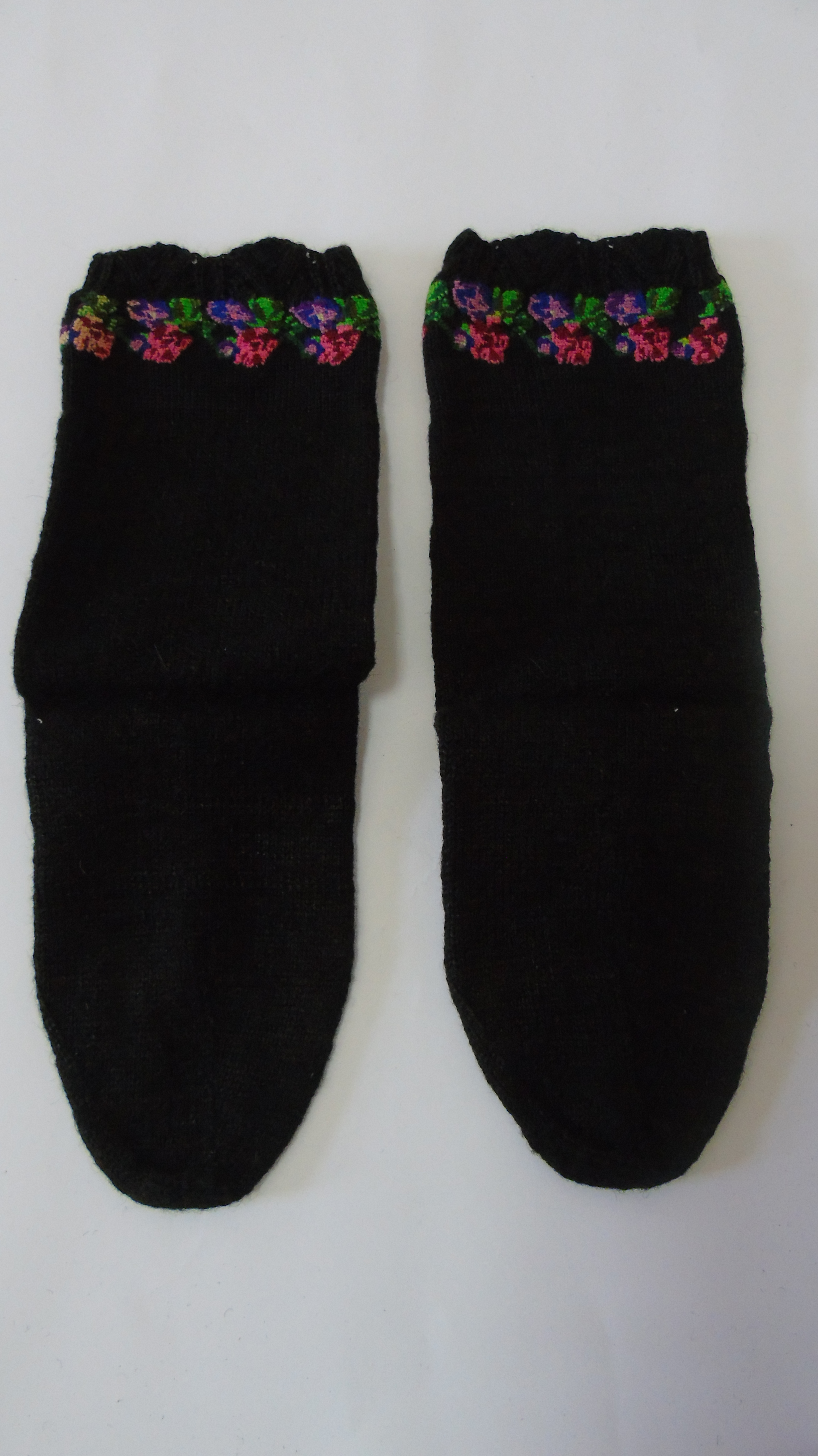
Мужские носки из села Мала-Сугубина, экспонат краеведческого музея Трстеника
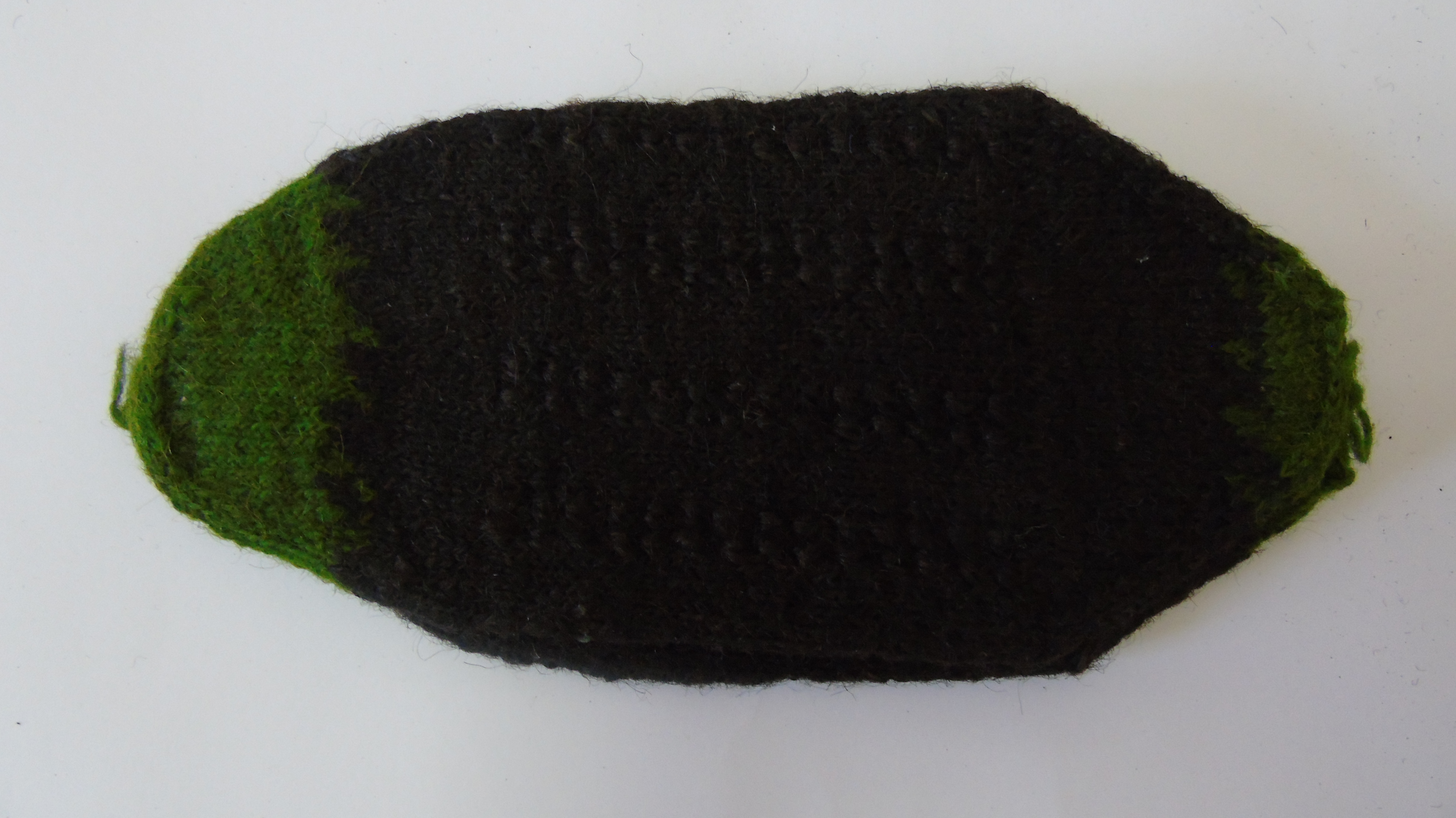
Вязаные тапочки (серб. наглавци), экспонат краеведческого музея Трстеника
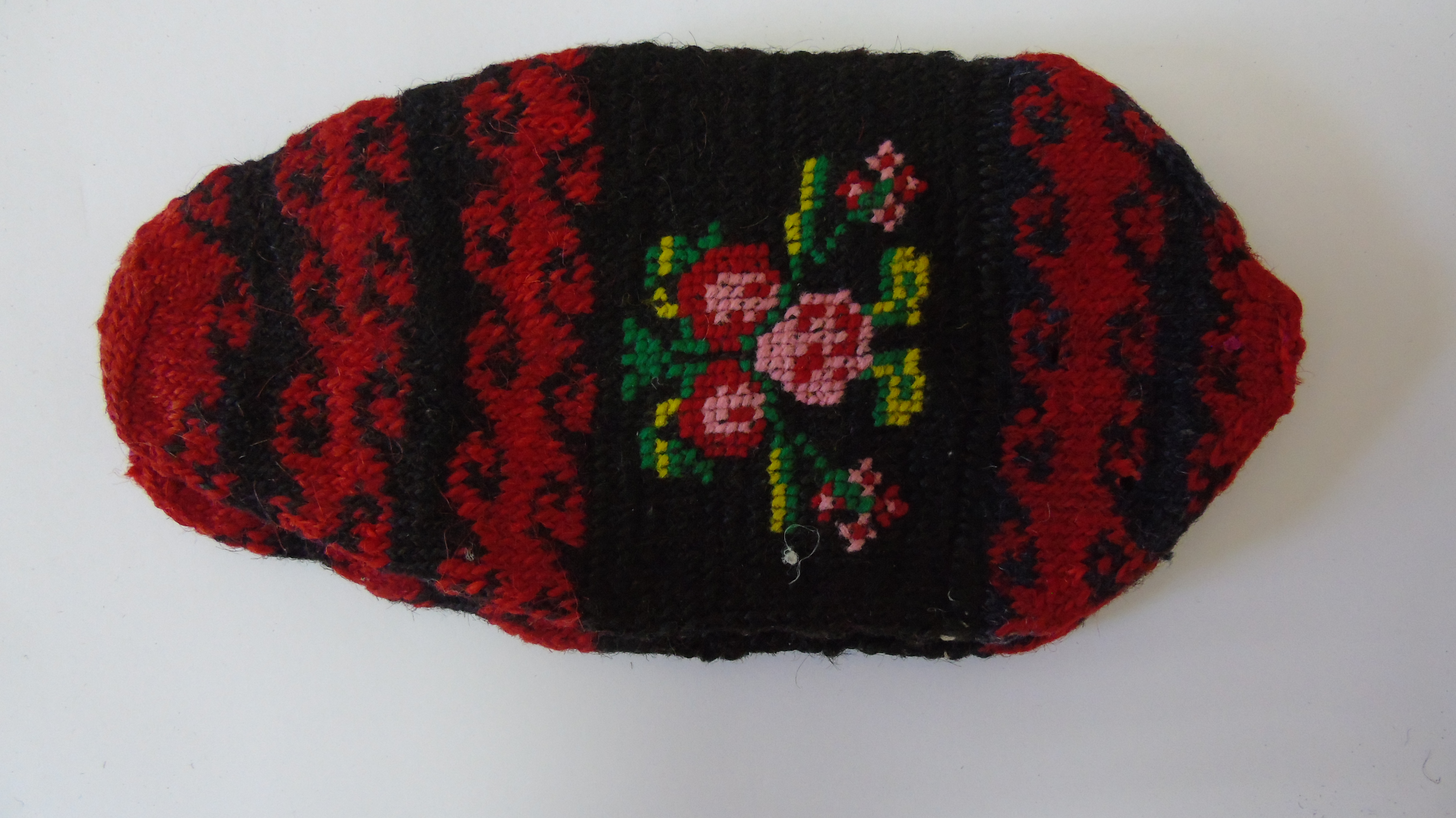
Женские вязаные тапочки, украшенные цветочными мотивами, экспонат краеведческого музея Трстеника
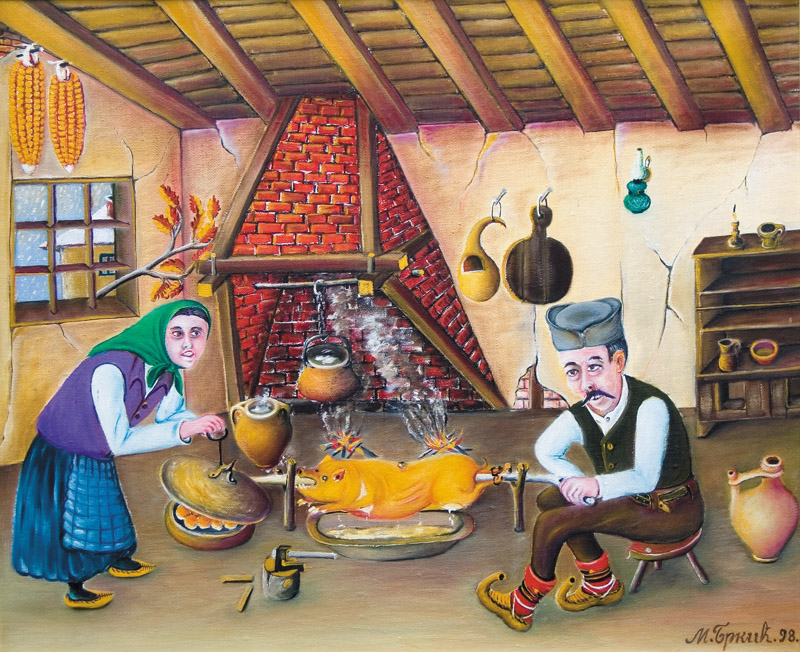
Наивная картина Милисава Бркича «Сочельник» (серб. Badnje veče), 1998 г., экспонат краеведческого музея Трстеника
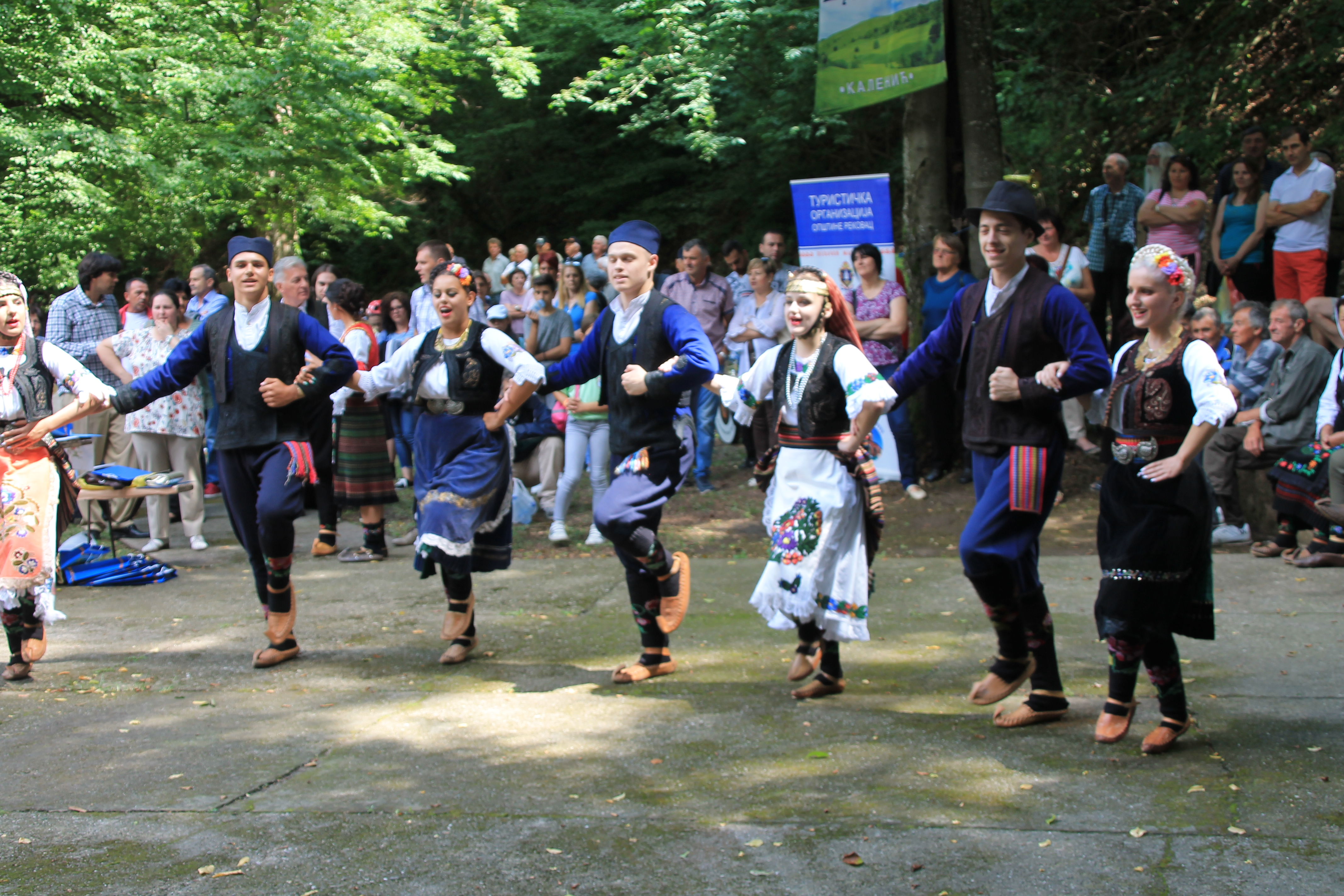
Ансамбль народной музыки из Трстеника на фестивале «Sabor Prođoh Levač, prođoh Šumadiju», 2019 год
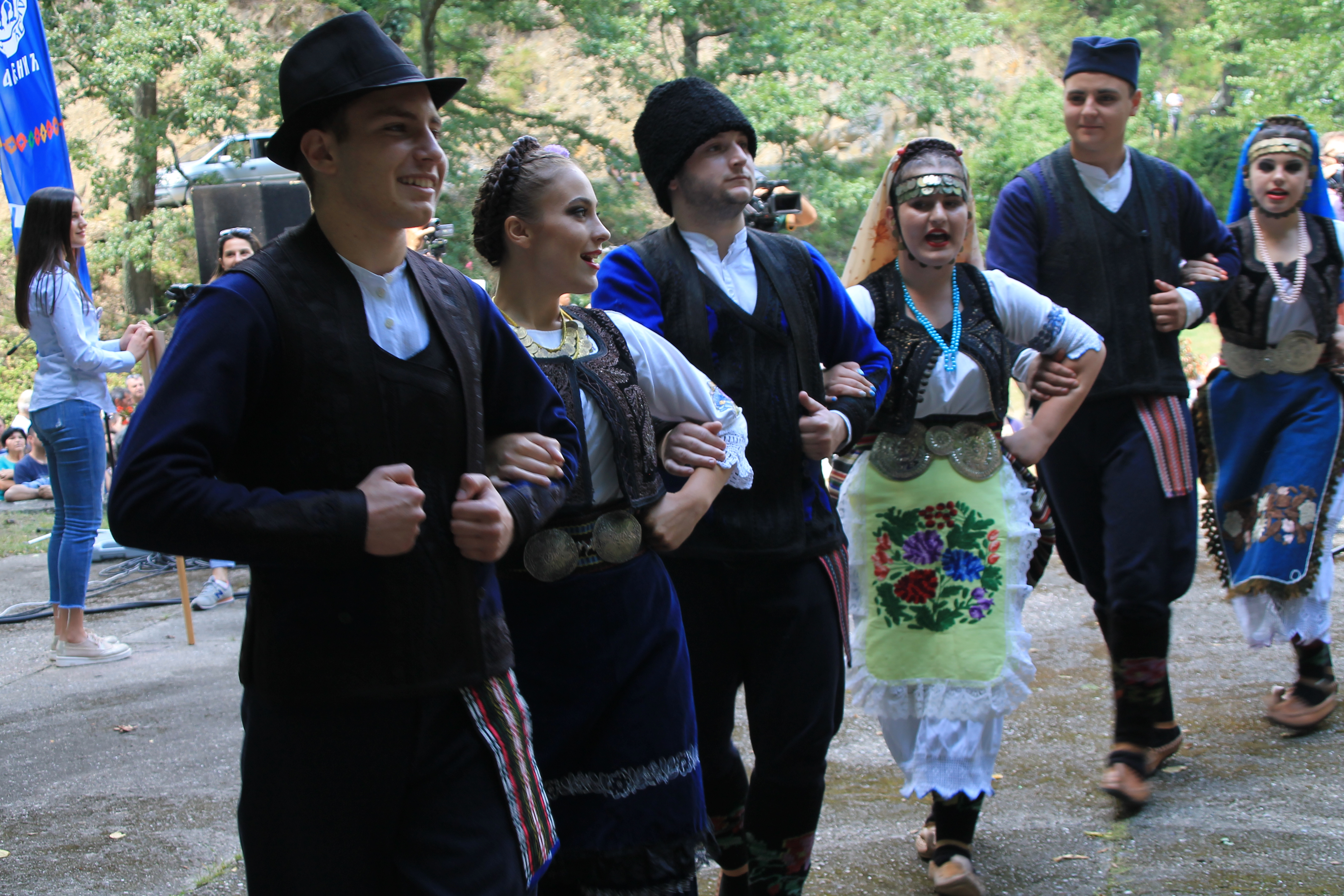
Он же
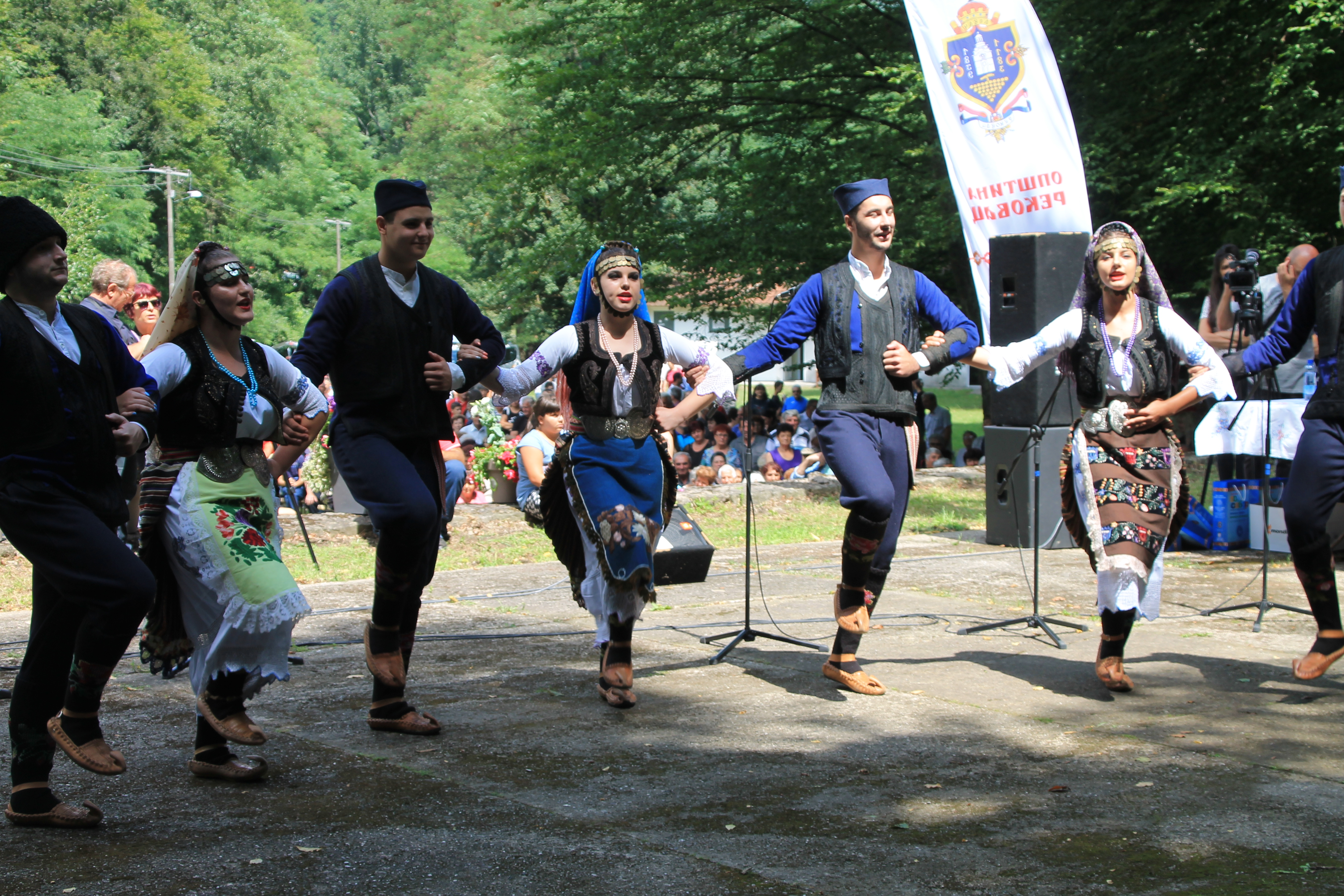
Он же
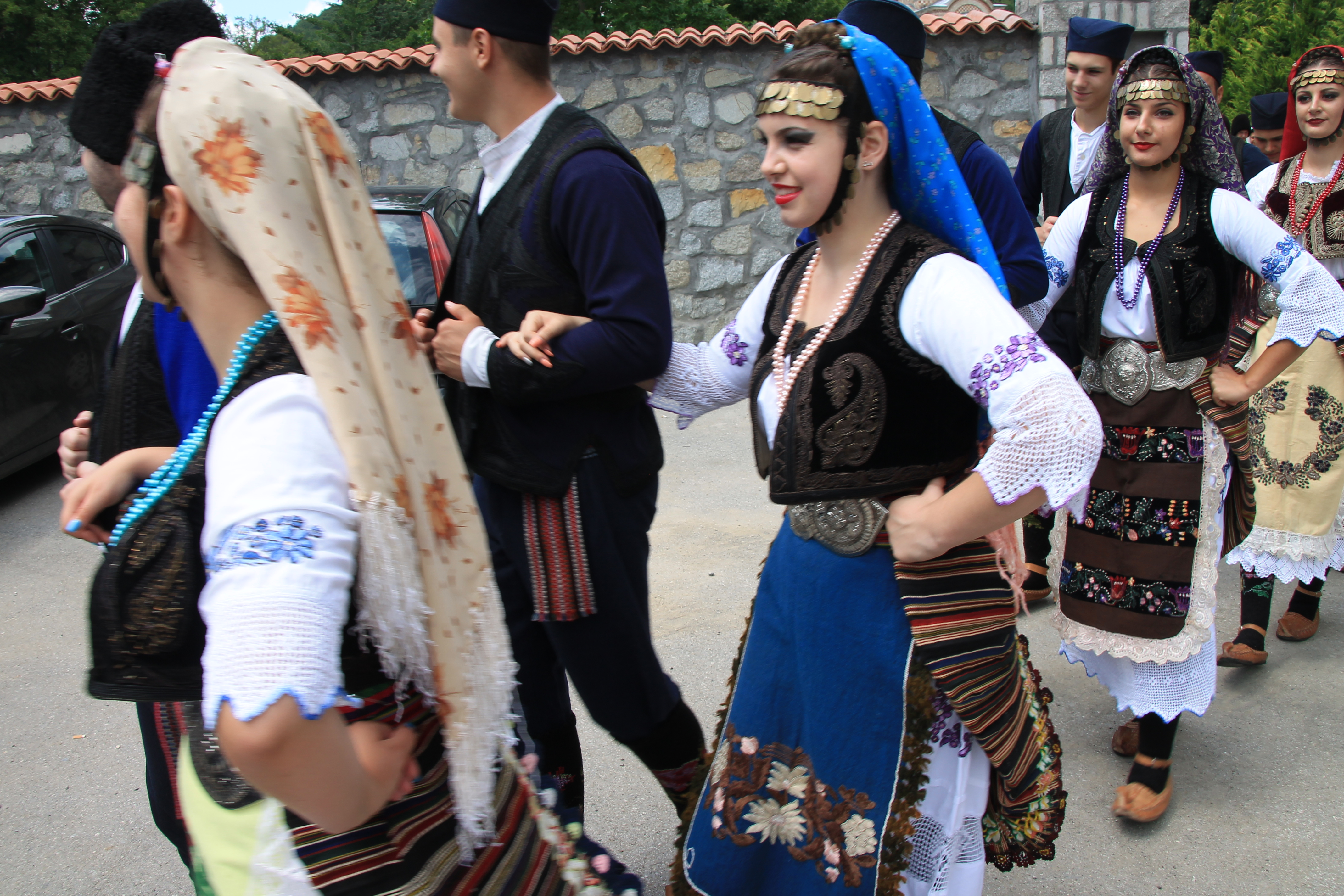
Он же
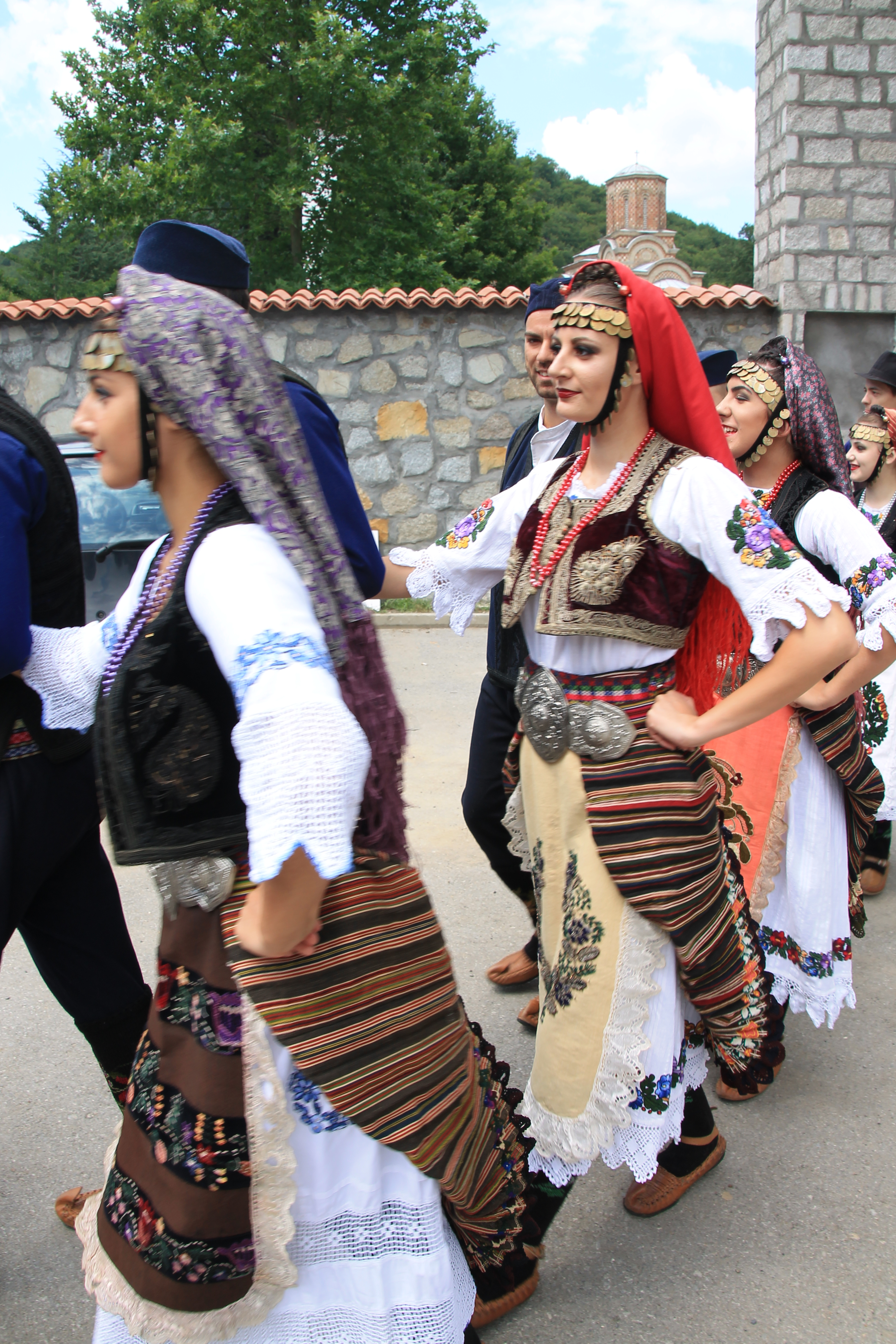
Он же

Пояса-тканицы, экспонаты краеведческого музея Трстеника
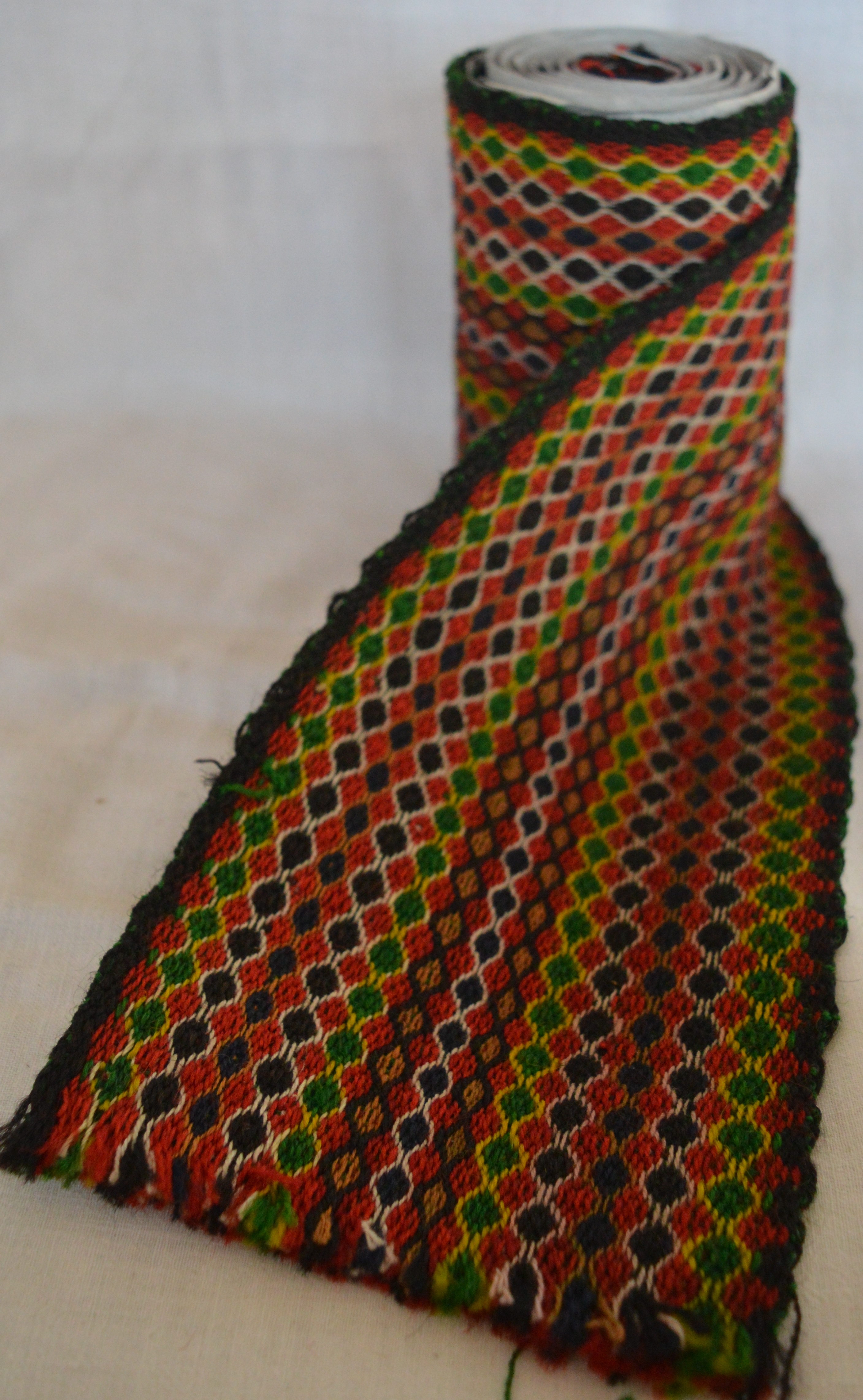
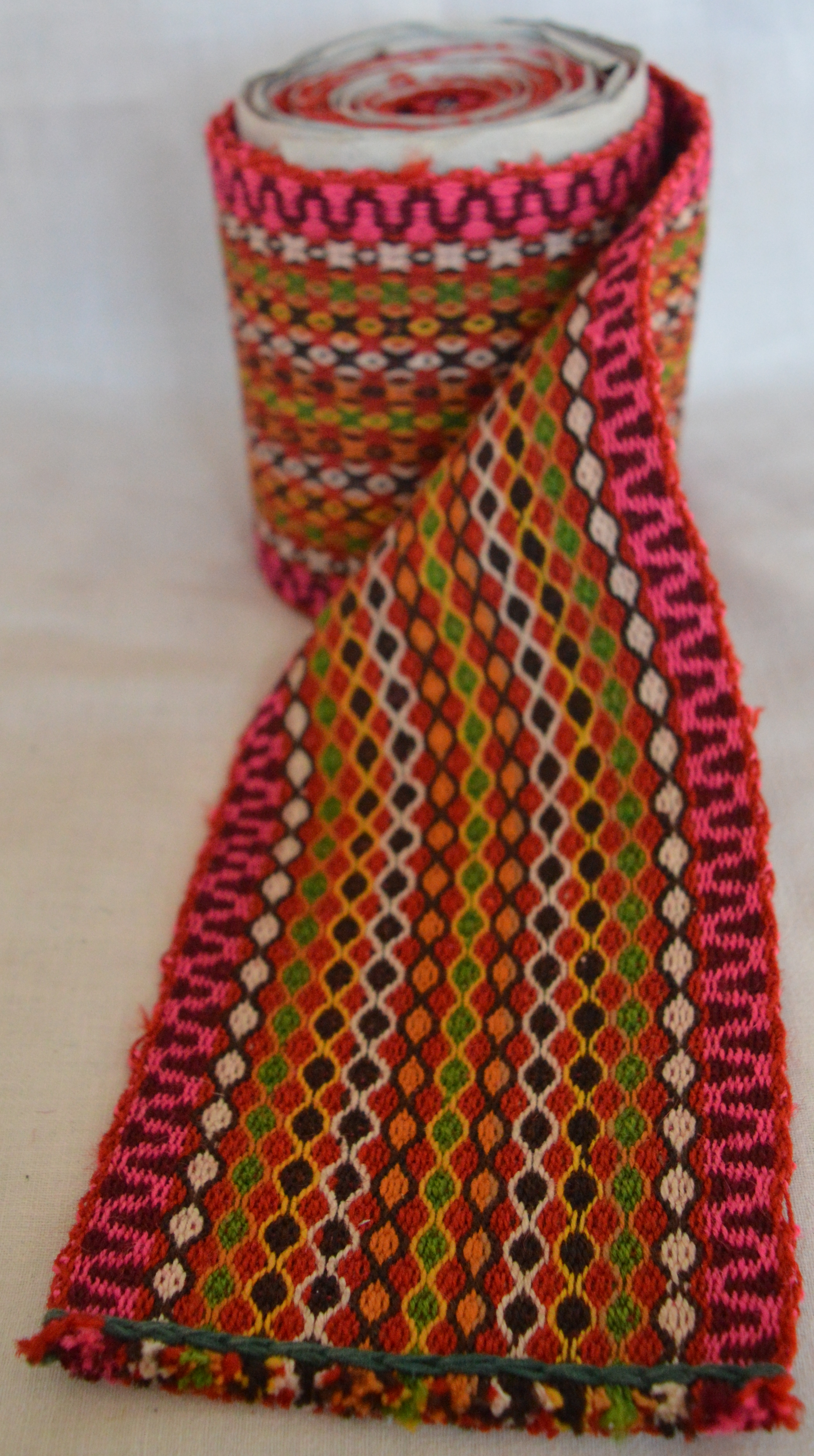
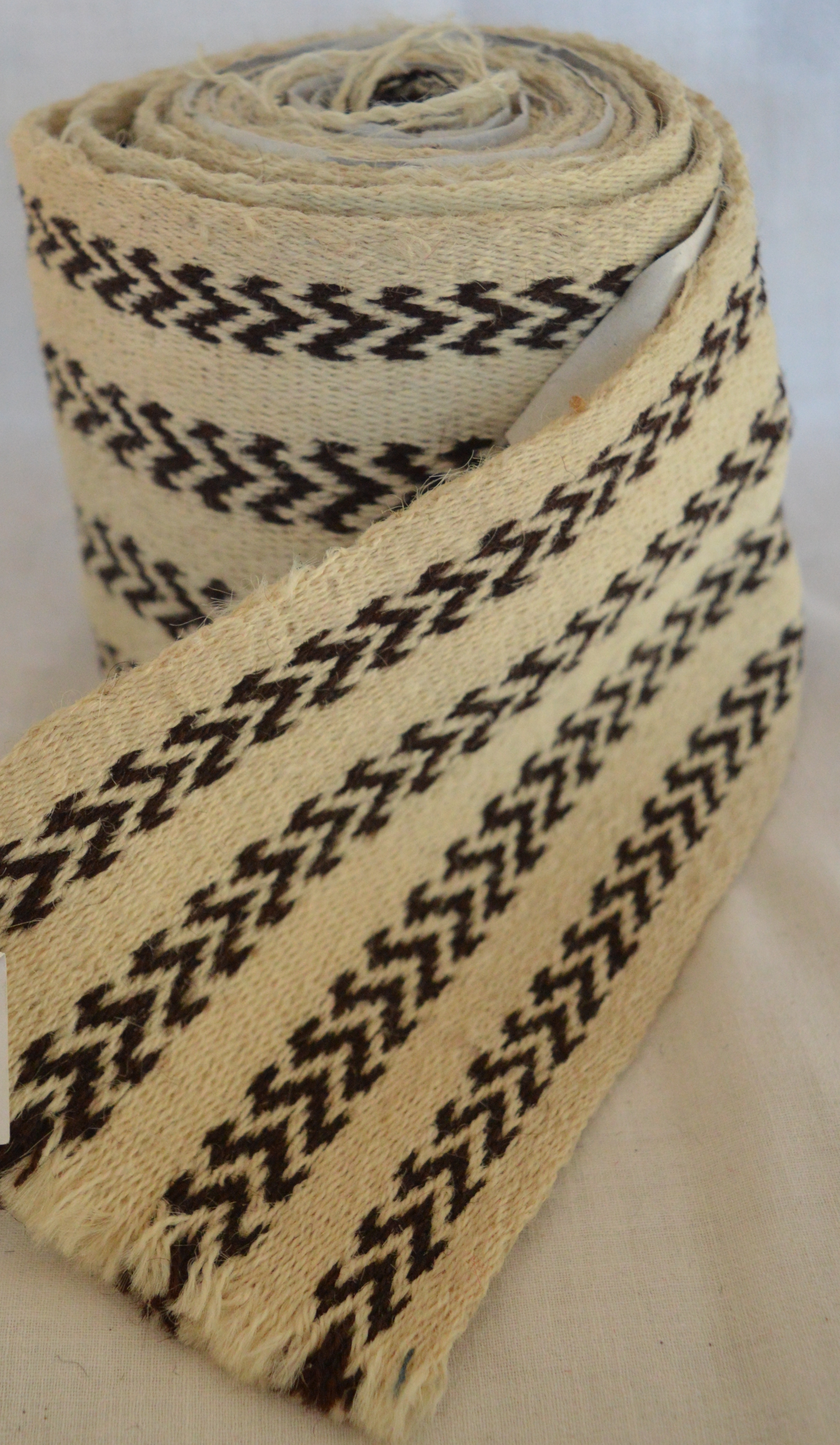
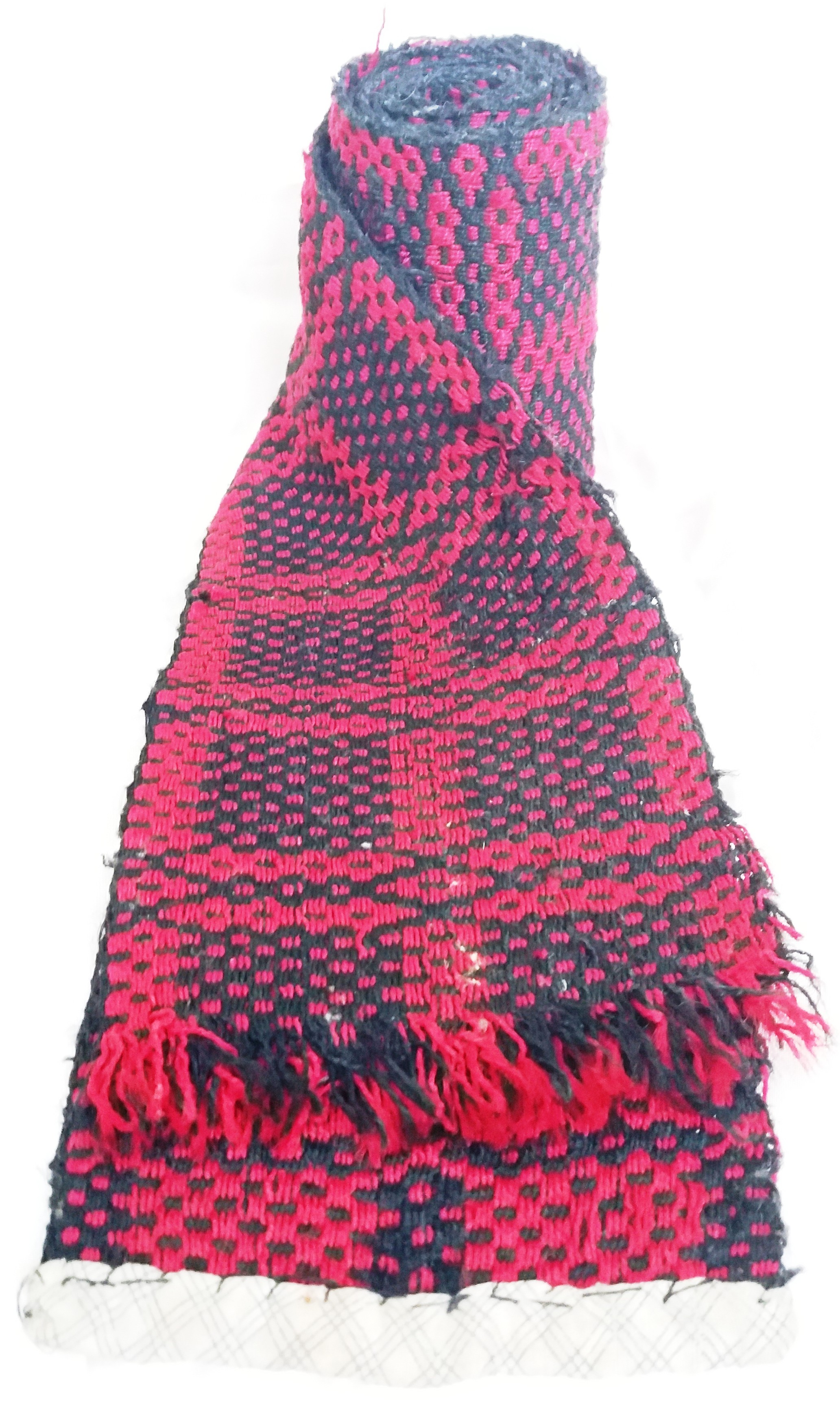
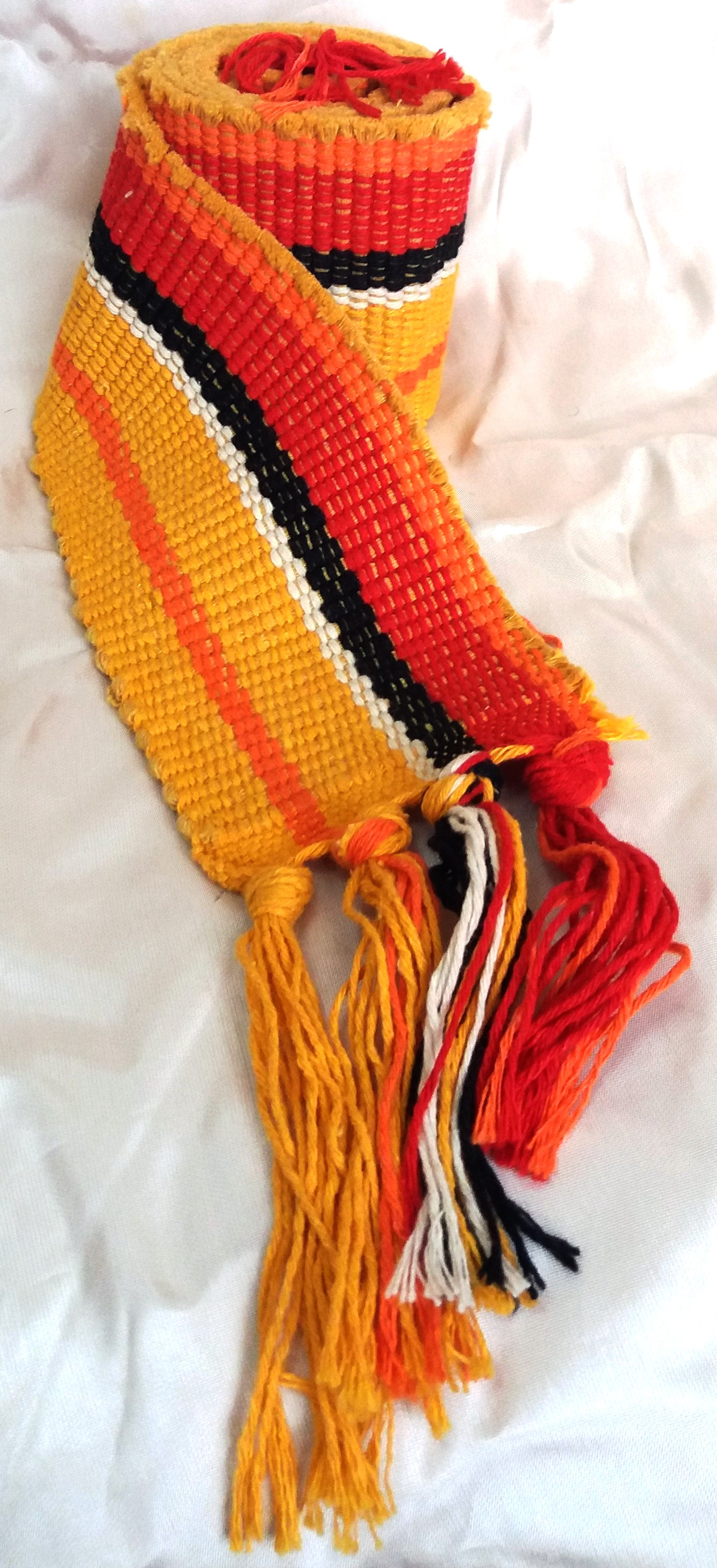
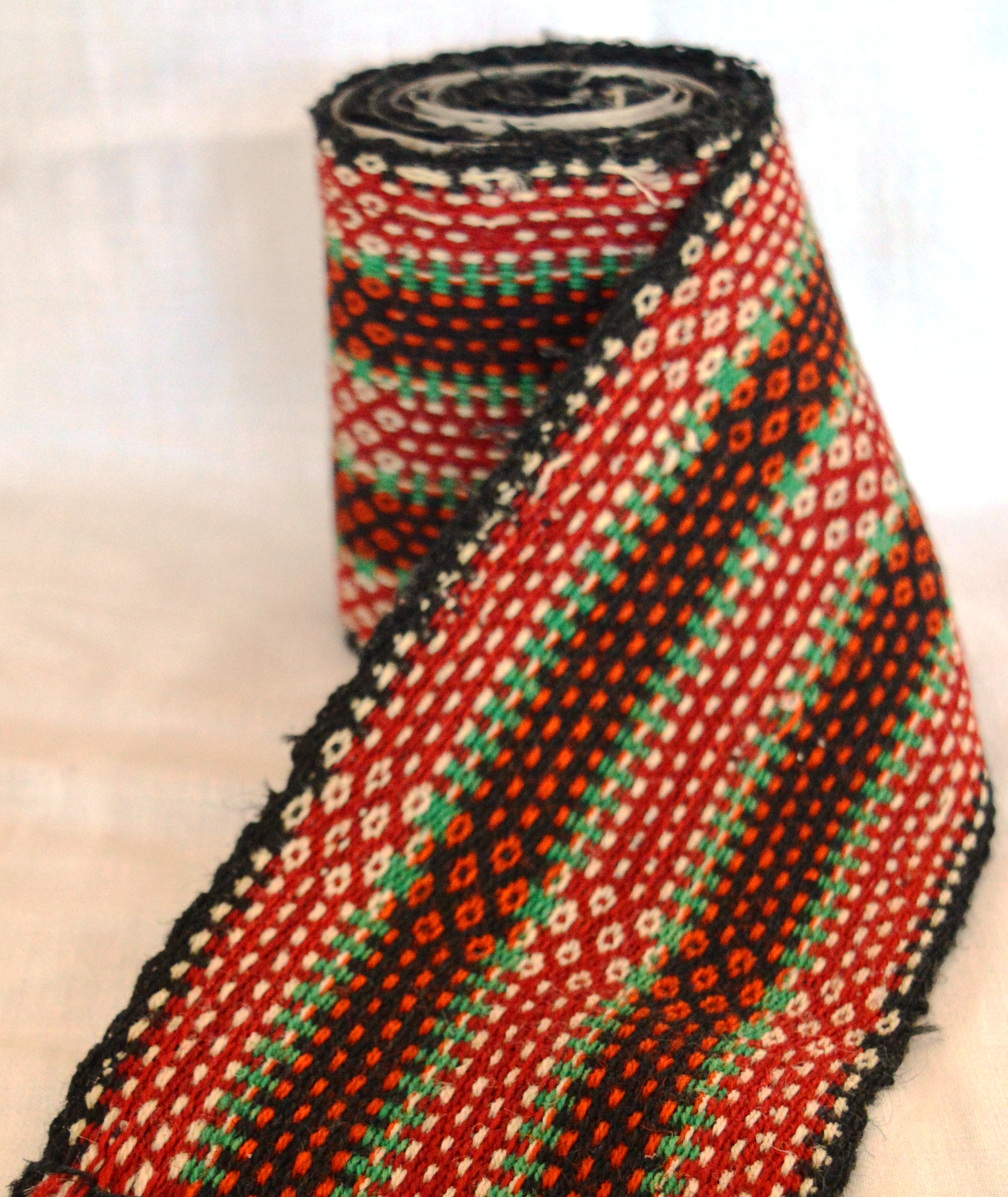

#### Поморавье
Поморавский костюм сильно схож с шумадийским, однако в отличие от него куртка и елек покрашены в синий цвет, а сама куртка длиннее, чем в других регионах и перекрывает пояс.

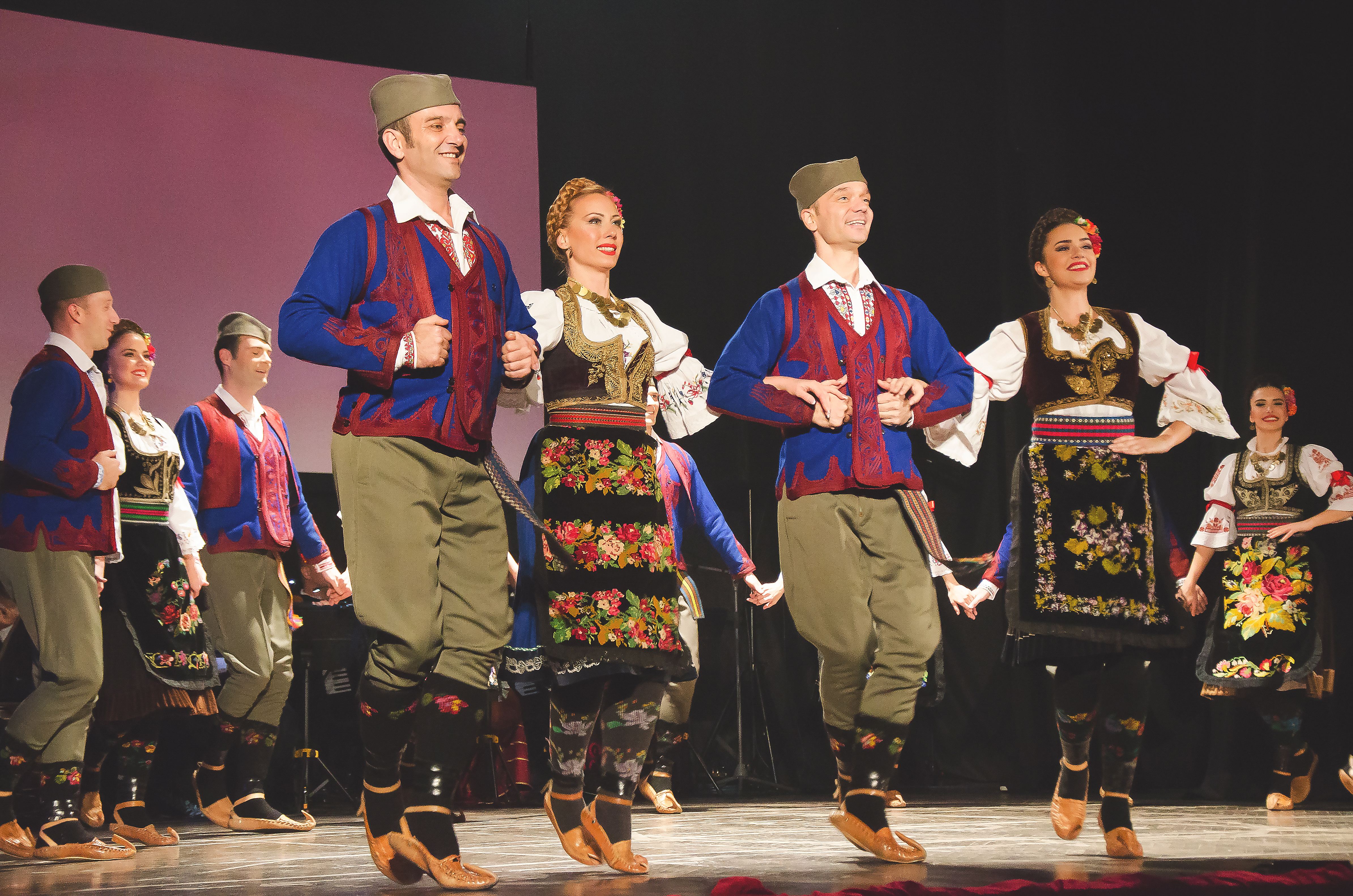
Поморавский костюм
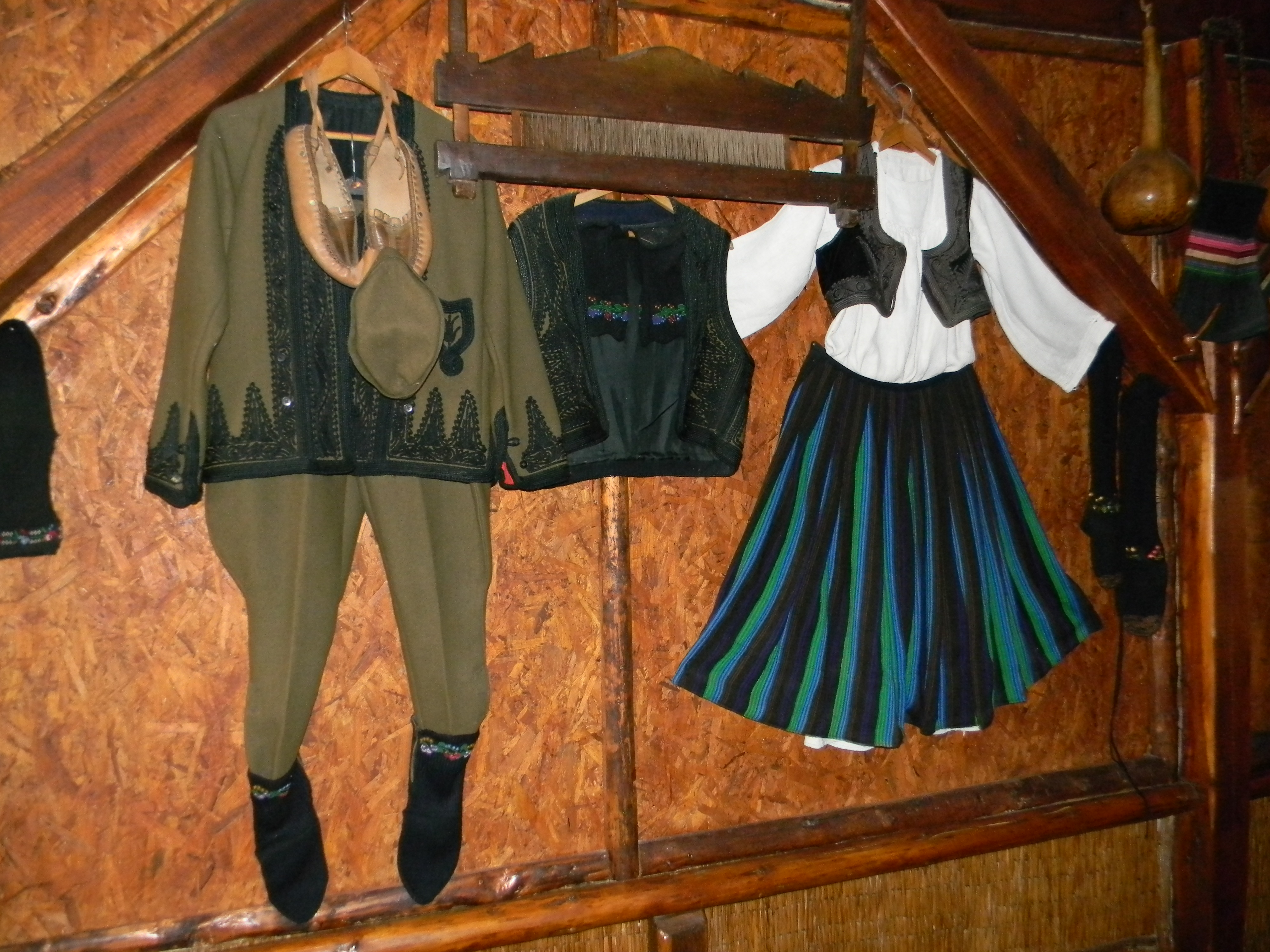
Народные костюмы, село Стеневац, община Деспотоваца
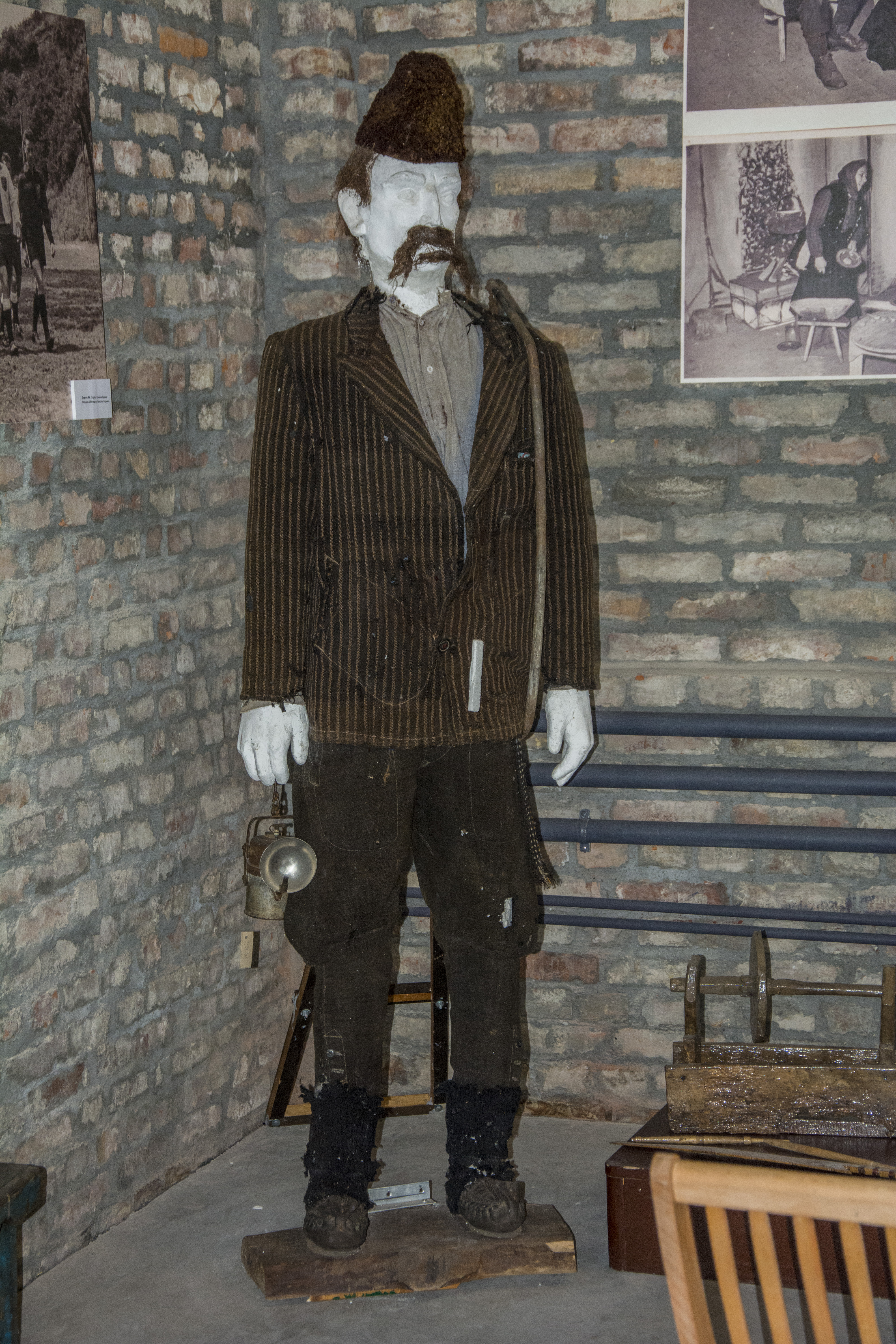
Костюм шахтёра XIX века, экспонат музея добычи угля (серб. Музеј угљарства), село Сеньски-Рудник, община Деспотовац
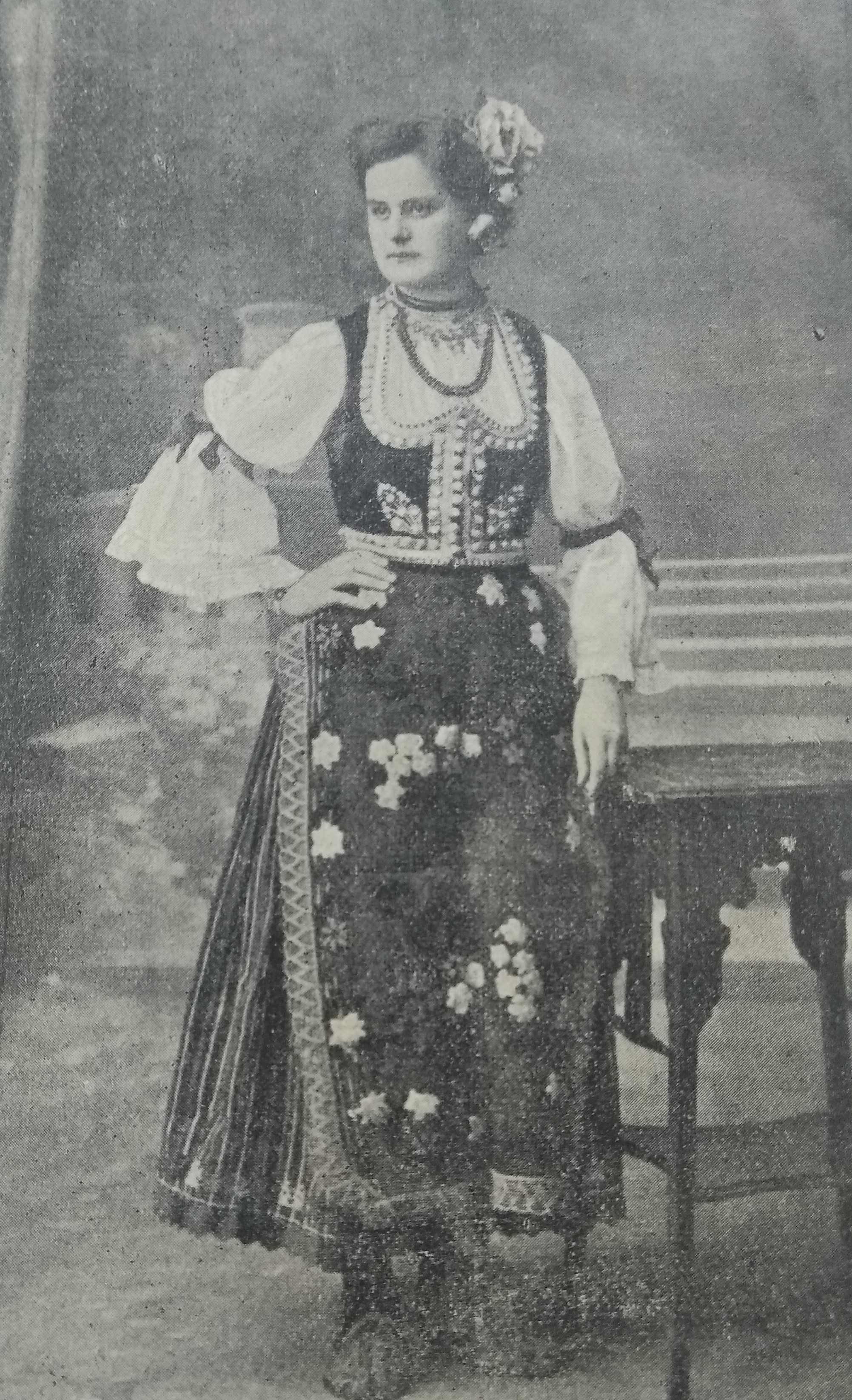
Женский народный костюм из долины реки Ресавы, фотография из журнала «Bosna», 1910 г.

#### Подунавье

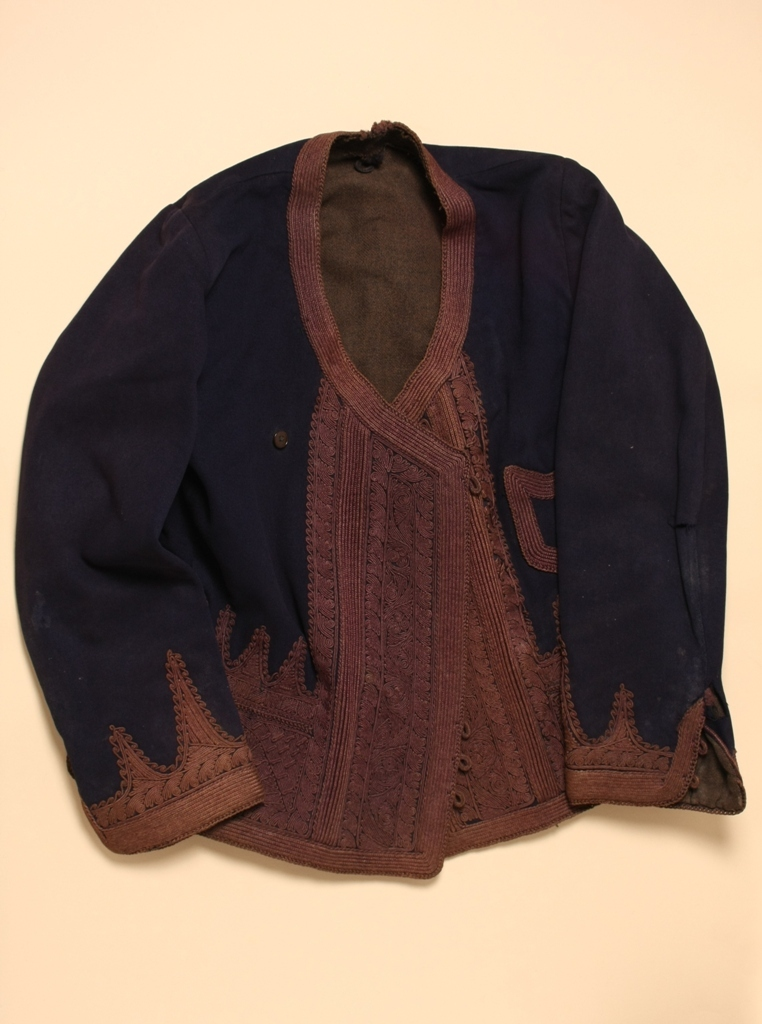
Антерия, экспозиция музея в Смедерево
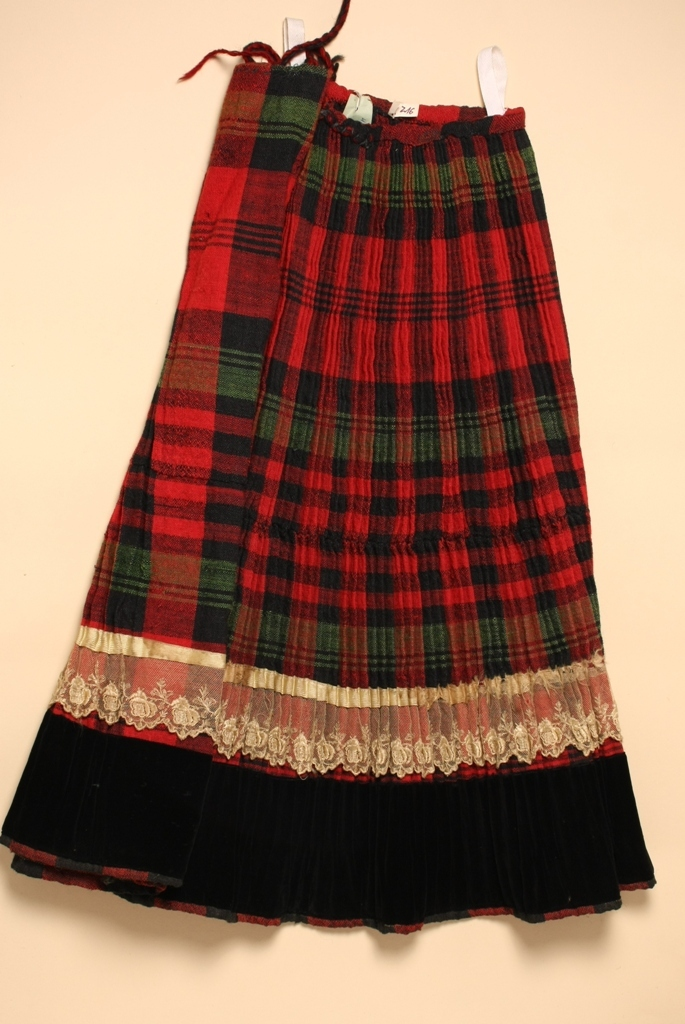
Вязаная юбка, экспозиция музея в Смедерево
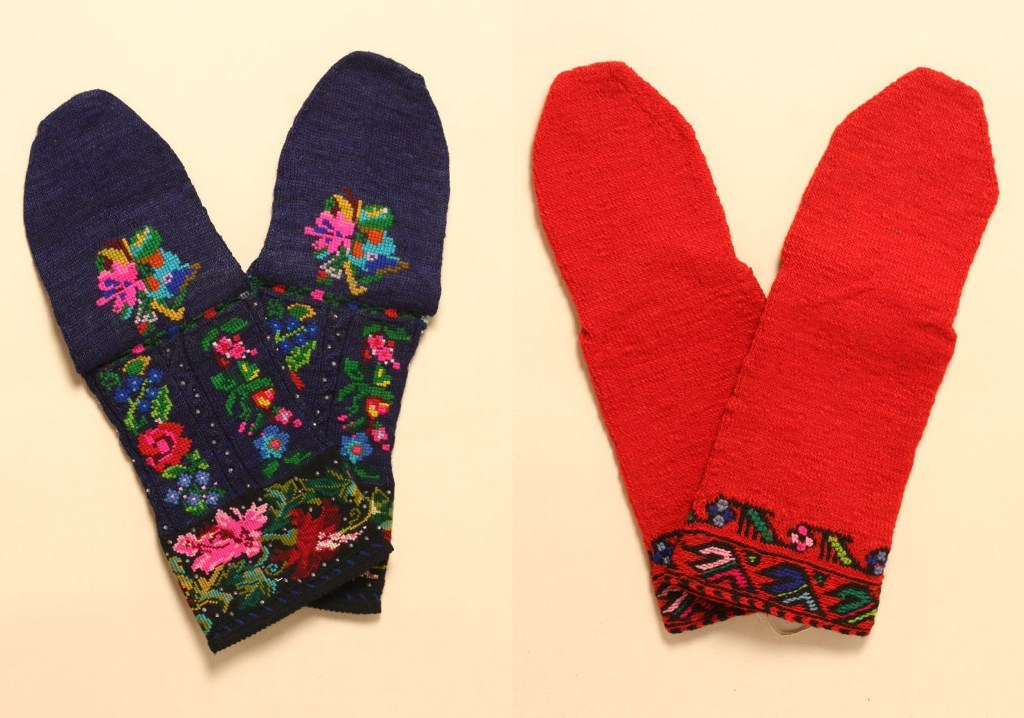
Носки, экспозиция музея в Смедерево
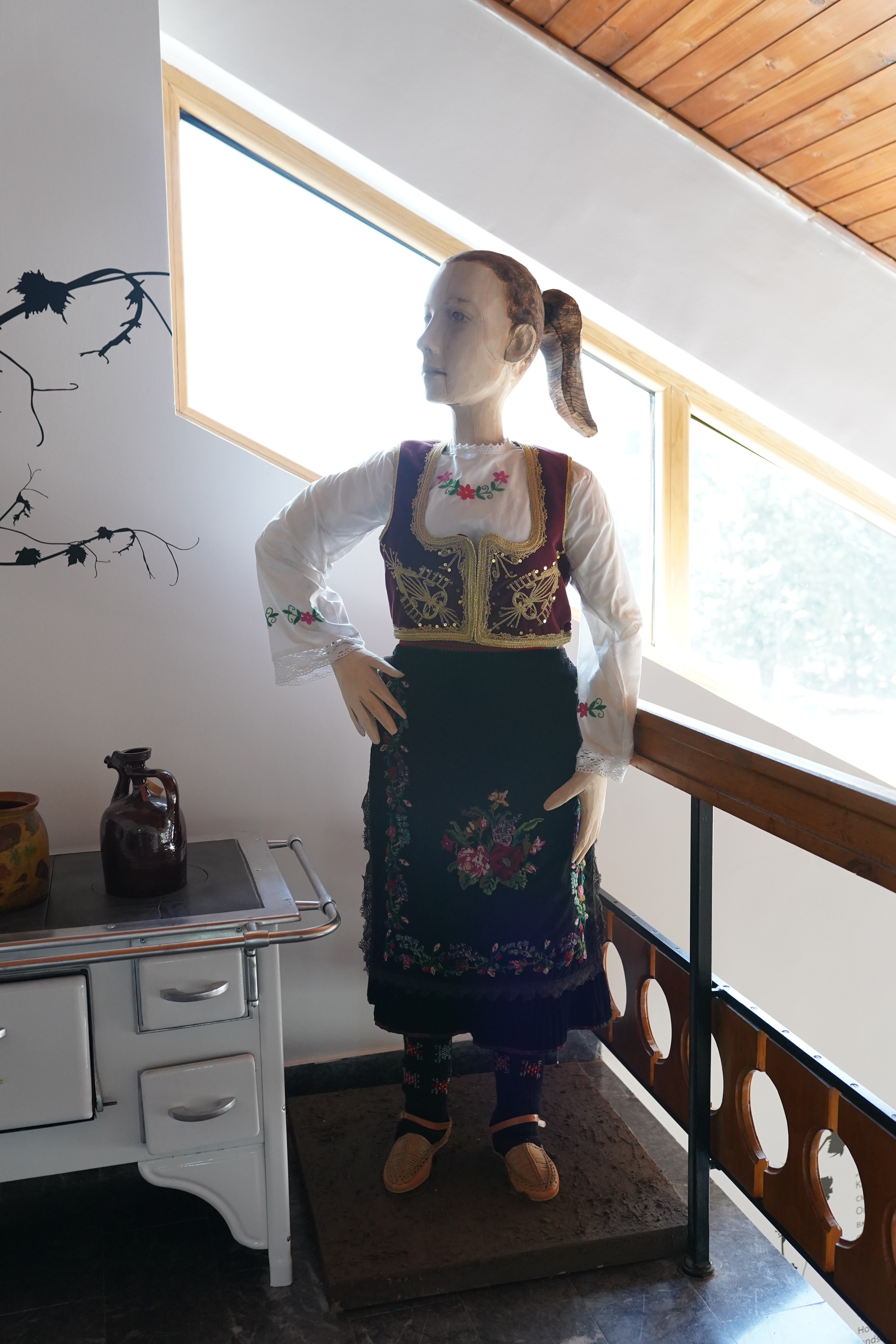
Женский народный костюм, экспонат музея в Смедерево
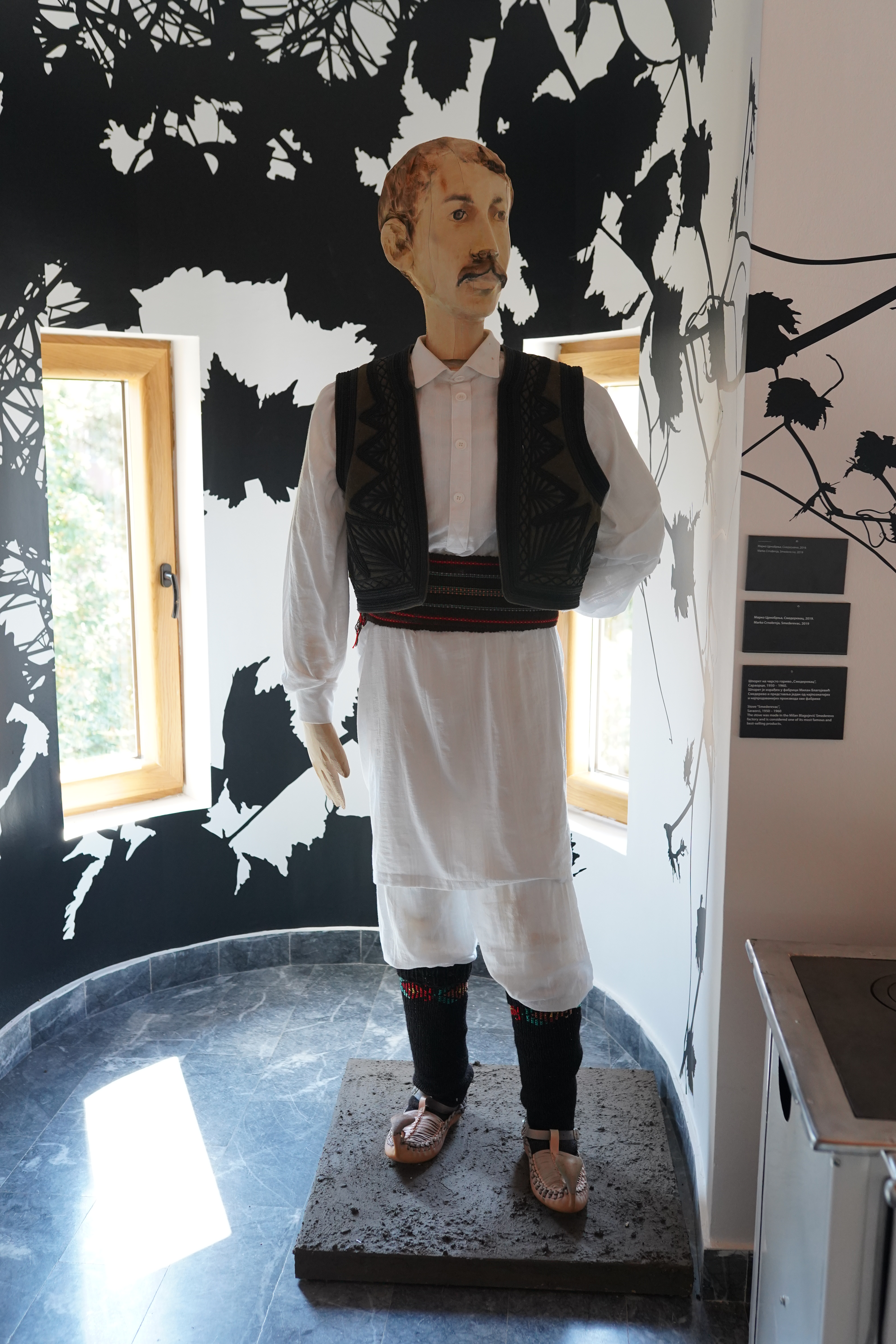
Мужской народный костюм, экспонат того же музея

#### Левач(субрегион Шумадии на границе с Поморавьем)
Именно в Левче Срезневский фиксирует такой головной убор, как смилевац. Срезневский уточняет, что конкретно в Левче смилевац носили с момента выхода замуж вплоть до первой беременности.

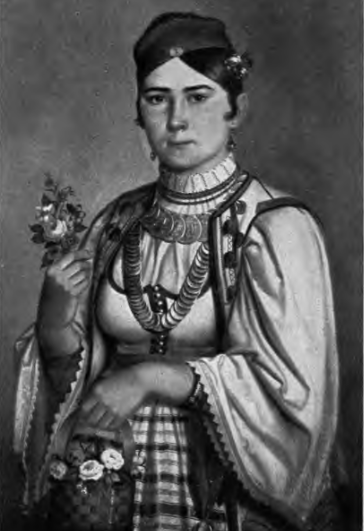
Девушка из Левча — картина 1854 г., иллюстрация из сборника белградского этнографического музея за 1926 год
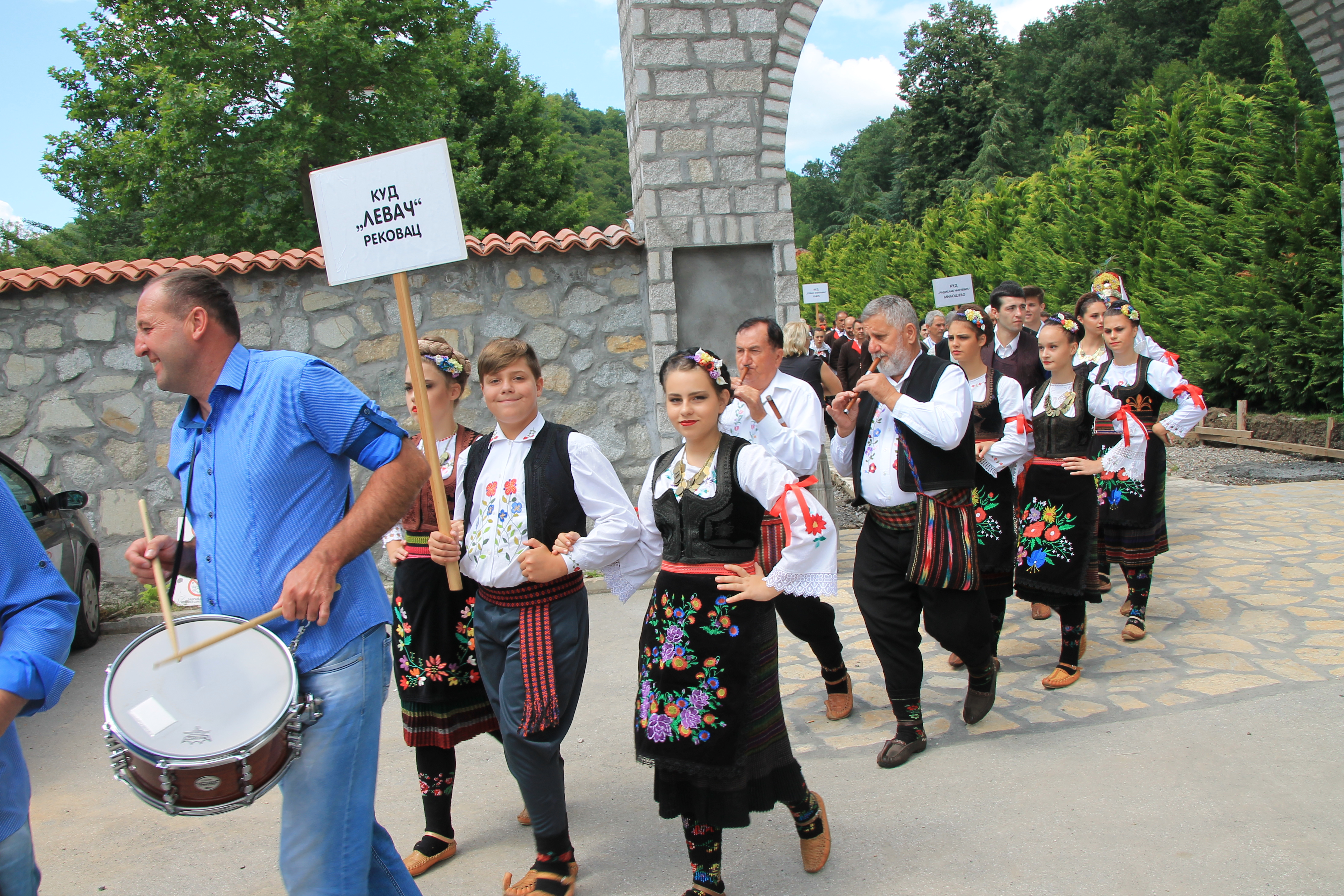
Дети-участники ансамбля народной музыки «Левач» (Рековац) в народных костюмах на фестивале «Prođoh Levač, prođoh Šumadiju», 2019 год
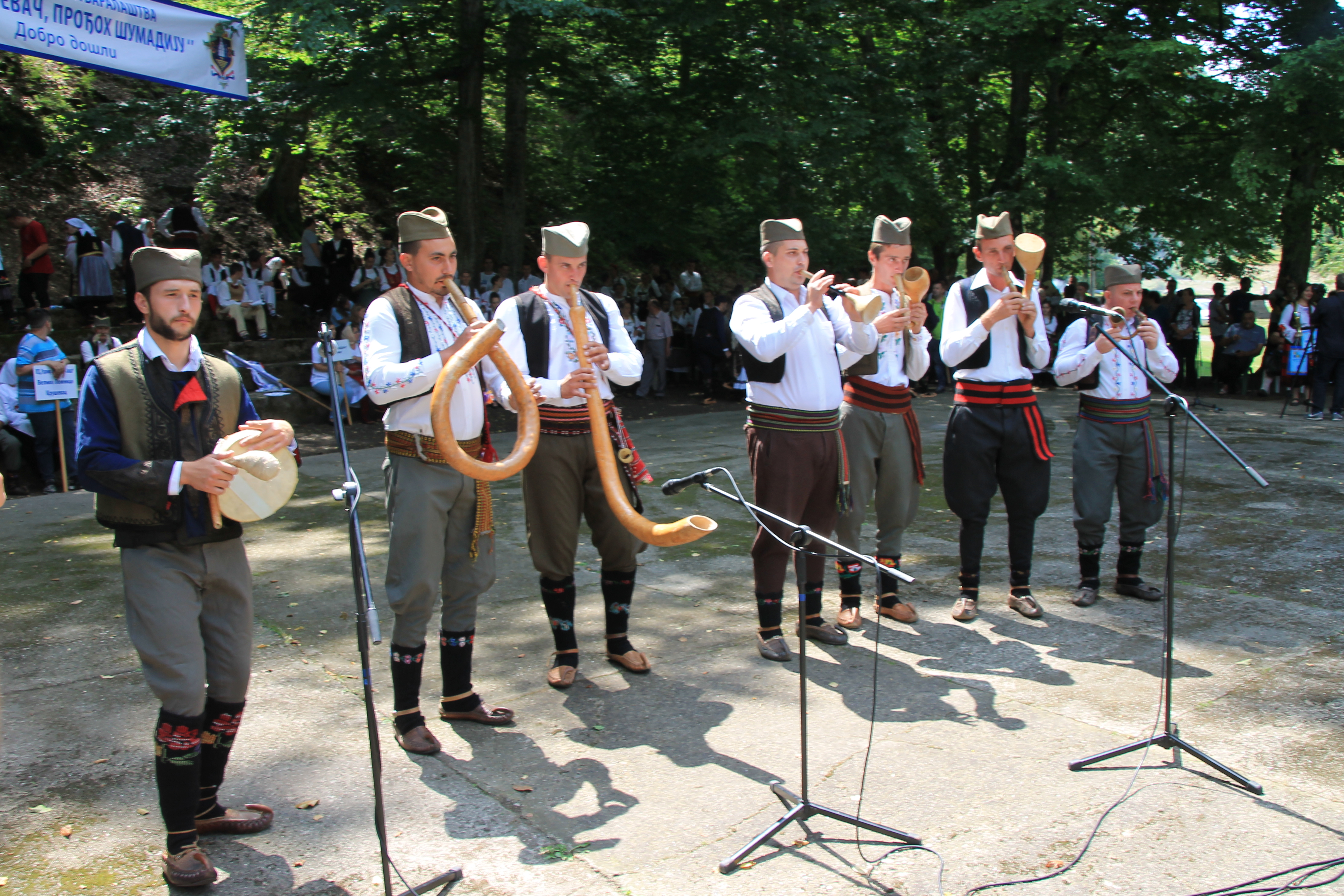
Ансамбль народной музыки[45] (Вукмановац) на фестивале «Prođoh Levač, prođoh Šumadiju», 2019 год

### Западная Сербия

#### Мачва
Данный регион располагается на перепутье Воеводины (Срем) и Шумадии, и поэтому костюм объединяет в себе элементы костюмов соответствующих регионов. Как правило, одежда изготовлялась из льна и конопли, узор на одежде был геометрическим; но фартук-передник мог украшаться цветочными мотивами. Женщины носили длинную рубаху с оборками на рукавах, чёрный елек, вышитый золотом и два фартука — спереди и сзади. Мужчины носили белые штаны-чакшире и рубаху навыпуск, коричневый елек, длинные носки, а на голове — шубару и соломенную шляпу. Для данной местности было характерна вышивка красными и чёрными нитями.

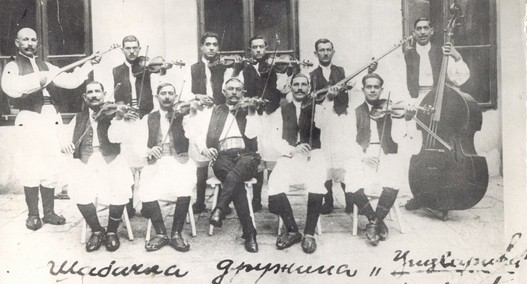
Семейный ансамбль народной музыки Цицваричей (серб. Цицварићи) из Шабаца
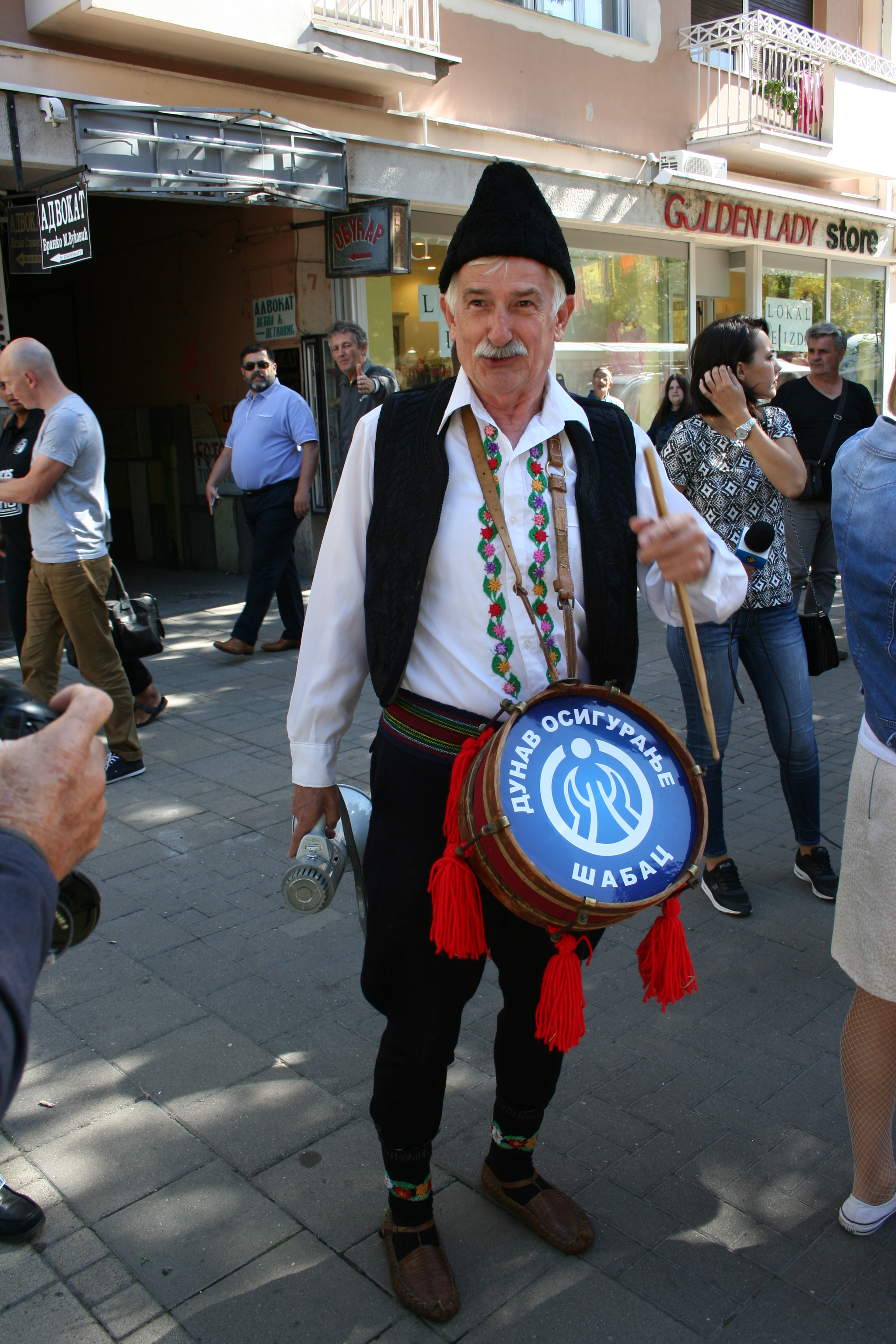
Барабанщик на карнавале в Шабаце, 2017 год
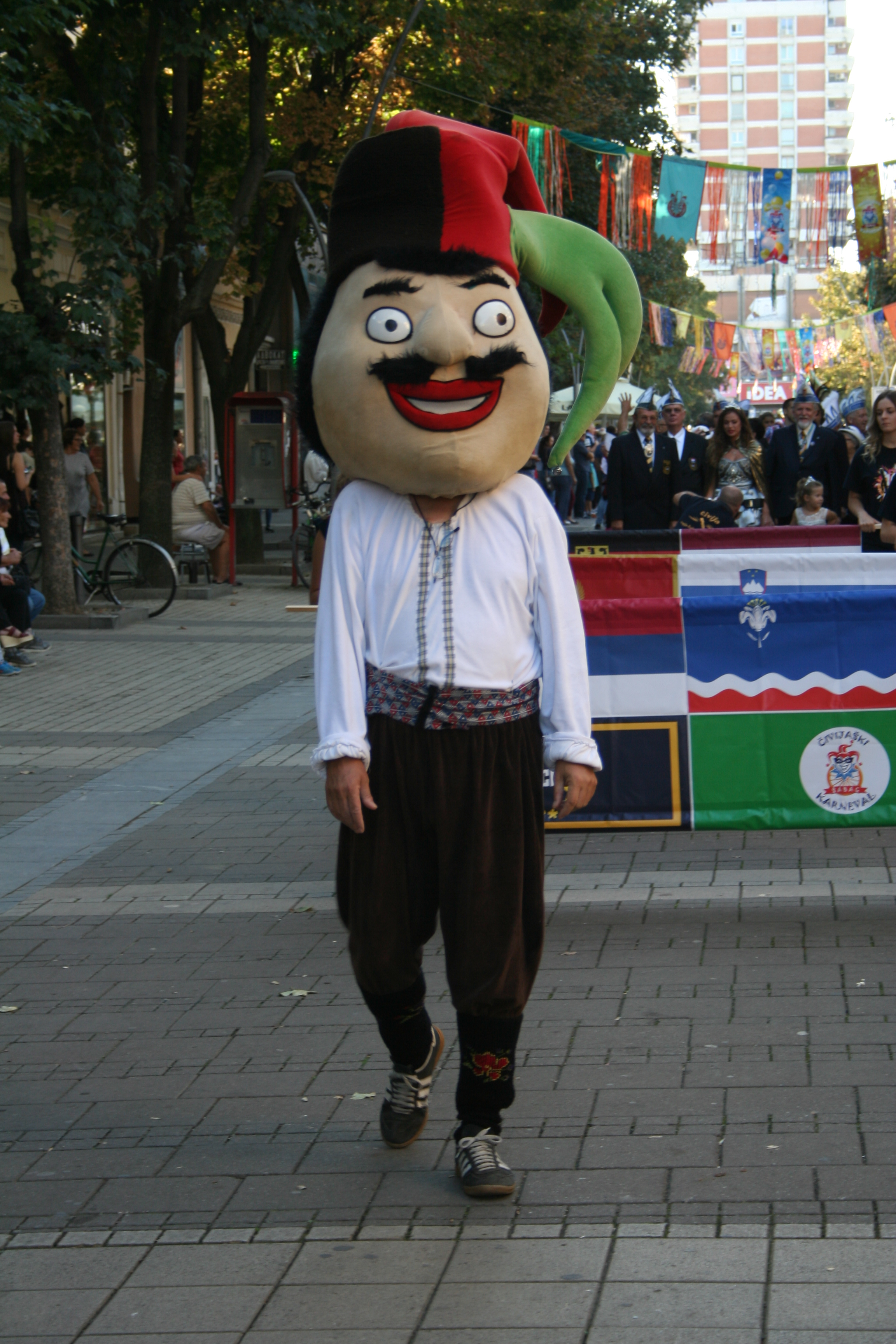
Ростовая кукла на карнавале в Шабаце, 2017 год
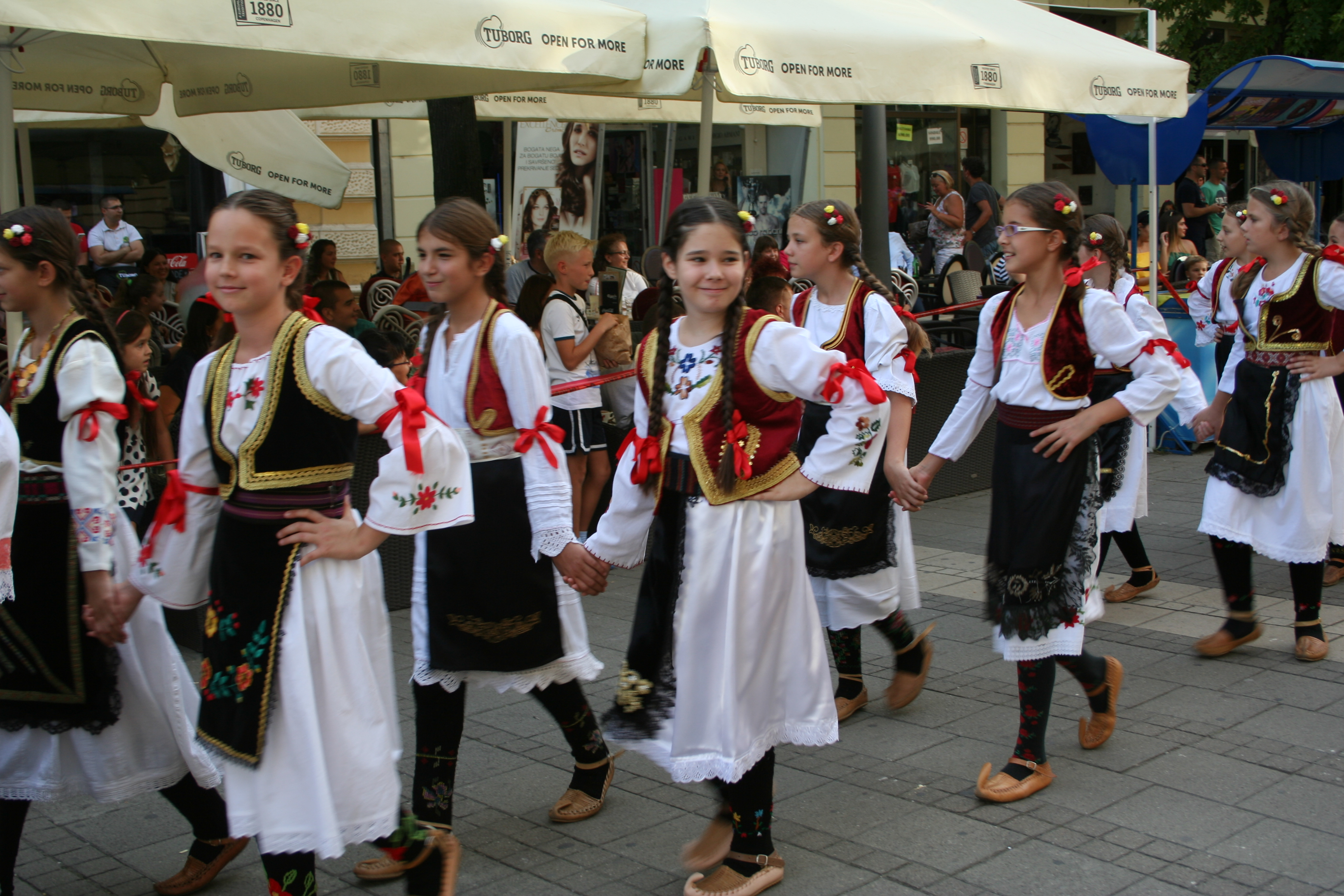
Дети в народных костюмах Мачвы и Воеводины на карнавале в Шабаце, 2017 г.
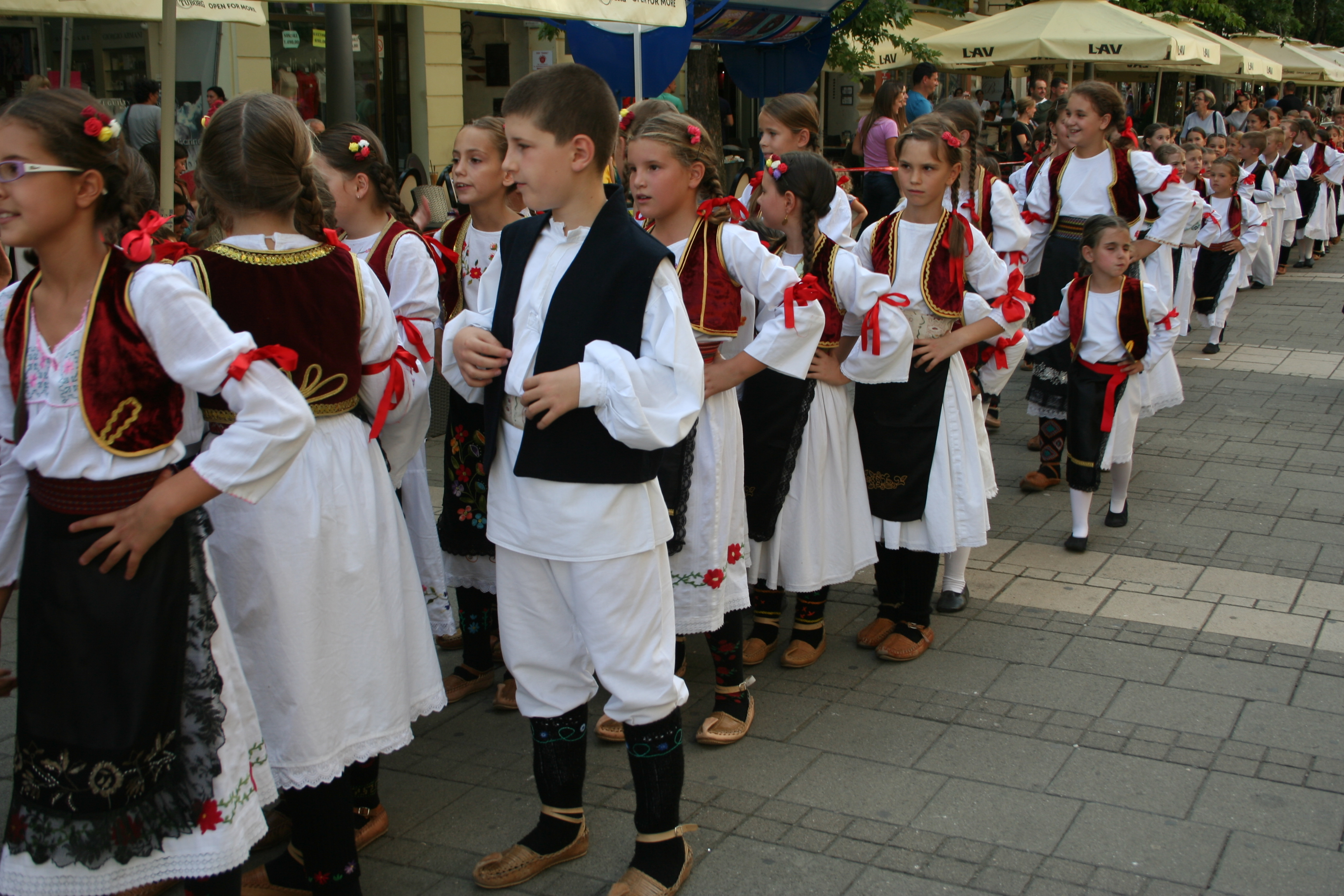
Дети в народных костюмах Мачвы и Воеводины на карнавале в Шабаце, 2017 г.
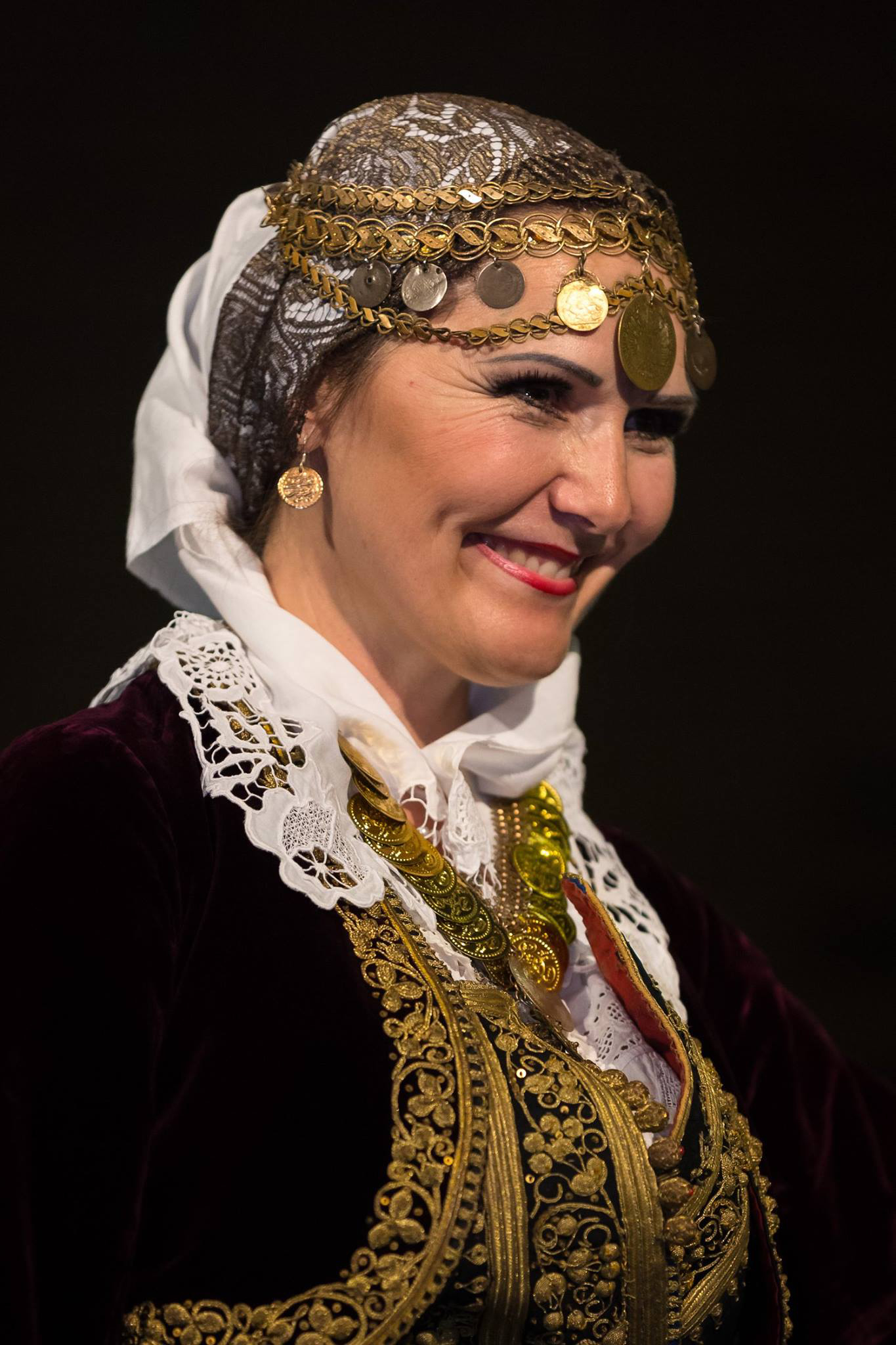
Биляна Риган — американская коллекционер балканского костюма сербского происхождения в костюме из Мачвы
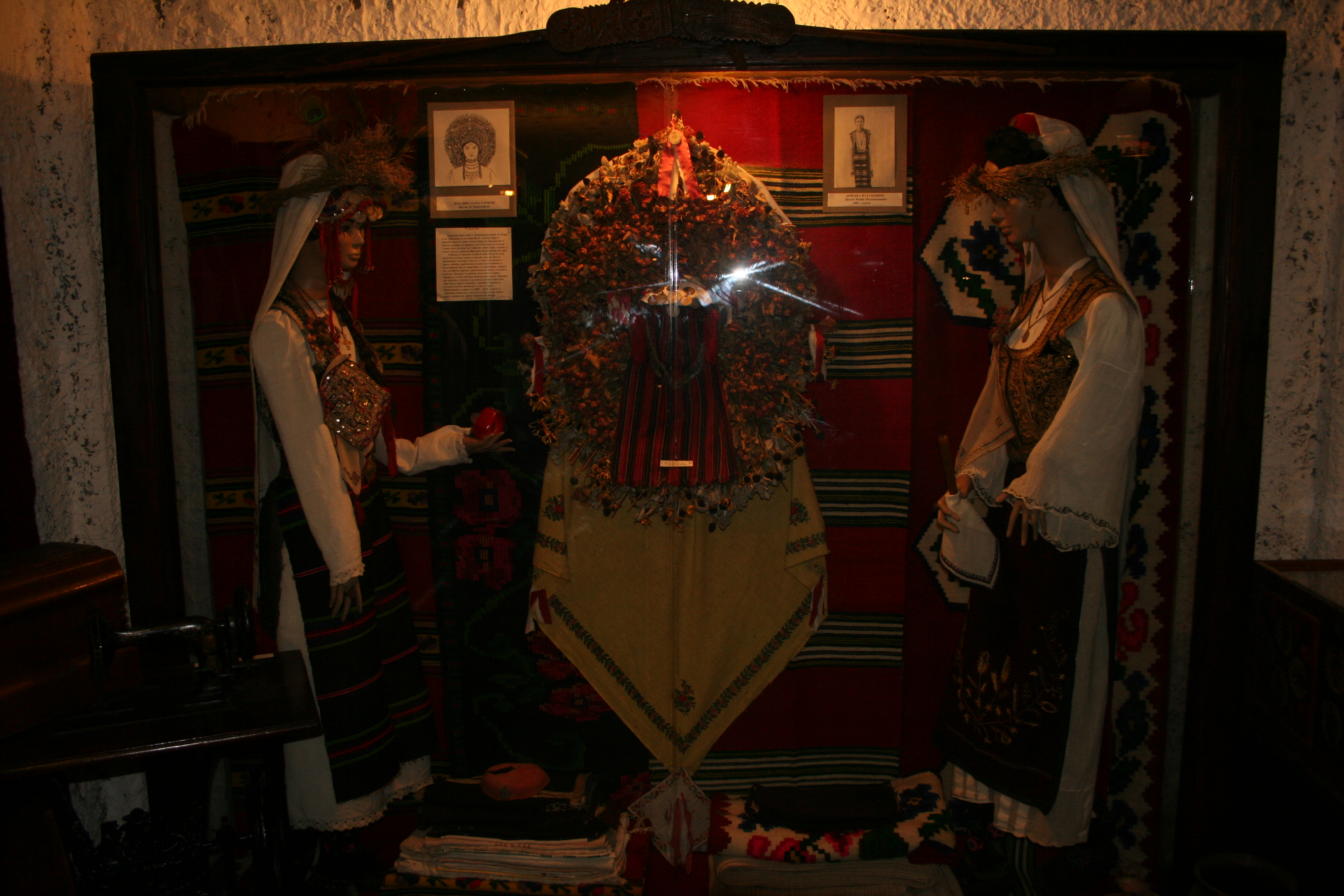
Женские костюмы и головной убор невесты, коллекция музея Крупаня
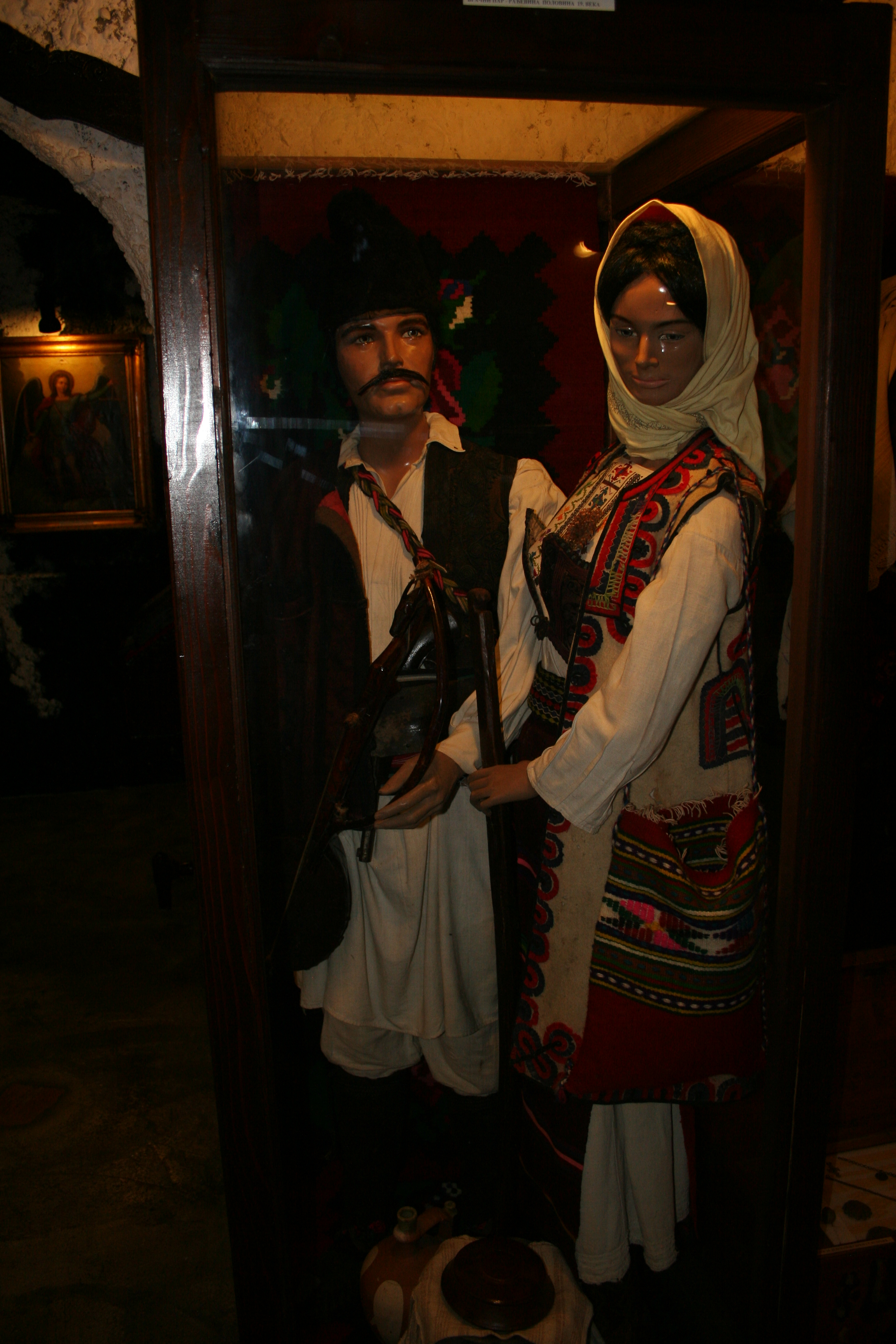
Мужской и женский костюмы, тот же музей
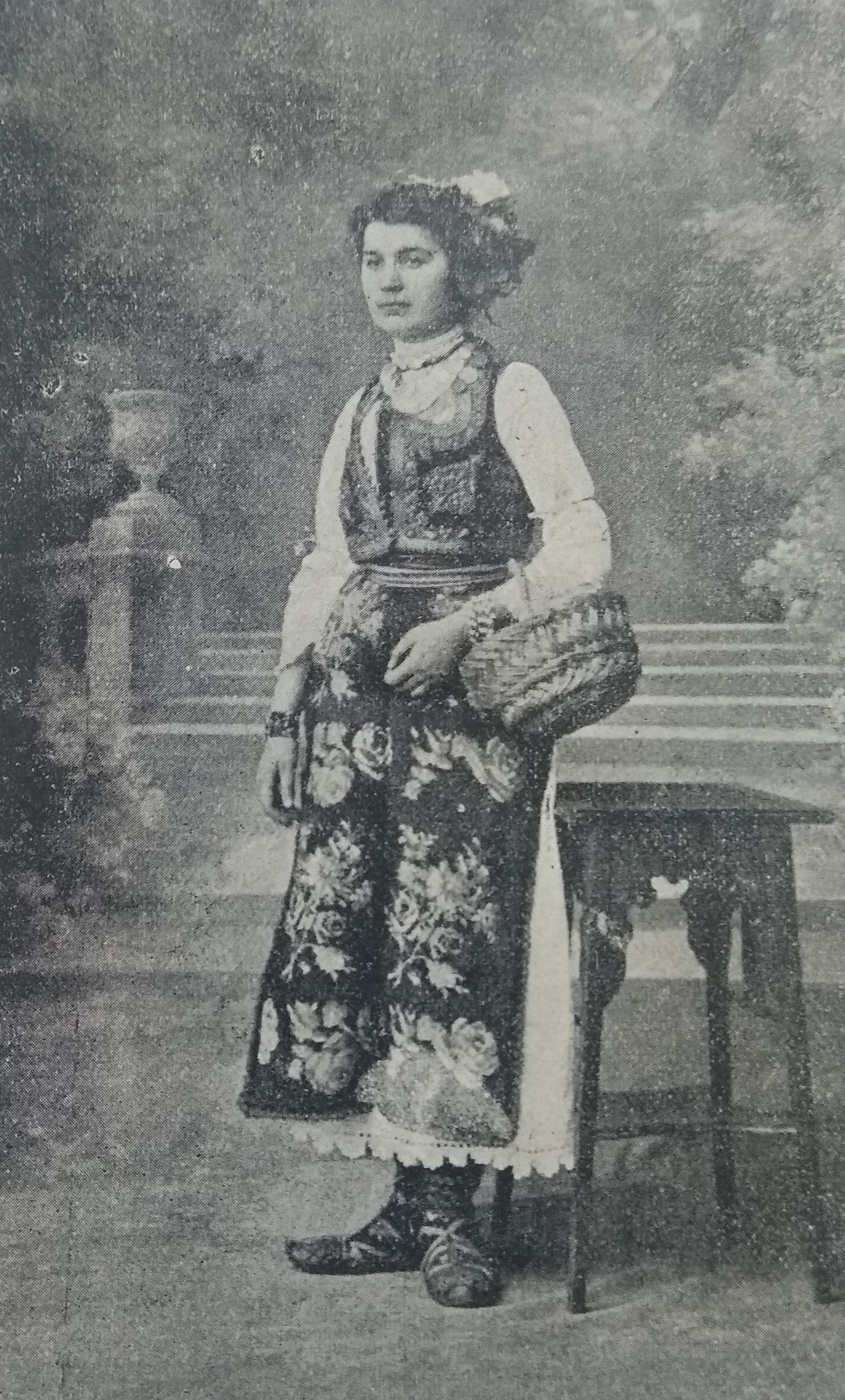
Женский костюм из Мачвы, фотография из журнала «Bosna», 1910 г.
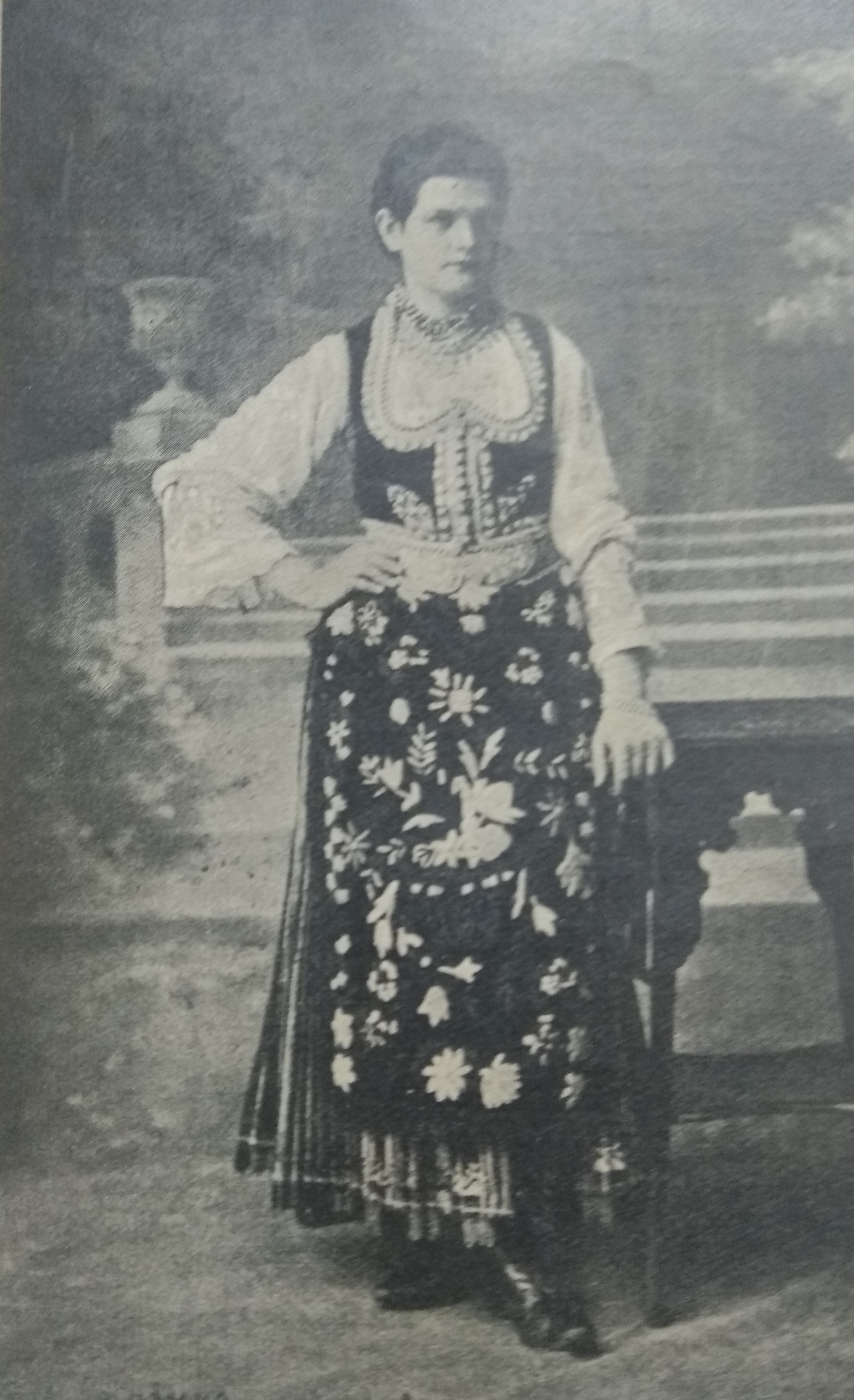
Женский костюм из Посавины (Западная Сербия), источник тот же

#### Колубарский округ
Костюм Средней Колубары испытал значительное влияние шумадийского костюма. В отличие от Шумадии, колубарцы зачастую носили копоран поверх елека. Производство опанков на Средней Колубаре было наиболее развито в Мионице и Убе. Самой распространённой цветовой гаммой в колубарском костюме был зелёный — серо-оливковый, юноши из зажиточных семей носили одежду синего цвета с вышивкой шнуров из синих или красных, в то время как старики носили одежду коричневого цвета. Головным убором служили шайкача и шляпа летом и шубара зимой.

#### Златибор
Из-за близости с Черногорией златиборский костюм является переходным от шумадийского к черногорскому и динарскому. В окрестностях Ужице мужчины носили штаны-пеленгиры, украшавшиеся бахромой на концах штанин (а праздничные украшались тесьмой), и носившиеся таким образом, чтобы концы брюк с бахромой выходили за носки. Зимой носили красный плащ с капюшоном. Традиционный костюм вышел из употребления в 1970-х годах.

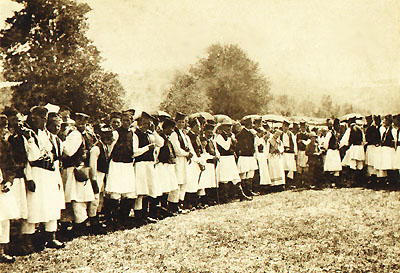
Жители Златибора, 1900-е гг.
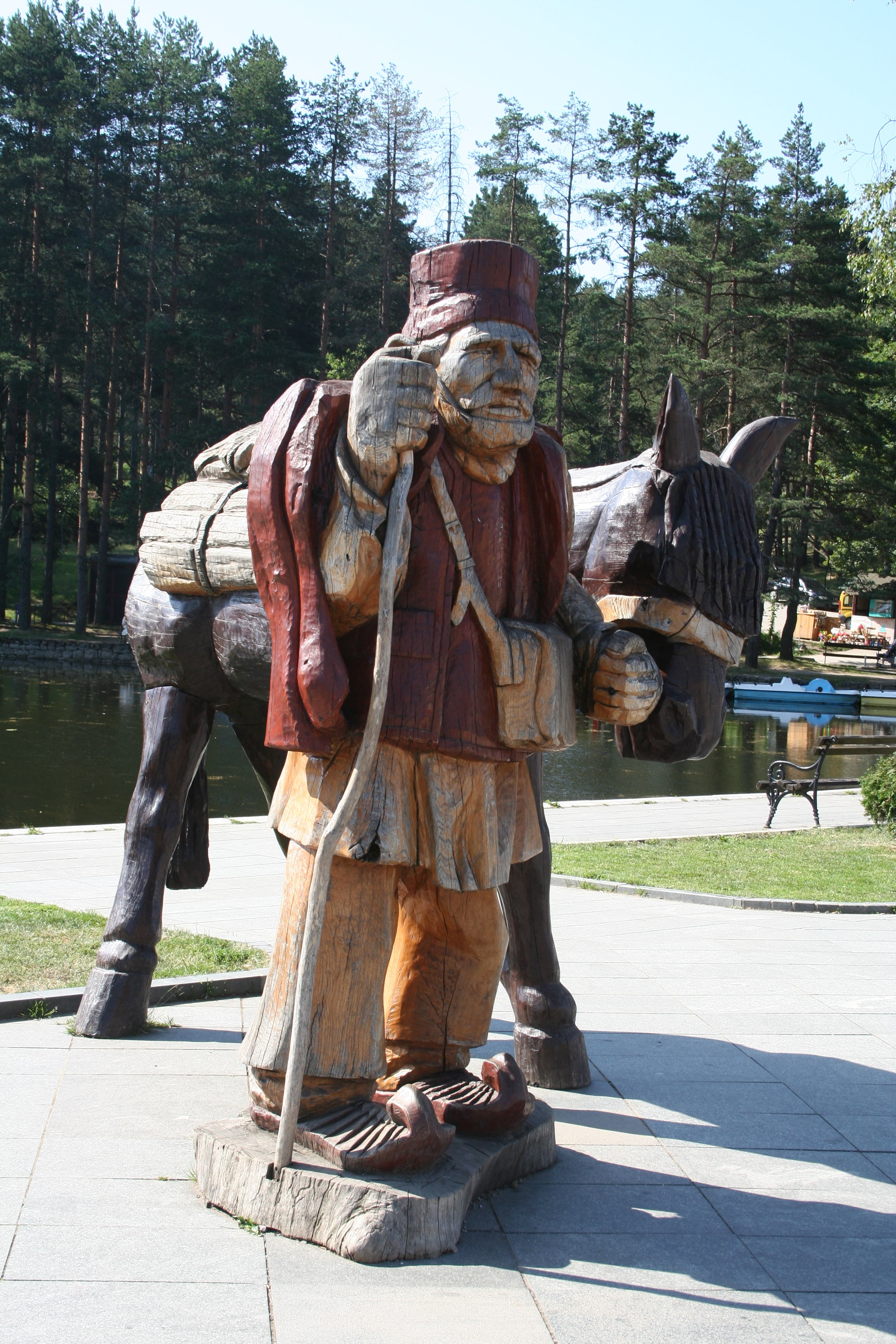
Деревянная скульптура в Златиборе, посвящённая 120-летию организованного туризма в этих местах
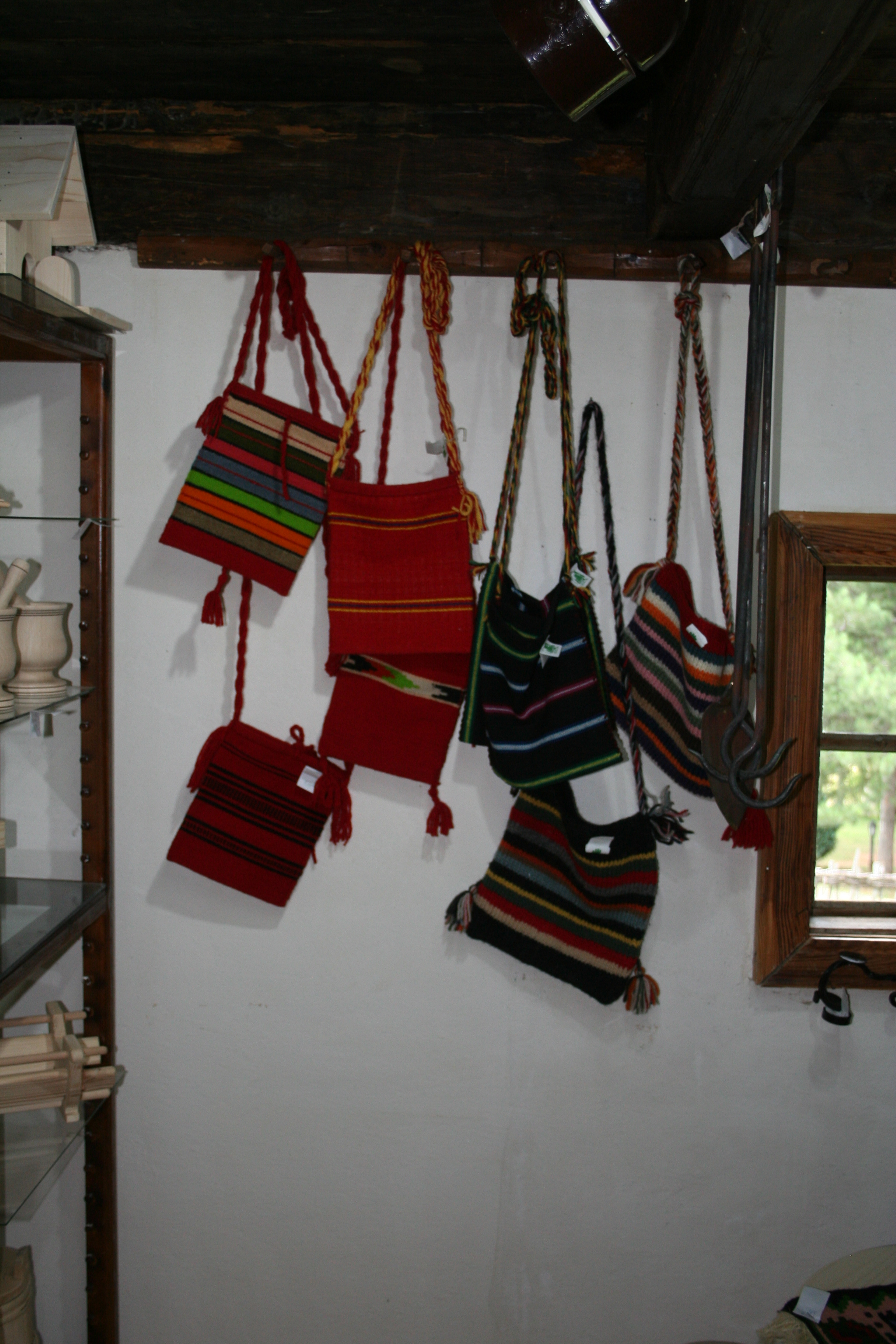
Традиционные сумки в этно-селе Сирогойно, община Чаетина

### Восточная Сербия
Из-за близости с Румынией и Болгарией сербский костюм Восточной Сербии испытал сильное влияние румынского костюма соседних регионов — Шоплука, Мёзии, Баната и Олтении; а также центрально-балканского и шопского типа непосредственно сербского типов костюма. Здесь больше всего распространены предметы из натуральной шерсти.

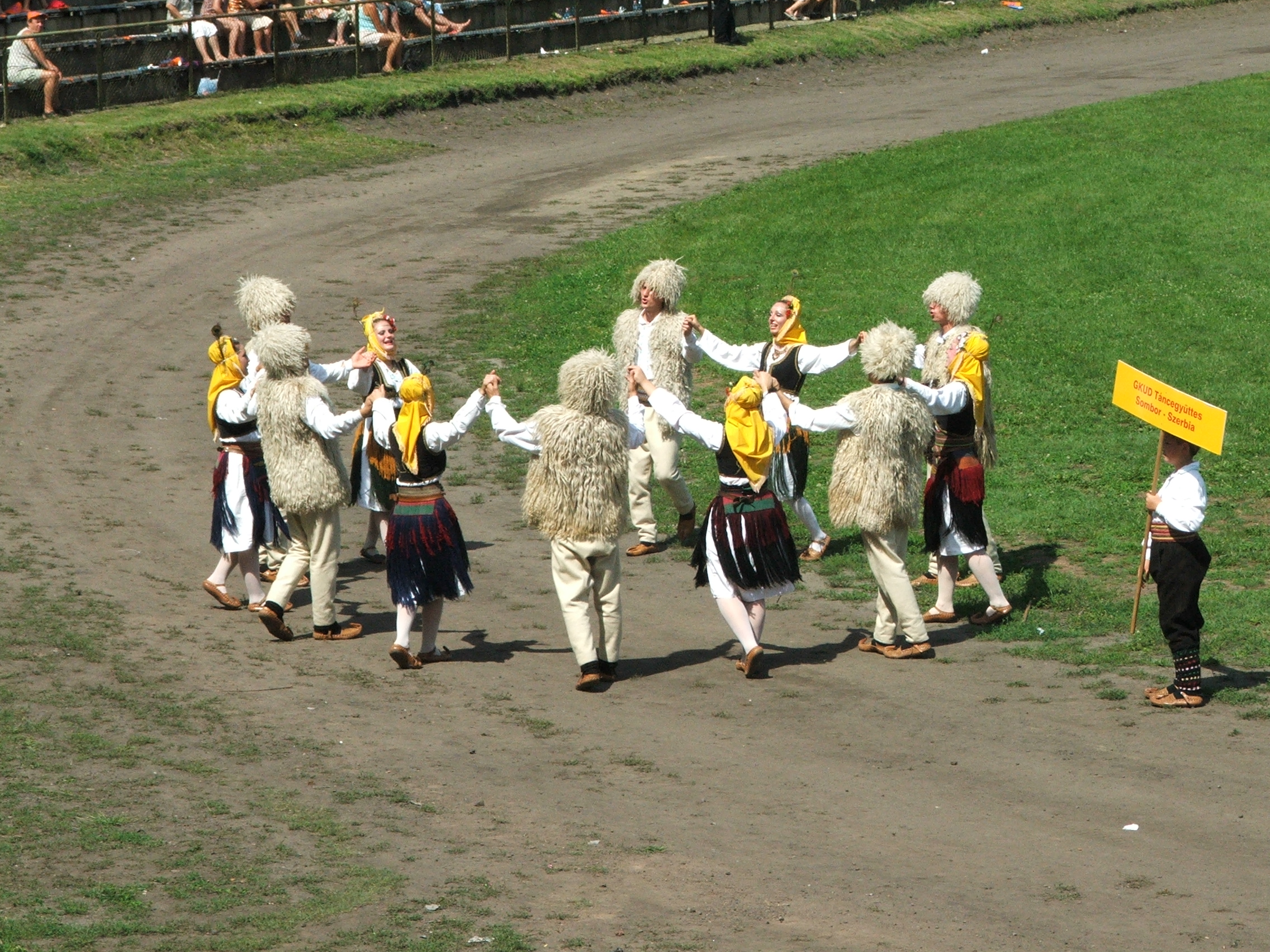
Ансамбль сербского танца из Сомбора танцует коло в восточно-сербском костюме
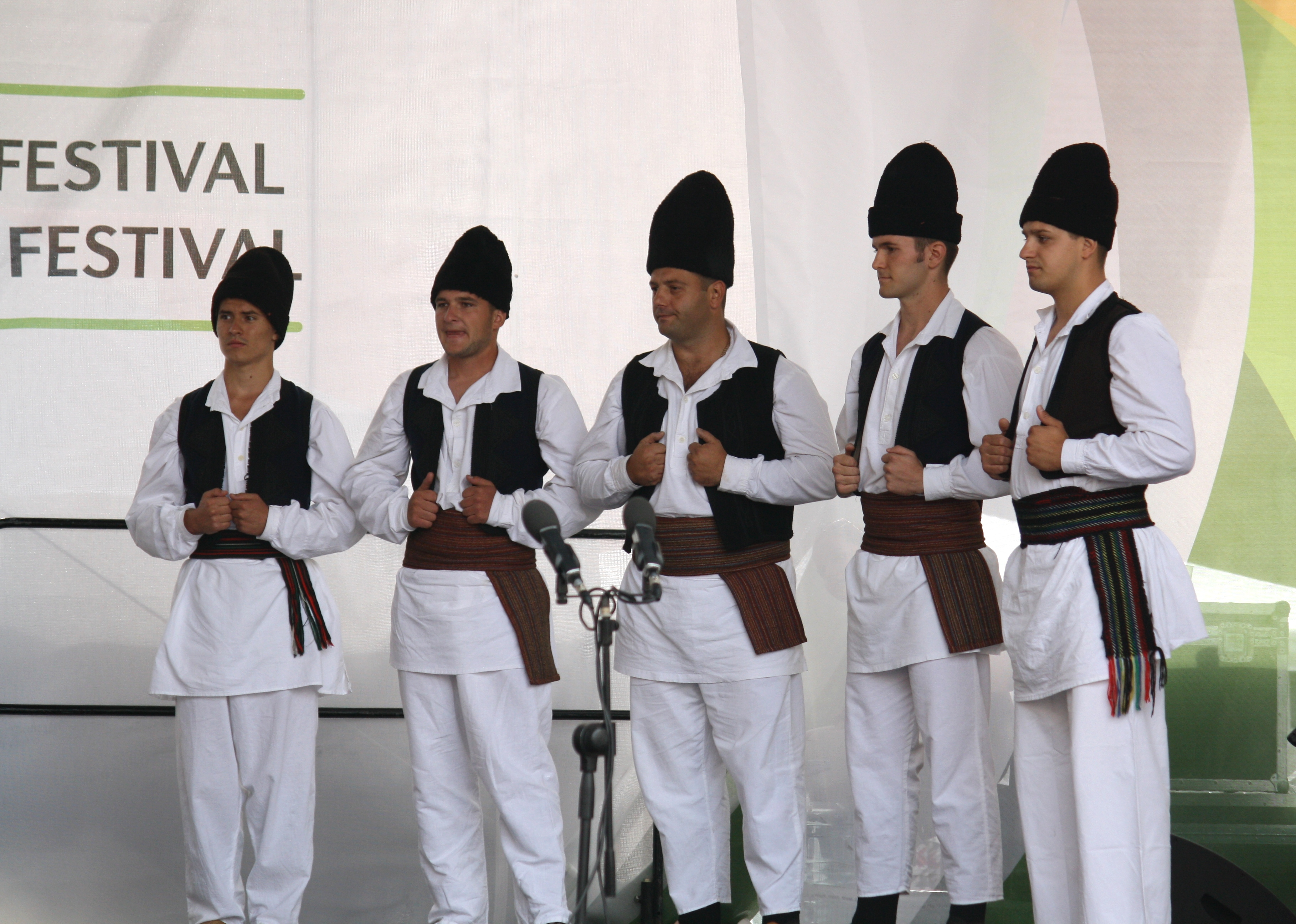
Мужское платье
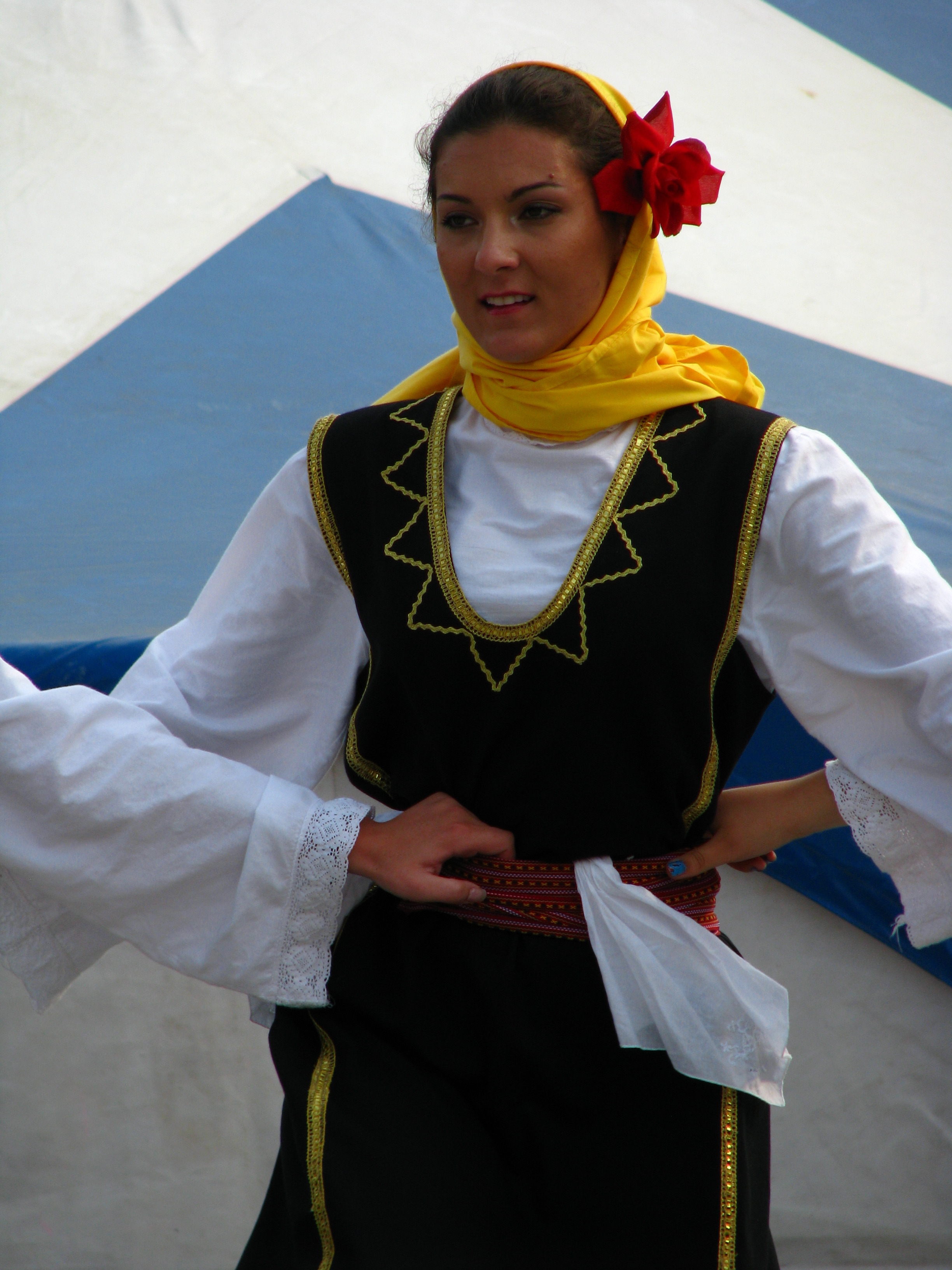
Костюм Юго-Восточной Сербии
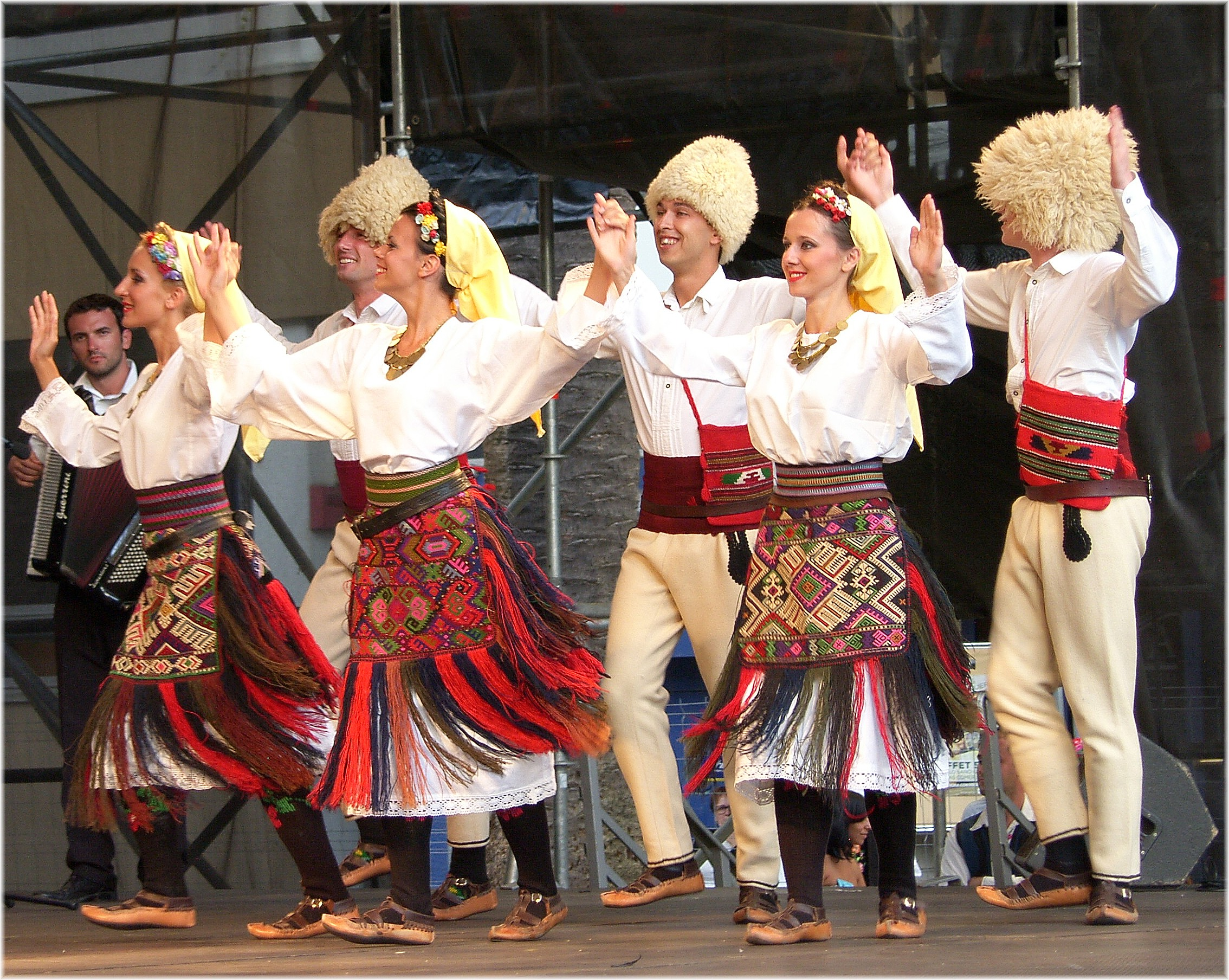
Участники ансамбля народного танца в костюмах сербских влахов
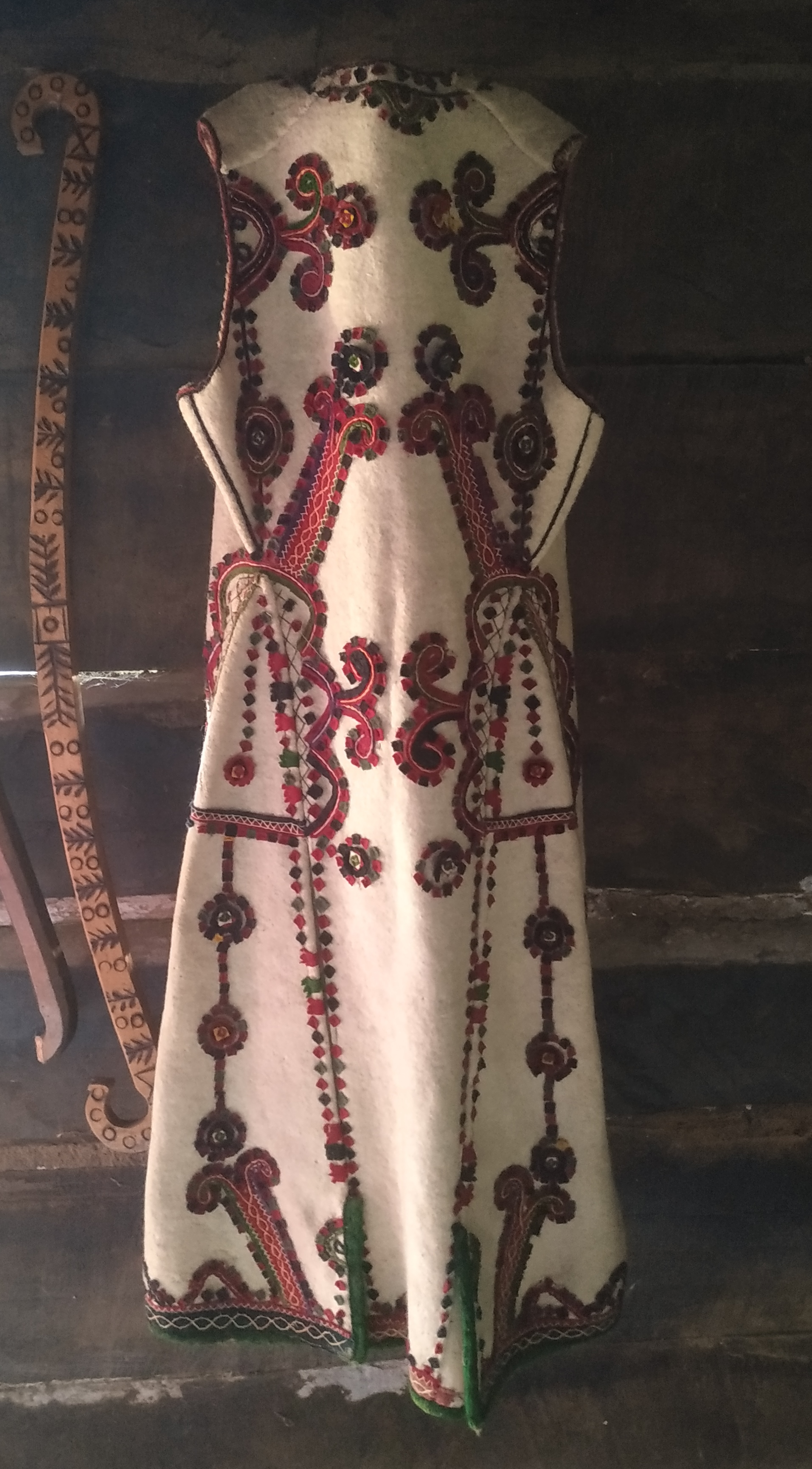
Зубун, экспонат музея в этно-парке «Тульба» около Пожареваца
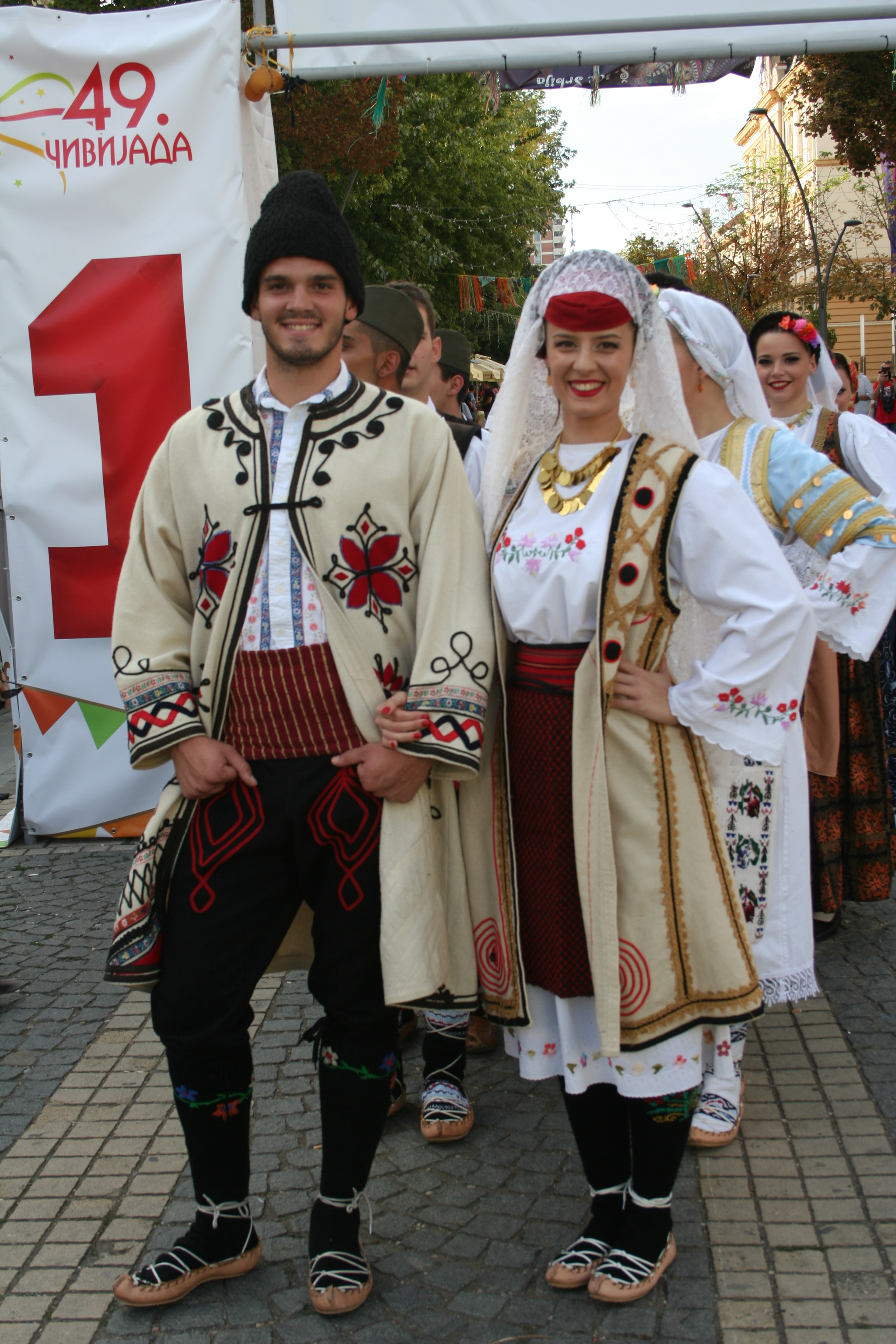
Пара в народном костюме окрестностей Пожареваца на карнавале в Шабаце, 2017 г.
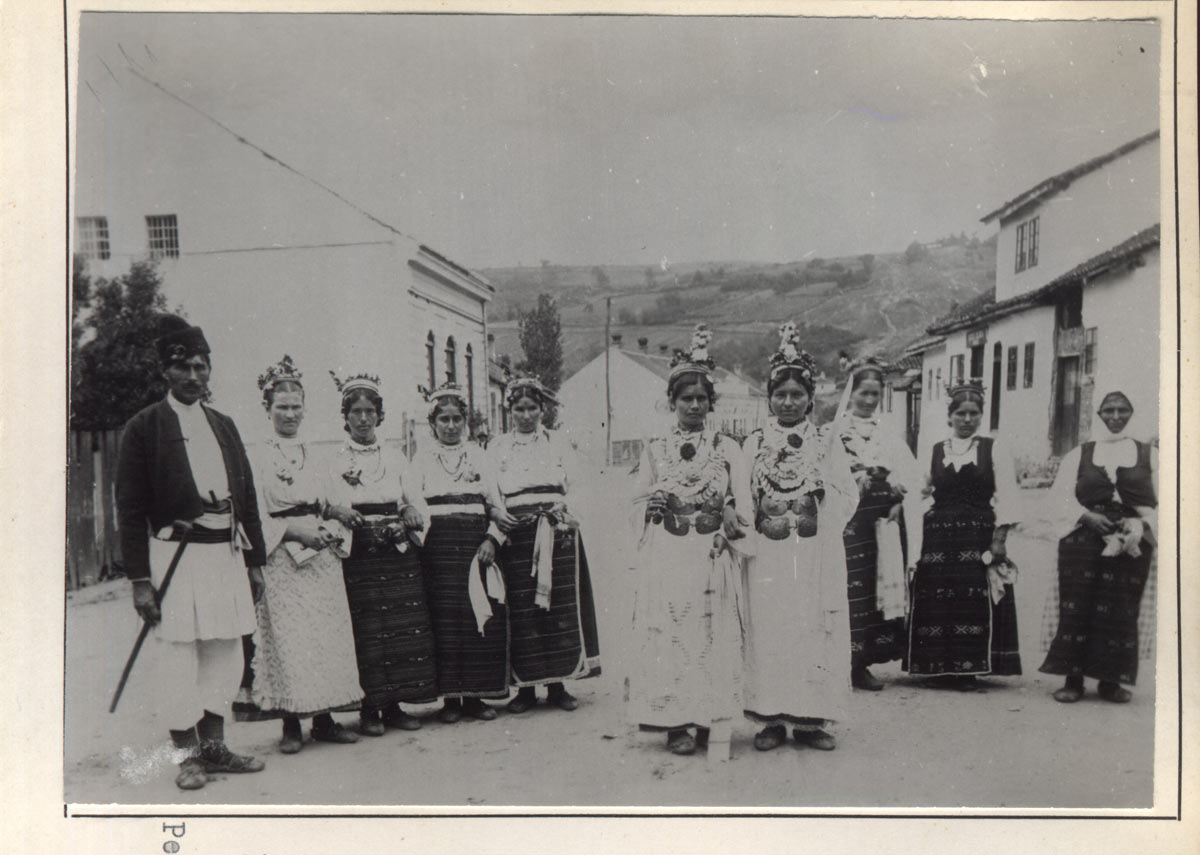
Обряд «Кралица» в селе Кучево (Браничевский округ), 1901 год
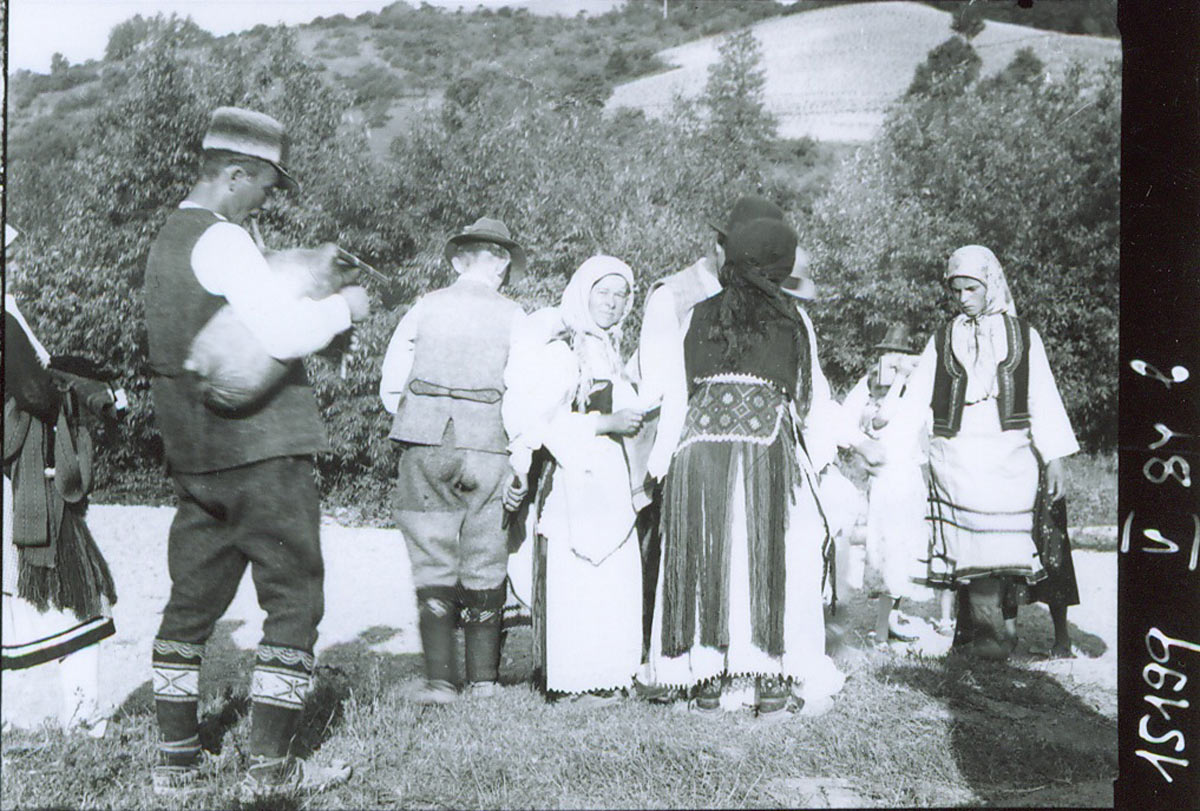
Тот же обряд в селе Дубока (Браничевский округ), 1935 год
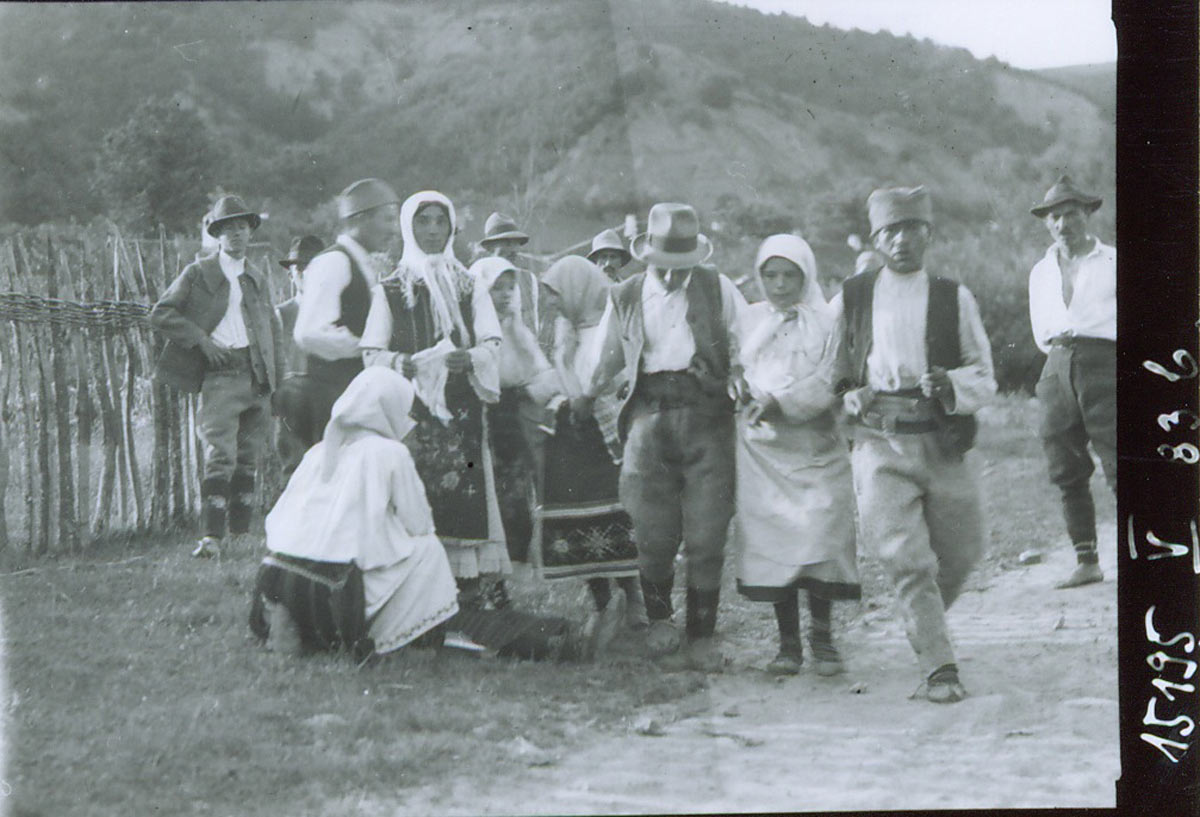
То же самое
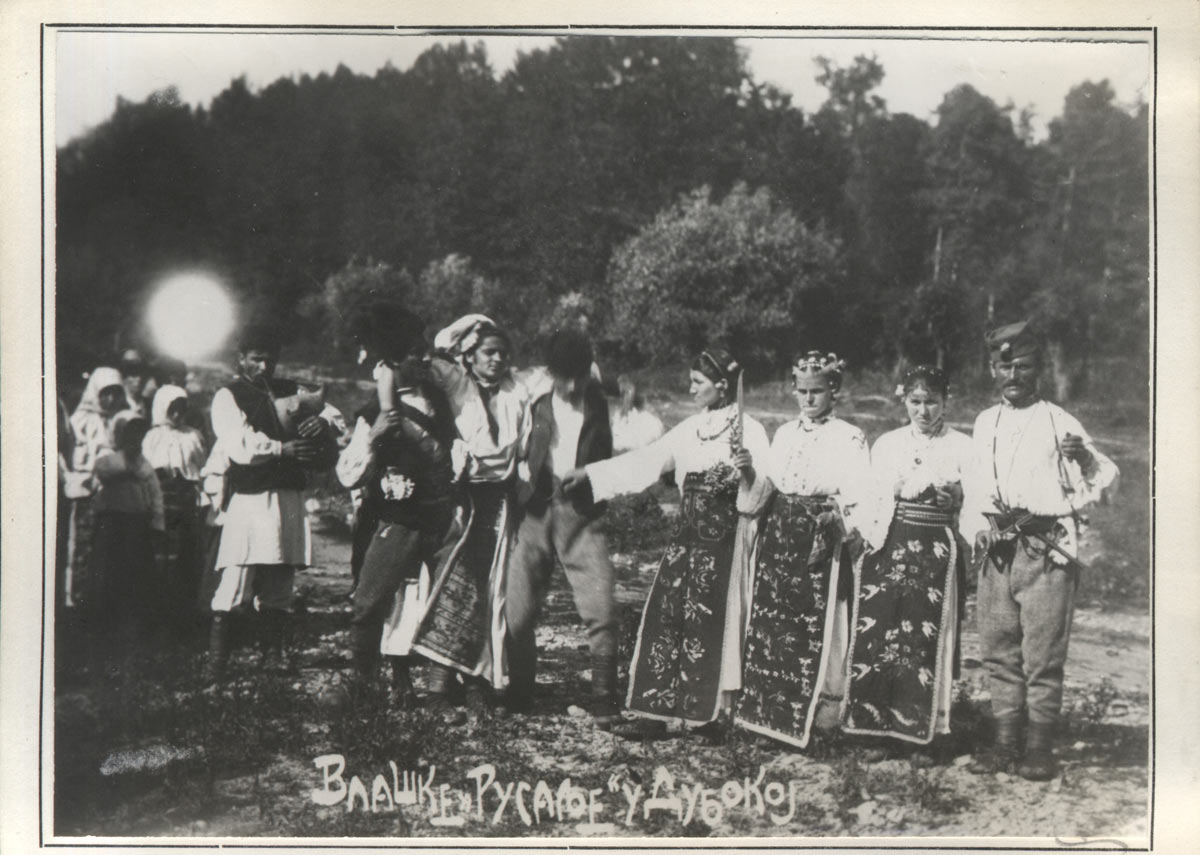
Обряд «русалии», то же село, 1901 год
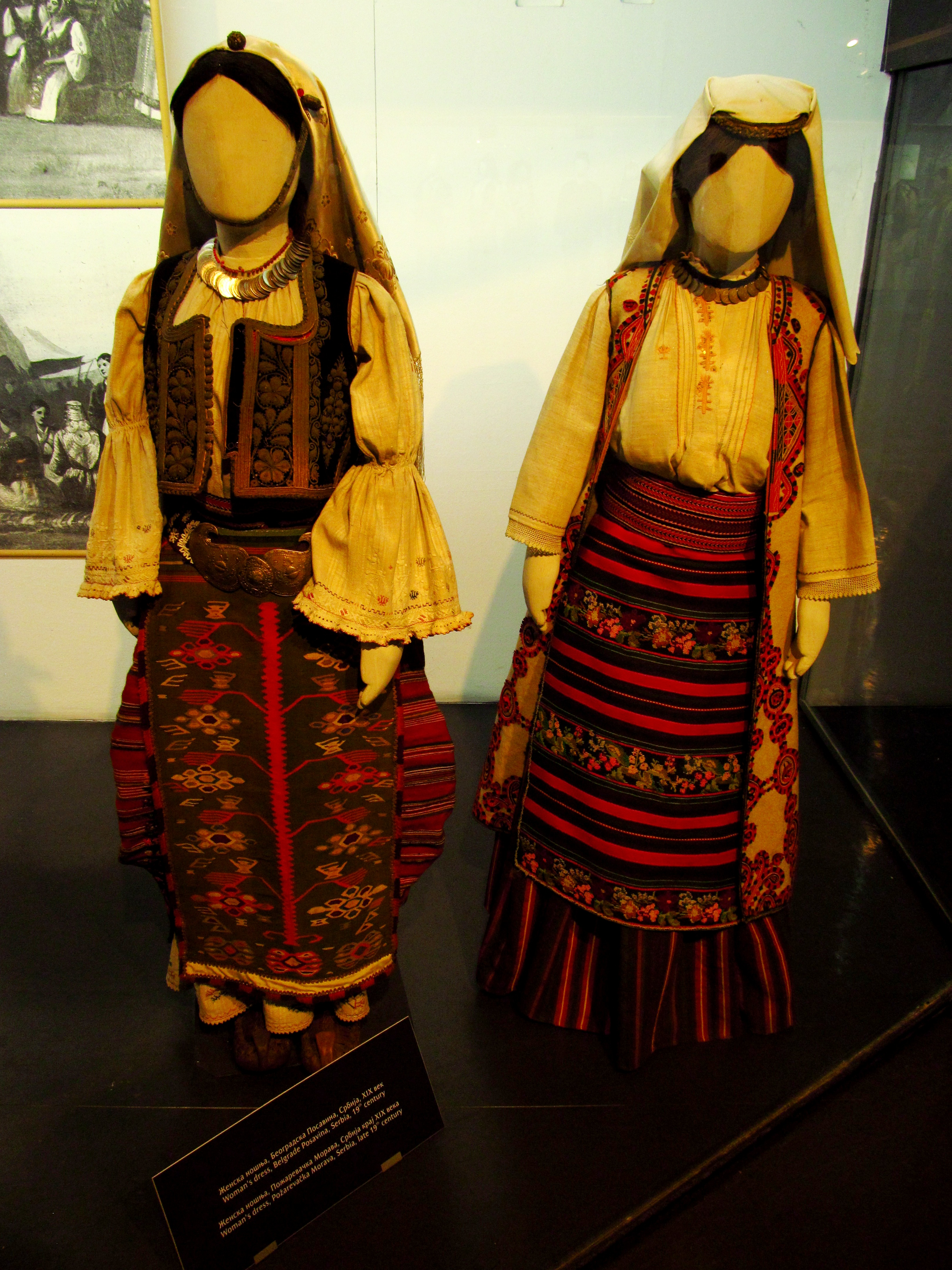
Женские костюмы из Белградской Посавины и окрестностей Пожареваца, экспозиция этнографического музея Белграда
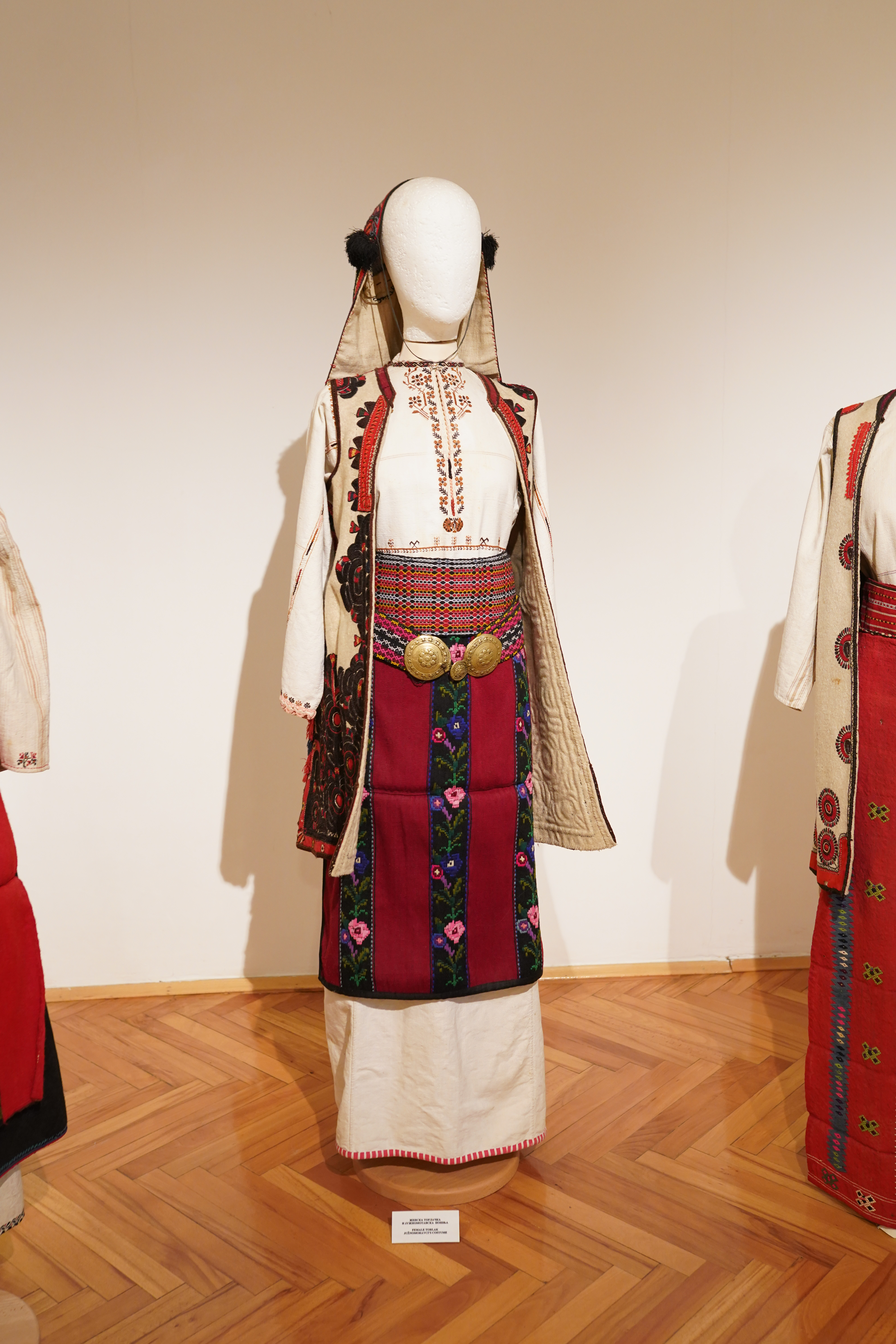
Женский костюм с юго-запада Сербмм (торлацкий костюм), коллекция из заечарского музея

#### Тимокская Краина(Тимочка-Краина)
В городе Княжевац и его окрестностях (Заечарский округ) замжуние женщины носили необычную причёску под названием трвели (серб. трвељи, ед. число — серб. трвељ), представлявшую собой две косы, в которые для красоты иногда вплетались косы из искусственных волос и скрученные вокруг ушей в виде бараньих рогов и закреплялись булавками. Трвели украшались монетами, также в них вплетали красные шерстяные нити для защиты от злых духов. На голову, поверх трвелей молодые замужние женщины и невесты надевали обрадач (серб. obradač) — головной убор, состоявший из шапочки-тюбетейки и спускавшегося сзади куска ткани наподобие убруса. Обрадач обычно изготовлялся из шерсти, фактурой служили разноцветные, но не яркие полосы и держался на подбородке с помощью тесёмки. Он также украшался монетами, бусами, серебряными подвесками-оберегами. Поверх обрадача носили пешкир (серб. peškir) — прямоугольную косынку, один конец которой носился поверх верхней части убруса или шапки, а затем позволяя пешкиру опускаться вниз с одной стороны лица. Этот свисающий конец затем продевался под подбородок на другую сторону и с этой стороны прикреплялся к шапке. Впоследствии пешкир заменила хлопчатобумажная косынка, которая, пускай и оставляла видимым лишь заднюю часть обрадача, но подчёркивала трвели, из-за чего косынка, как и трвели, также могла украшаться монетами или даже прикрепляться к трвелям. В середине XX века обрадач вышел из употребления, и вместо него женщины стали носить одним или двумя (один, треугольный на волосы и один, прямоугольный, поверх него) платками.
В остальном женский костюм мало чем отличался: рубаха и юбка, опоясанные тканицей по будням и поясом с пряжкой-пафтой по праздникам, передник или фартук, белая суконная безрукавка чурдия (серб. ћурдија, ćurdija), являвшаяся разновидностью зубуна, а зимой — куртки-гуньчич и памуклию. В селе Буджак носили суконный сарафан (серб. литак), спереди закрытый, впоследствии заменённый стёганым (наполнявшимся хлопковой ватой) сарафаном из натурального полосатого полотна (серб. забан).
Мужчины носили штаны-беневреки чёрного или тёмно-коричневого цветов, но в селе Заглавака и его окрестностях их изредка носили в качестве нижнего белья (в холодную погоду) или рабочей одежды (в тёплую погоду). На голове носили шубары нескольких типов: с длинной, не обработанной шерстью (серб. baretina), конической формы (серб. šilja) и отдалённо напоминавшую шапку-пирожок, изготовлявшуюся у профессиональных скорняков (серб. astraganka). Среди пастухов довольно долгое время сохранялись памуклии.

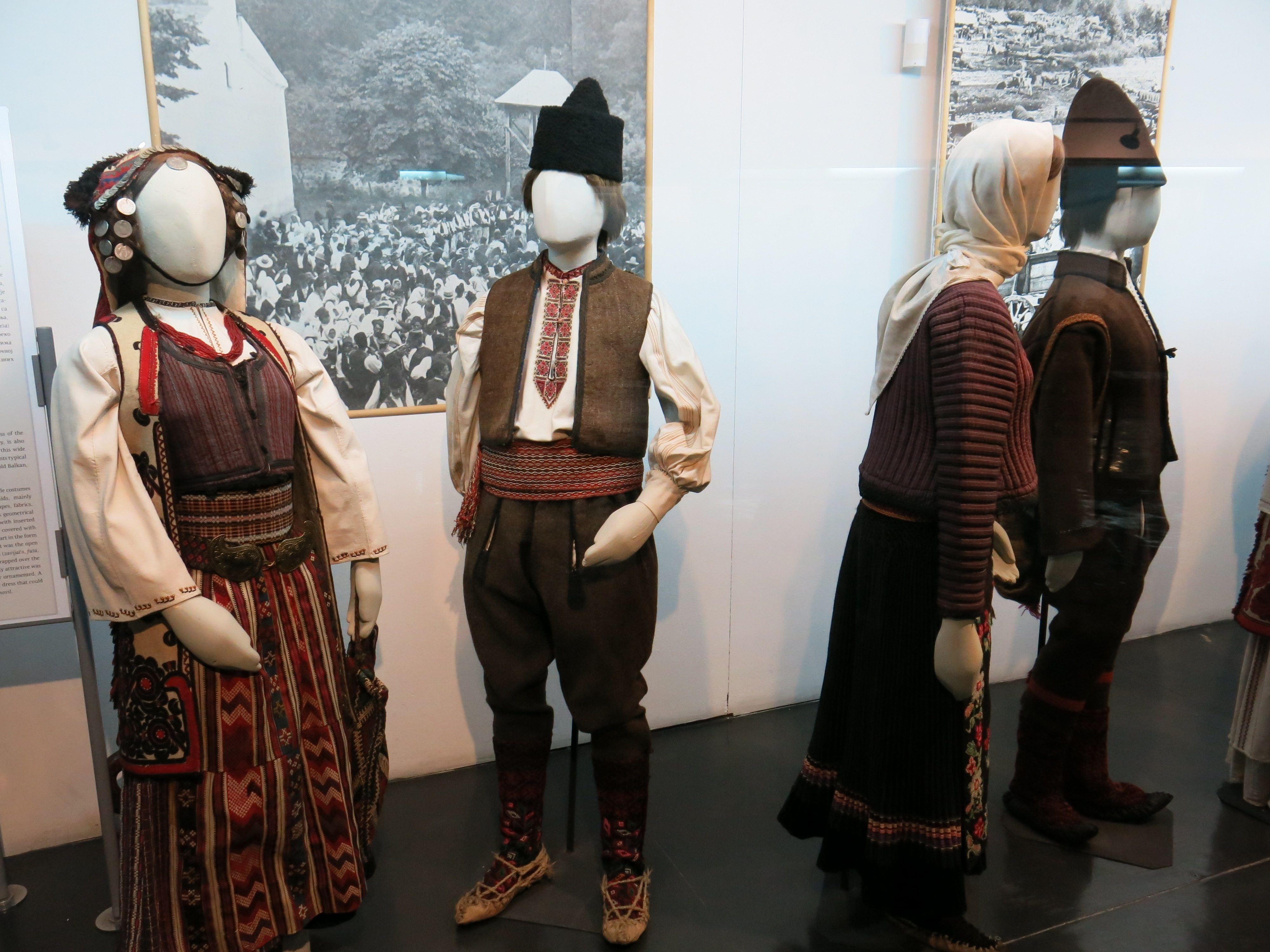
Мужской и женский костюмы Тимокской Краины, экспозиция этнографического музея Белграда
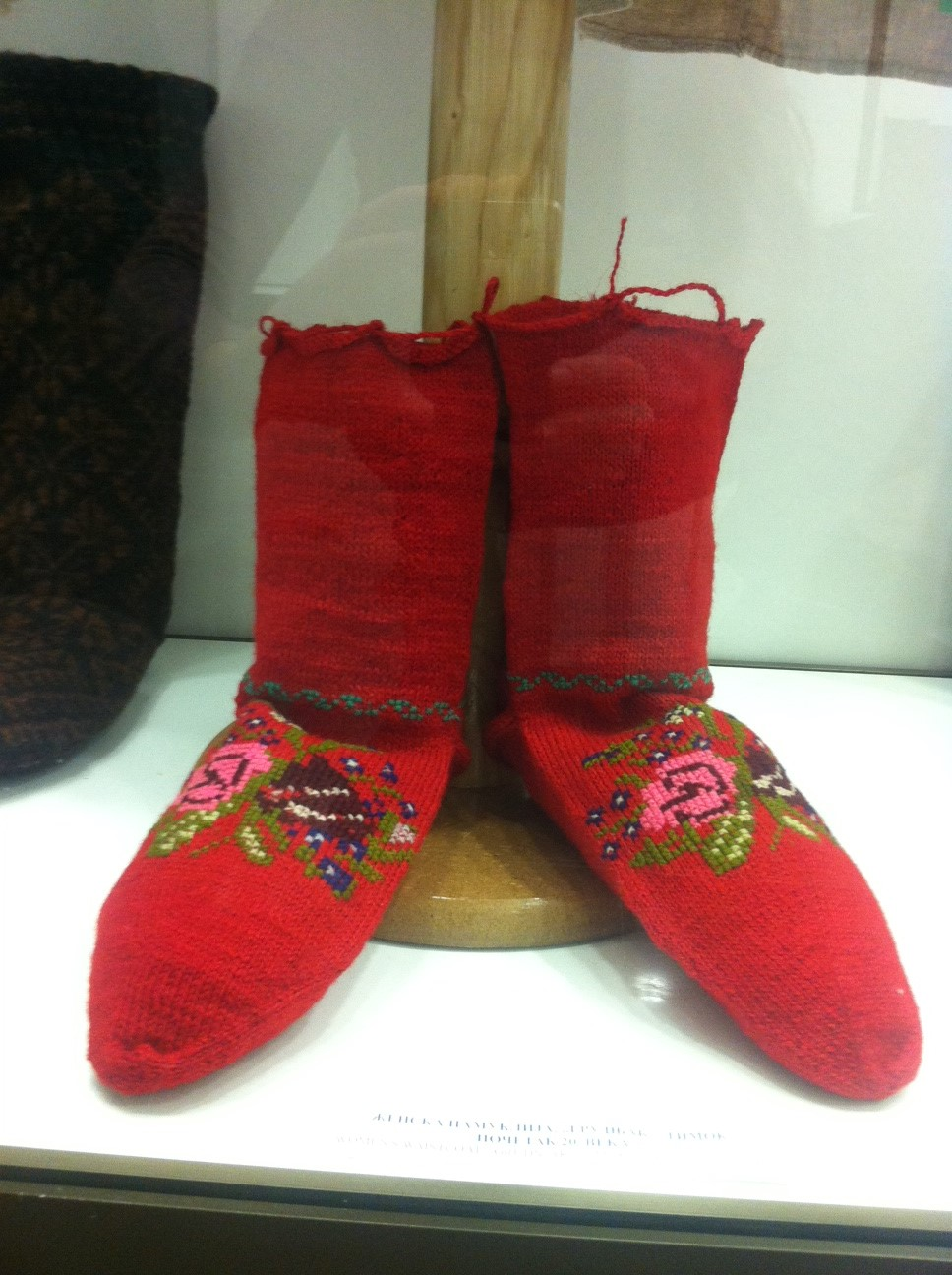
Носки, Тимокская Краина, экспозиция краеведческого музея в Княжеваце
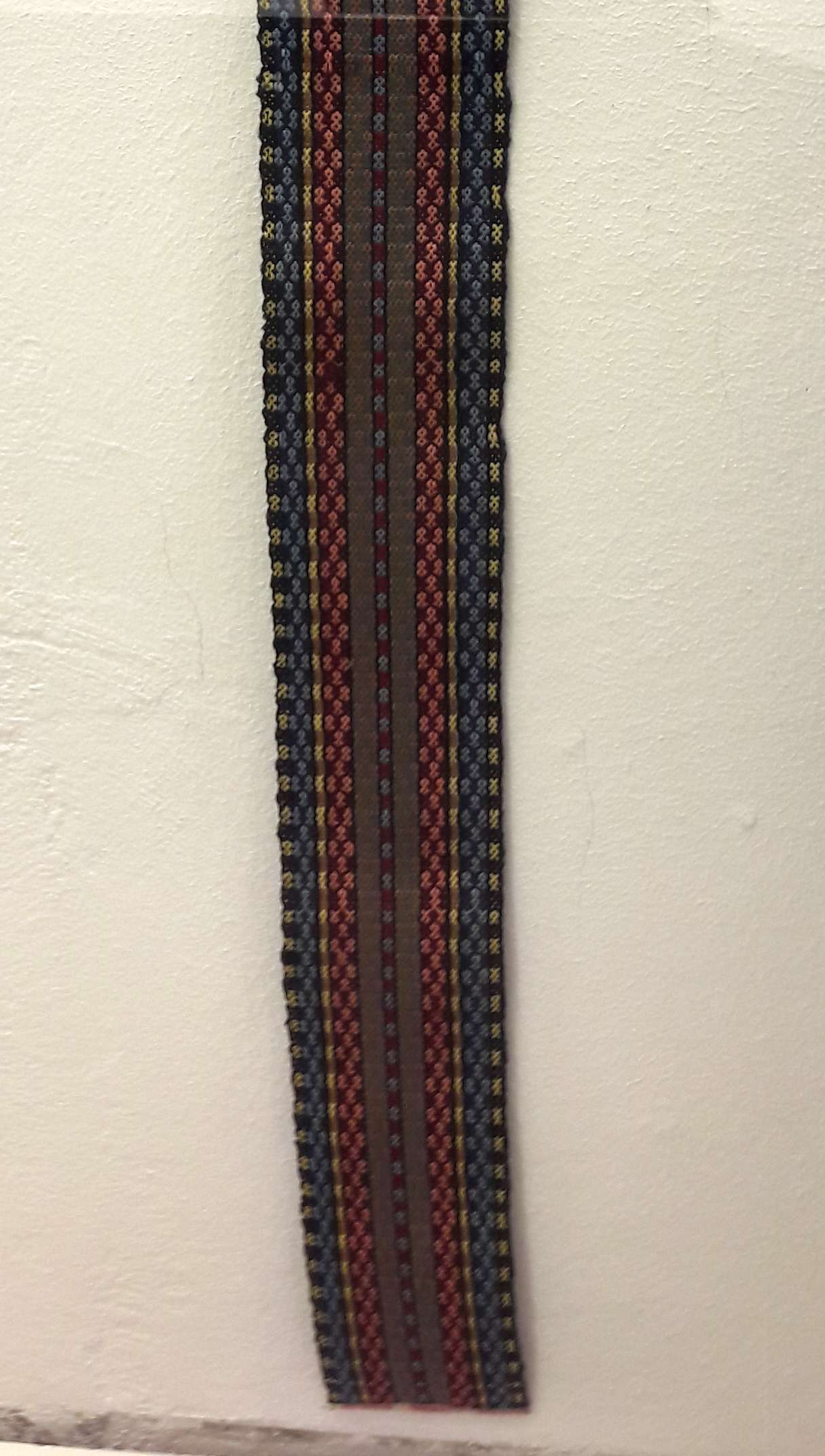
Пояс, экспонат того же музея
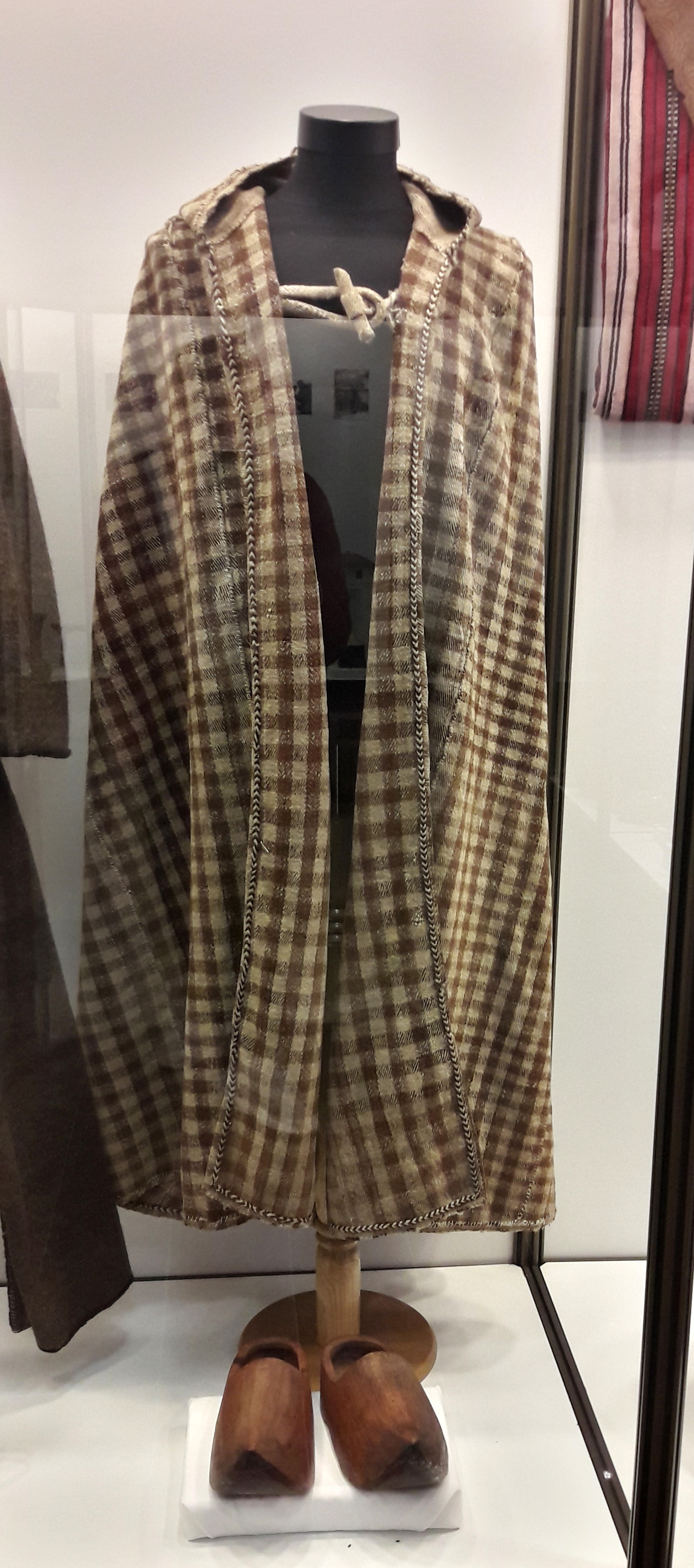
Плащ пастуха из села Буджак и деревянные башмаки, экспонат того же музея
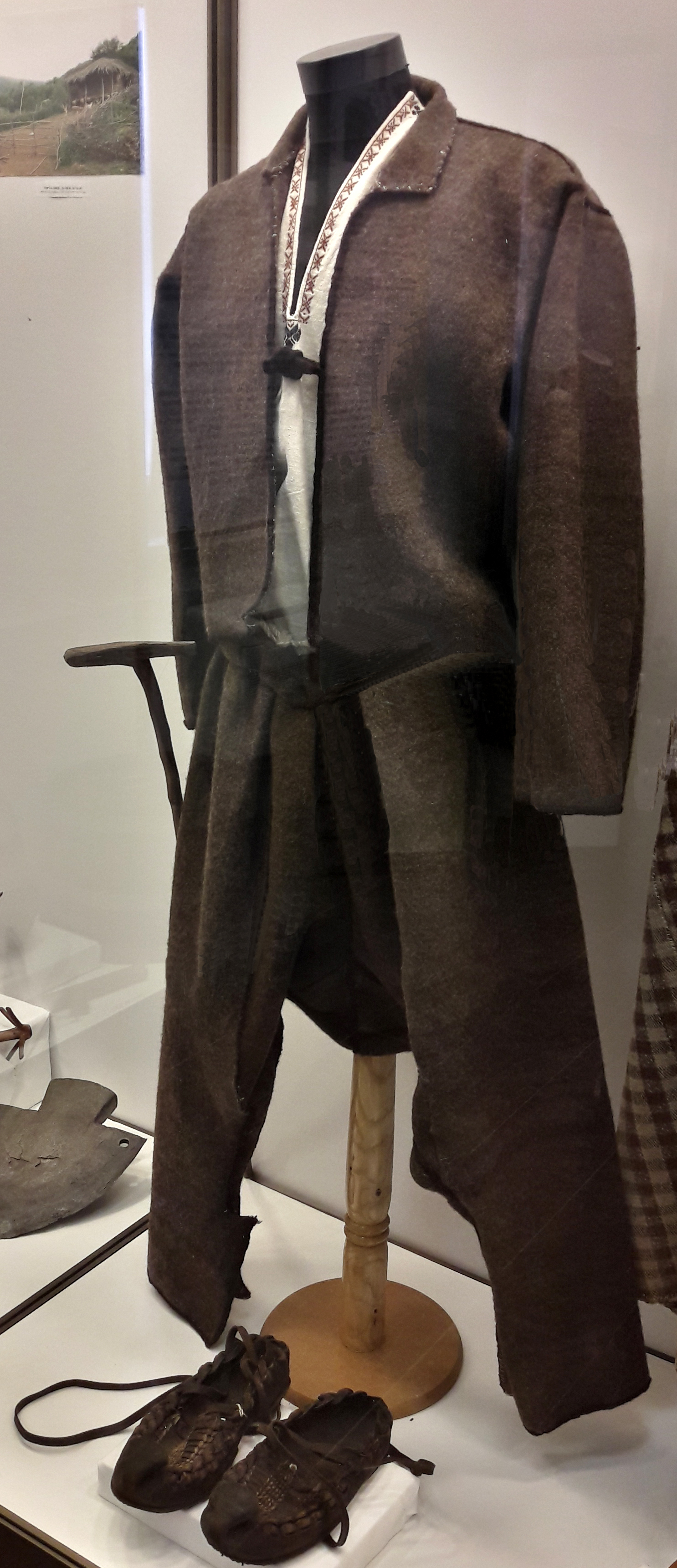
Костюм пастуха (кафтан, штаны и рубаха) и опанки, экспонат того же музея
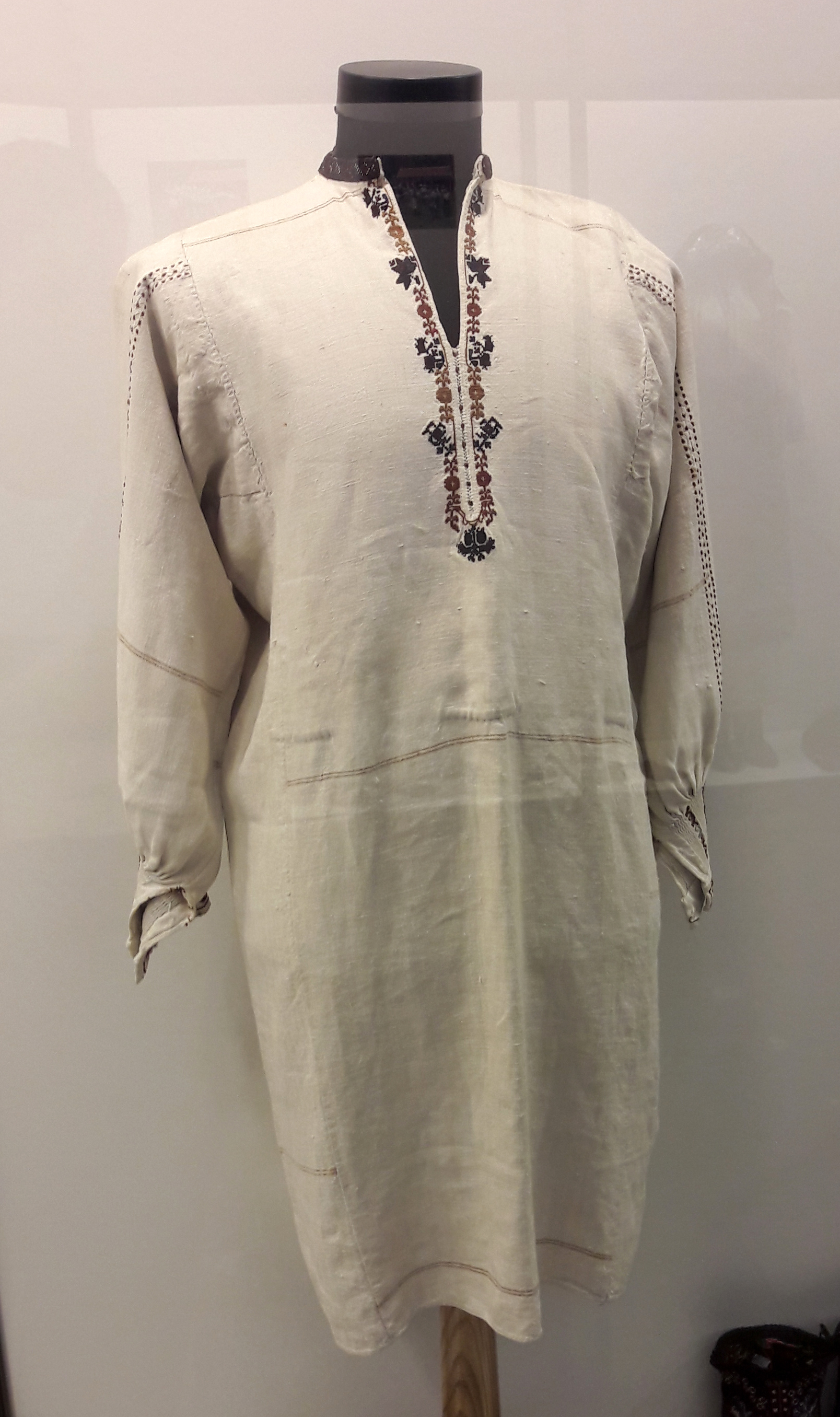
Мужская рубаха из Тимокской Краины, экспонат того же музея
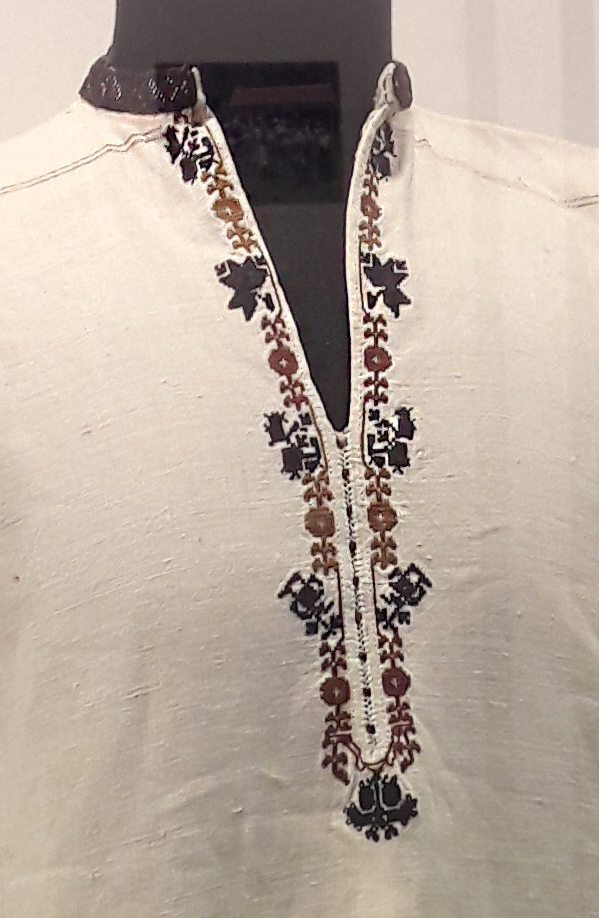
Деталь мужской рубахи
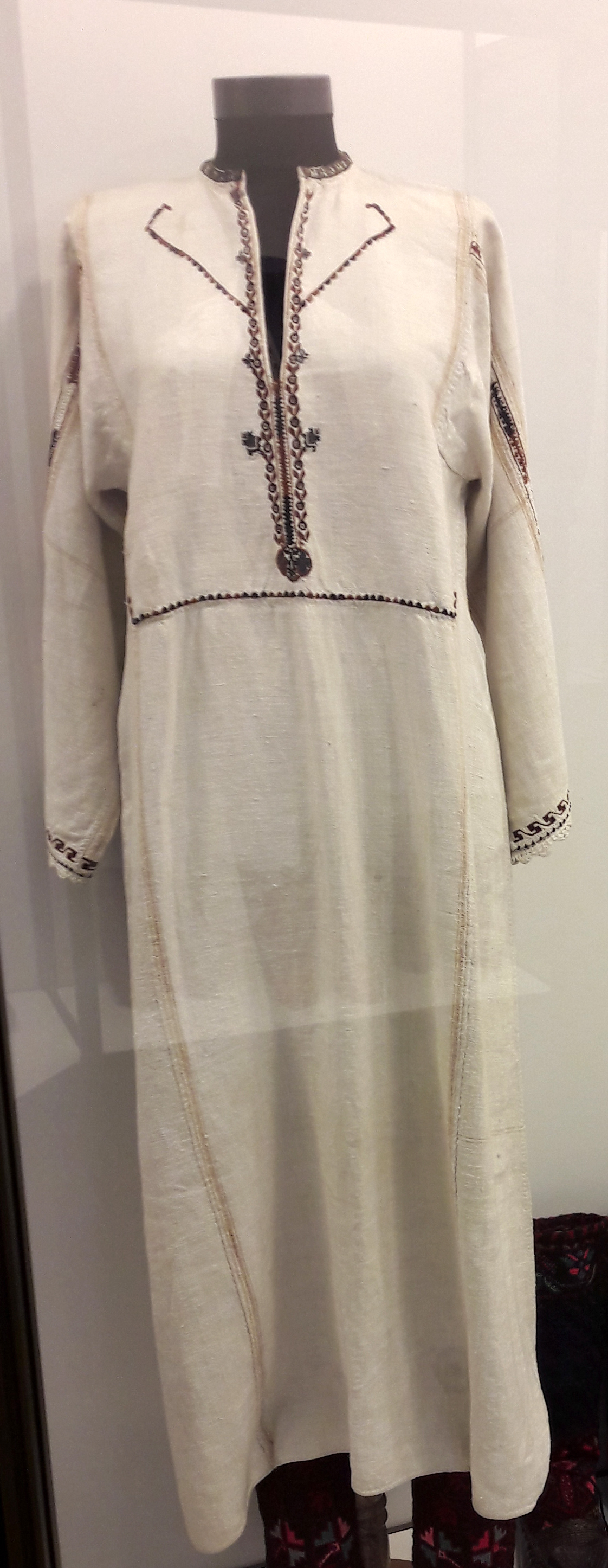
Женская рубаха, экспонат того же музея
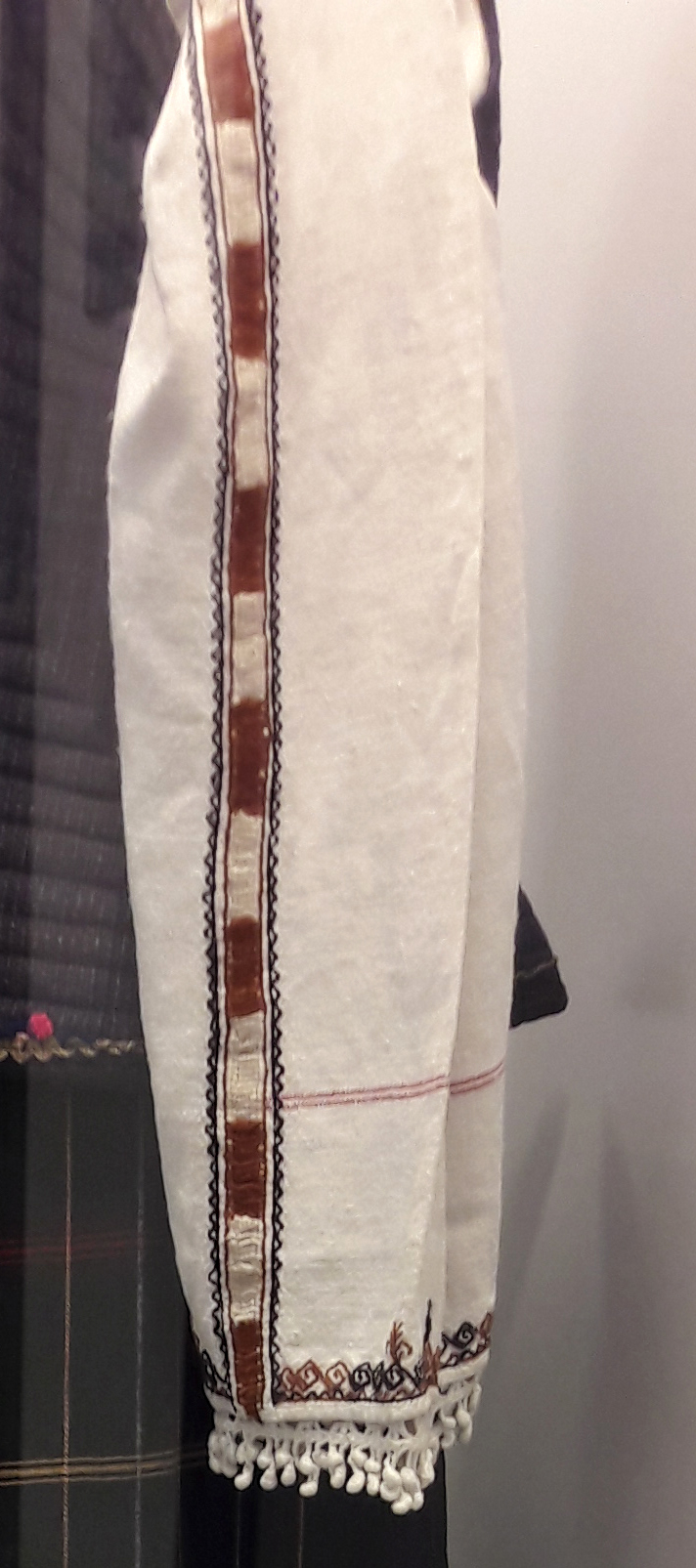
Деталь женской рубахи
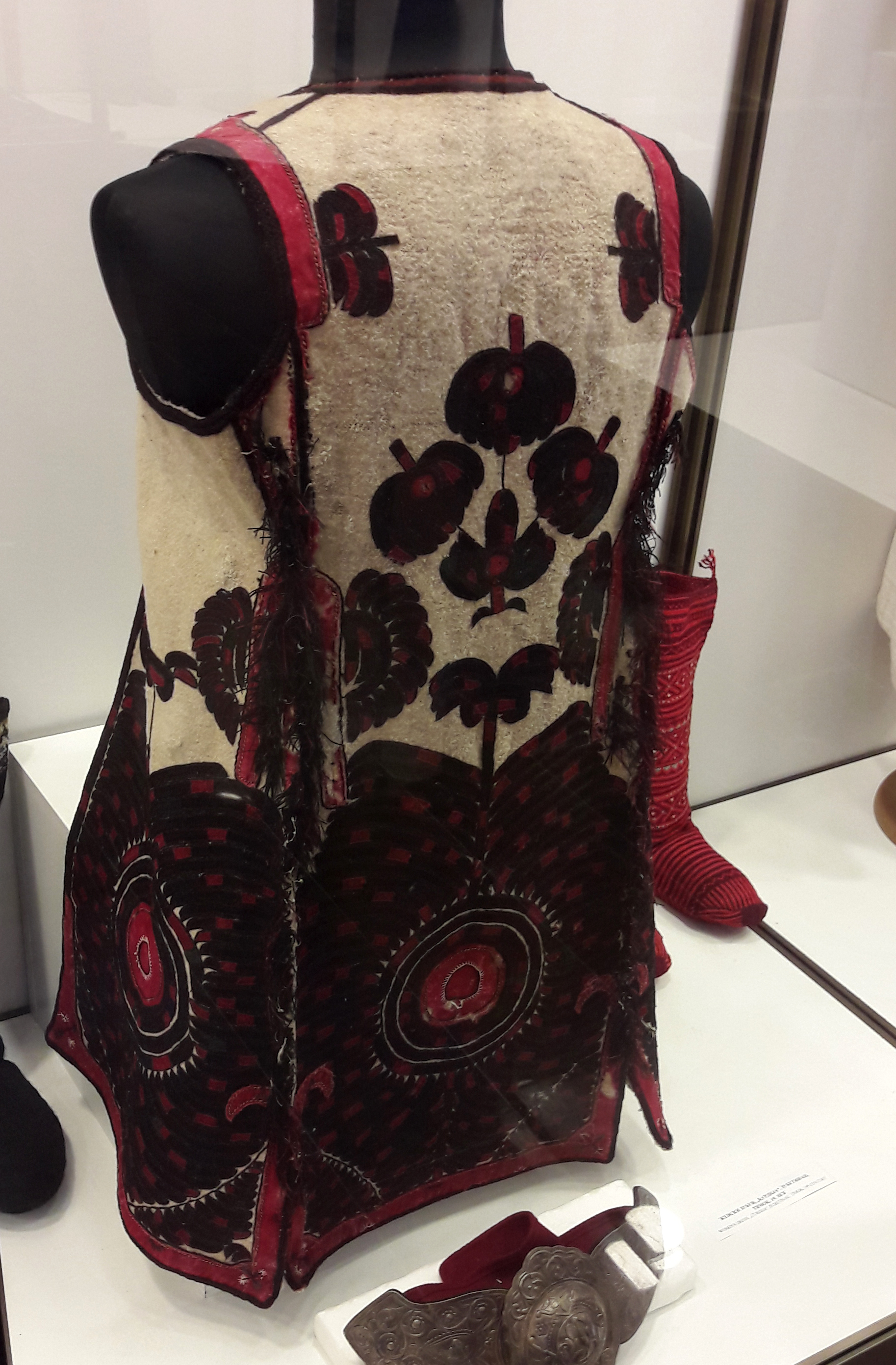
Женская чурдия, экспонат того же музея
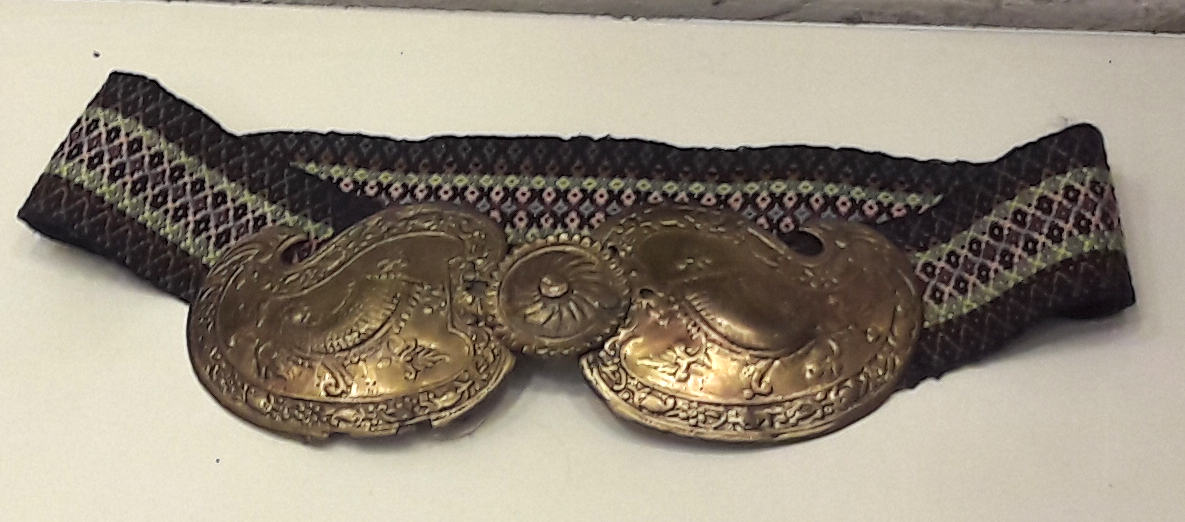
Пояс с пафтой, экспонат того же музея
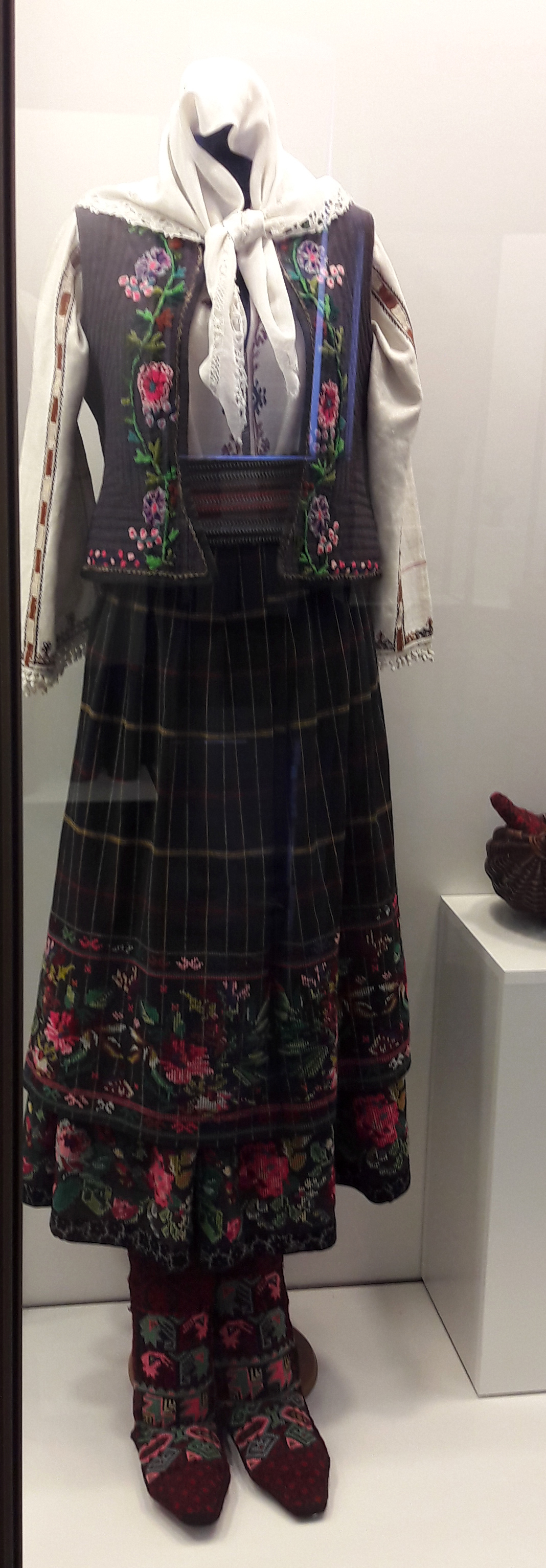
Женский костюм Тимокской Краины 1920-х-1930-х годов
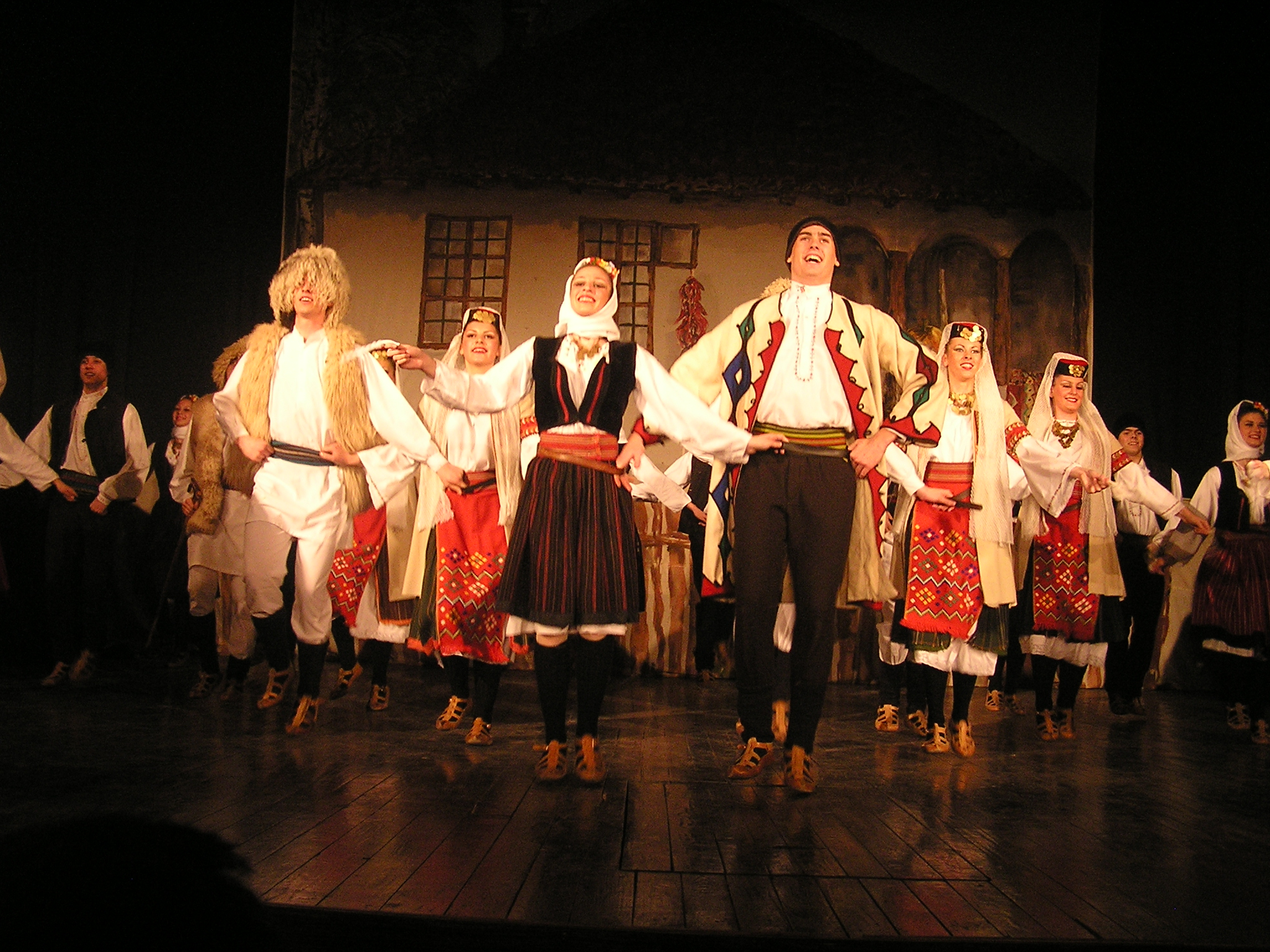
Народные танцы из Тимокской Краины
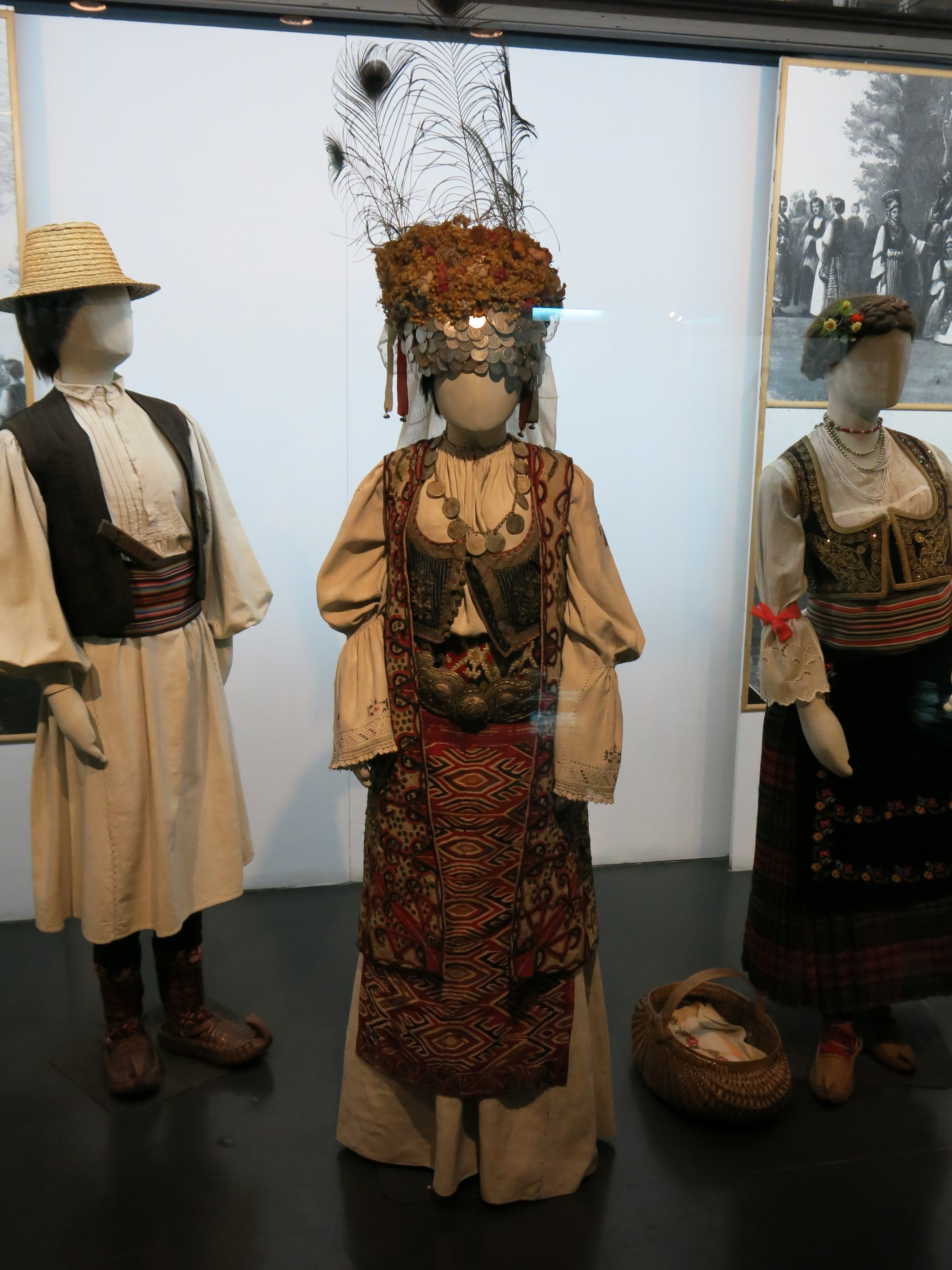
Тимокский костюм, из собрания Белградского этнографического музея
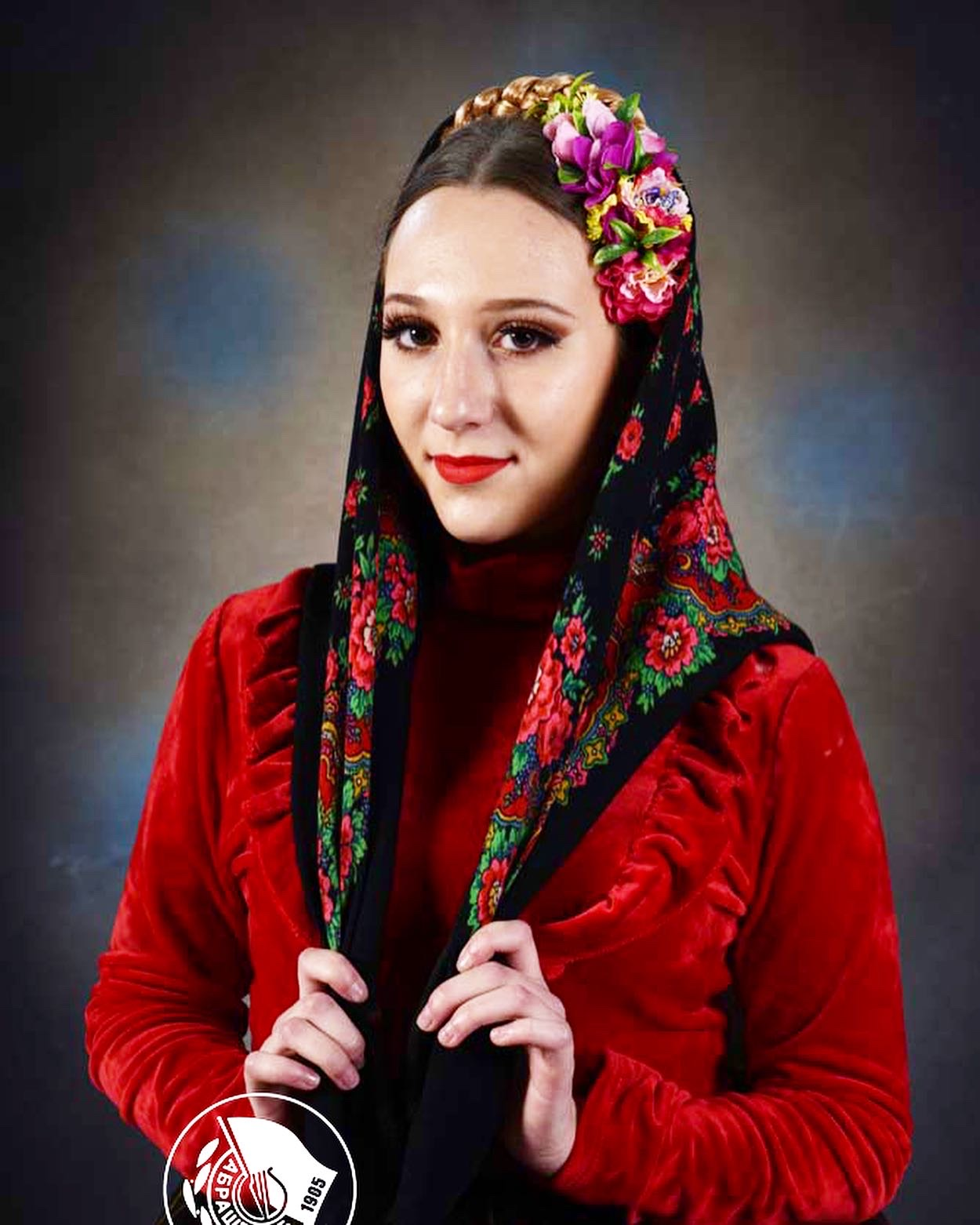
Женский костюм из села sr:Кобишница под Неготином
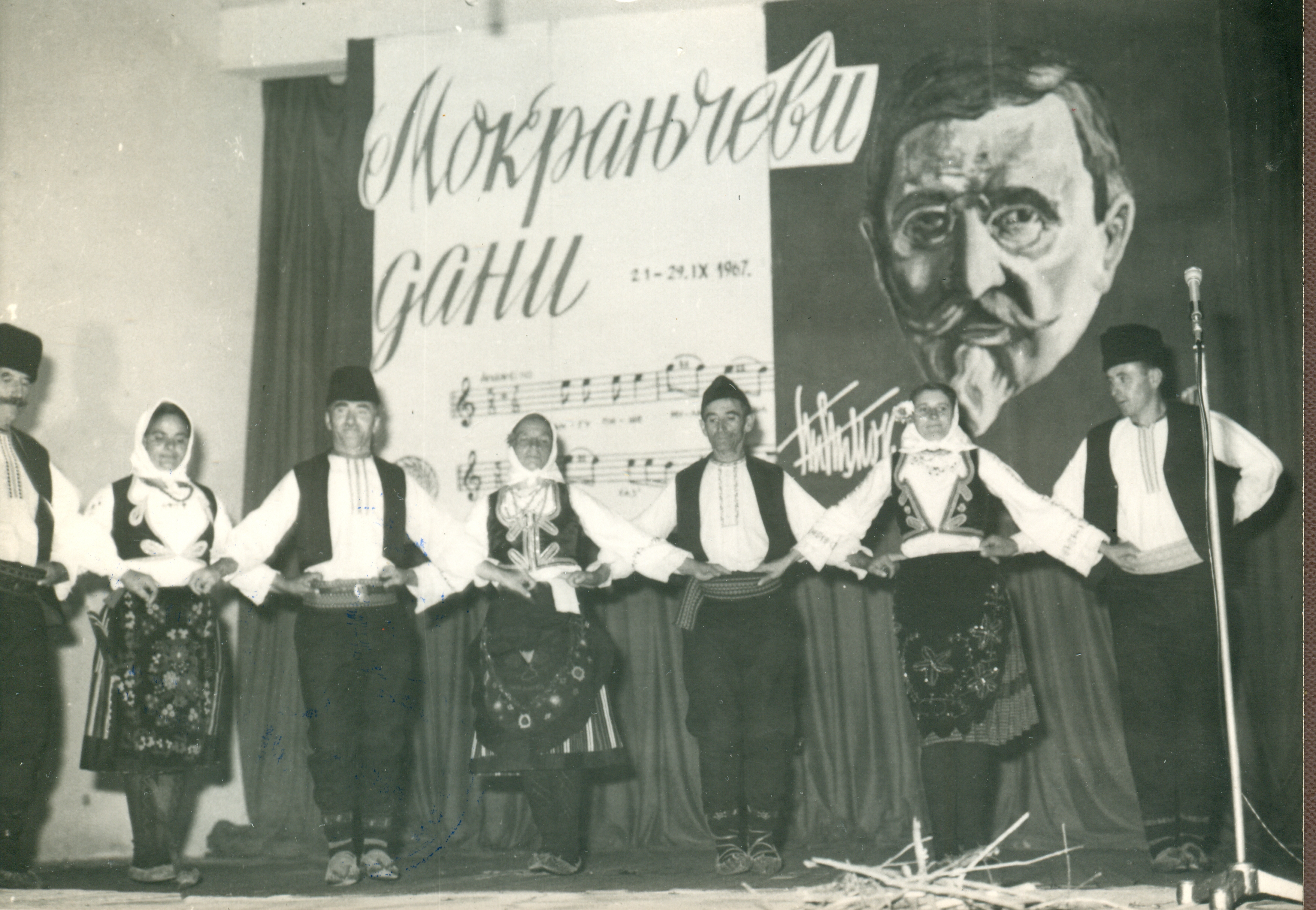
Выступление народного ансамбля на фестивале «Мокрањчеви дани» в Неготине, 1967 год
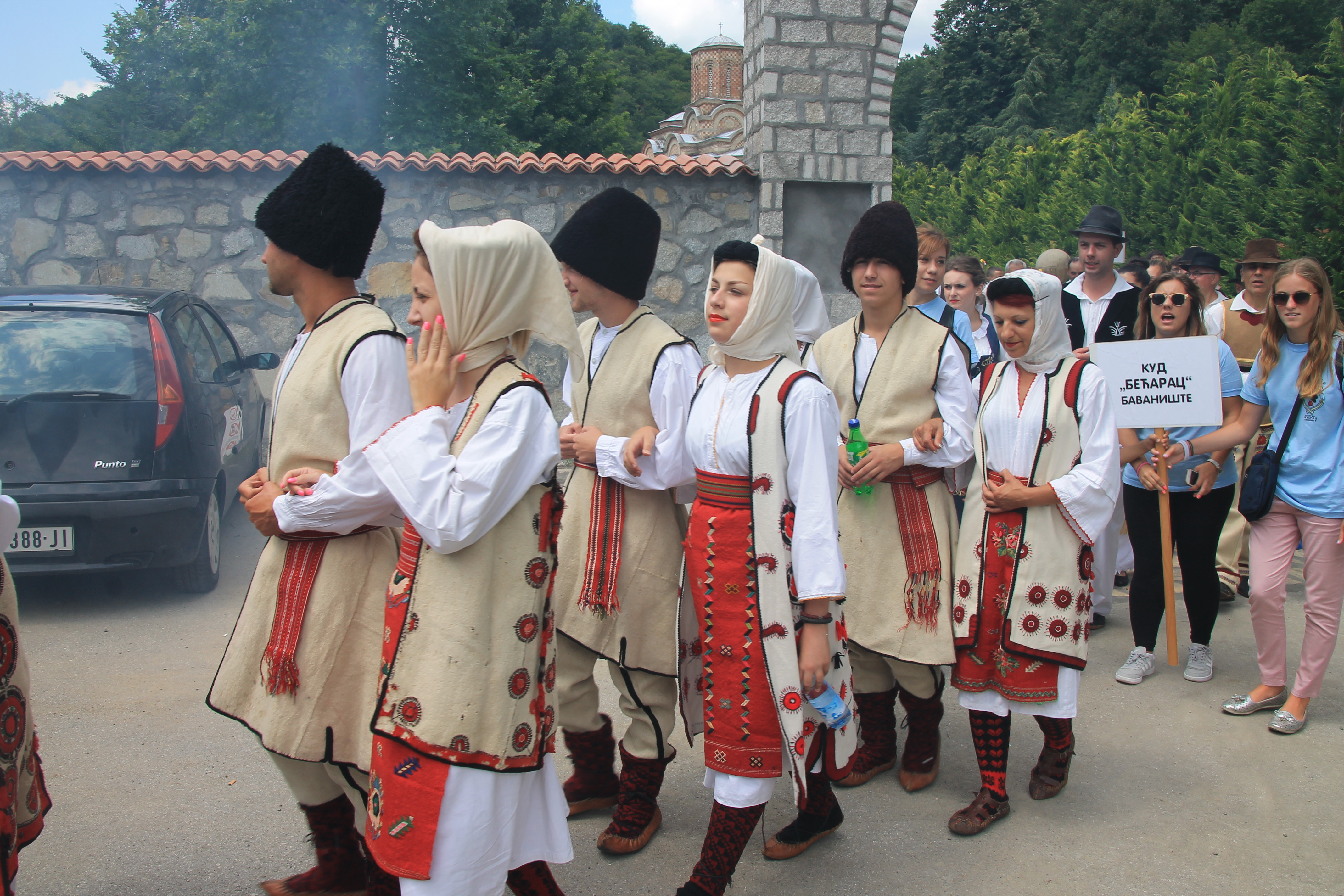
Ансамбль народной музыки из Заечара на фестивале «Prođoh Levač, prođoh Šumadiju», 2019 год
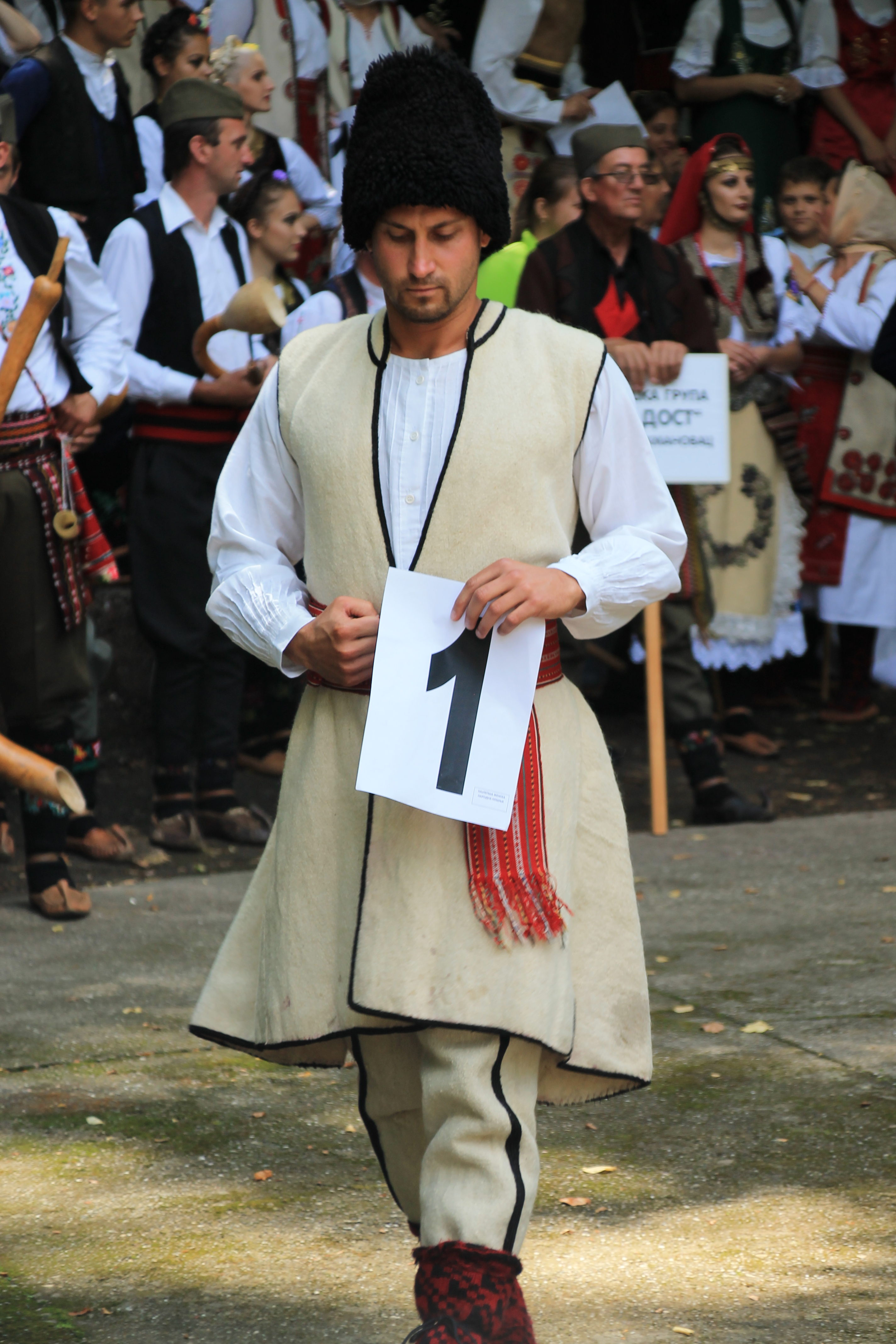
Один из участников вышеупомянутого ансамбля
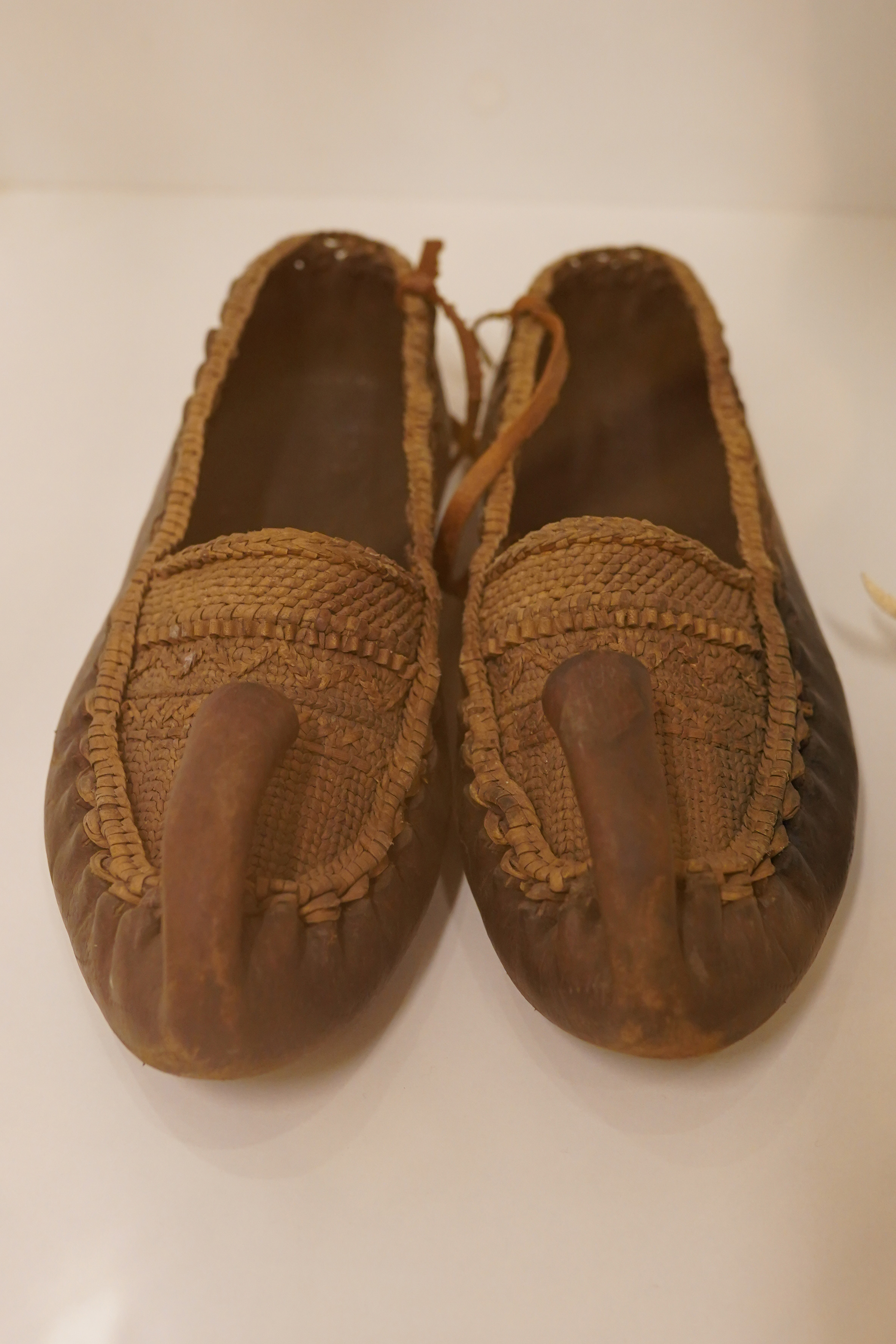
Мужские опанки из коллекции музея Заечара
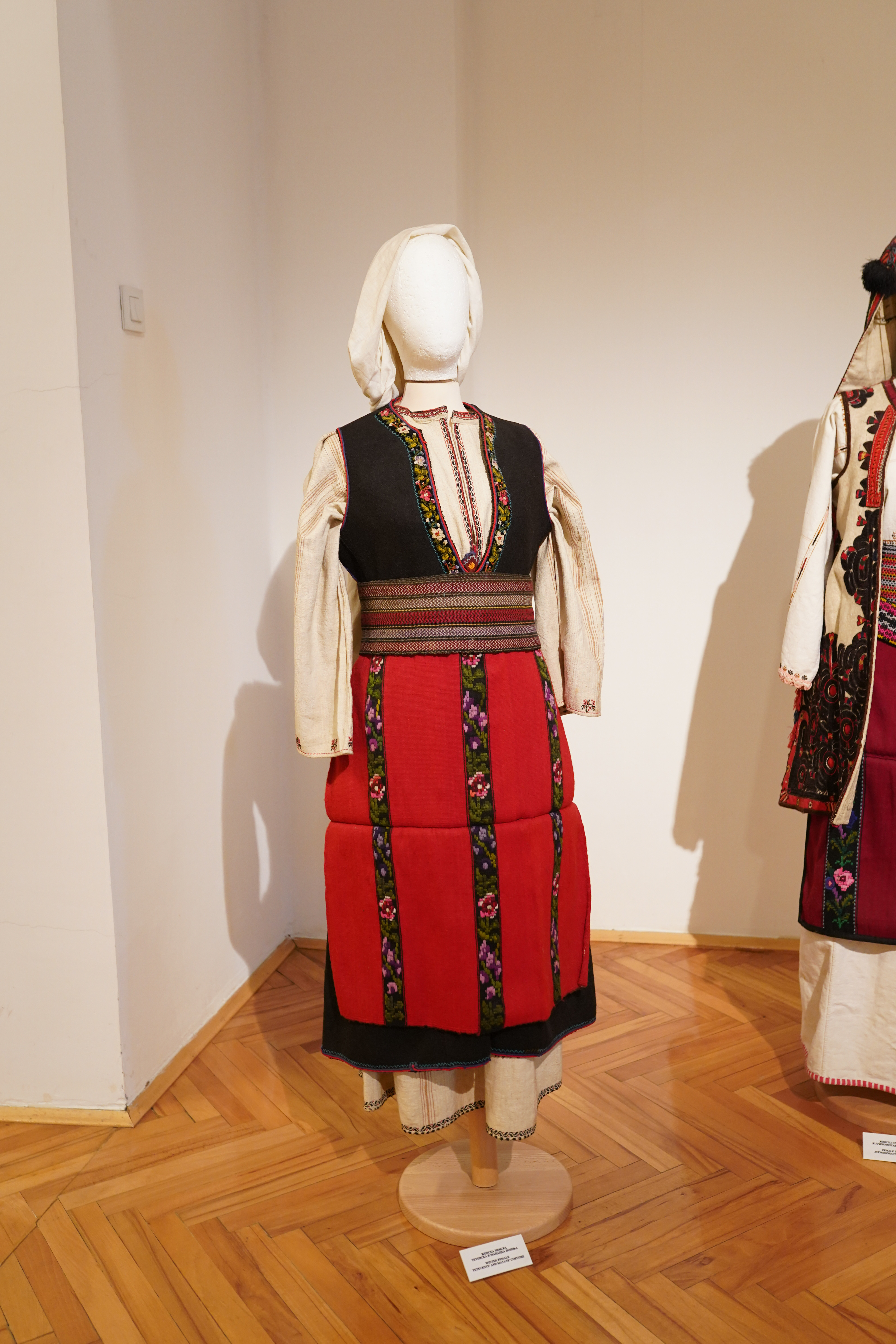
Сербский женский костюм, экспонат того же музея
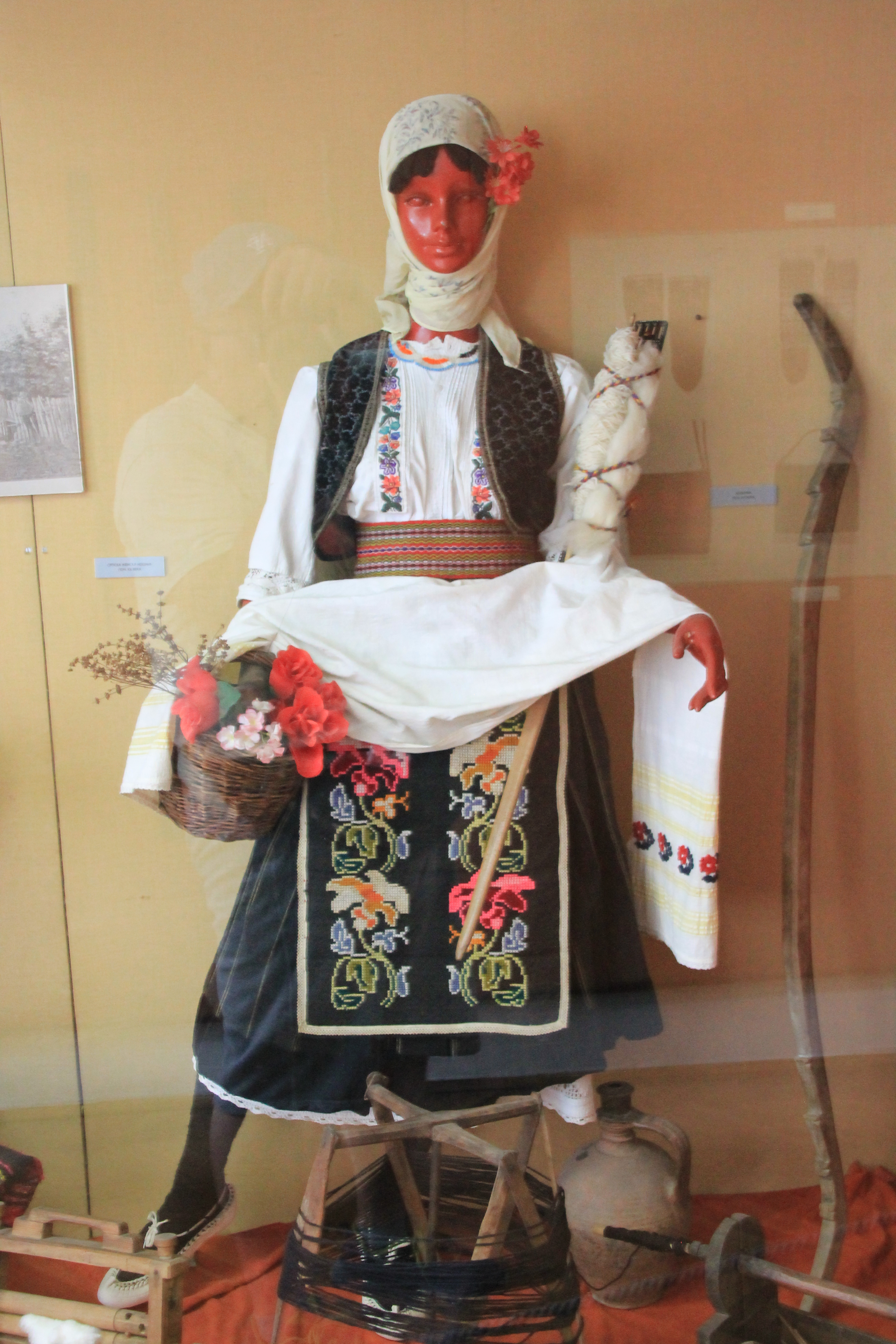
Женский костюм из собрания Музея Краины в Неготине
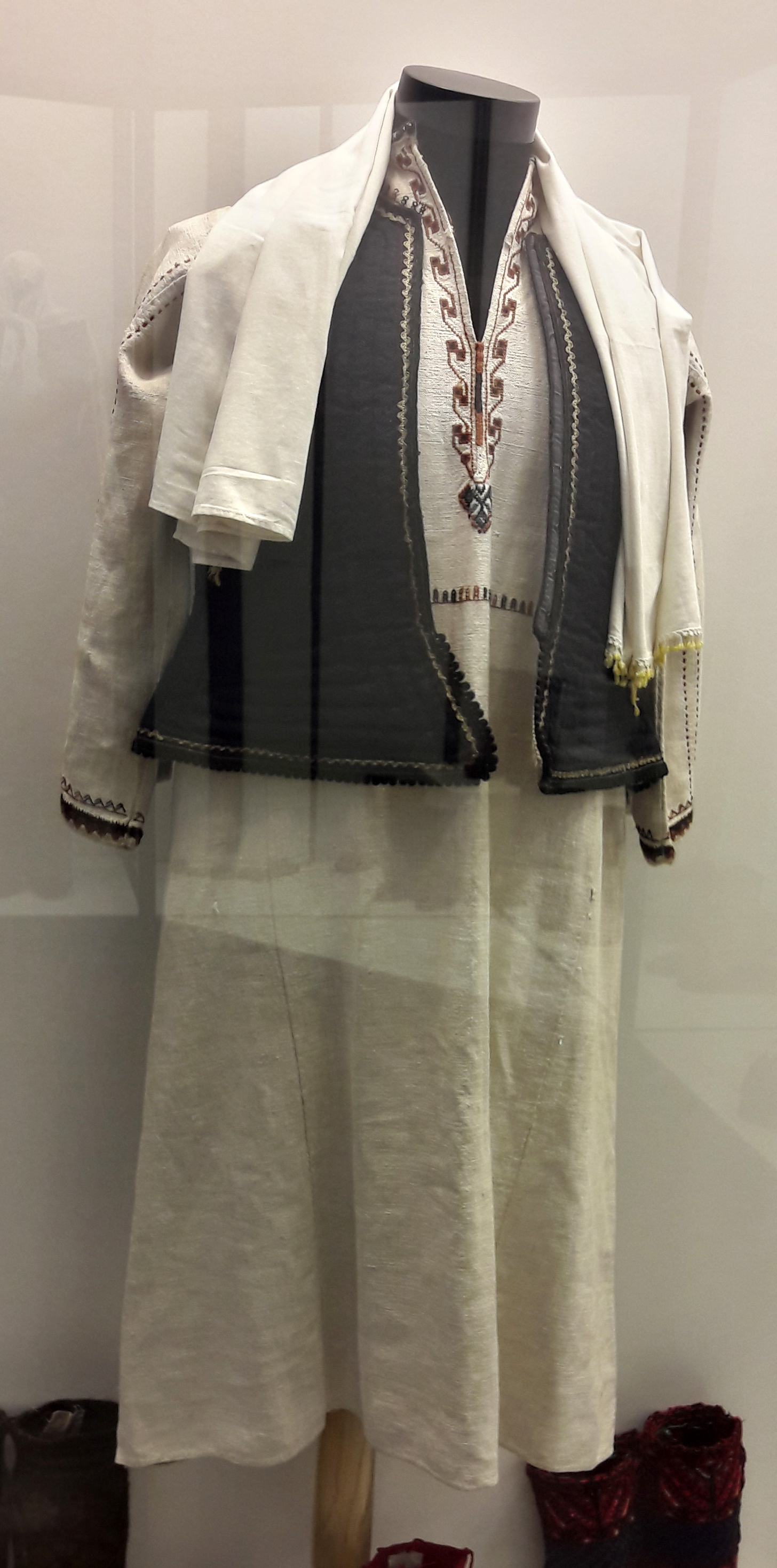
Женская памуклия, экспонат Княжевацкого краеведческого музея

Носки, экспонаты Княжевацкого краеведческого музея
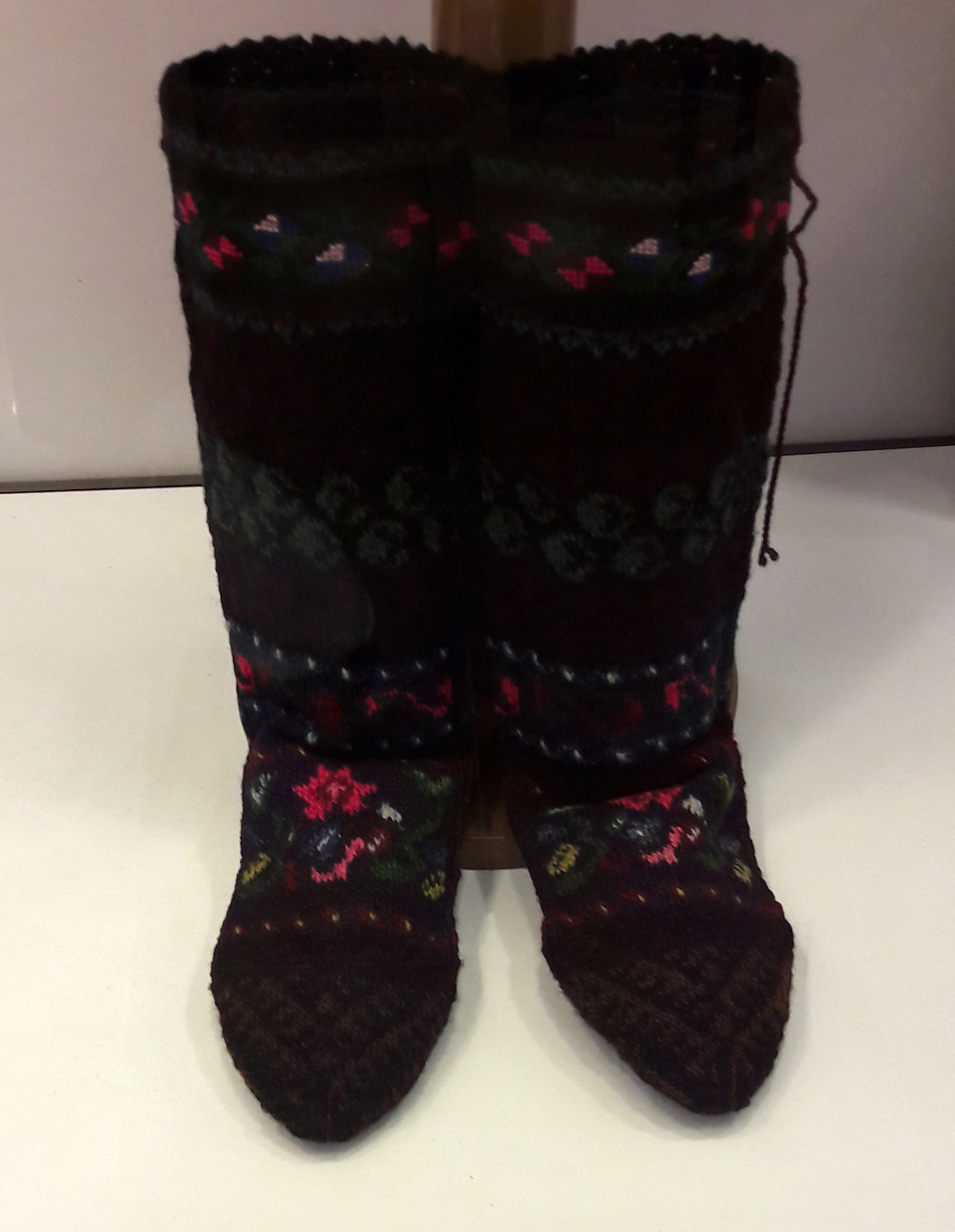
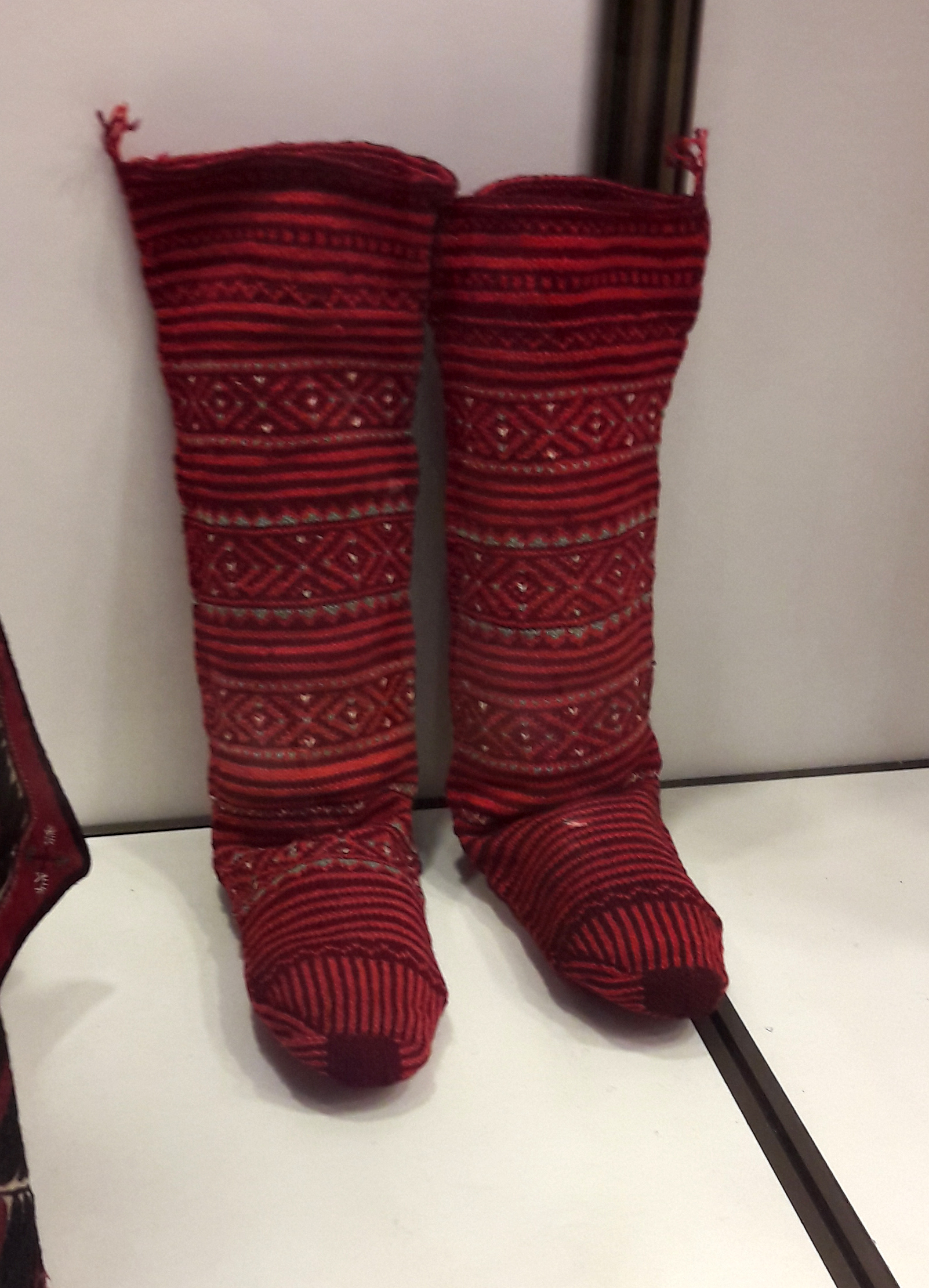
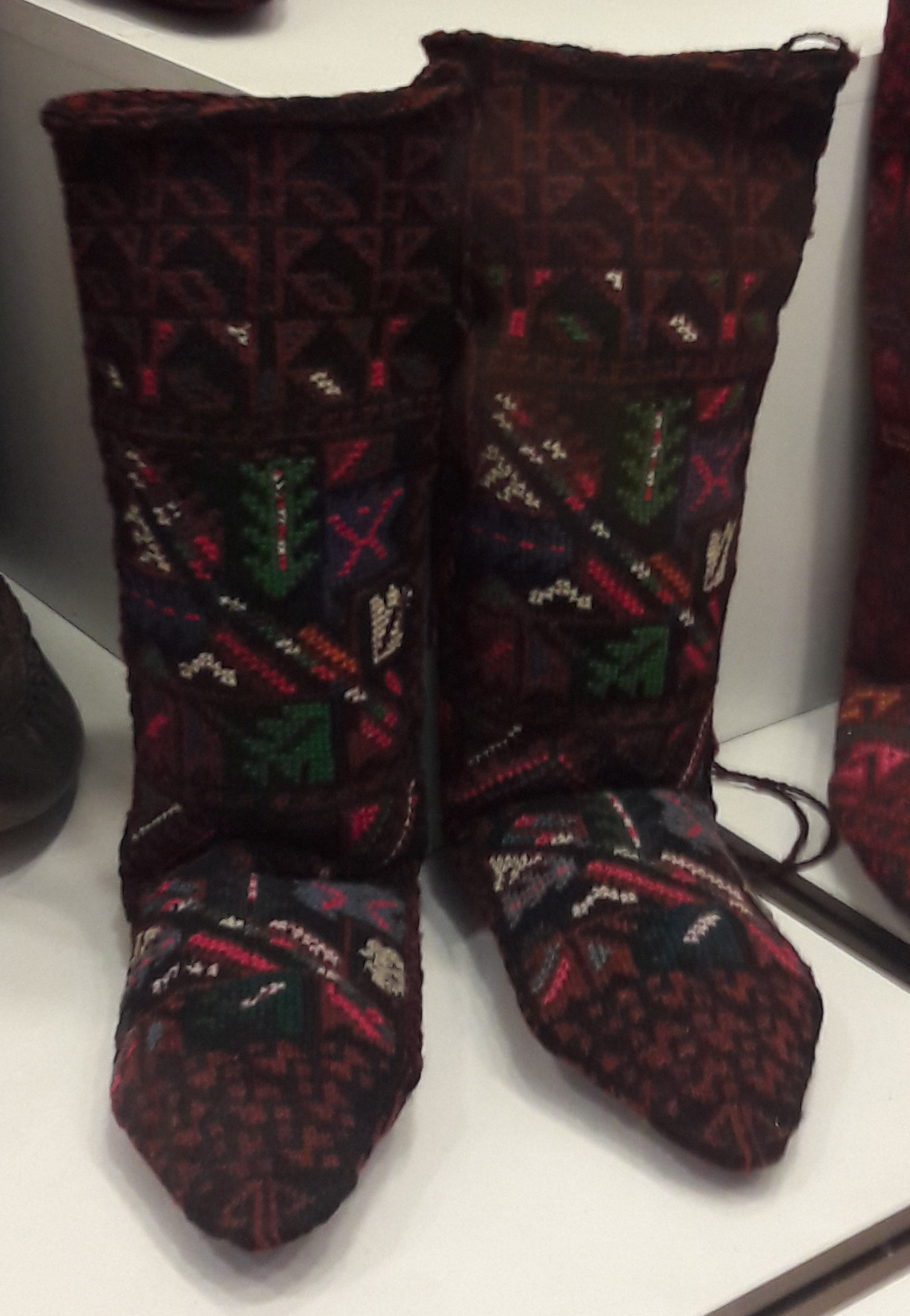
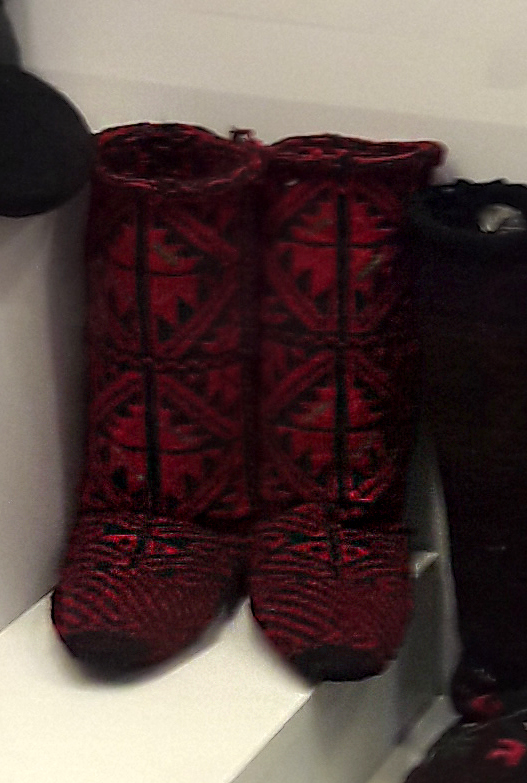

### Южная Сербия
Характерной особенностью южносербского женского костюма являются сарафаны (серб. литак, мујер, сукно, сукман) с глубоким вырезом, и как и в случае с зубуном, вышитые золотом на декольте, а иногда на плечах и спине. Незамжуние девушки носили сарафан-мановил белого цвета, вышитый красными нитями. На юго-востоке Сербии (например, в Нишаве, Краине, окрестностях Вранье и Пирота) женщины носили белый убрус — забратку (серб. забратка, болг. забрадка), а позднее — разноцветный платок (серб. шамија). Забратка завязывалась двумя концами на затылке таким образом, что другой и покрываемые им косы свисали на спину.

#### Иваница, Западное Поморавье
Жители этого региона в основном являются потомками мигрантов из Динарского нагорья. По своим основным характеристикам поморавский костюм похож на динарский костюм с дополнениями, наложенными в связи с течением времени, новой средой и последующим влиянием извне.
Независимо от относительной изоляции и отсутствия связи между другими регионами, изменения проникали даже в эту область и отражались не только в повседневной жизни, но и в принятии новых или оставлении старых предметов одежды для практических и функциональных причин. Некоторые костюмы, особенно из более старых костюмов в конце XIX-го и начале XX-го веков, узнаваемы в нарядах Черногории, Герцеговины и Боснии, откуда происходит большее количество жителей.
Самые старые детали костюма очень похожи на те, что и в местах своего происхождения: мужские и женские рубашки, женские жилетки, куртка гунь (серб. гуњ), альина (серб. аљина, aljina), феска, зубун, штаны-пеленгиры, плащ-кабаница. После Первой мировой в данный регион начали проникать элементы шумадийского костюма (серб. anterija, fermen).
Этот костюм исчез позже всех: в девяностых годах 20-го века, под давлением промышленного, неконтролируемого производства.

#### Нишава, окрестностиНиша

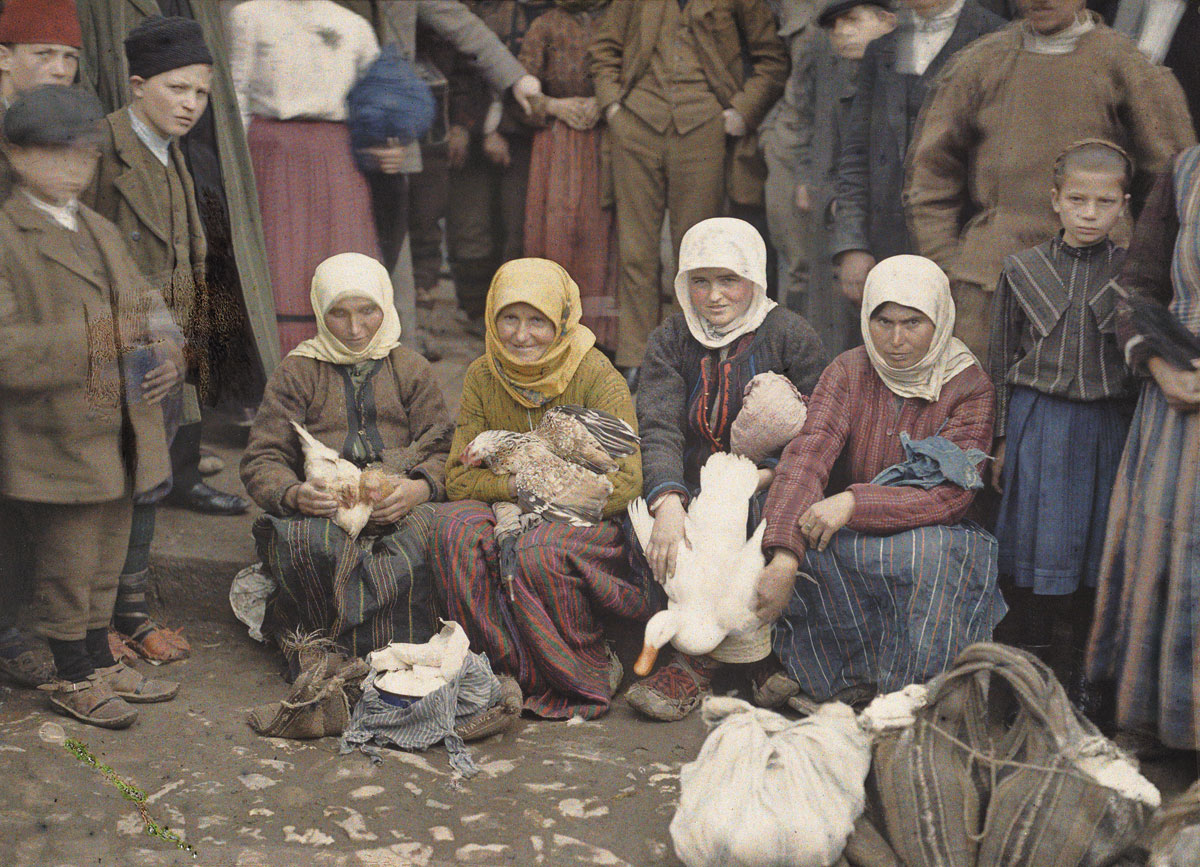
Торговки на базаре в Крушеваце, автохромная фотография Огюста Леона, 29 апреля 1913 год.
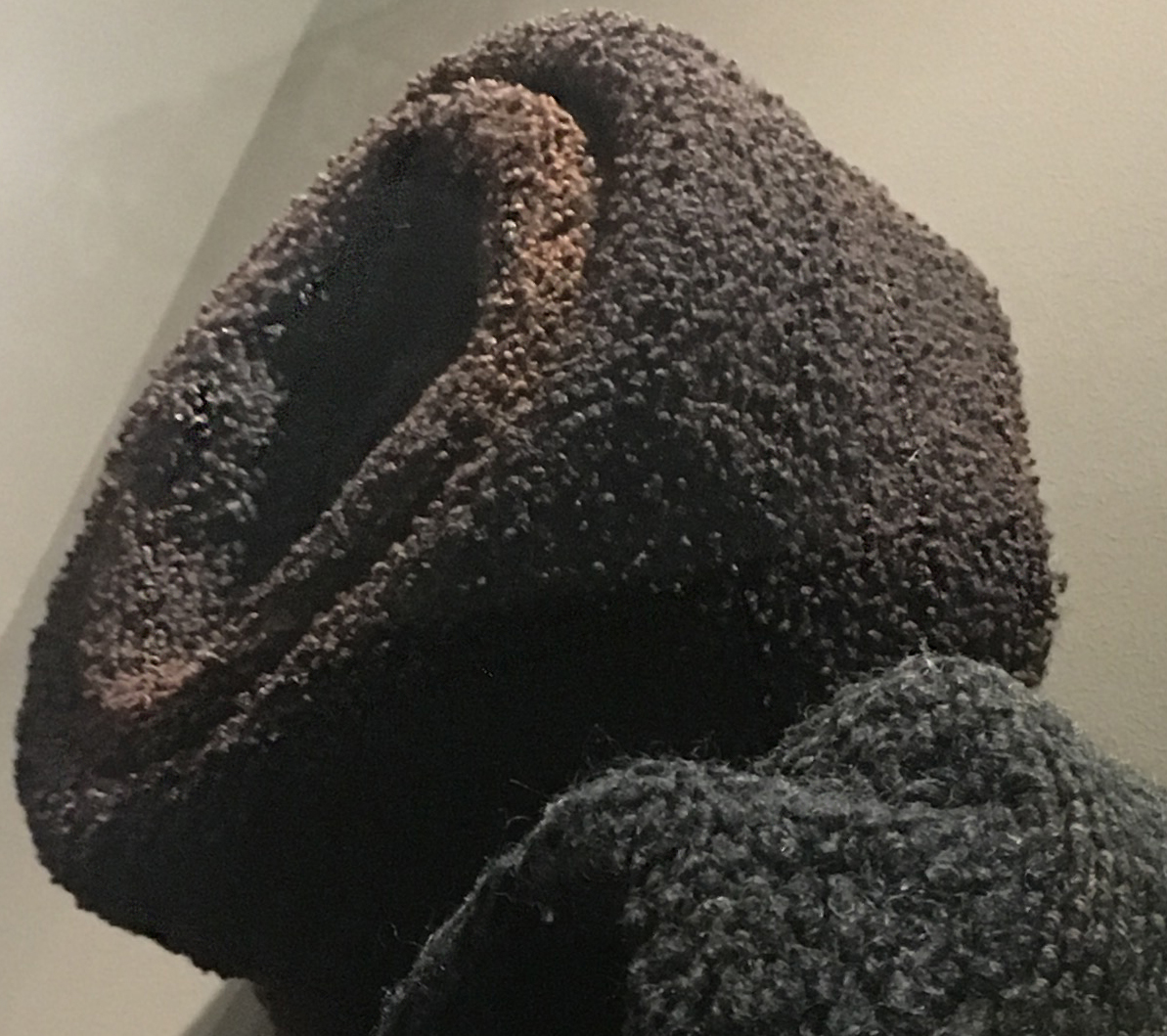
Шубара, экспонат Крушевацкого краеведческого музея
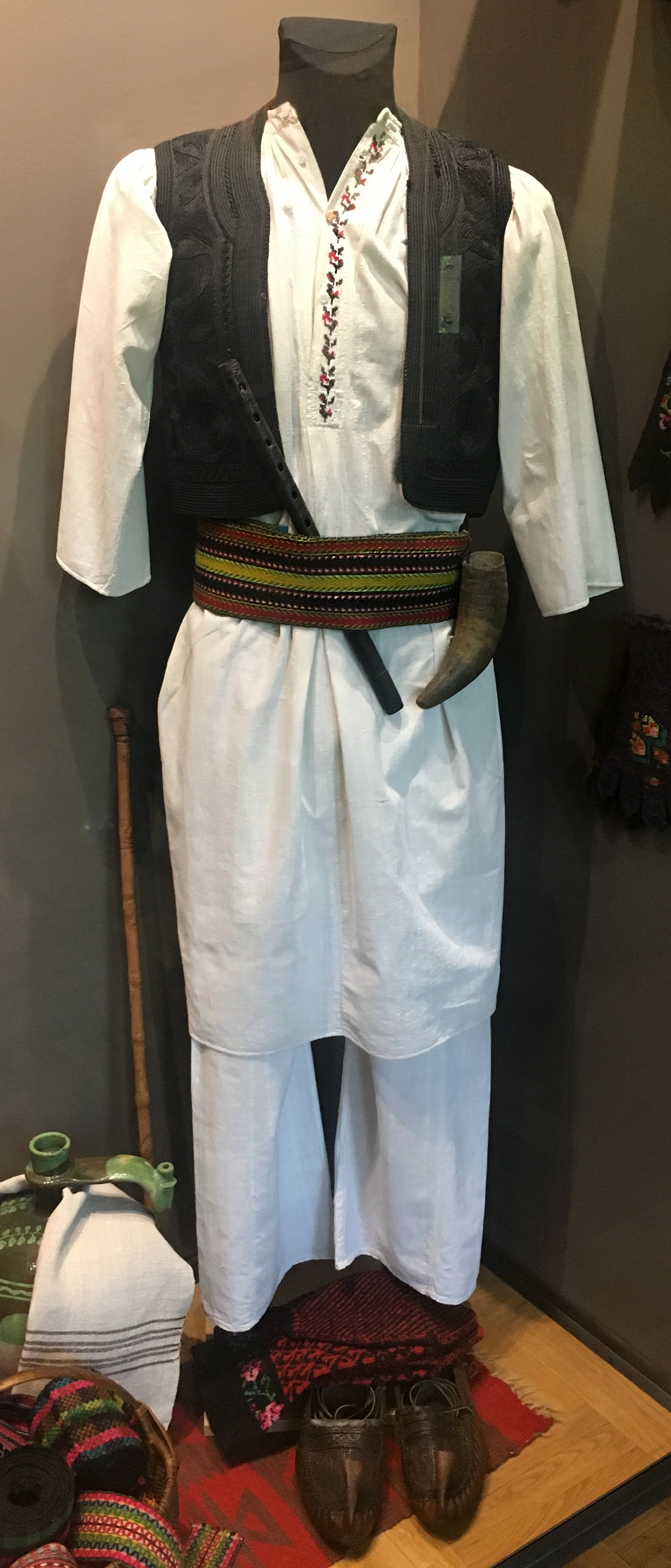
Мужской костюм, экспонат того же музея
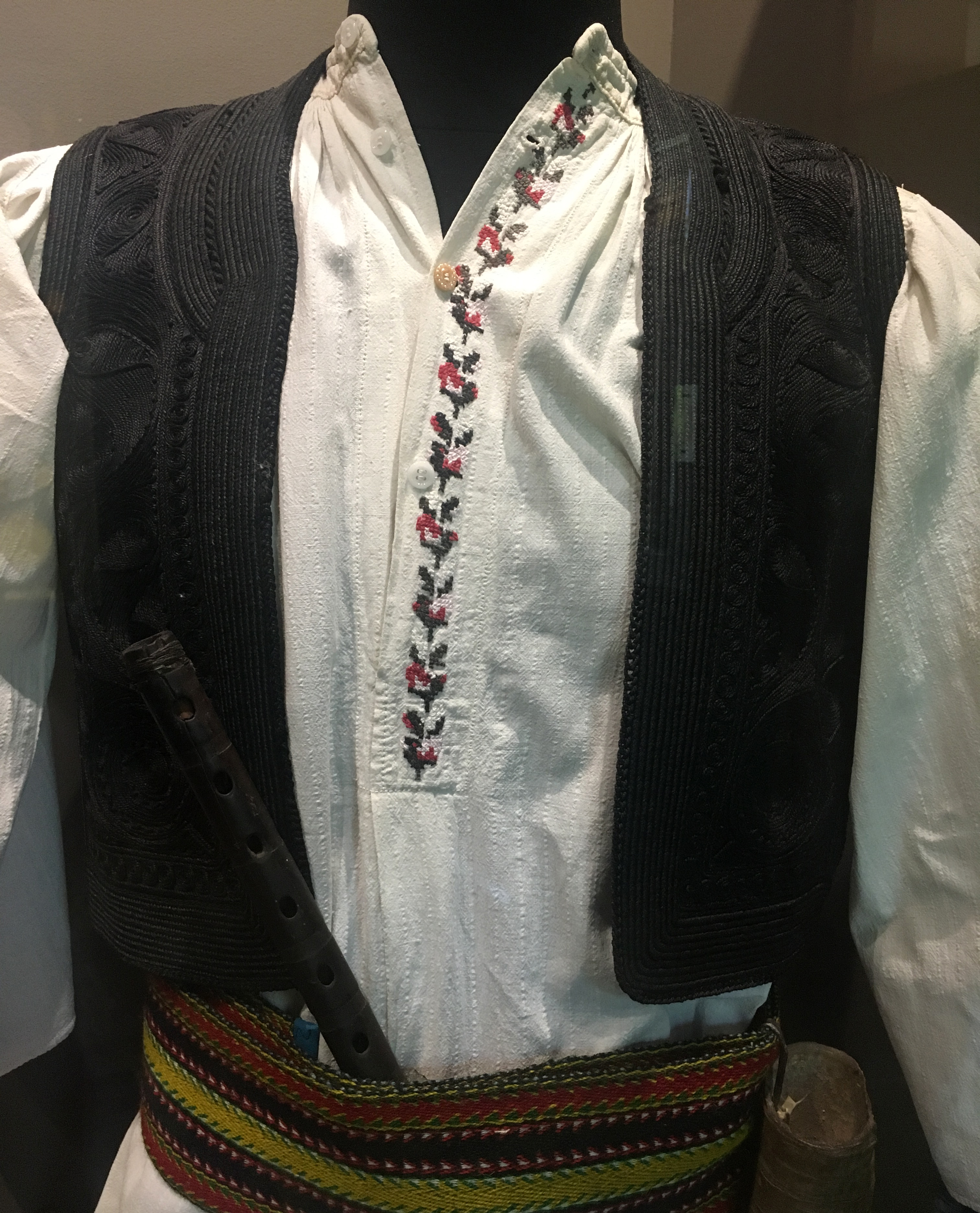
Деталь мужской рубахи
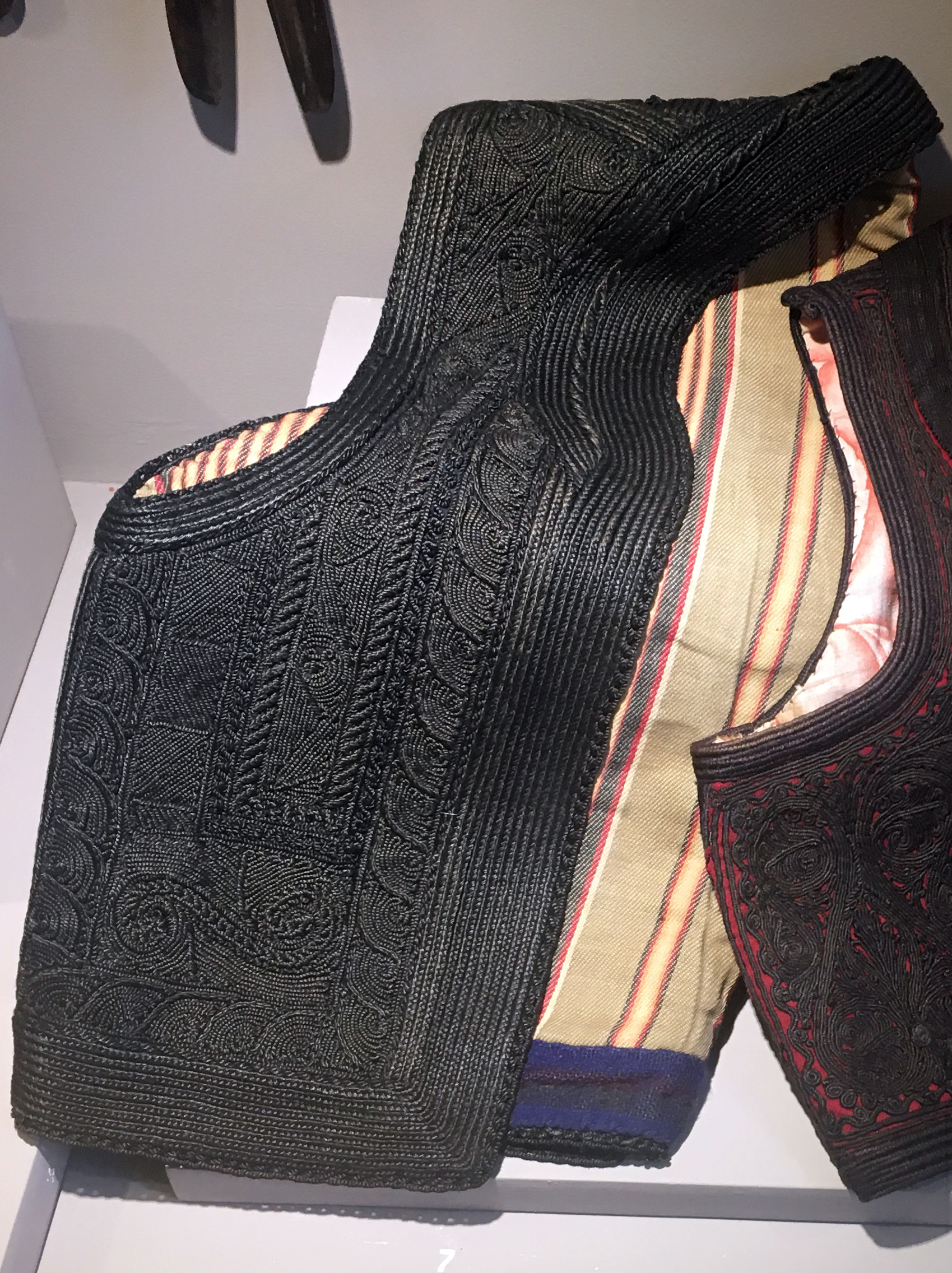
Мужские елеки, экспонаты того же музея
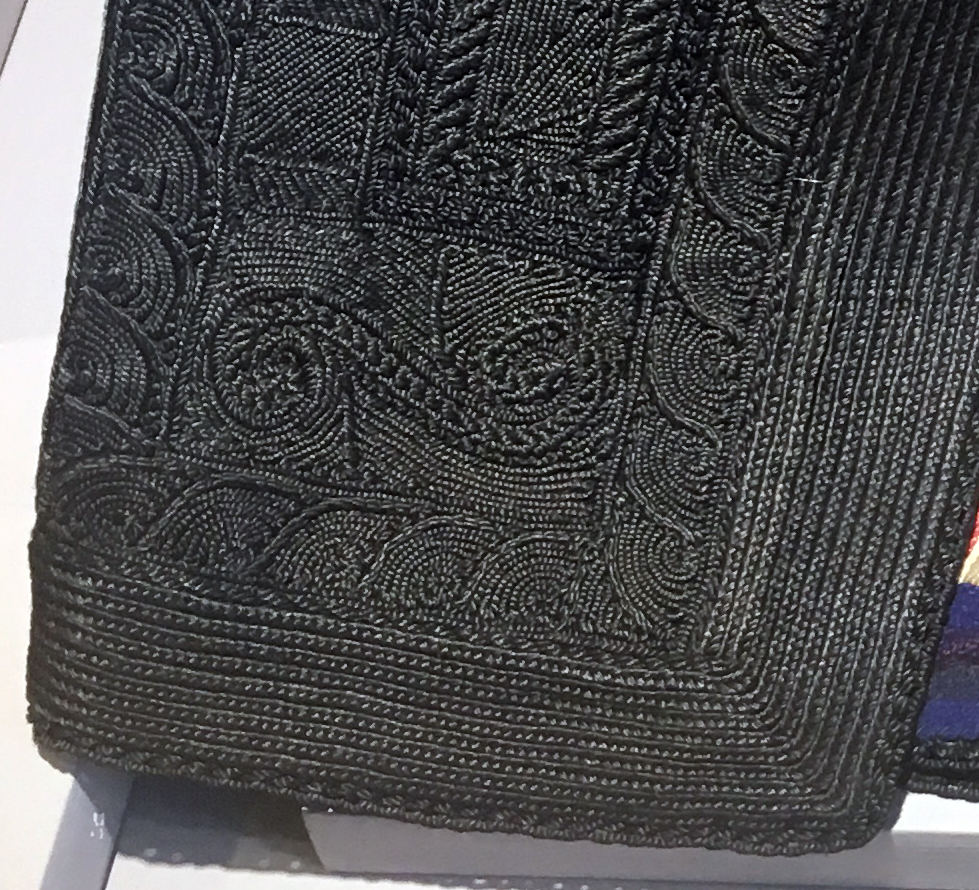
Вышивка на елеке, экспозиция того же музея
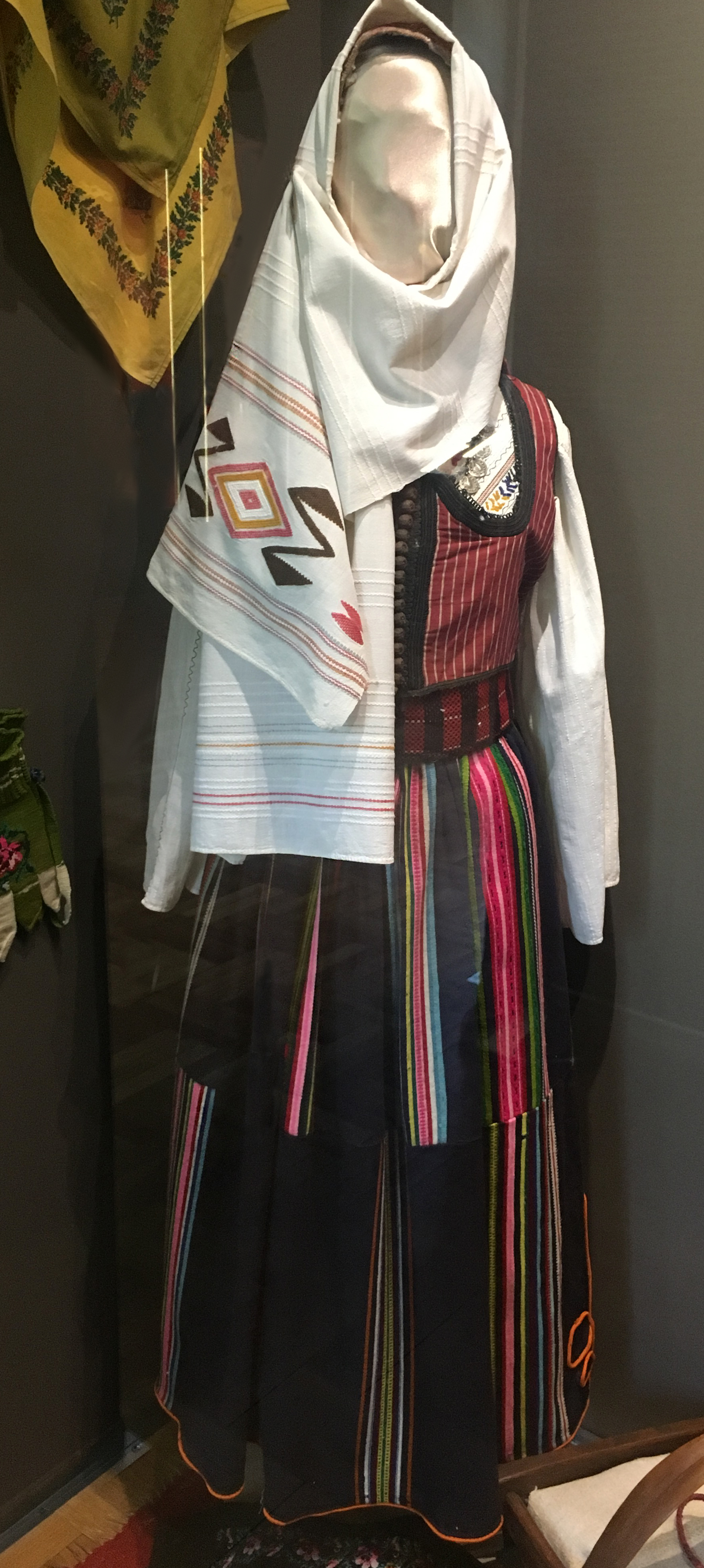
Женский костюм, экспонат того же музея
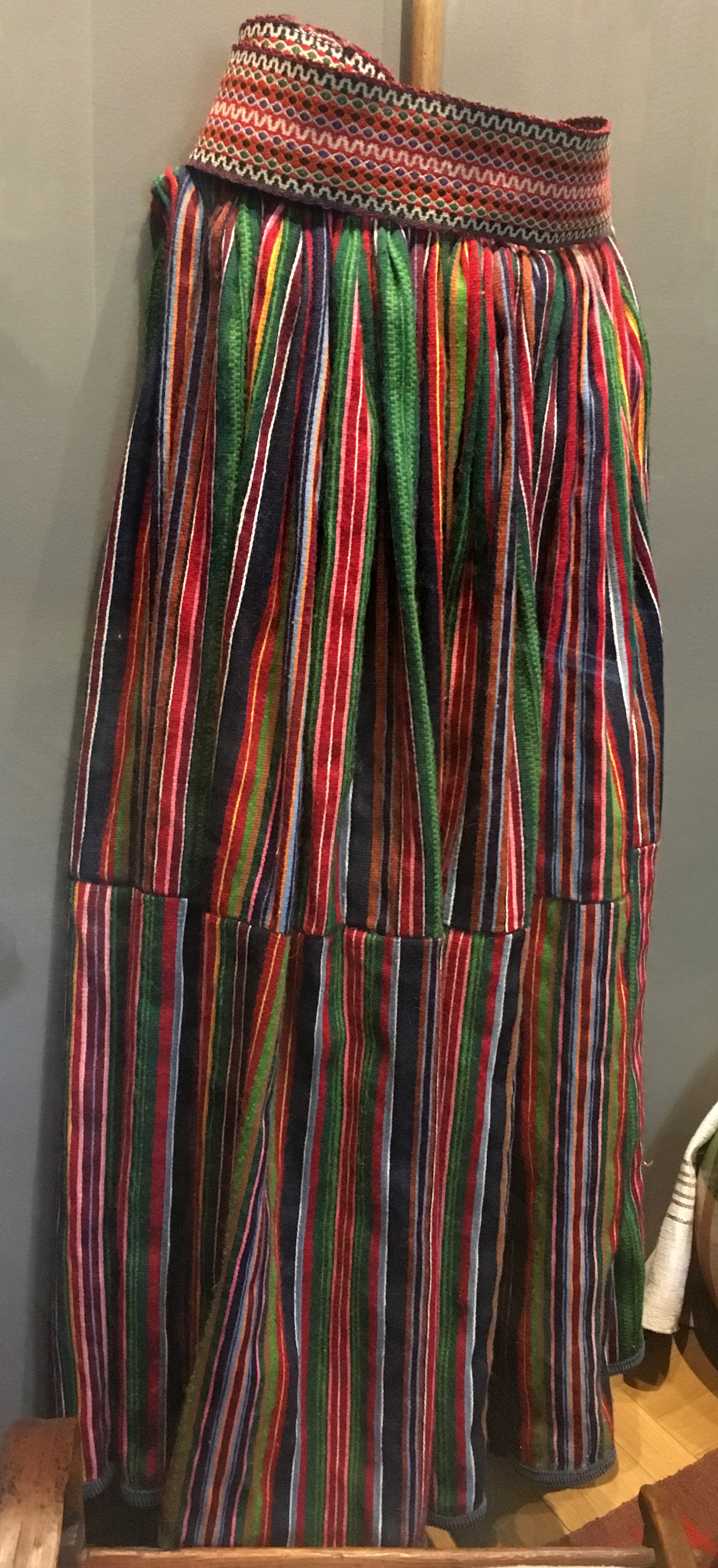
Юбка, экспонат того же музея
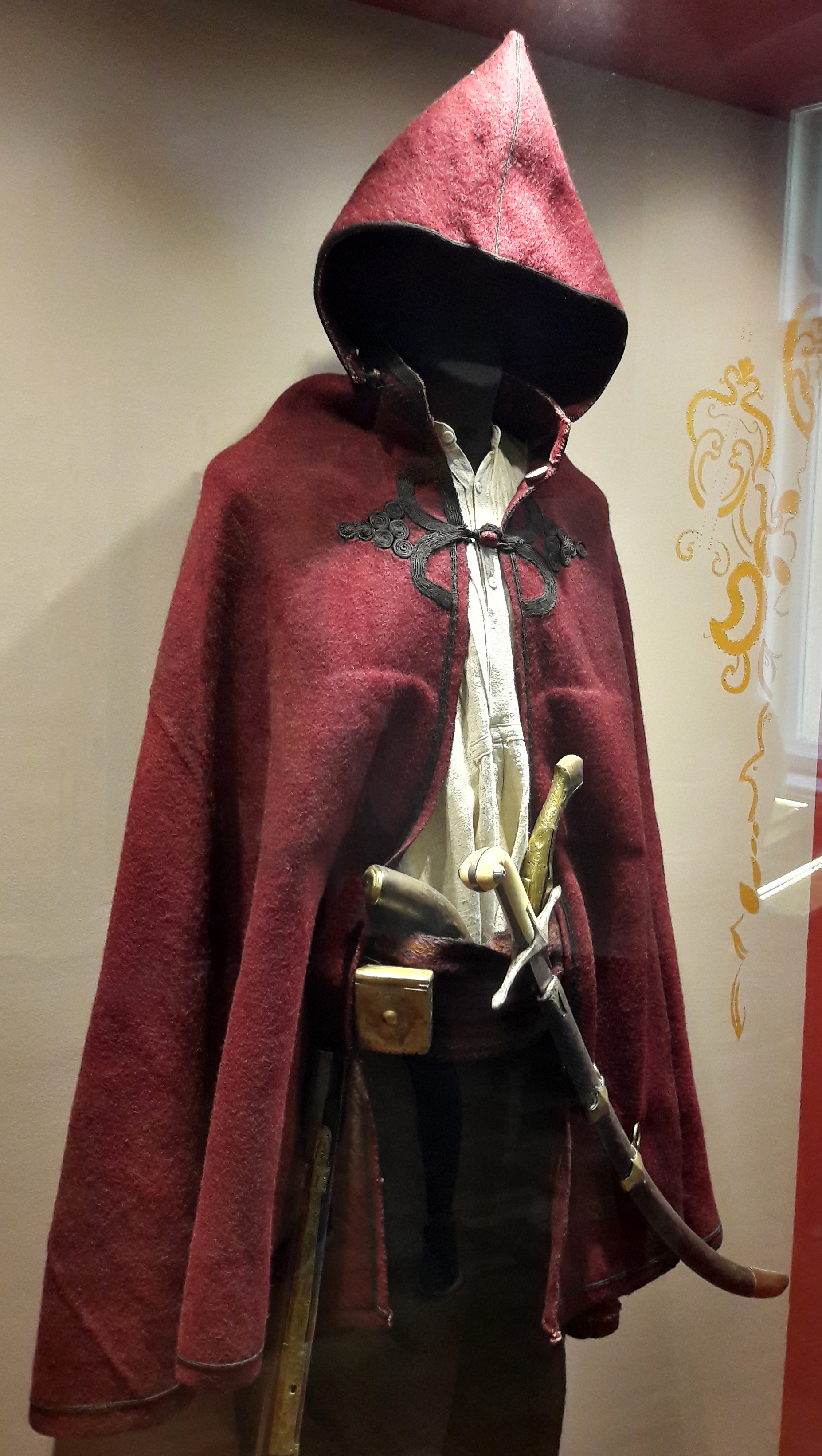
Плащ-кабаница, экспозиция того же музея
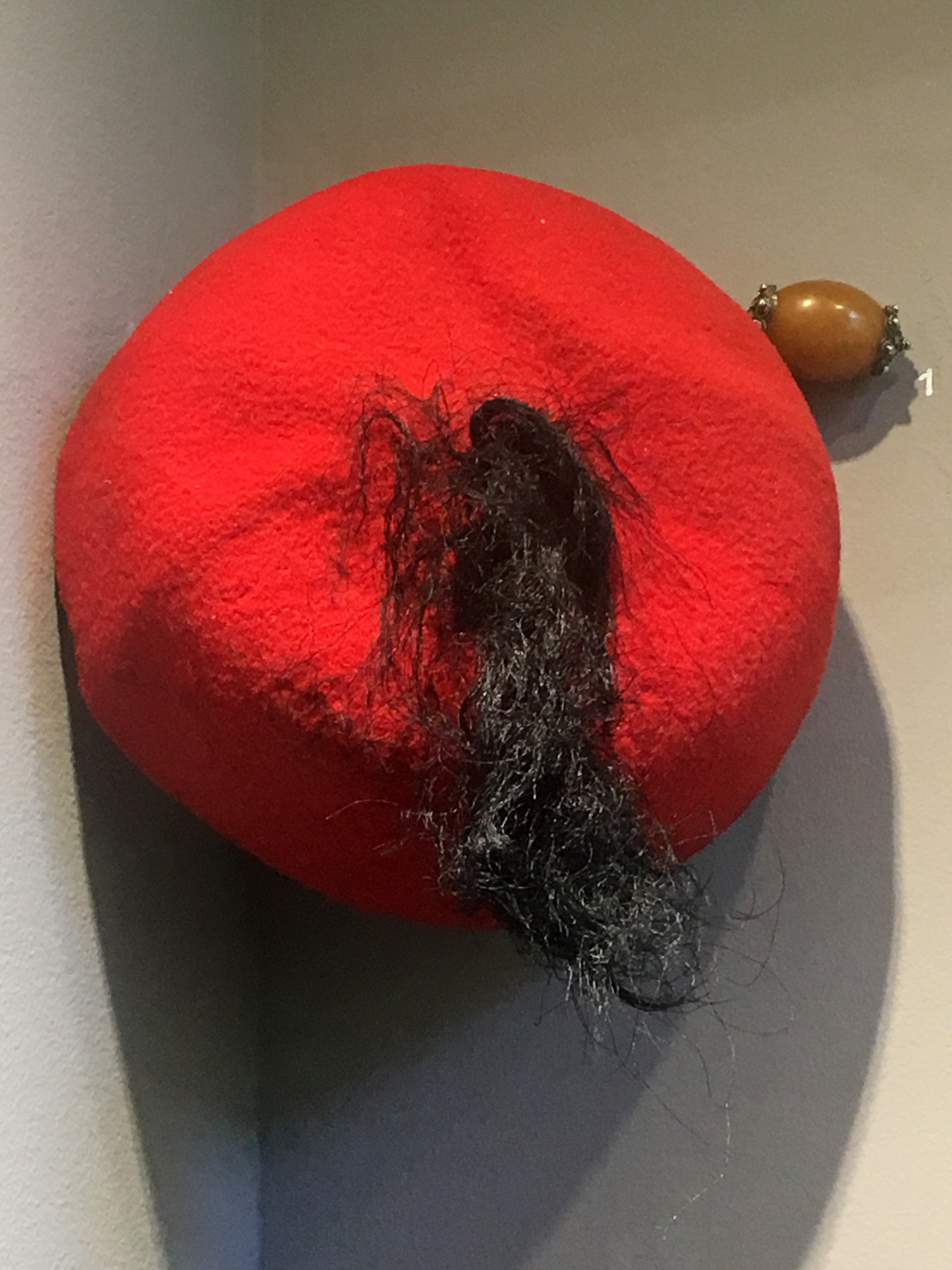
Женская феска, экспозиция того же музея
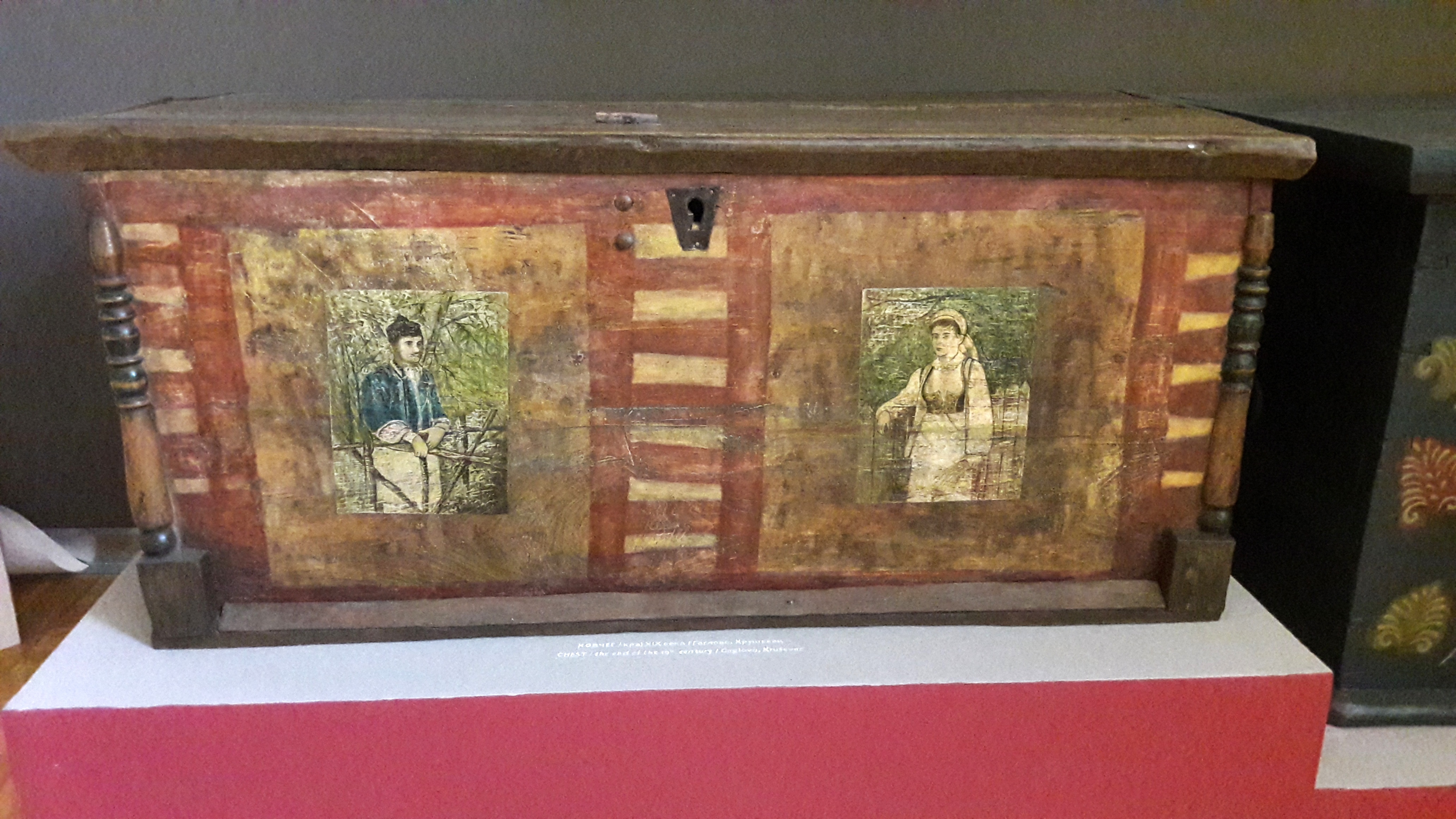
Роспись на сундуке, экспонат того же музея
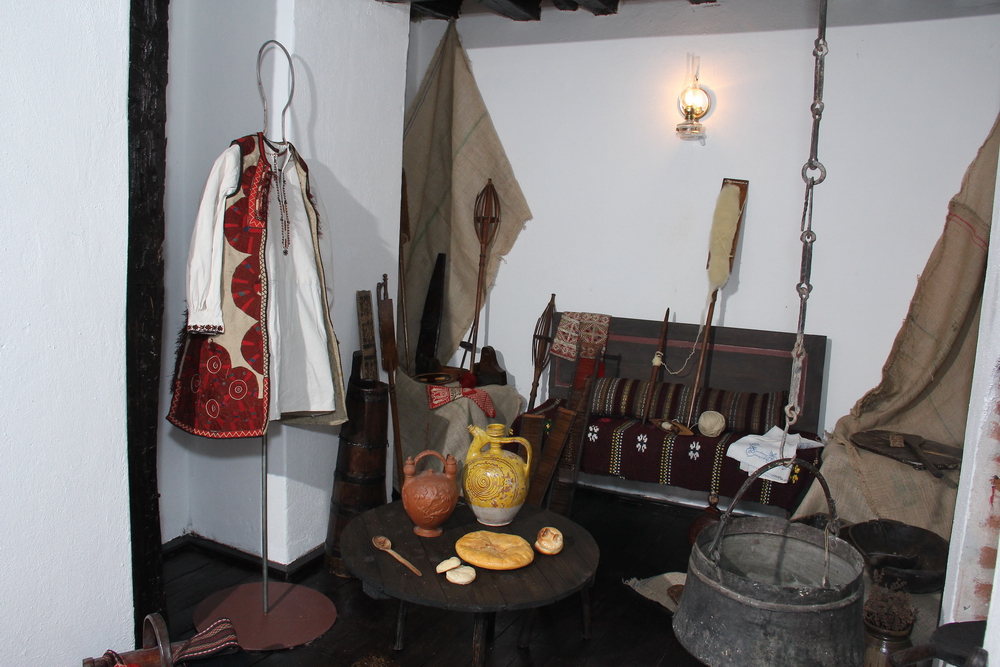
Зубун, экспонат музея в Алексинаце
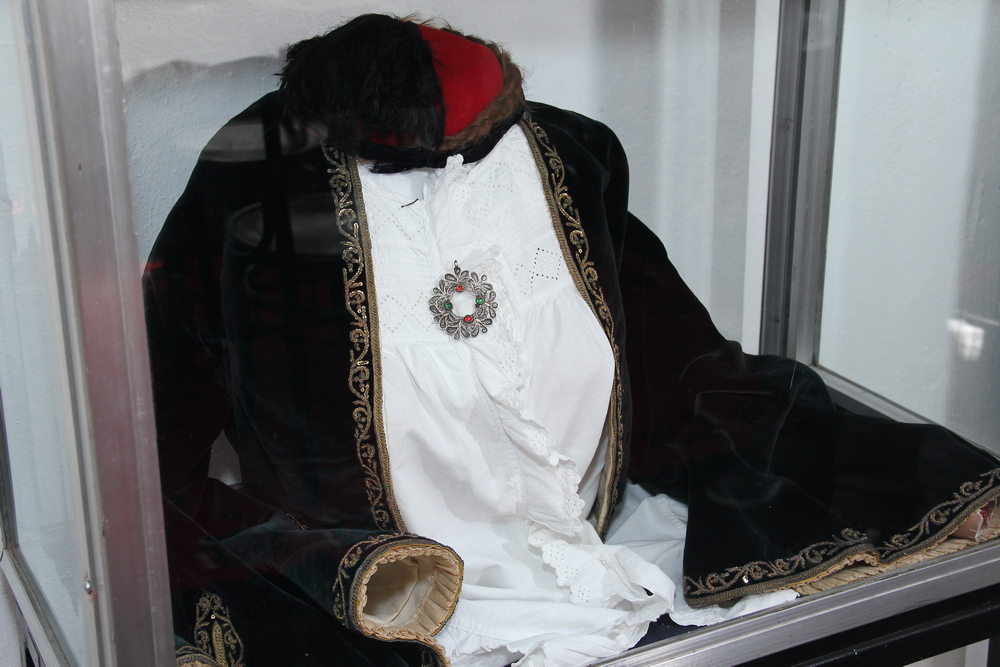
Антерия, блуза и женская феска, экспонат того же музея
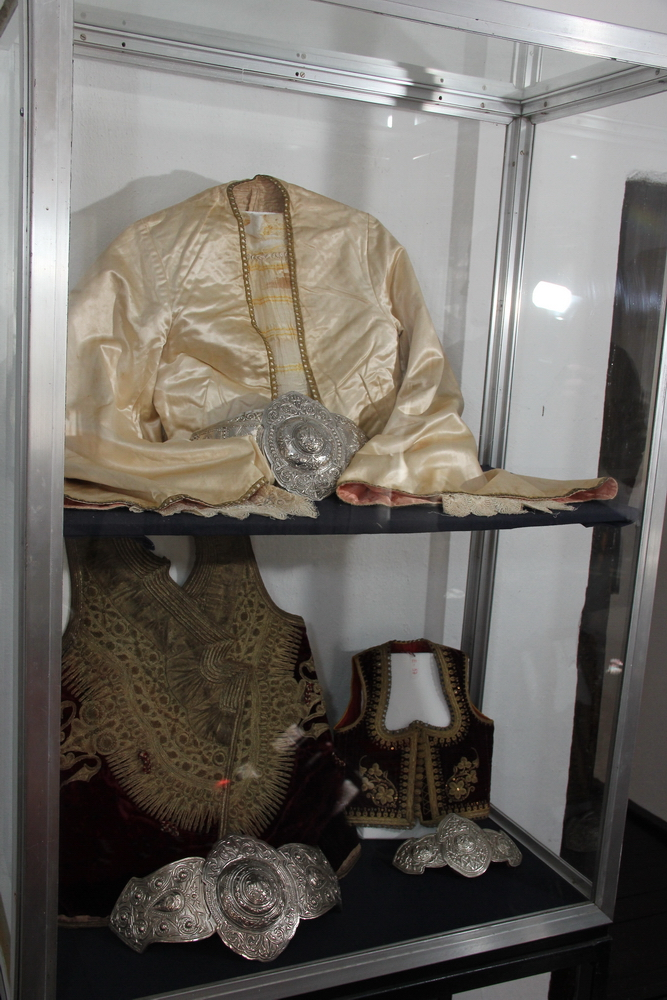
Предметы женского традиционного костюма: блуза, застёжки-пафты и елеки, кэспонат того же музея

Носки, экспонаты Крушевацкого краеведческого музея
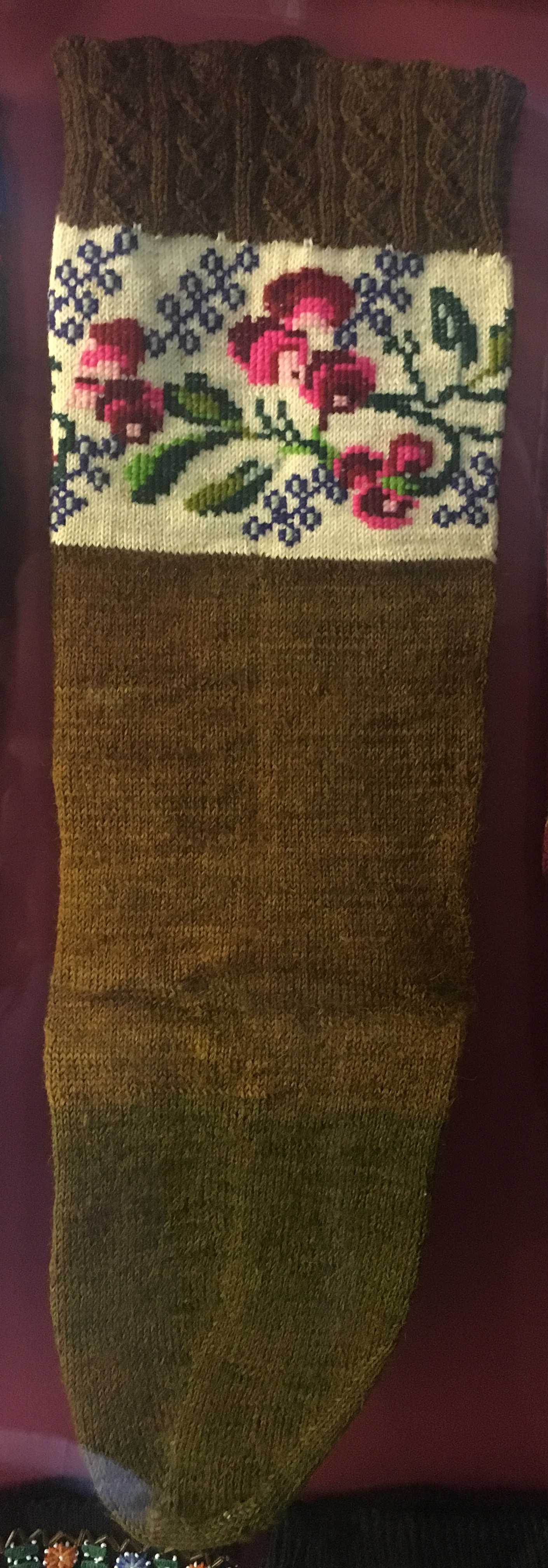
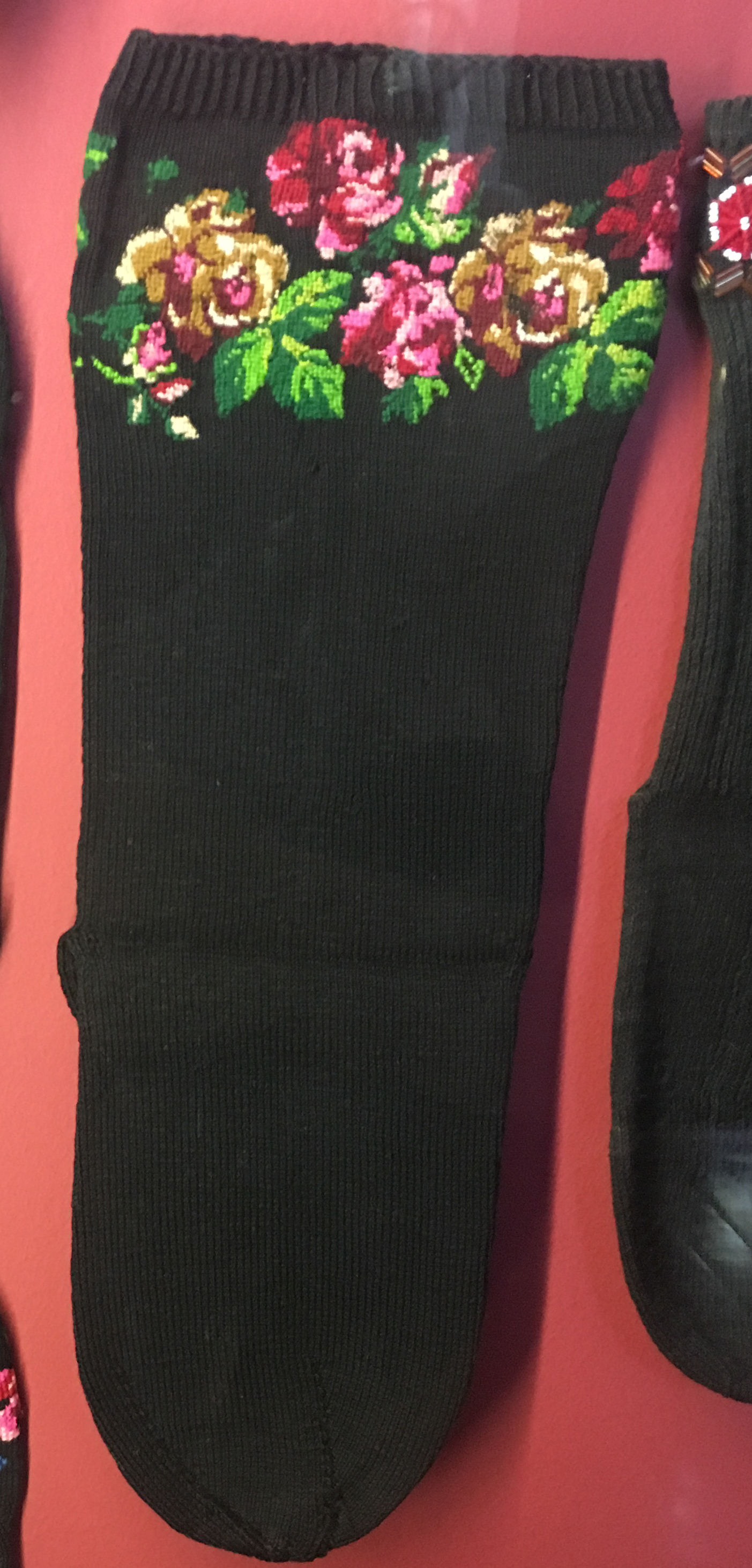
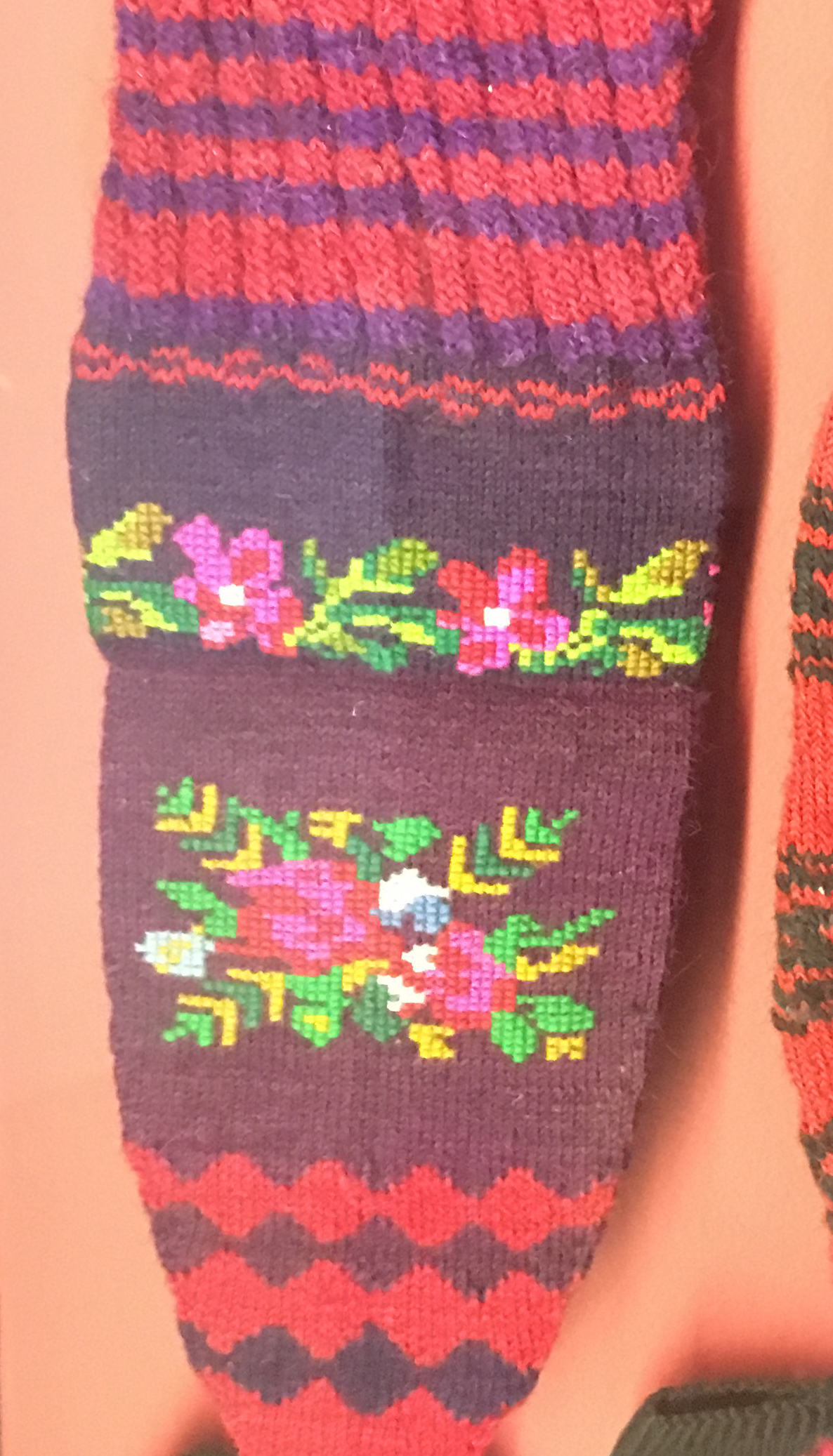
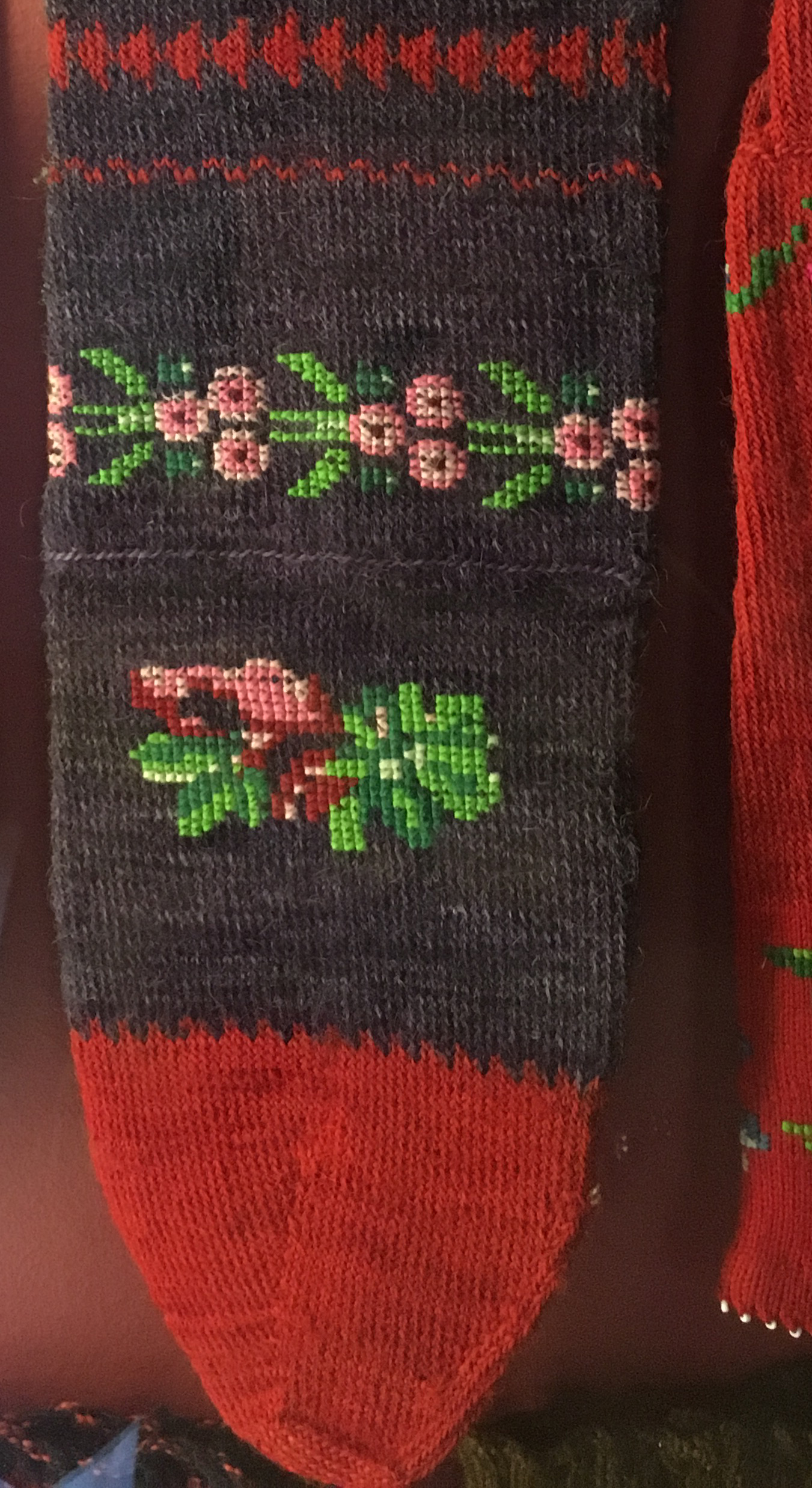
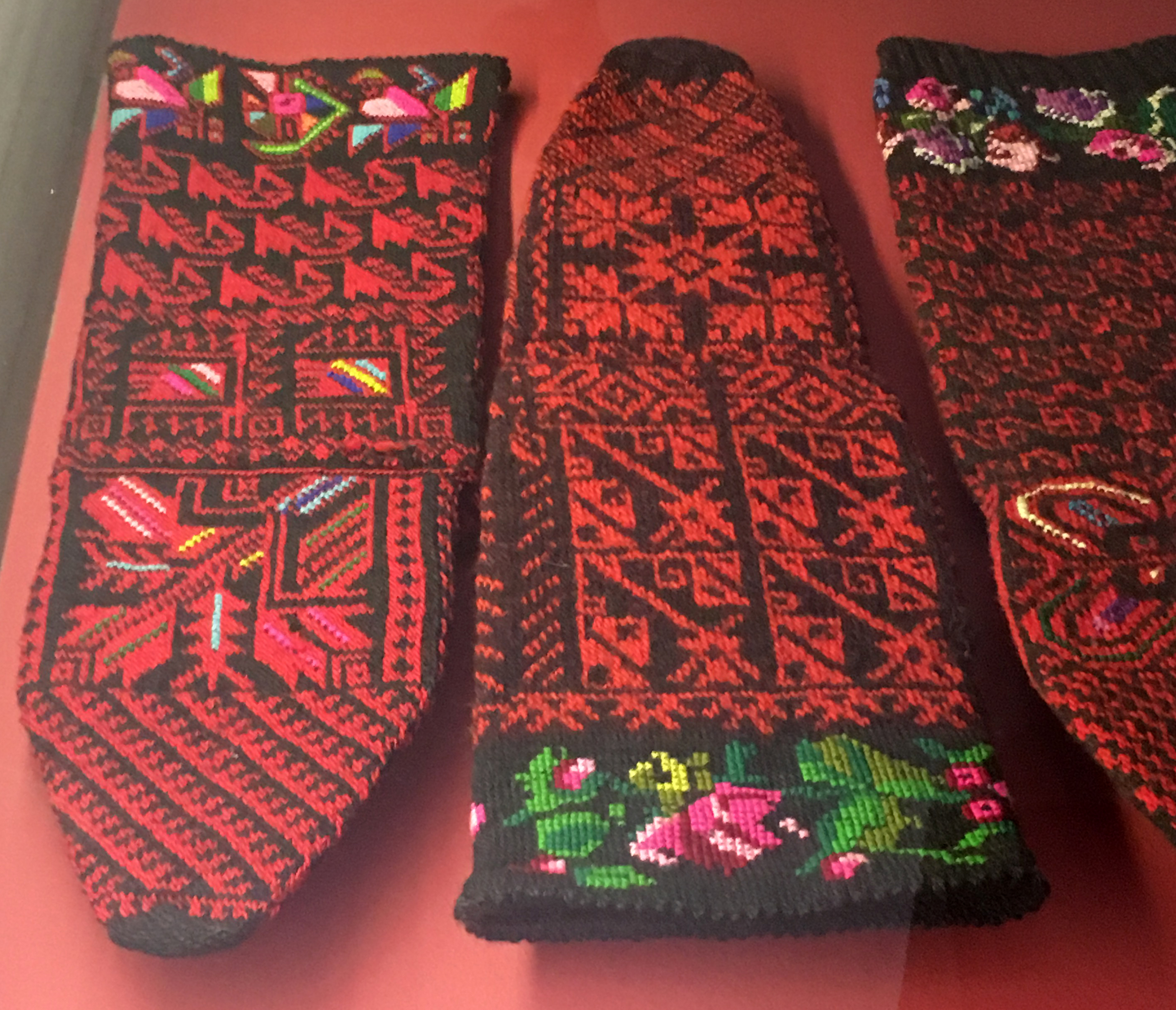

#### Дубочица, окрестностиЛесковаца
В окрестностях Лесковаца (Ябланичский округ) отличительными чертами народного костюма были тёмные и узкие штаны (летние рабочие штаны, зимой использовавшиеся в качестве нижнего белья, при ношении в качестве верхней одежды зачастую красились в синий цвет), также тёмные елеки, высокие цилиндрические шубары и вязаные шапки (серб. lite kape, kapa na kolinja, pletena kapa), по форме напоминающие шубары у мужчин и вышитые юбки (серб. флуте) и белые косынки (серб. marama, degrmija, samija), убрусы (серб. крпа), изготавливавшиеся из единого куска льна и тюбетейки-ручники у женщин. В отличие от многих других регионов Сербии, лесковацкие опанки-прешняки не имеют верха (серб. pertlaši).

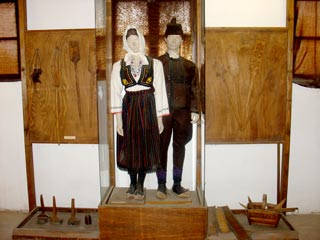
Народный костюм, экспонат текстильного Музея текстильной индустрии в Стройковце Лесковацкого национального музея
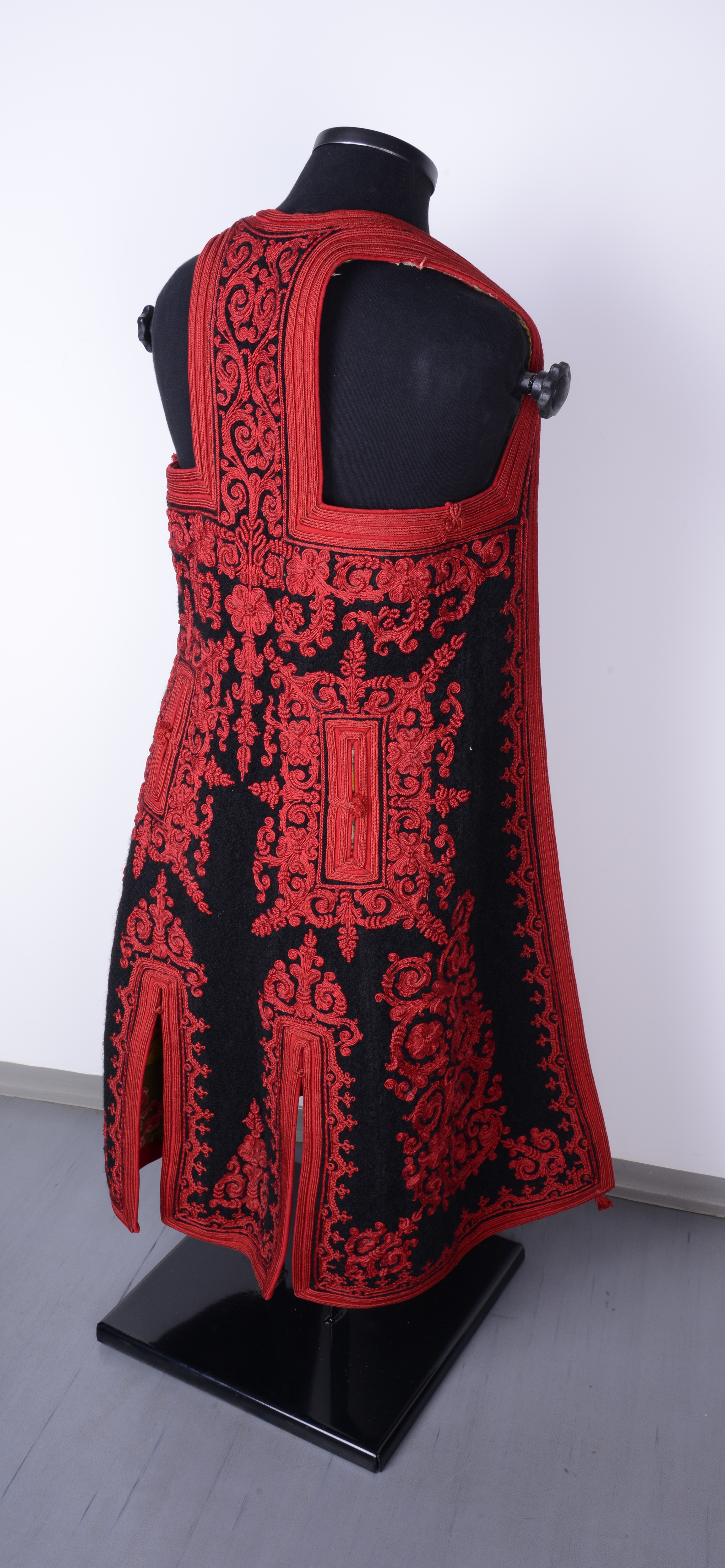
Зубун, начало XX в., экспозиция Лесковацкого национального музея
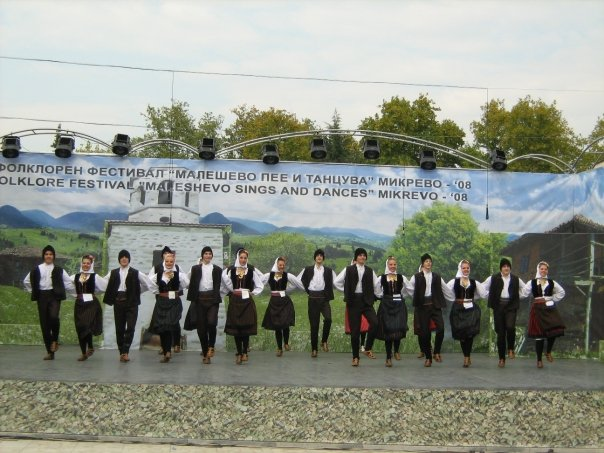
Костюм из Лесковаца
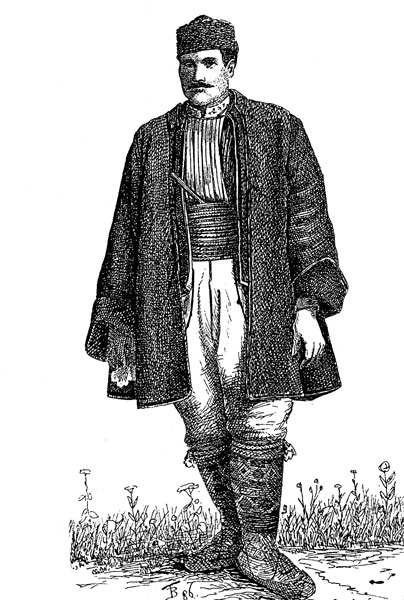
Крестьянин Лесоквацкого края, литография Владислава Тительбаха, 1896 год.
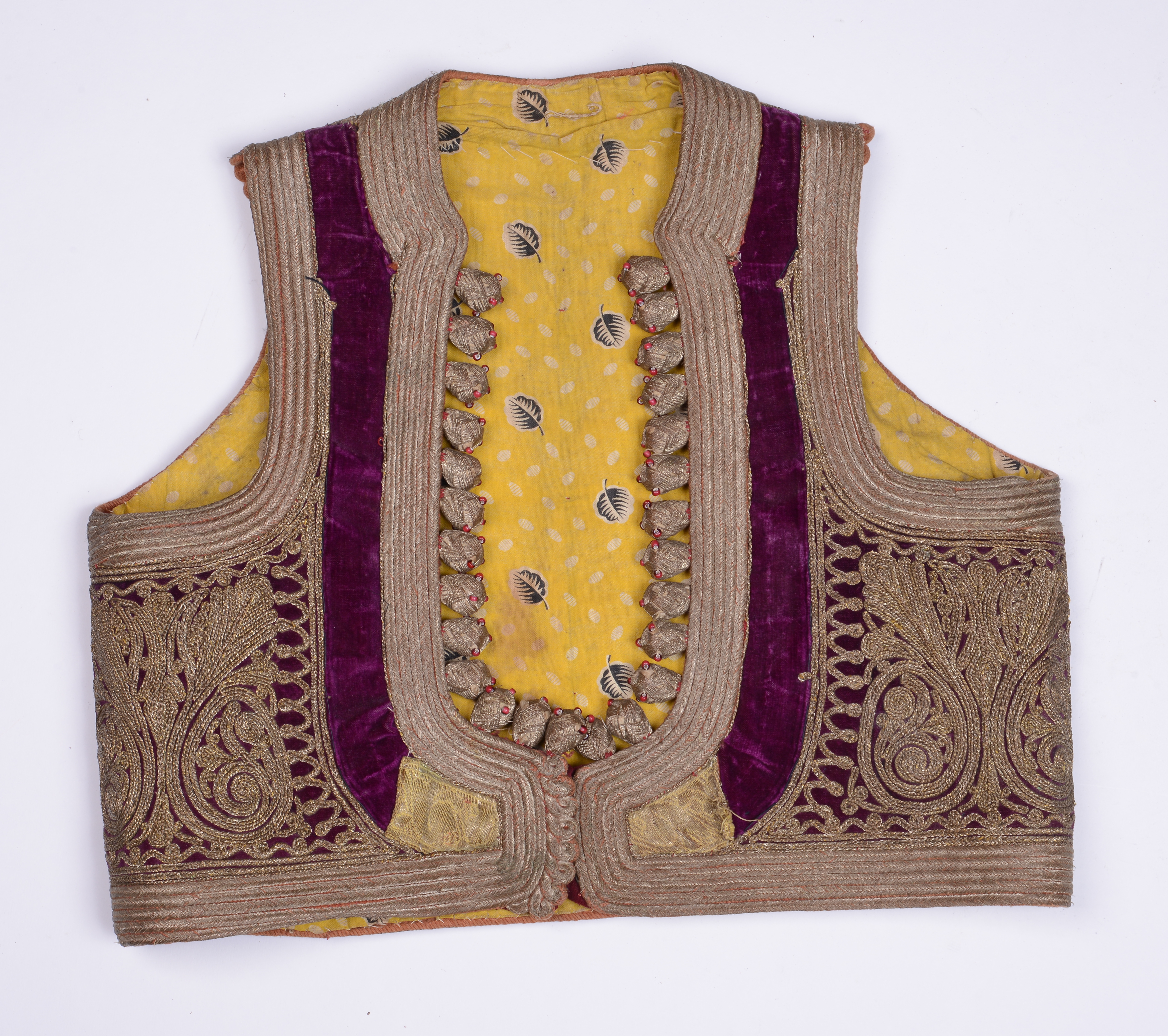
Женский елек, экспозиция Лесковацкого национального музея
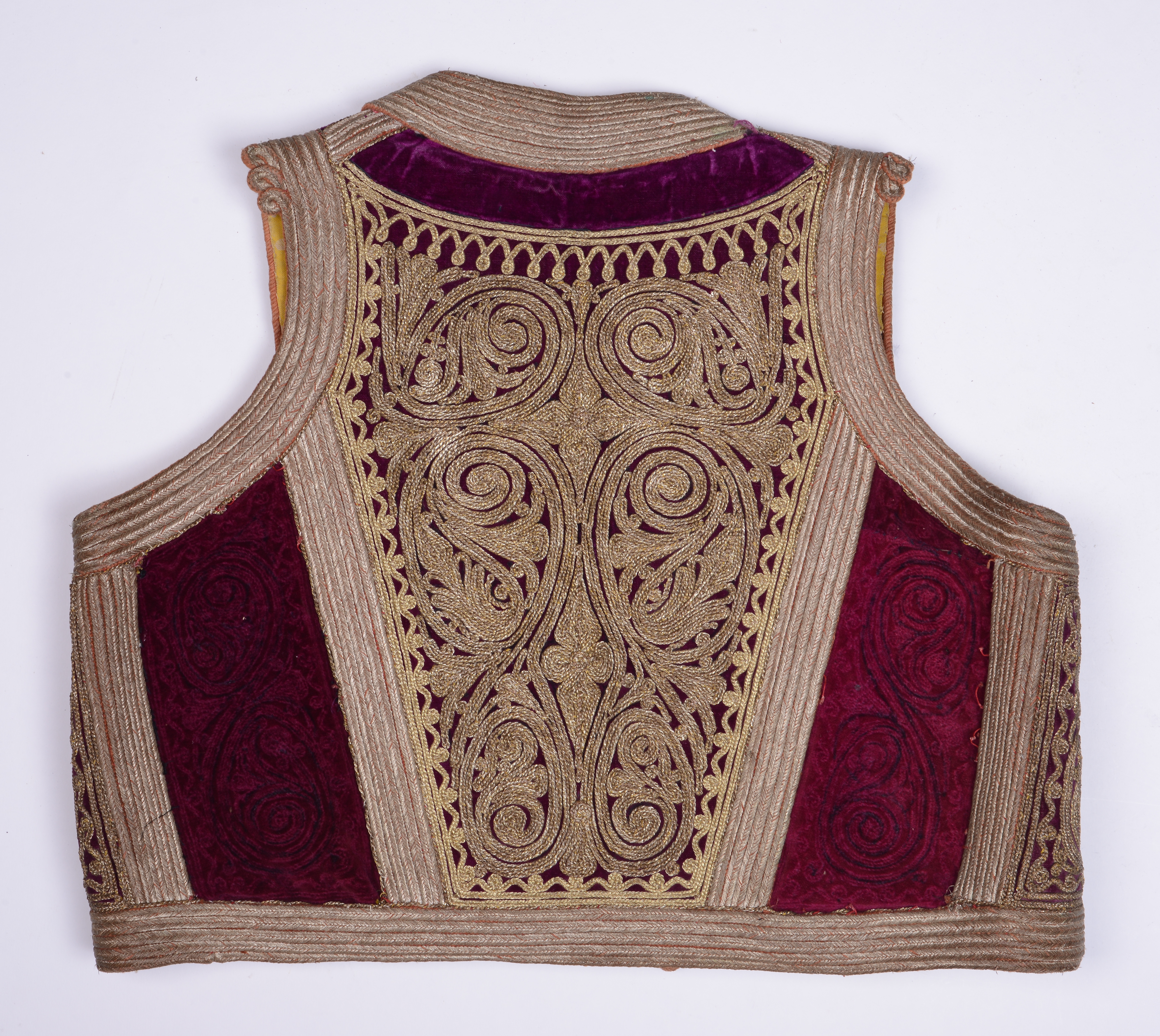
Он же сзади.
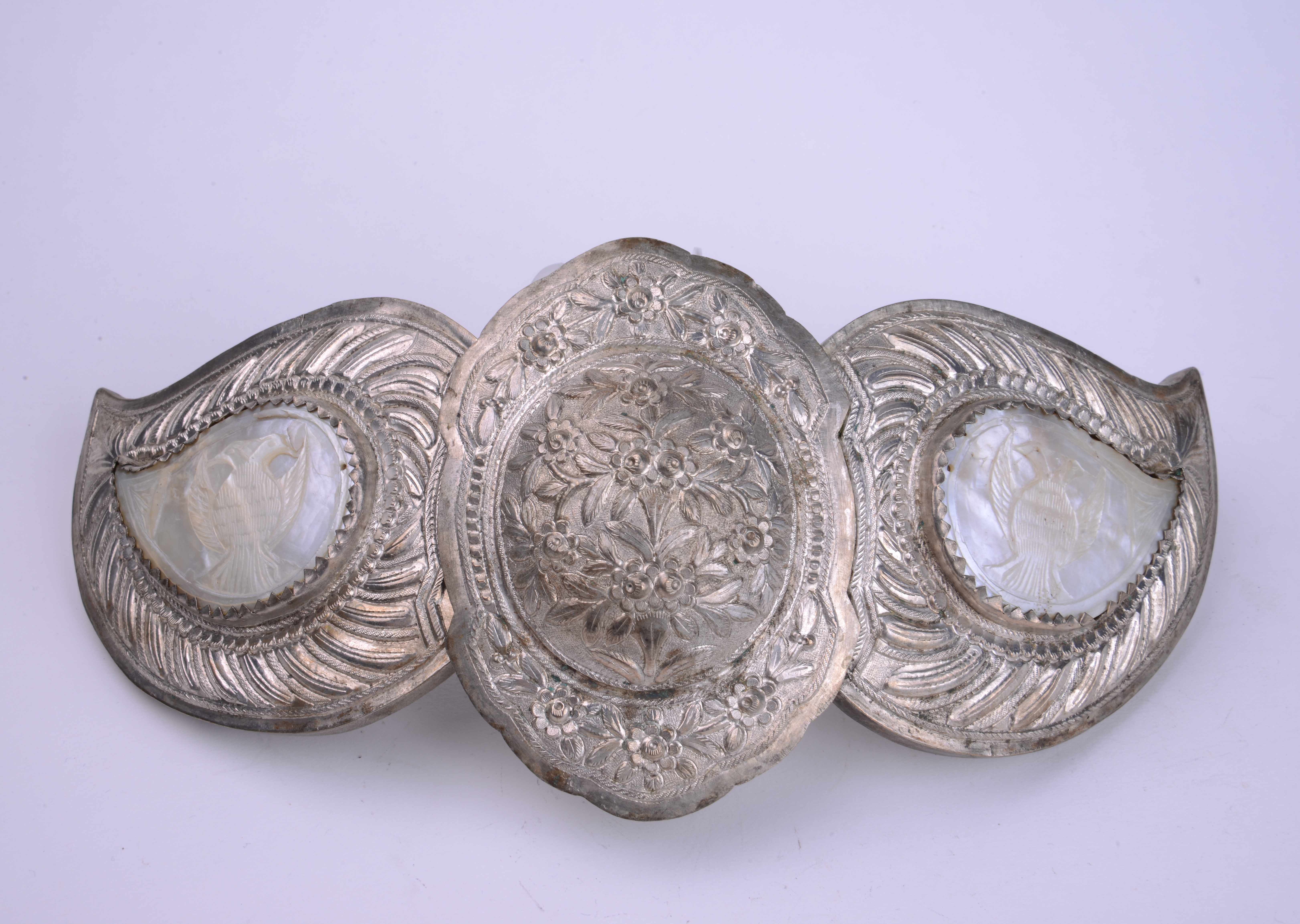
Пряжка для пояса, экспозиция Лесковацкого национального музея
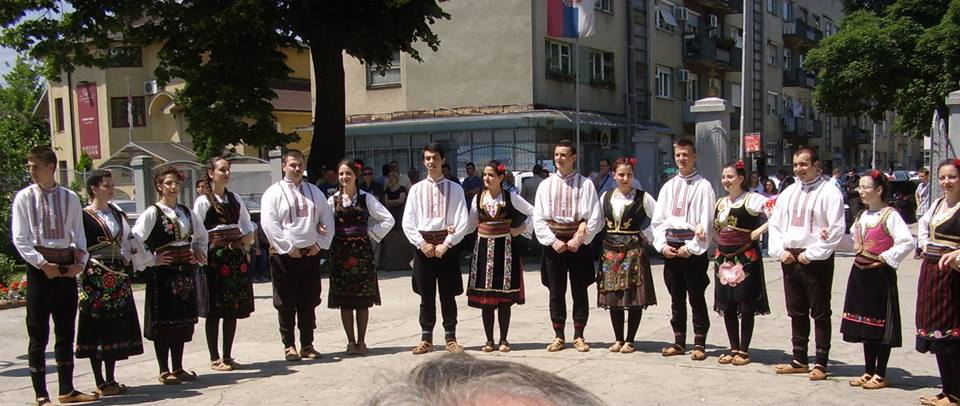
Выступление ансамбля народной музыки в Лесковаце, 2016 год
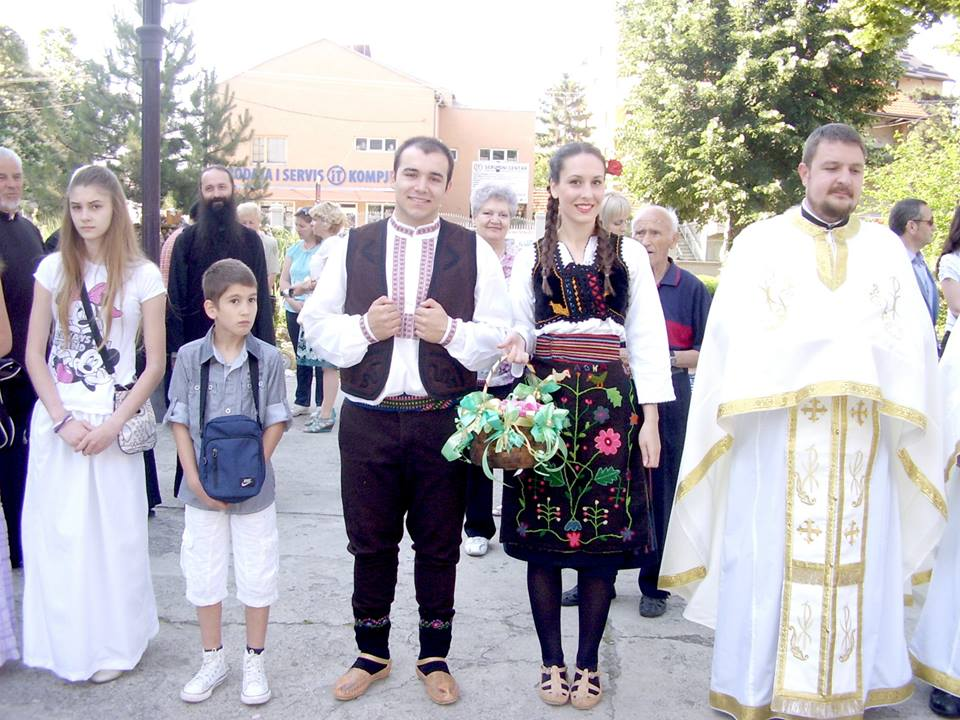
Члены ансамбля народной музыки на праздновании крестной славы Святой Троицы — духовной покровительницы Лесковаца, 6 апреля 2016 года

#### Пирот
Отличительной чертой пиротского мужского костюма является белый зубун (также известен как дорамче), вышитый чёрными нитями в области карманов, и опоясанный красным кушаком. Другими предметами мужской верхней одежды является кафтан дрея (серб. дреја, dreja), выглядящий также, за исключением наличия длинных рукавов; и куртка-гуньче. Женский зубун чёрного или красного цвета и вышит золотыми нитями. Поверх рубахи женщины ватный сарафан-забан до колен и с широким вырезом спереди, украшавшимся. Забан изготавливался из бархата (как и одноцветного, так и многоцветного), велюра, шелкового атласа и хлопчатобумажного полосатого льна. В цветовой гамме забана использовались чаще всего красный, коричневый и зелёный. По традиции, забан перед свадьбы будущий тесть дарил своей будущей невестке. Штаны (серб. бреневици, brenevici) имеют белый, красный или чёрный цвет. Как и в Лесковацком крае, опанки не имеют верха.

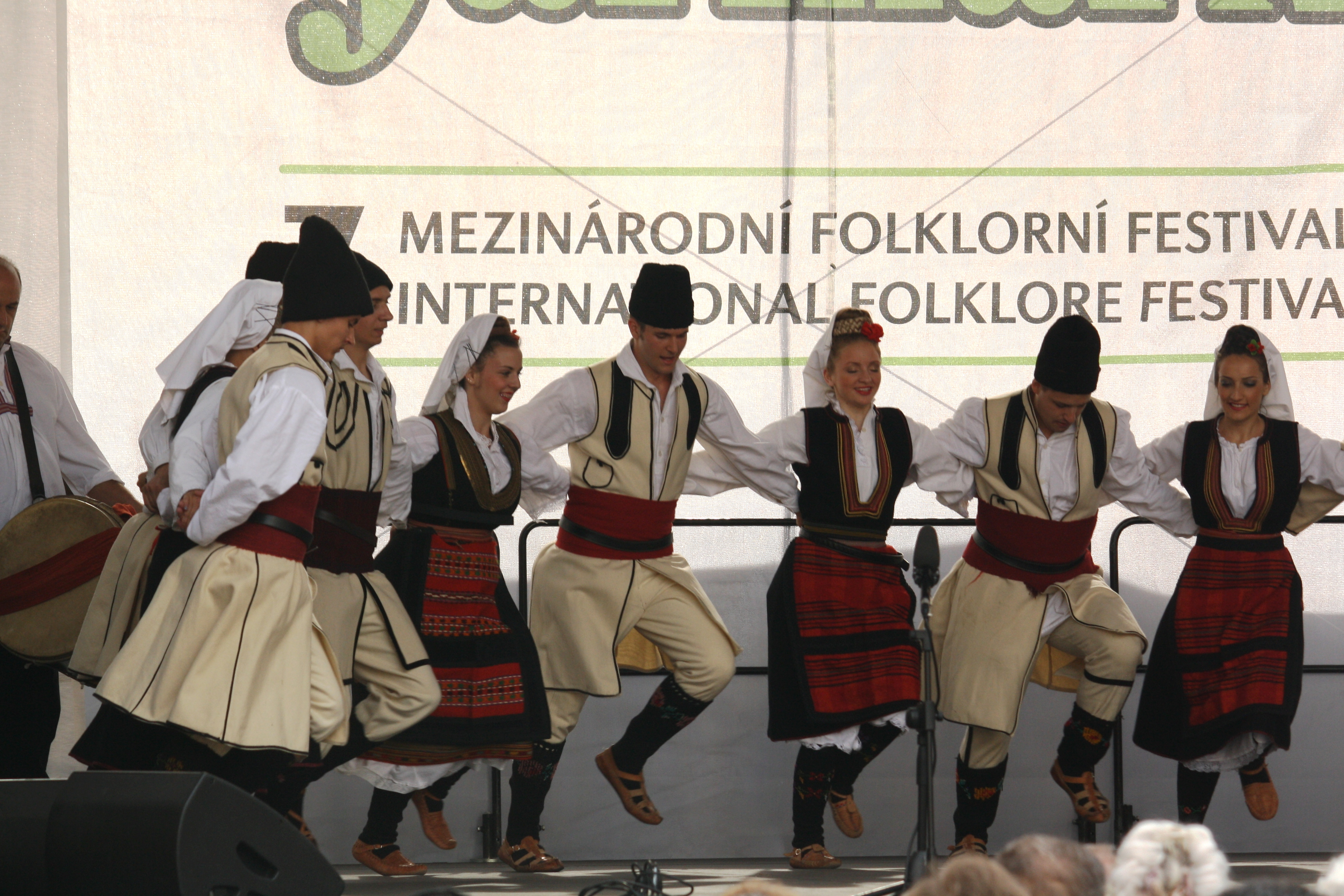
Участники ансамбля народной музыки имени Бранко Радичевича в пиротских костюмах
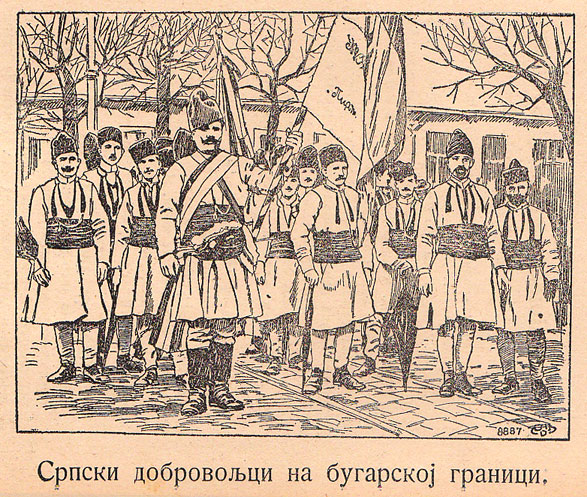
Сербские добровольцы во время Второй Балканской войны на границе с Болгарией.
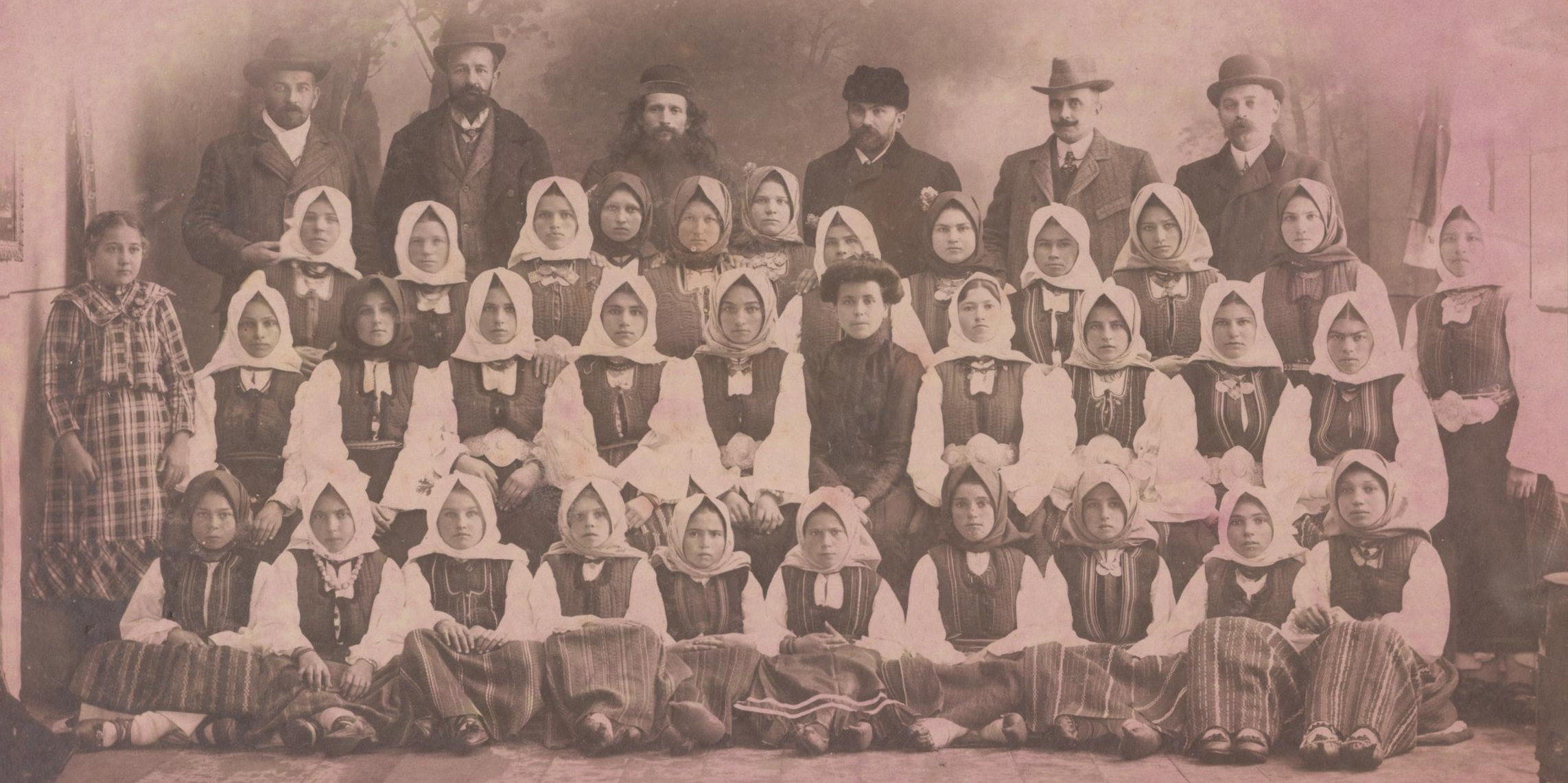
Участницы курса домохозяек в селе Гнилан под Пиротом, 1908 год
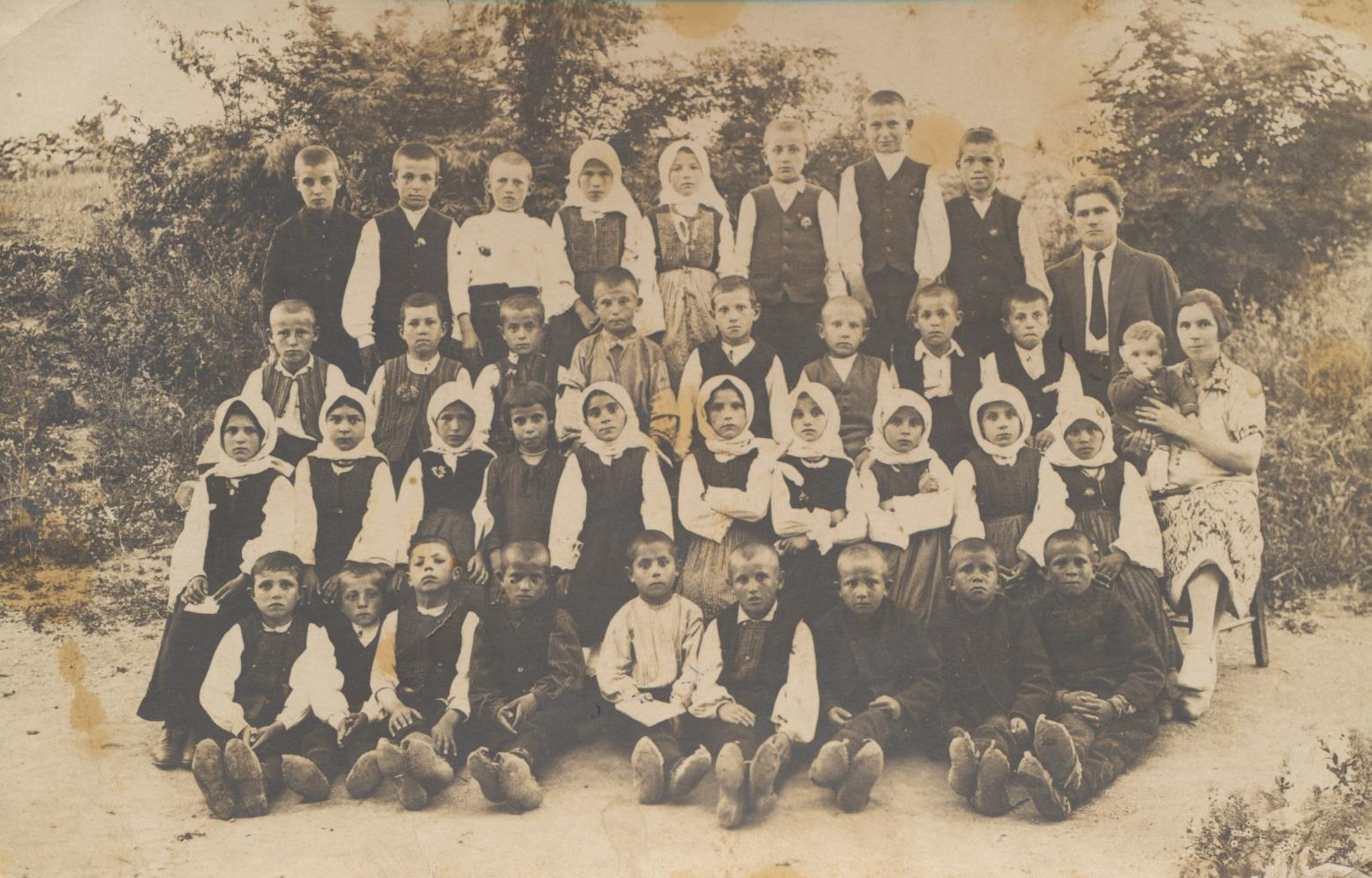
Учащиеся школы того же села, начало XX века

#### ВраньеиСанджак
Традиционная городская одежда юга Сербии, где много мусульман, представляет собой смесь местных традиций и восточных влияний (в частности Турции). Мужской костюм состоит из тёмных брюк и гунь с красными полосами на конце рукавов, красного шелкового пояса и чёрных туфель. Женщины носили чёрные плюшевые юбки, белые блузки и либаду с высоким декором, расшитый золотом шрам, пафту вокруг талии, а на голове — шапочку-тепелук.
Примерно такой же костюм носили и в Санджаке, находящемся неподалёку от границы с Боснией, и где местные мусульмане определяют себя именно как боснийцы, а не сербы-мусульмане.

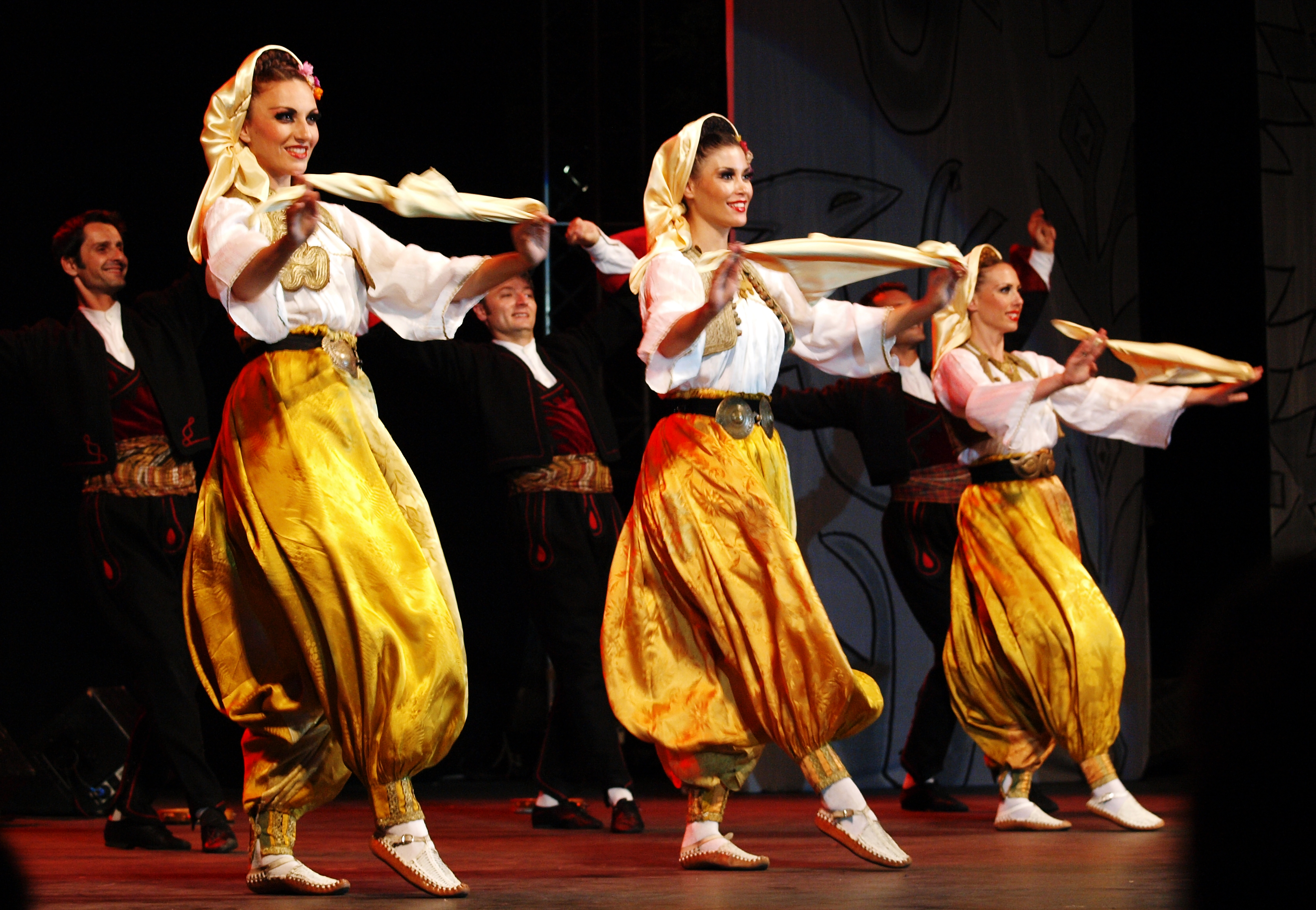
Народные костюмы из южной Сербии, девушки носят димье (шаровары)
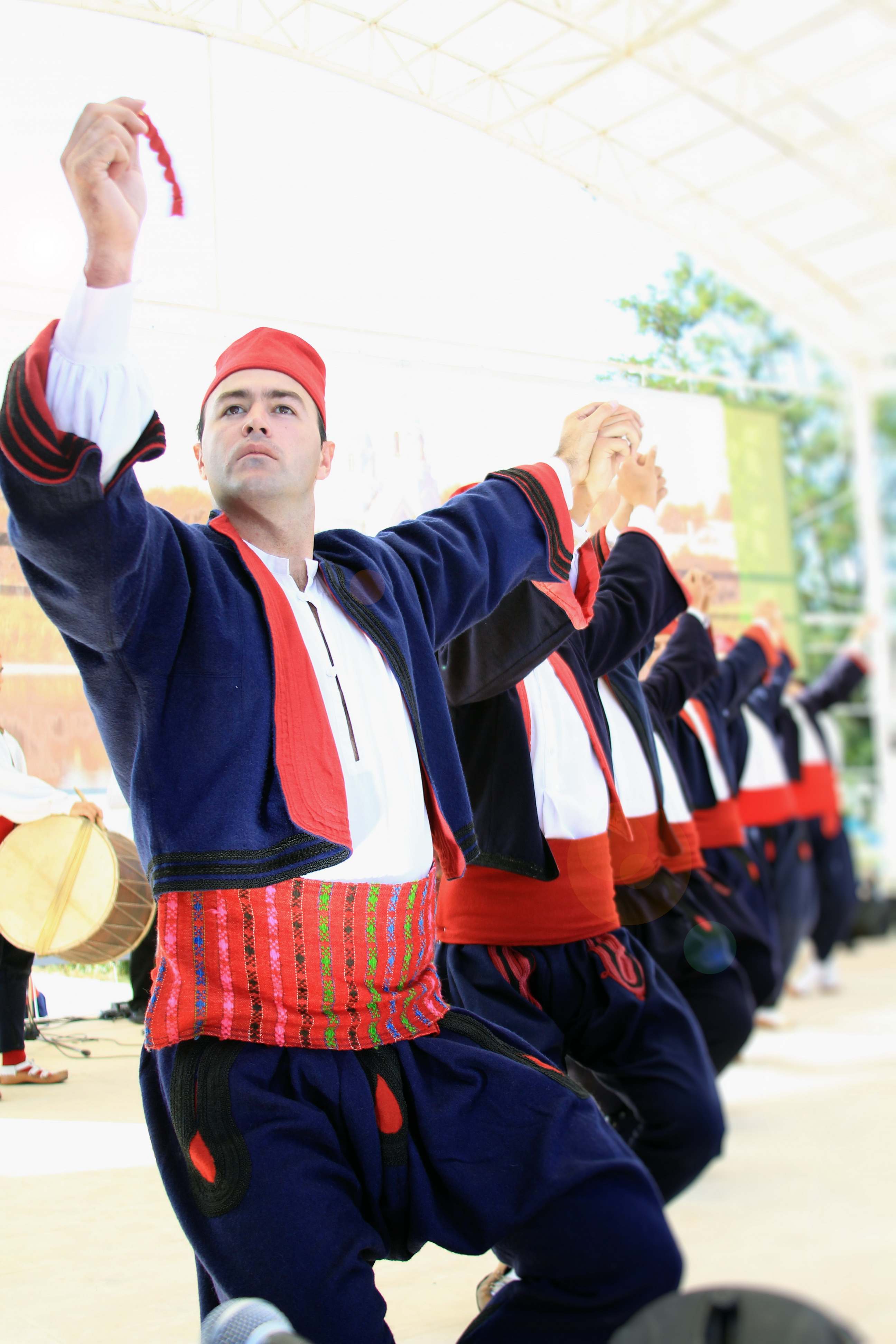
Вранянский мужской костюм.
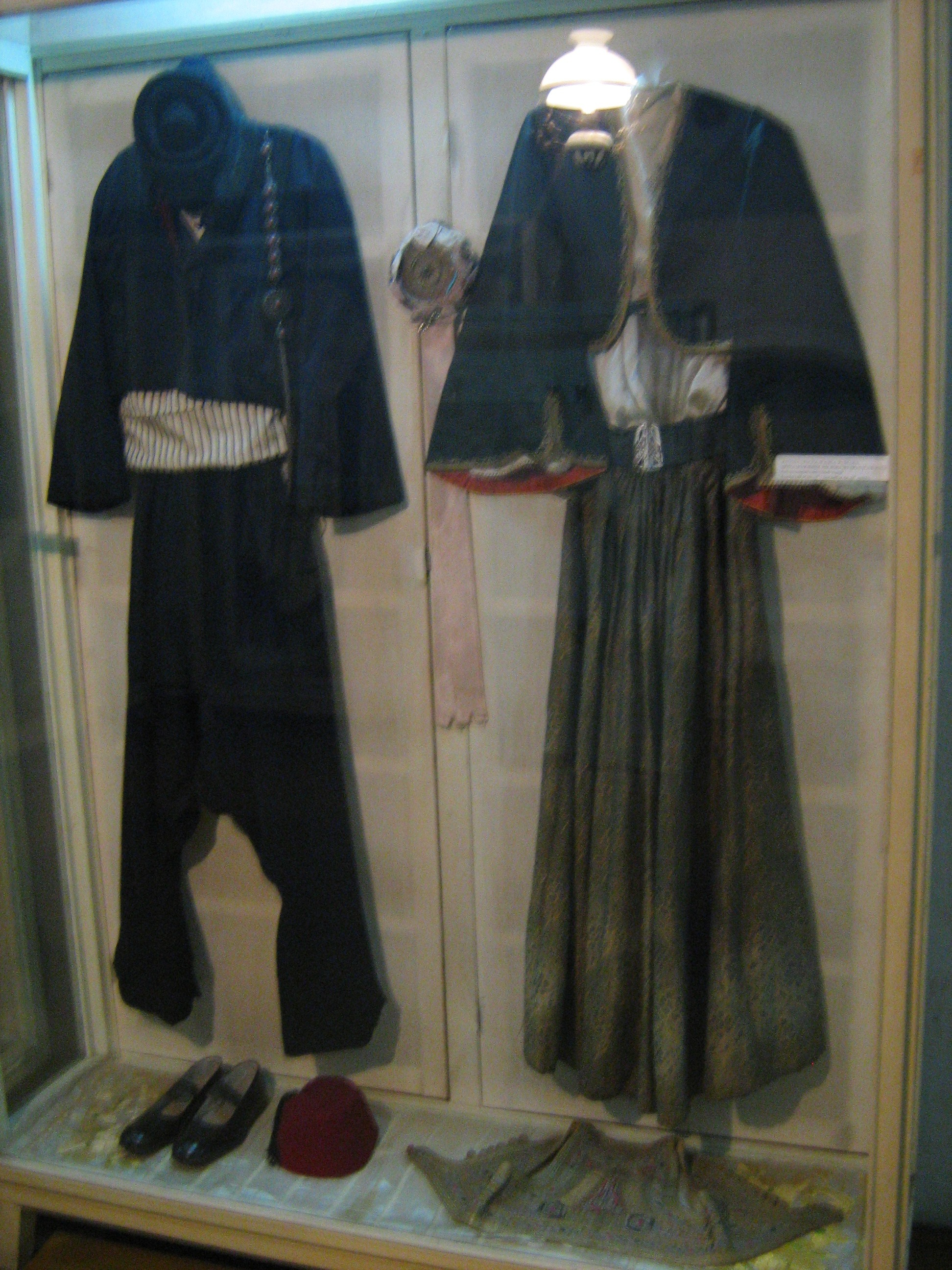
Народные костюмы, экспозиция народного музея Вранье
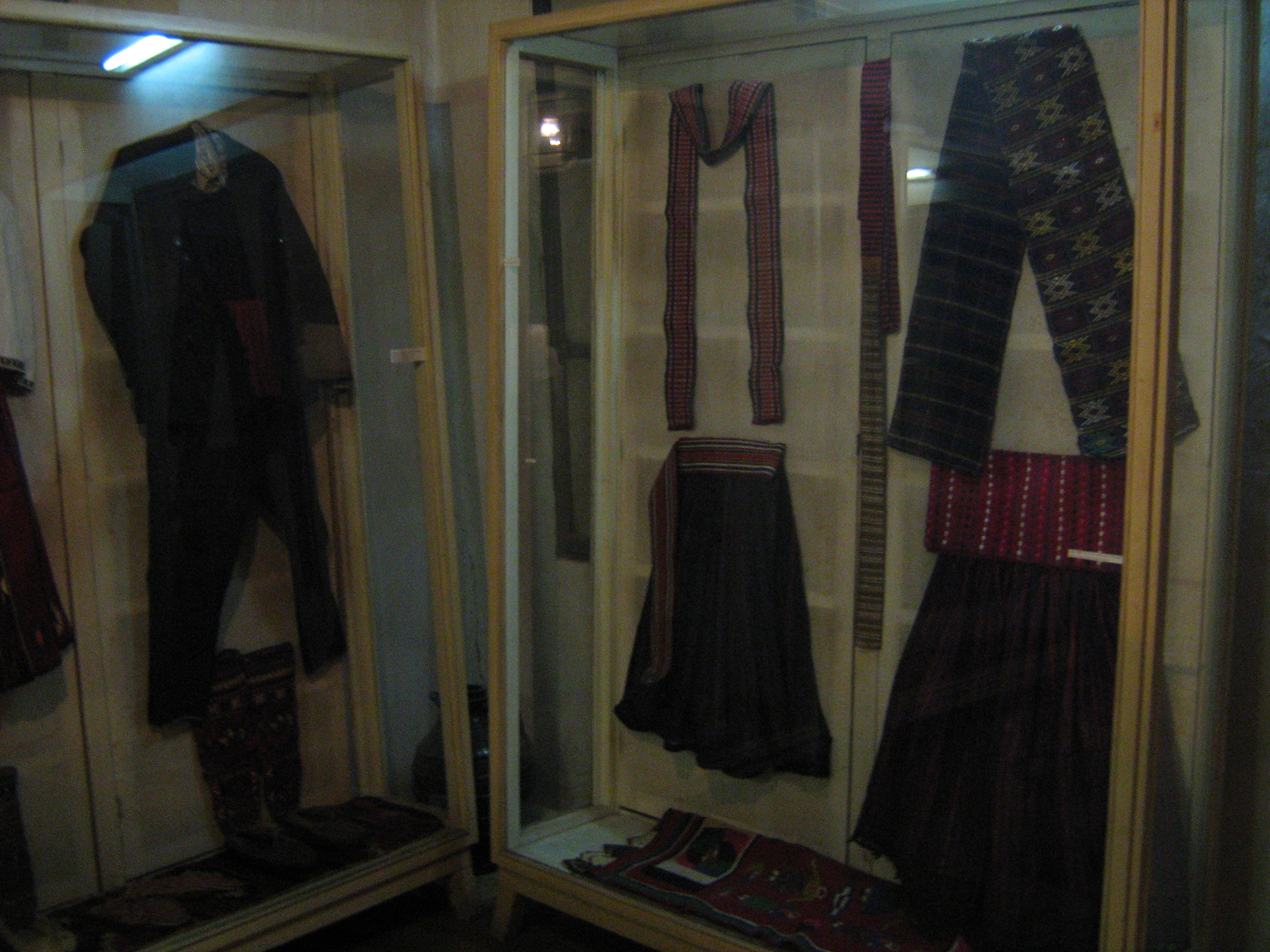
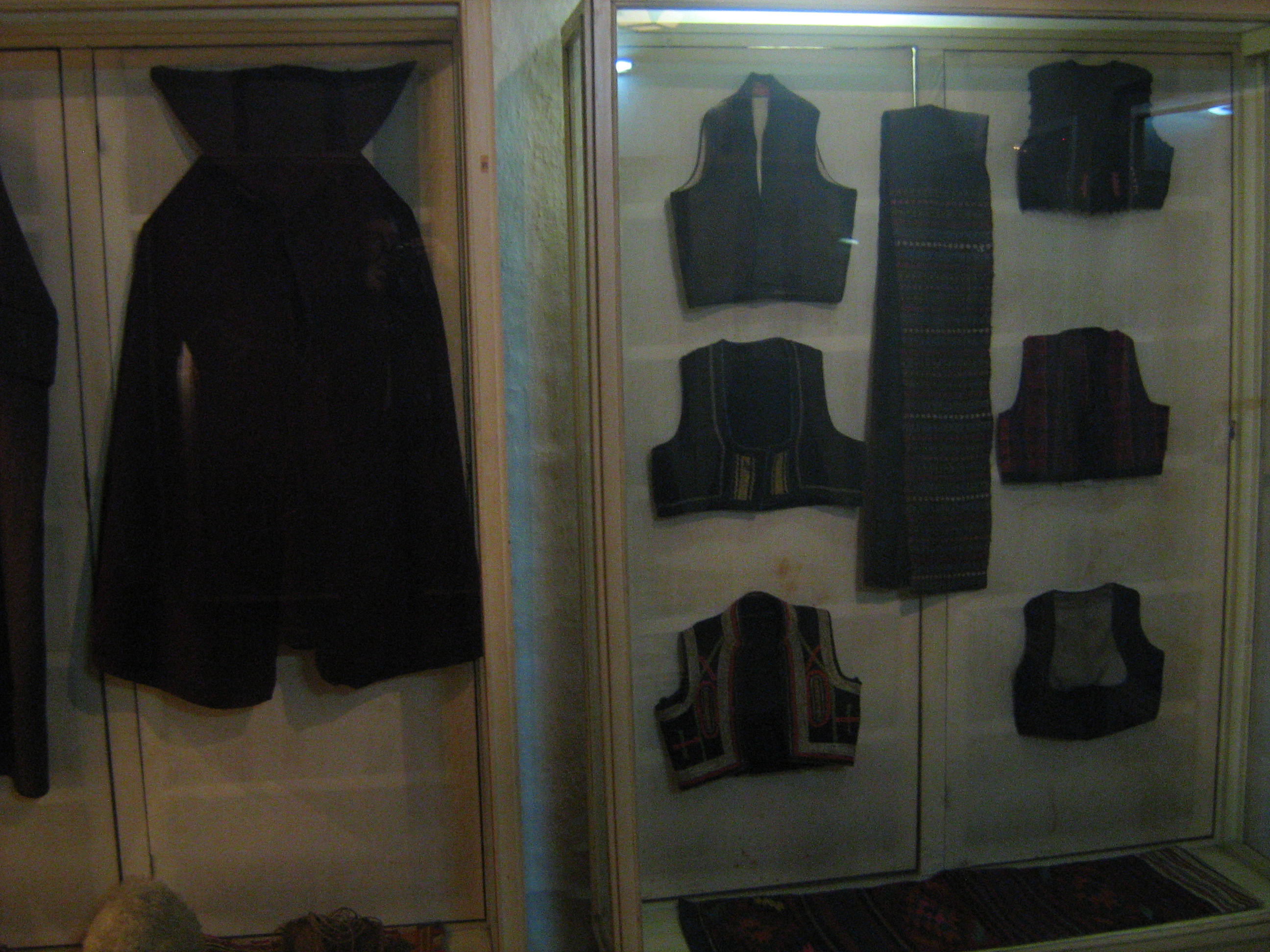
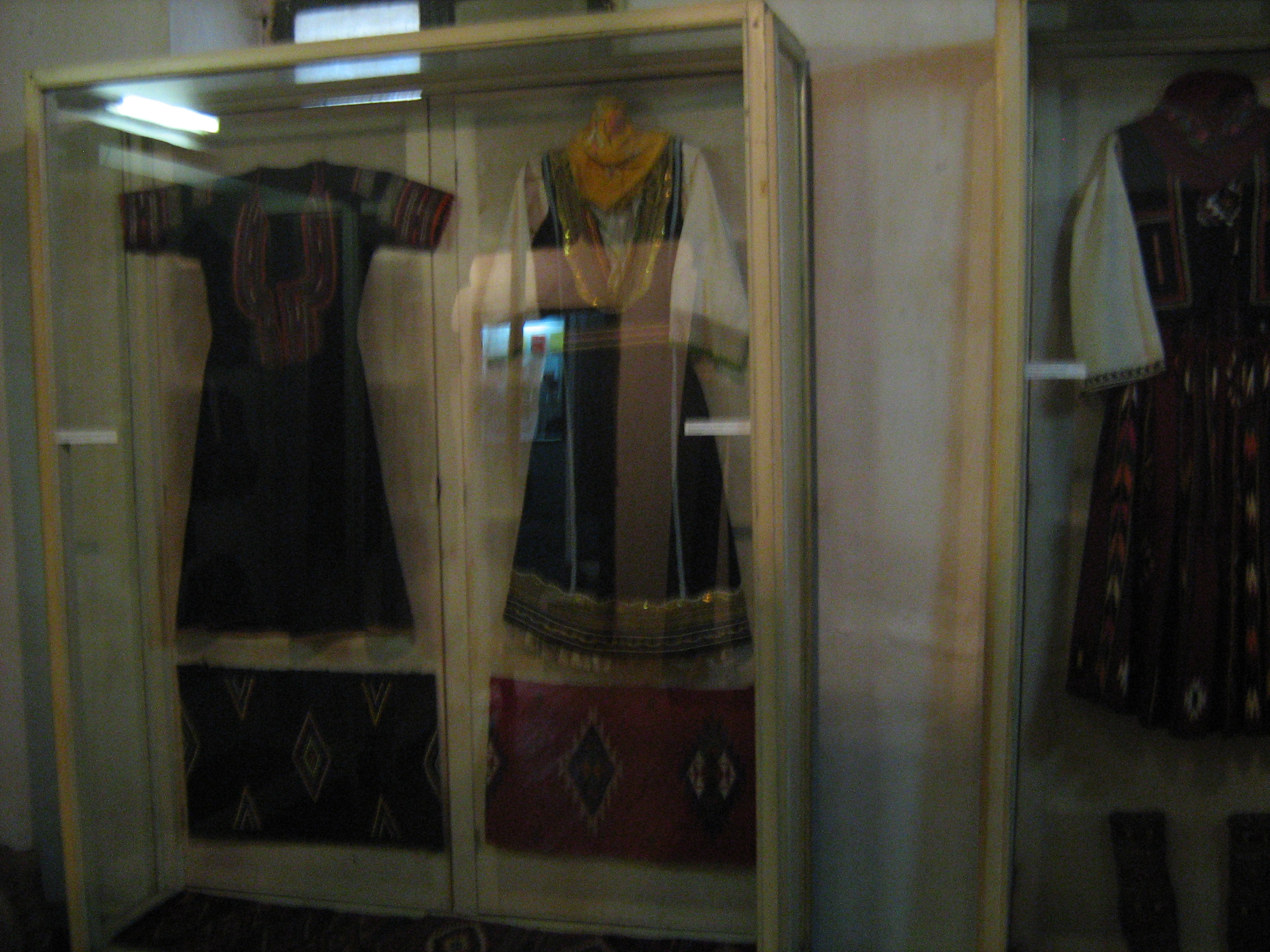
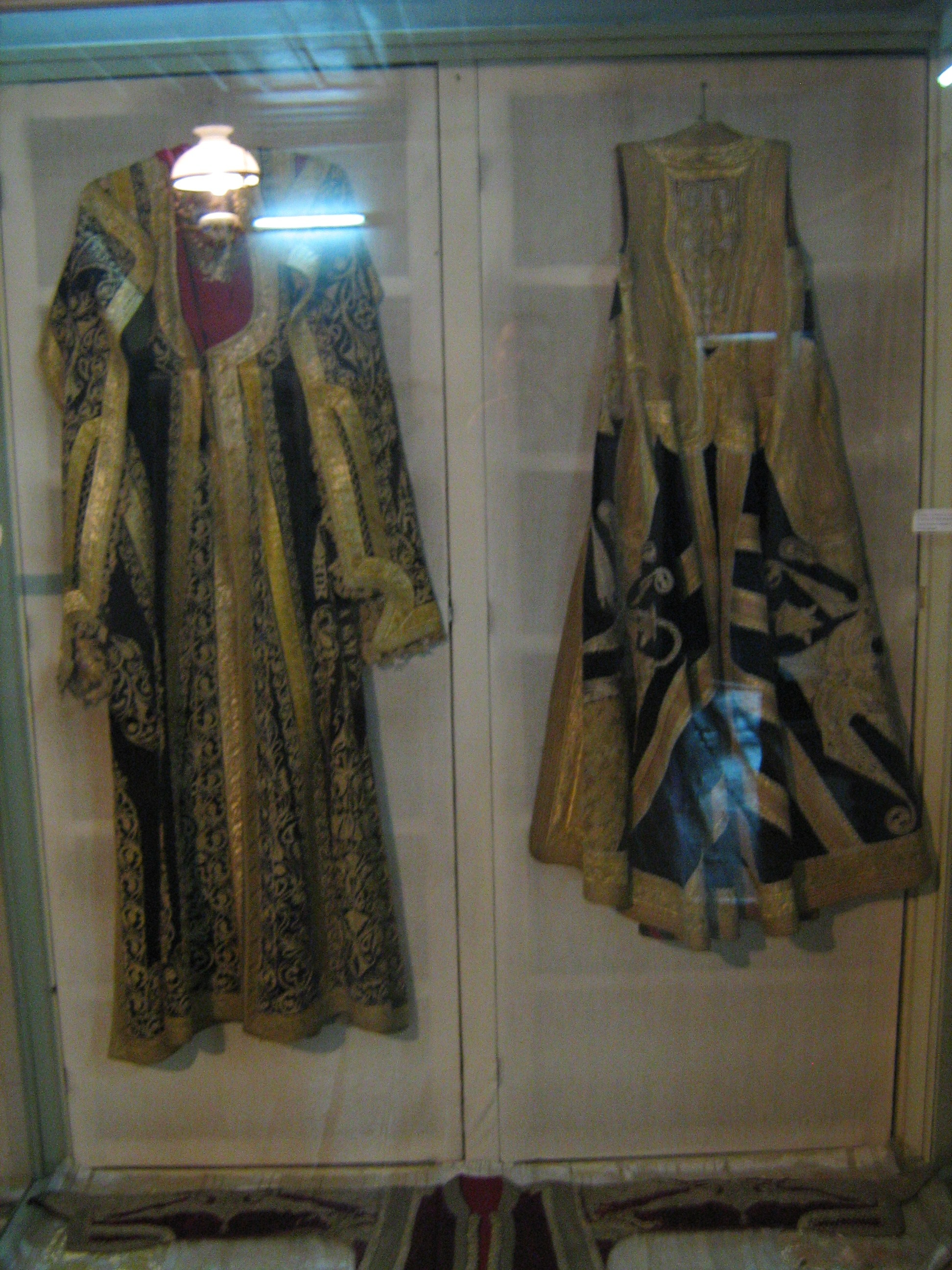
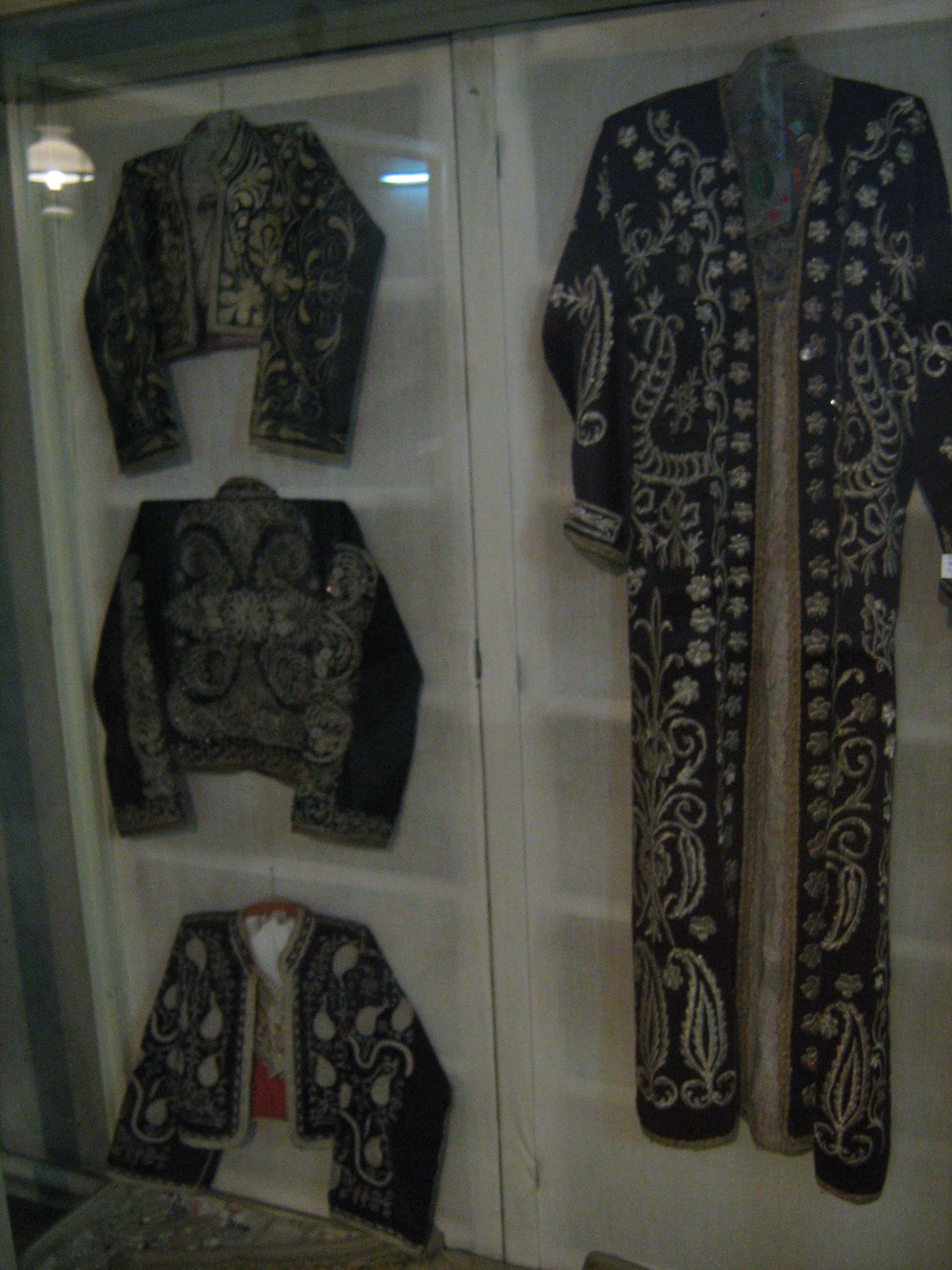
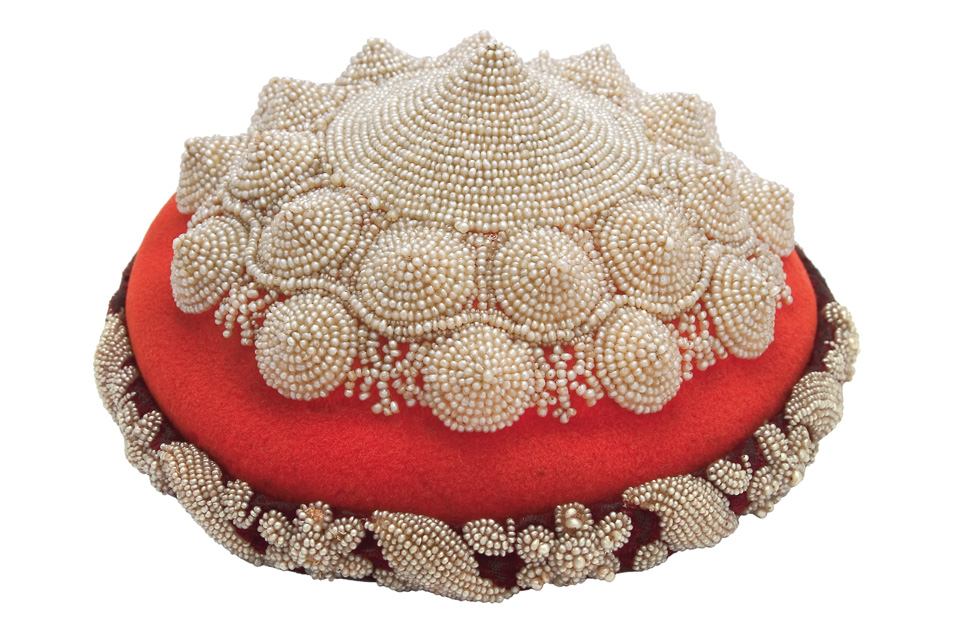
Тепелук, экспозиция музея прикладных искусств в Белграде
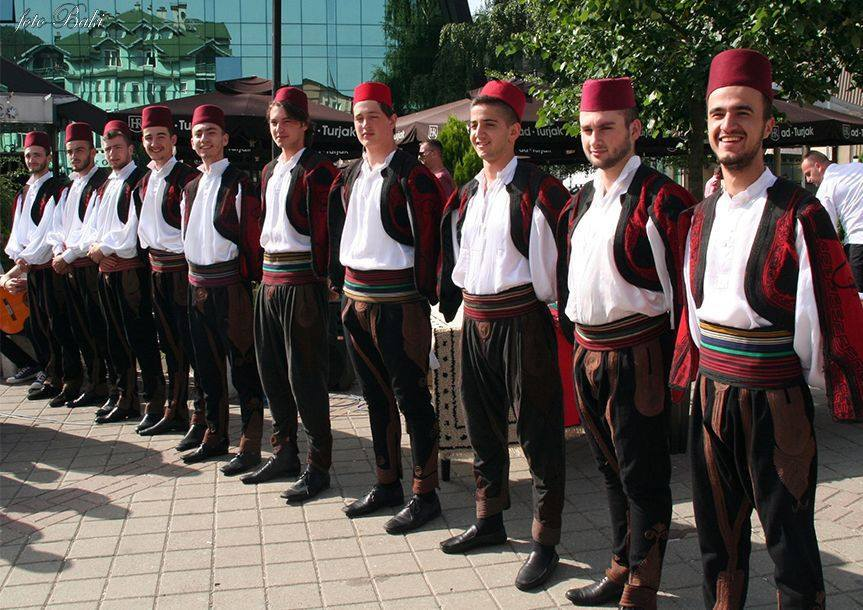
Участники фольклорного ансамбля «Рожаје» в народных костюмах Санджака

#### Топлица

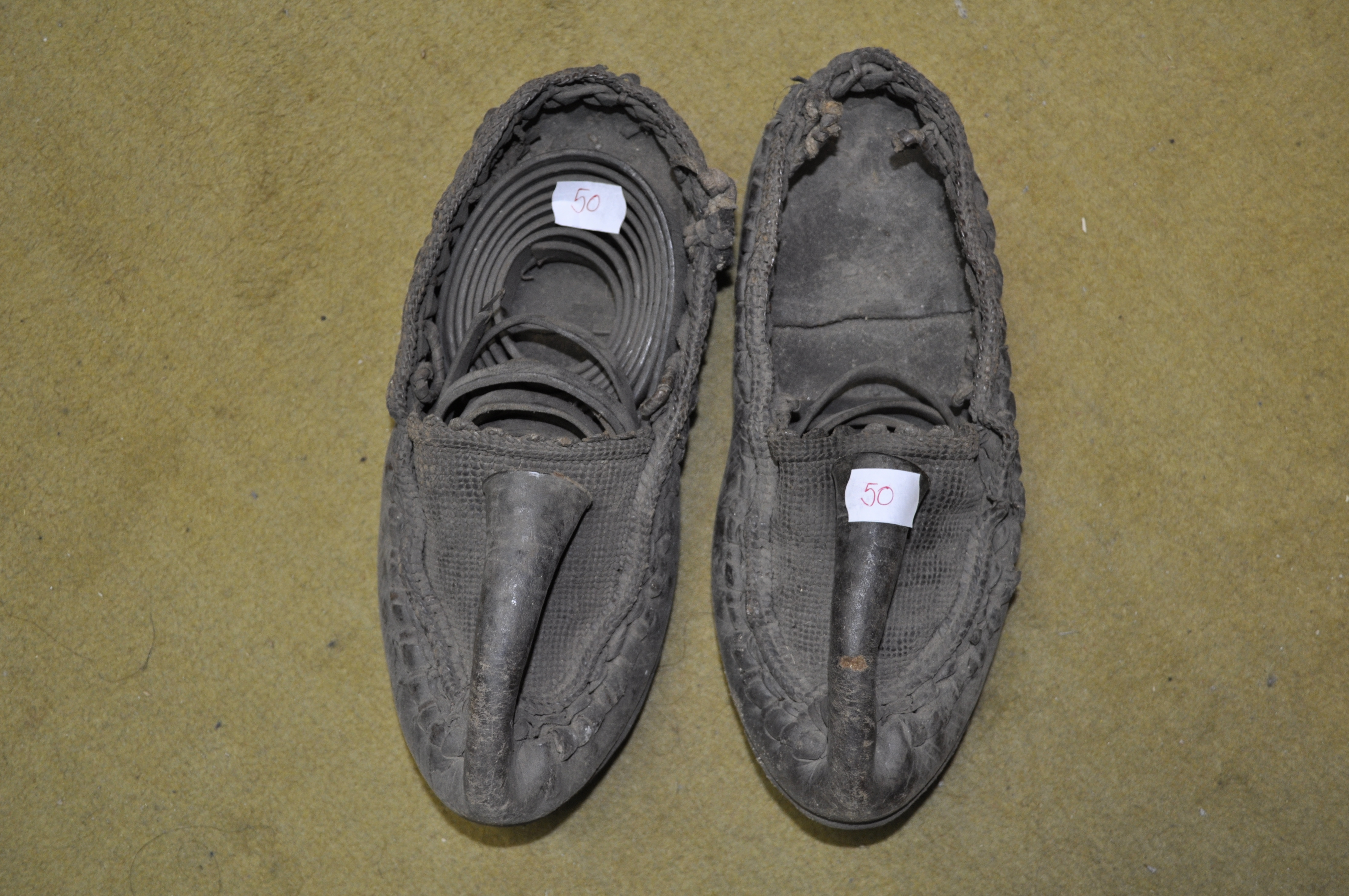
Опанки, экспонат музея Топличского округа в Прокупле
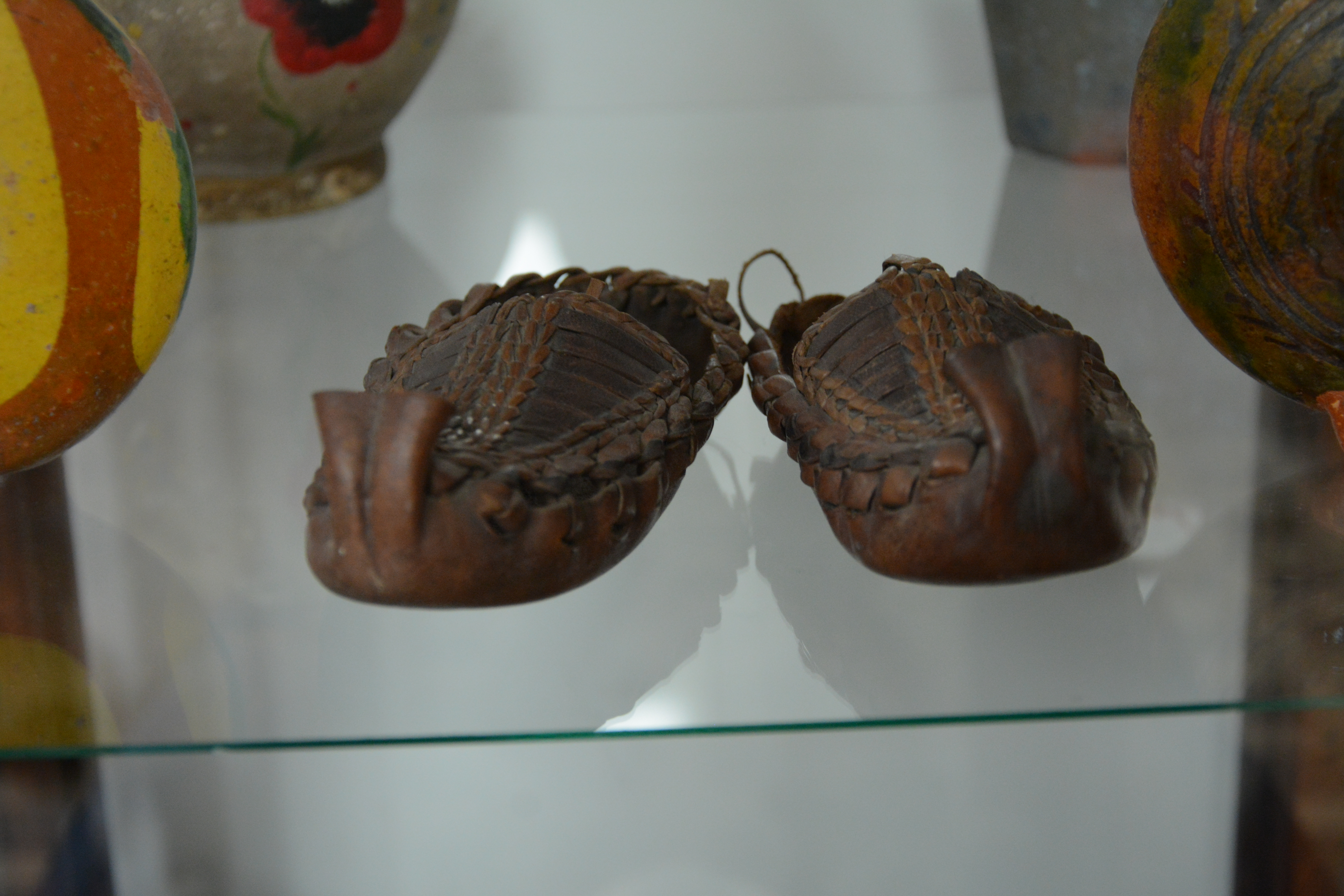
Они же с другого ракурса
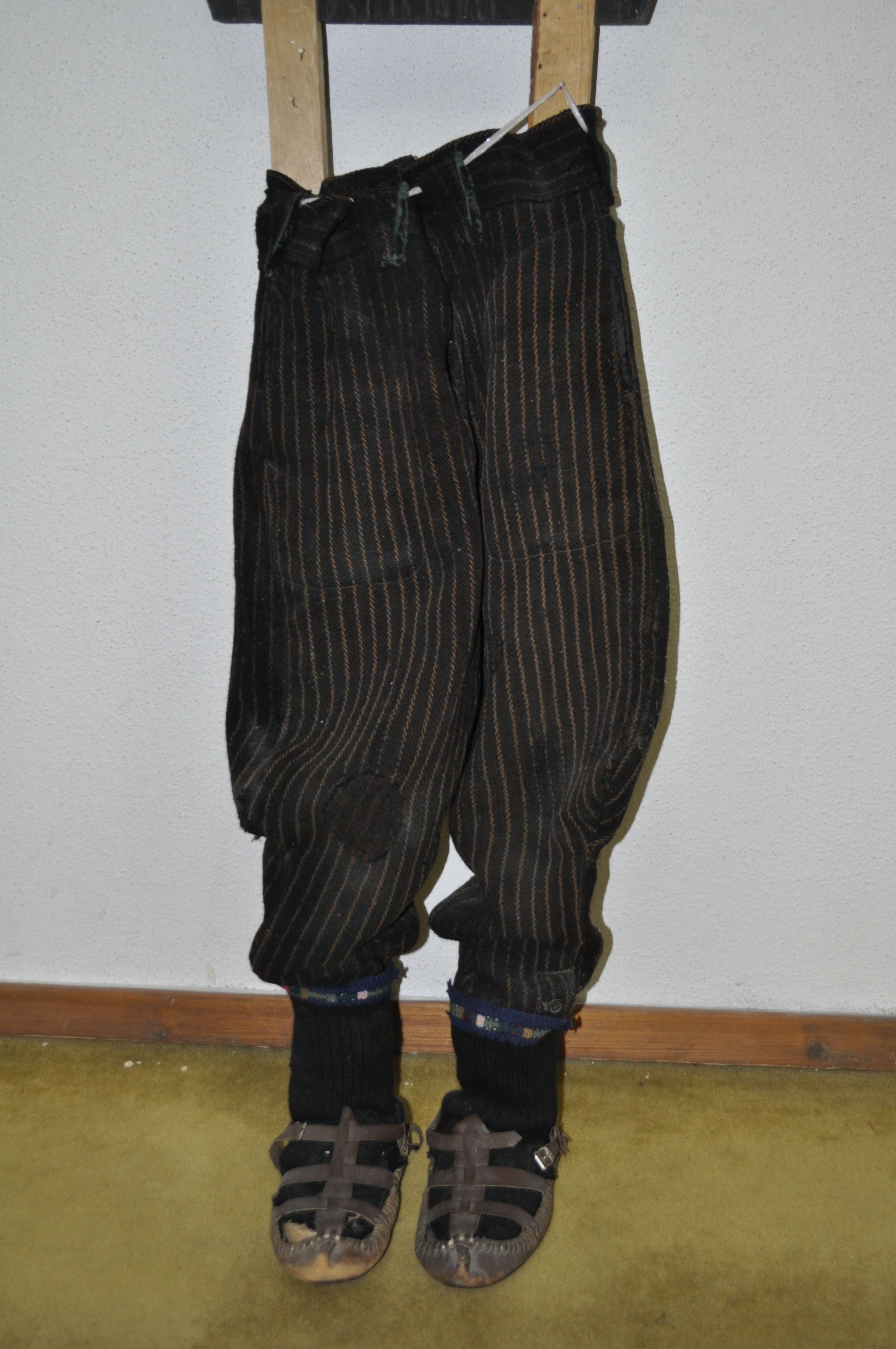
Штаны, экспонат того же музея
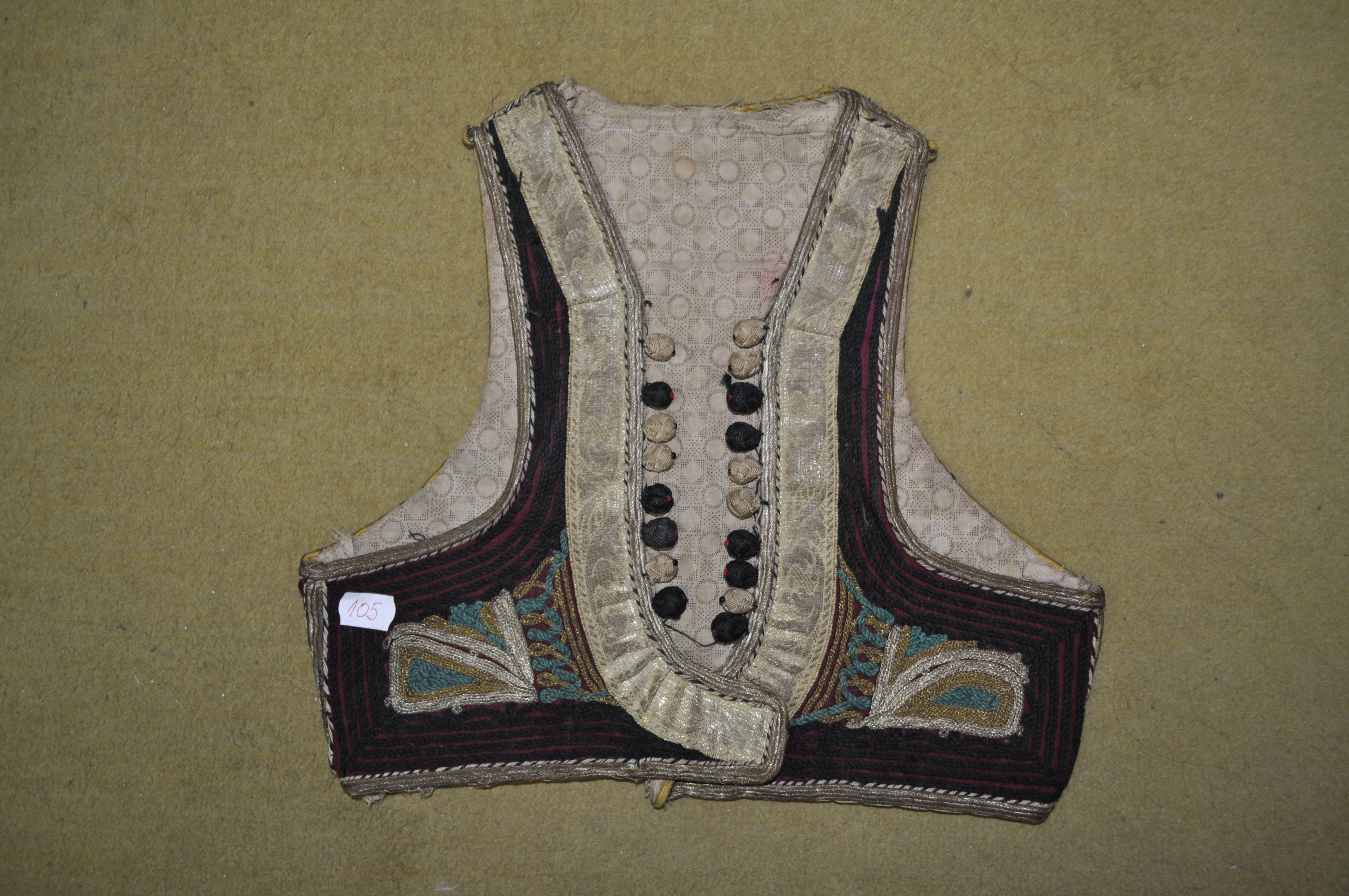
Женский (?) елек, экспонат того же музея
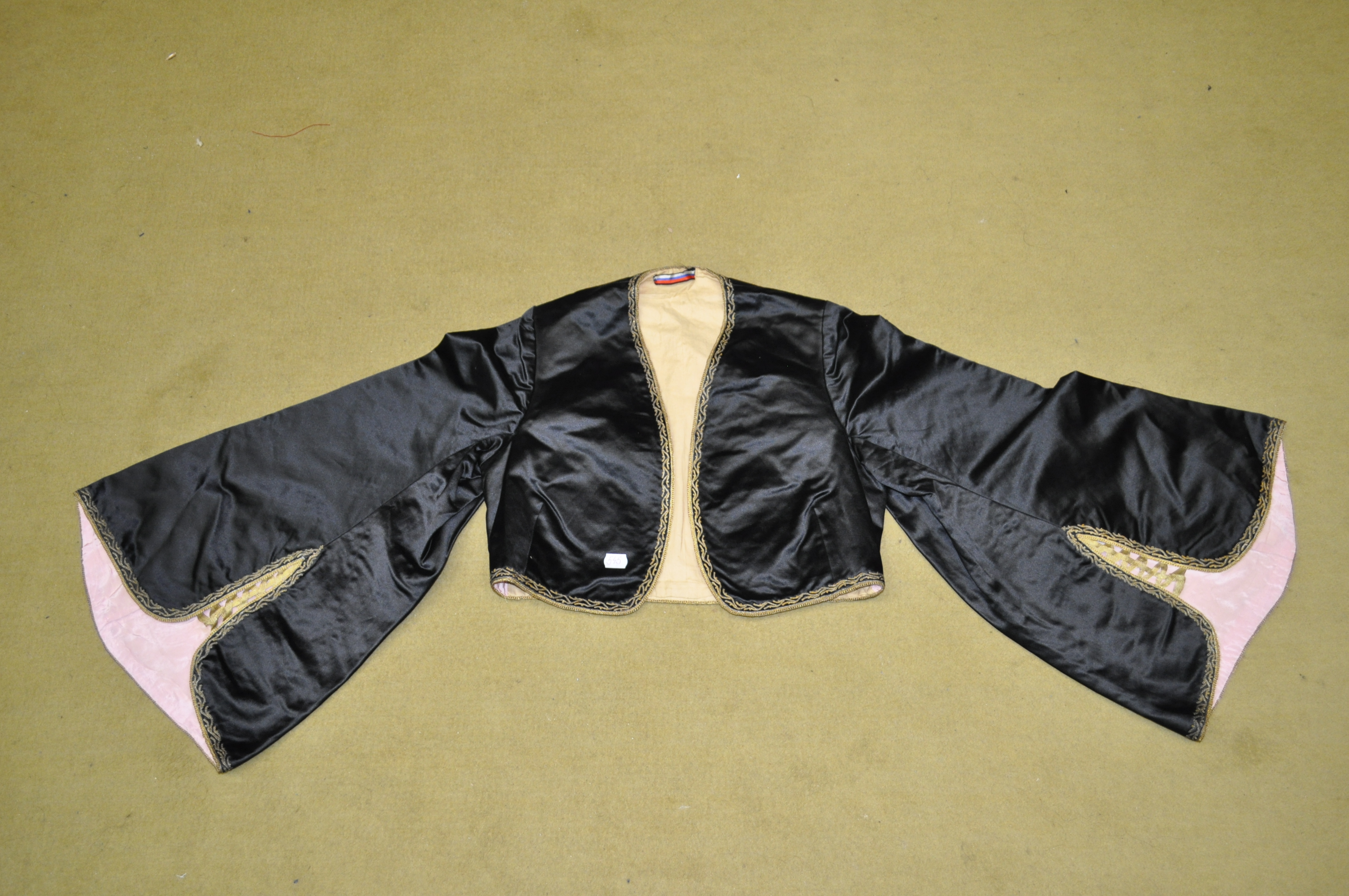
Либаде, экспонат того же музея
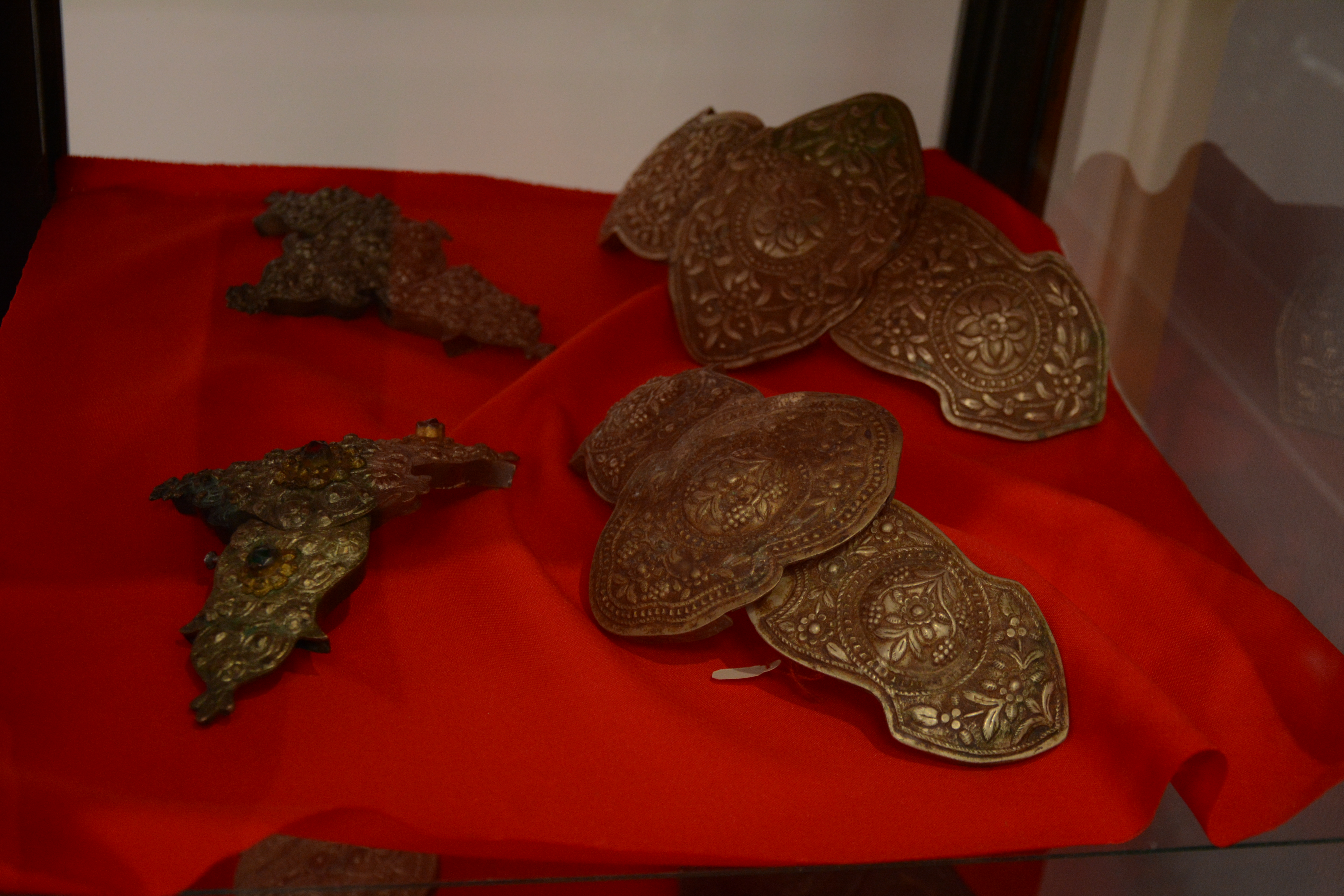
Бляшки поясов
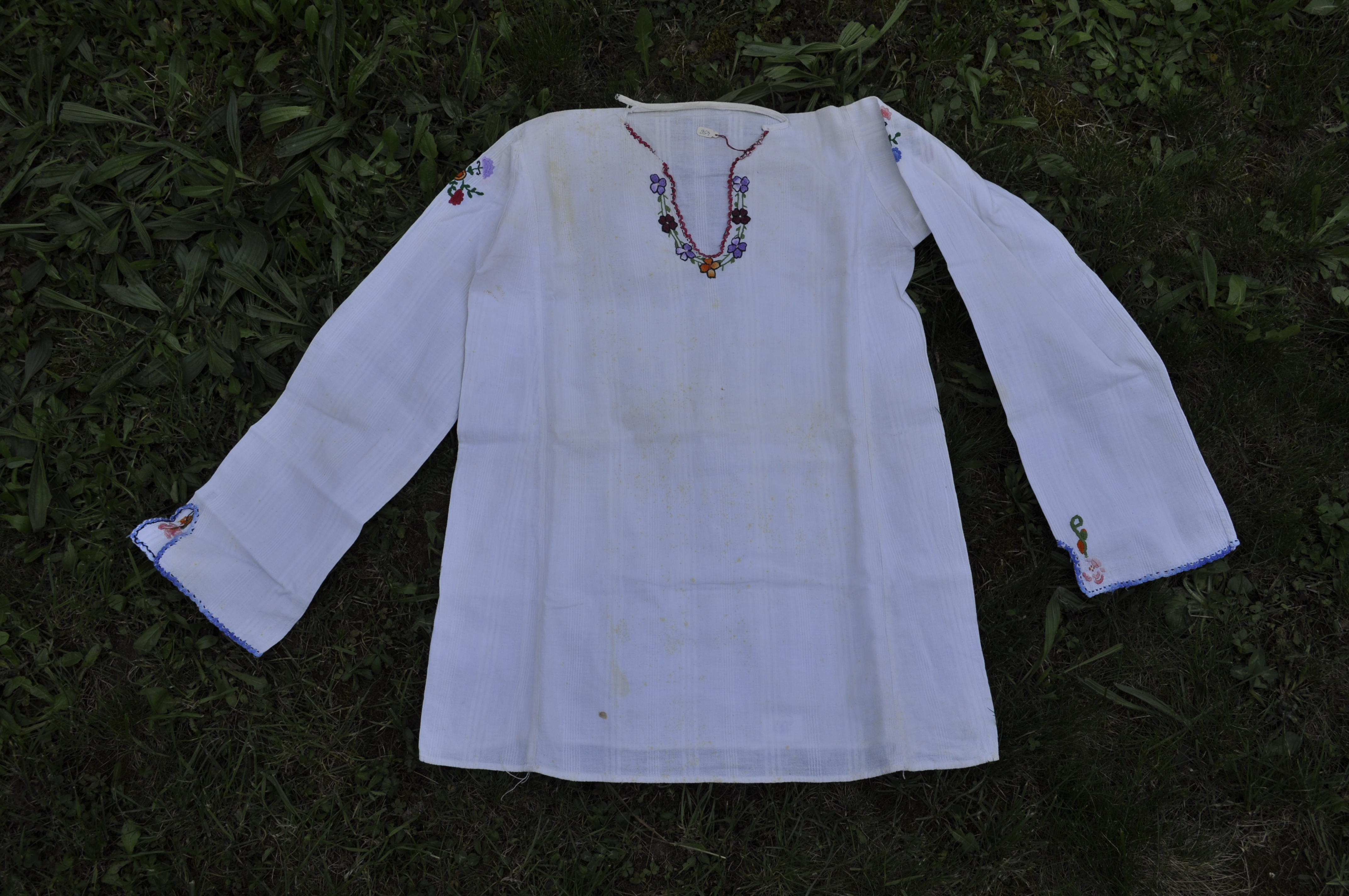
Рубаха, экспонат того же музея
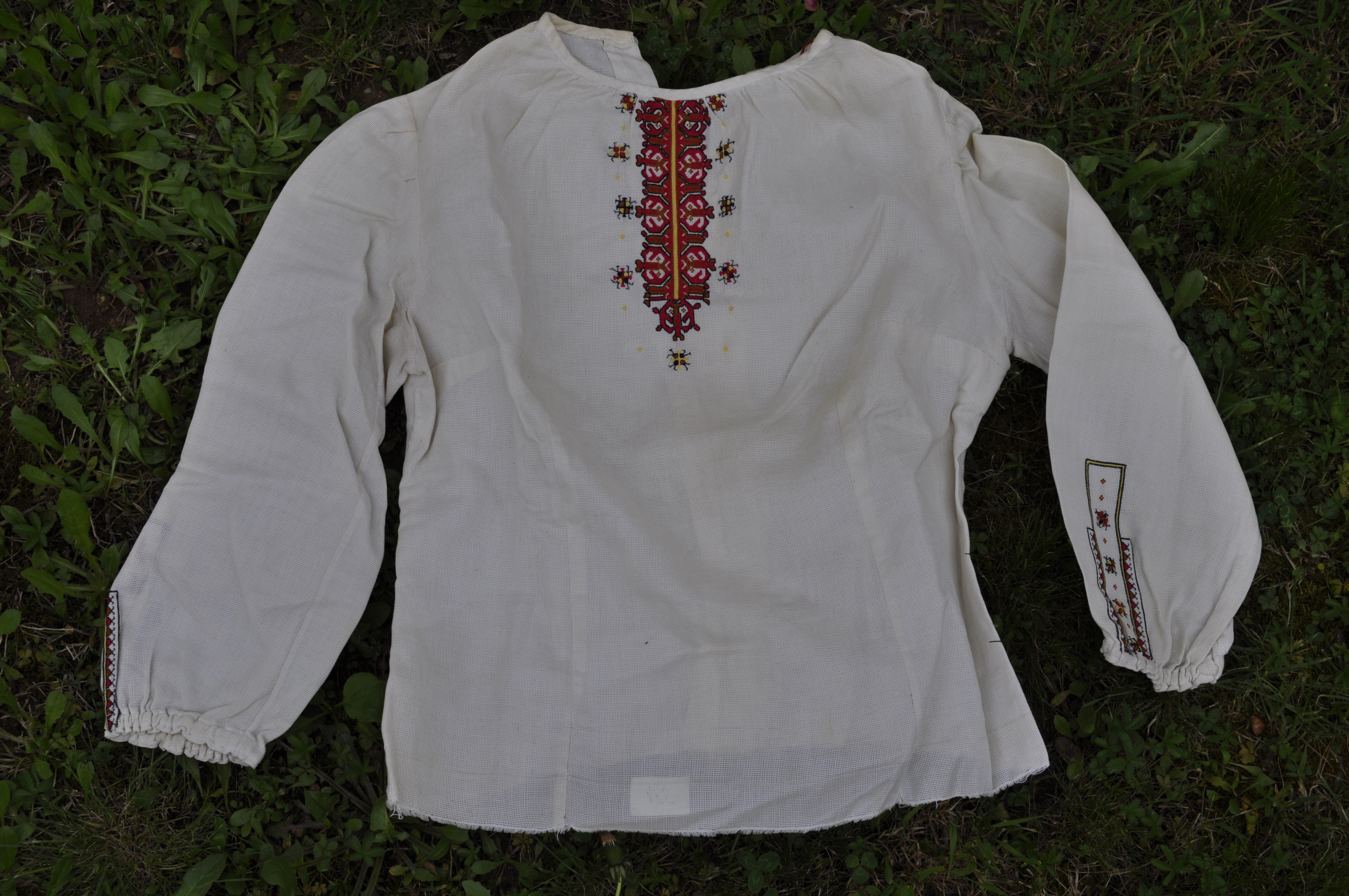
Рубаха, экспонат того же музея
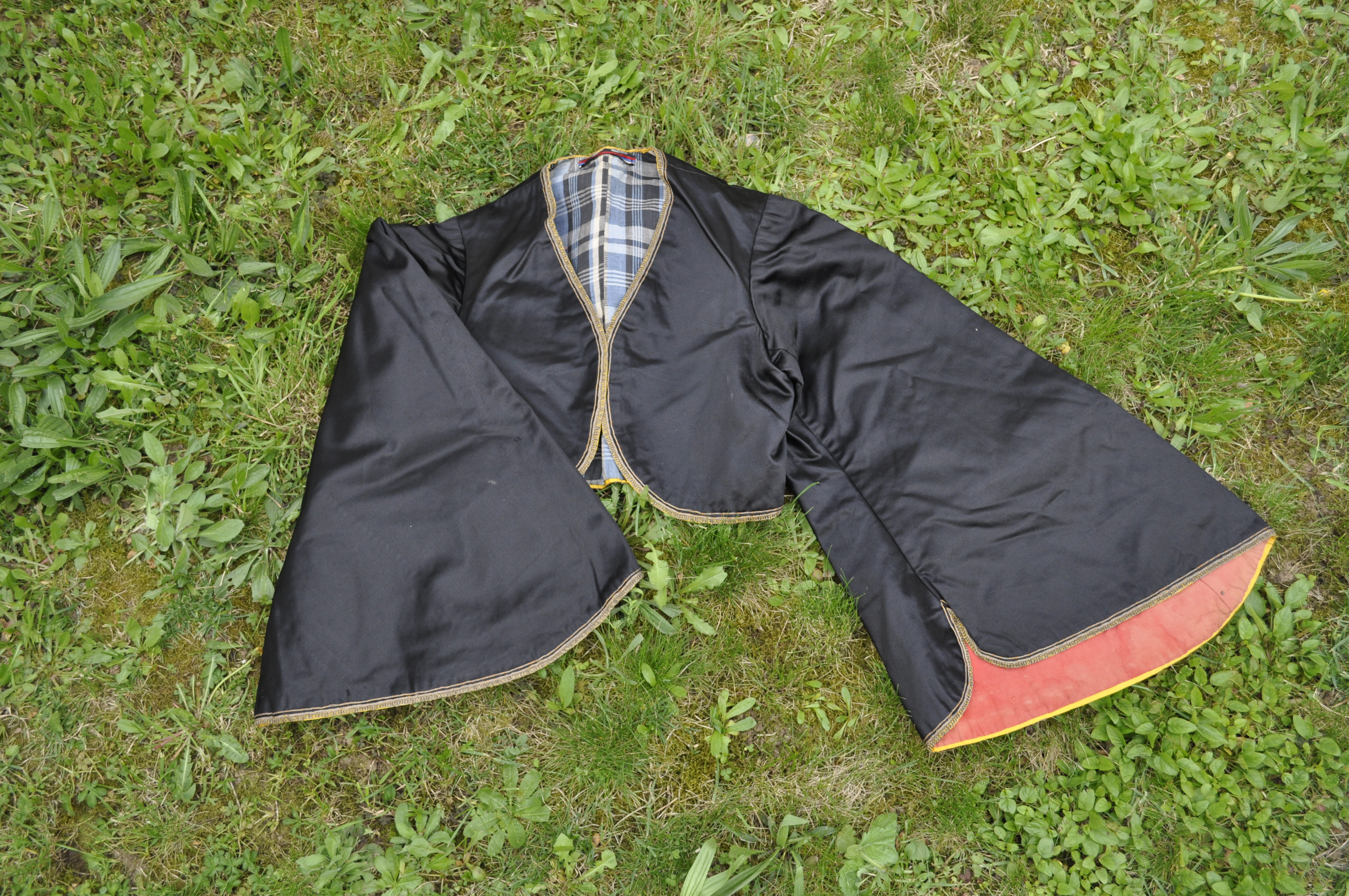
Либаде, экспонат того же музея
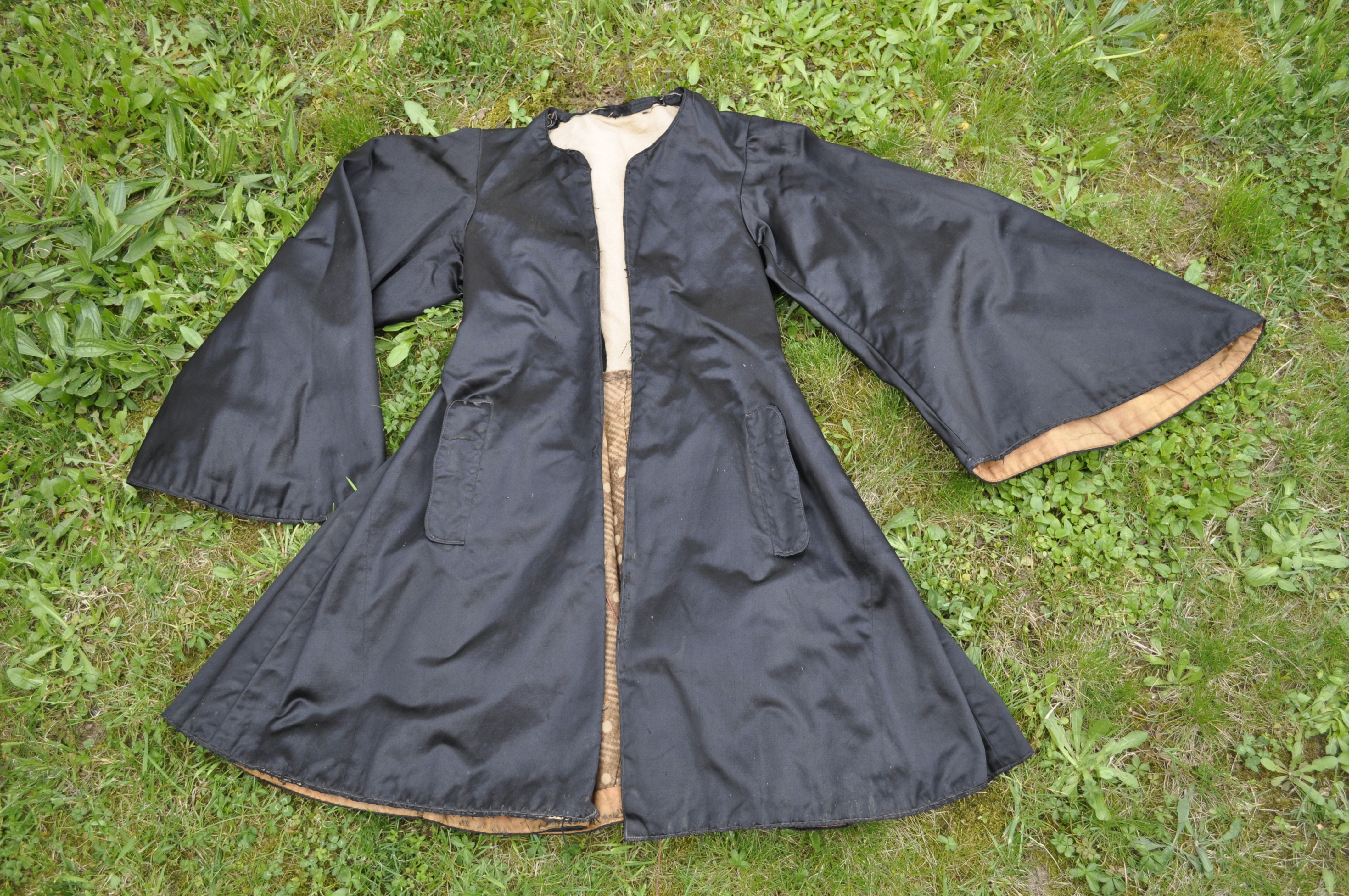
Женский кафтан-антерия
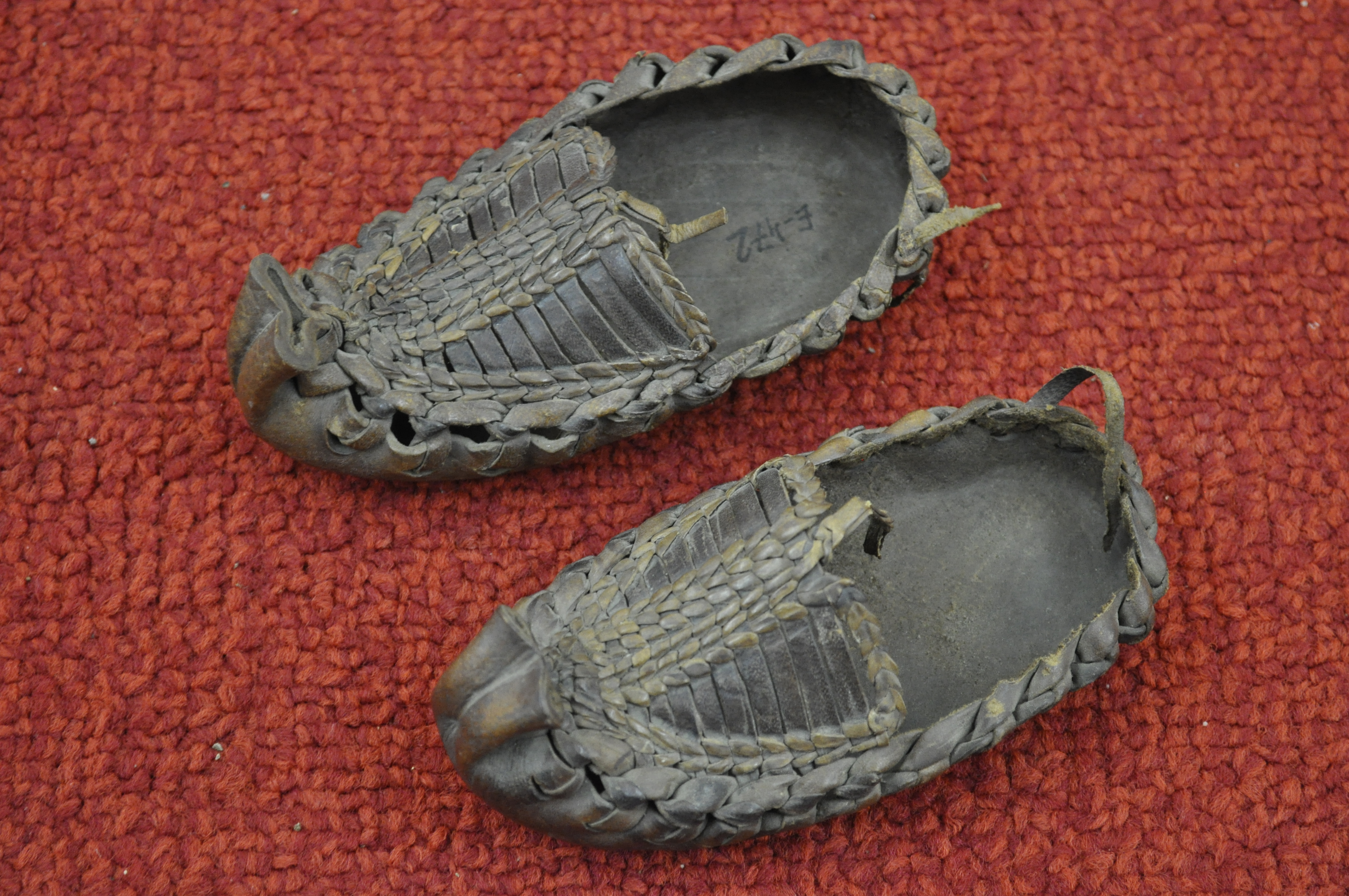
Опанки, экспонат того же музея
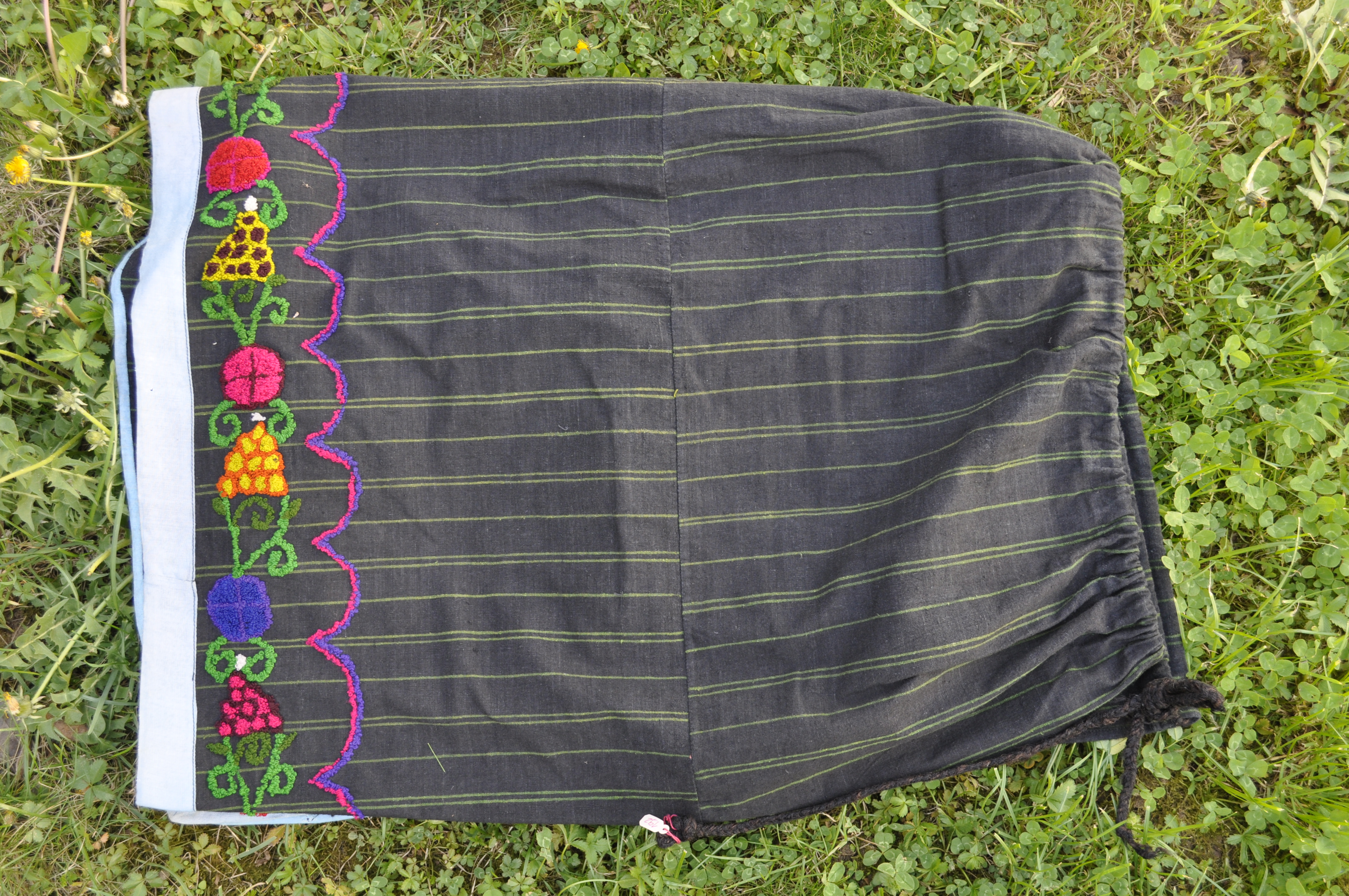
Юбка, экспонат того же музея
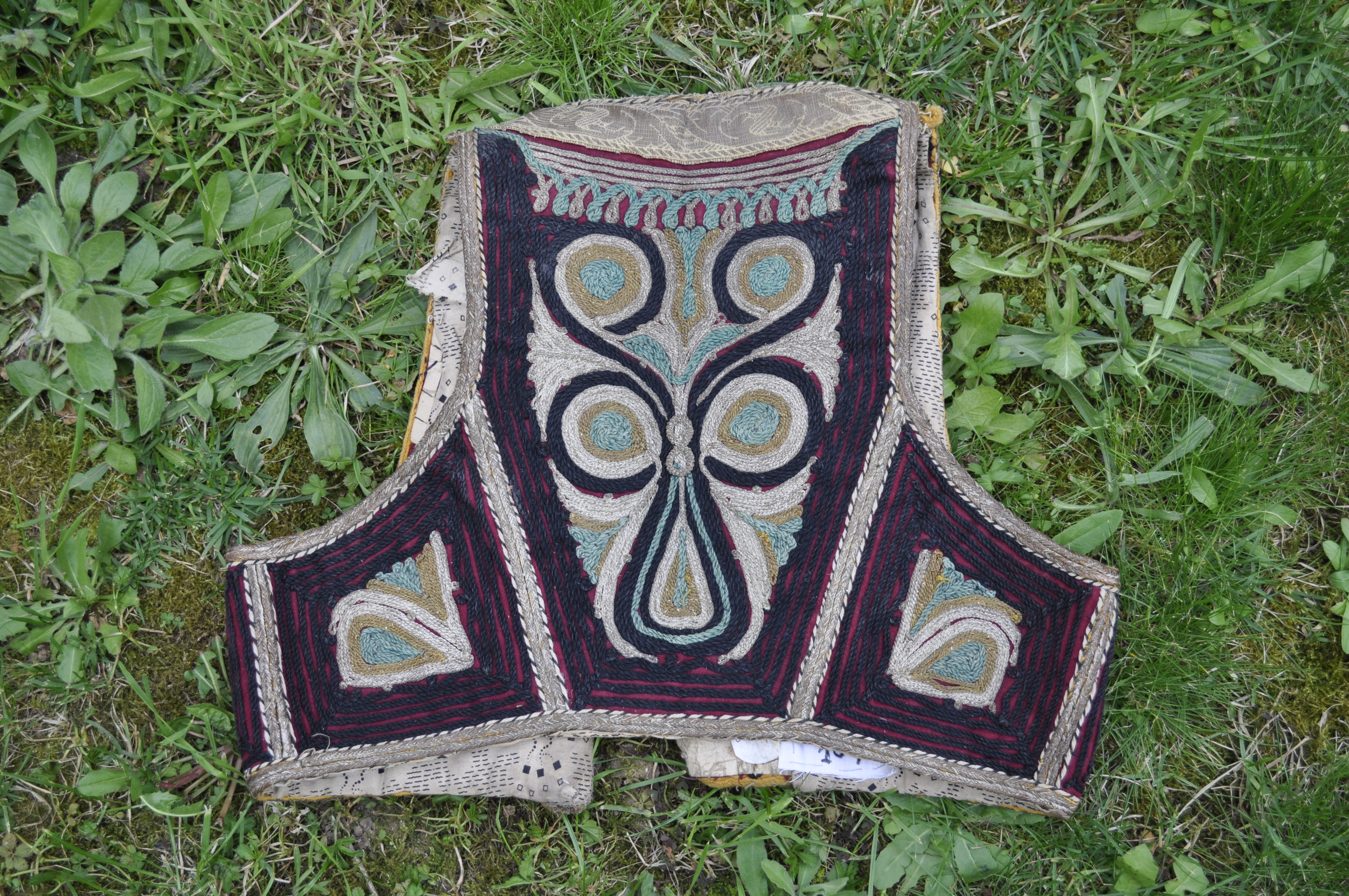
Елек, экспонат того же музея
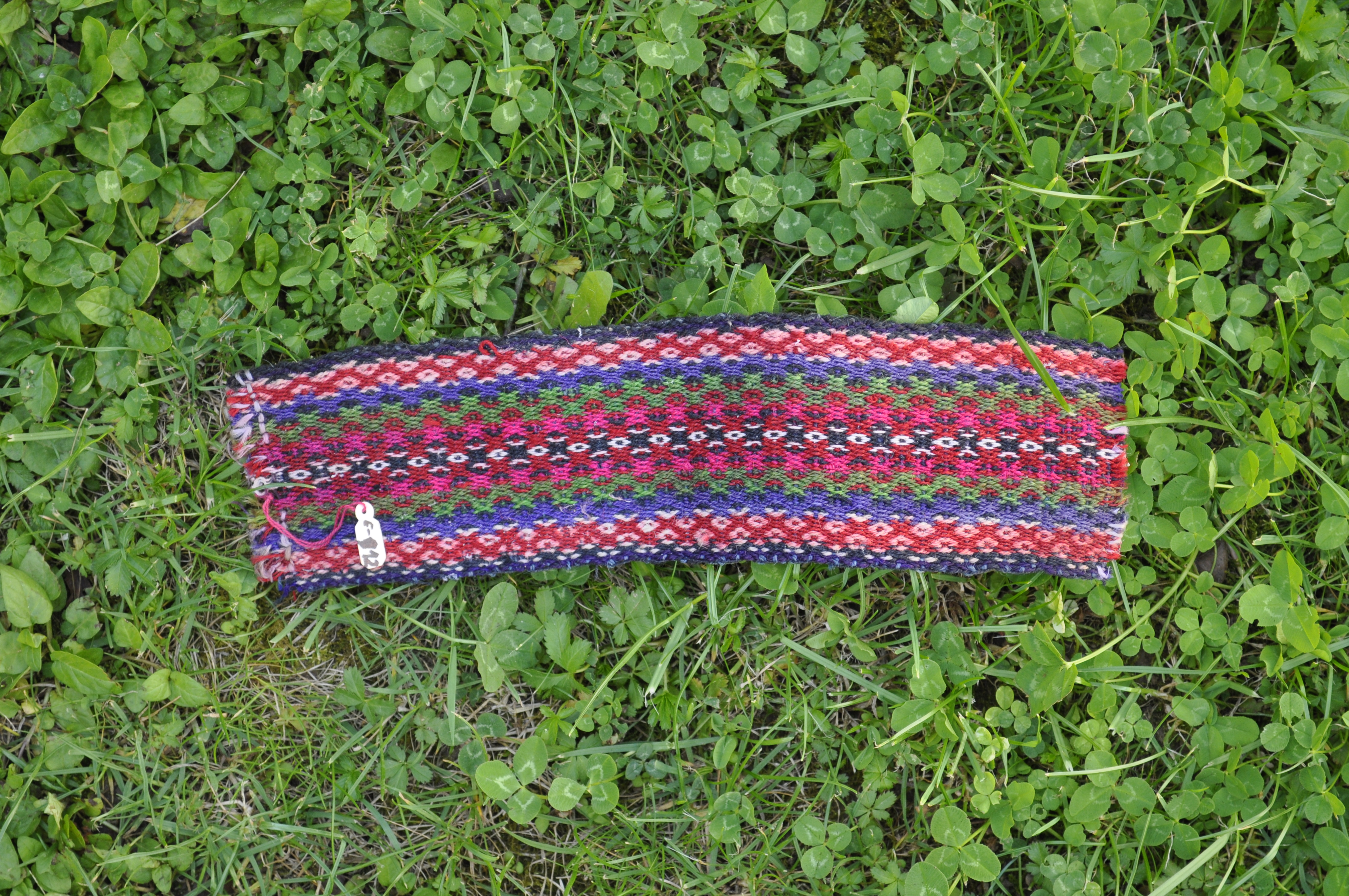
Фрагмент пояса, экспонат того же музея
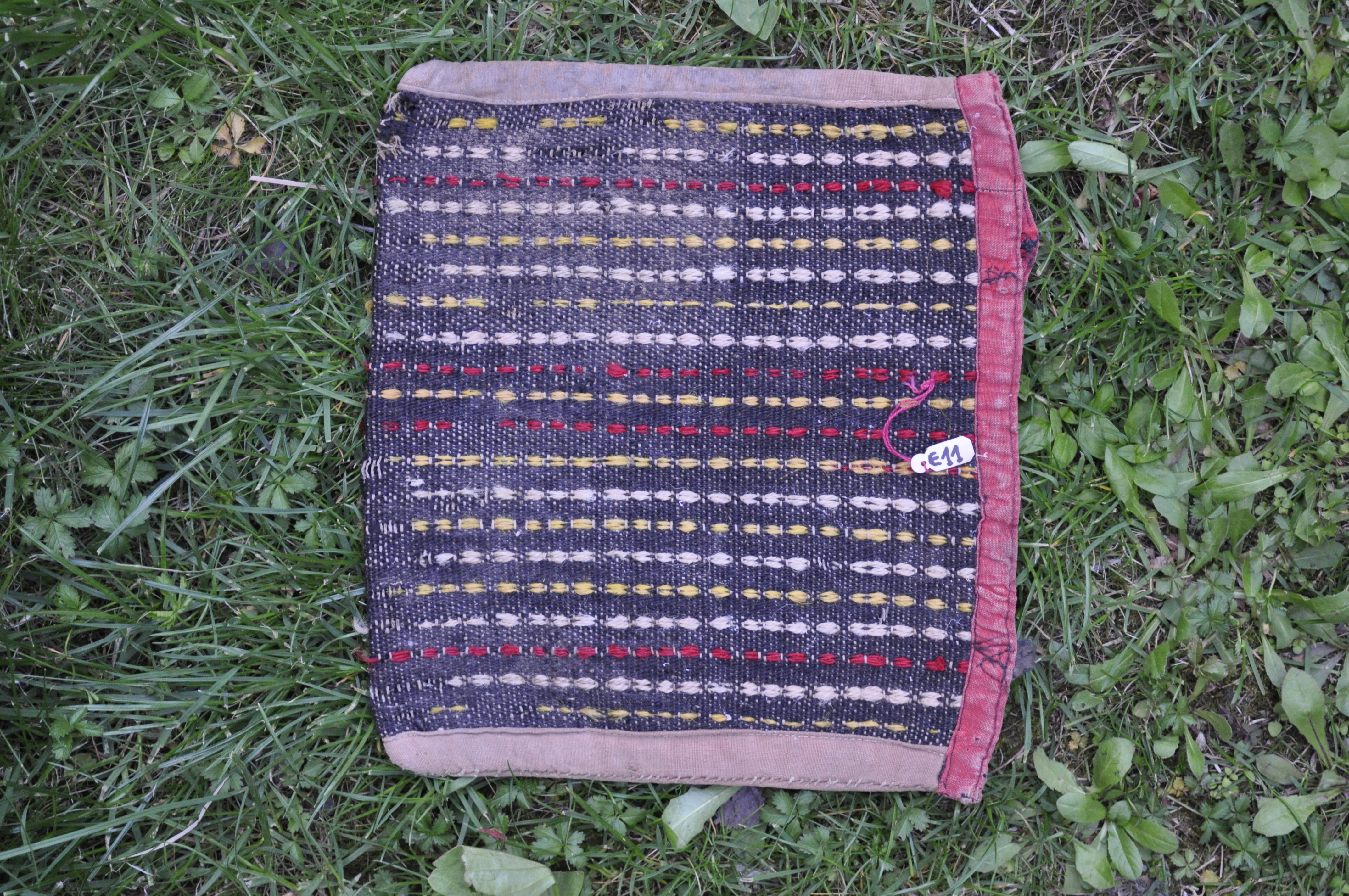
Сумка, экспонат того же музея
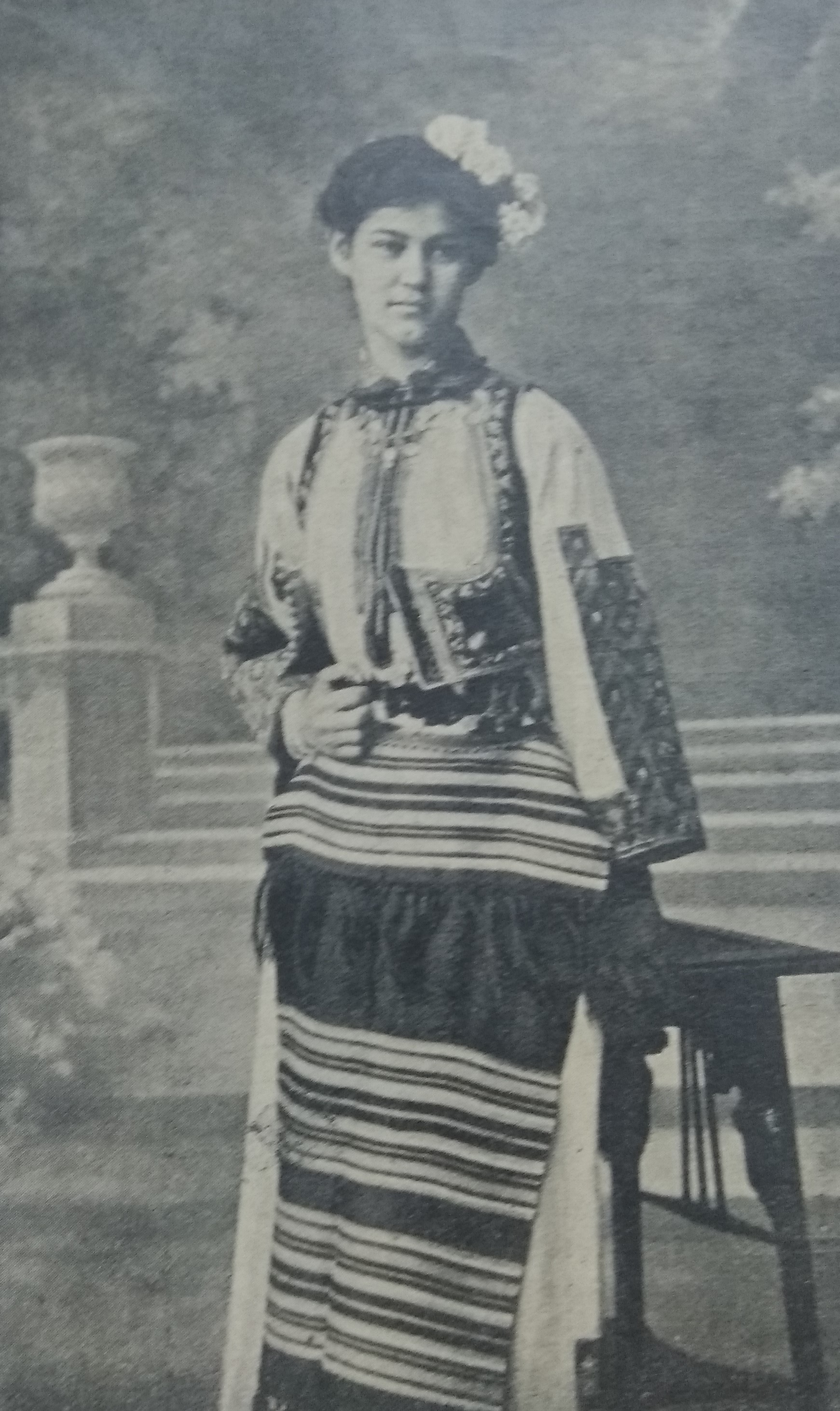
Женский костюм из Топлицы, фотография из журнала «Bosna», 1910 г.

#### Црна-Трава
Незамужние женщины

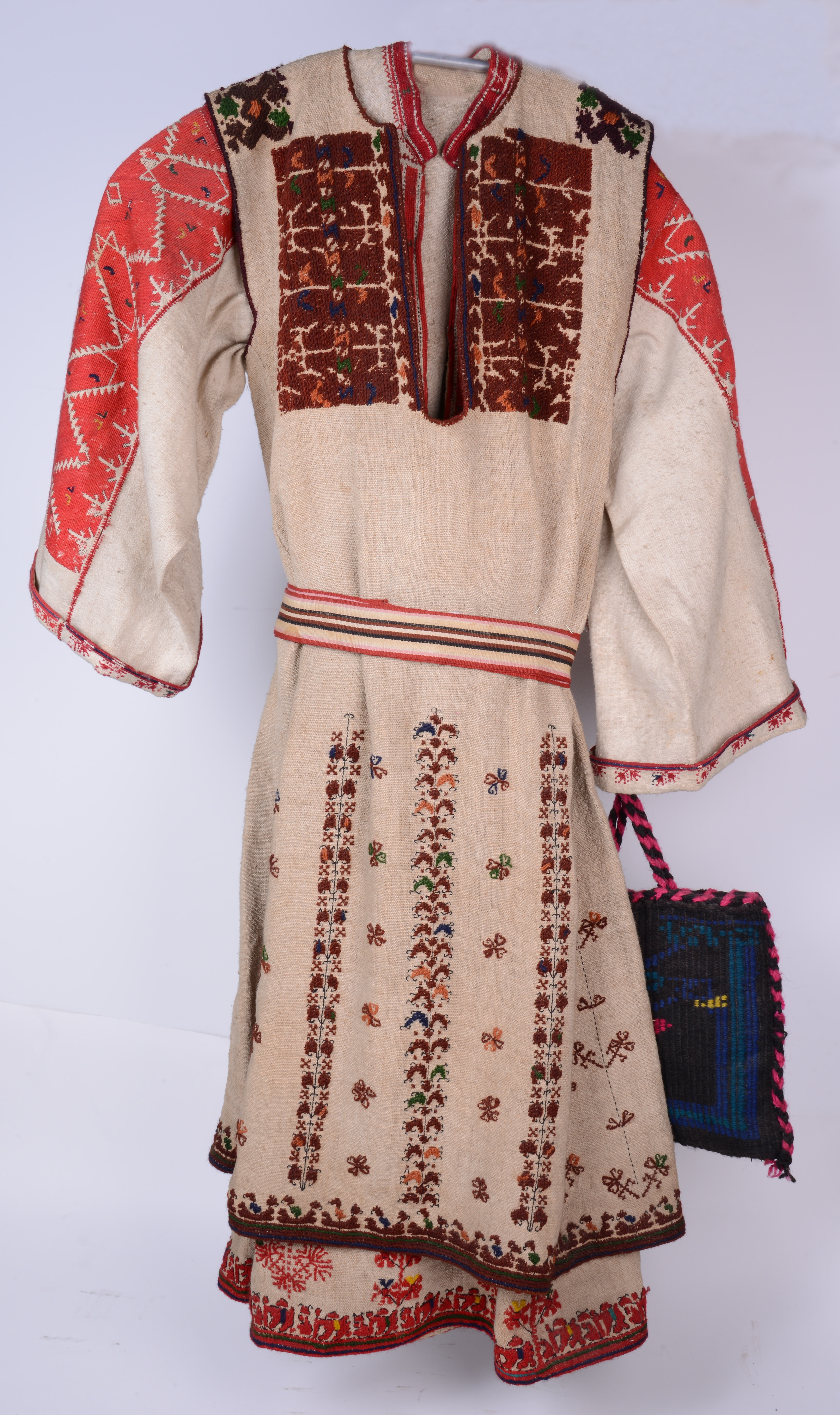
Рубаха и сарафан-мановил из села Млачиште, XIX век, экспозиция Лесковацкого народного музея
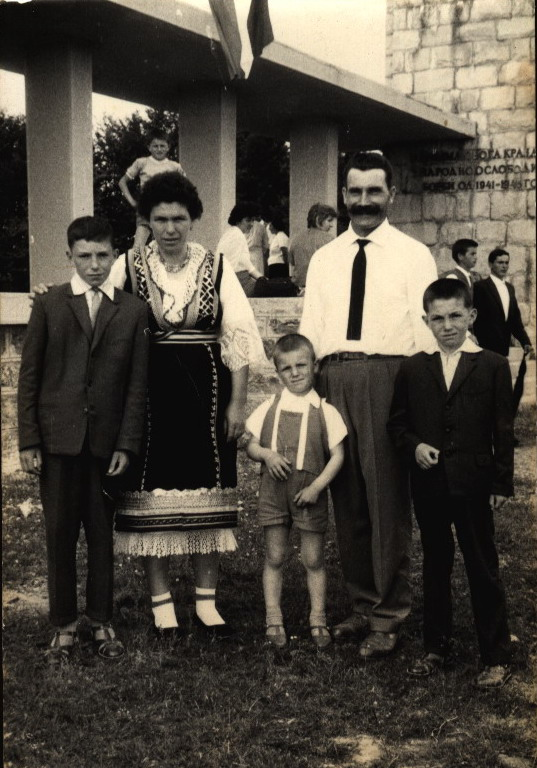
Семья из Црна-Травы у памятника павшим партизанам во Второй мировой войне в селе Байинци, 1960 год, женщина одета в традиционный костюм

#### Шопская область
Шопы — это небольшая этническая группа, проживающая на юго-востоке Сербии, севере Северной Македонии и западе Болгарии. Ввиду такого ареала проживания и тесных контактов с «более чистыми» сербами, македонцами и болгарами их костюм (болг. и серб. дреја, дреха) является переходным от сербского к болгарскому и македонскому. Для него характерны узкие чёрные штаны-беневреки, синяя или чёрная расшитая безрукавка, дрея, сарафан тёмных цветов, длинные красные носки до колен и опанки, напоминающие болгарские цырвулы.

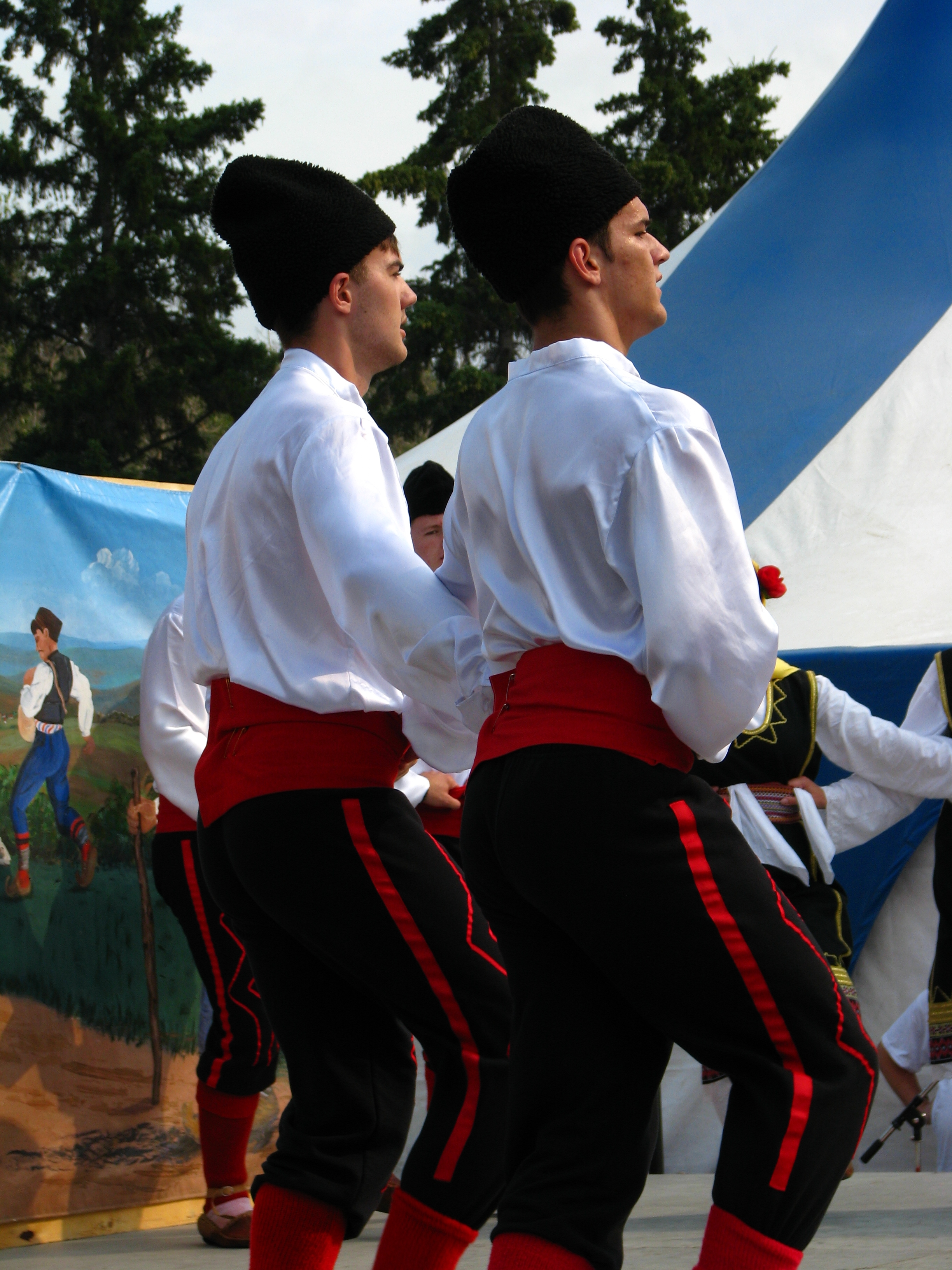
Мужской сербский шопский костюм.
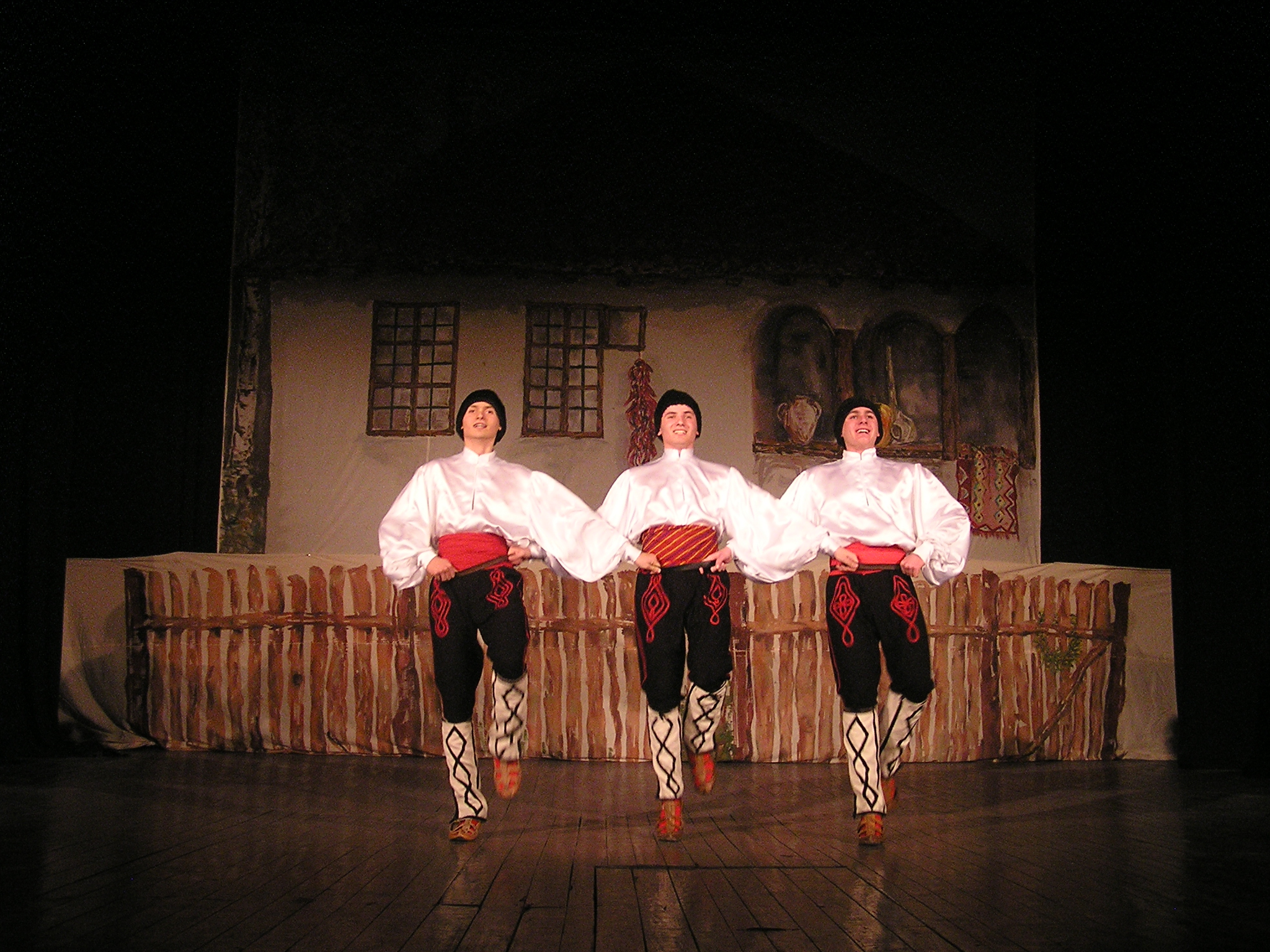
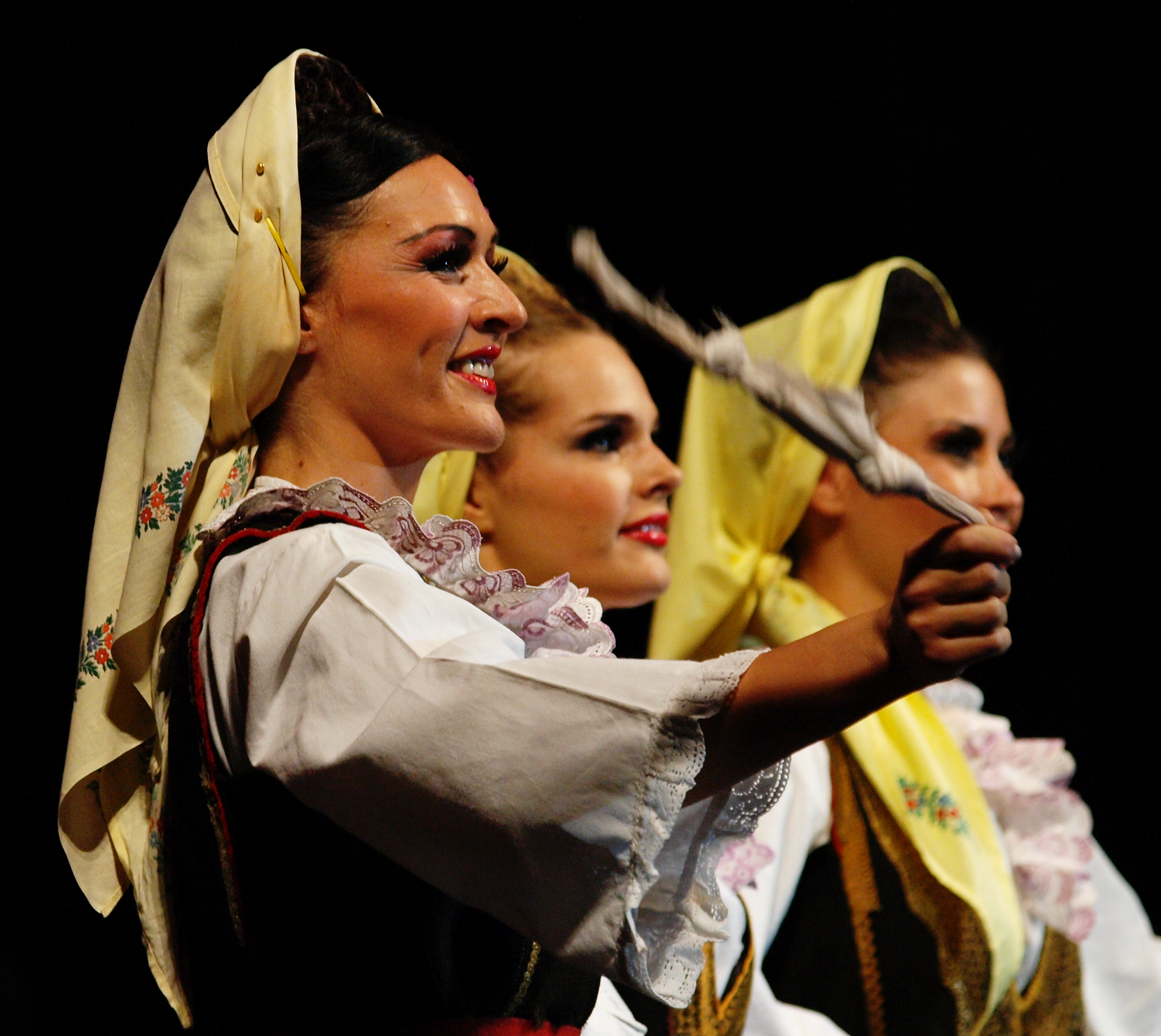
Женский сербский шопский костюм.
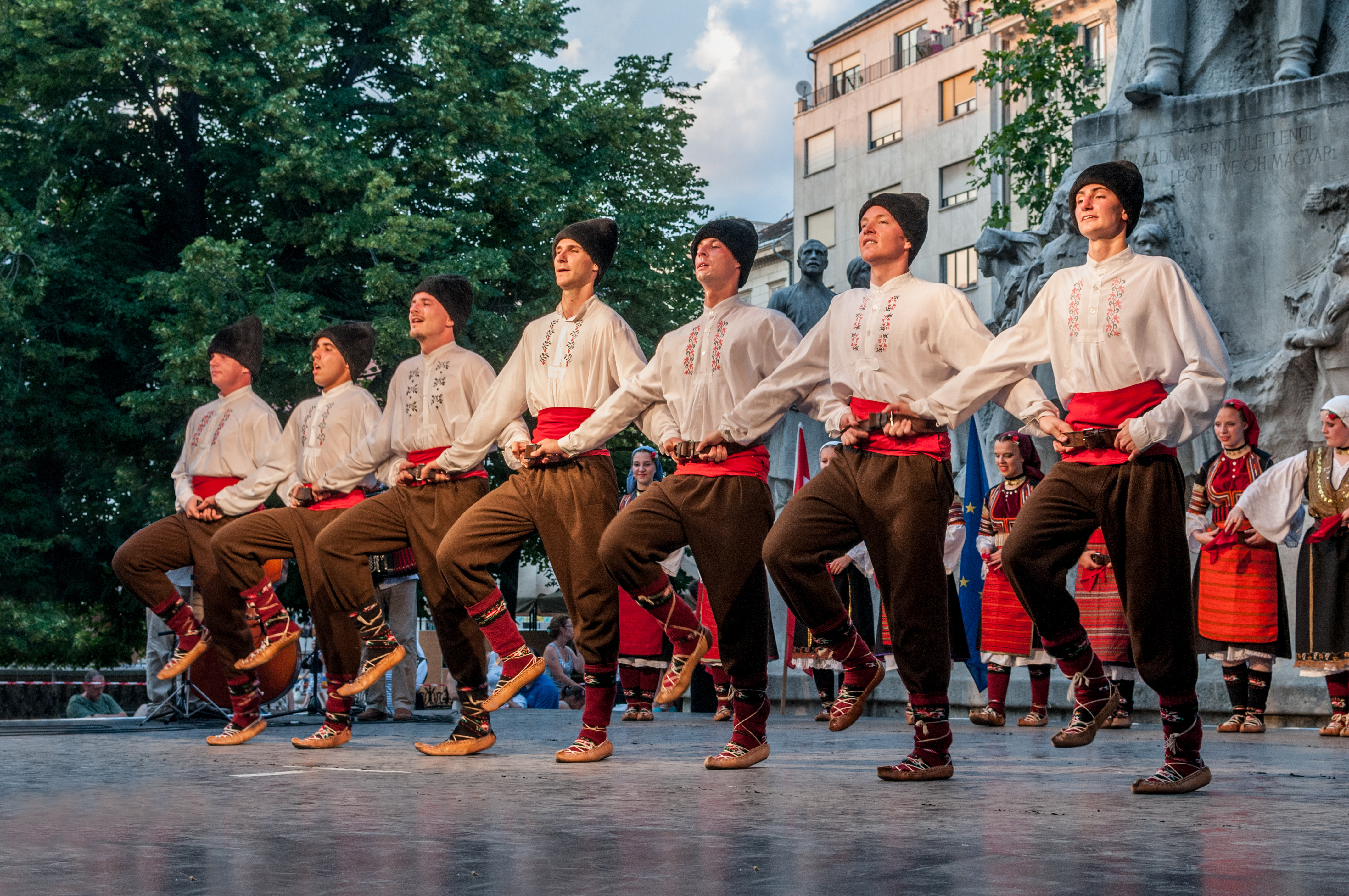
Народный ансамбль исполняет шопский танец на фестивале в Будапеште, 2013 год

#### Пчиньский округ
В окрестностях Босилеграда, города с преимущественно болгарским населением женщины носили поверх рубахи кафтан-саю (болг. сая, серб. саја, в Болгарии также известен под названием «сукман») с короткими, до локтей, рукавами. Сая изготовлялась из домотканины чёрного цвета, но саи, носившиеся летом они обычно были белыми, иногда зелёными, и украшались серебряными нитями и шёлковой тесьмой. Особенно боатой была вышивка на вороте. Поверх саи надевали фартук (серб. скутача, skutača). В качестве верхней одежды использовалbсь джуба (серб. џуба, džuba, ср. рум. giubea в румынском костюме Мунтении) и литак (болг. и серб. литак), бывший чёрного цвета и украшавшийся серебряными нитями и блёстками у незамужних девушек и золотыми нитями у замужних женщин. Голову покрывали тюрбаном (серб. tulben) или длинным белым платком.

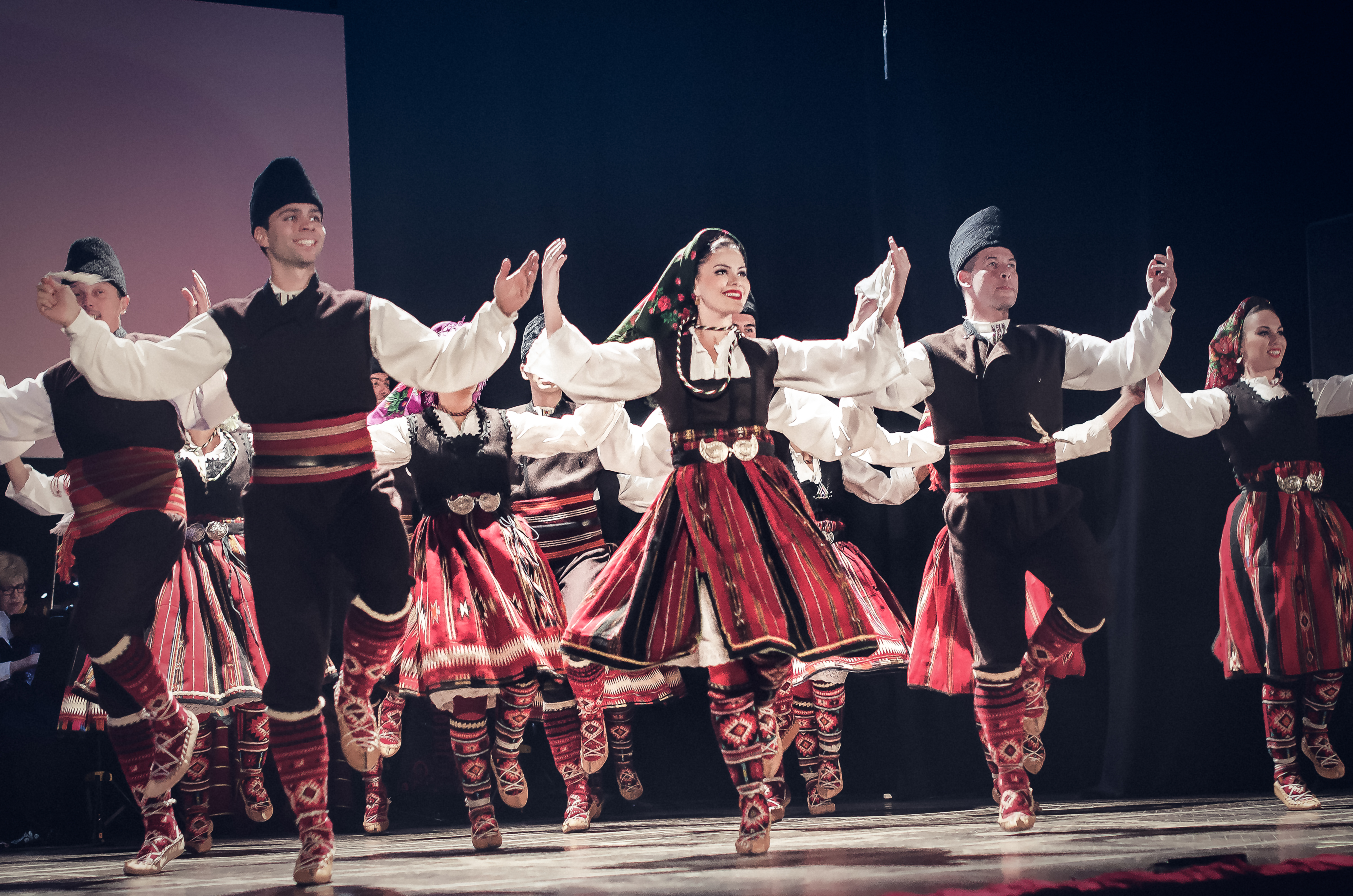
Участники ансамбля «Коло» в пчиньских костюмах
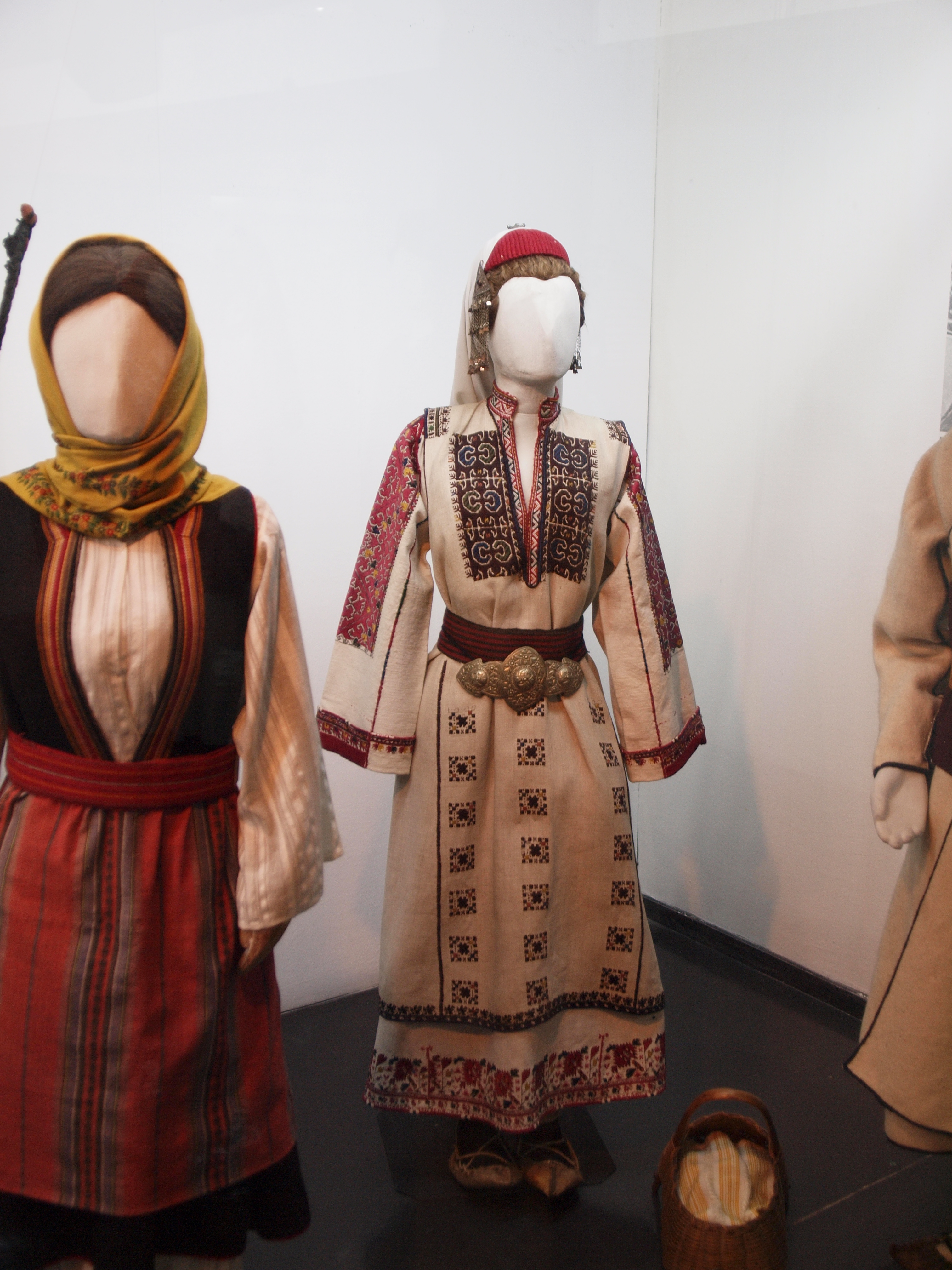
Женский костюм с побережья Власинского озера, экспонат этнографического музея в Белграде

### Воеводина
Народные костюмы Воеводины подвержены сильному западному (в частности хорватскому) влиянию и обычно имеют простую цветовую гамму, где превалируют чёрный и белый цвета. Часто предметы костюма очень свободно подогнанные. Свои варианты костюма есть в Среме, Бачке и Банате. Сремский костюм имеет элементы центрально-балканской и динарской одежды. На народный костюм Бачки сильно повлияли центрально-европейские стили, особенно барокко.
В общем и целом воеводинские костюмы характеризуются белыми рубахами, носимыми навыпуск, жилетами общеевропейского фасона с длинным рядом металлических пуговиц, кожаными безрукавками (серб. пршнак, кожух) и широкими белыми штанами (издалека напоминавшими юбки) у мужчин (в некоторых местах поверх штанов одевались длинные носки) и отсутствием юбок у женщин (кроме зимы, когда на рубаху одевали шерстяную юбку). В некоторых сёлах северной Бачки и севера и центра Баната поверх штанов по одевали плиссированную юбку, ажурно украшавшуюся и вышедшую из употребления после Первой мировой войны. В воеводинском женском костюме рубаха разделена на блузу (серб. оплечак) и полы (серб. скута), собиравшиеся и плиссировавшиеся. Замужние женщины носили на голове чепцы, нехарактерные для остальной Сербии. Пожилые женщины из Срема могли носить чёрные рубахи, а в окрестностях Сомбора (Бачка) замужние женщины носили джеги (серб. džega, џега, златара) — тканые чепцы вроде русских повойников, имеющие сзади широкие ленты и вышитые золотом. На праздники мужчины носили узкие штаны-рейтузы (серб. рајтозне), также узкие штаны надевались в холодную погоду поверх широких. Обувью горожан служили сапоги (серб. чизме; особым шиком считались красные сапоги, а также из кордована — обработанная мембрана, которая располагающаяся между эпидермисом и дермой шкуры с лошадиного крупа (серб. дели-чизме)) и туфли-капичары, а селян — также и опанки-шильканы, дома горожане носили тапочки (серб. папуче) с тканым верхом и кожаной подошвой. Зимой и в дождливую погоду в Бачке носили деревянные башмаки (серб. цокуле, cokule, klompe).

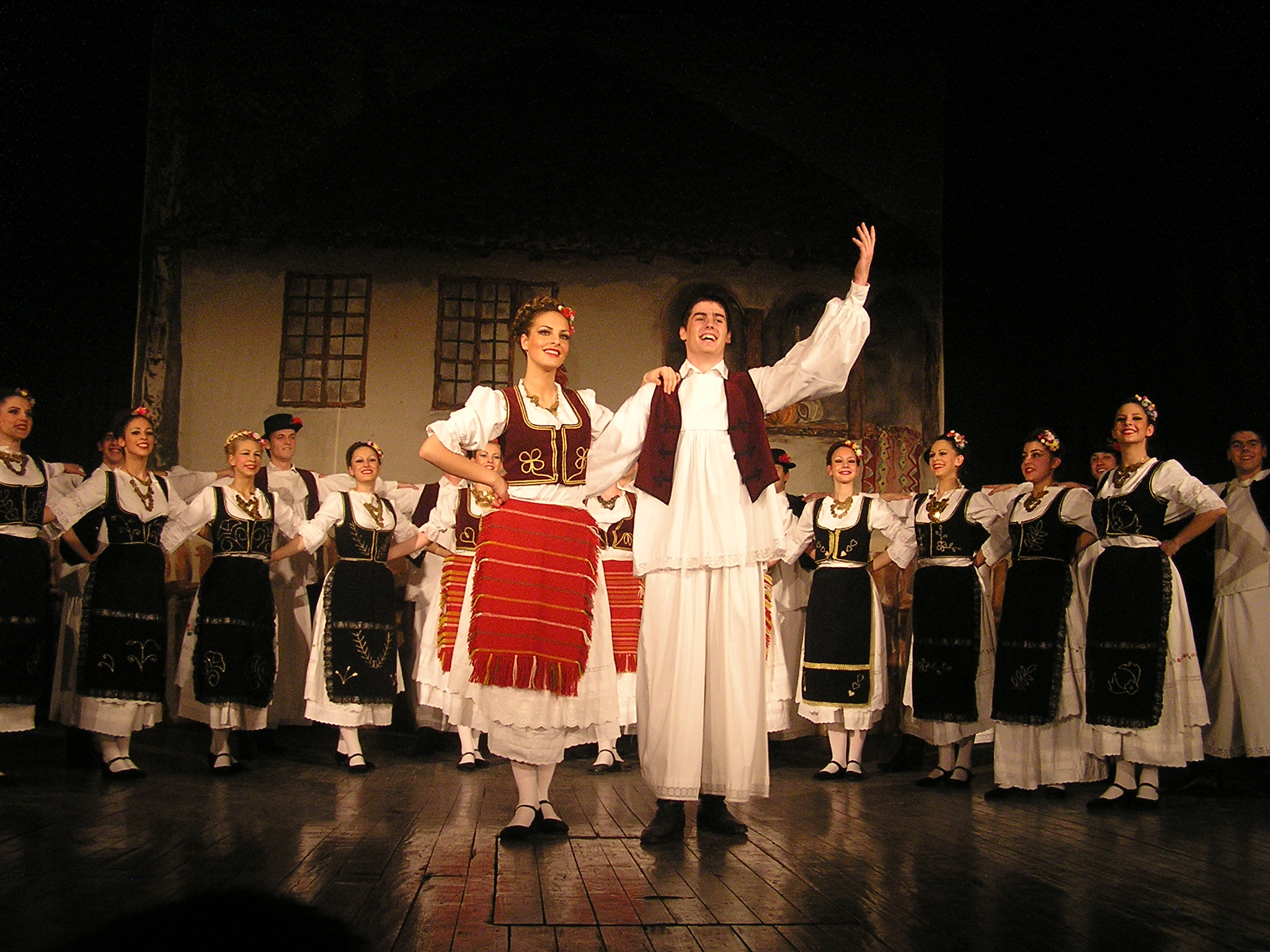
Сремский костюм.
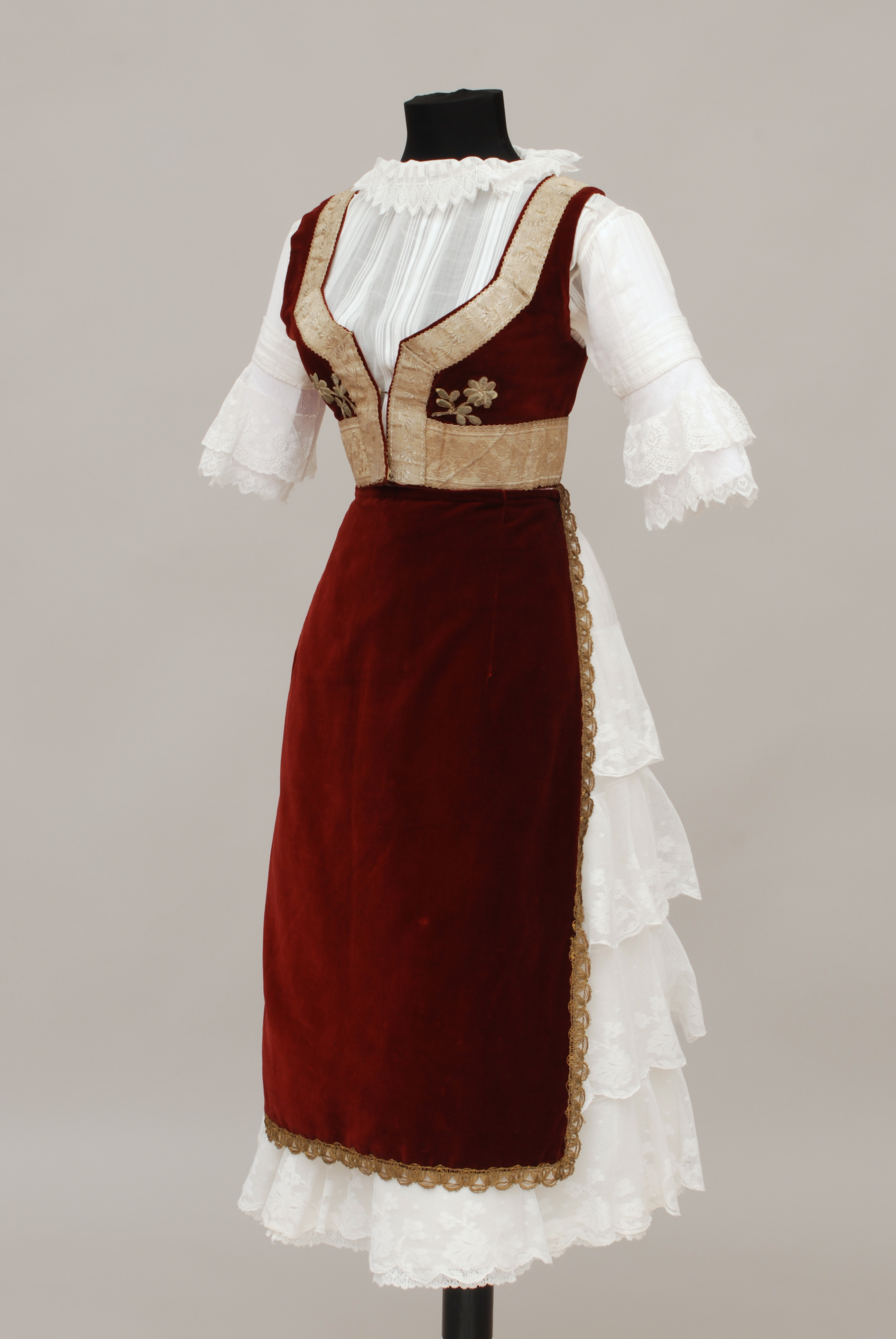
Народный костюм из Бачки (Воеводина), конец XIX-начало XX века
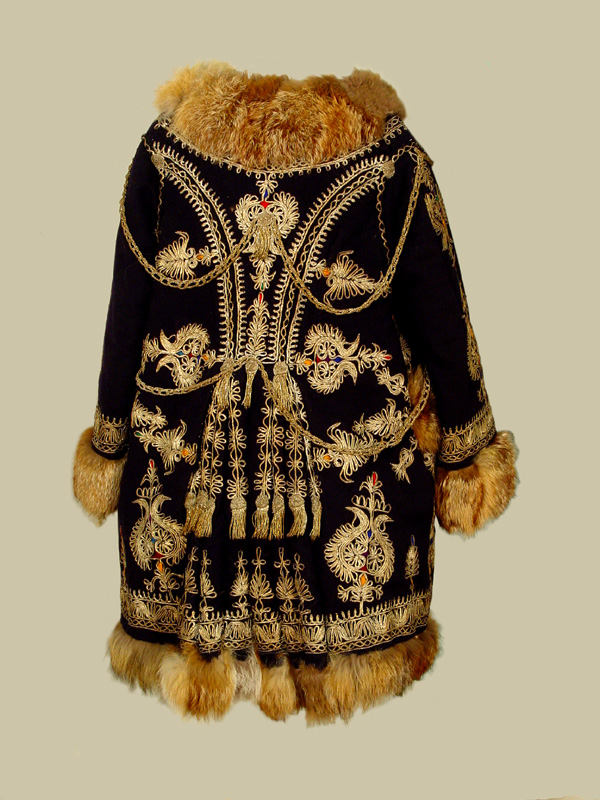
Минчия — женская шуба
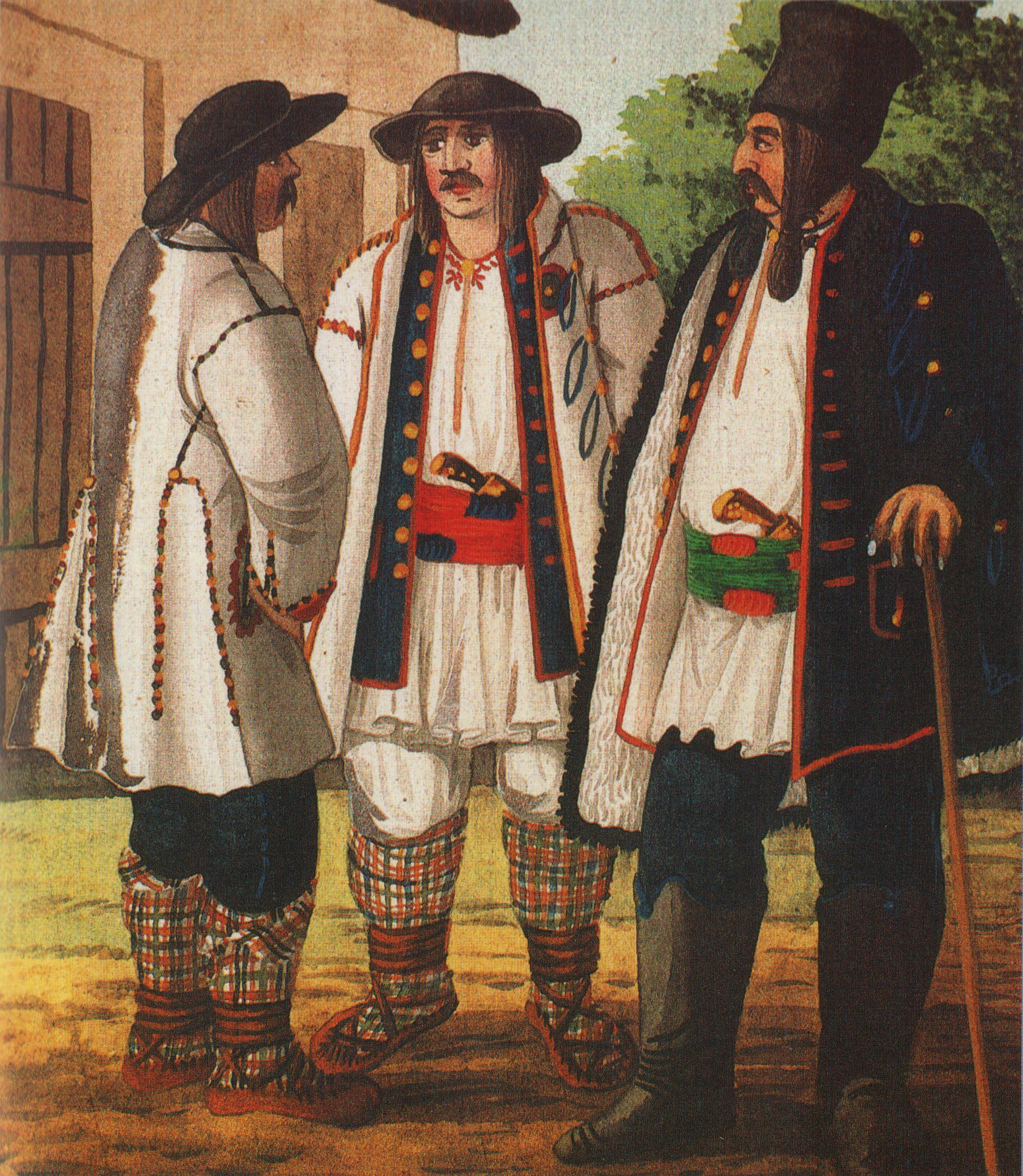
Сербы Бачки, картина Йована Пачича (серб. Јован Пачић), начало XIX века.
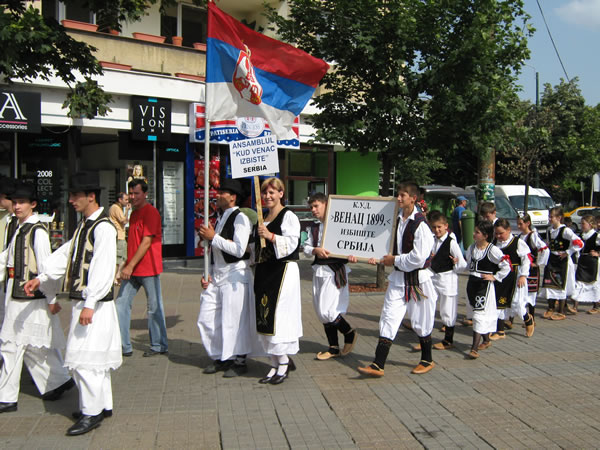
Фольклорный ансамбль из Избиште, Южно-Банатский округ.
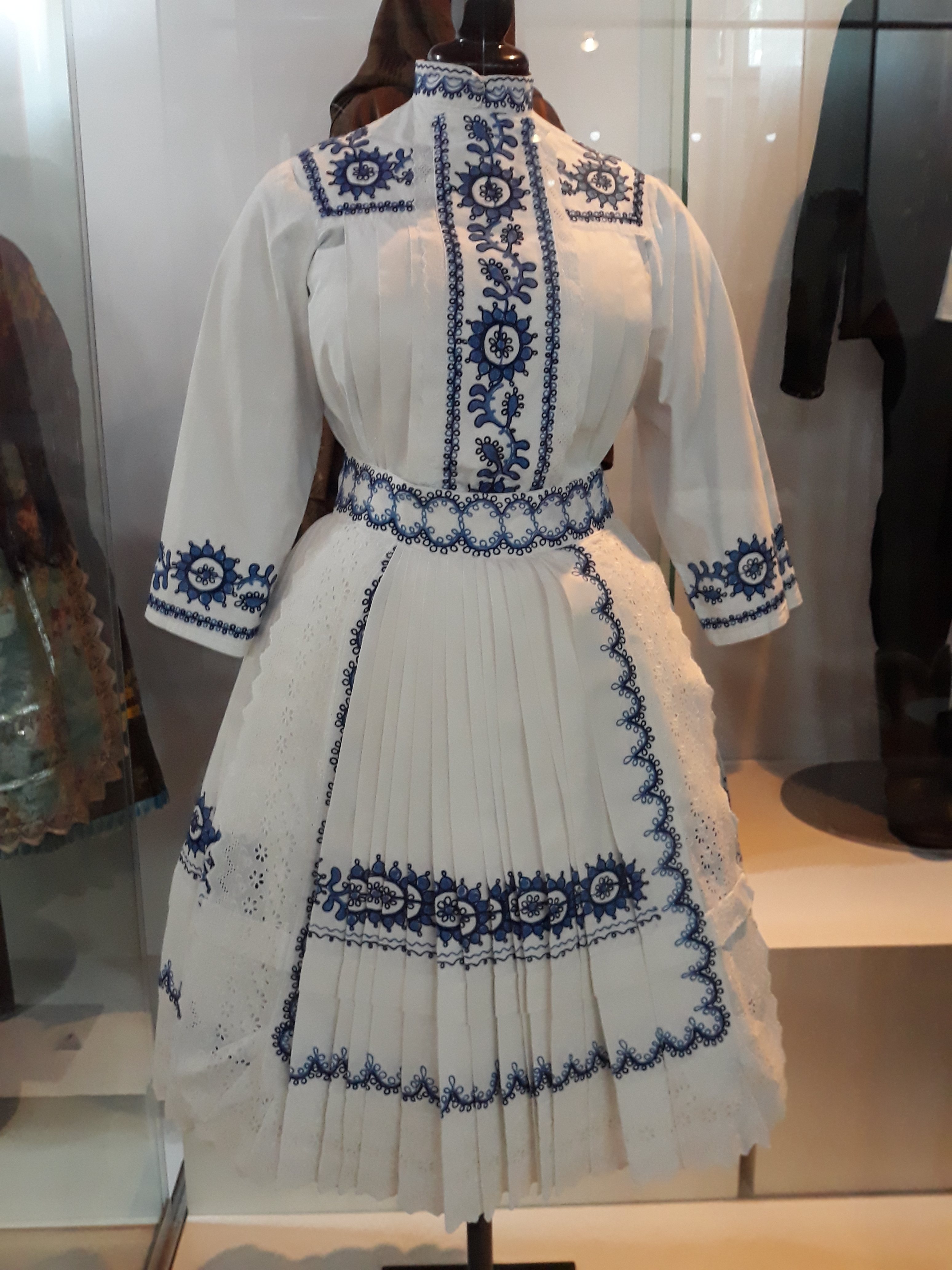
Экспонат Музея Воеводины (Нови-Сад)
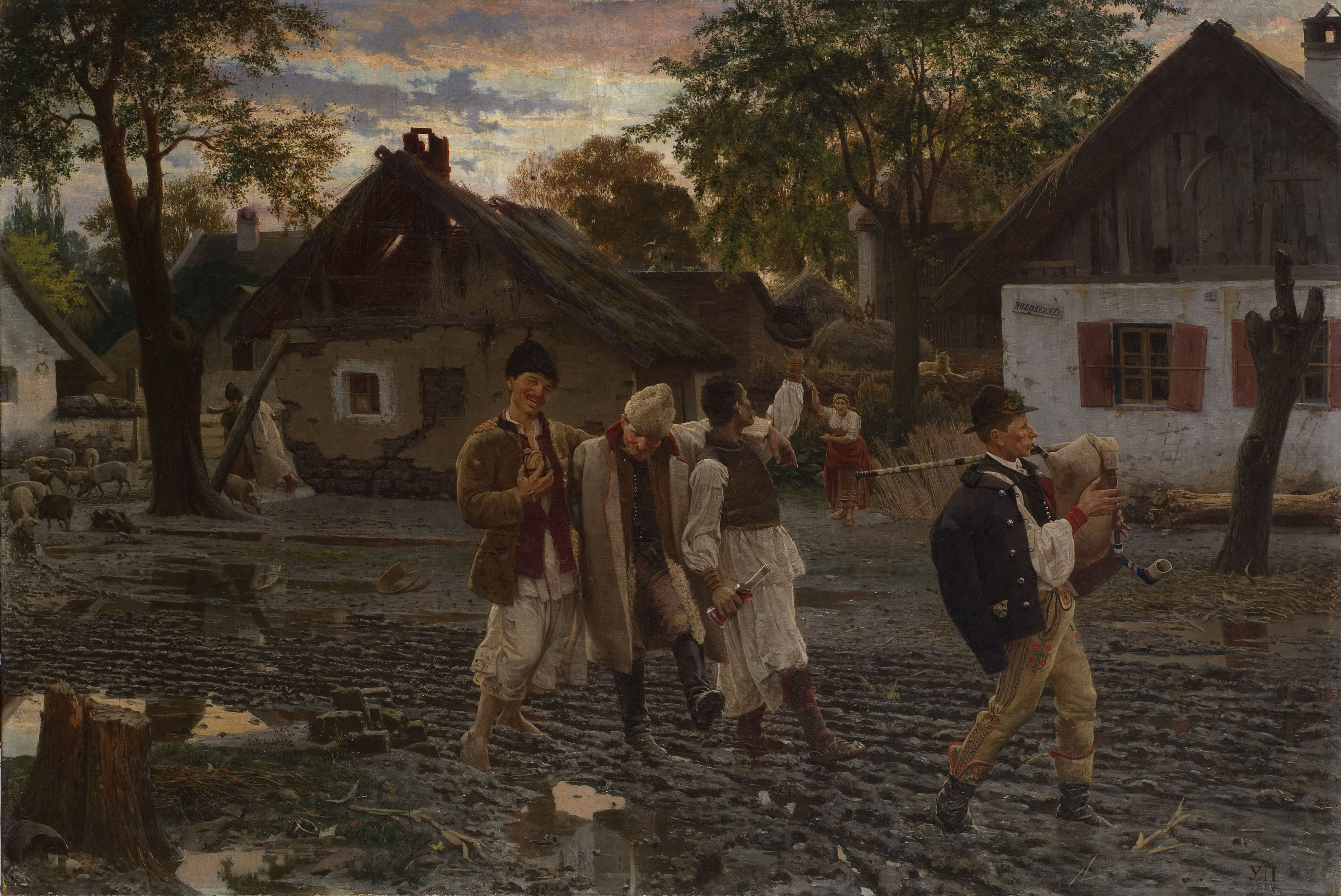
«Счастливы братья, бедная их мать», картина Уроша Предича, 1887 год. Братья одеты в сербский костюм Баната, а волынщик — в словацкий костюм.
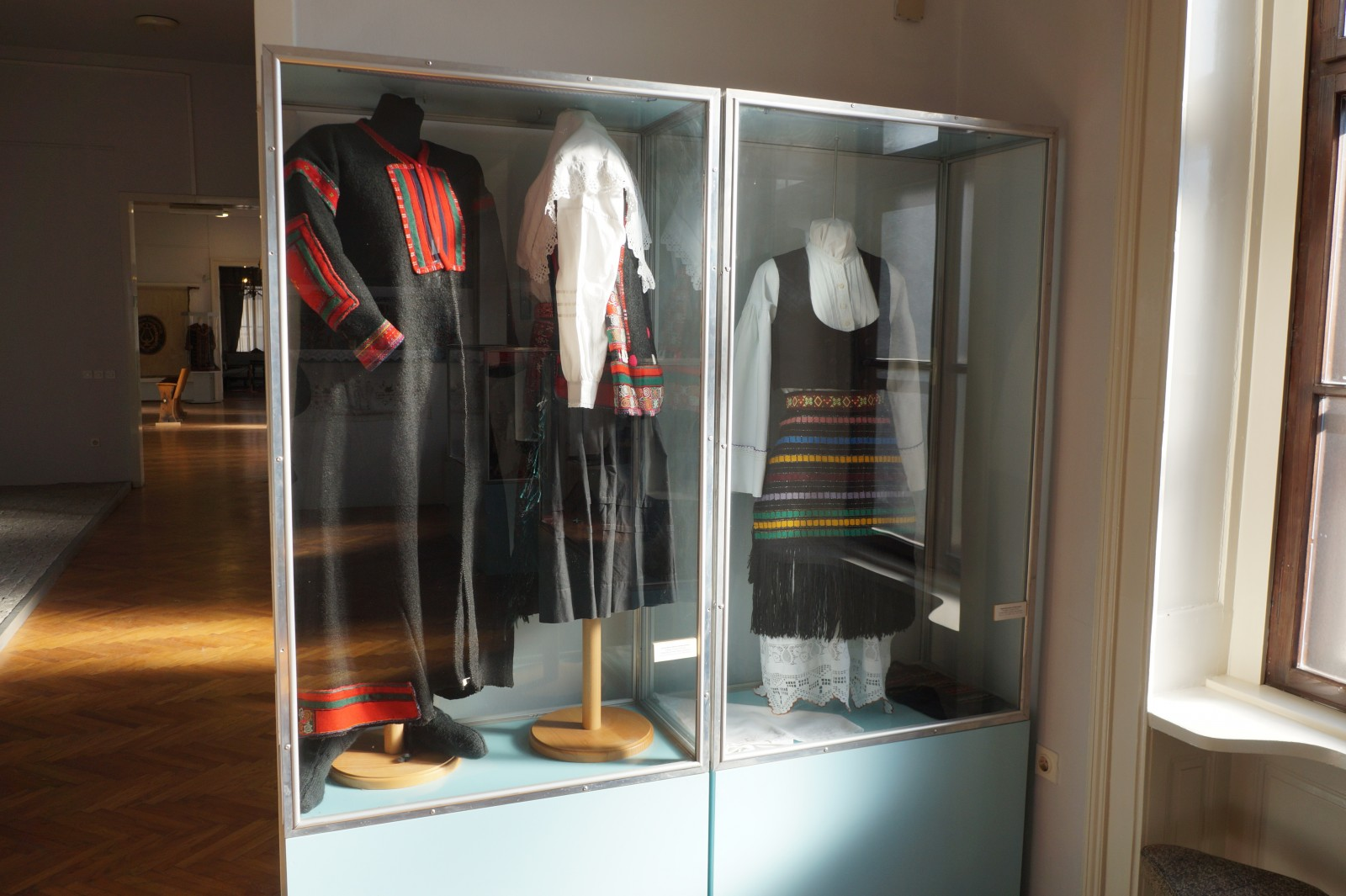
Народные костюмы из Бачки. Экспозиция музея в Сомборе.
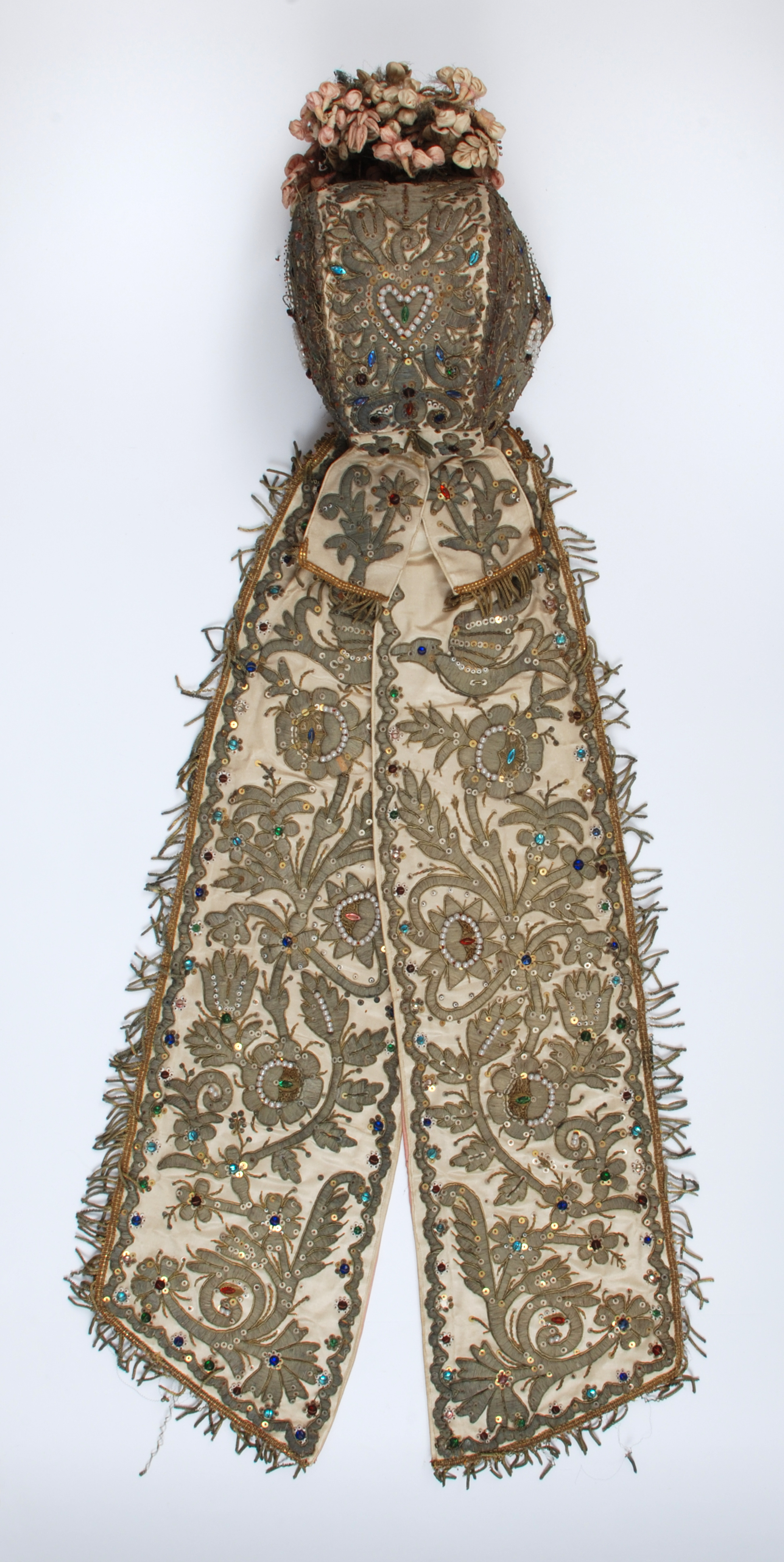
Джега из Меленци (Среднебанатский округ), экспонат Музея Воеводины
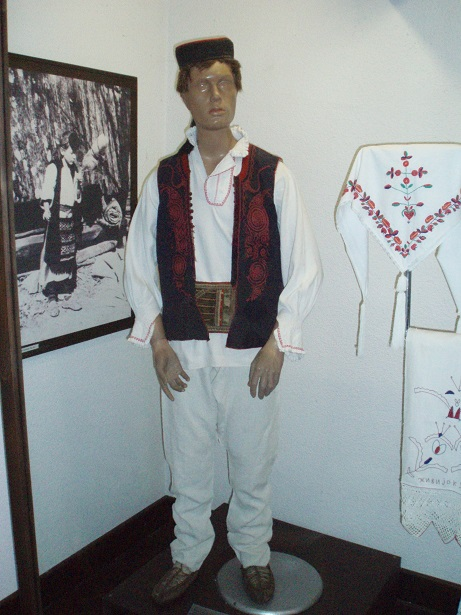
Мужской костюм Бачки, экспозиция музея в этно-доме «Брвнара» в селе Бачки-Ярак
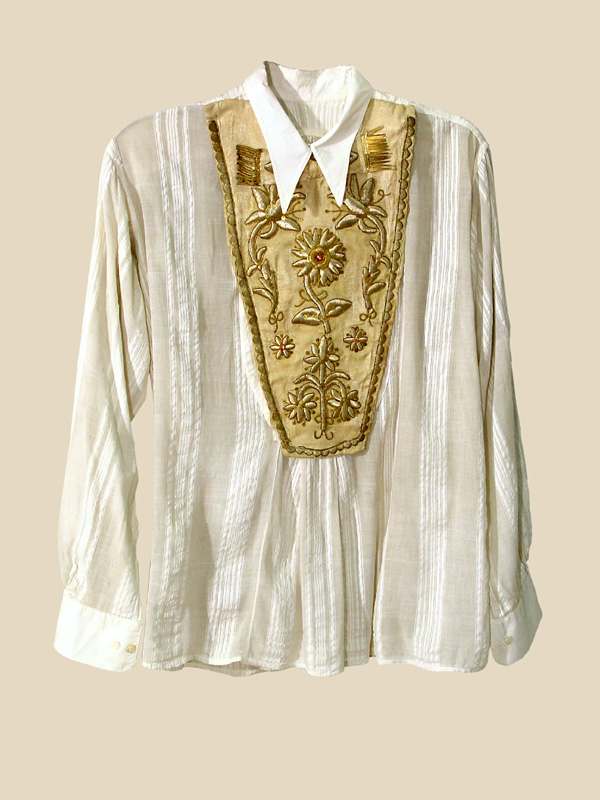
Расшитая золотом мужская рубаха
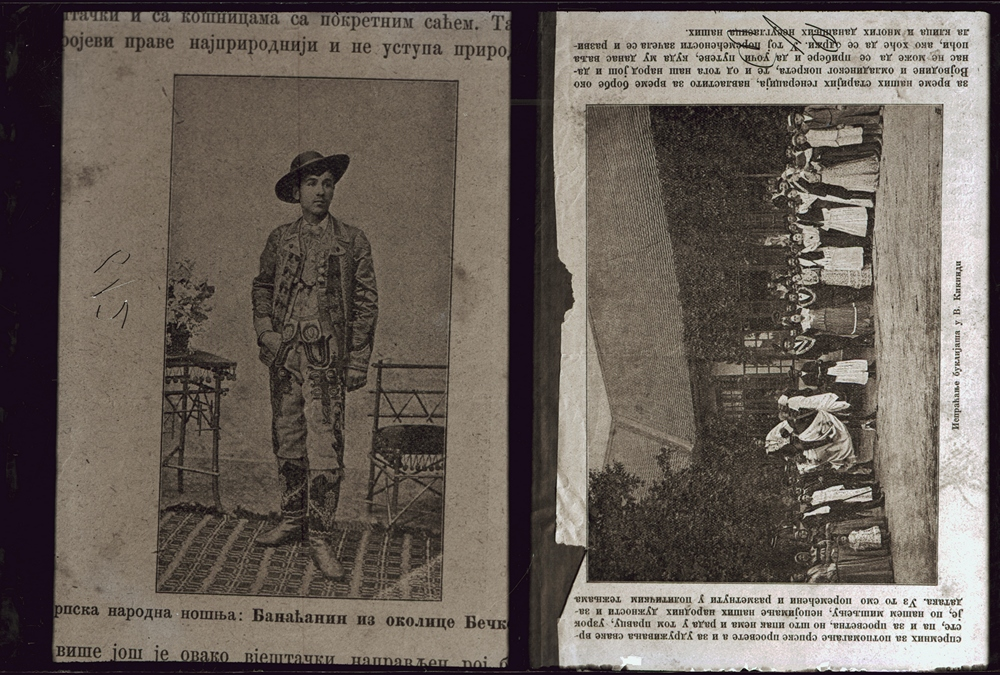
Слева — мужской народный костюм окрестностей Зренянина, справа — праздник в Кикинде (Банат). Коллекция национального музея Зренянина
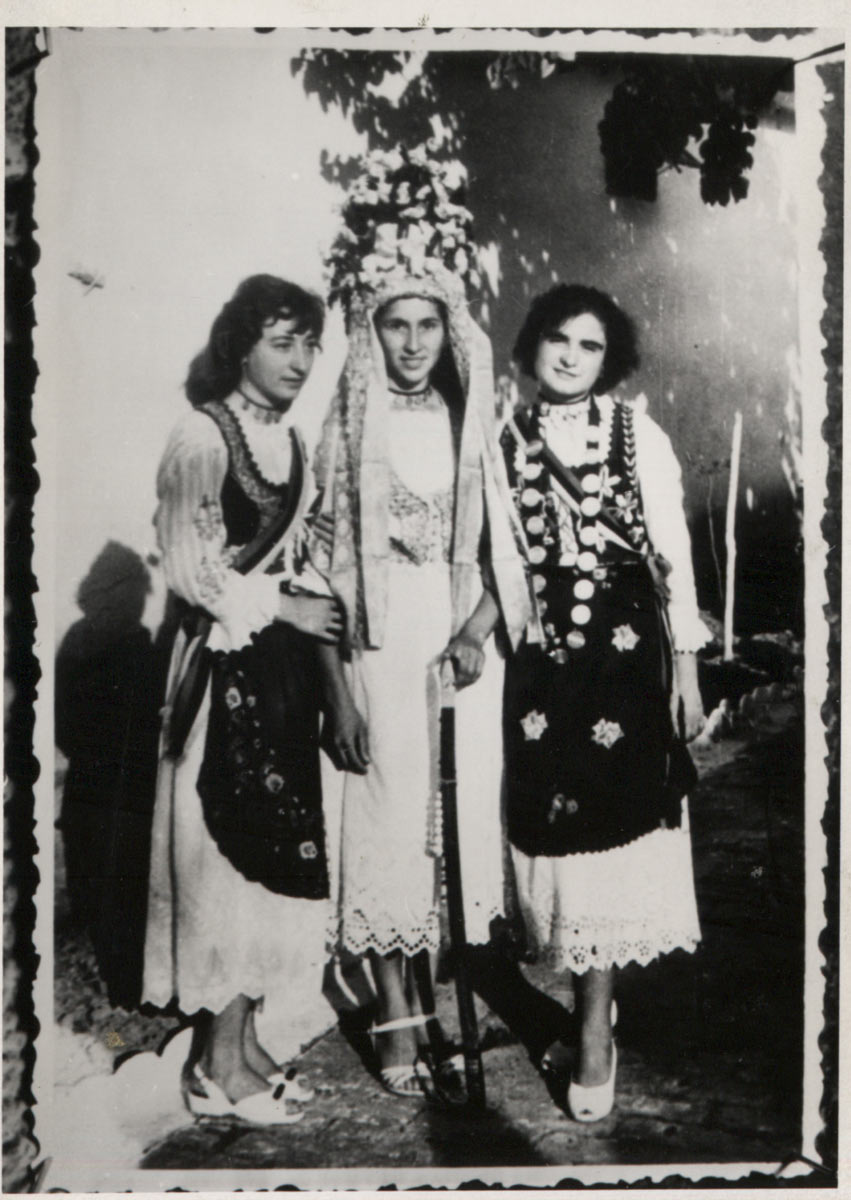
Кралица в Воеводине, 1959 г.
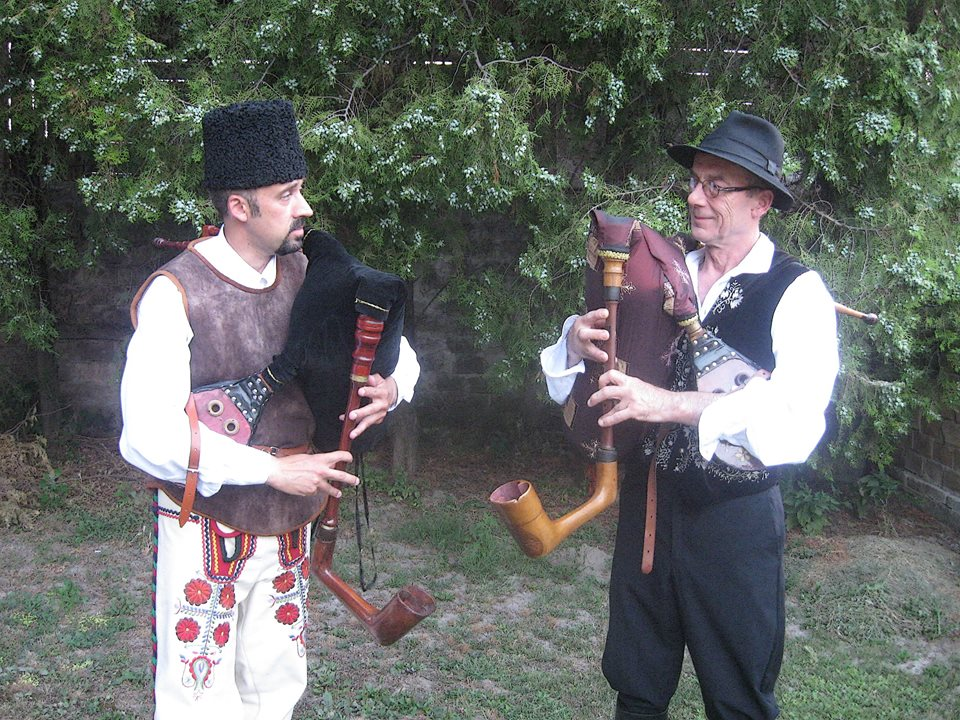
Волынщики
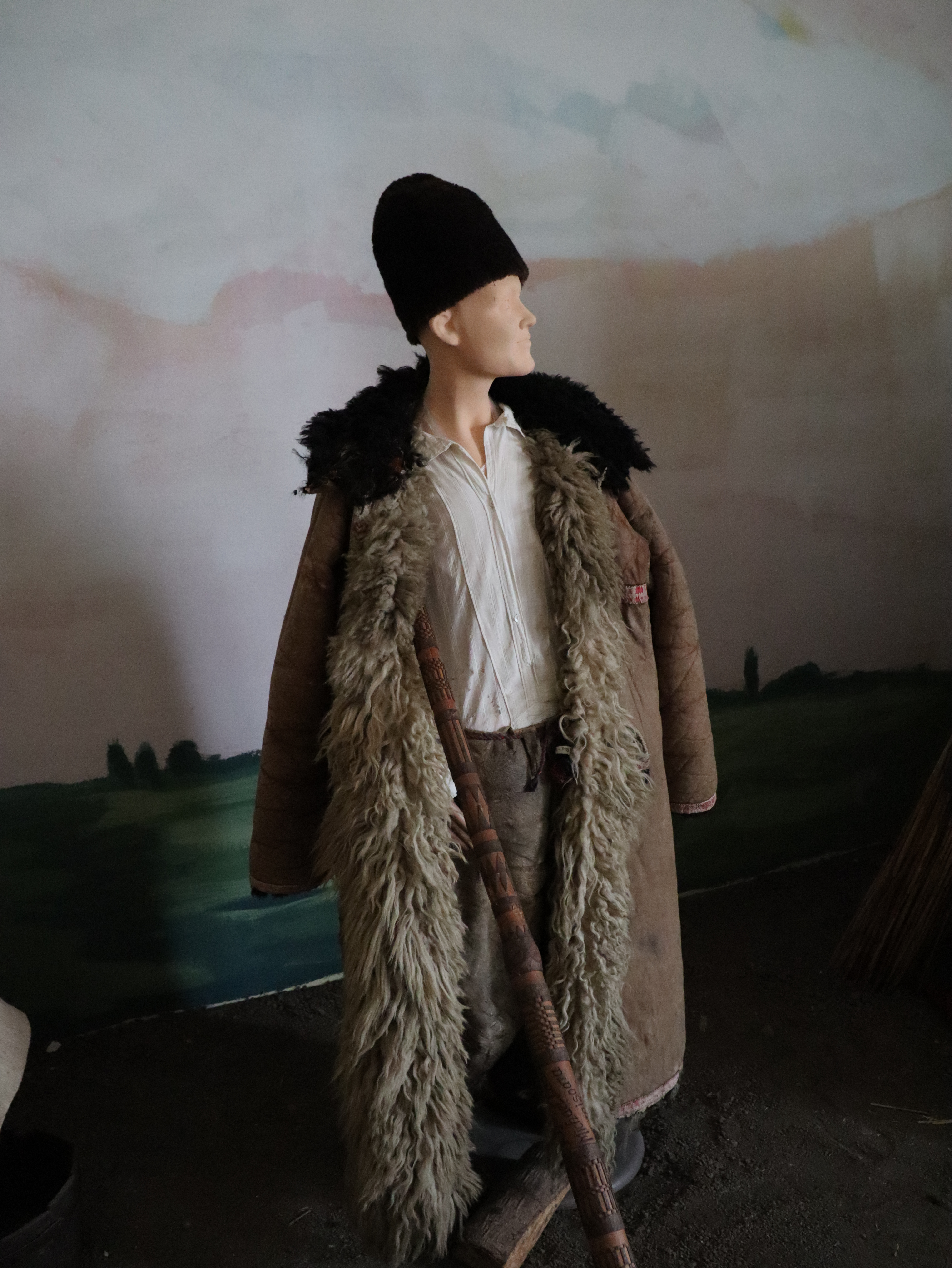
Костюм пастуха из окрестностей Зренянина
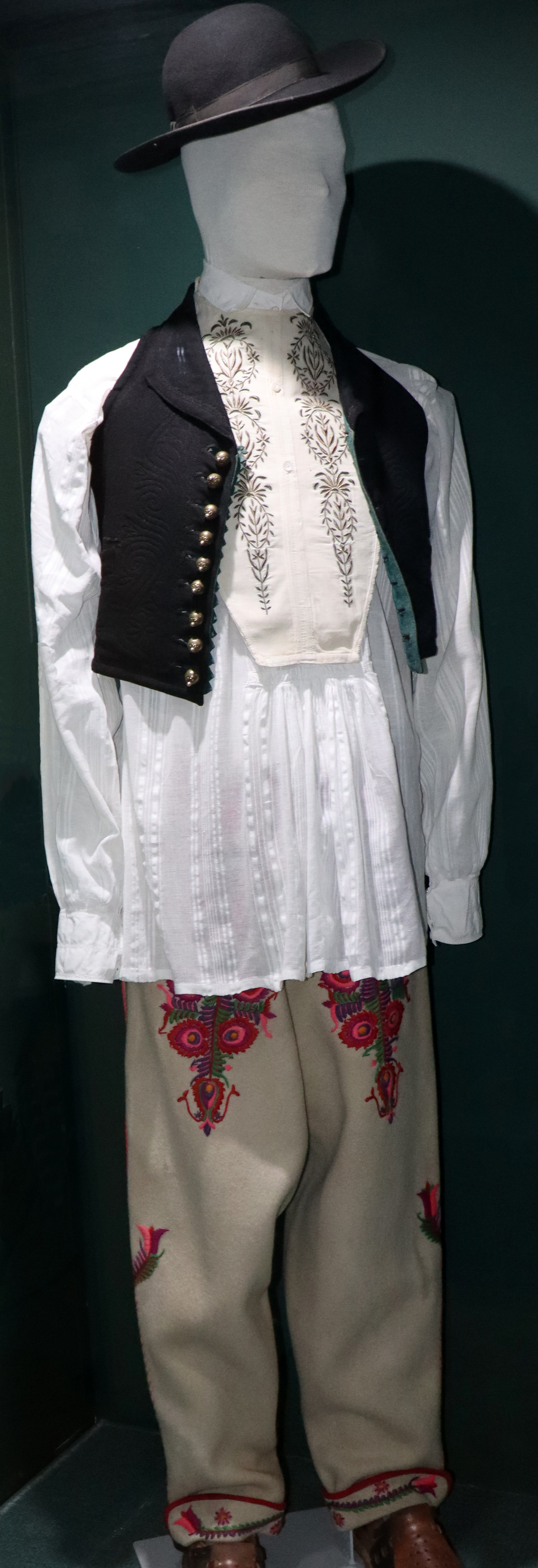
Костюм из окрестностей Зренянина
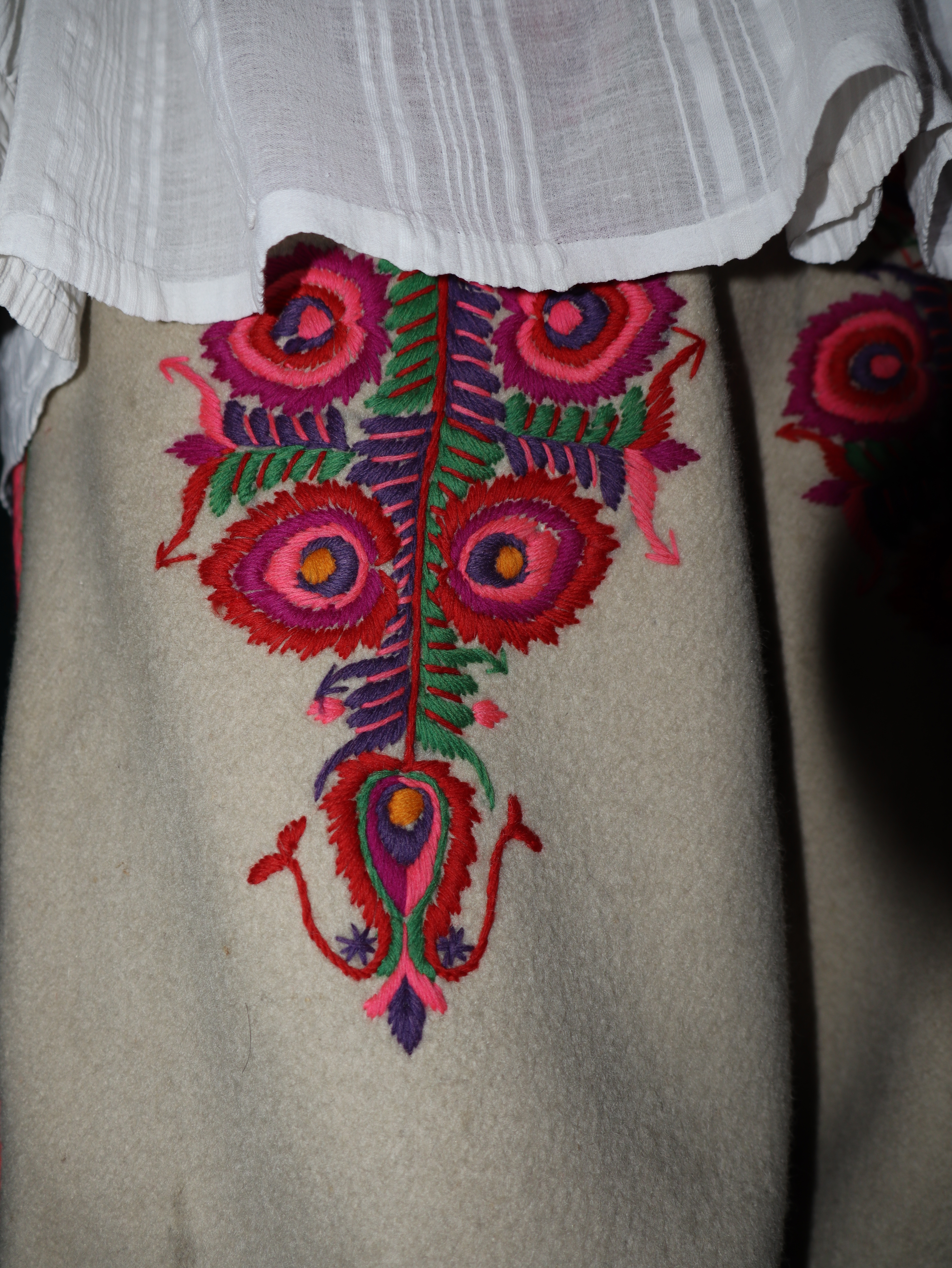
Вышивка карманов штанов
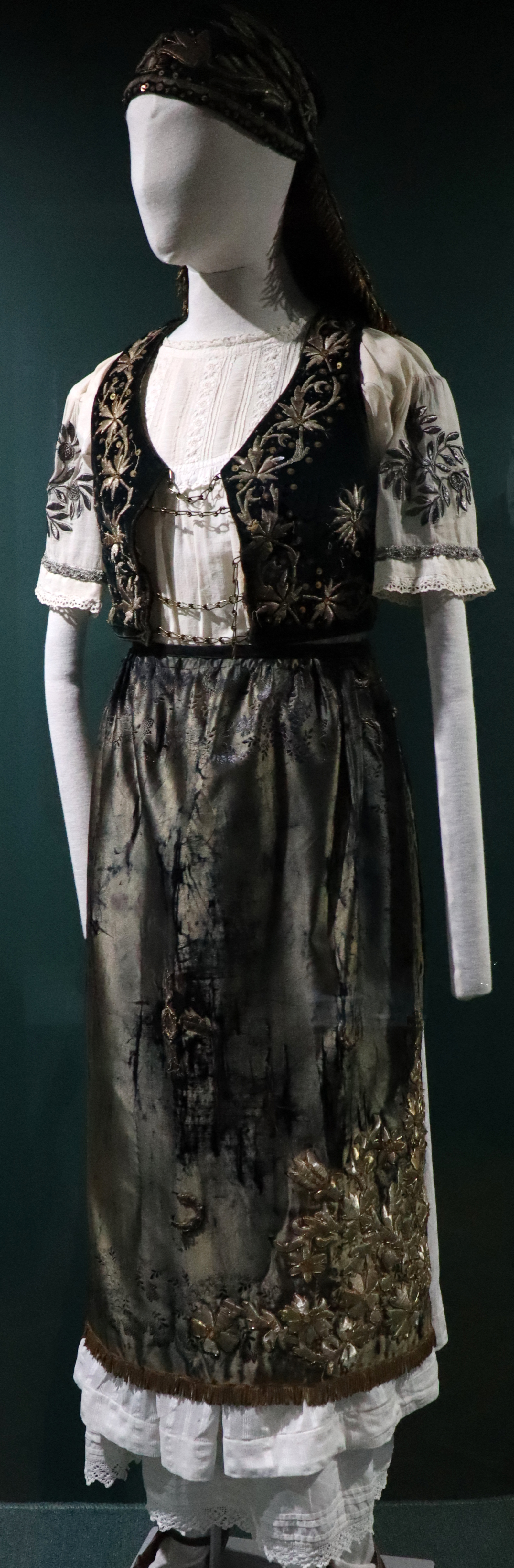
Женский костюм из окрестностей Зренянина, начало XX века
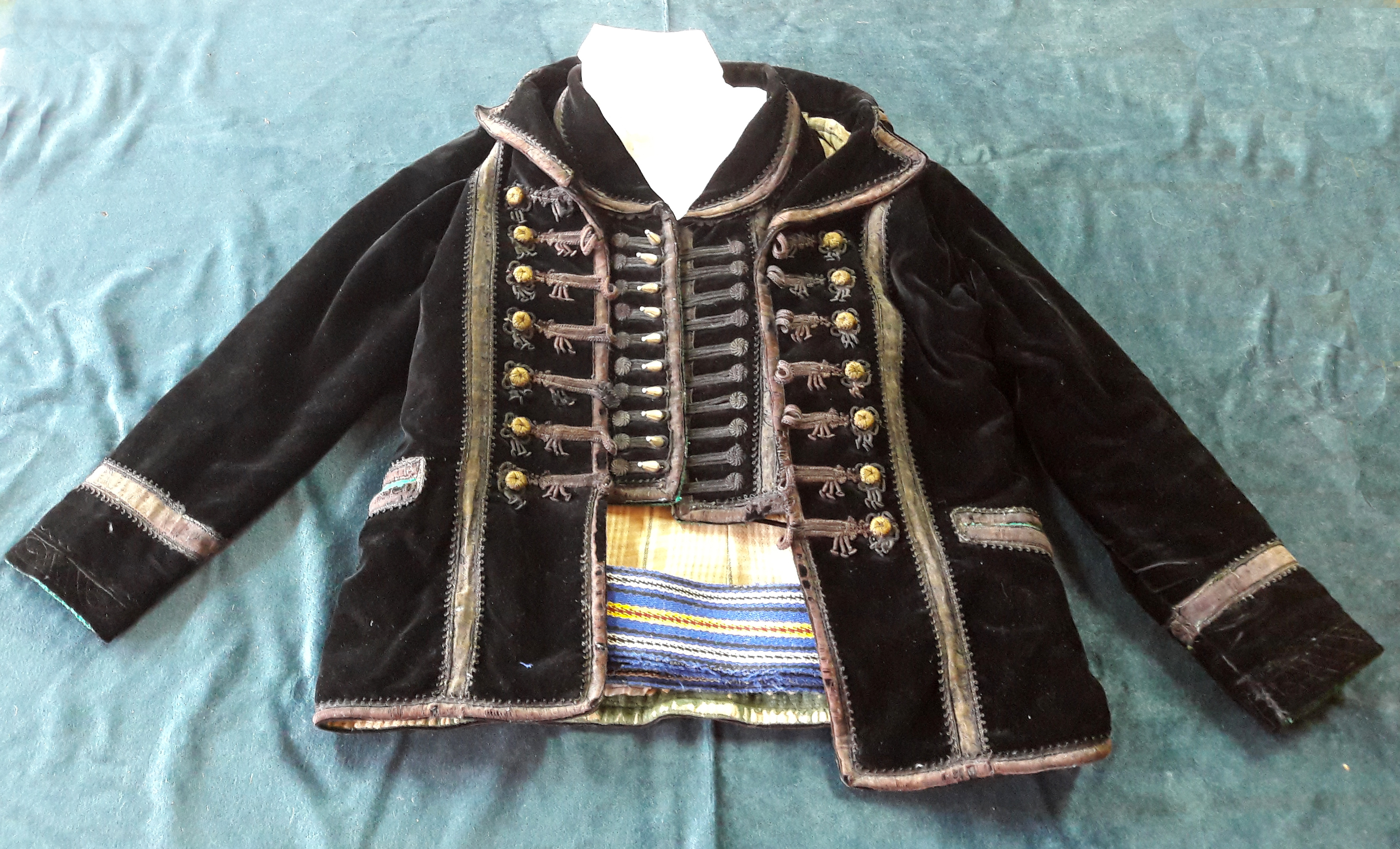
Мужской городской костюм (рубаха, елек и пиджак), Загаица (Южно-Банатский округ), начало XX века
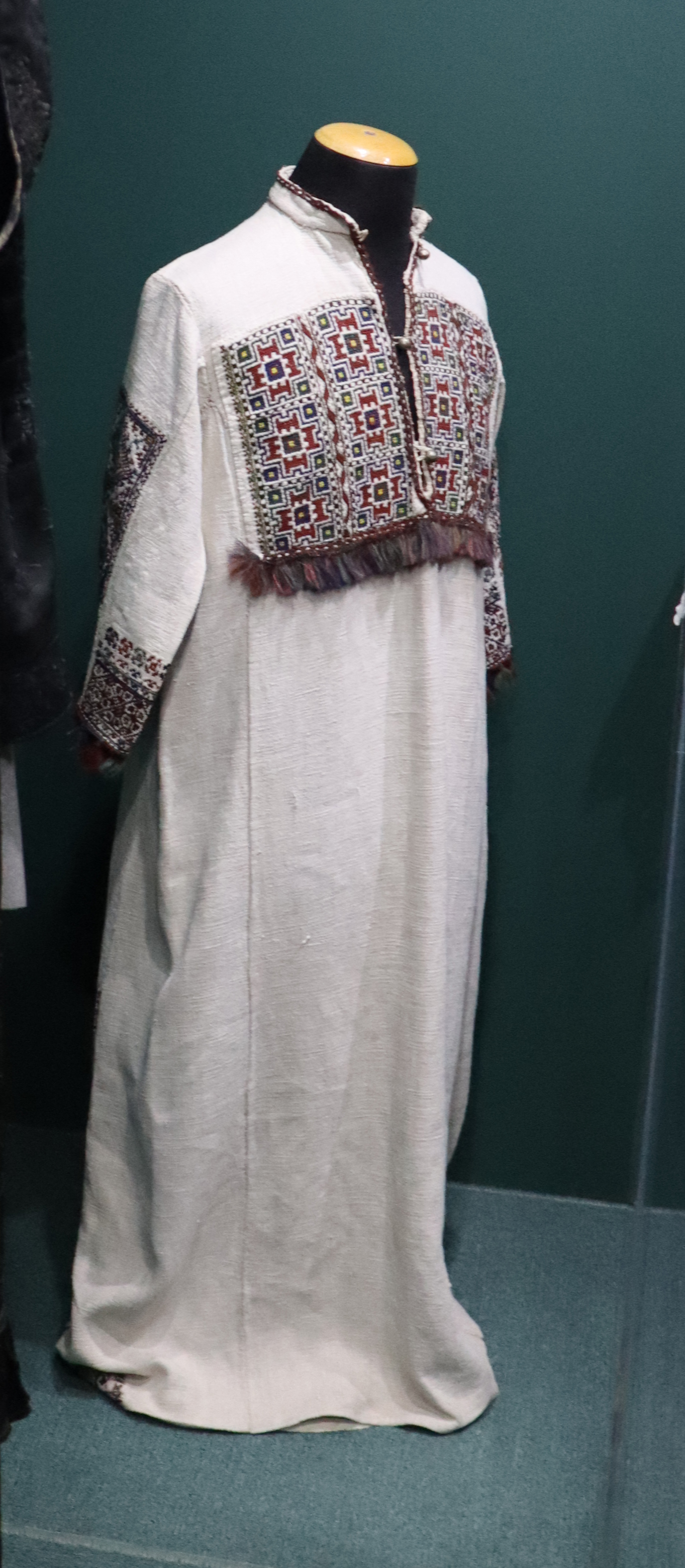
Праздничная рубаха-вышиванка эмигрантов из Далмации, Лики и Боснии, середина XX века
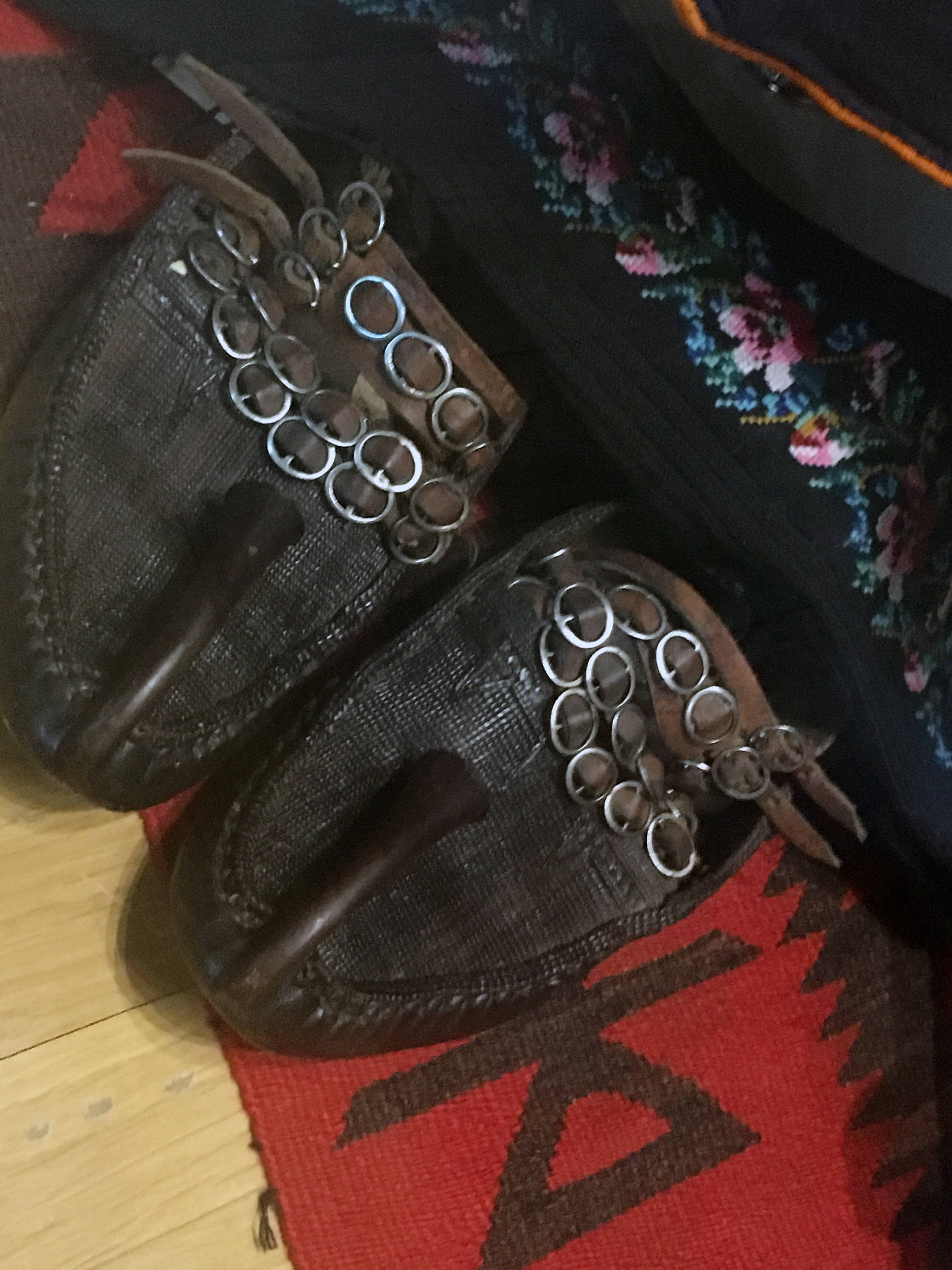
Опанки
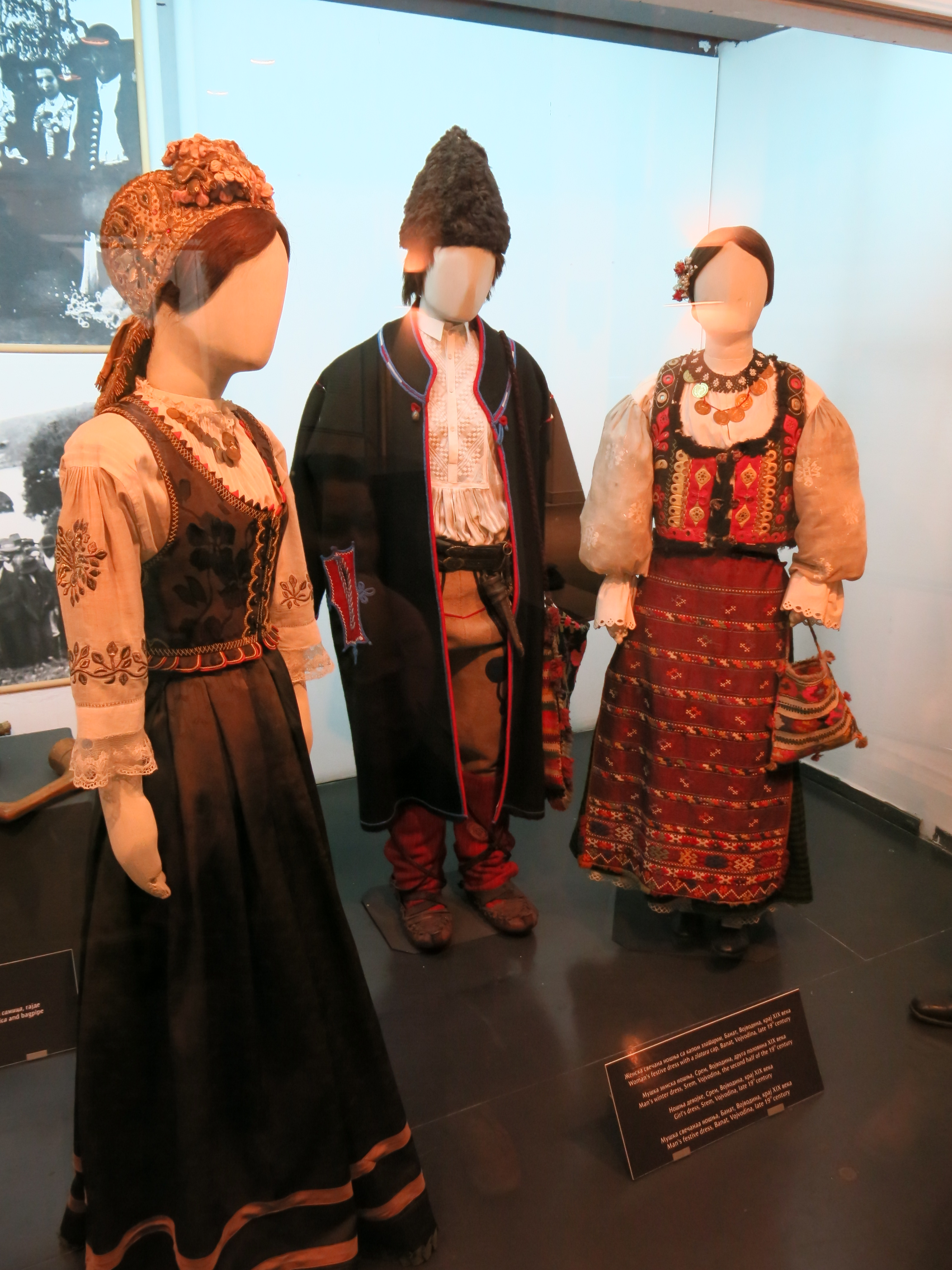
Костюмы Воеводины (слева направо — женский банатский, мужской и женский сремские), экспонаты Белградского этнографического музея
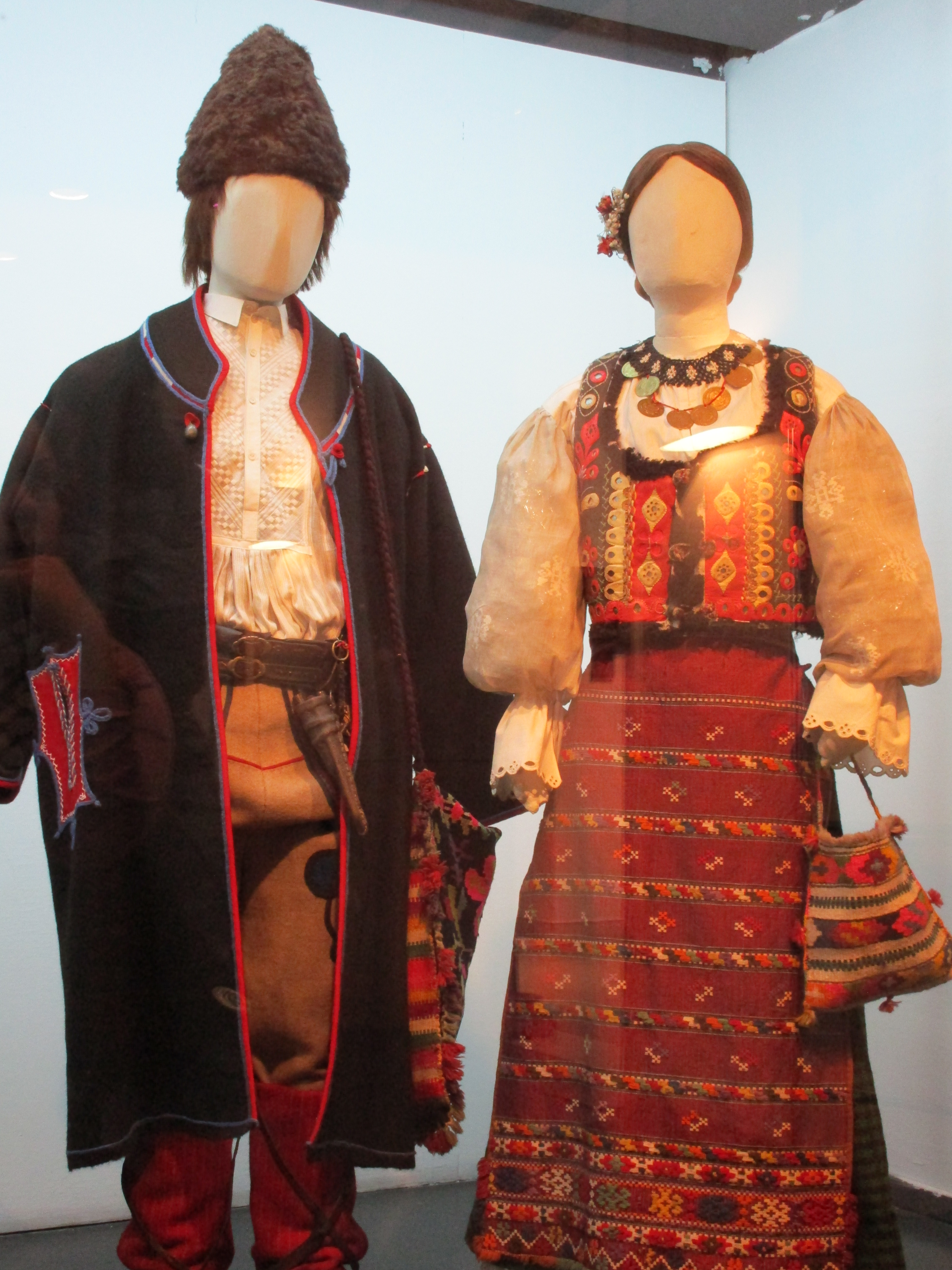
Сремский костюм крупным планом
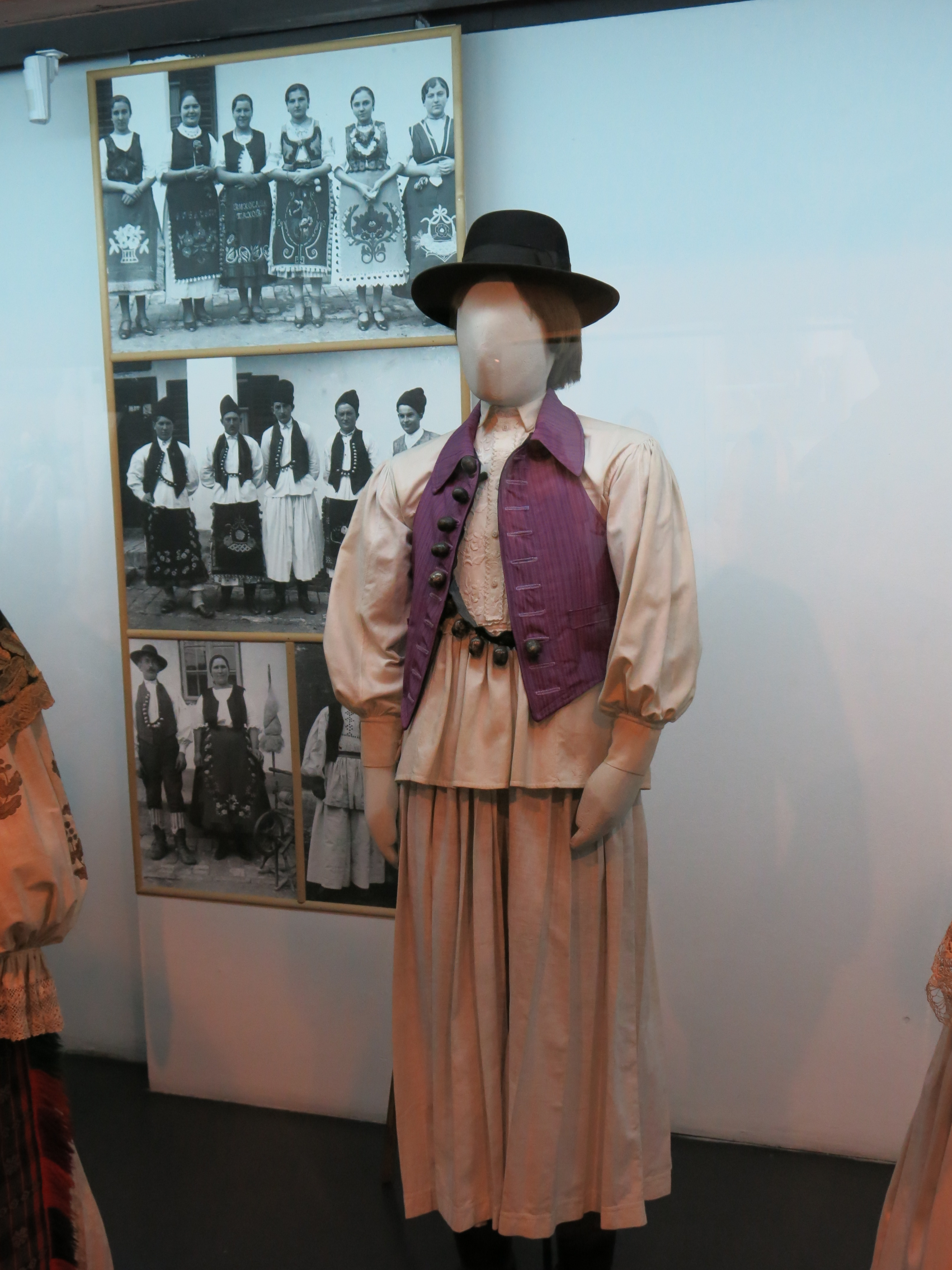
Народный костюм Воеводины (Баната?) из Белградского этнографического музея
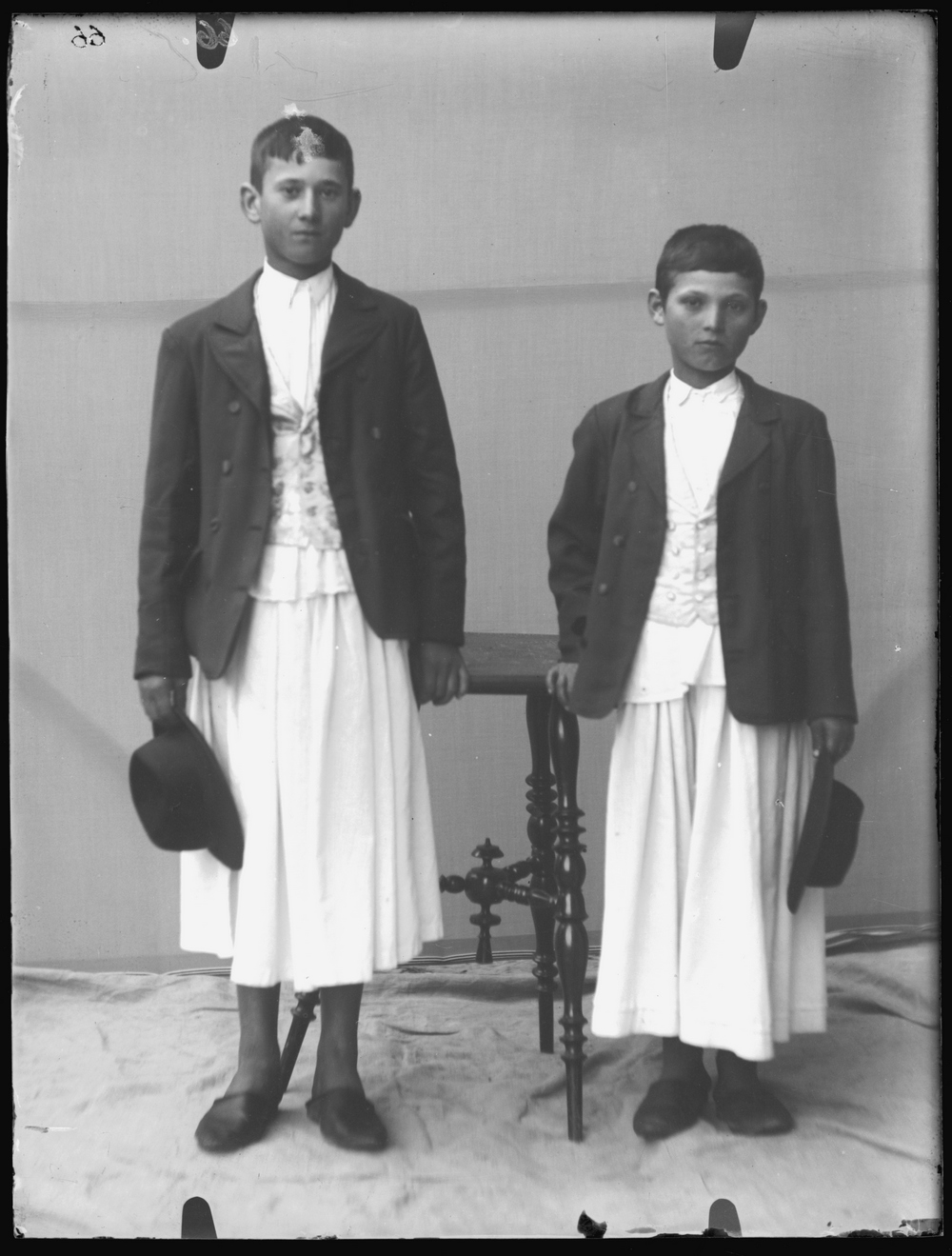
Мальчики в праздничном костюме Баната, нач. XX века. Коллекция национального музея Зренянина
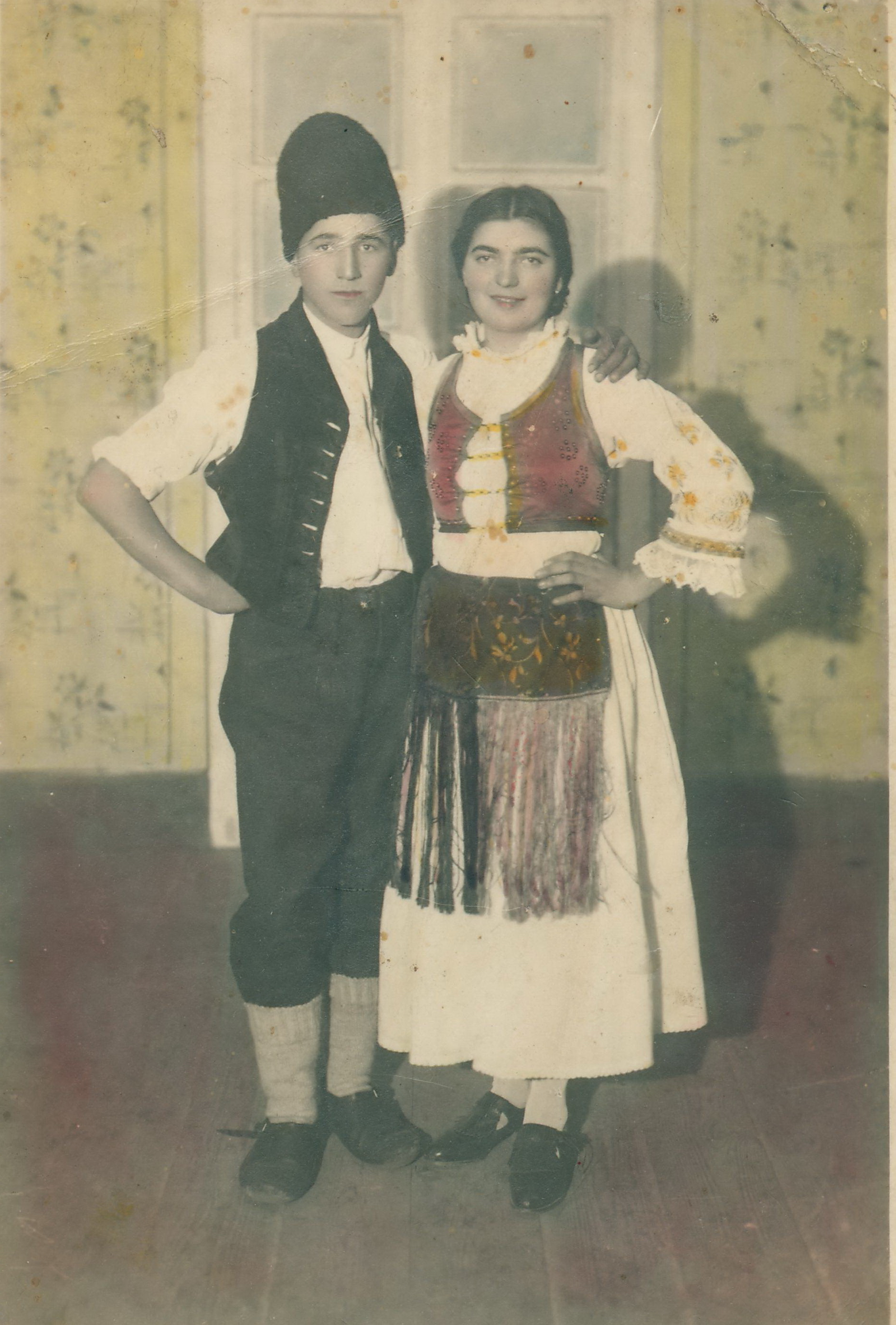
Народный костюм Баната, 1938 г. Коллекция национального музея Зренянина
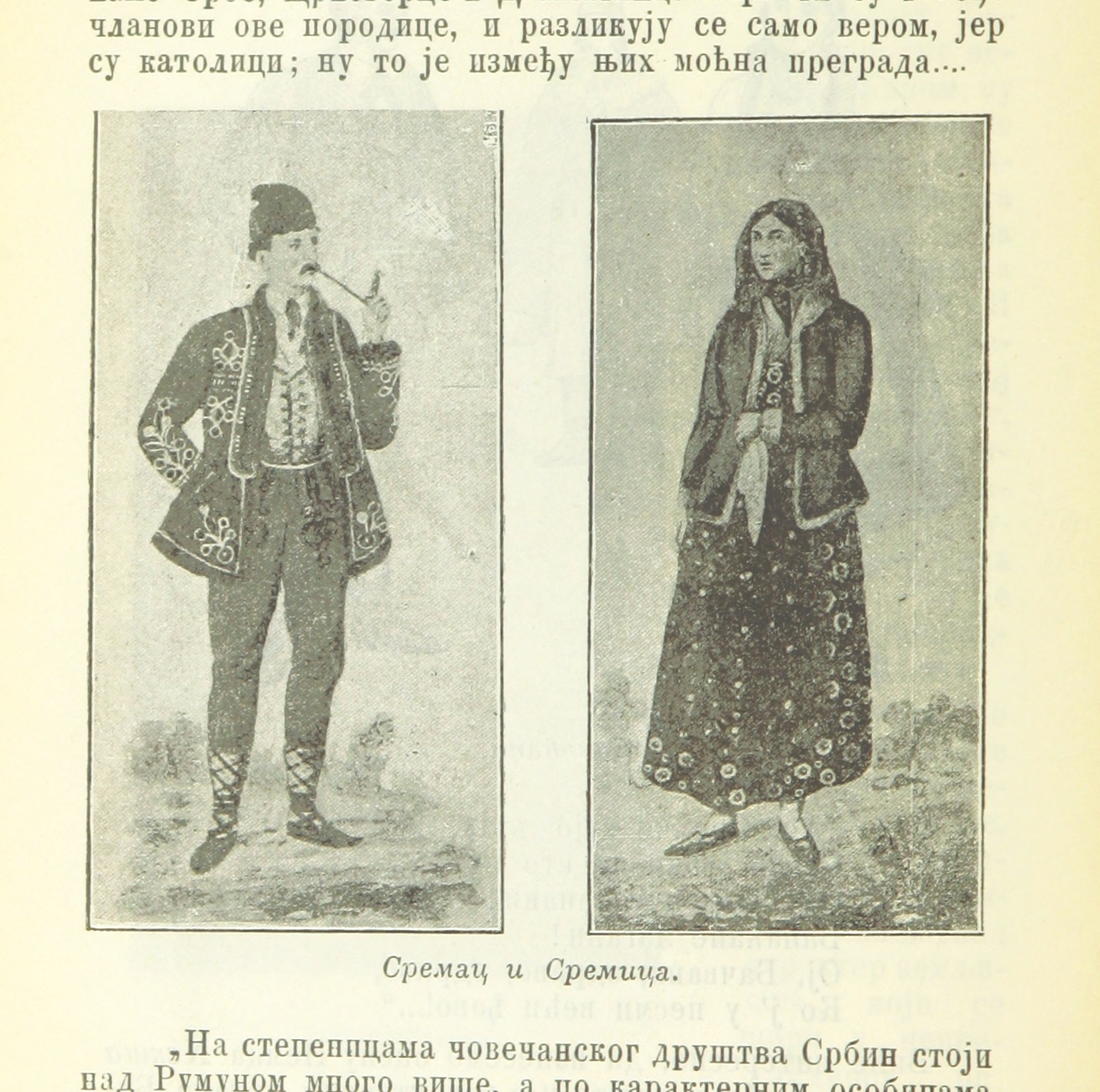
Костюм Срема
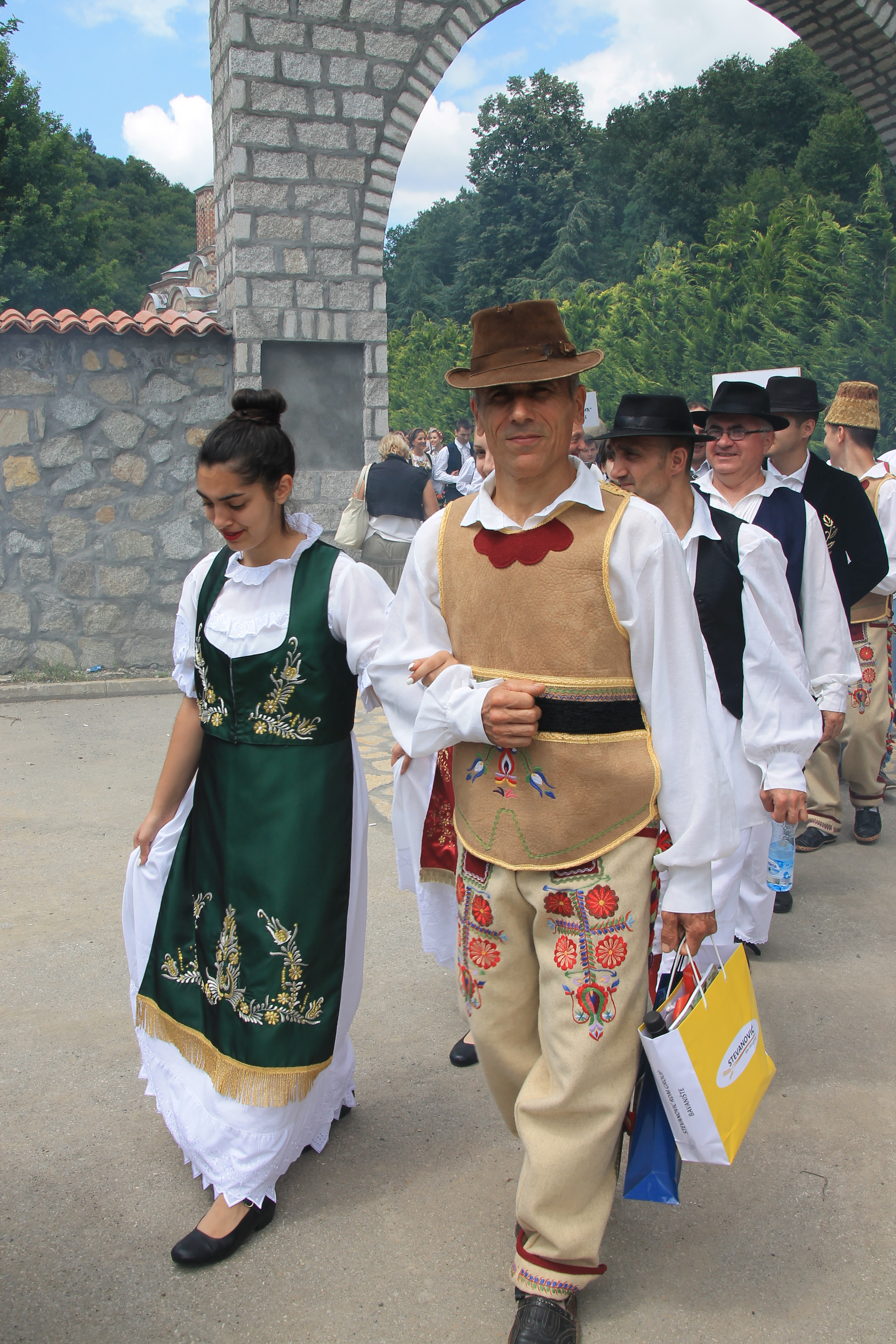
Костюм Воеводины на фестивале «Prođoh Levač, prođoh Šumadiju», 2019 год
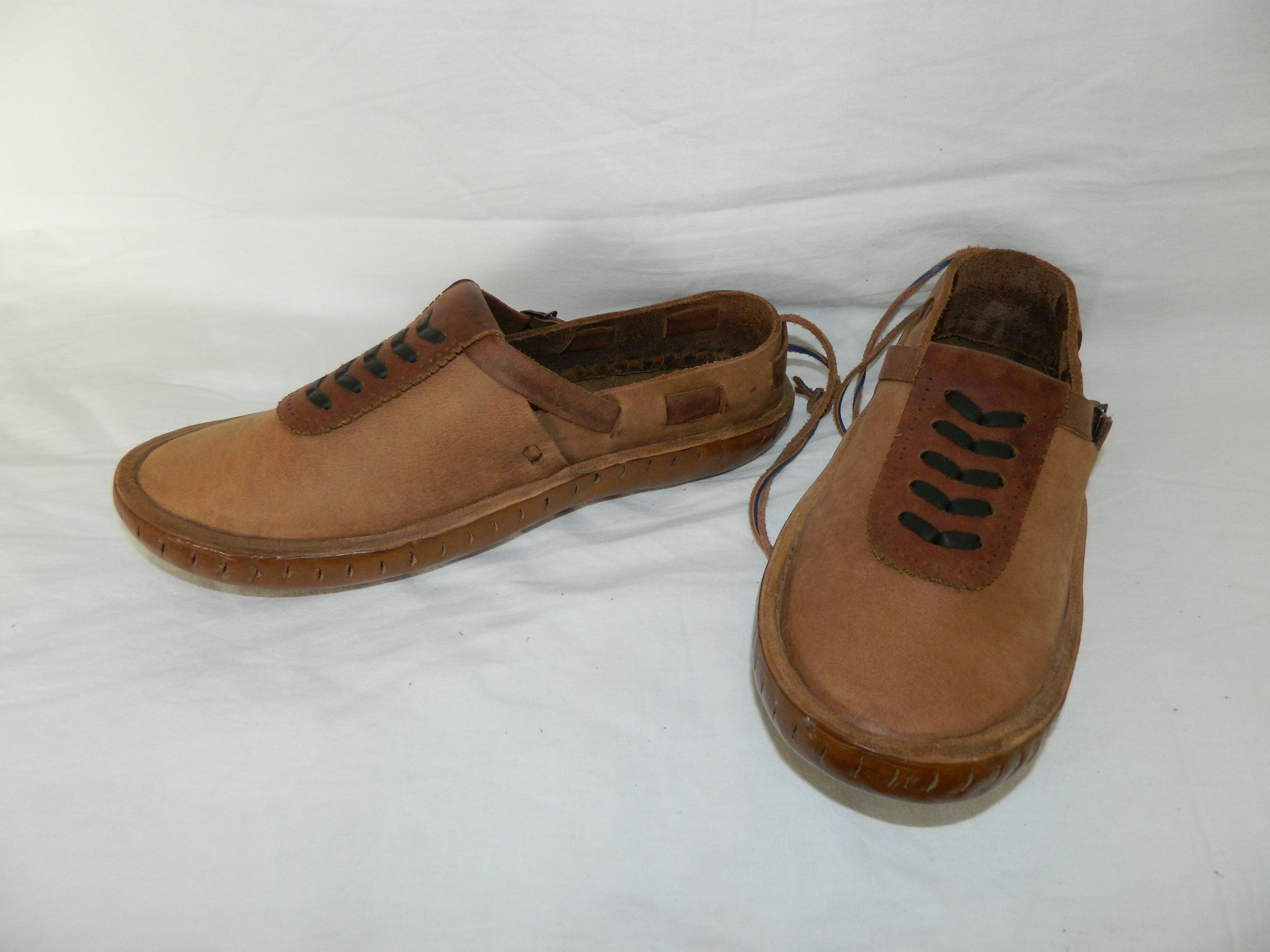
Банатские опанки-«капичары»

### Косово и Метохия
год.

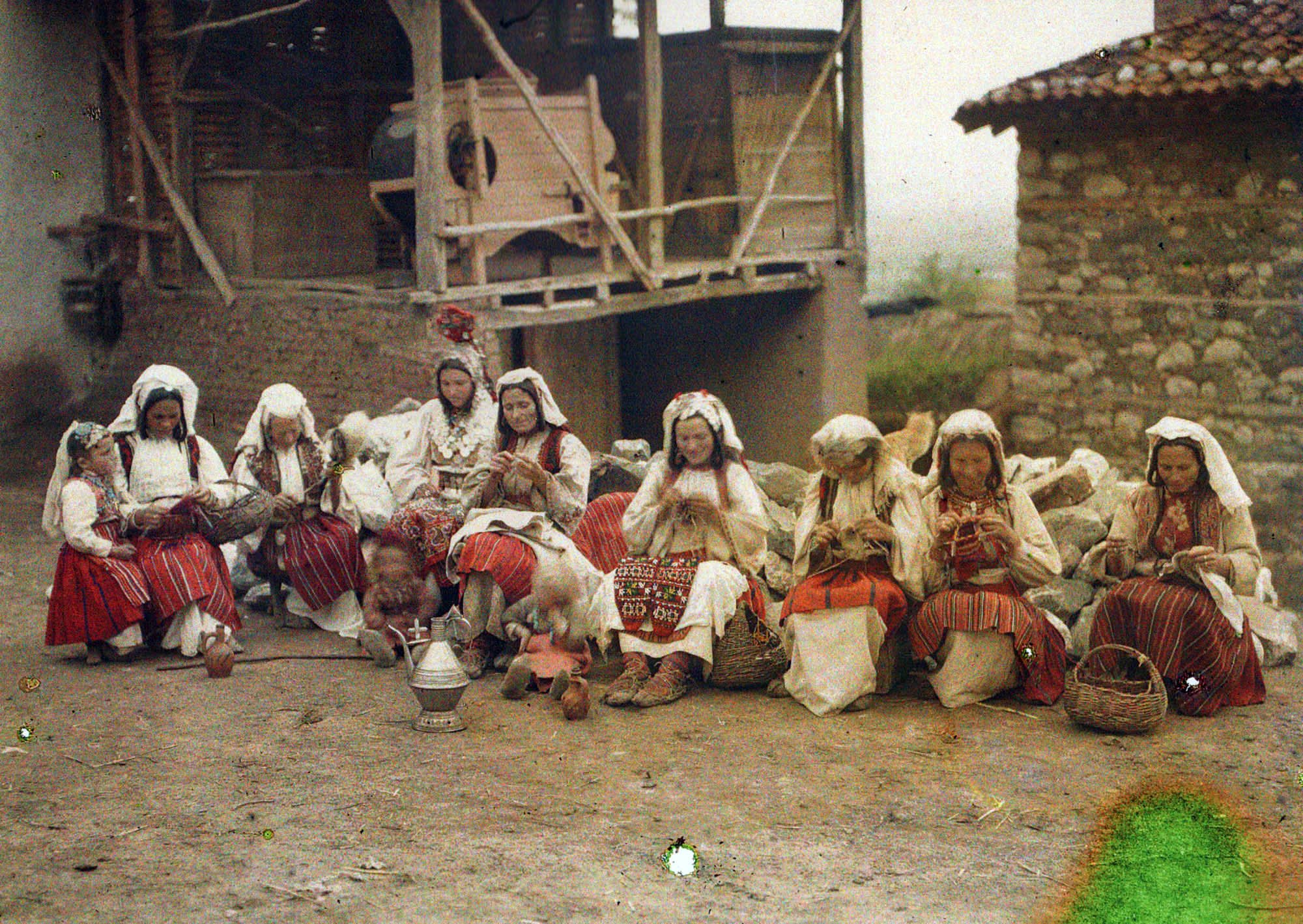
Сербки из окрестностей Призрена в праздничных костюмах, автохромная фотография Огюста Леона, 9 мая 1913

Традиционные наряды Косово и Метохии известны своим богатым стилем и орнаментом, для него характерен особый стиль вышивки, называемый серб. sr:косовски вез.
И мужской, и женский костюмы в зависимости от места отличаются незначительно, и то, скорее по крою. Мужская рубаха изготовлялась либо из конопляной ткани, либо из мелеза — ткани-смеси конопли и хлопка. Она вышивалась на вороте и концах рукавов, которые были изначально широкими и открытыми, но в начале XX века, согласно наблюдениям писателя Бранислава Нушича рукава стали узкими и застёгивающимися на манжеты. Поверх рубахи одевали елек, а уже поверх елека — копоран. Существовало два вида елека — один (серб. preklopnik) носился, застёгиваясь на ряд пуговиц посередине, а второй (серб. prsnik) предполагал ношение внахлёст. Также носили куртку-чепкен (серб. čepken) из красной шерсти и с откидными рукавами, имевшими больше декоративное, нежели практическое предназначение. Чепкен был наиболее украшенным предметом одежды. В холодную погоду носили суконную куртку-гуньче с длинными, иногда откидными рукавами. Шубара, шапка из овечей шерсти, в отличие от регионов к западу и югу от Косова, была не такой высокой. Исконно славянский мужской костюм, состоявший из предметов одежды преимущественно белого цвета и носившийся на селе, также испытал сильное влияние албанского костюма, для которого также характерен белый цвет. Например, головным убором служила белая тюбетейка-келеше (серб. terlema, plis, ćeča, алб. qeleshe), в холодную погоду обматывавшаяся белым или разноцветным шарфом (серб. bujušbage), во многих деревнях свисавшийся на плечи и украшавшийся бахромой; на ногах носили узкие белые штаны из сукна, украшенные чёрной шерстяной тесьмой в области швов, карманов и гульфика (хотя чаще носили штаны из тканей тёмных цветов); а верхней одеждой служила куртка с короткими подолом и рукавами (доходили до локтя) из сукна тёмных цветов (серб. jakče, ljurka). Заимствование деталей албанского костюма обуславливалось бо́льшей доступностью, и частично, формой культурного мимикрирования под албанцев-мусульман. Так, этнолог Атанасие Урошевич утверждает, что сербский и албанский мужские костюмы были практически идентичны вплоть до завоевания Косово и Метохии Сербии в 1912 году во время Первой Балканской войны. После же 1912 года в сербский мужской костюм начали проникать элементы шумадийского костюма, например, шайкача.
Однако женский сербский костюм в силу опасности нахождения во враждебном окружении, даже в сопровождении мужчин, практически не испытал никакого внешнего влияния и сохранил свои древние черты. Нушич зарактеризовал женский народный костюм Косова как самый красивый, аналогичного мнения придерживался этнограф Йован Цвиич. Косовские сербки носили замысловатые головные уборы, заплетали две косы в некое подобие окружности (серб. sapleci, supleci, sapletke), обрамляя таким образом уши и украшая цепочками из монет, закреплёнными с помощью шпилек. На голове носили белый прямоугольный платок с красной бахромой на одной стороны, притом таким образом, чтобы концы с бахромой располагался на лбу в виде прямоугольника, а два других свисали сзади. Незамужние девушки носили тепелук, украшавшийся монетами или бусинками. Как правила, тепелуки изготовлялись в городах. Передник был короткий и изготовлялся из тканей красного или бордового цвета. Поверх пояса и передника могли надевать металлическую, обычно золочёную, цепочку для того, чтобы она блестела и бренчала во время движений (например, танцев) декоративные функции. Женская рубаха украшалась обильной и сложной вышивкой из разноцветных нитей на вырезе, подоле и рукавах. Вышивку дополняли пайетки, кисточки и мелкие монеты. Елек, как правило тёмно-красным или бордовым (серб. kolsuz) или малиновым (серб. korpuz), однако Нушич пишет, что изредка были в употреблении и ярко-голубые елеки. В качестве верхней одежды женщины носили куртки-чурче (серб. ćurče), похожие на мужские люрки и кафтаны-доламы.
В то же время городской костюм испытал сильное турецкое влияние. Городские штаны были типа «потурлие», и опоясывались сначала одним и несколькими шерстяными кушаками и широким шёлковым поясом в вертикальную полоску поверх них, хлопковая или изготовленная из смеси хлопка и шёлка рубаха была присборена на манжетах, а елек украшался металлическими нитями. Поверх елека мог надеваться минтан (серб. mintan) — куртка с откидными рукавами и длиной до талии. На голове горожане (а селяне, за исключением зажиточных мужчин, по праздникам) носили фески, чаще всего вишнёвого и бордового цвета (дабы отличаться от турок, носивших ярко-красные фески). На ногах носили синие носки и сыромятные опанки с верхом из кожаных лент, а во время особых случаев состоятельные горожане и селяне носили дублёные туфли кондуре (серб. kondure). Жительницы Призрена и окрестностей носили головной убор под названием «челенка» с сетью из бисеров и металлических украшений.

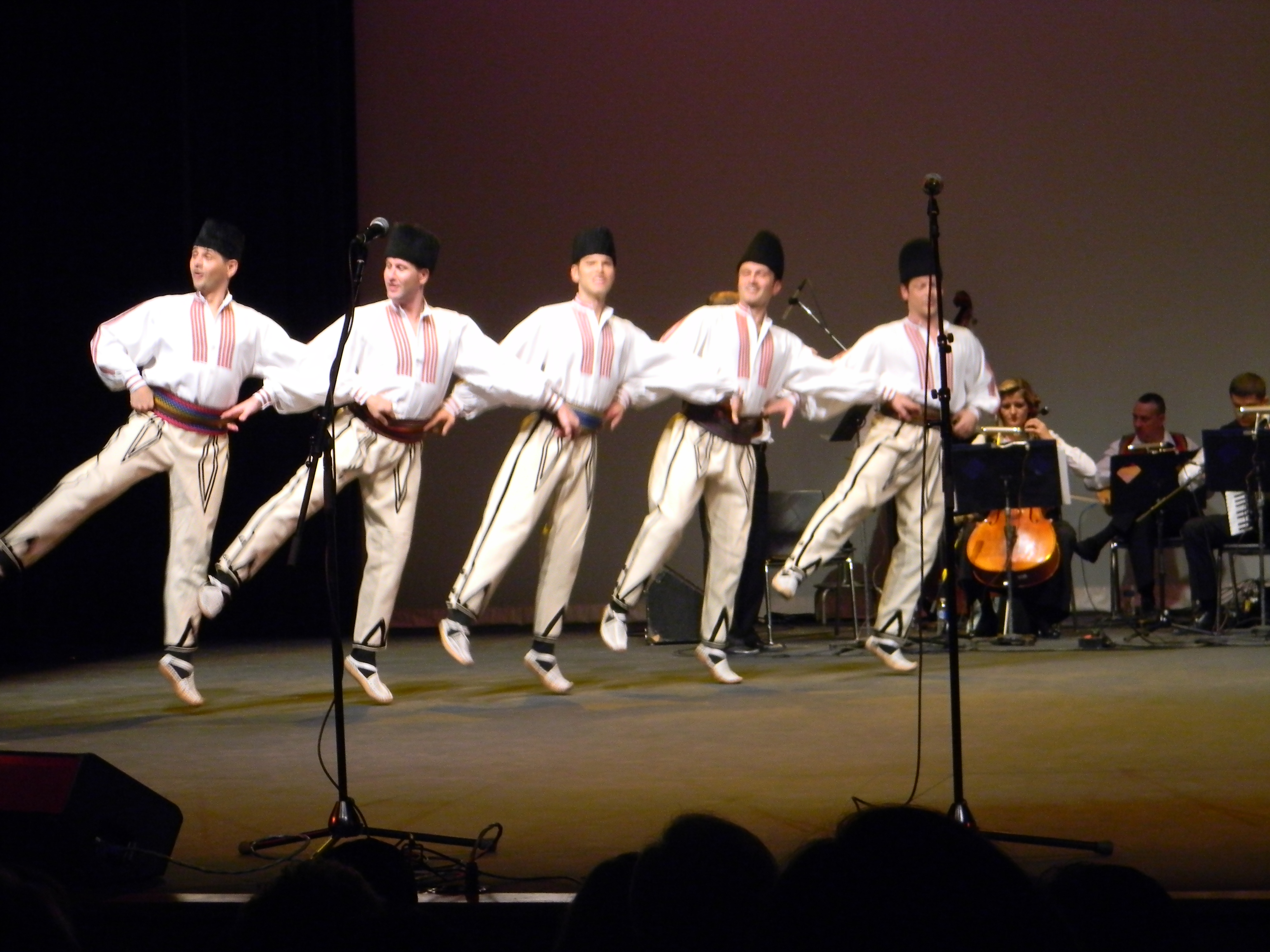
Народные танцы из Гнилане в исполнении ансамбля «Коло», 2011 год.
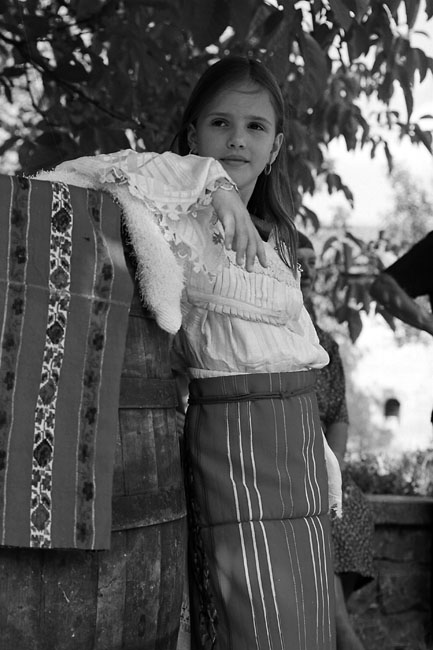
Народный костюм Метохии
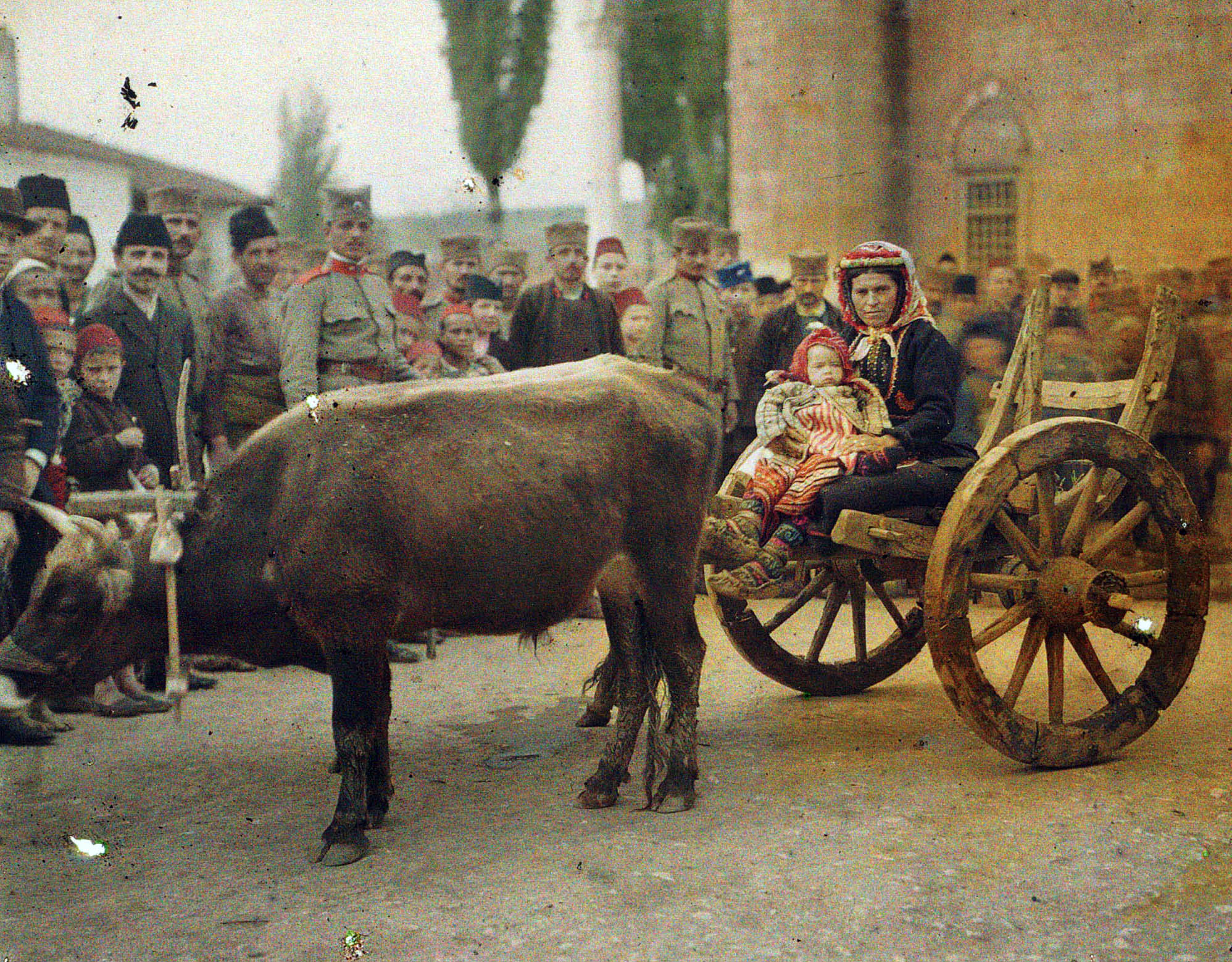
Крестьяне и солдаты в Приштине, автохромная фотография Огюста Леона, 1913 год.
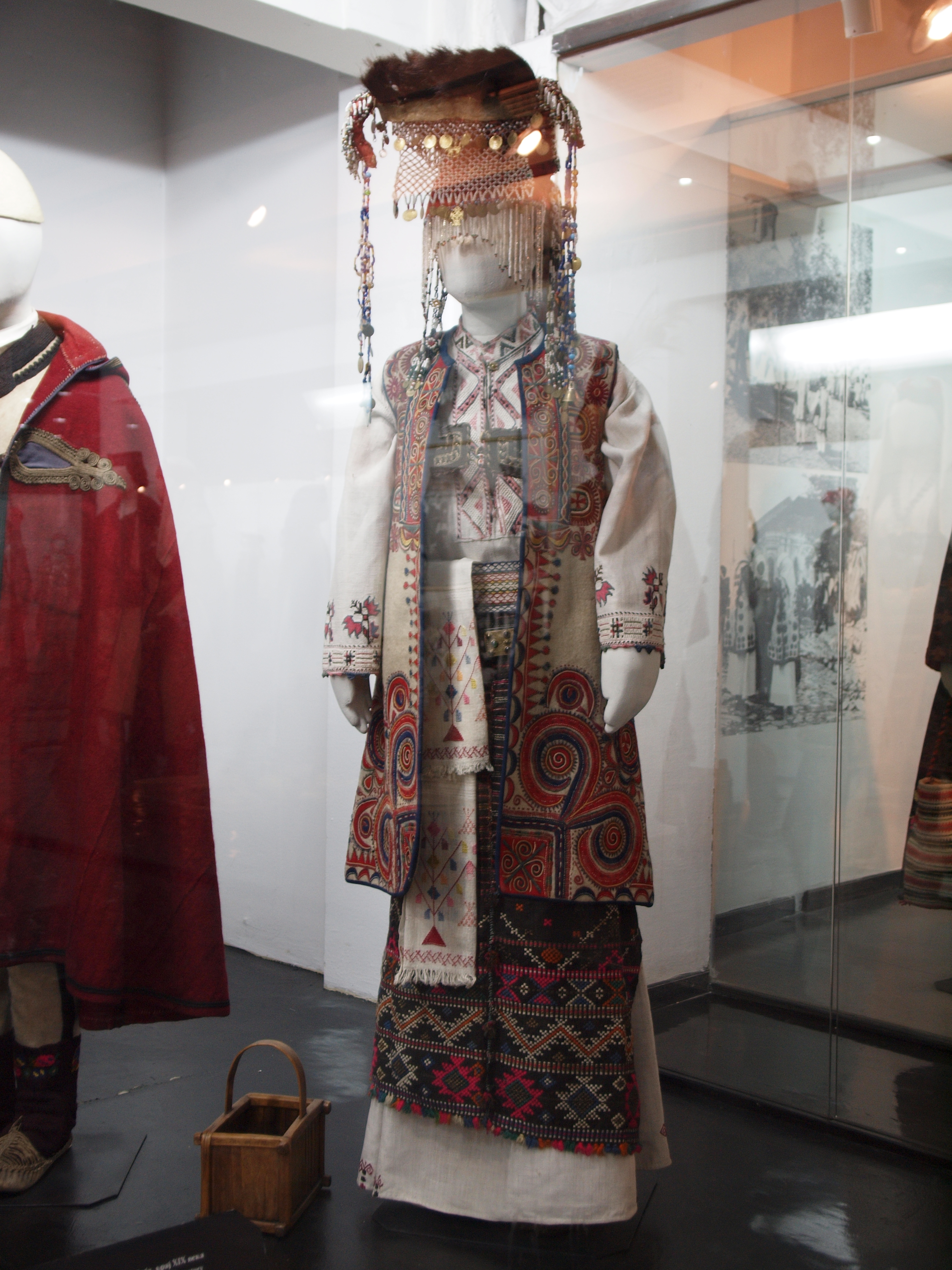
Наряд невесты, окрестности Призрена
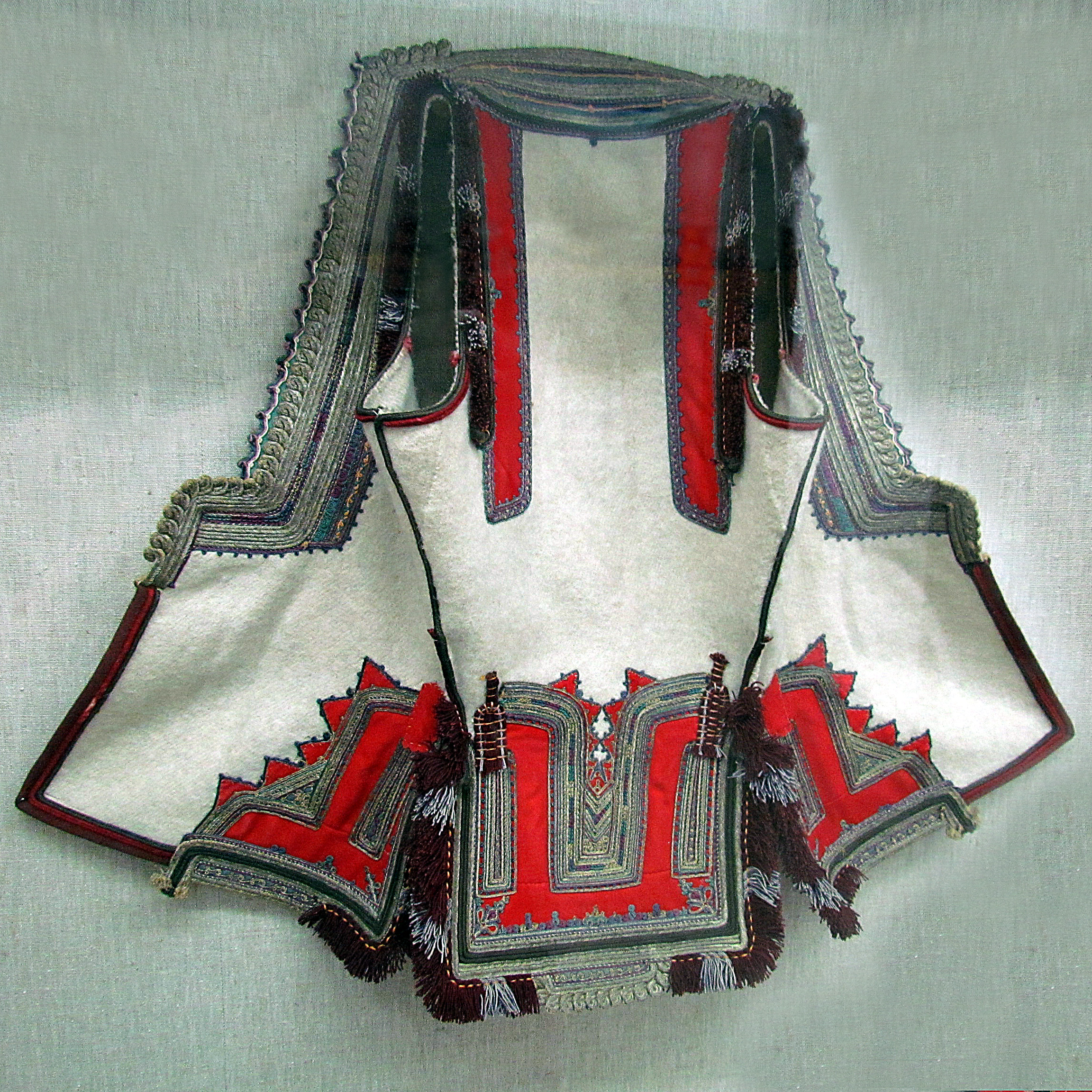
Зубун из Косова и Метохии
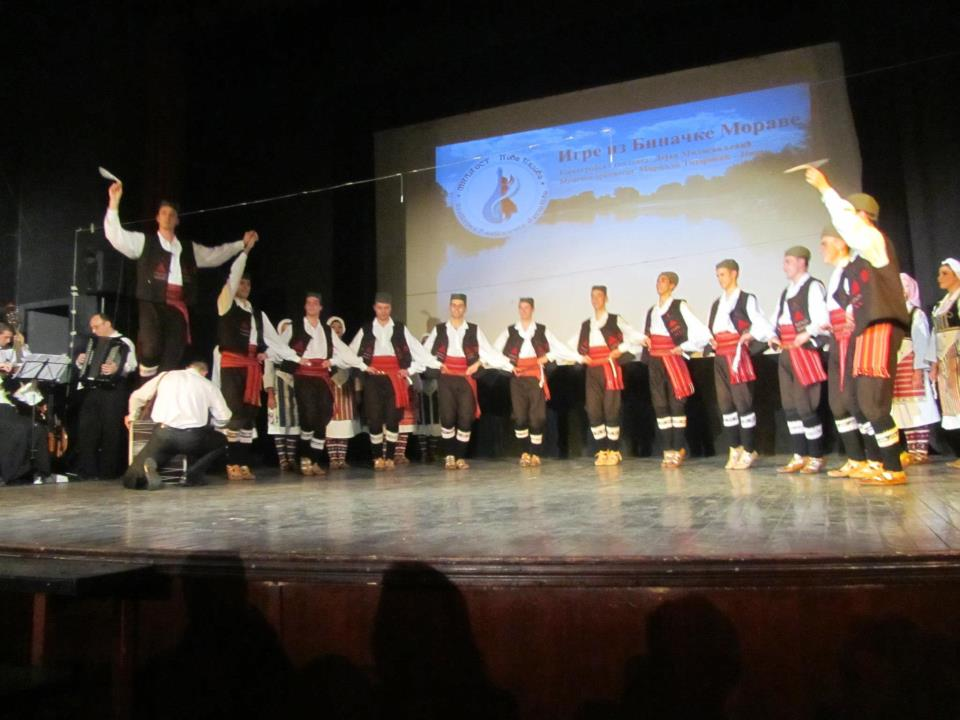
Костюм из долины реки Бинач в Косовском Поморавье
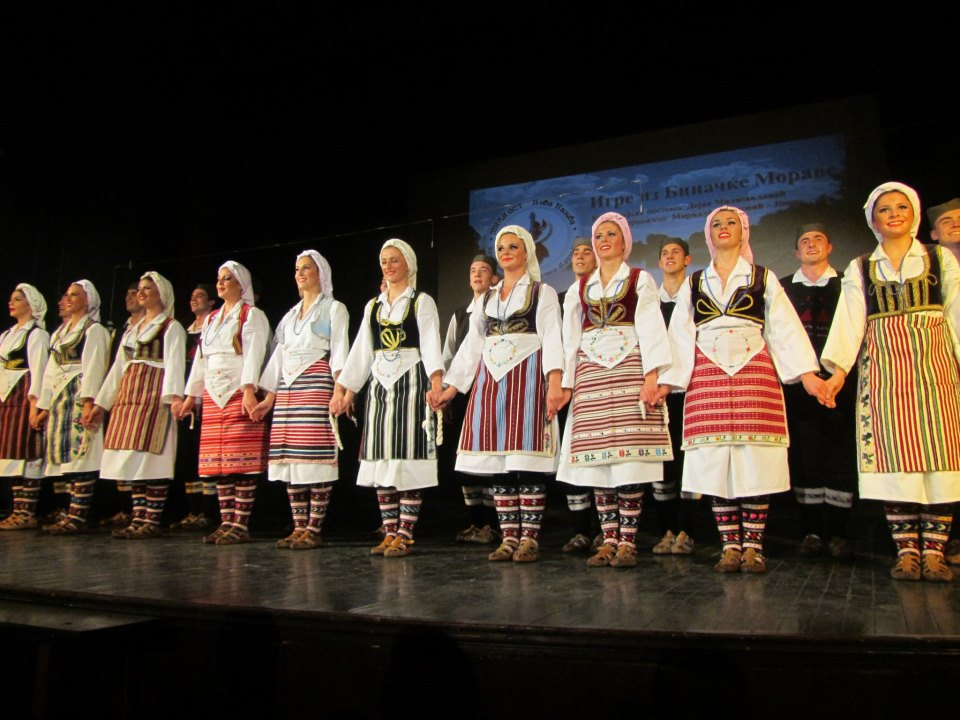
То же самое
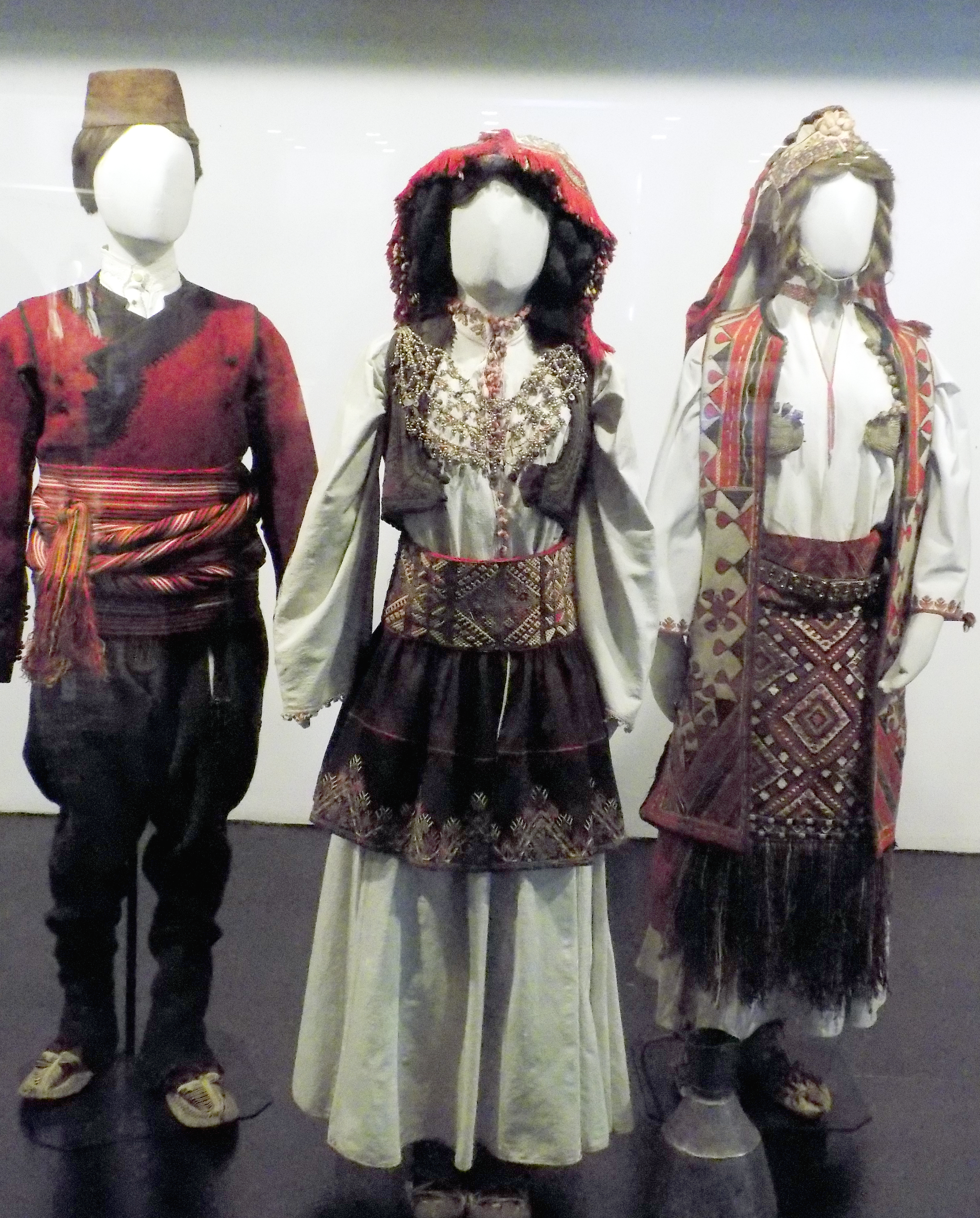
Костюмы из Косово: мужской городской, женский из Косово-Поля и женский из окрестностей Печа, из собрания Белградского этнографического музея
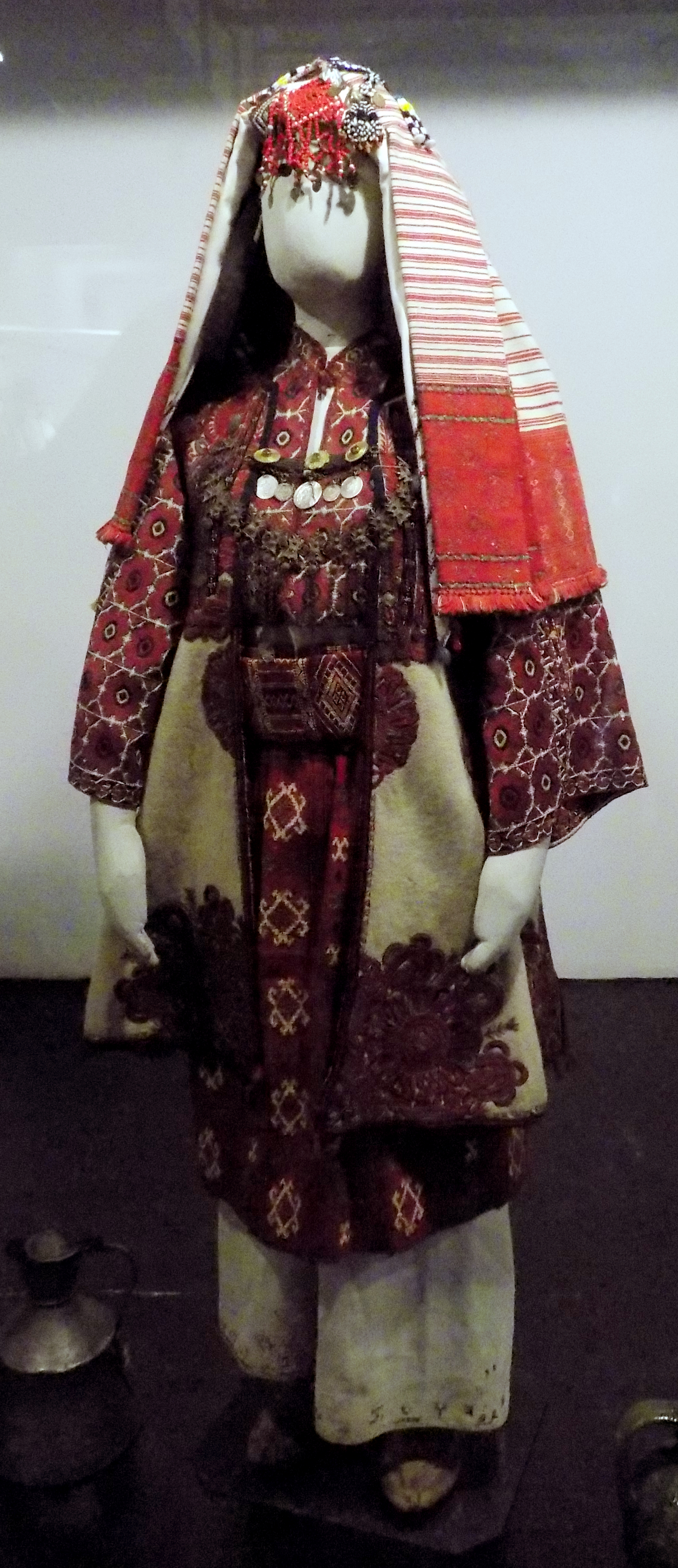
Женский костюм Метохии, из собрания Белградского этнографического музея
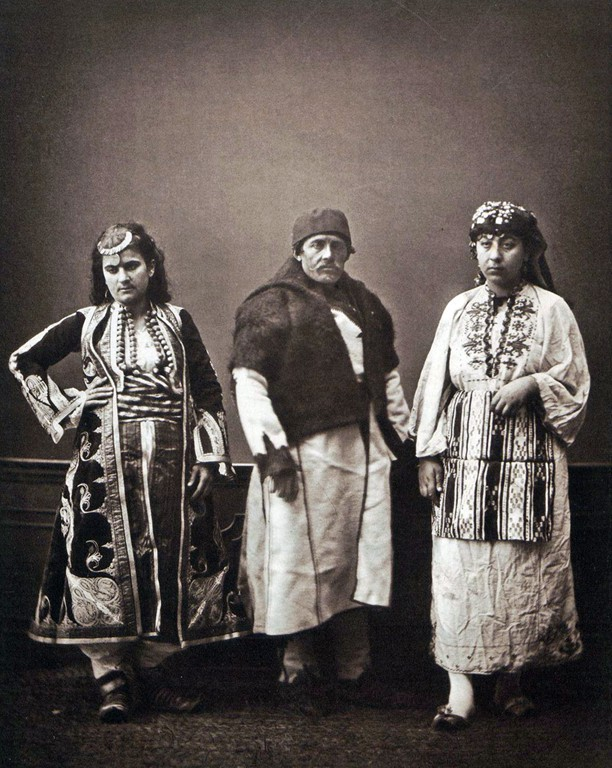
Слева направо: мусульманка из Призрена и крестьянин из его окрестностей, болгарка из села Горни-Матеевац под Нишем, 1873 г.
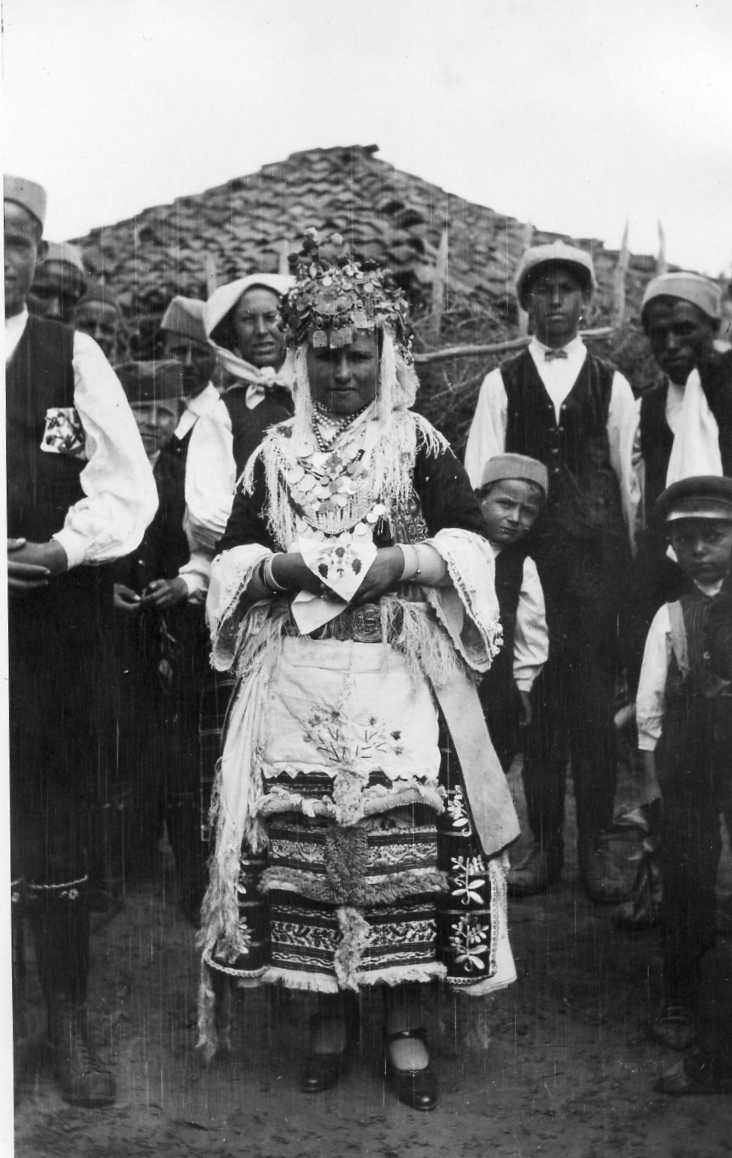
Жители Косово-Поля, 1930-е гг.
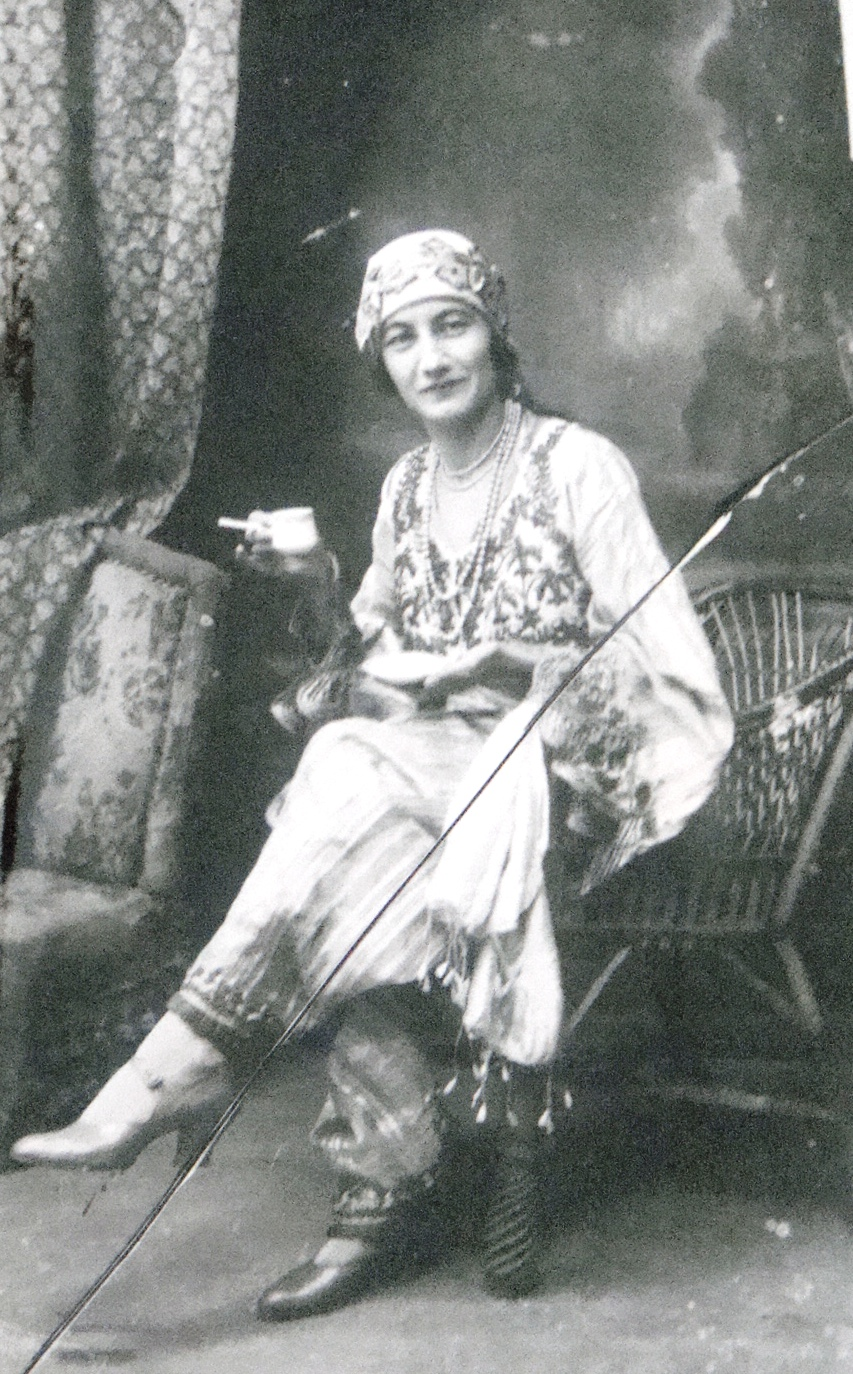
Девушка в народном костюме Призрена, 1920-1930-е гг.
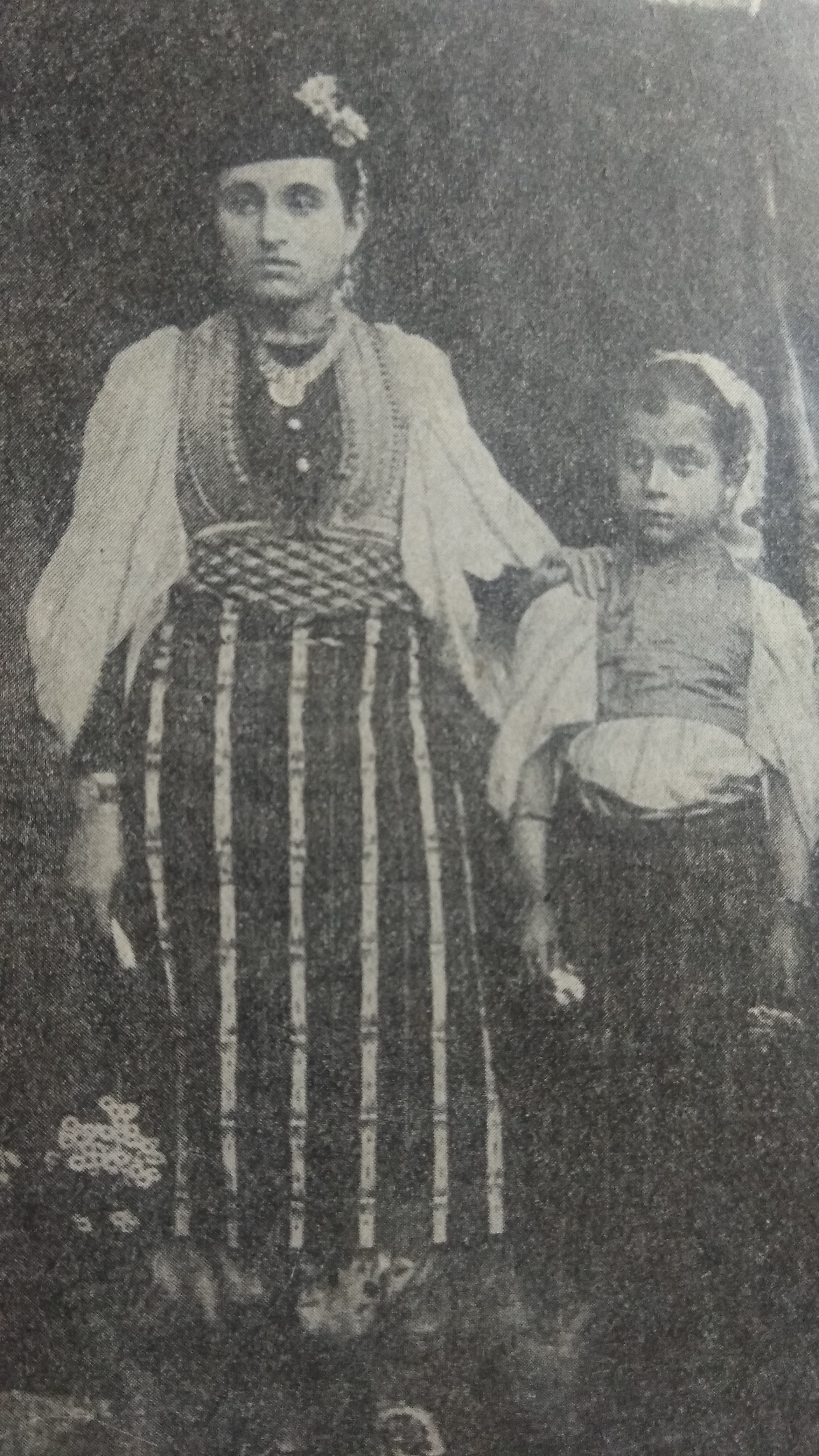
Женщина и её дочь из Приштины в народных костюмах, 1912 г.
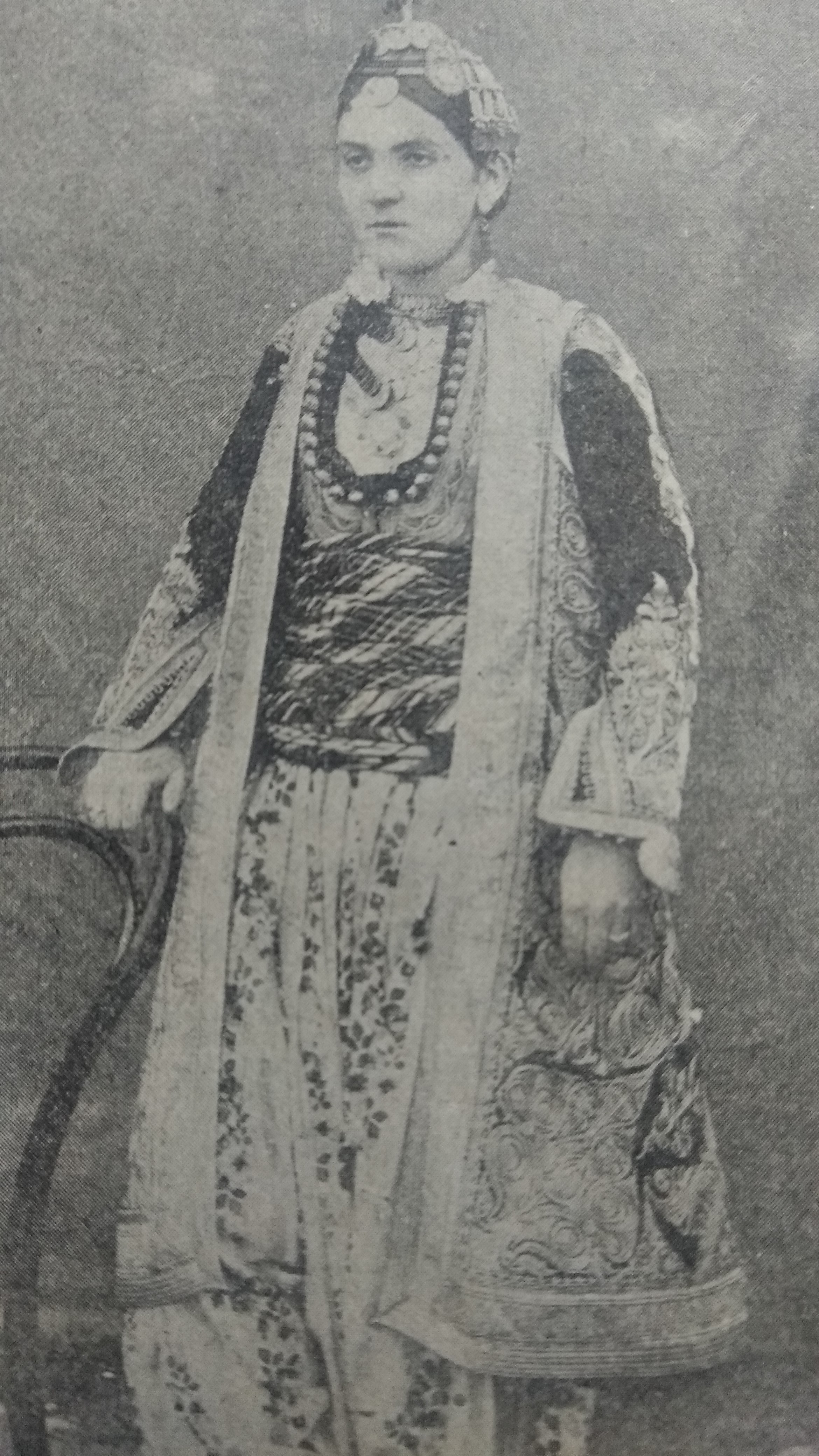
Жительница Призрена в народном костюме, 1910 г.
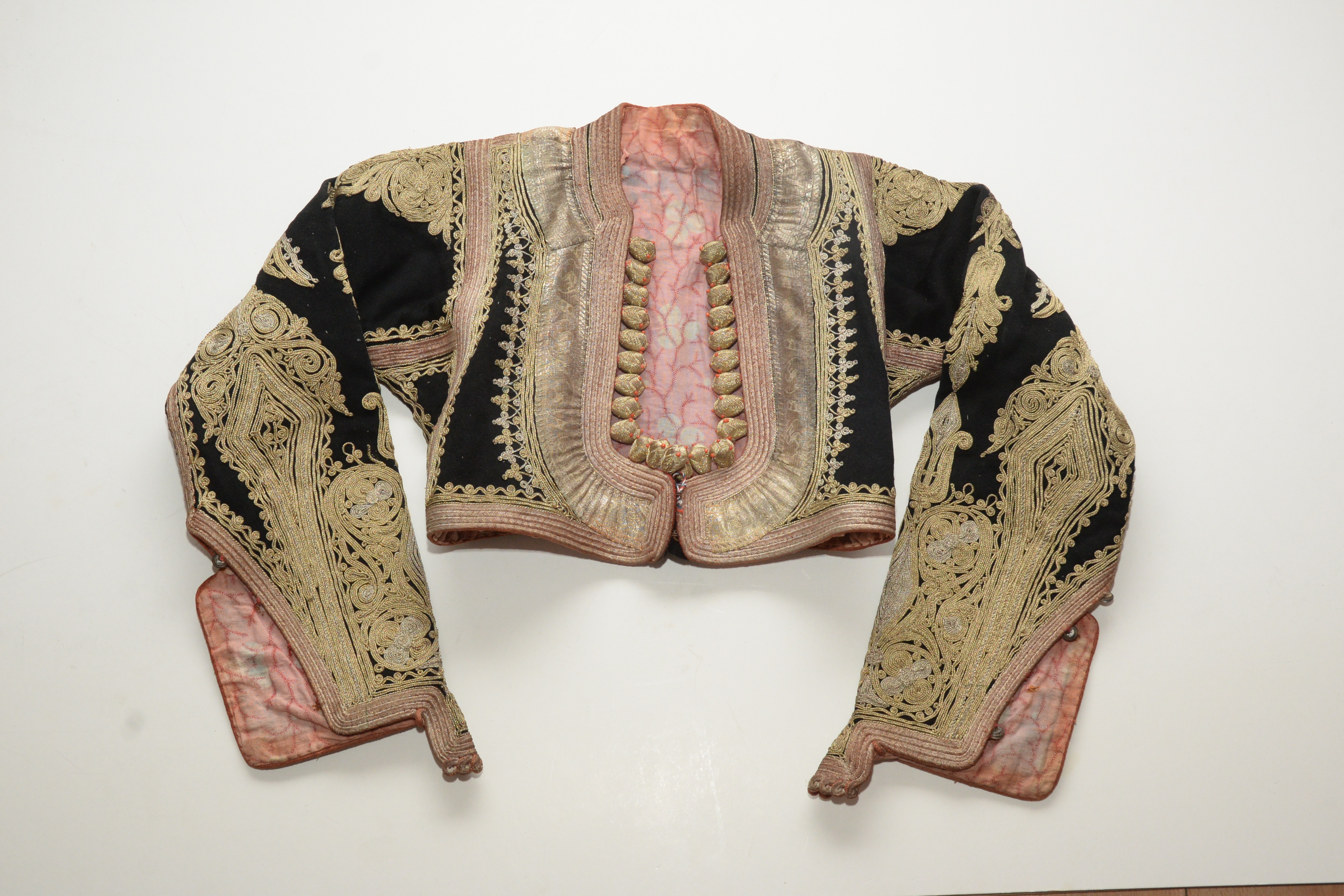
Минтан и з Косово, музей в Горни-Милановаце
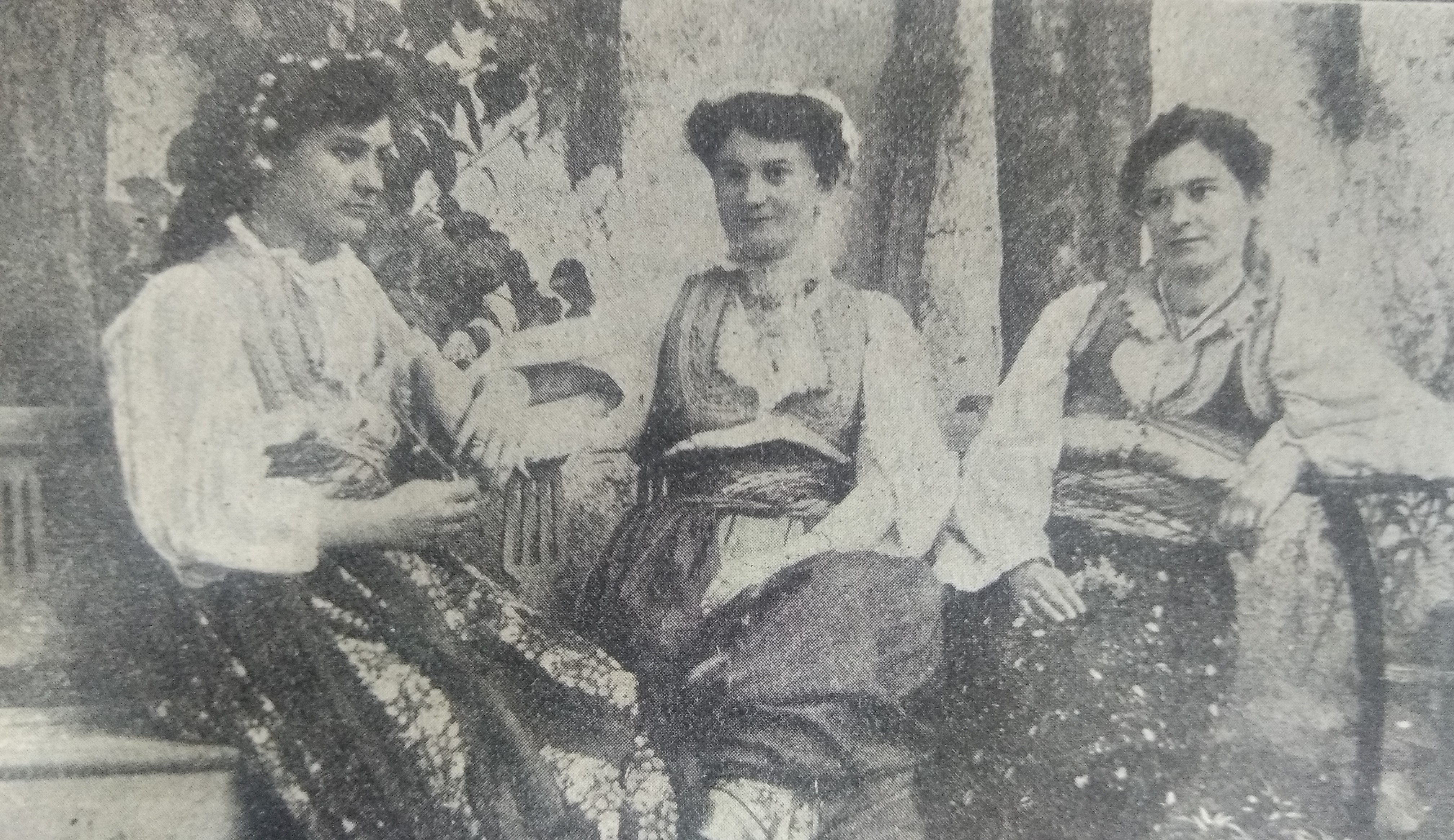
Девушки из Гнилане в народных костюмах, 1911 г.
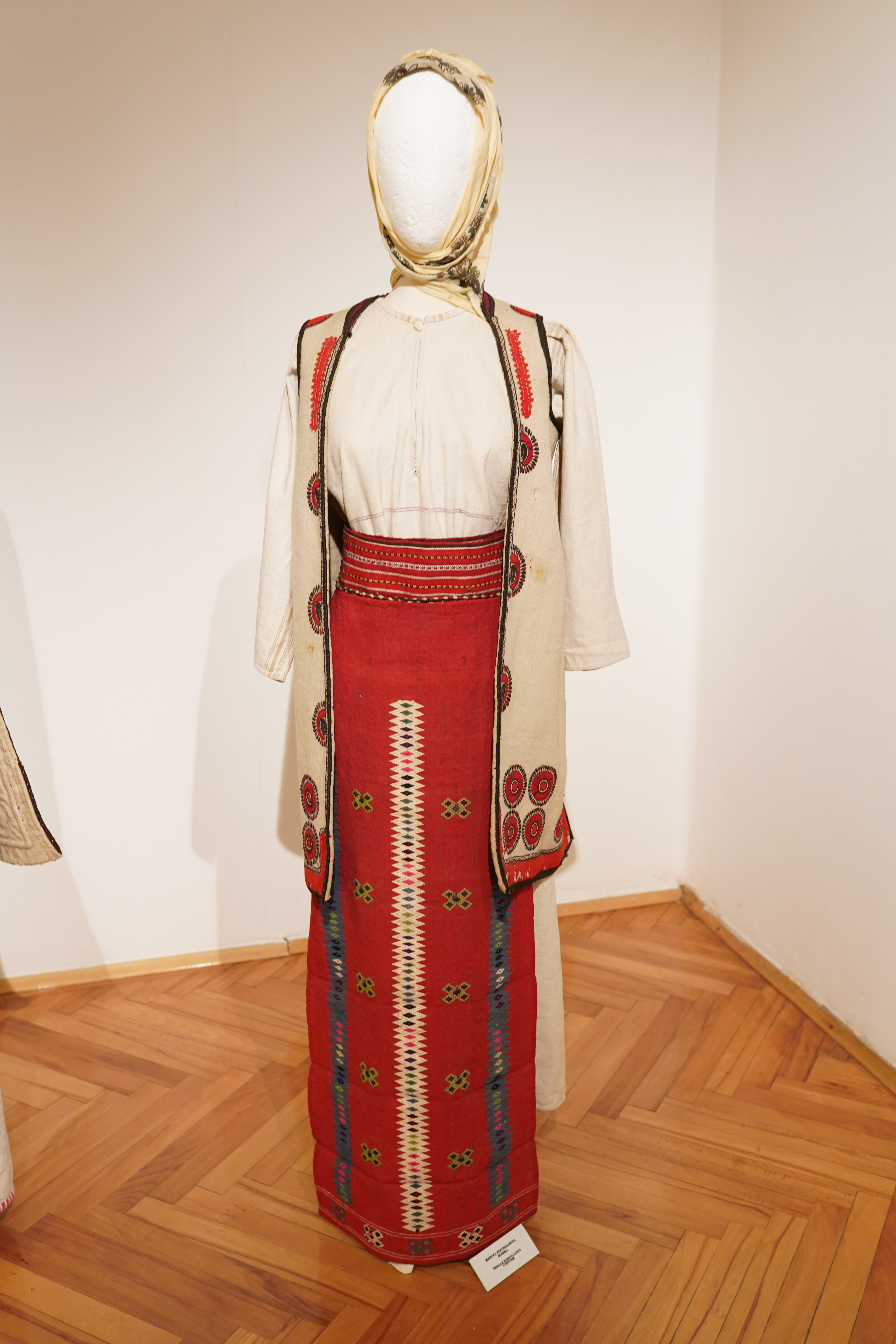
Женский костюм из Косово, XIX век, экспонат заечарского музея.
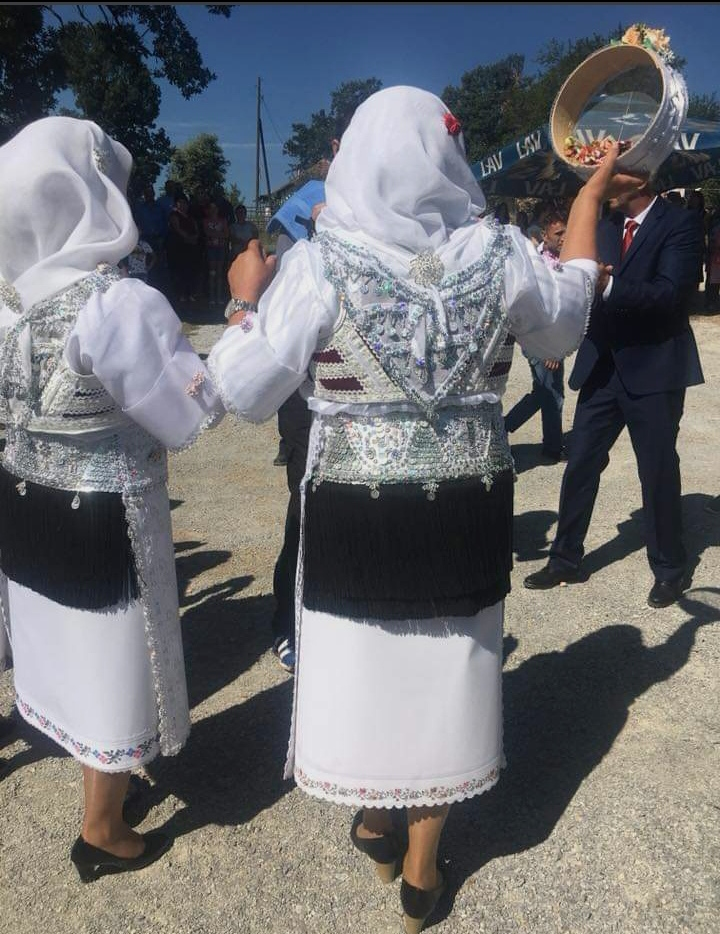
Женский народный костюм города Косовска-Каменица

### Босния и Герцеговина

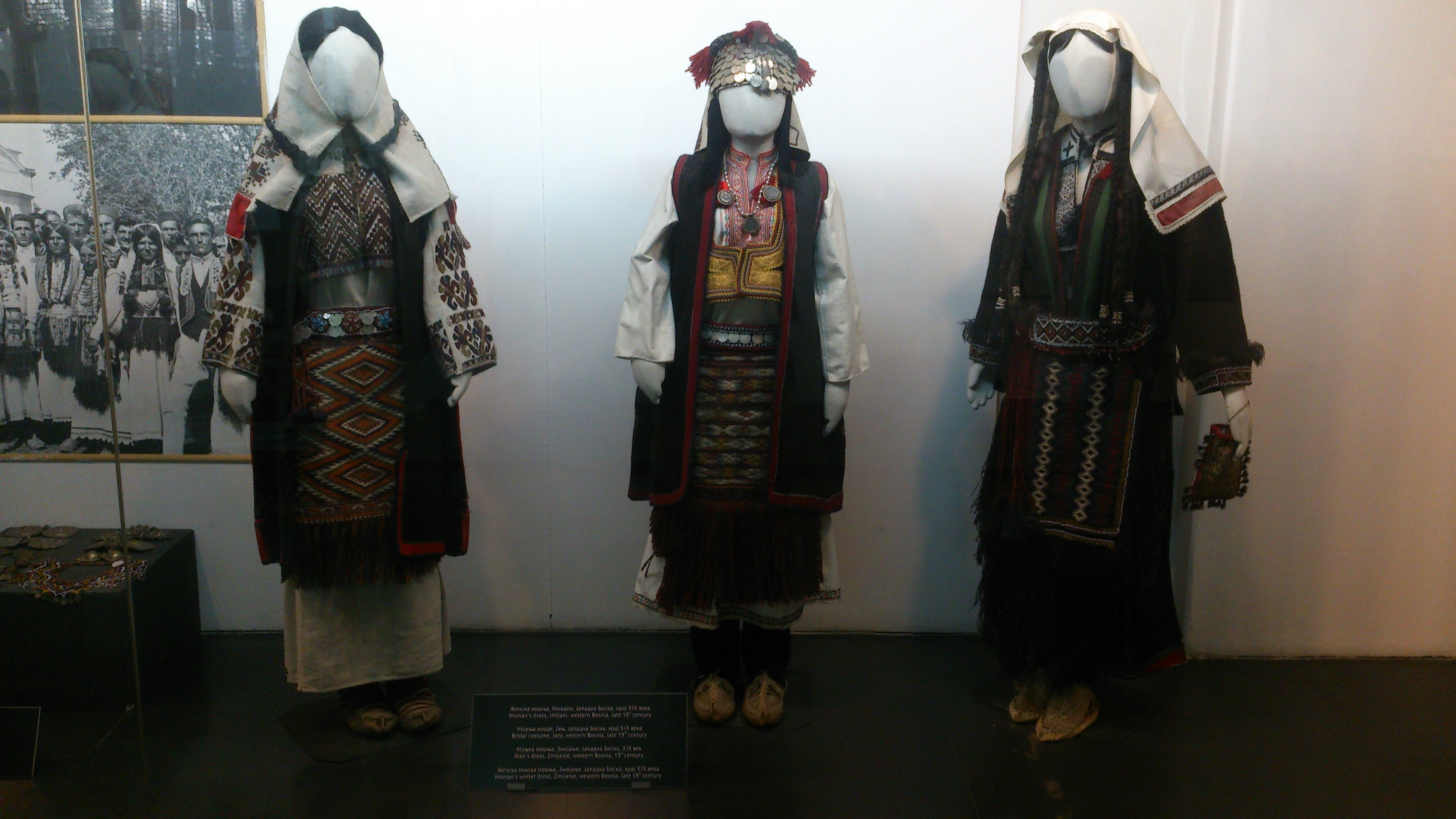
Женские костюмы из Западной Боснии. Экспозиция Белградского этнографического музея

Костюм боснийских сербов находится в динарской (большая часть БиГ) и паннонской зонах (север страны — исторический регион Посавина). В целом из-за более длительного турецкого владычества и влияния ислама для костюма, особенно в городах, и частично, крупных сёлах и деревнях характерно сильное ближневосточное влияние. Костюмы сербов и католиков-хорватов имеют по отношению друг к другу небольшие отличия, но в то же время разительно отличаются от костюмов бошняков-мусульман. Верно и обратное: костюмы мусульман в зависимости от региона отличаются незначительно, в то время как костюмы сербов и хорватов сильно дифференцированы. Османское законодательство на нормативном уровне предписывало христианам (как и католикам, так и православным) носить одежду, немного отличающуюся от мусульманской; так, в законе от 1777 года христиане были обязаны носить пурпурную или чёрно-синюю джоку, чёрные сапоги или постолы, весь остальной костюм должен был быть чёрным. Однако на практике христиане не всегда соблюдали эти законы, за что приводились к ответственности.
В целом национальный костюм боснийских сербов менялся несколько раз не только из-за миграции населения, но и под влиянием экономических, социальных и политических обстоятельств. В период с Первой мировой войны до наших дней костюм менялся трижды.
Костюмы Герцеговины подразделяются на два типа: костюм восточной, горной части этой области (серб. brdske nošnje), и костюм Захумья (серб. umska, humska nonja) — западной и центральной равнинной части области. Костюм горцев-герцеговинцев в целом схож с черногорским костюмом (кроме того, женские рубахи горского костюма более украшены вышивкой, нежели хумские; передники украшены геометрическим или цветочным узором), его примерами могут послужить костюмы из окрестностей Требине, Фочи и Чайниче. Примерами захумских костюмов, для которых характерно использование некрашеной, белой шерсти, а также маленькие (или длинные, но узкие) передники, являются костюмы из окрестностей Мостара, Коньица, Стоца, Любине и Любушек. Для обоих типов костюма характерна бьелача (серб. bjelača) — длинное платье, изготовлявшееся из сукна и носившееся в холодную погоду. В Захумье бьелача была белого цвета и носилась как и замжуние женщины, так и девушки, в то время как в горной Герцеговине бьелача была атрибутом гардероба незамужних девушек, а замужние вместо бьелачи носили тёмно-синее или чёрное платье схожего фасона.
В Гласинце и Романии (горные массивы к востоку от Сараево) носили следующий костюм: у мужчин — чёрные штаны-пеленгире до колен, изготовленные из сукна, белая рубаха с широкими рукавами, украшенная кружевом, безрукавка-джемадан красного или блёклых цветов, которая носилась в холодную погоду поверх рубахи, чёрный, вышитый на груди гунь, копоран, антерия, гамаши-тозлуци, красный плащ-кабаница (в том числе и с капюшоном), окантованный чёрными нитями, шерстяной пояс (до середины XIX века было принято носить только белый пояс, затем стали носить красный, а после оккупации Боснии в 1878 году Австро-Венгрией проникли и сербские тканицы) и шубары с фесками, на которые оборачивалась чалма в качестве головных уборов; а у женщин — длинная белая рубаха, шерстяной передник в красную полоску и с бахромой внизу, шаровары, тонкий пояс, антерия, безрукавка-чурдия и жакет-кубурия, которые были синего цвета, украшались вышивкой и оторачивались мехами, на голове носили белый или чёрный плат-покрывало.
В Посавине (по правому берега реки Сава и нижнем течении реки Уна) мужчины носили рубаху навыпуск (часть рубахи под поясом плиссировалась) и длинные штаны белого цвета (во времена османского владычества во многих местах были распространены чакшире белого и чёрного цвета, впоследствии их вытеснили брюки из фабричных тканей), поверх рубахи надевался копоран, а в прохладную погоду — безрукавка-фермен поверх копорана. Зимой носили гунь с рукавами до колена. Праздничный гунь украшался чёрными шнурами. Опоясывались широким кушаком, поверх которого носили кожаный ремень. Головным убором служила феска, поверх которой пожилые люди наматывали чалму; впоследствии их вытеснили шляпы и шайкачи летом и шубары зимой. Через плечо носилась сумка-шарпель (серб. šarpelj) из телячьей кожи, изготавливашаяся городскими кожевенниками и красившаяся в красный или чёрный цвет. После вхождения в состав Югославии мужской костюм испытал сильное шумадийское влияние, а после Второй Мировой войны довольно быстро исчез, будучи вытесненным городской одеждой. Женский посавский сербский костюм незначительно отличался от костюма хорваток: различия в основном касались техники, кроя и вышивки. Основным элементом была рубаха до щиколоток (изготовлялась из льна, конопли, а позднее из хлопка), которая перевязывалась узким поясом, и на которую надевались суконная юбка, украшавшаяся вышивкой из красной тесьмы с вкраплением шёлка (впоследствии вышла из употребления); фартук (незамужние носили фартук из городских/фабричных материалов, например, шёлка; а замужние носили два домотканых фартука — спереди и сзади, один конец переднего фартука загибался и крепился к поясу, задний фартук был длиннее и шире переднего); елек и ечерма, украшенные тесьмой; и суконную куртку-гуньич, украшенную вышивкой и тесьмой. Незамужние девушки покрывали голову косынкой, а замужние — убрус, украшенный на концах разноцветной вышивкой. В холодное время года на убрус накидывался квадратный белый кусок ткани. Убрус в разных местах мог носиться по разному: в одних местах он носился поверх косы, собранной на затылке в виде венка, а а, например, в окрестностях Дервенты закрылки убруса заворачивали назад по диагонали и закрепляли шпильками, в результате образуя нечто вроде двух конусов. Незамужние девушки из обеспеченных семей украшались подвесками из монет (из больших монет на шее, и из маленьких на лбу). Женский костюм сохранялся до конца XX века, и возможно, сохраняется даже сейчас. Обувью служили опанки, а позднее — и туфли, многие мужчины носили дома местве.
Костюм Семберии представляет собой симбиоз динарского и паннонского типов народного костюма. Всего классифицируется три периода народного костюма Семберии: до Первой Мировой войны, интербеллум, и период после Второй Мировой войны, когда костюм уже выходил из употребления. До Первой Мировой войны мужчины носили длинную рубаху, широкие штаны, опоясывавшиеся кушаком и кожаным ремнём поверх него, гунь, на ногах — опанки с гамашами, а на голове — феску с чалмой и шубару. Женщины носили широкие и длинные рубахи с подвёрнутыми руками и без передников, верхние шерстяные платья и домотканый плат в качестве головного убора. В период после вступления в Югославию и до Второй Мировой войны на мужской костюм оказывается сильное влияние народного костюма Шумадии: заимствуются копоран, фермен и узкие штаны. Летом (а бедняки — и зимой) в межвоенный период продолжали носить рубаху навыпуск и широкие штаны. У женщин появляется фартук-передник (сначала домотканые шерстяные, а затем из покупных материалов) и безрукавка в качестве верхней одежды, а рубаха укорачивается. К настоящему времени народный костюм носится пожилыми людьми на праздниках
В Кралевой-Сутьеске (община Какань, ФБиГ) носили исключительно чёрные опанки, а в сёлах Герцеговины для верхней части использовали цветные нити, получалось нарядно, и у каждого села была своя комбинация цветов. Существовали особые охотничьи опанки: на подошве оставляли волос, чтобы охотник мог перемещаться бесшумно.

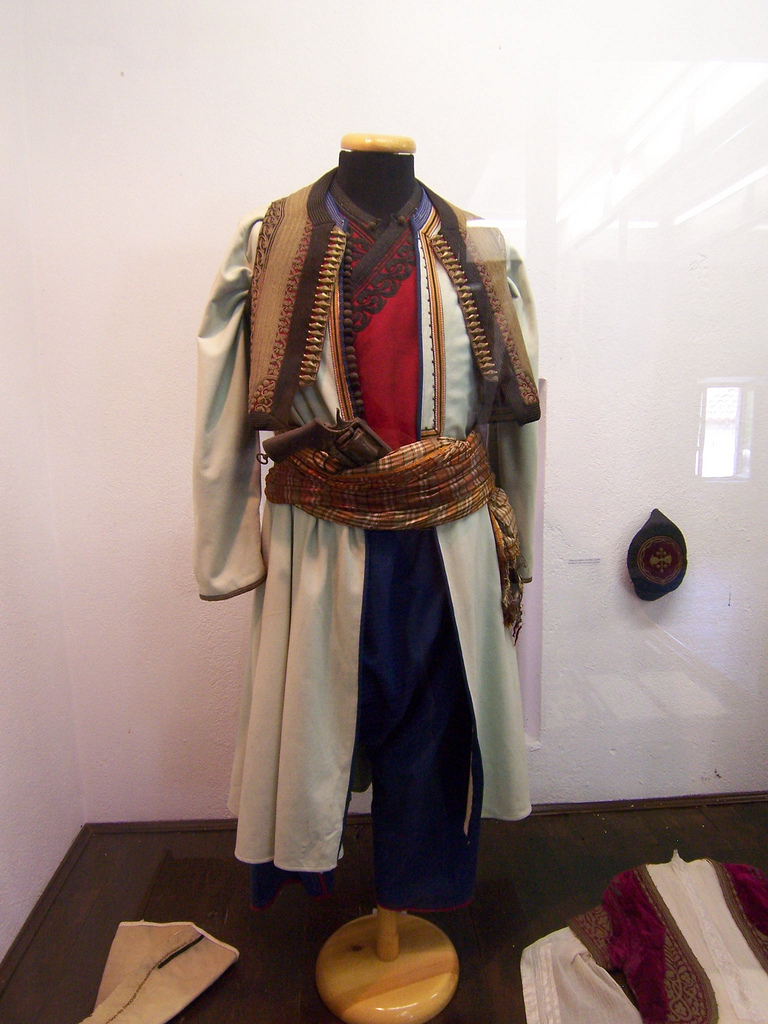
Мужской народный костюм из Черногории и Герцеговины
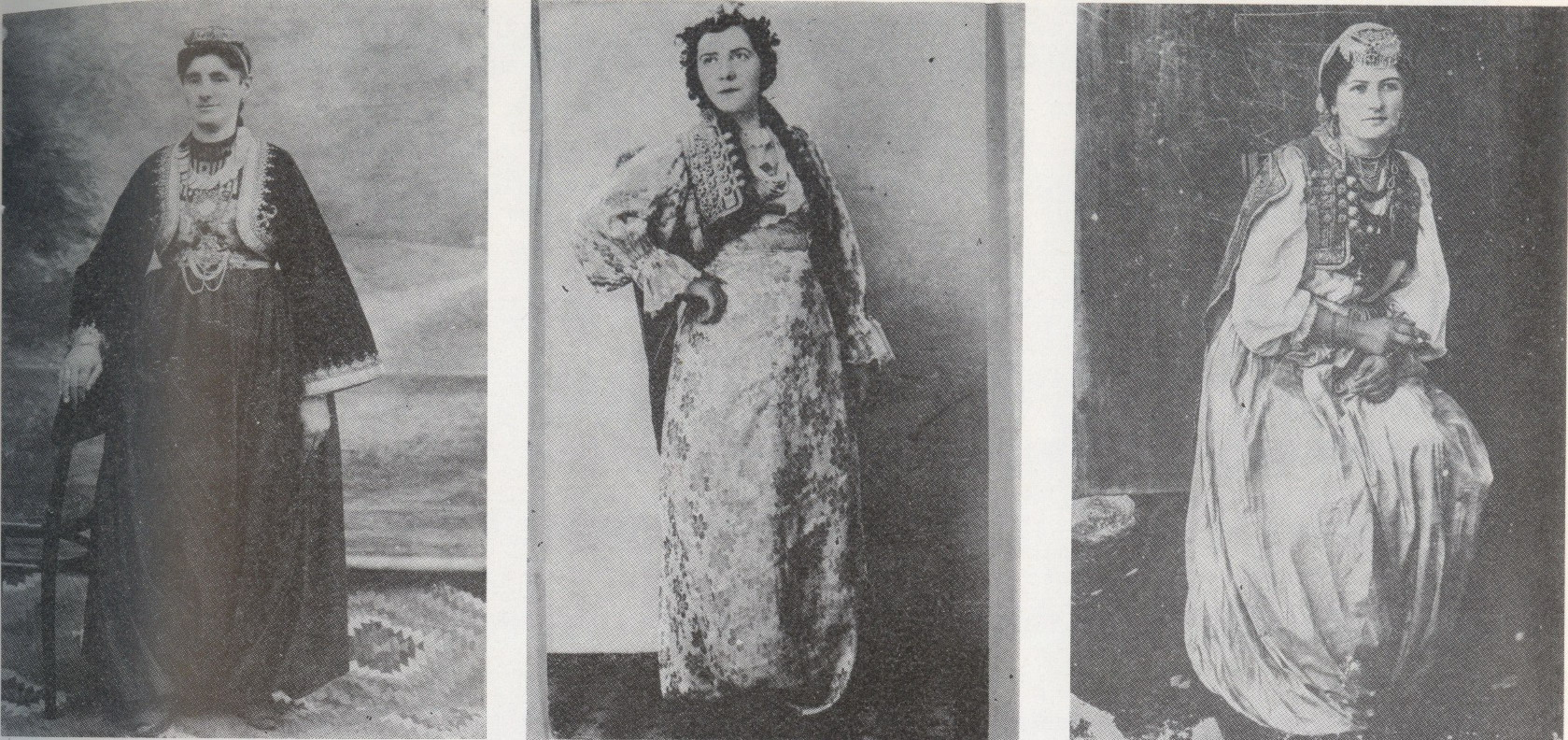
Городской женский костюм, Баня-Лука, XIX век
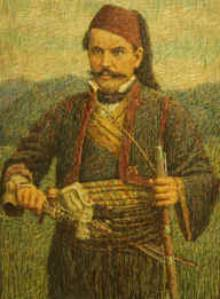
Гайдук Петар Попович Пеция
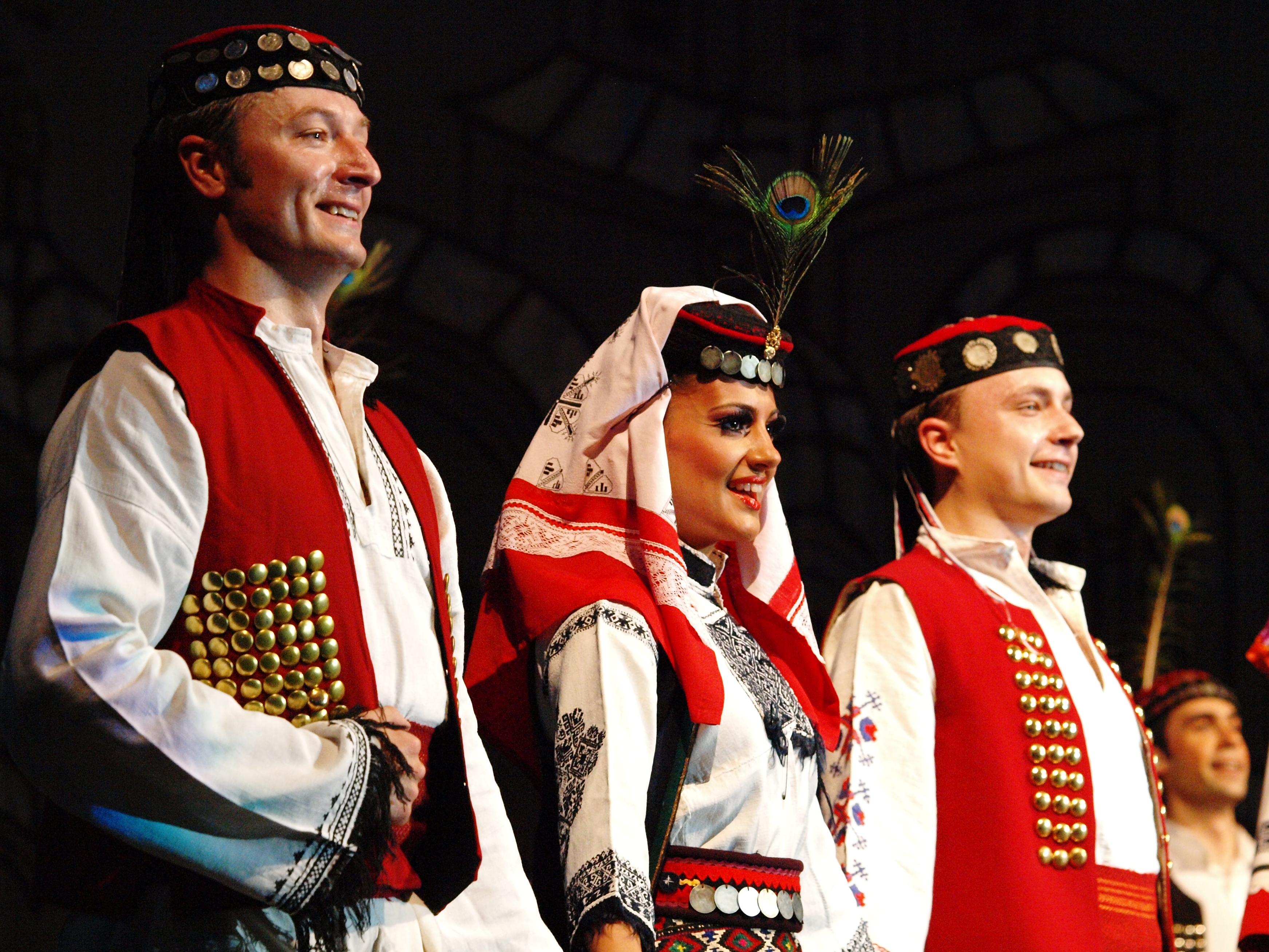
Танцоры ансамбля «Коло» в сербском костюме из Подгрмеча (Босанская Краина, Республика Сербия)
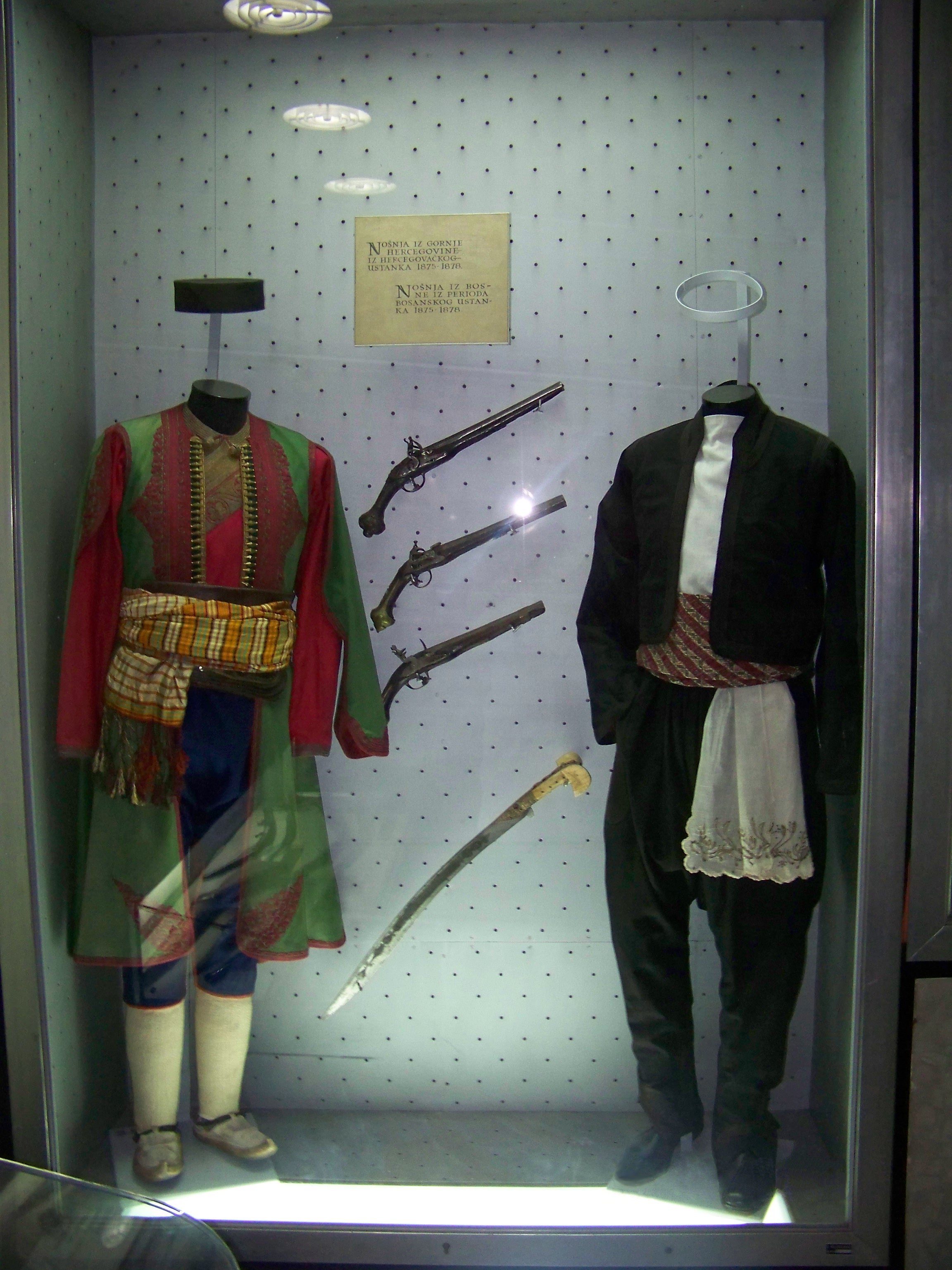
Слева — герцеговинский народный костюм, справа — городской костюм примерно 1875 года.
Участники фестиваля «sr:Јањски вишебој» (проходит в Строице, община Шипово, Республика Сербская) в народных костюмах рядом со священником.
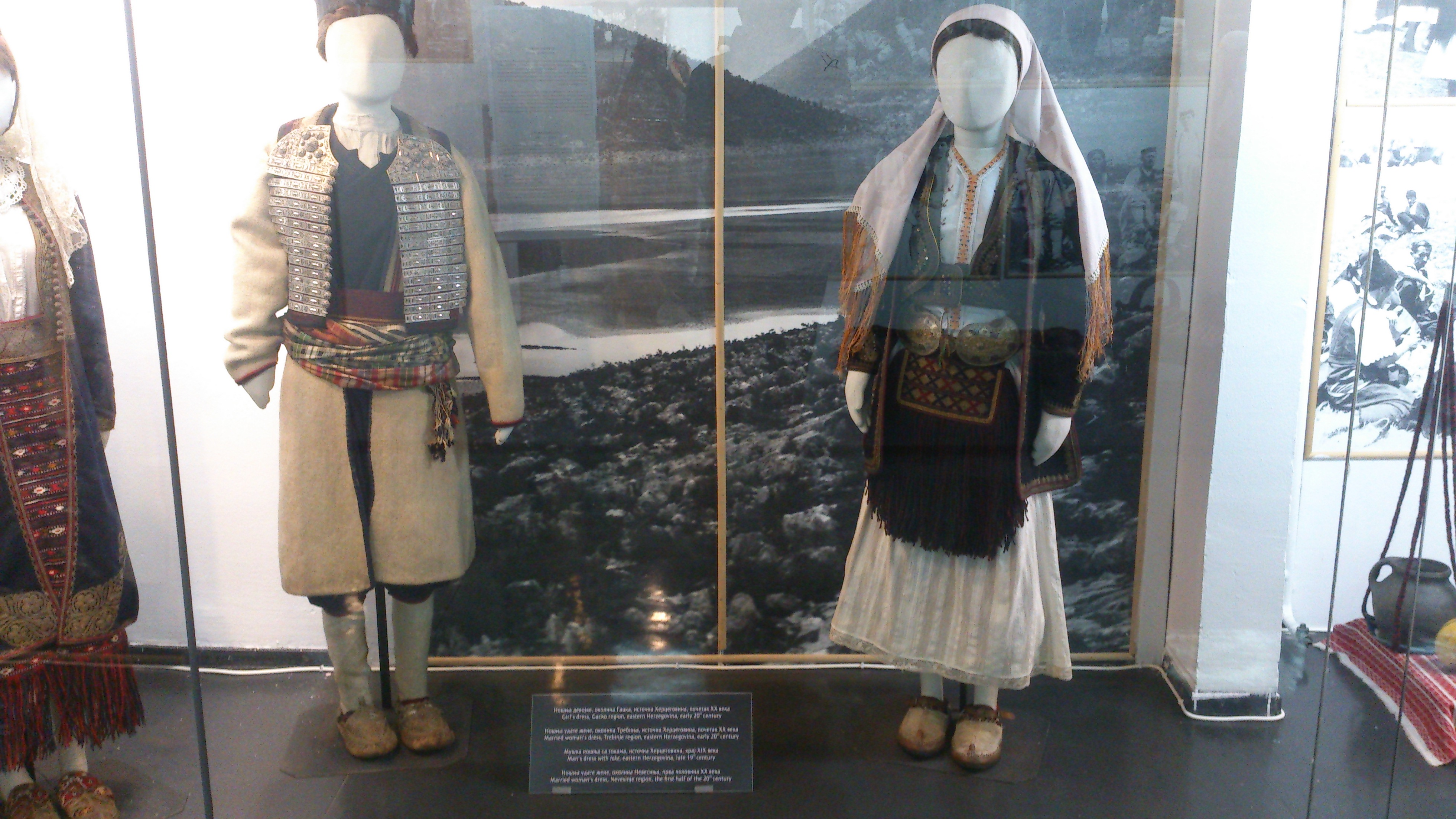
Костюмы из Гацко и Требине (Герцеговина), экспозиция Белградского этнографического музея
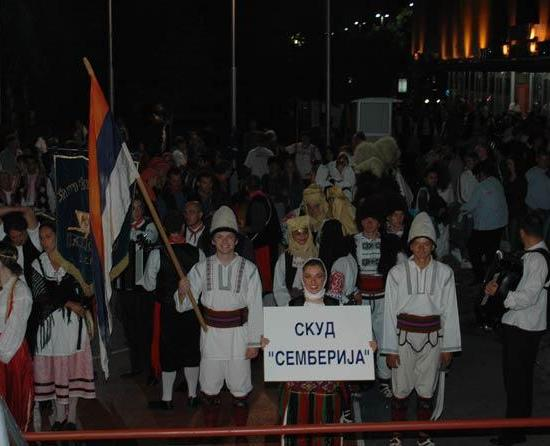
Ансамбль народной музыки из Биелины (Семберия, северо-запад Боснии), 2006 год
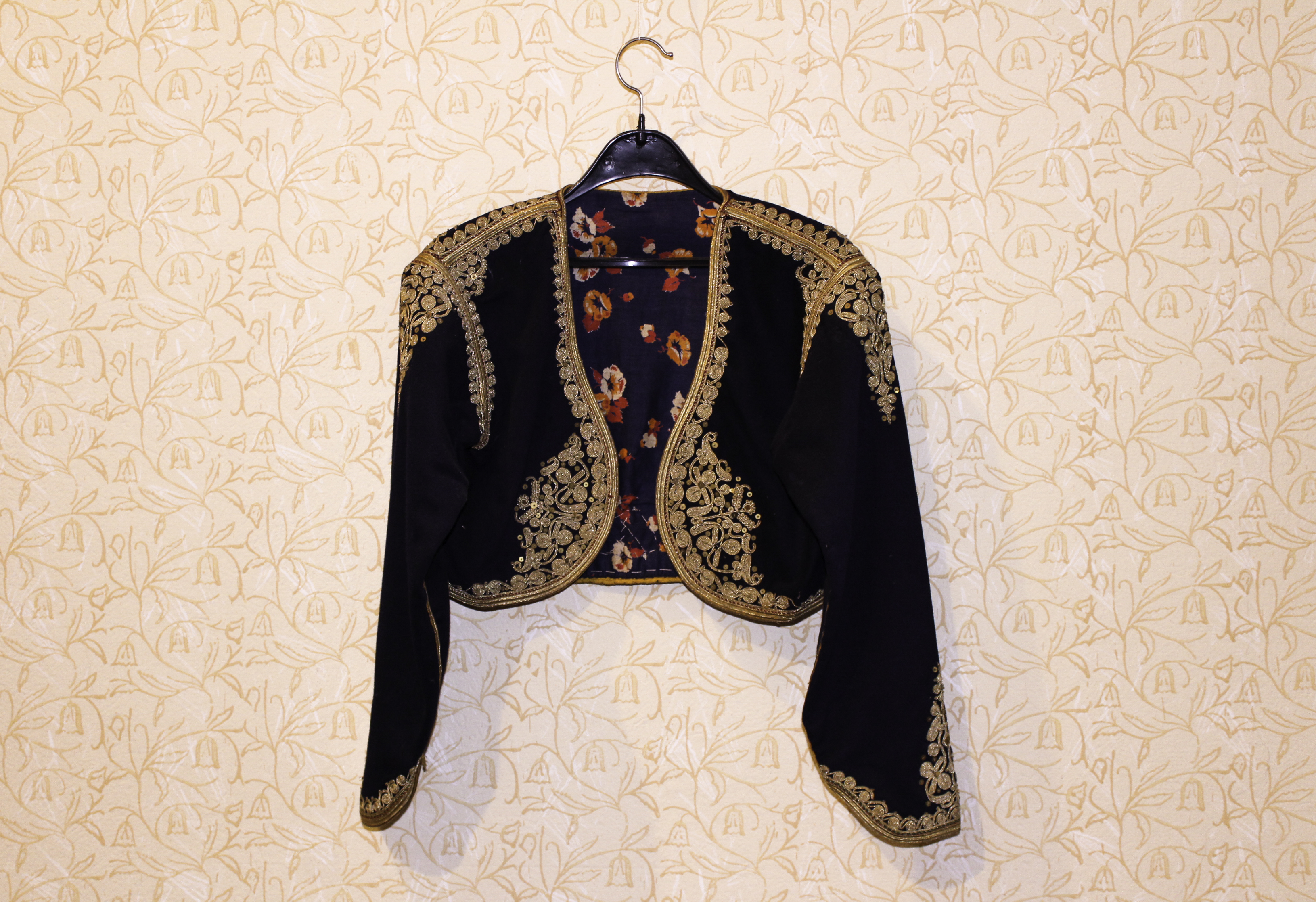
Либада, экспонат музея Старой Герцеговины (Фоча)
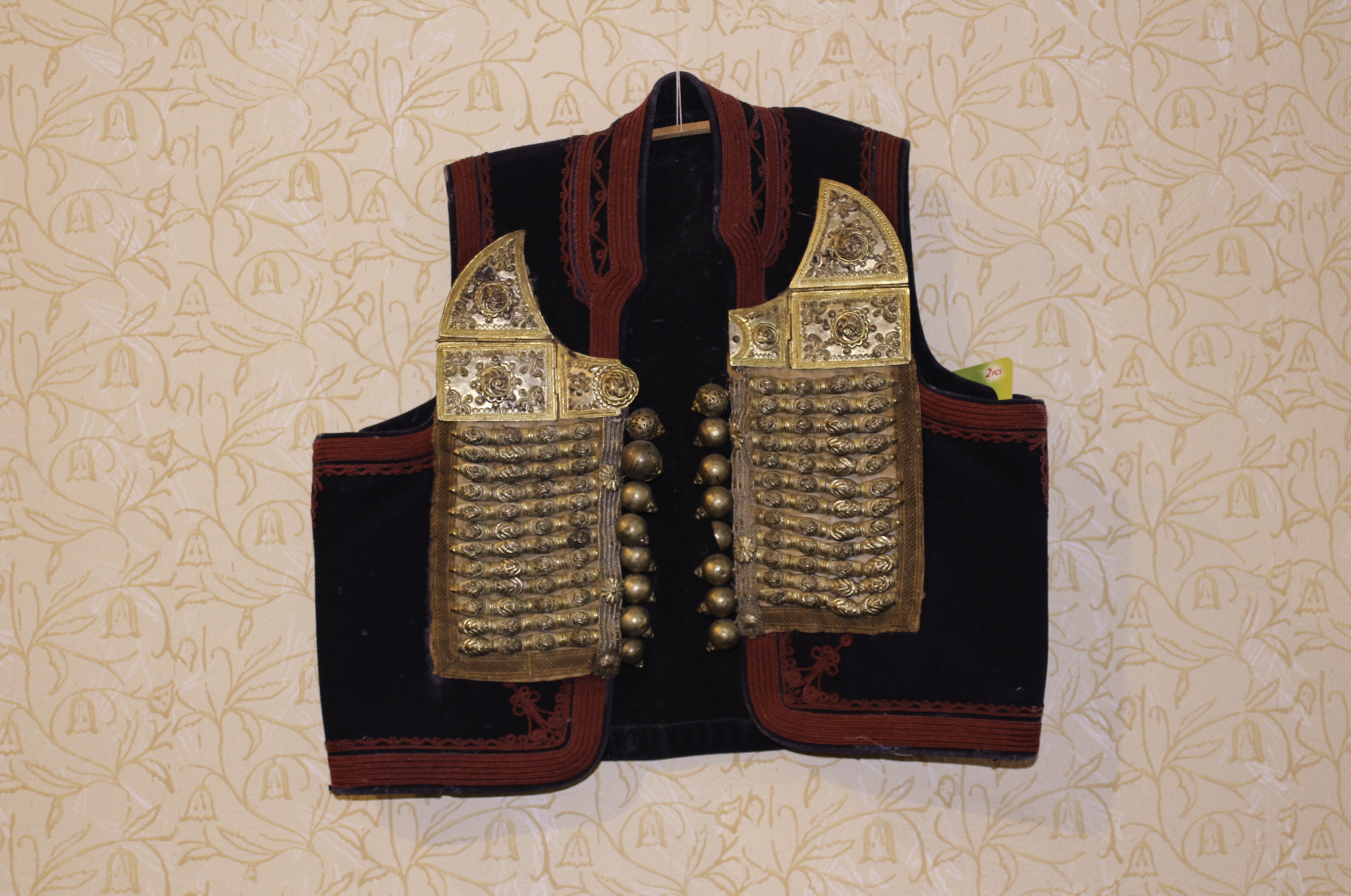
Безрукавка-токе, экспонат того же музея
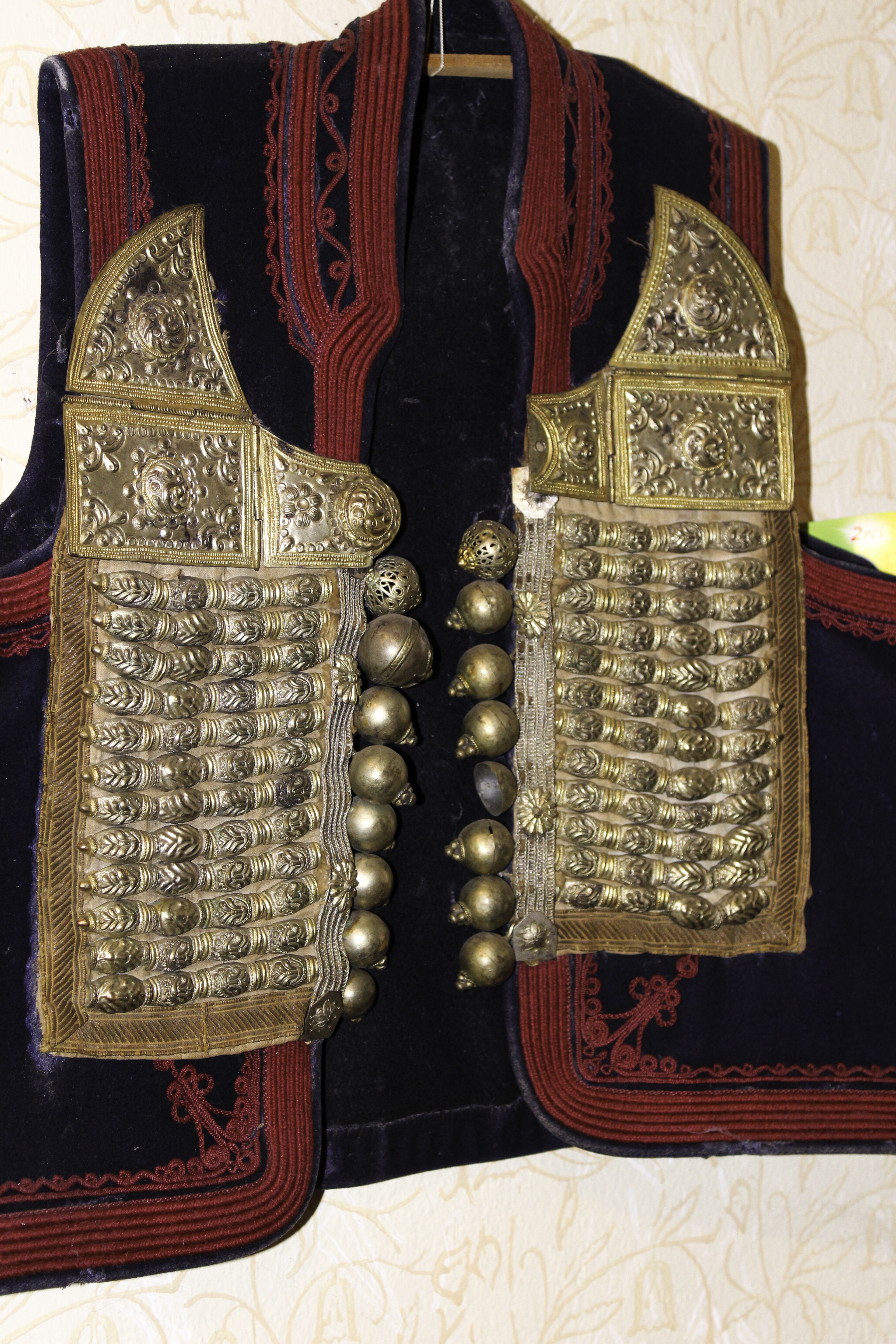
Она же вблизи
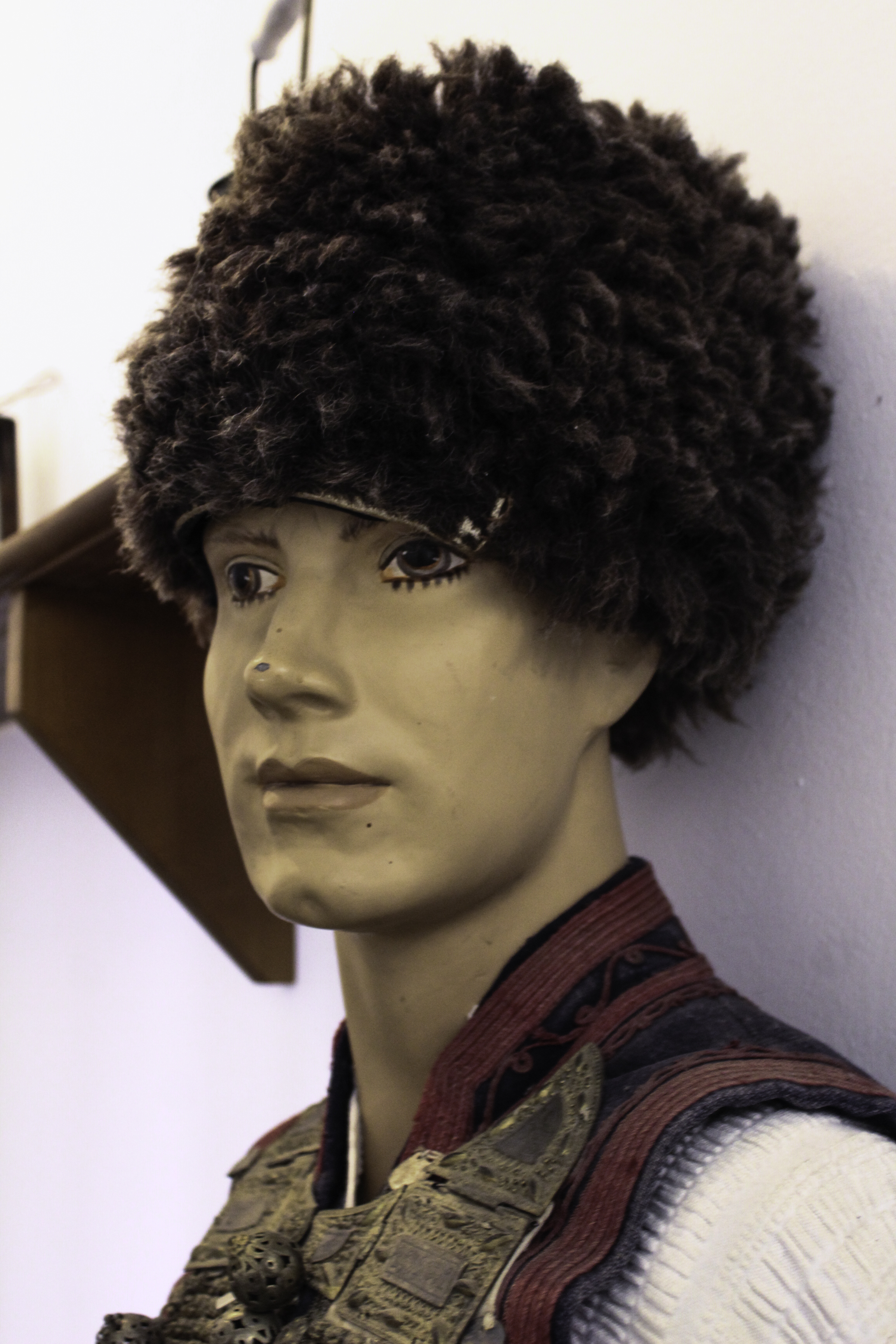
Шубара, экспонат того же музея
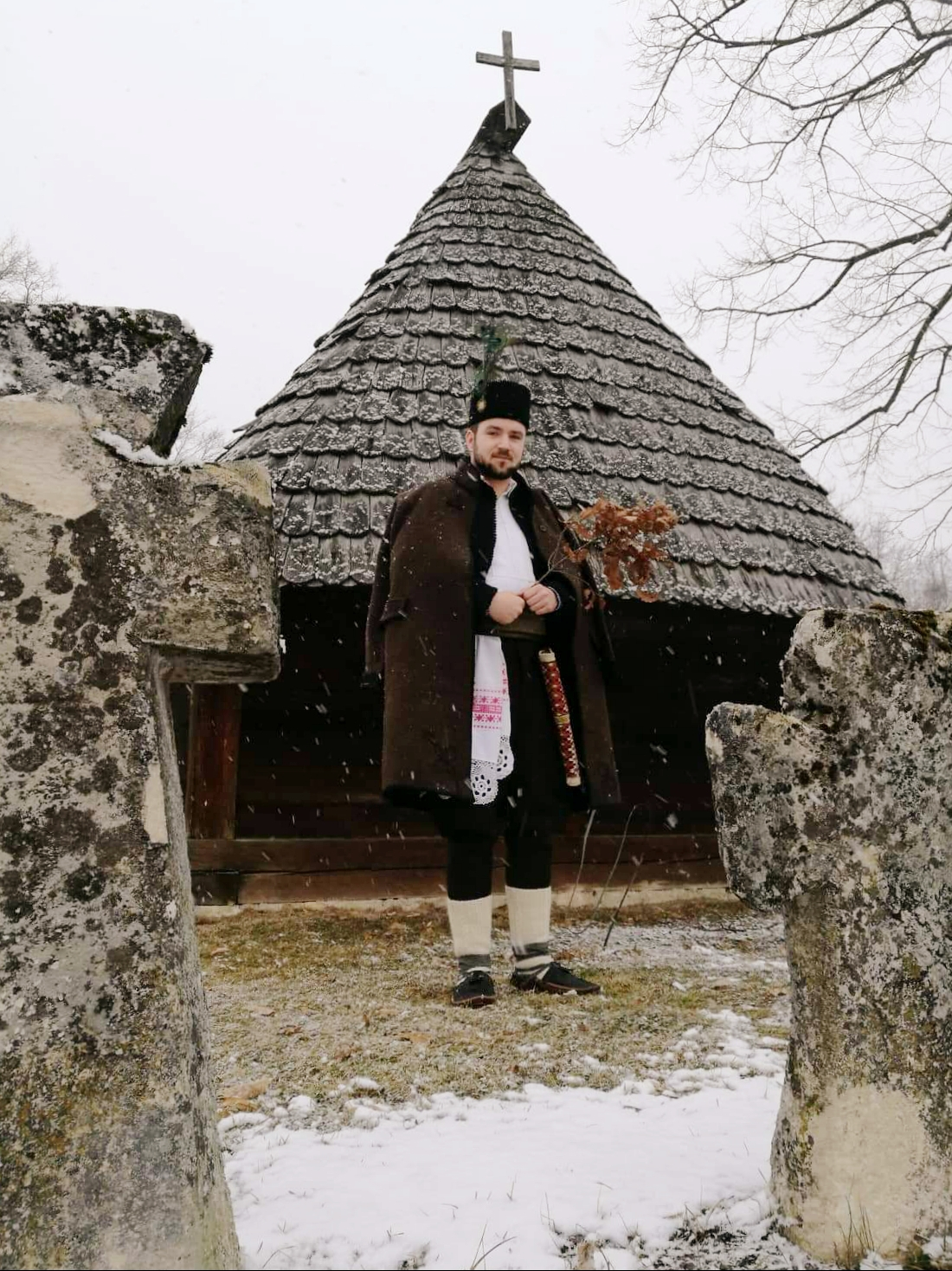
Человек в народном костюме перед церковью Святого Николая, Романовци (община Градишка)
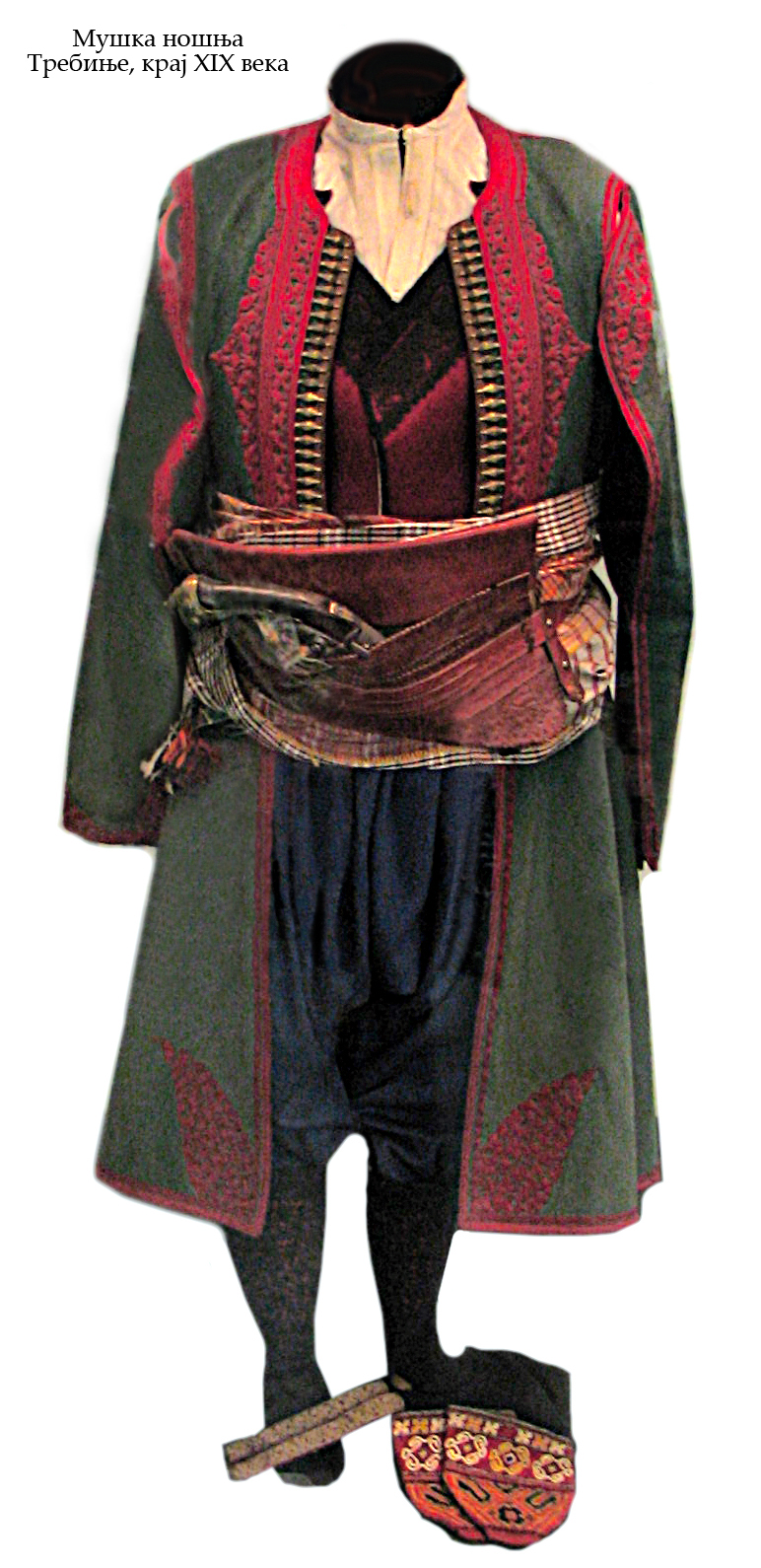
Костюм из Требине
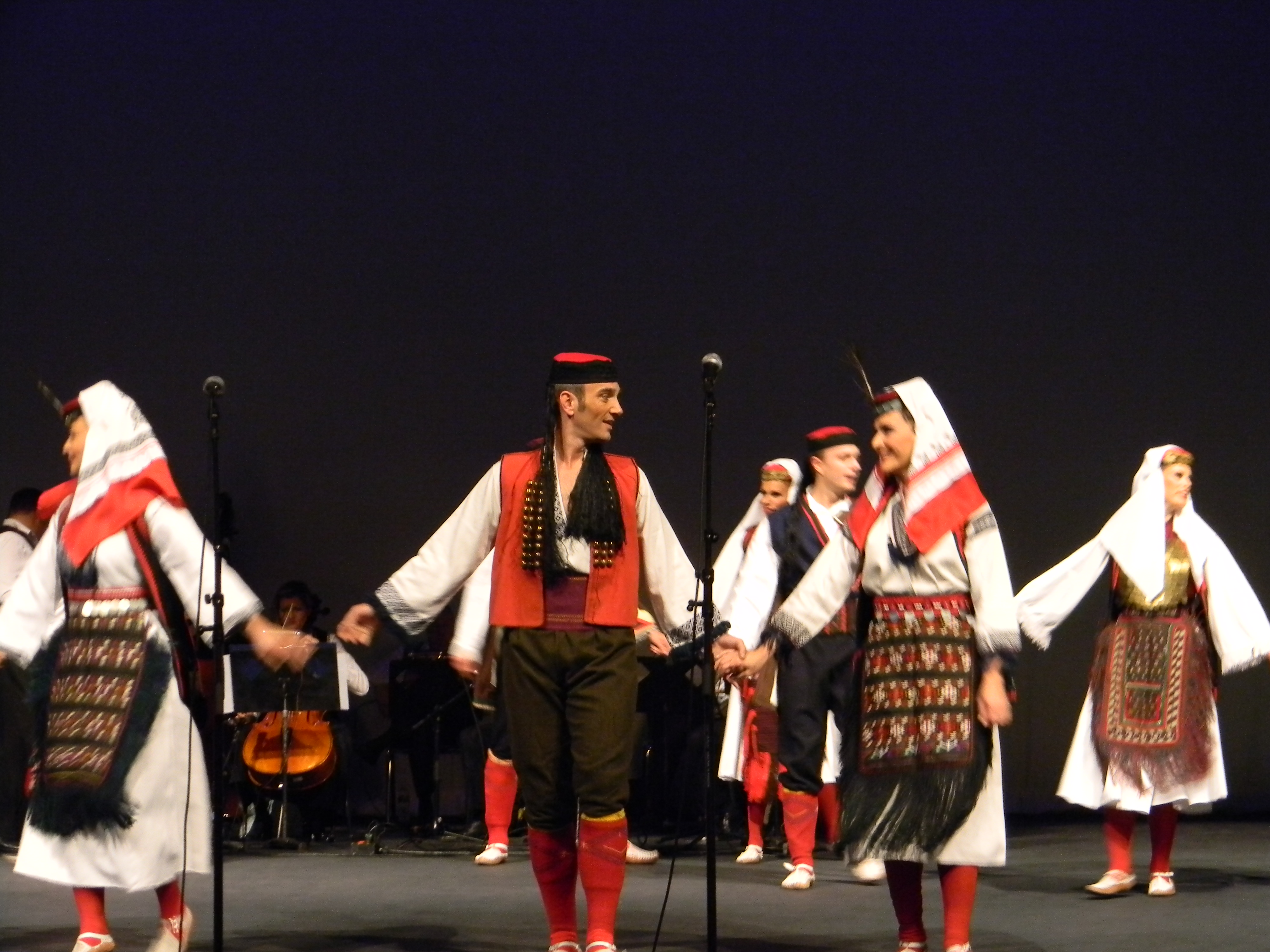
«Немое» коло (т. е. без сопровождения музыкальных инструментов) из окрестностей Гламоча
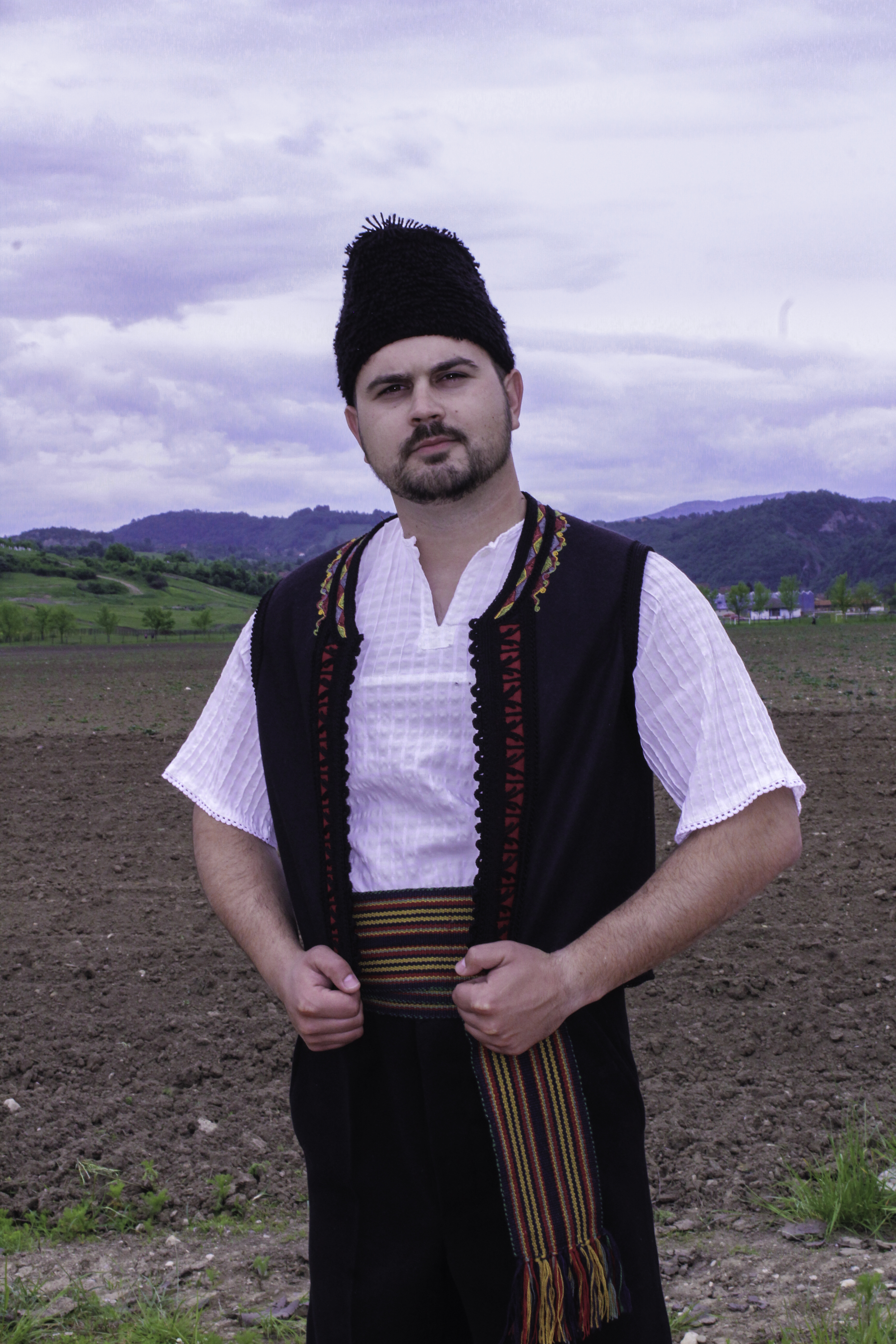
Мужской романийский костюм
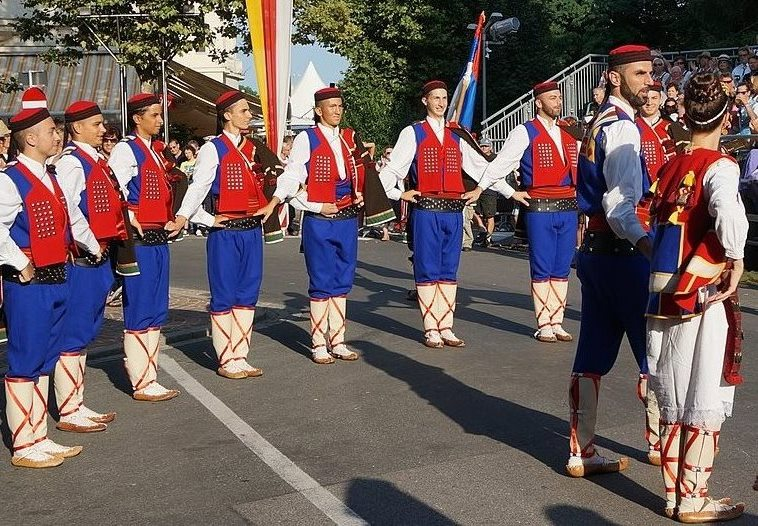
Ансамбль народной музыки из Углевика на выступлении в Филлахе (Австрия)
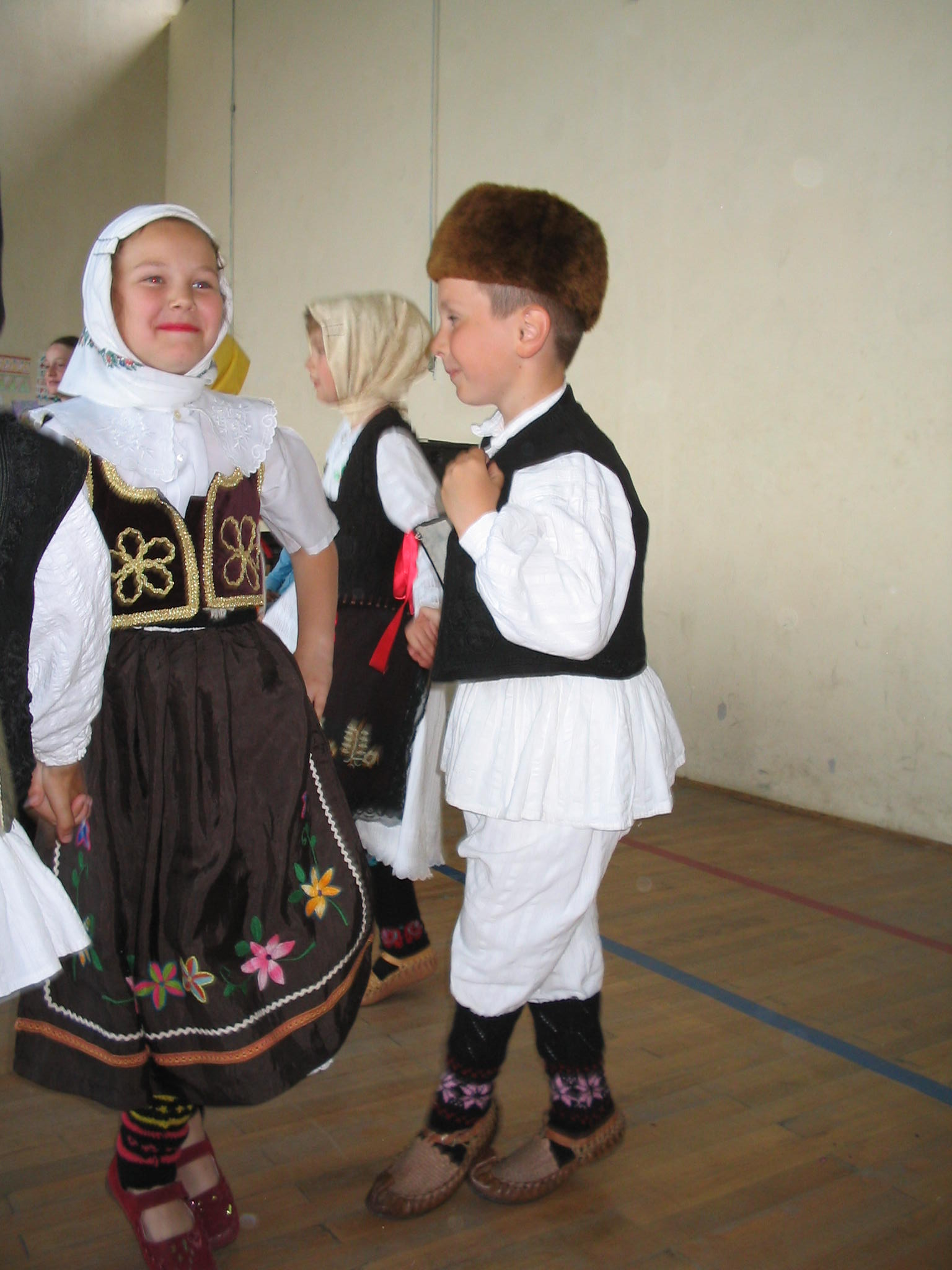
Ученики начальной школы «Ćirilo i Metodije» (село Главичице, Респбулика Сербская) в народных костюмах
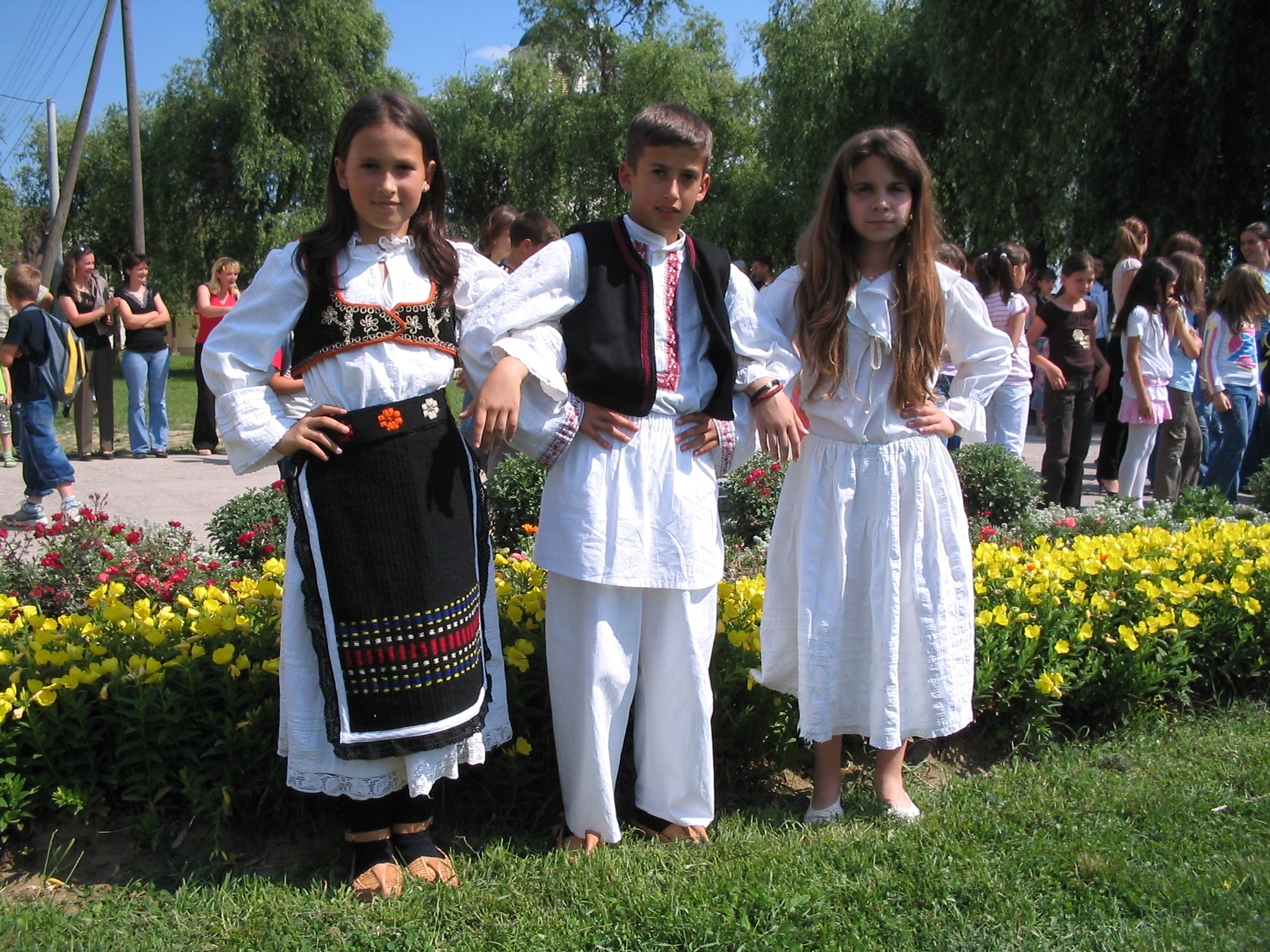
Дети из Главичице в народных костюмах

### Хорватия
Хорватские сербы, проживавшие в Славонии, Кордуне, Лике и Далмации, носили костюмы, идентичные хорватским или же незначительно отличавшиеся от них. Сейчас, чтобы выделить свою принадлежность к сербскому народу, вместо хорватских символов используются сербские, как например, на верхушке ликской капы — шапки, схожей с черногорской капой, но имеющей сзади несколько кисточек.

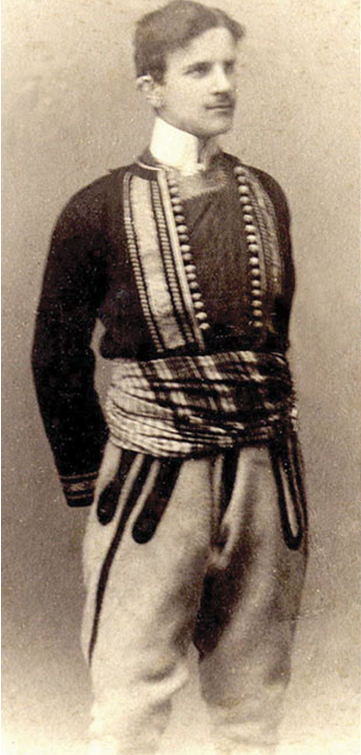
Никола Тесла в костюме из Лики, 1880 год.
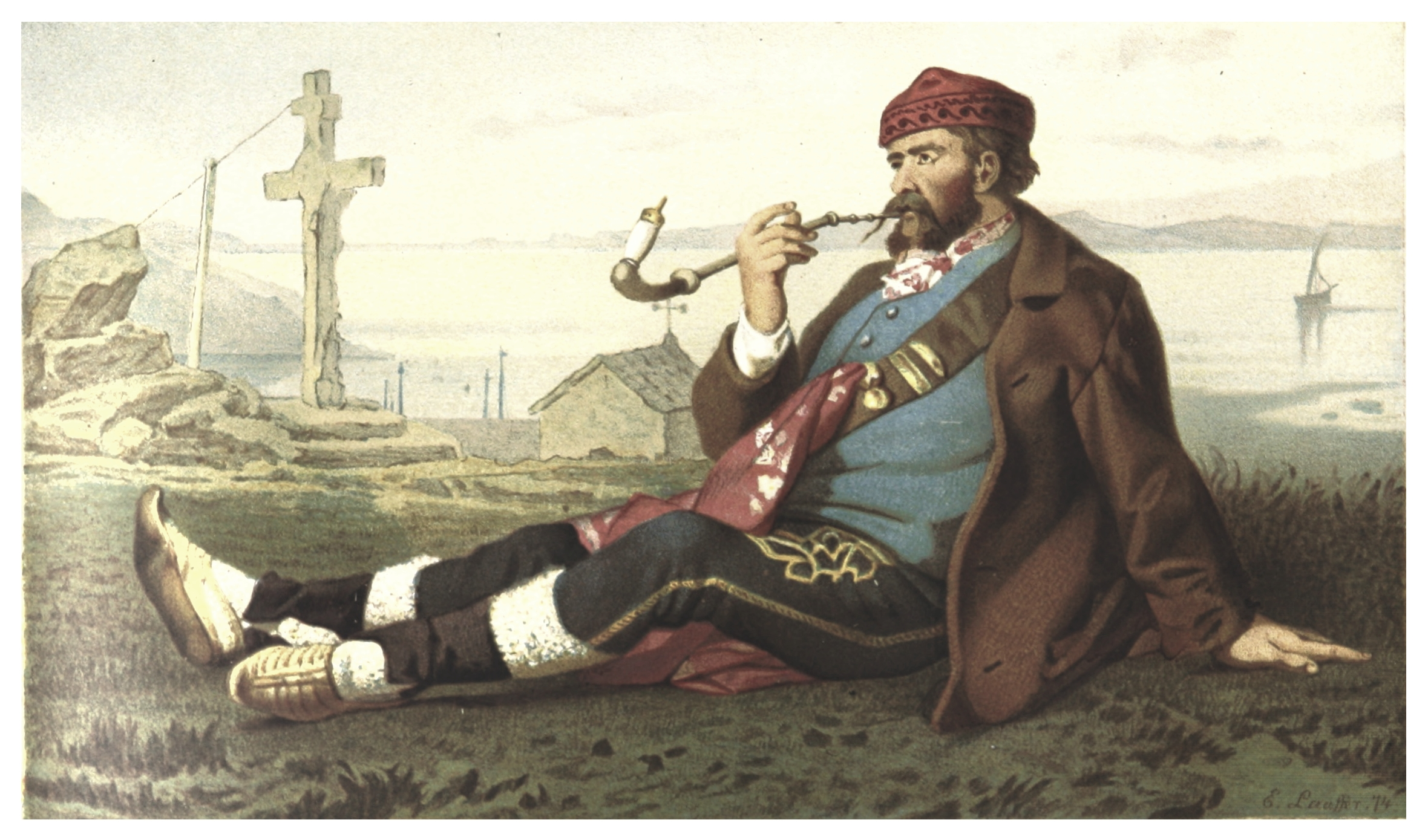
Серб из неизвестной местности. Иллюстрация из книги «Die Serben an der Adria. Ihre Typen und Trachten.» Луиса Сальватора (1870)
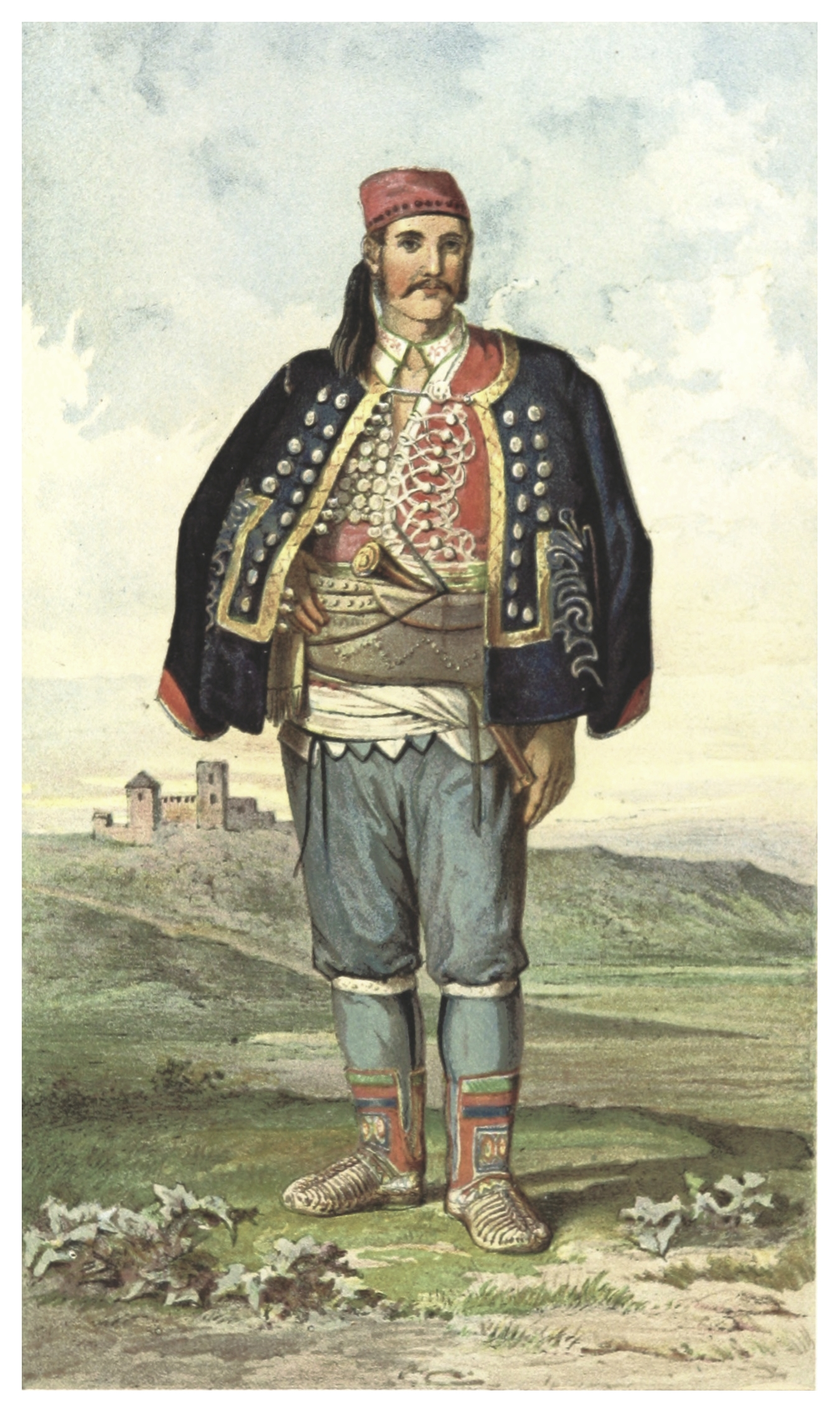
Серб-житель Бенковаца (регион Буковица, север Далмации). Иллюстрация оттуда же.
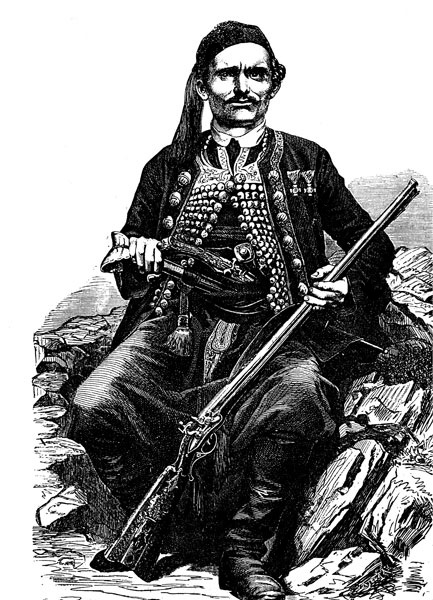
Серб из Лики
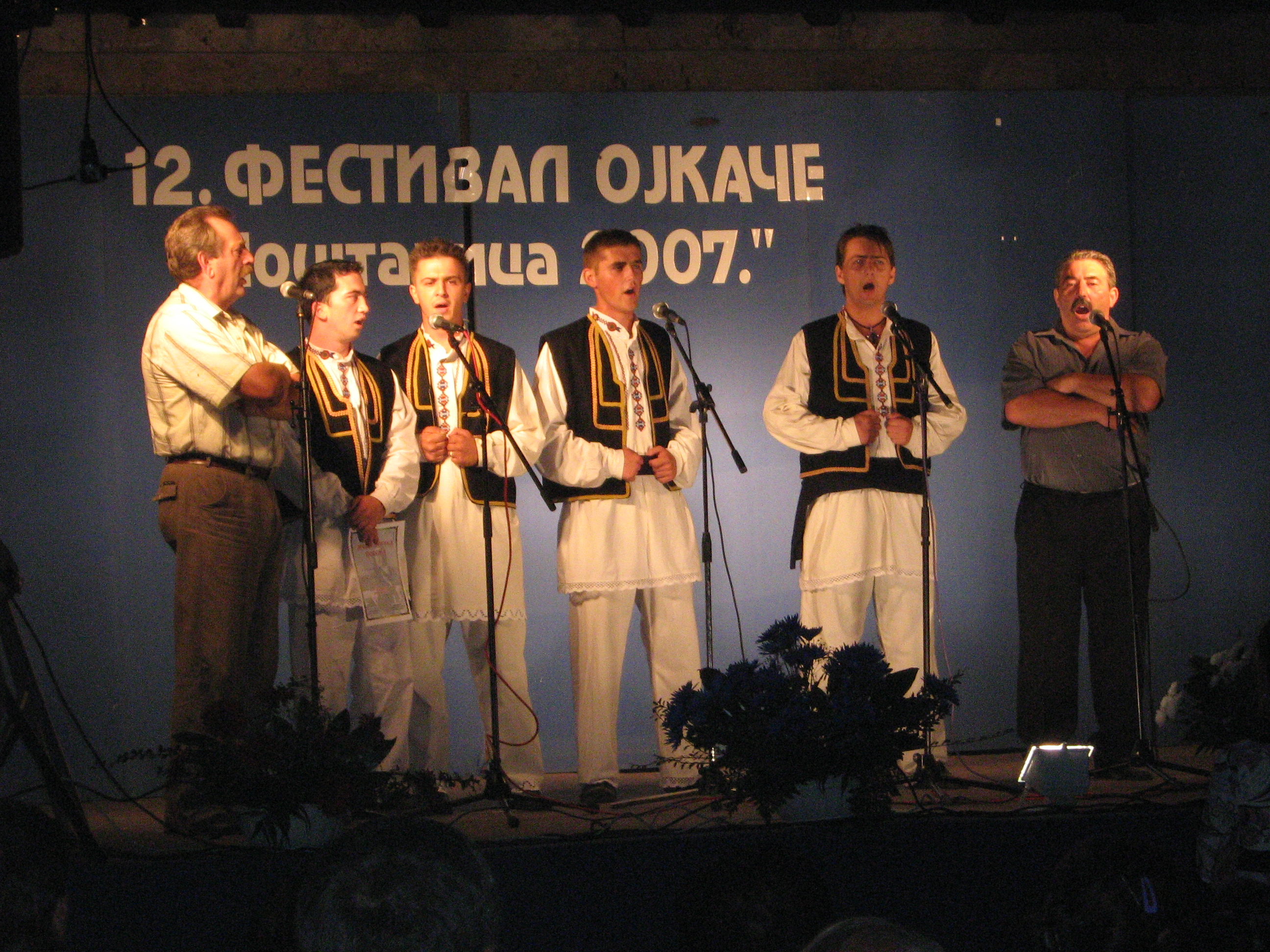
Ансамбль народных песен хорватских сербов на фестивале в Моштанице, 2007 год
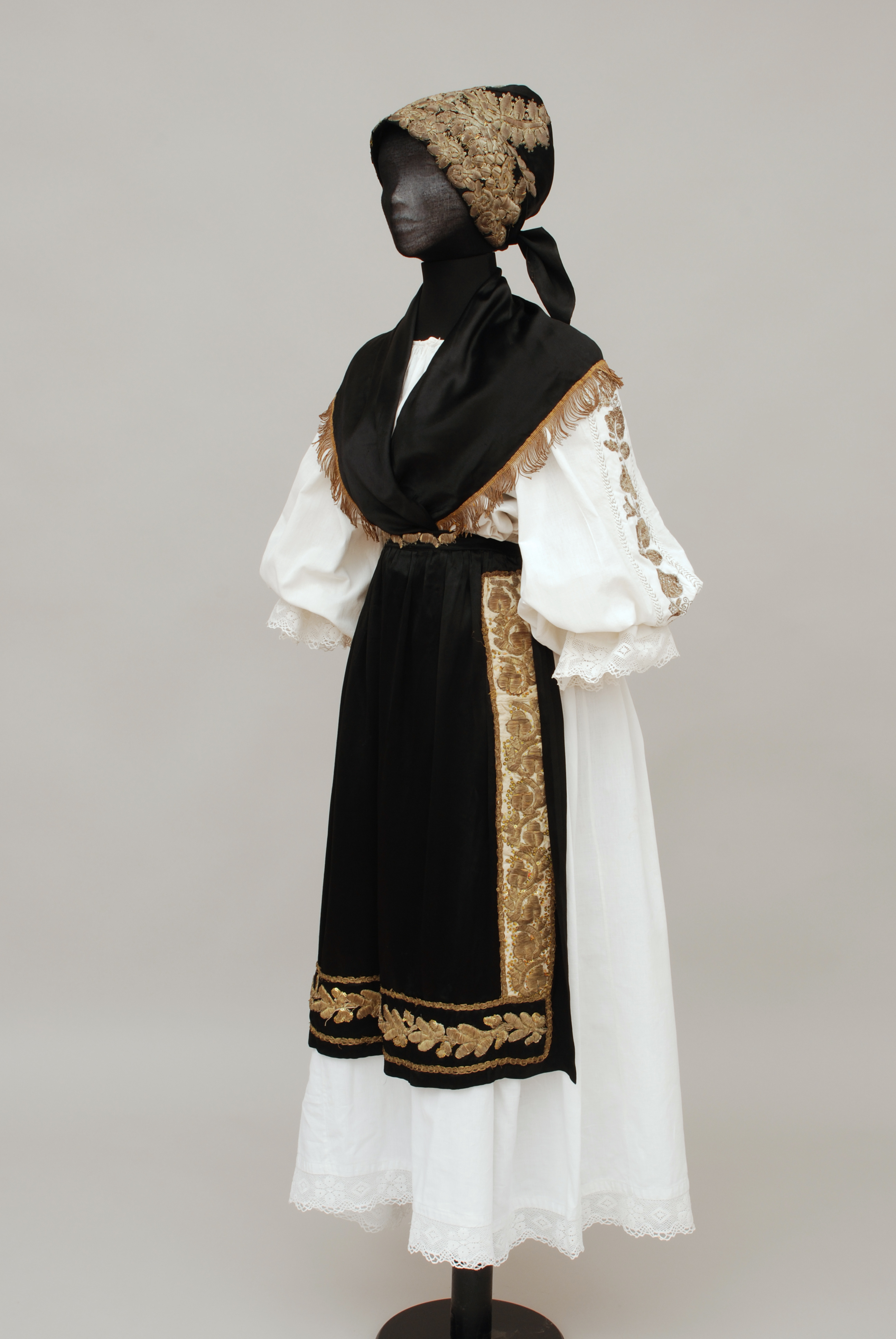
Костюм из Славонии
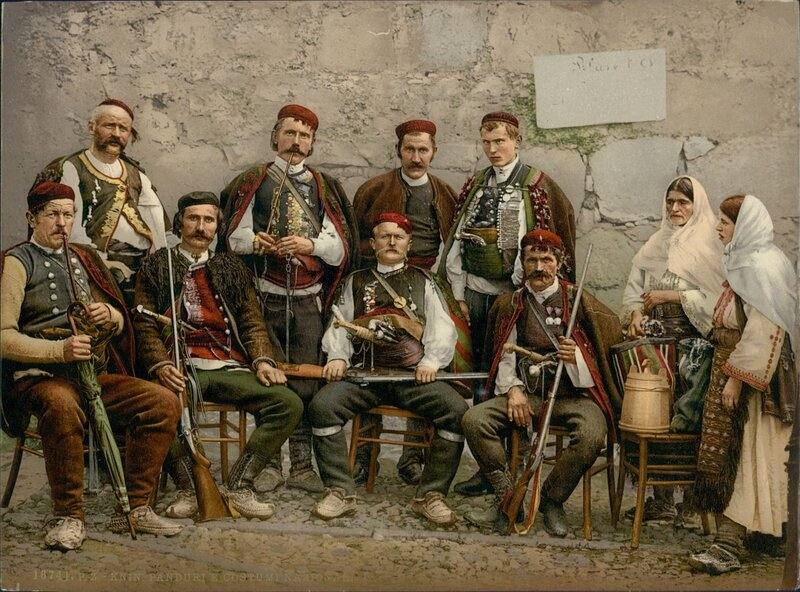
Книнские сербы, 1874 год
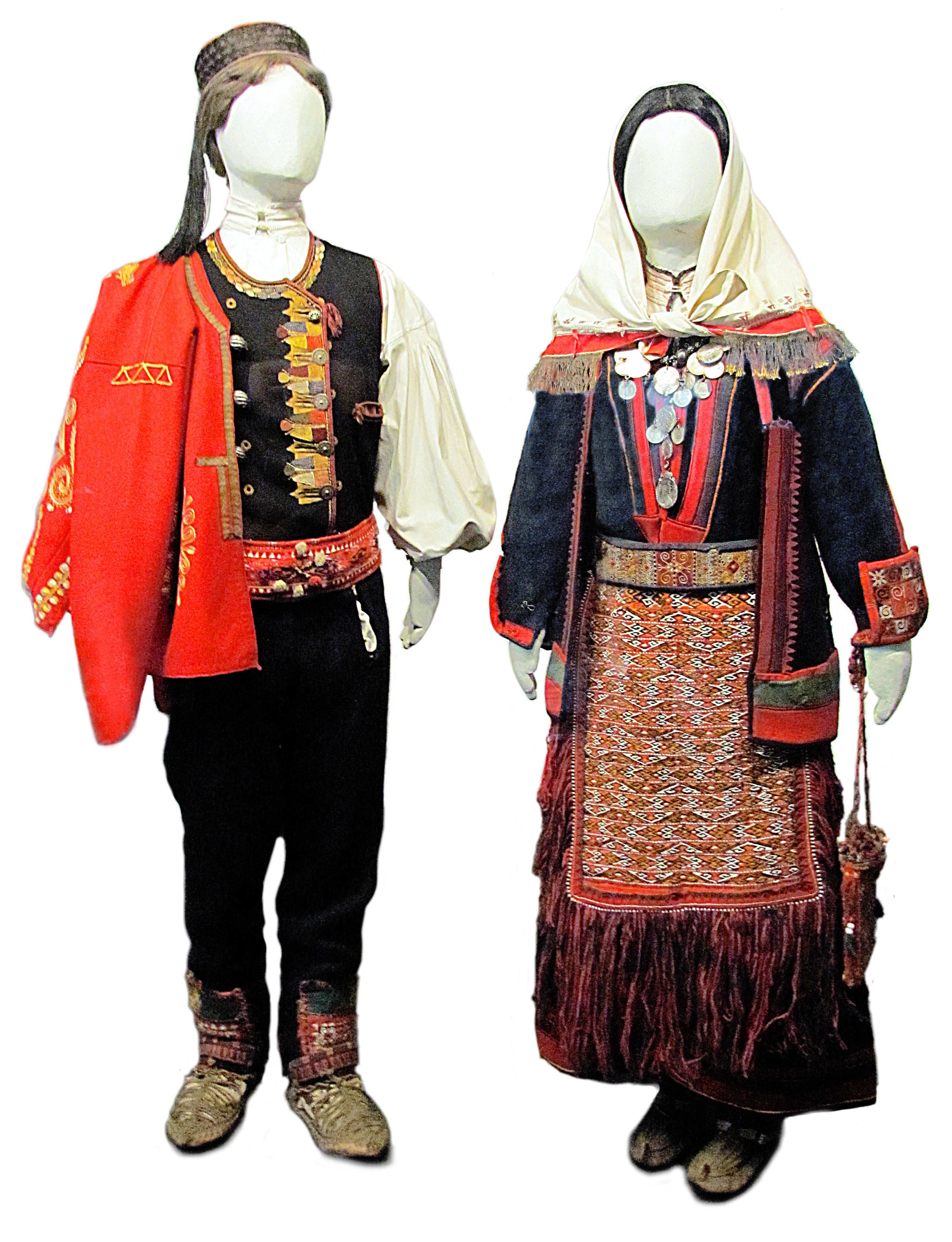
Сербский костюм области Буковица, экспонат Белградского этнографического музея
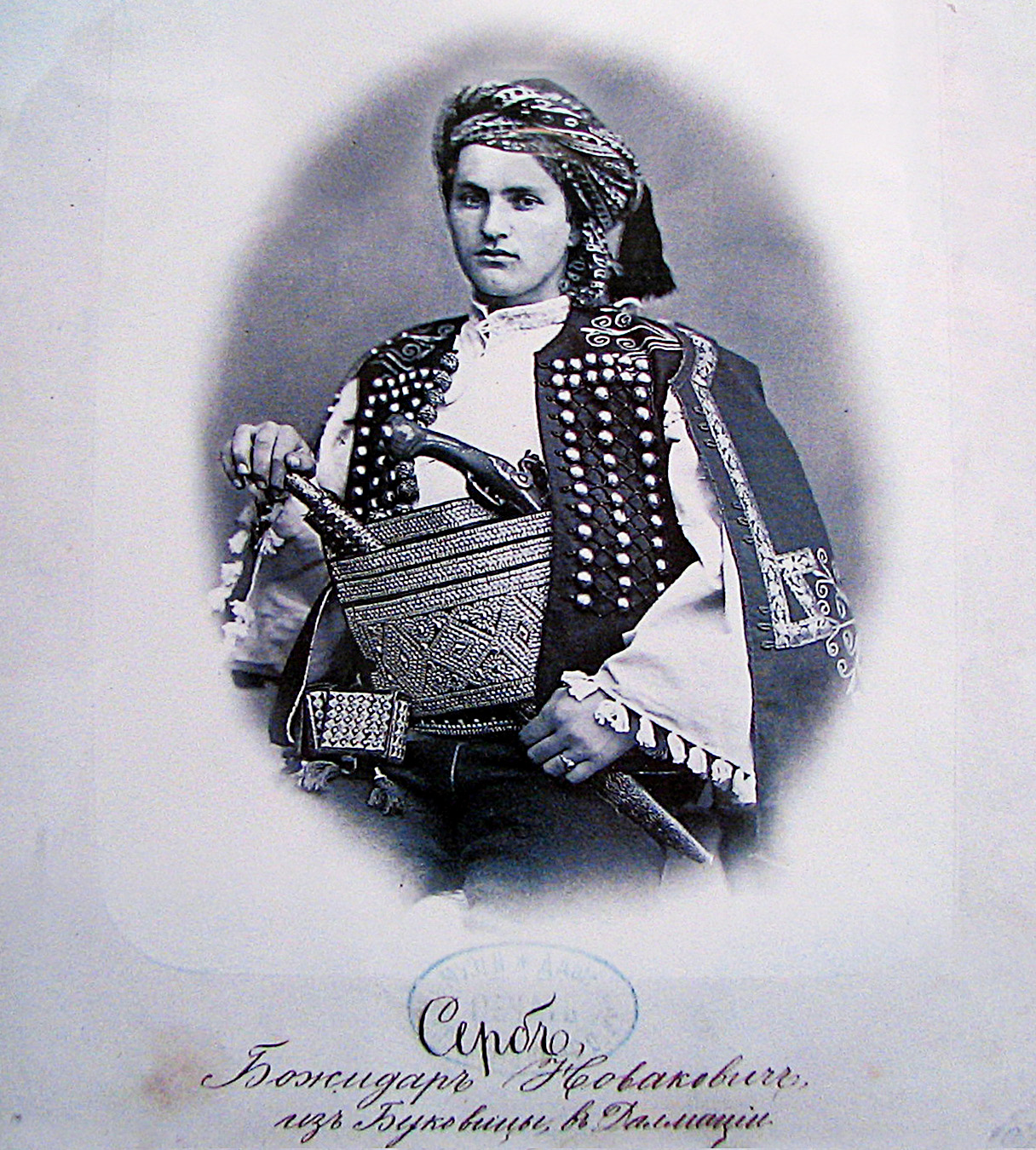
Божидар Новакович — серб (морлак) из Буковицы, 1860-е годы
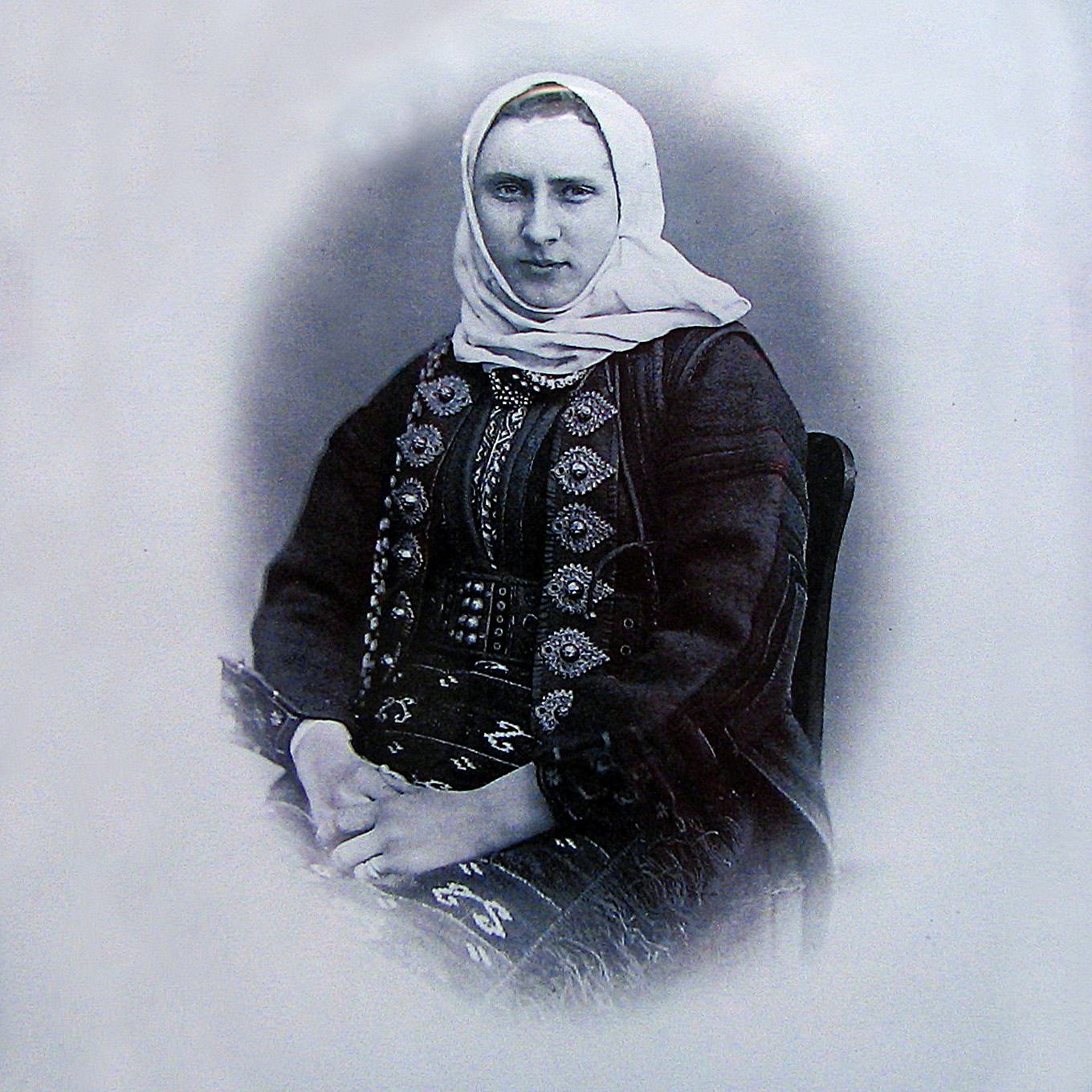
Сербка из Далмации, конец XIX века
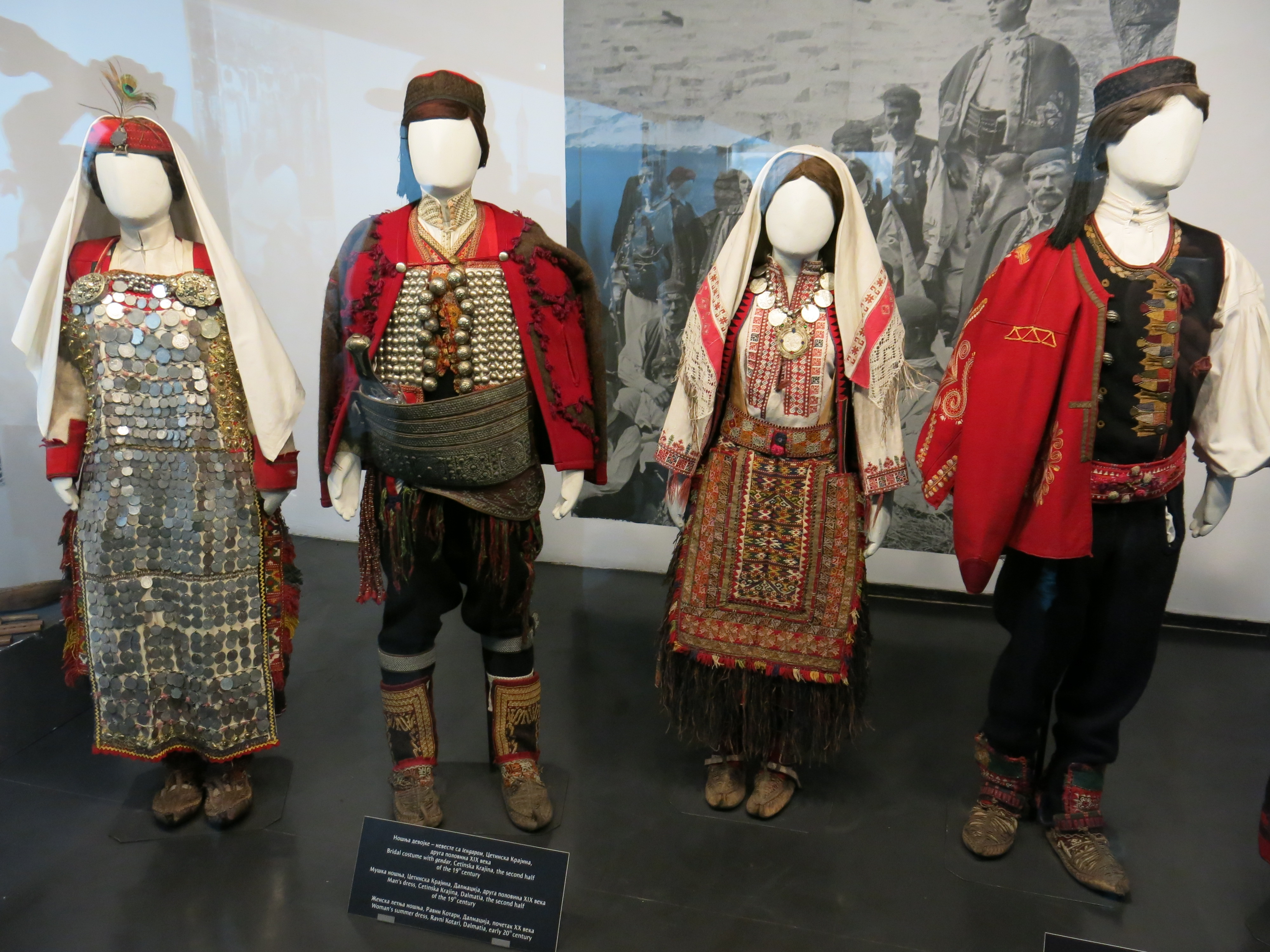
Мужской костюм и наряд невесты из Цетинской Краины (окрестности Синя), женский костюм из окрестностей Равни-Котари
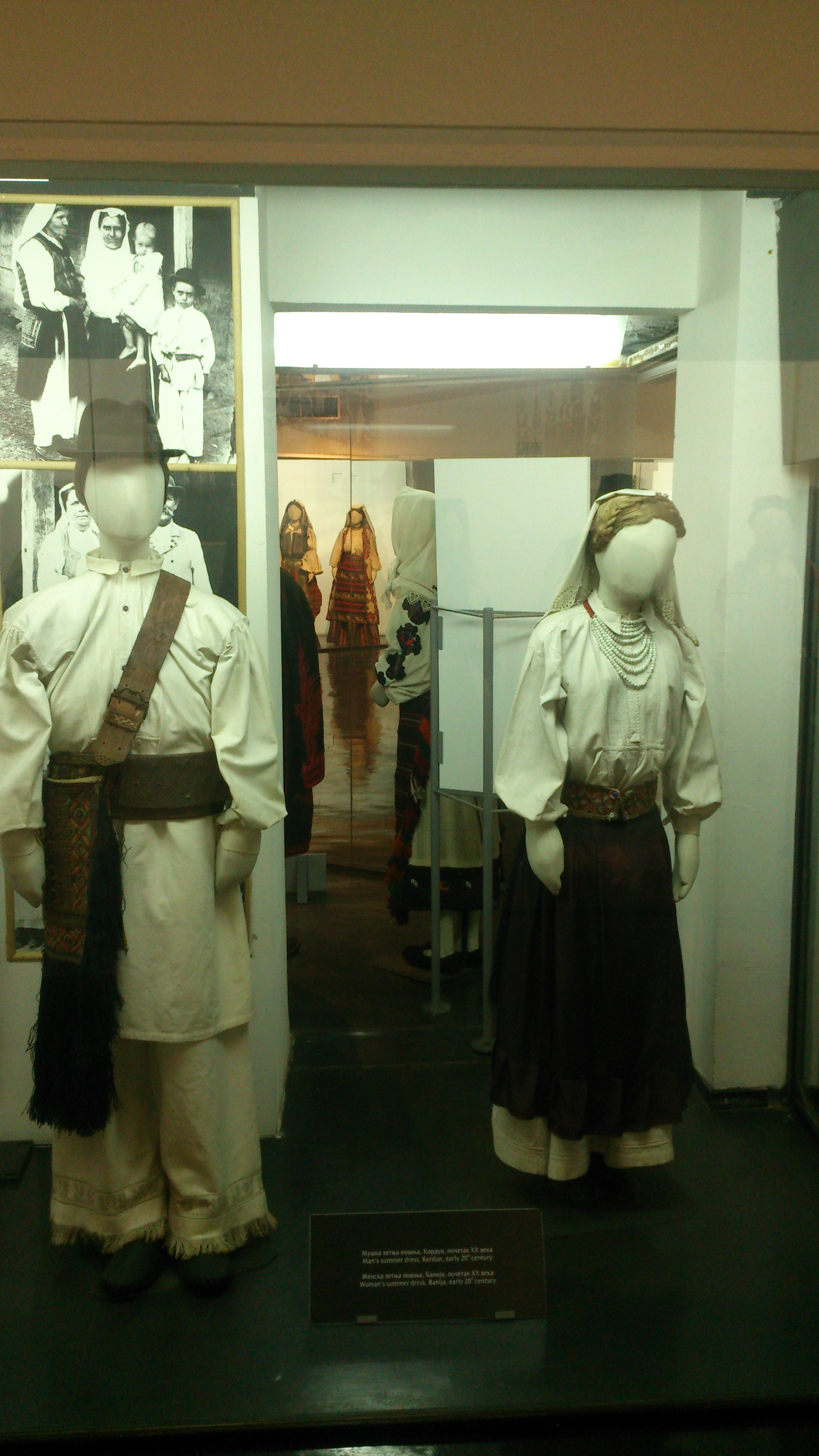
Костюмы сербов из Кордуна и Бановины, экспонаты Белградского этнографического музея
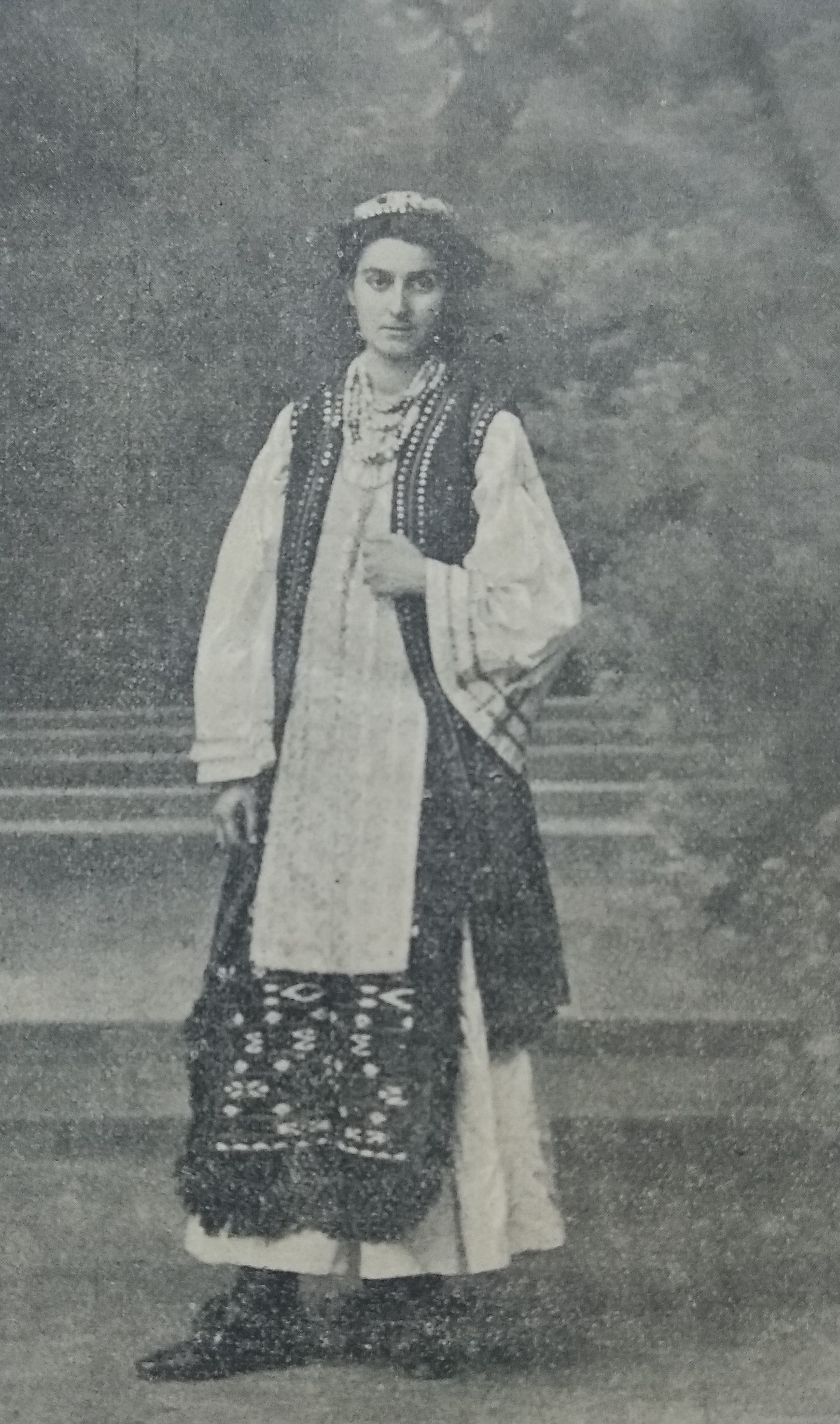
Женский костюм сербов Далмации, фотография из журнала «Bosna», 1910 г.
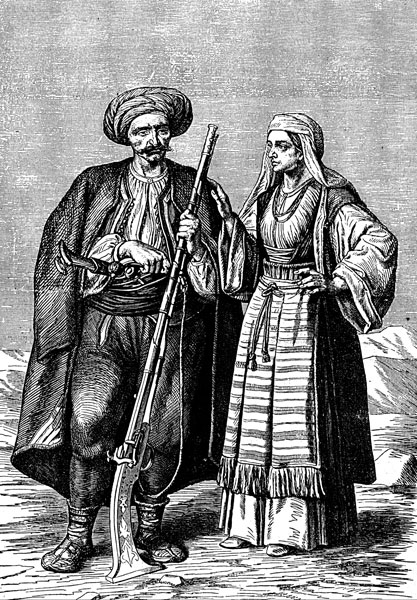
Сербы из Сплита, 1850 г.

### Словения

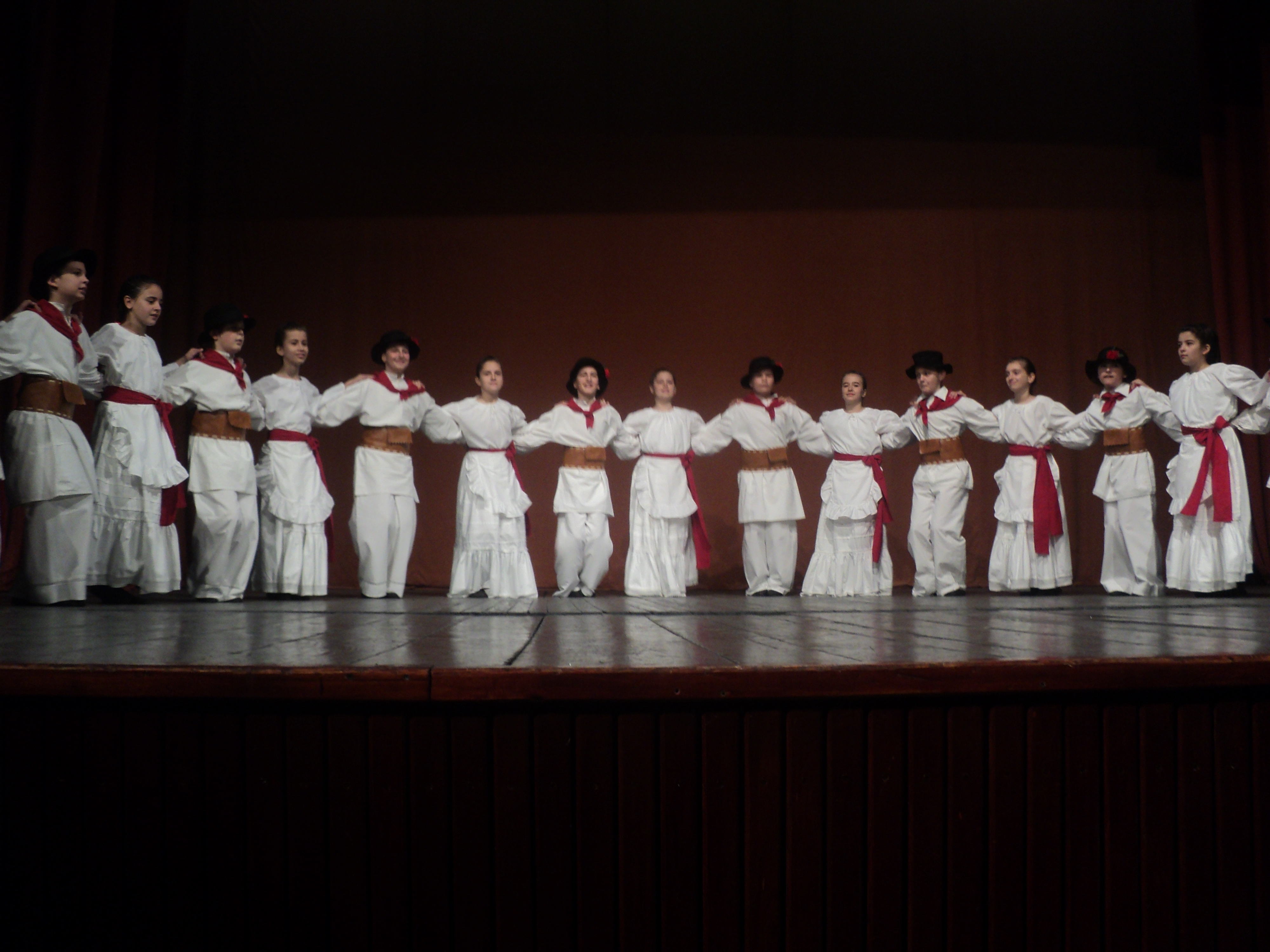
Ансамбль народной музыки из Стара-Пазова исполняет белокраинский танец

В костюме сербов-потомков ускоков, проживавших с XVI века в области Бела-Краина (Белая Краина) на границе с современной Хорватией, в начале XIX века, по описанию побывавшего там Срезневского, почти полностью сохранялись все элементы традиционного сербского костюма, отличавшие его от костюмов окружавших их словенцев и хорватов. Мужской костюм состоял из рубахи (серб. кошула) с широкими рукавами и вышивкой вокруг горловины из красных и синих нитей, поверх которой надевалась белая или пепельно-серая суконная куртка без рукавов (серб. долман), застёгивавшаяся на множество пуговиц (серб. путце) и вышивавшаяся чёрной, красной или синей шерстью; суконного, сшитого наподобие плаща кафтана голубого цвета (серб. кепенек, халја) и белых узких штанов, иногда имевших спереди прямые разрезы, окаймленные вышивкой, которые подпоясывались широким кожаным поясом (серб. пас). Головным убором для мужчин служила широкополая шляпа (серб. криљак) а также красная круглая шапочка, которая помимо взрослых мужчин, носилась мальчиками и юношами. Мужчины обязательно носили усы, реже, особенно отцы женатых сыновей — бороду, считавшуюся атрибутом женатого мужчины. Также они отращивали длинные волосы, сплетавшиеся в косу, но к описываемому периоду всё реже и реже.
Женский костюм состоял из вышитой белой длинной рубахи с широкими рукавами. Рубаха подпоясывалась тканым красным поясом, за которым сзади держался складной нож. Иногда под пояс надевали один передник (серб. препрт) или два — один спереди, другой — сзади. Передники изготовлялись из шерсти синего и красного цветов с длинной бахромой. Поверх рубахи надевалось своеобразное украшение (серб. коларде), состоявшее из скрепленных между собой монет, имевшее треугольную форму и доходившее до пояса. Девушки поверх рубахи в тёплую погоду ничего не носили, а в холодную погоду надевали зипун (серб. одеча). Замужние женщины поверх рубахи носили белый длинный суконный жилет-зубун (серб. зубунац), расстегнутый спереди. Девушки заплетали волосы в одну косу, в которую по бокам от висков вплетались две маленькие косички. Косу украшали лентой, к концу которой привязывались металлические, фарфоровые или костяные фигурки (серб. уплетак); голову обвязывали широкой малиновой лентой с прикрепленными к ней цветами. Зачастую девушки носили красные или малиновые круглые шапочки (серб. капа, капица), расшитые серебром и блестками, украшенные монетами и вышитые золотыми нитками. Замужние женщины носили белый кружевной платок (серб. преметача, печа), завязывая его под подбородком. Волосы женщины заплетали в две косы, свисавшие с плеч на грудь и украшенные лентами. На шее носили ожерелье из кораллов и стеклянных бус.
На ногах носили короткие носки (у мужчин — чёрные, а у женщин — сине-красные (серб. лачице)), а поверх них — опанки. Также женщины носили башмаки (серб. постоле), а у мужчины — также ботинки (серб. местје), или реже — сапоги.

### Северная Македония

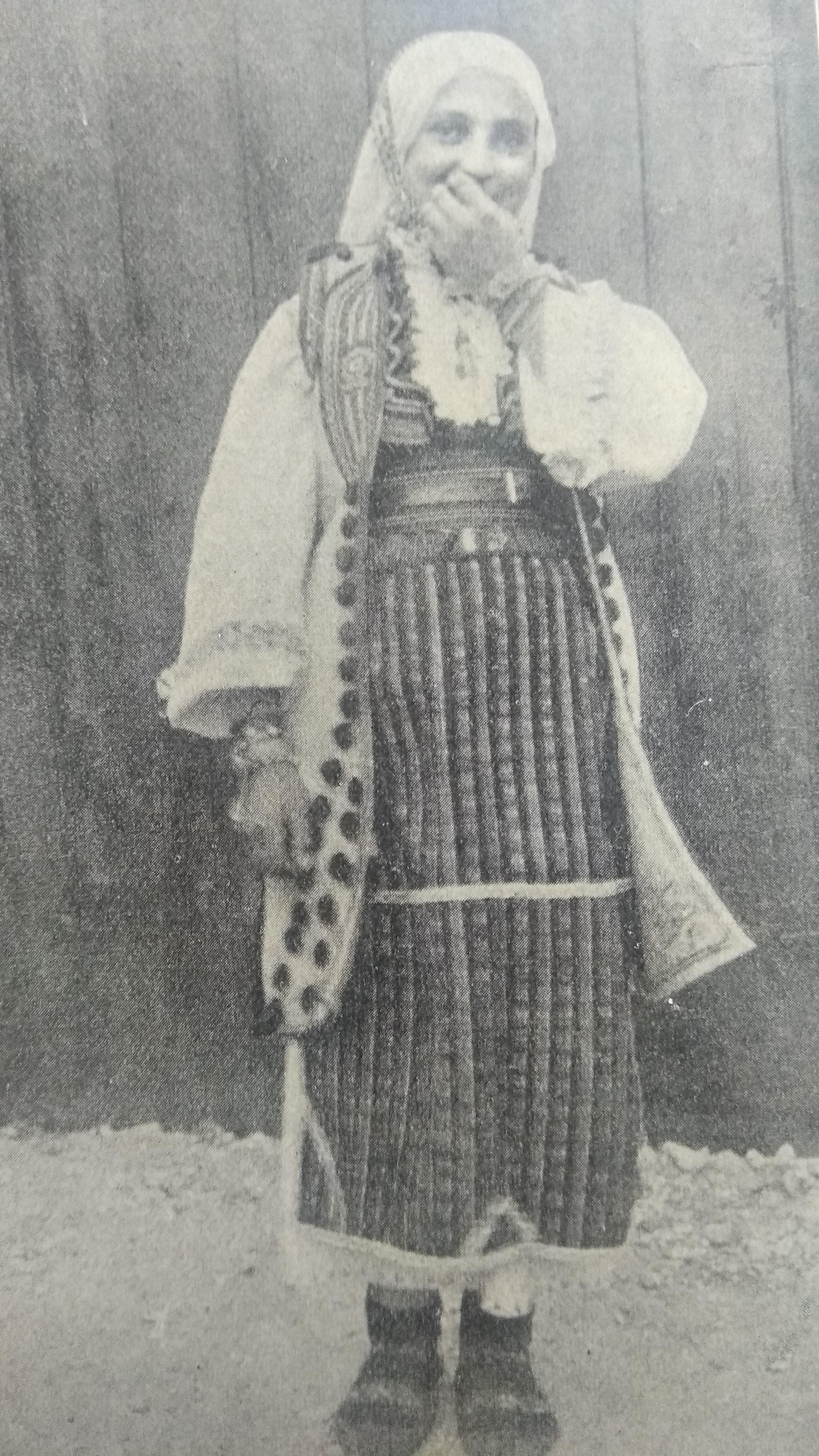
Сербка из Скопской Чёрной Горы в народном костюме
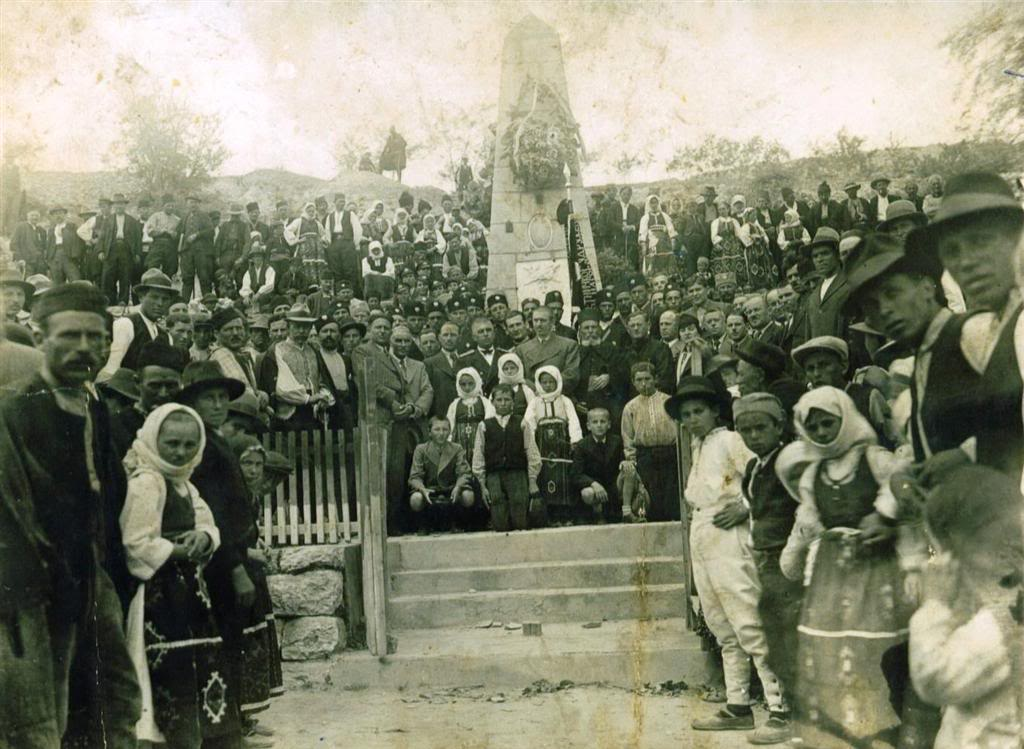
Жители села Старо-Нагоричане у памятника воеводе четников Петко Иличу, 1920-е гг.
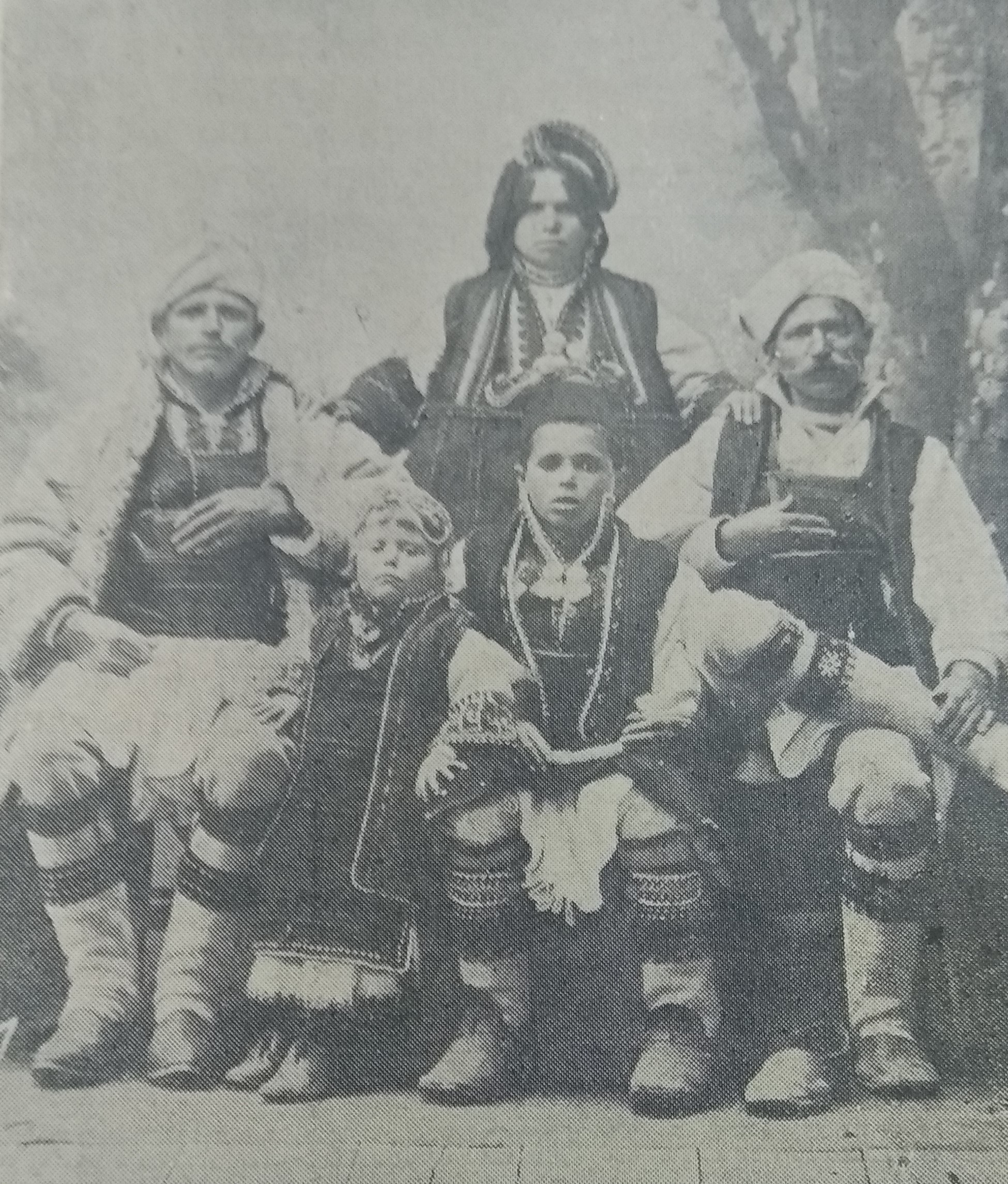
Семья сербов из запада Македонии, фотография из журнала «Bosna», 1910 г.

## Городской традиционный костюм
Вплоть до XIV-XV-го веков сербский костюм развивался с большим византийским влиянием. Однако после османского завоевания большая часть славянско-византийских элементов в городском костюме сошла на нет и сохранялась на селе. Мужчины носили шаровары с широким шагом, опоясывавшиеся поясами-кушаками, например, белого цвета с небольшим вкраплением тёмных цветов (); елеки, помимо шнуров украшавшиеся многочисленными серебряными пуговками; многочисленные куртки и кафтаны, (например, гунь и долама), раскрашенные в яркие цвета: красный, синий и зелёный, и вышивавшиеся золотыми нитями и шнурами. Обувью служили турецкие туфли и сапоги, штанины могли покрываться гамашами. Женский костюм состоял из рубахи, елека, антерии, платья-фистана из цветного атласа, шали, длинной юбки или турецких шаровар, шёлкового пояса (баядер, серб. бајадер), либады и туфель. В качестве головных уборов мужчины носили фески (особенно дома), шапки, отороченные мехом и фуражки; а женщины — фетровые тюбетейки, очелья-конджи и покрывала.
В отличие от деревенского костюма, городской шился из привозных тканей: хлопка, шёлка и льна. В городах было широко развито портняжное ремесло, хотя бедные горожане, как и селяне, изготавливали одежду на дому.
После Сербской революции и обретения независимости в городском костюме начался процесс избавления от восточных элементов и их заменой на западные или славянские (первыми городами, пережившими его, стали Белград и Крагуевац). Например, в середине XIX века мода на кринолин затронула не только западный костюм, но и традиционный сербский. Хотя, Срезневский, побывавший в Сербском княжестве в 1841 году, довольно мало описывает одежду сербских горожанок, в приписке к единственной акварели, запечатлевшей её, он отмечает, что городской костюм его времени мало отличается от крестьянского, что, на его взгляд, связано с недостаточным проникновением западной одежды в сербские города. Тем не менее, к рубежу XIX—XX веков западный костюм окончательно вытеснил сербский. В Воеводине, бывшей под австрийским владычеством, турецкие элементы были меньше представлены, а главным источником заимствования стал венгерский (и в гораздо меньшей степени — немецкий) костюм, причём немецко-венгерское влияние было представлено даже в костюмах духовенства. Соответственно, там традиционный городской костюм вышел из употребление гораздо раньше — начиная со второй половины XVIII века.

Милош Обренович в доламе, 1848 год
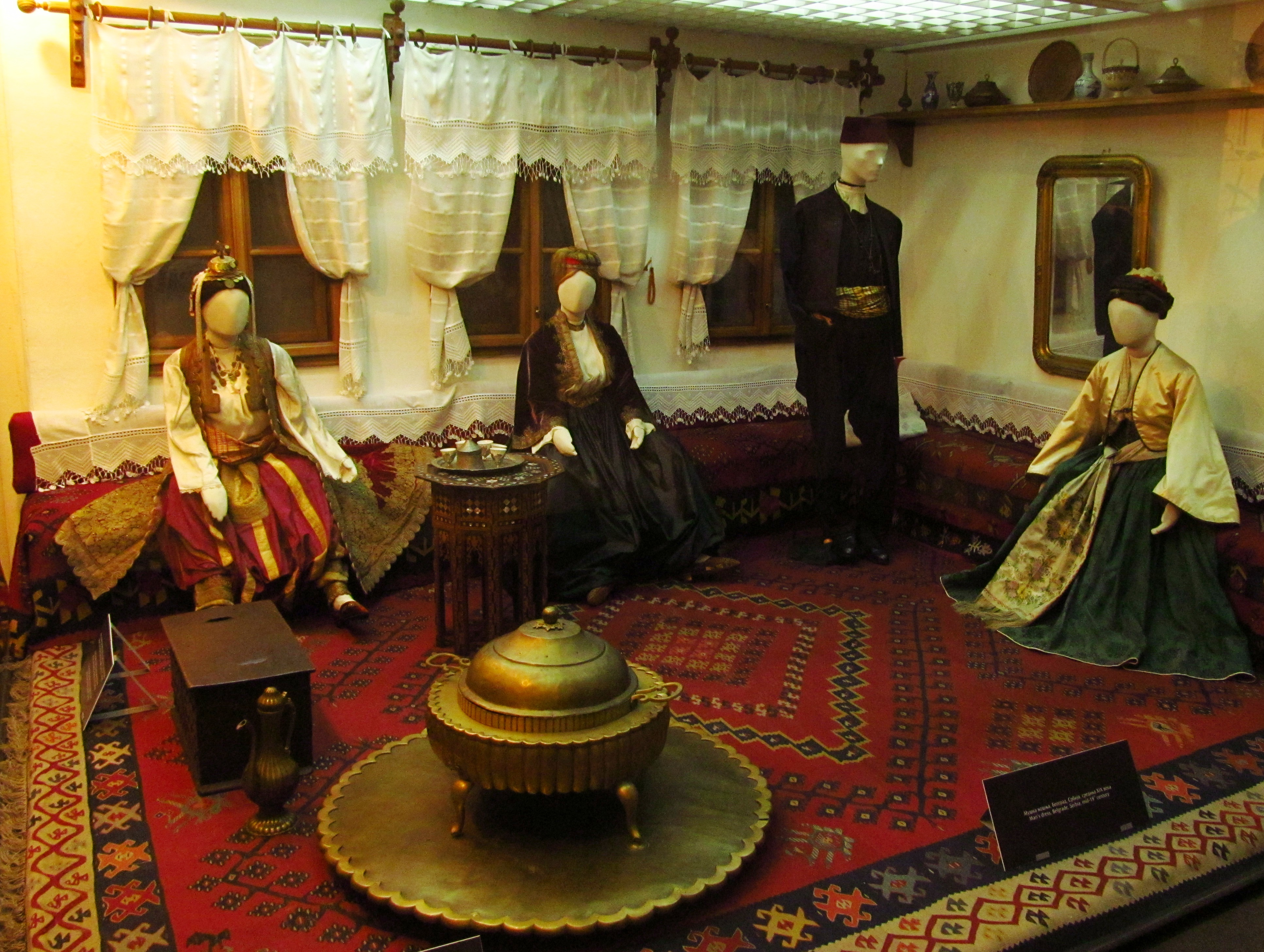
Интерьер городского дома с традиционными костюмами (слева направо — женский из Призрена, женский из Баня-Луки, мужской и женский из Белграда), Этнографический музей в Белграде
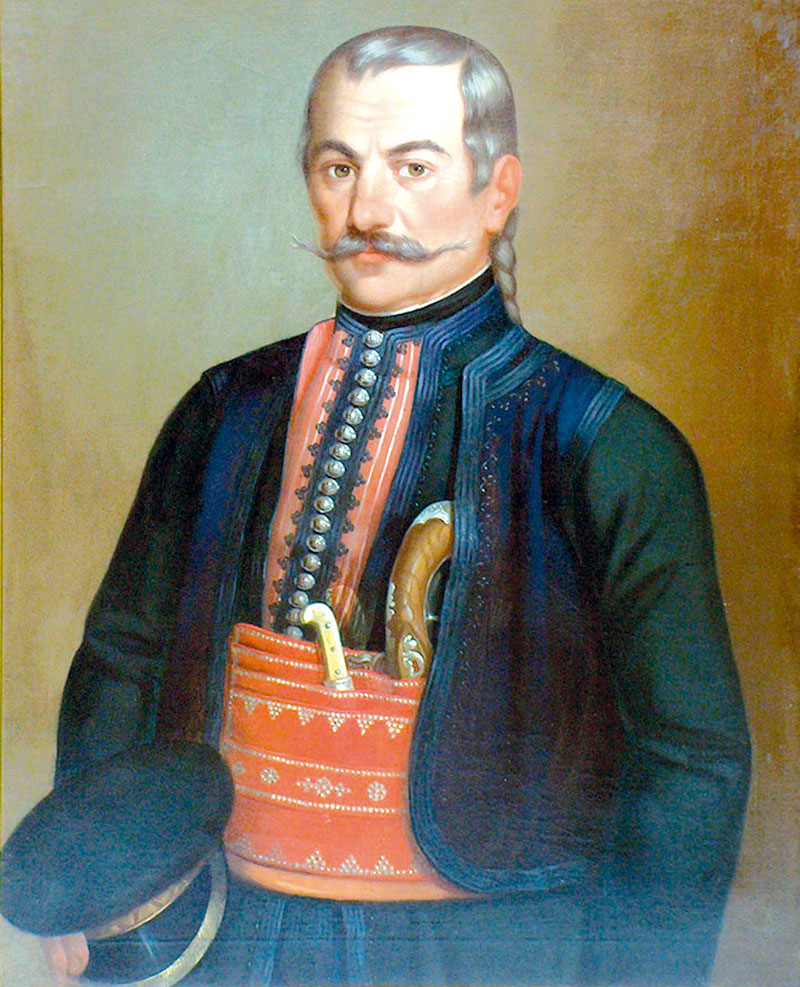
Портрет князя Алексы Ненадовича, 1855 год
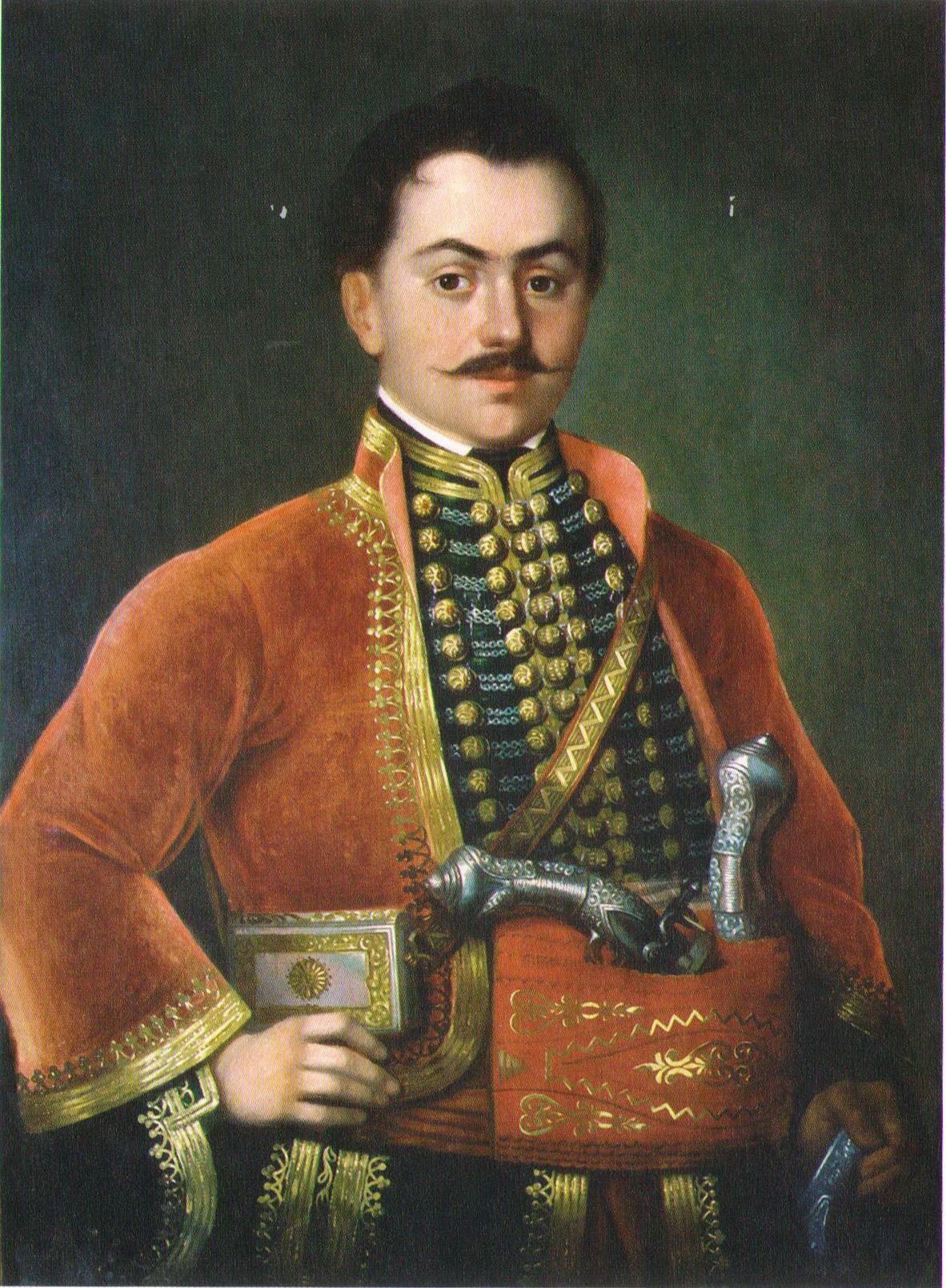
Сима Ненадович, сын Алексы, 1850 год
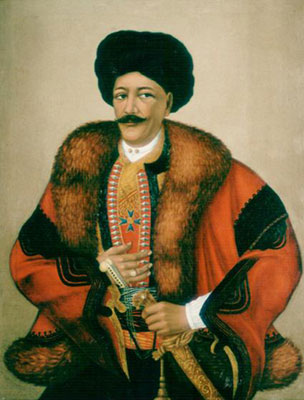
Портрет ускока на венецианской службе Стояна Янковича, XVII век или середина XIX века
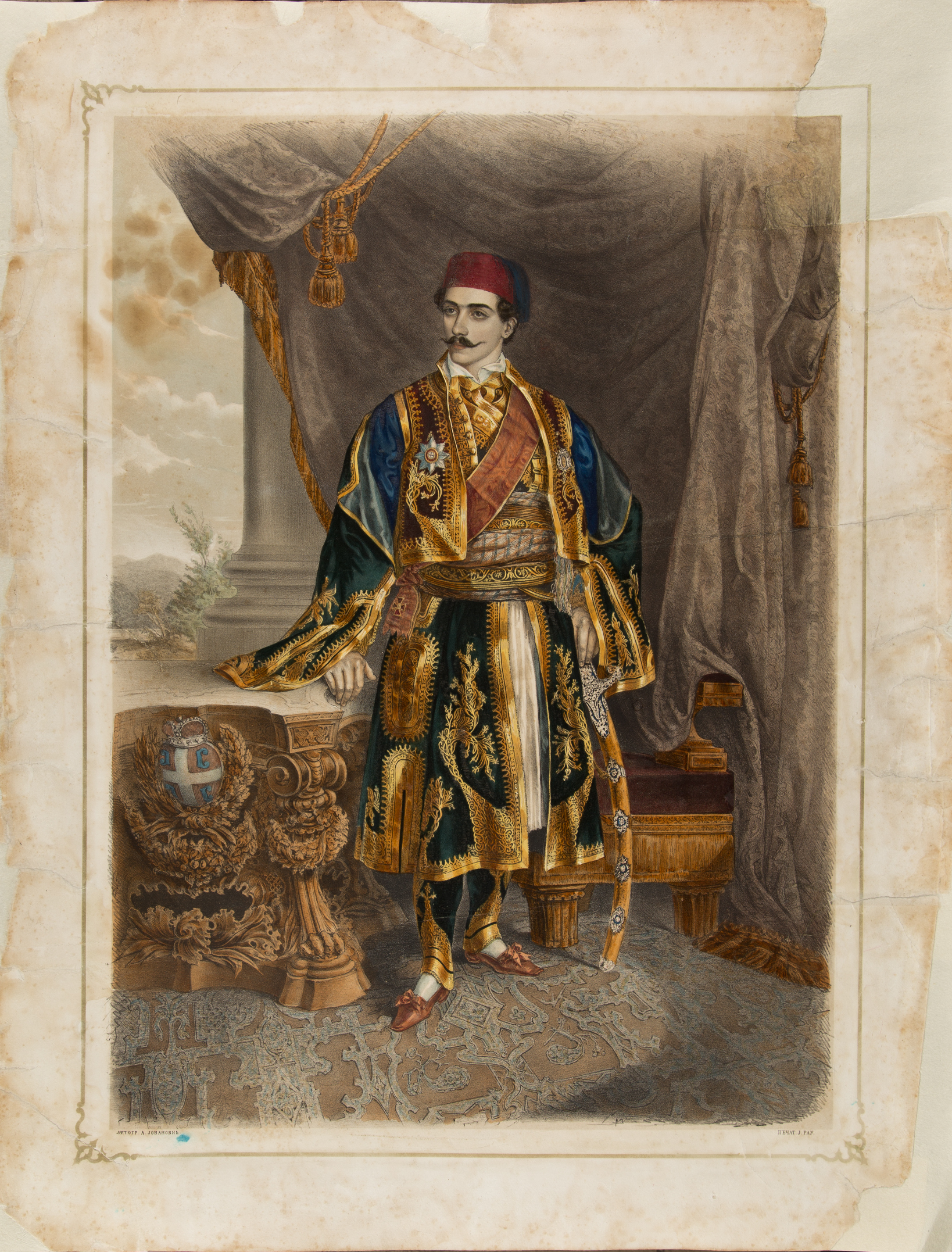
Портрет князя Михайло Обреновича, литография Анастаса Йовановича
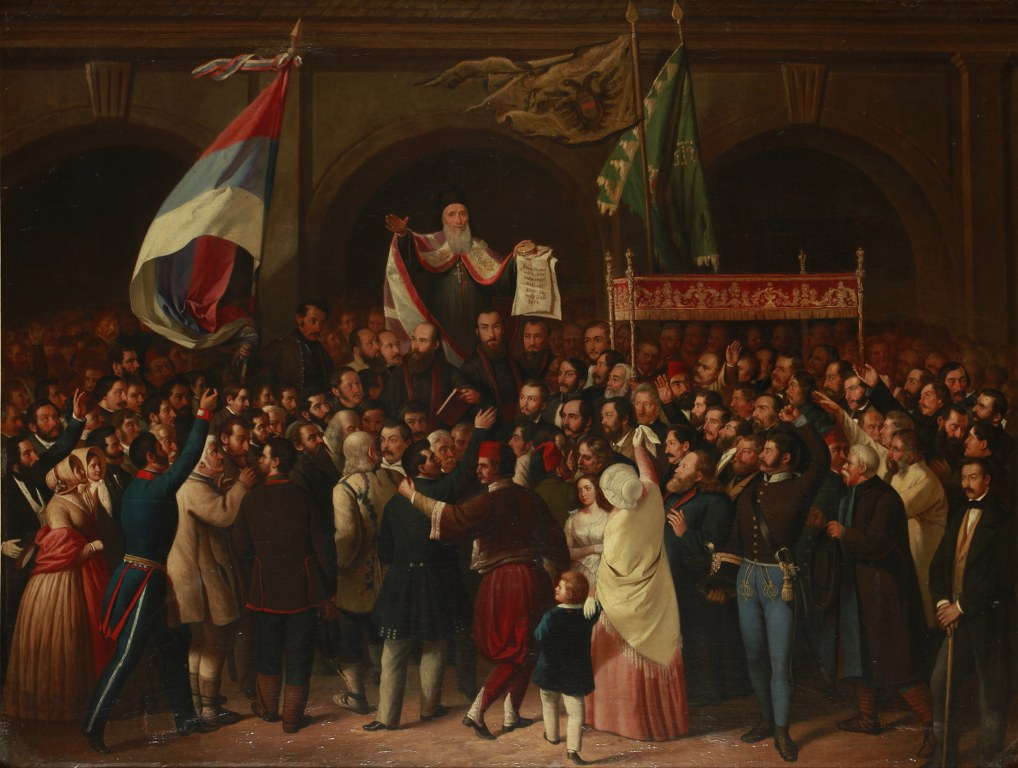
Провозглашение Майской скупщины в Сремски-Карловцах, 1848 год. Заметно, что горожане одеты не только по западной моде, но также носят турецкий и традиционный сербский костюм.
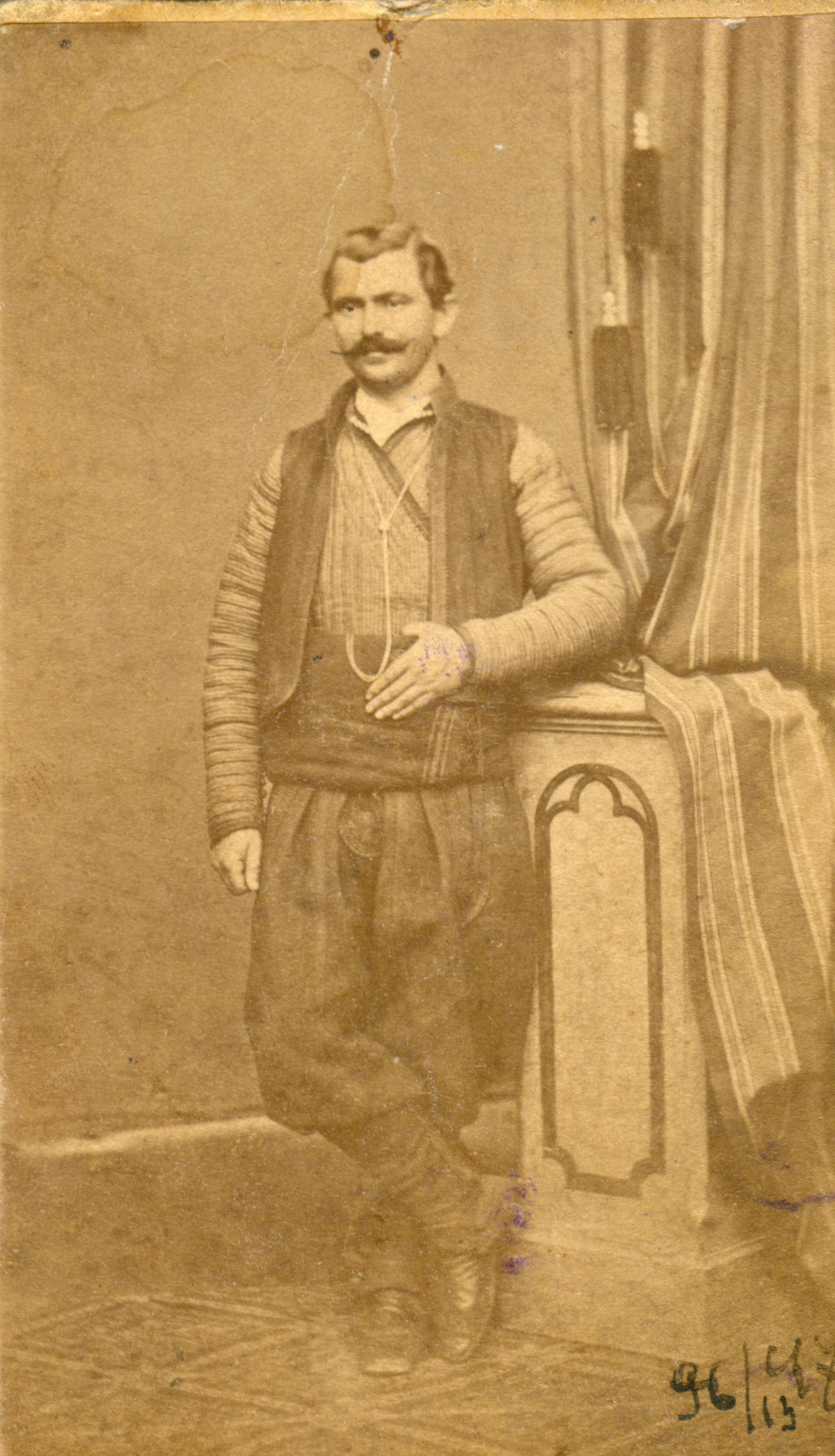
Петар Генович, неготинский торговец табаком, фотография 1874 г.
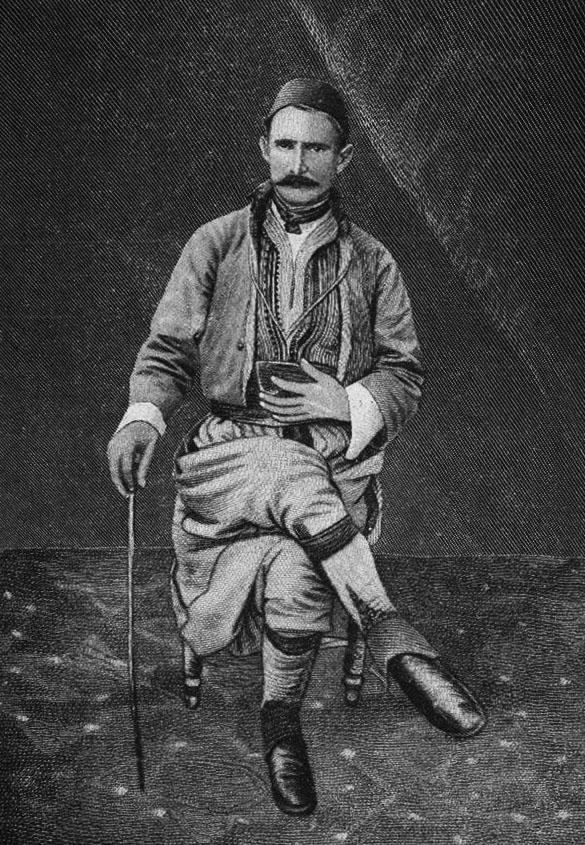
Денко Крстич, торговец из Куманово, до 1882 г.
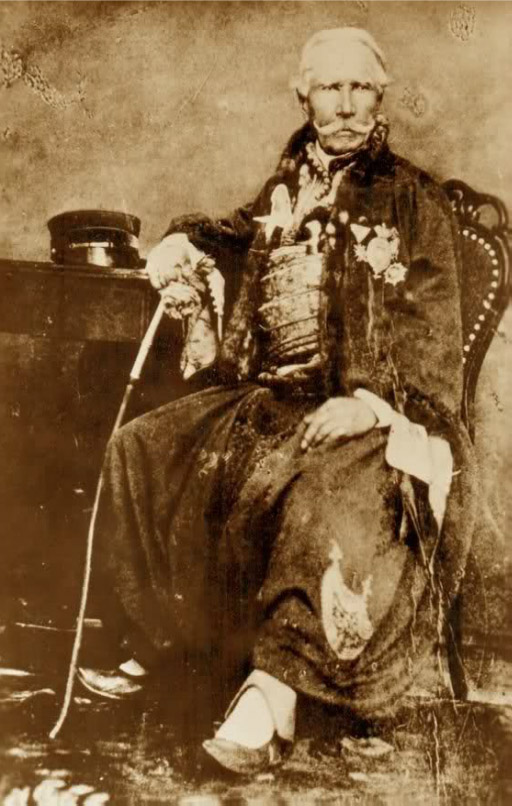
Почтальон[70] Риста Прендич (с 1837 по 1855 работал курьером британского консула в Алексинаце), до 1892 г.
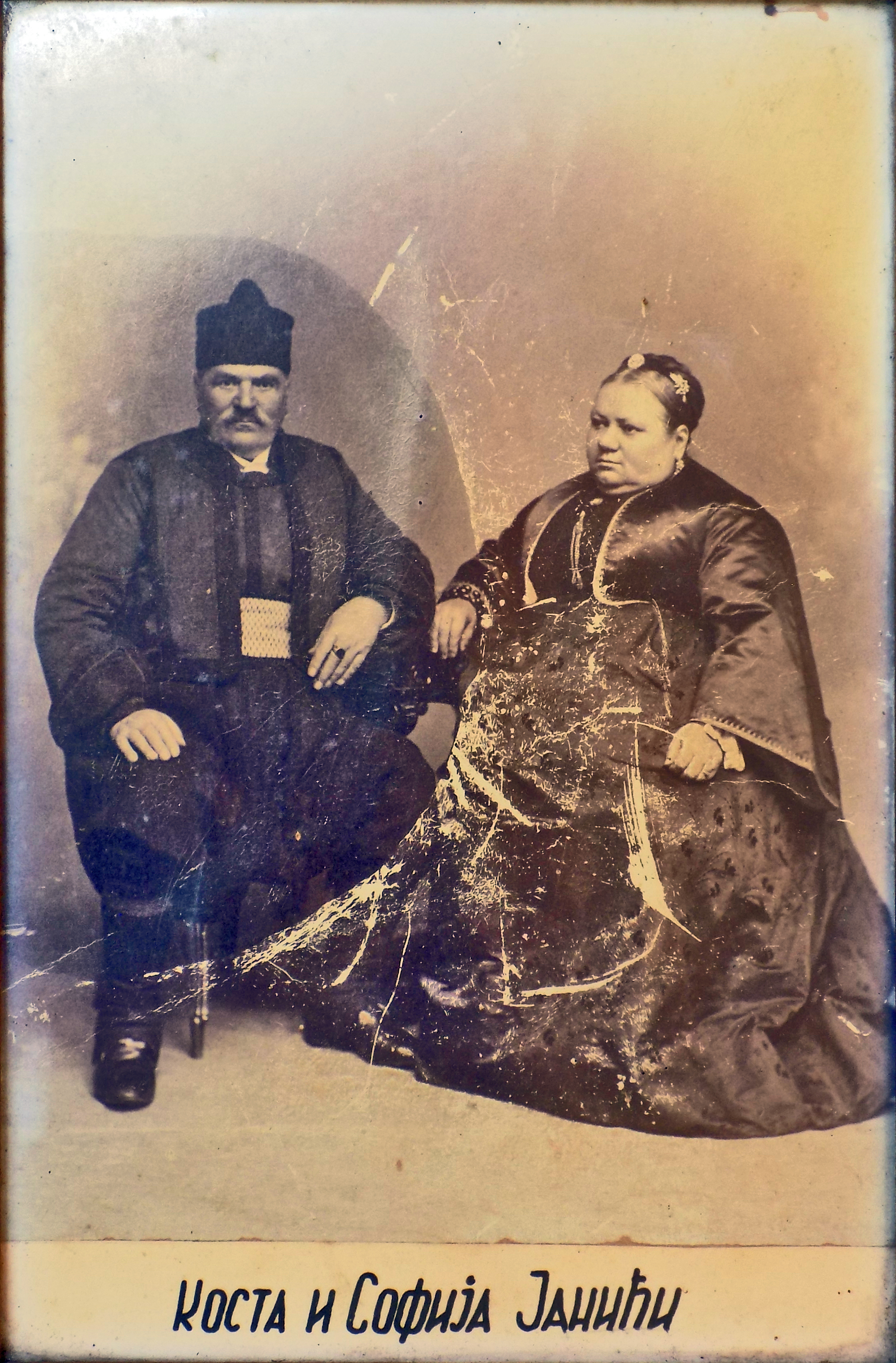
Чета Яничей из Остружницы (ныне - пригород Белграда), профинансировавших постройку колокольни в местной церкви святого Николая
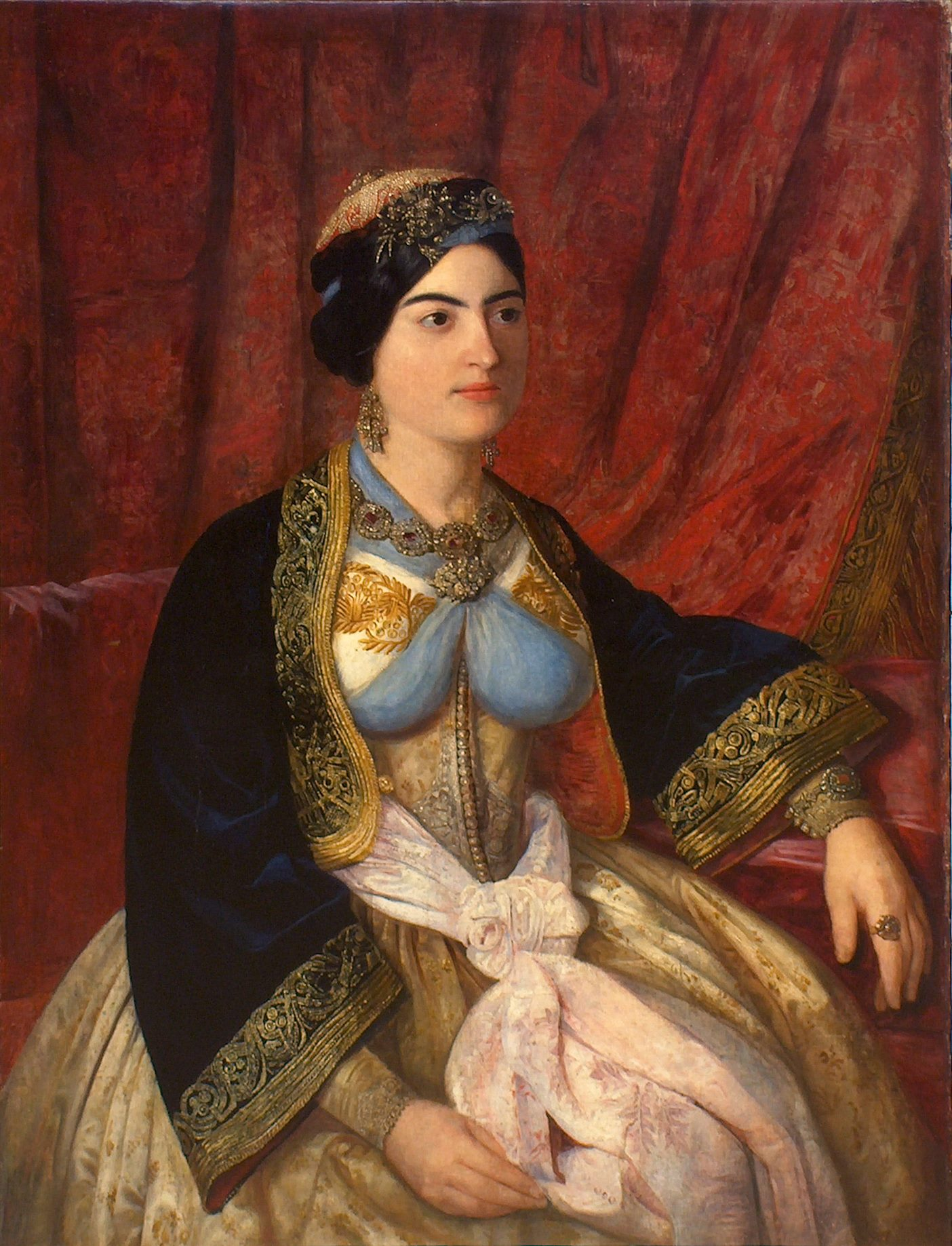
Портрет сербской княгини Персиды Карагеоргиевич, матери короля Петра I; кисти Катарины Иванович, 1847 г.
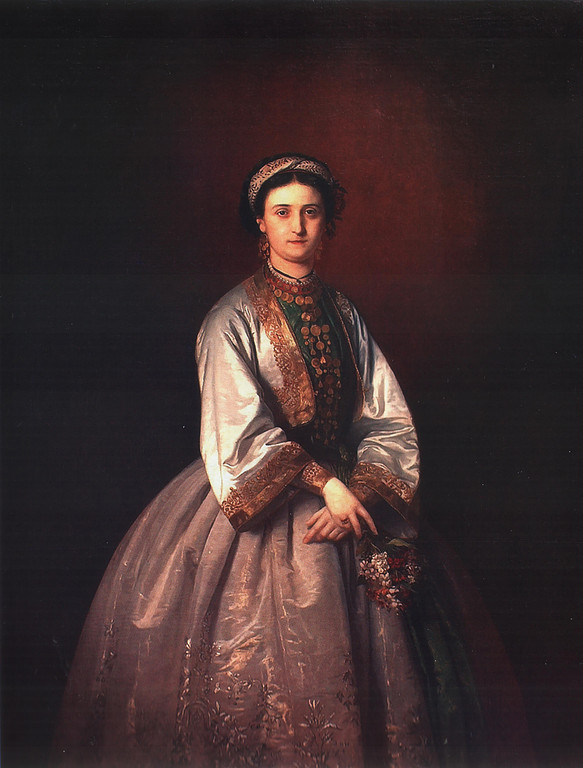
Сербская княгиня, жена Михаила Обреновича Юлия Хуньяди в сербском костюме
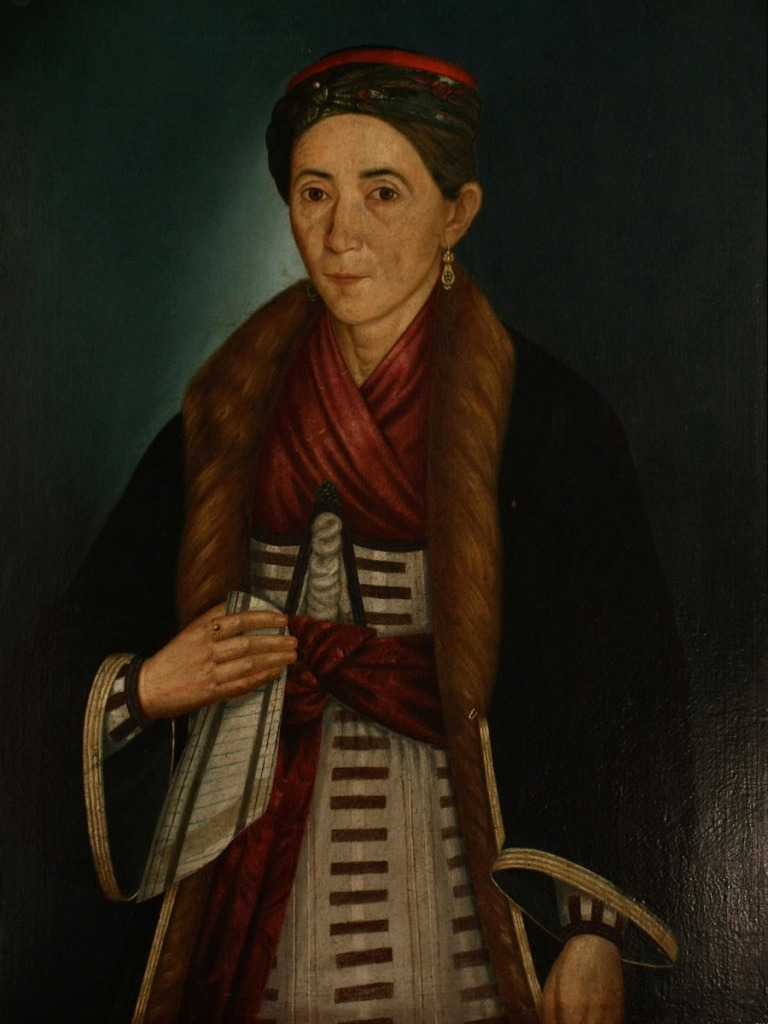
Пожилая жительница Смедерево, 1844 г.
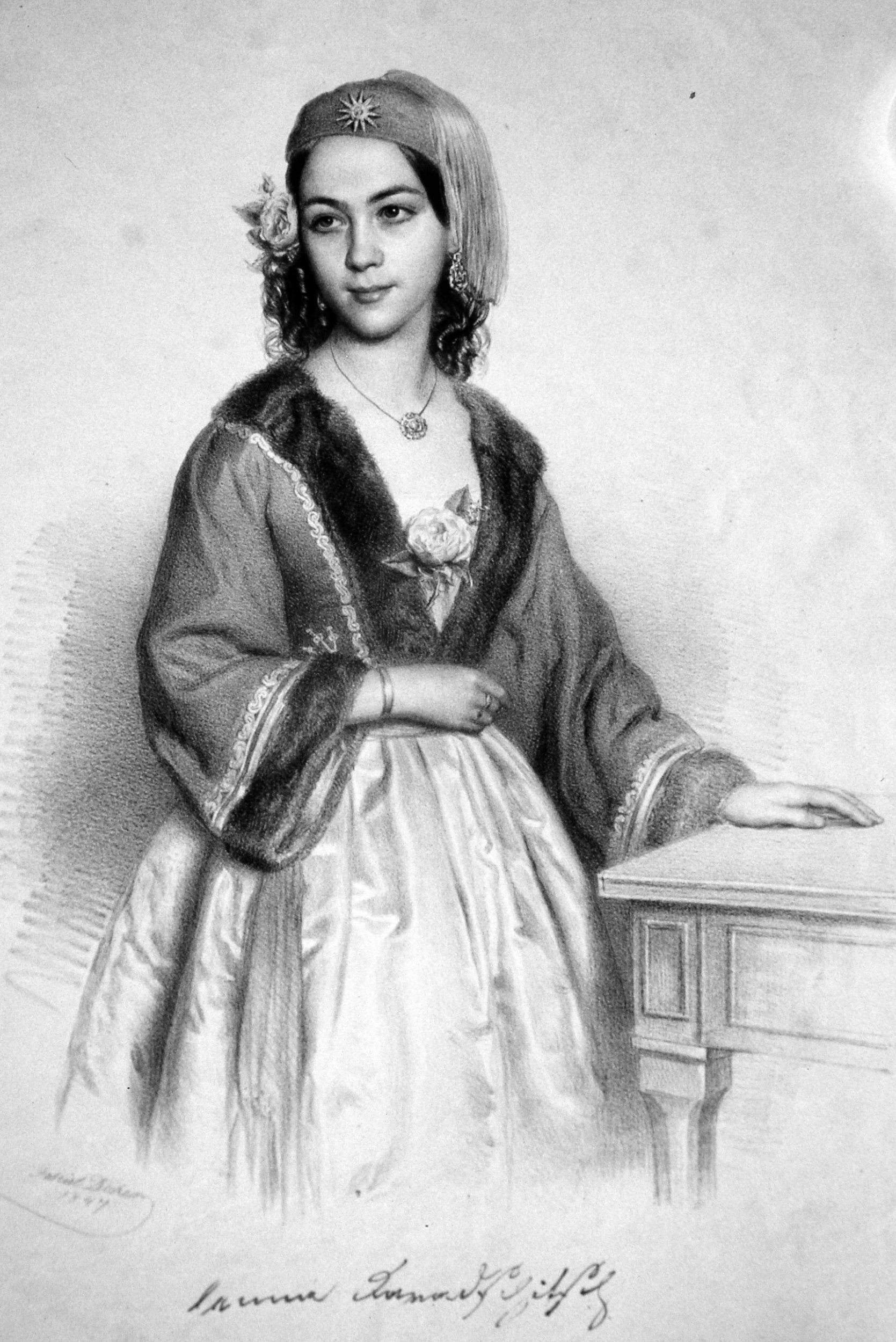
Автопортрет Вильгельмины (Мины, Милицы) Караджич, дочери Вука Караджича, 1847 г.
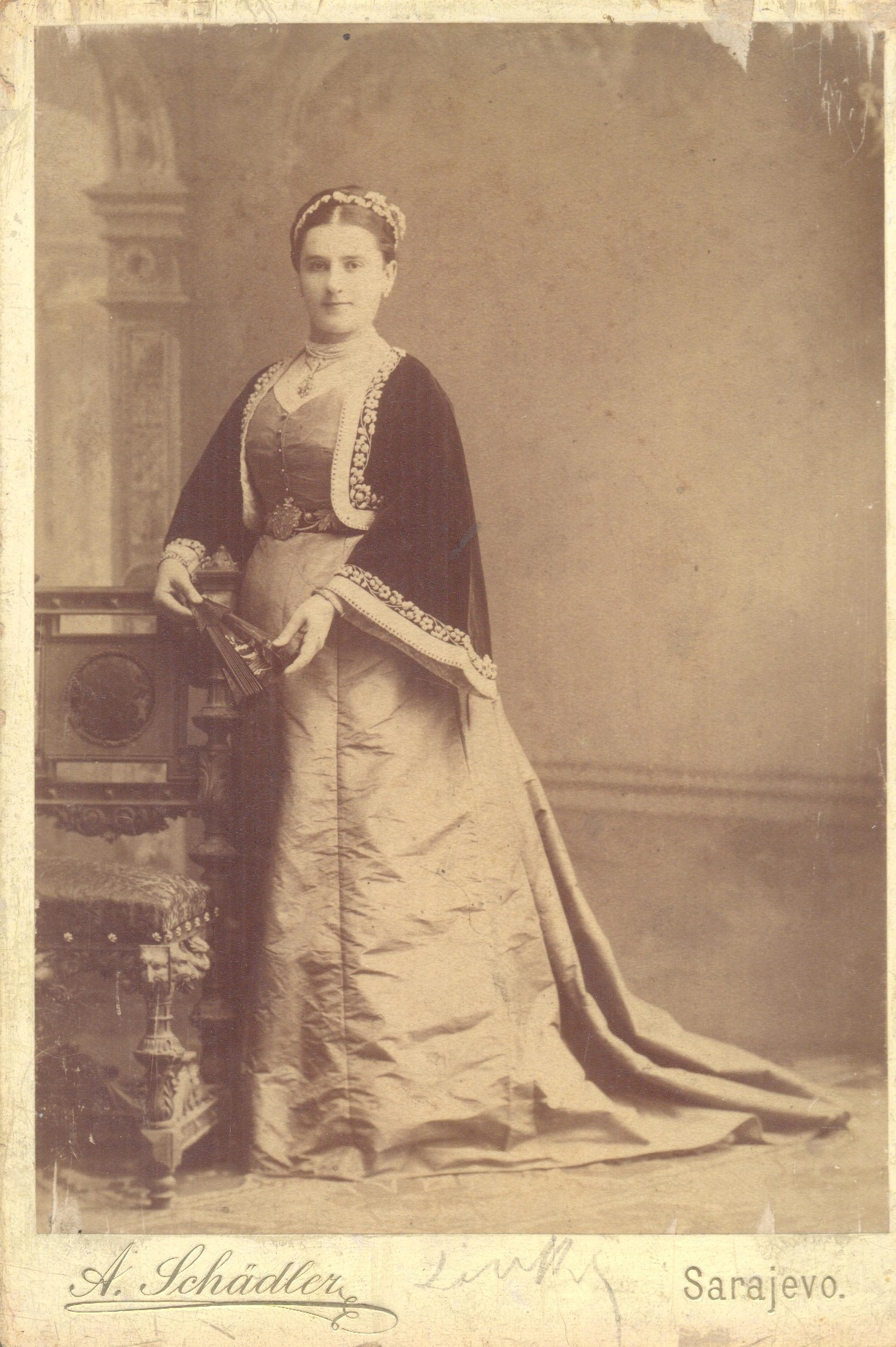
Женщина в традиционном городском костюме, из архива музея Зренянина, 1880-1890-е гг.
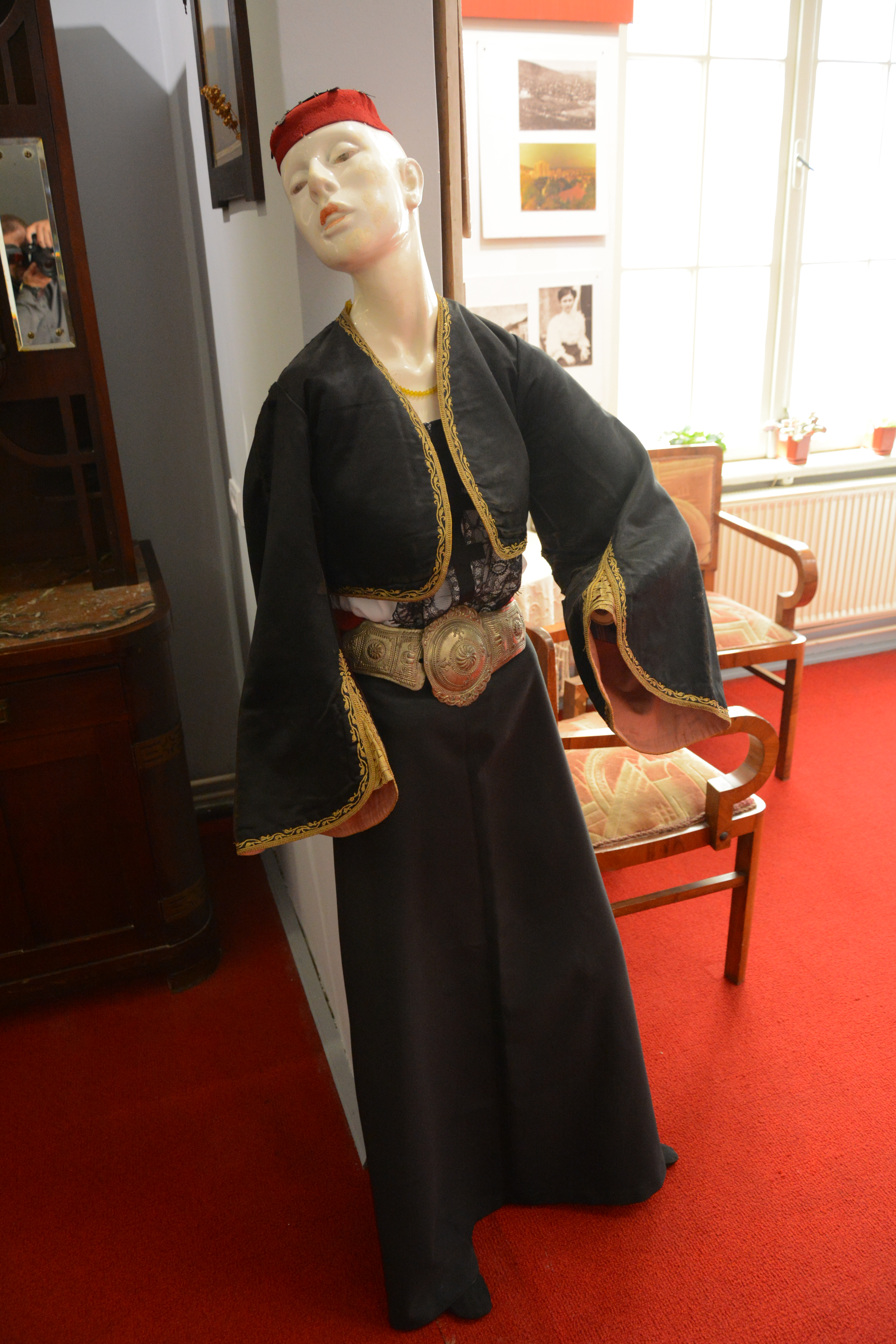
Городской костюм, экспонат музея Топличского округа в Прокупле
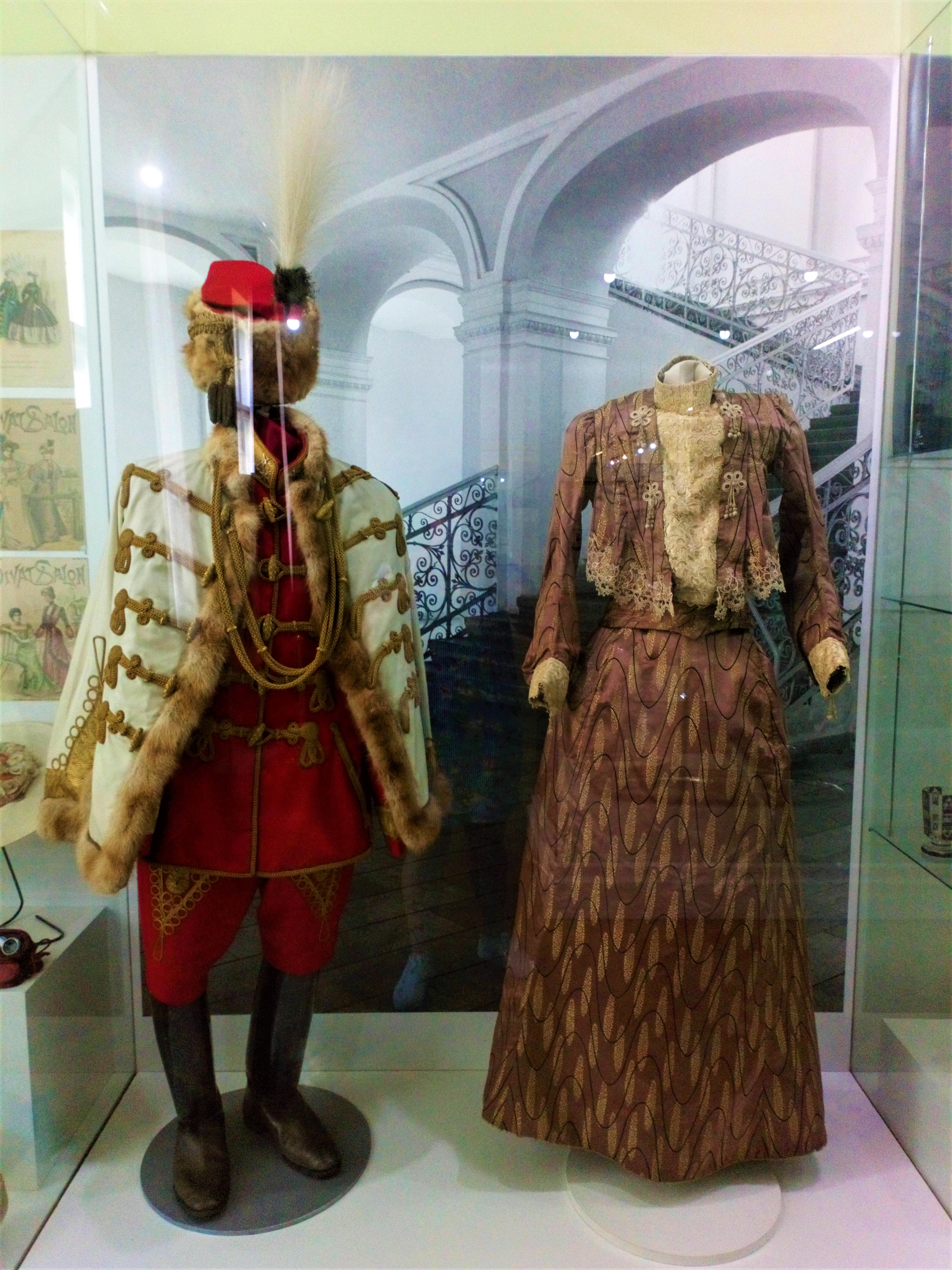
Военная форма и женский городской костюм Воеводины
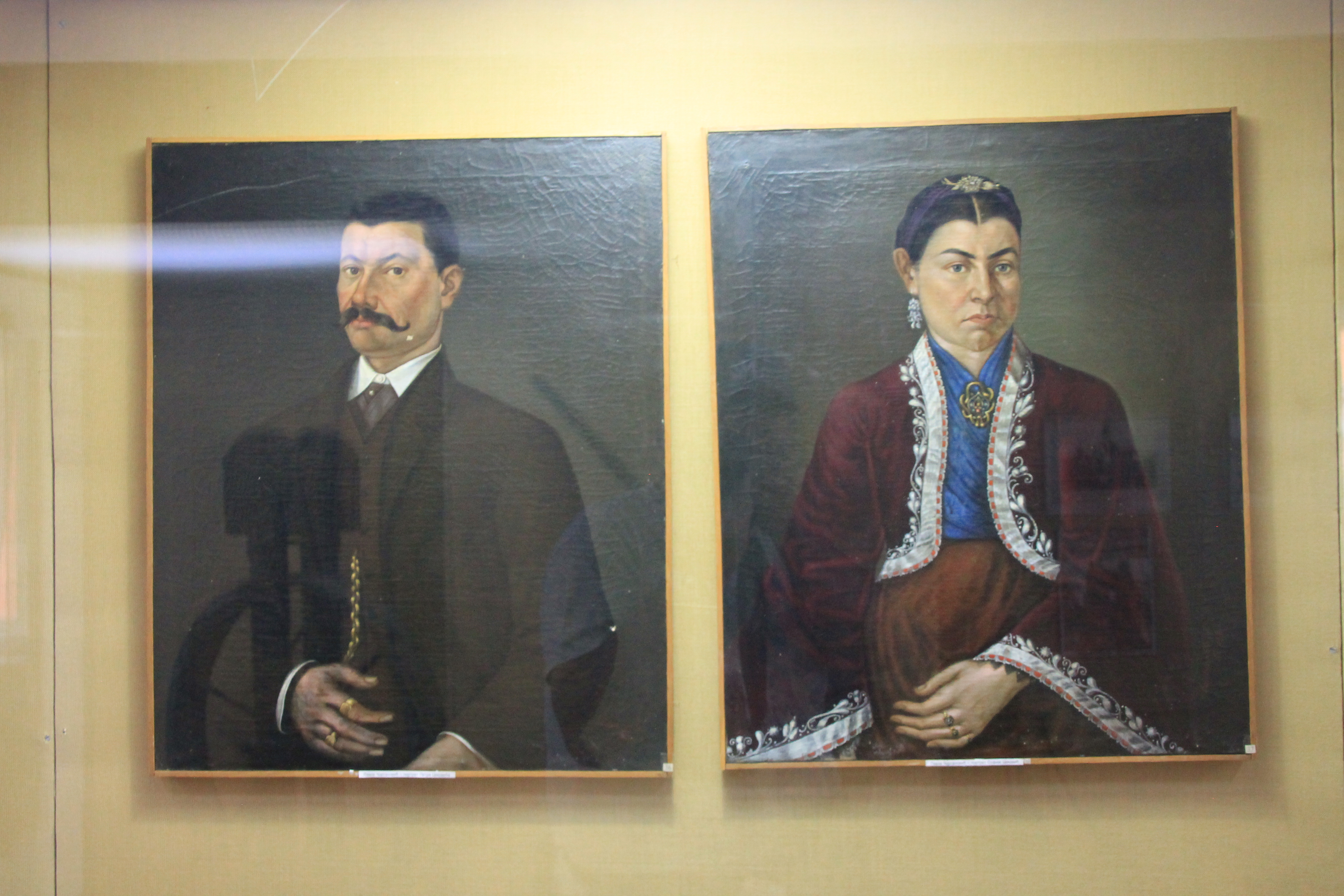
Портрет супружеской четы, экспонат музея Краины в Неготине
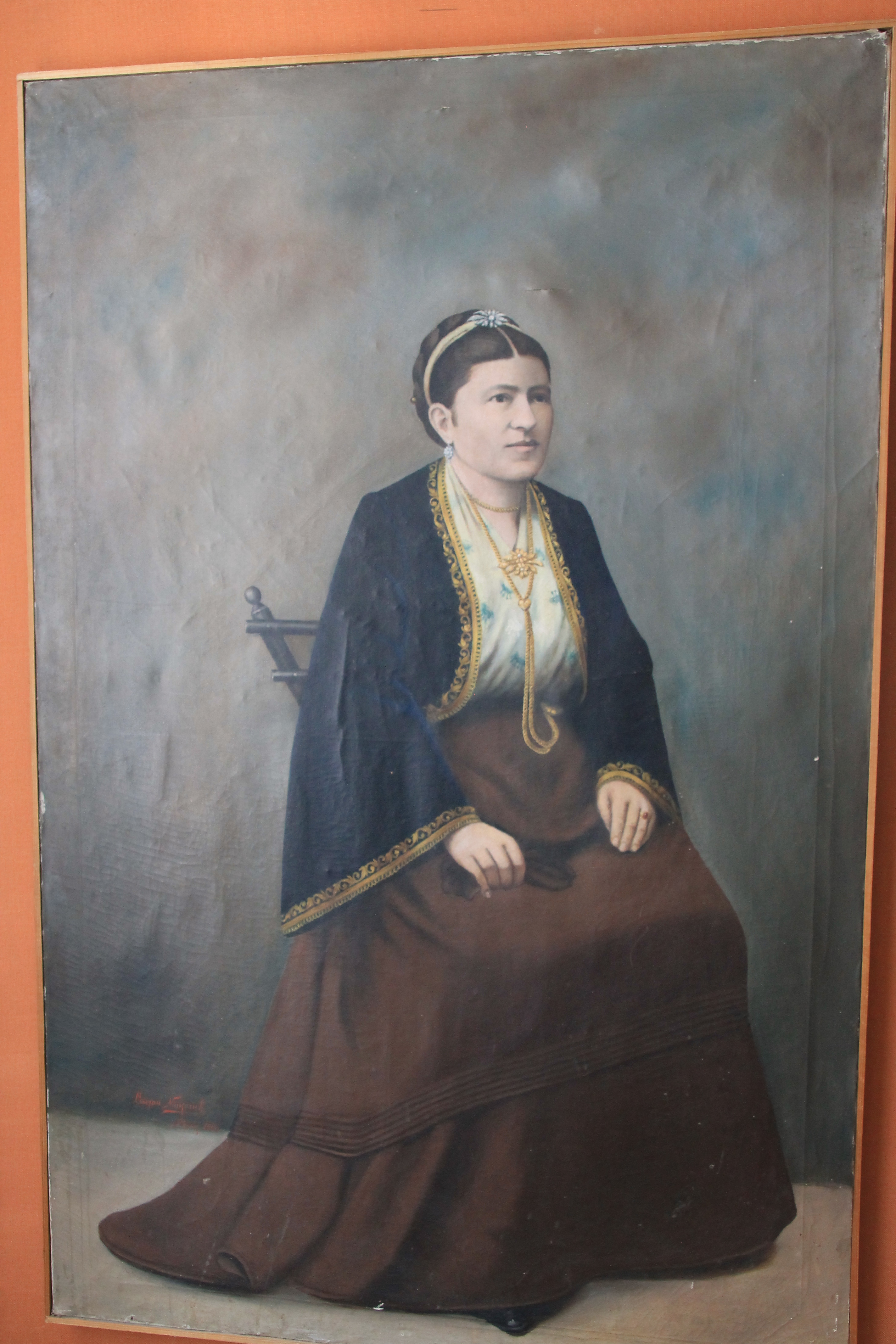
Портрет неизвестной в традиционном костюме, 1914 г. Экспонат музея Краины в Неготине
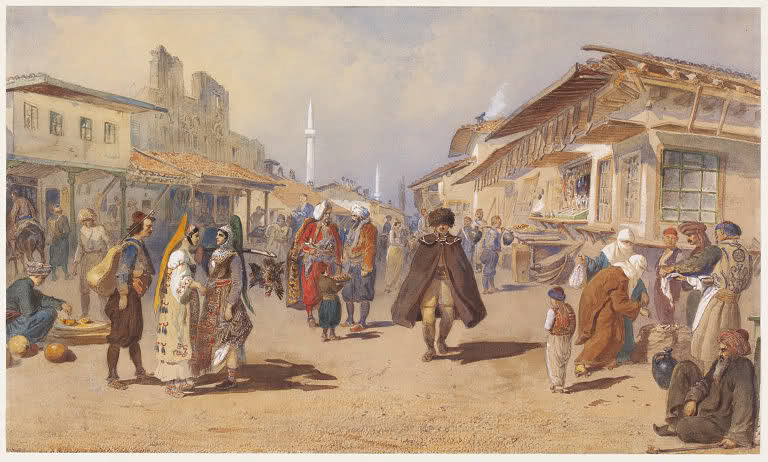
Руины ворот Евгения Савойского в Белдграде во время османского владычества, акварель Карла Гёббеля, 1865 г.

## Галерея

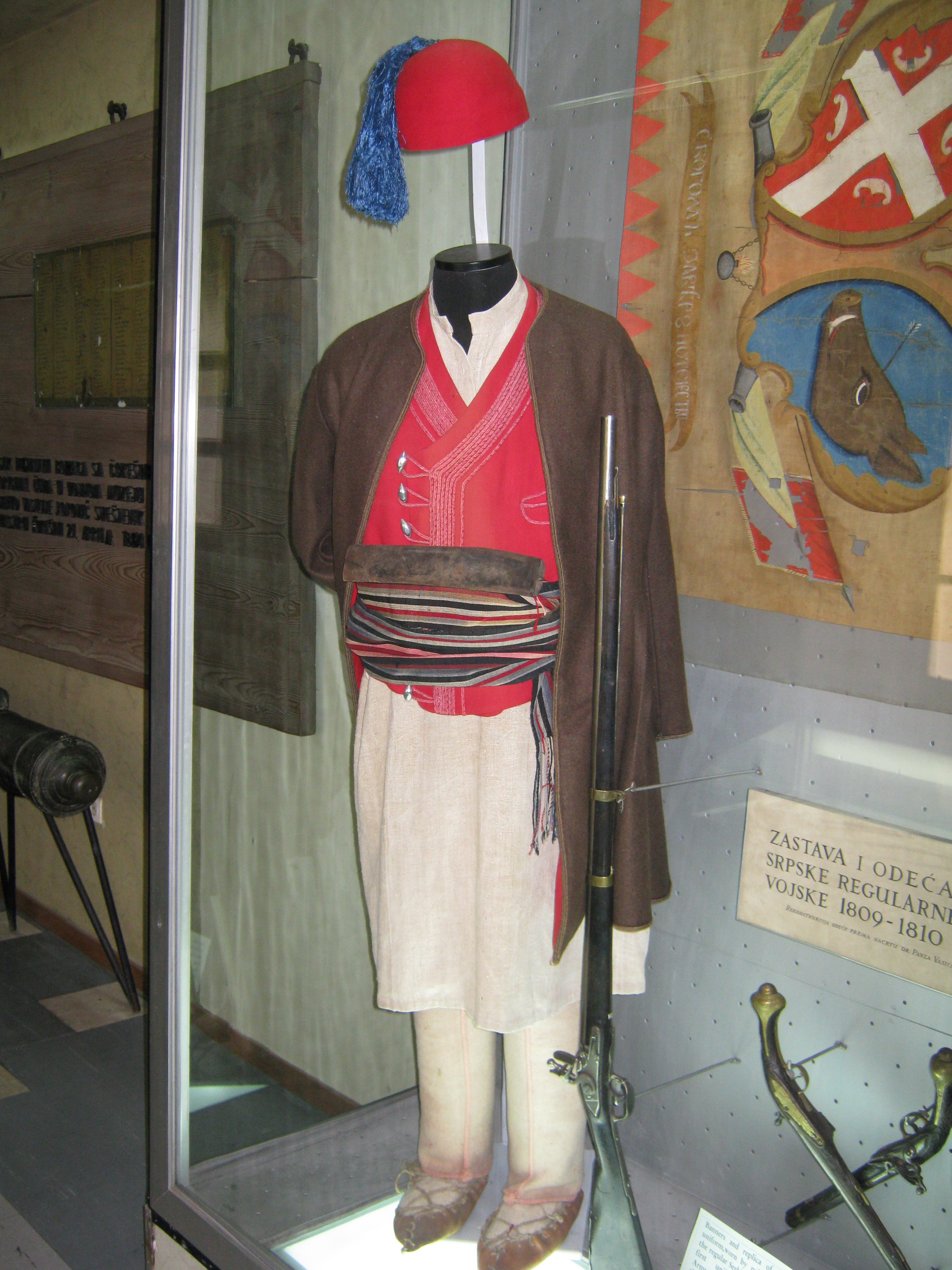
Униформа рядового участника Сербского восстания, ок. 1809
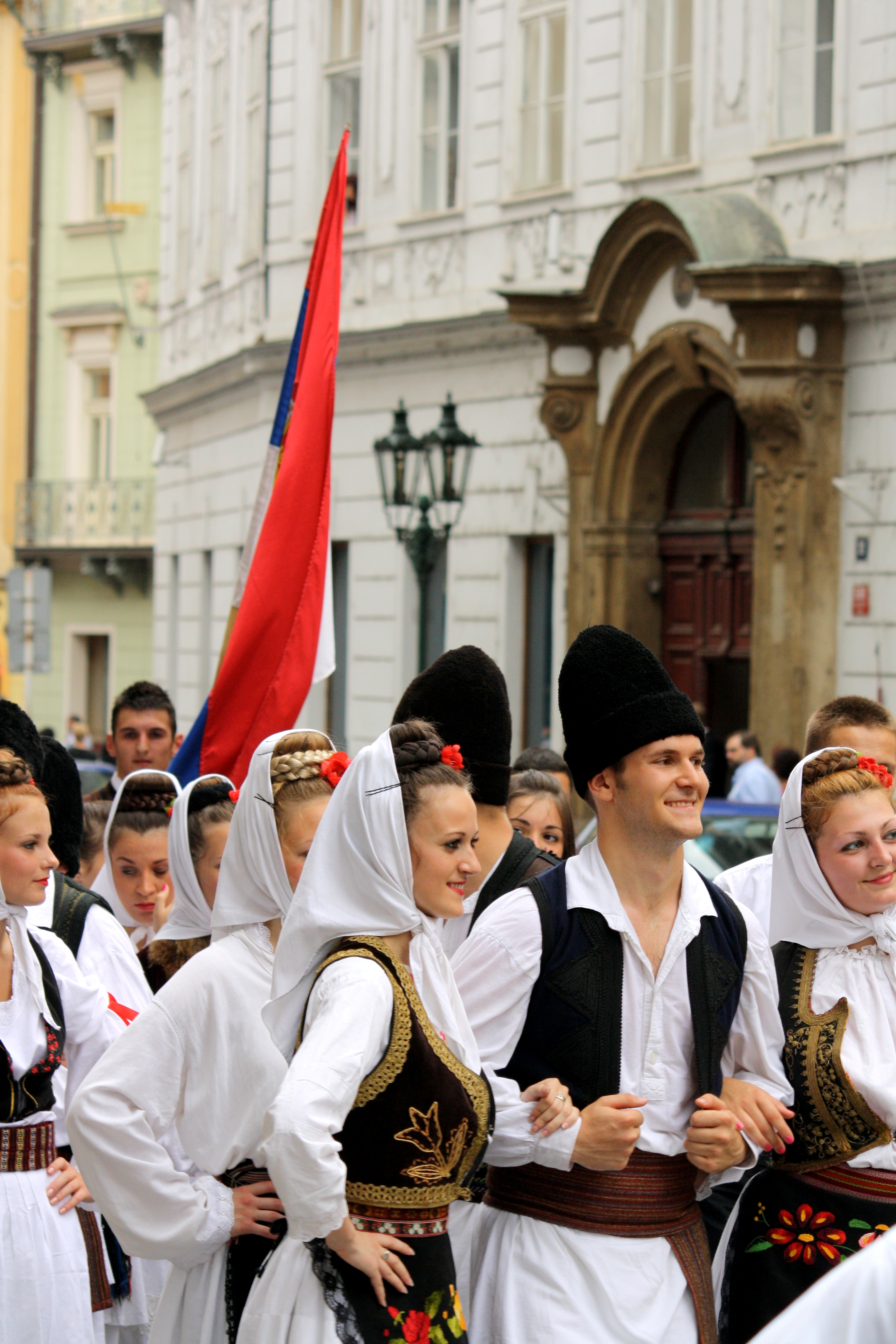
Мужчины в шубарах
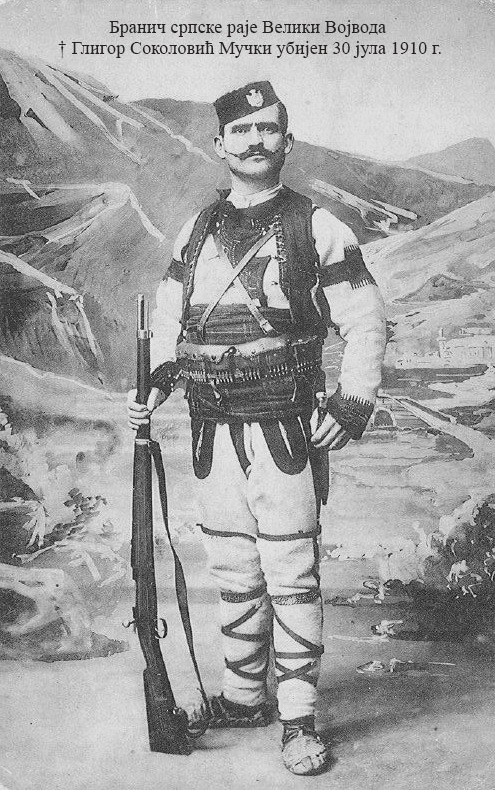
Глигор Соколович, 1905 год.
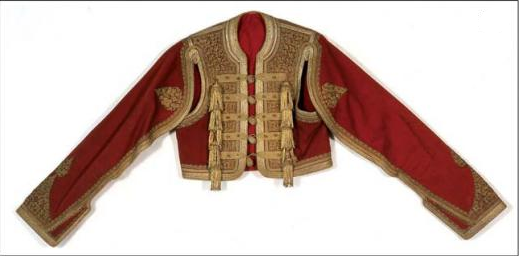
Черногорская куртка душанка
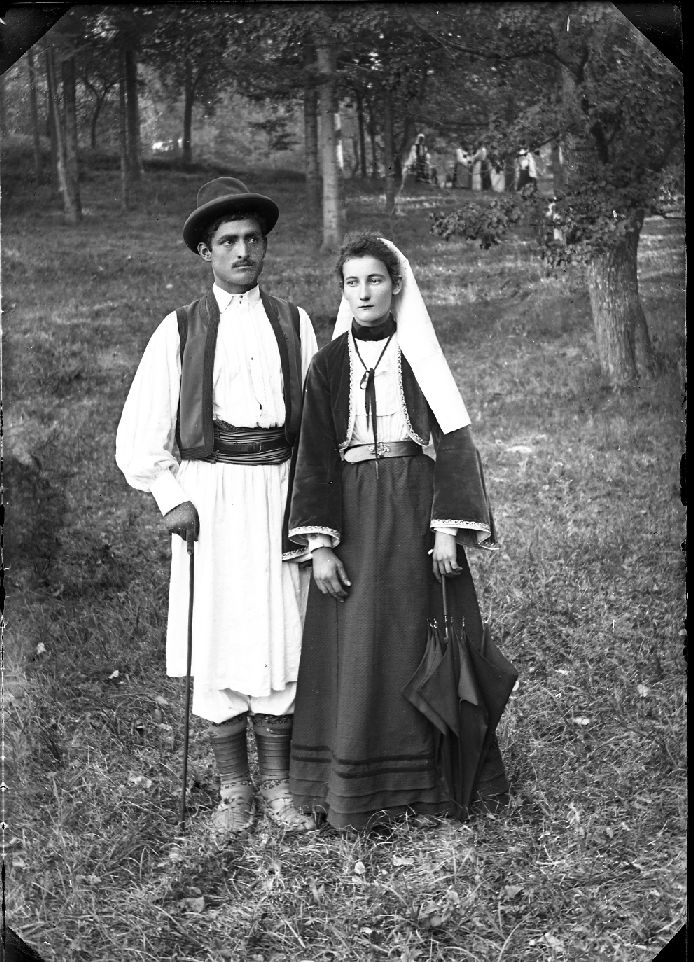
Сербский мужской и женский костюм
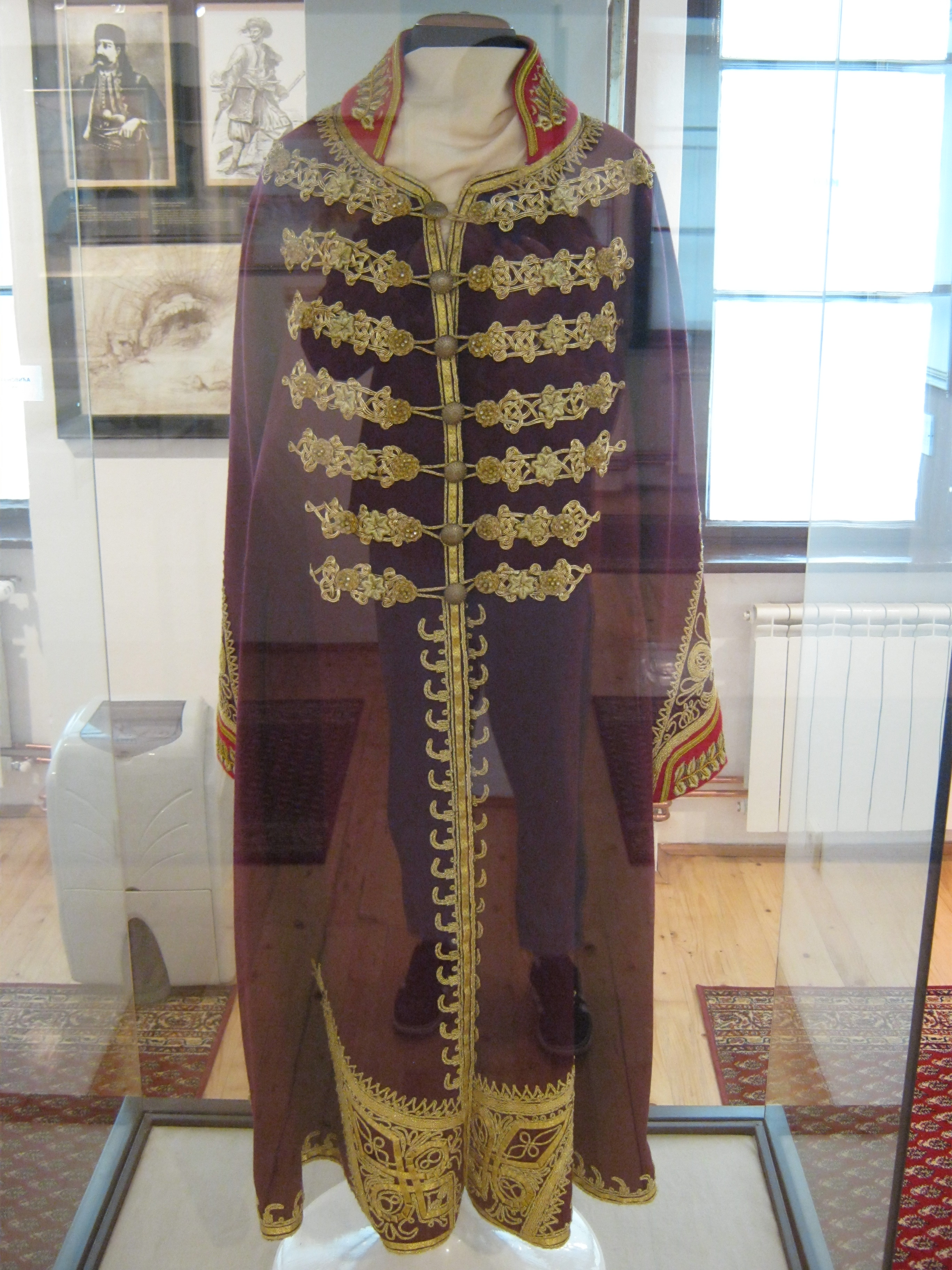
Долама князя Милоша Обреновича, экспонат музея второго Сербского восстания в Таково
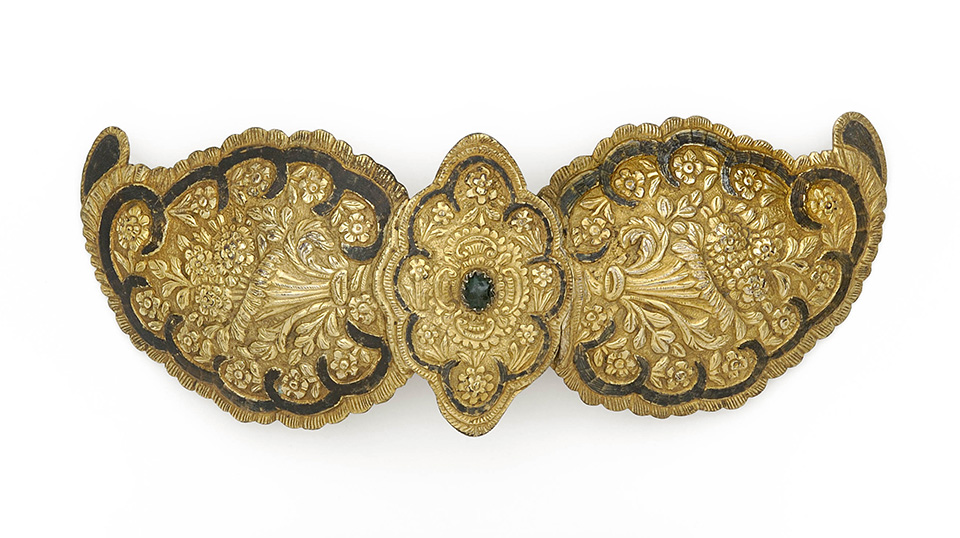
Застёжка для женского пояса, экспонат музея прикладных искусств (Белград)
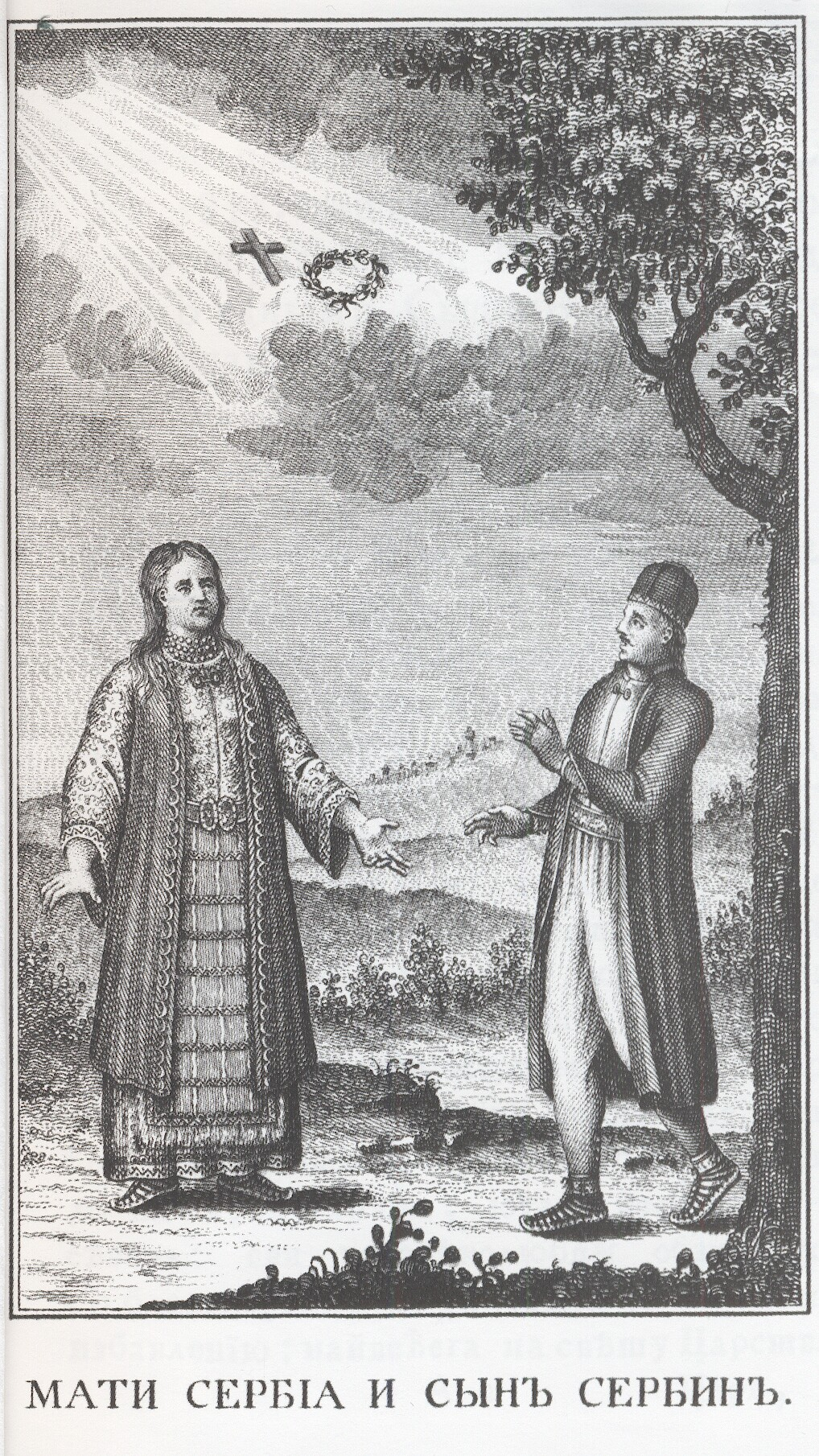
Мать-Сербия и сын-серб, аллегорическая гравюра начала-середины XIX века
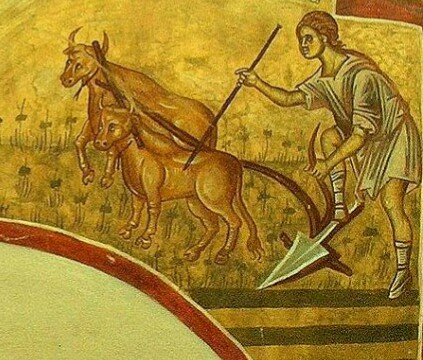
Пахарь, фреска, монастырь Высокие Дечаны, XIV век
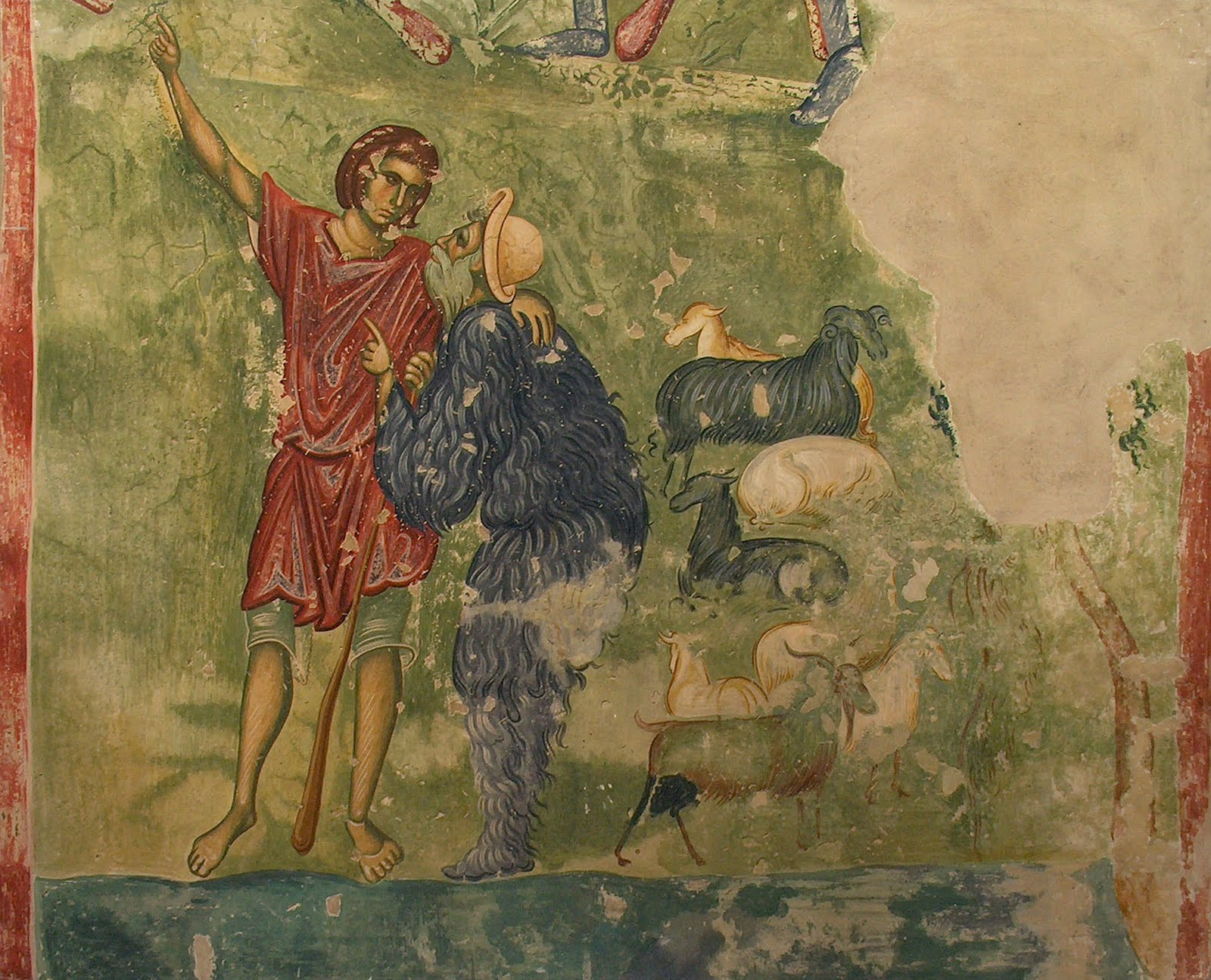
Пастухи, фрагмент фрески «Рождество Христово», монастырь Сопочаны, XIV век
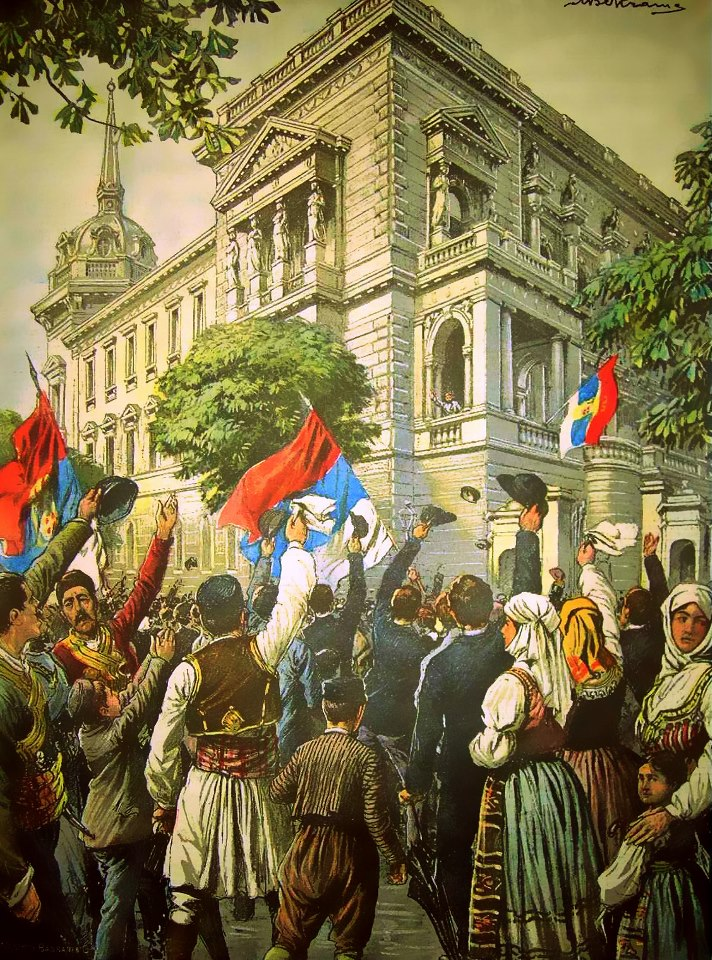
Объявление о возведении на сербский престол Петра Карагеоргиевича, иллюстрация из итальянского журнала «La Domenica del Corriere», 1903 г.
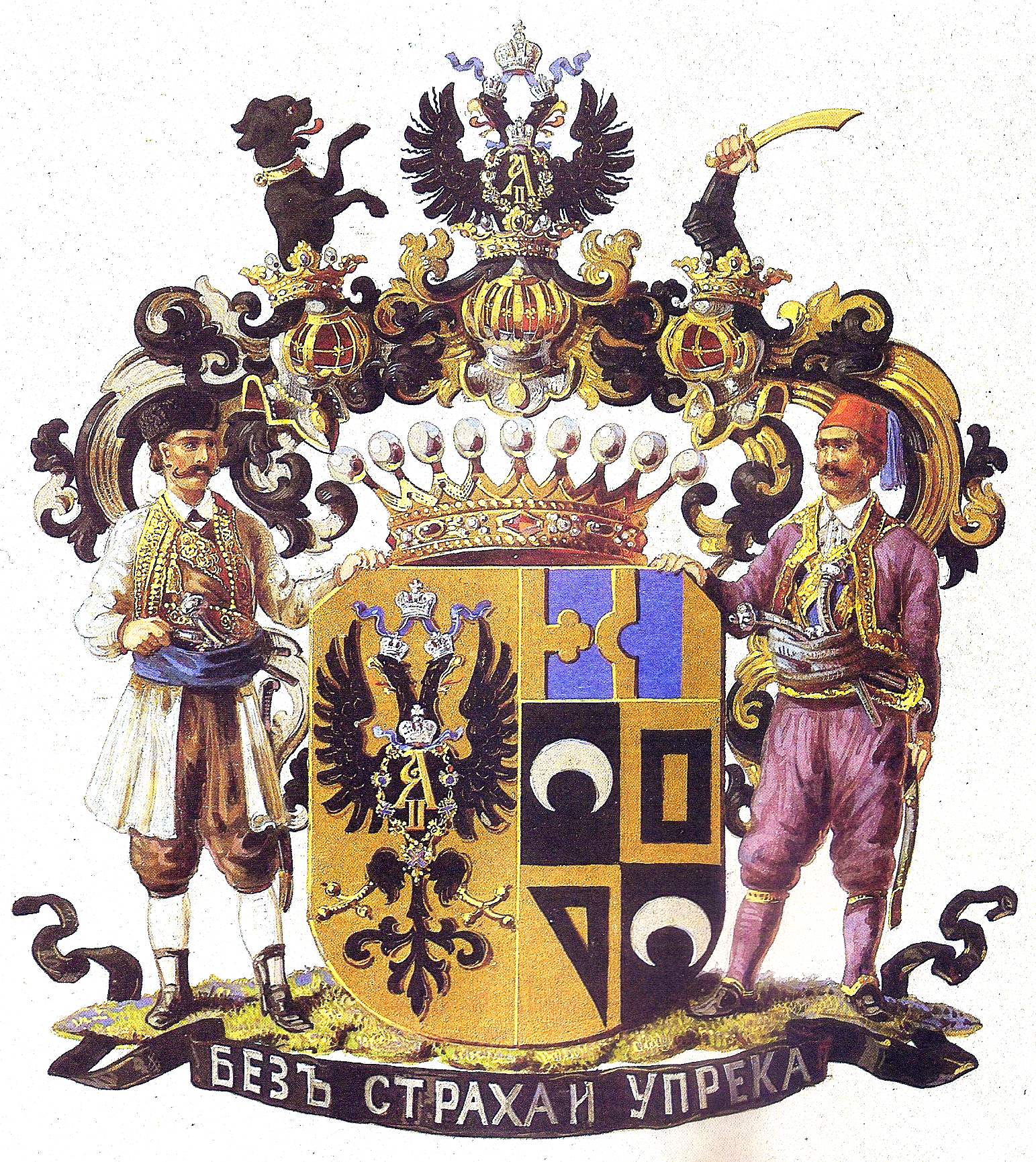
Большой герб рода Милорадовичей
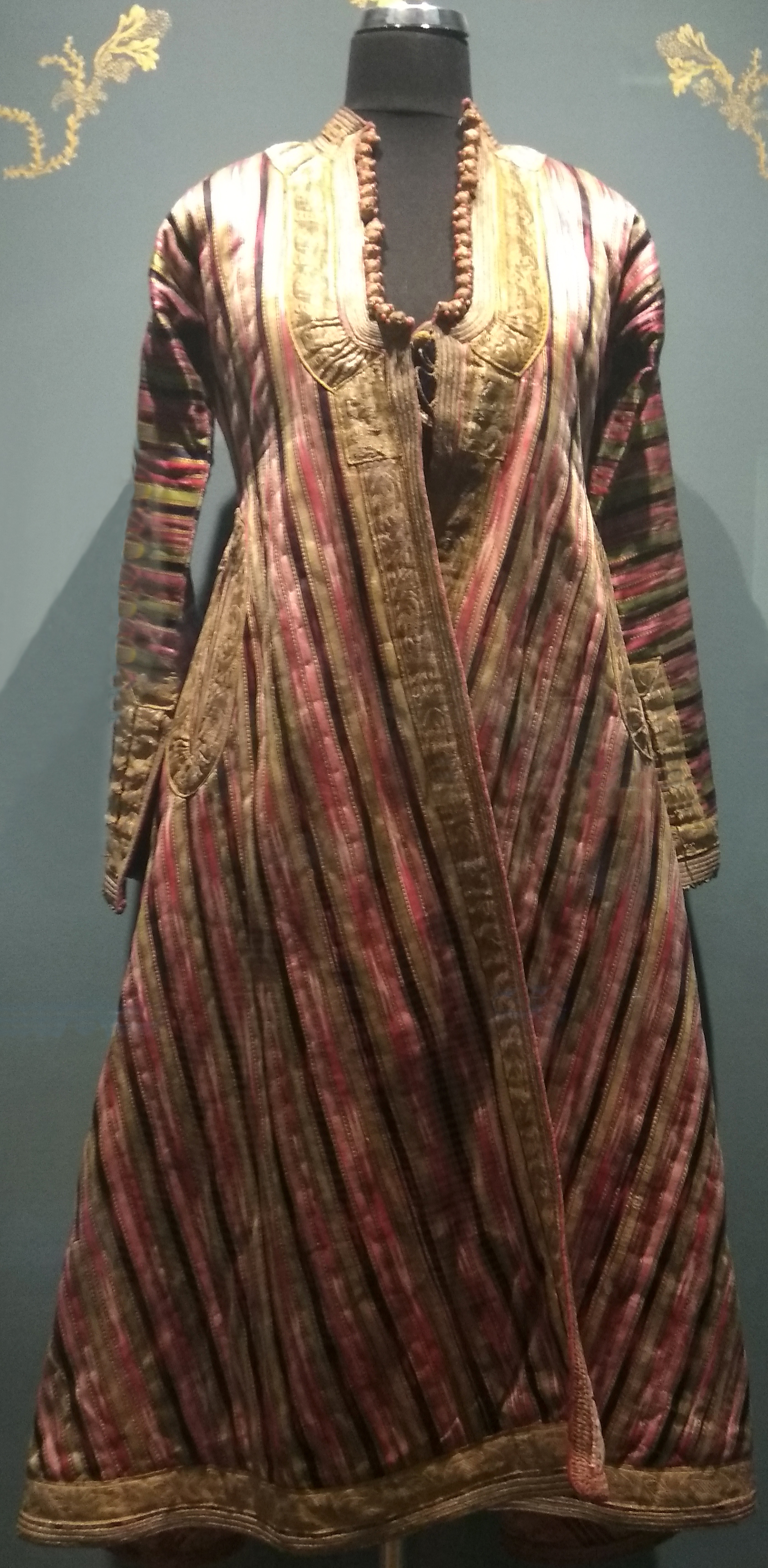
Женская антерия
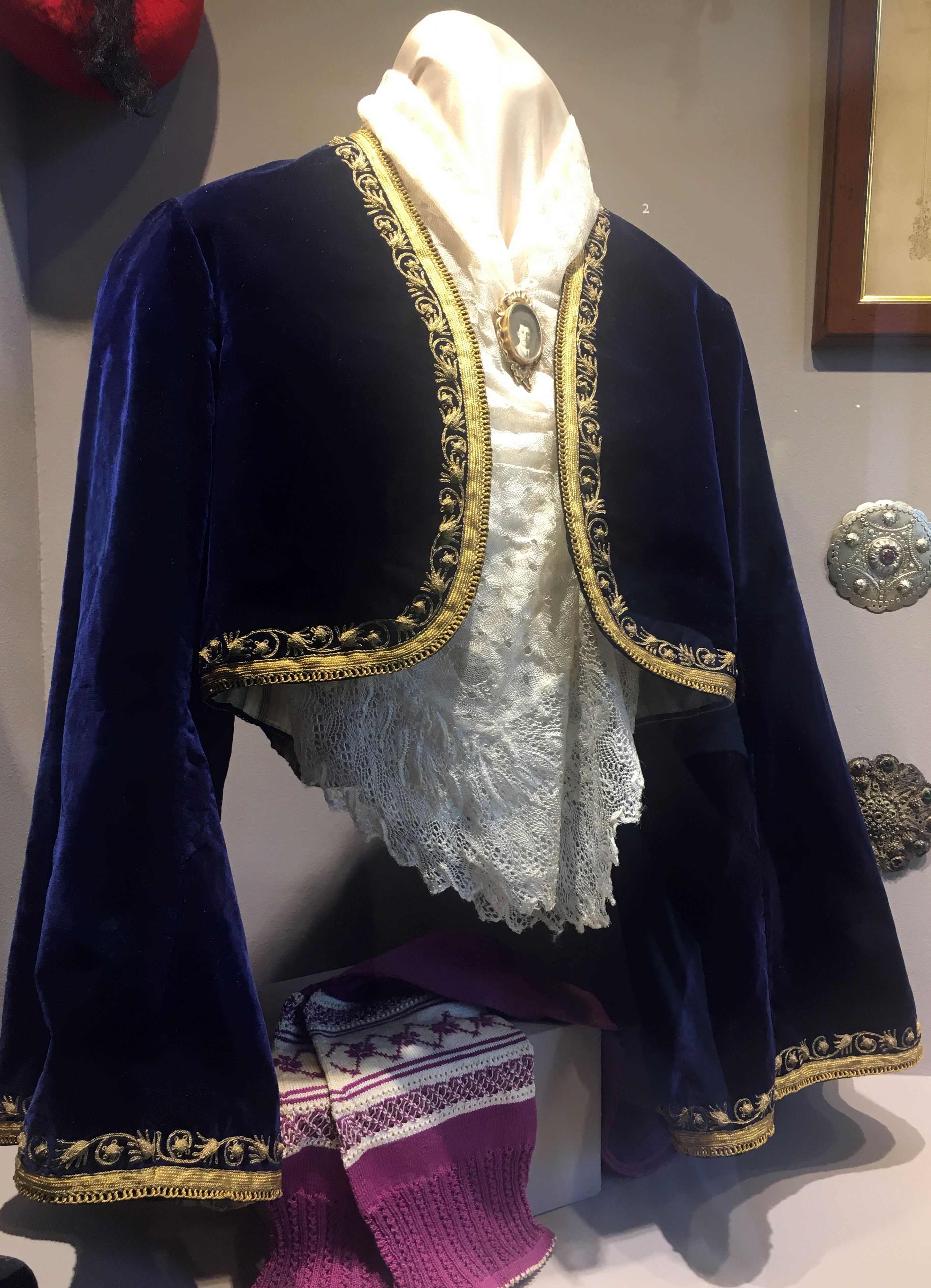
Либаде
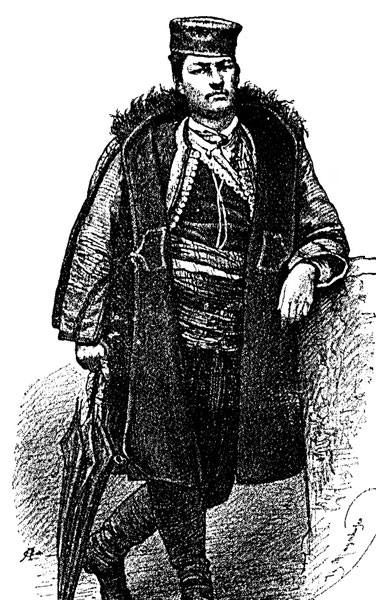
Серб из Рисана (Черногория), конец XIX века
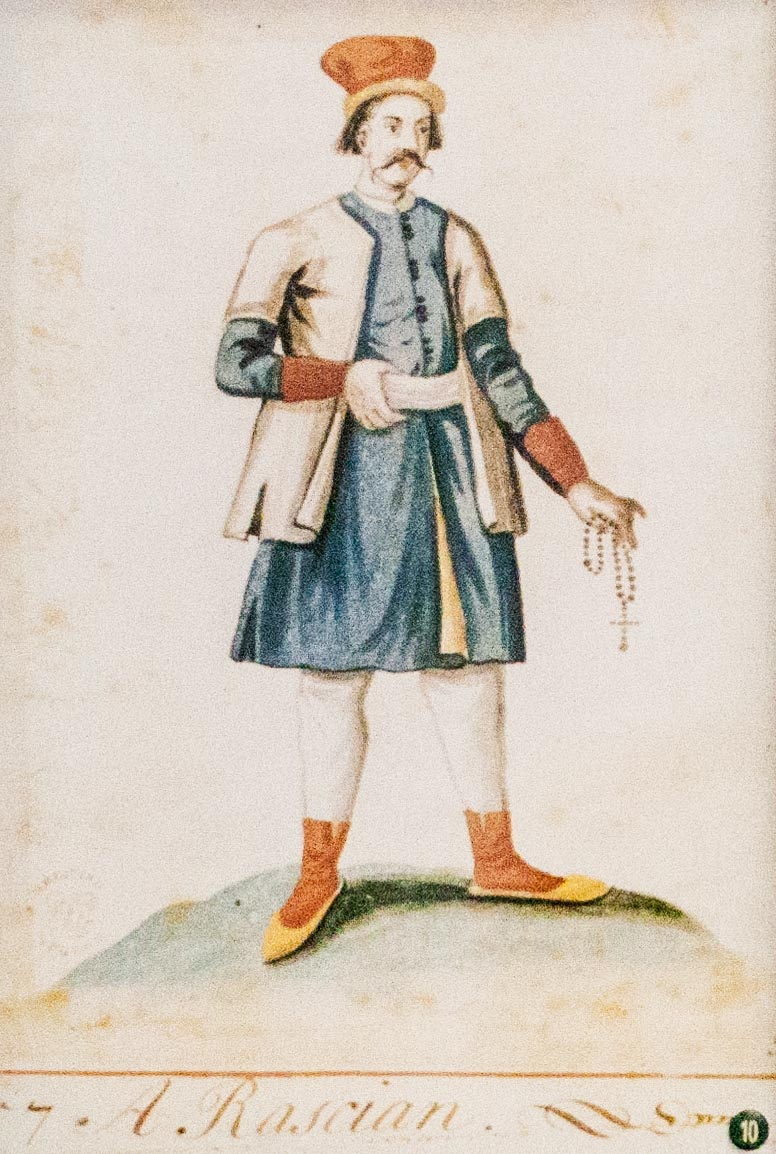
Сербский мужской костюм из Трансильвании, XVIII век, из собрания Венгерского национального музея
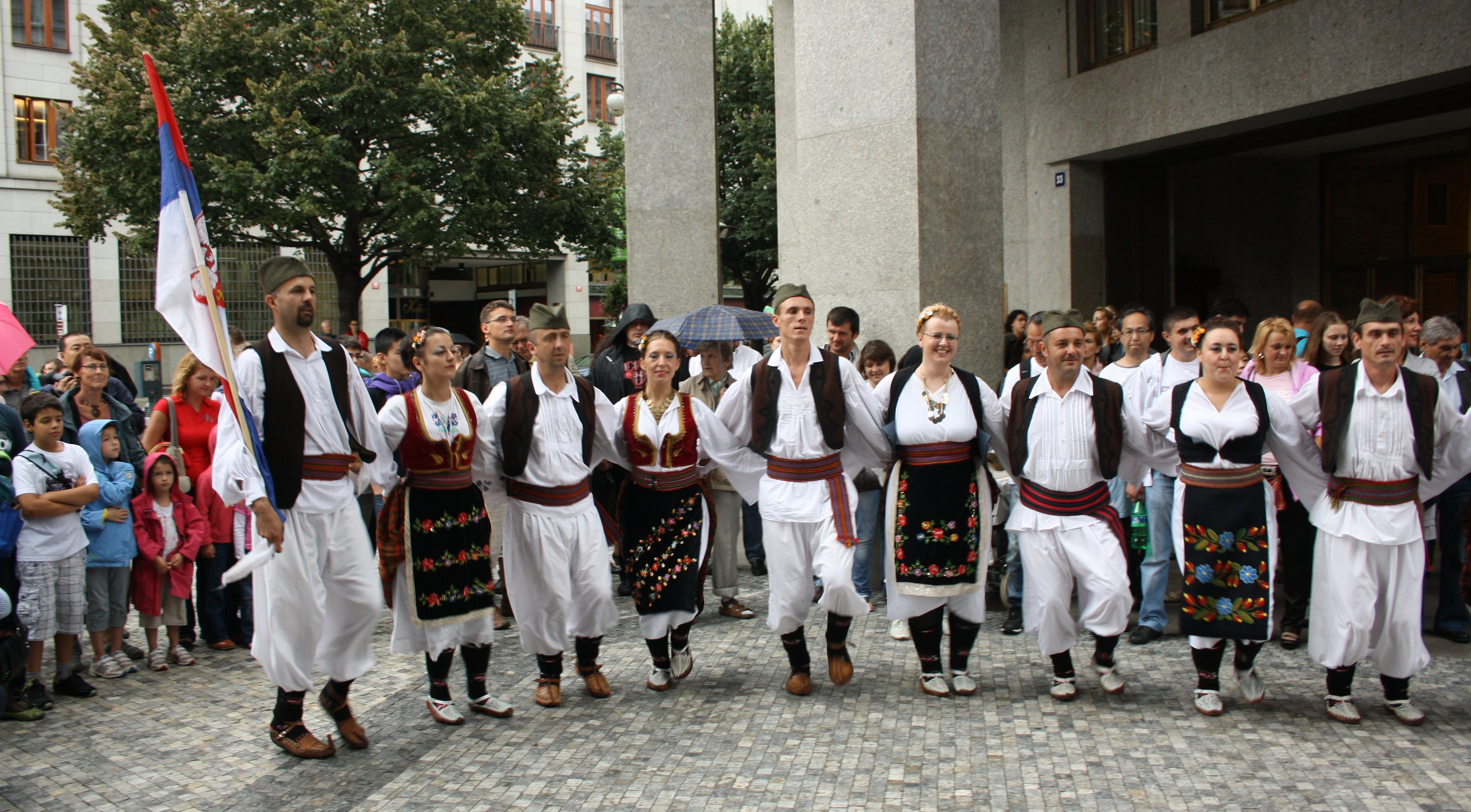
Выступления ансамбля сербских народных танцев в пражском Старе-Место, 2010 год
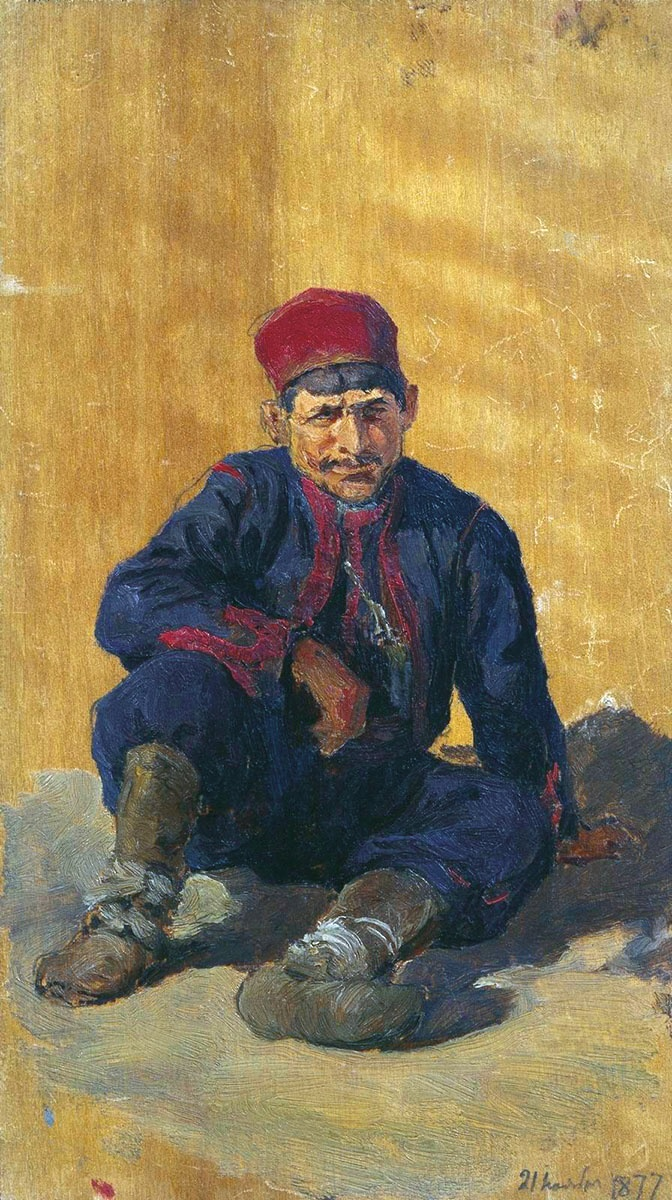
Серб, Василий Поленов, 1877 год. Из собрания Третьяковской галереи
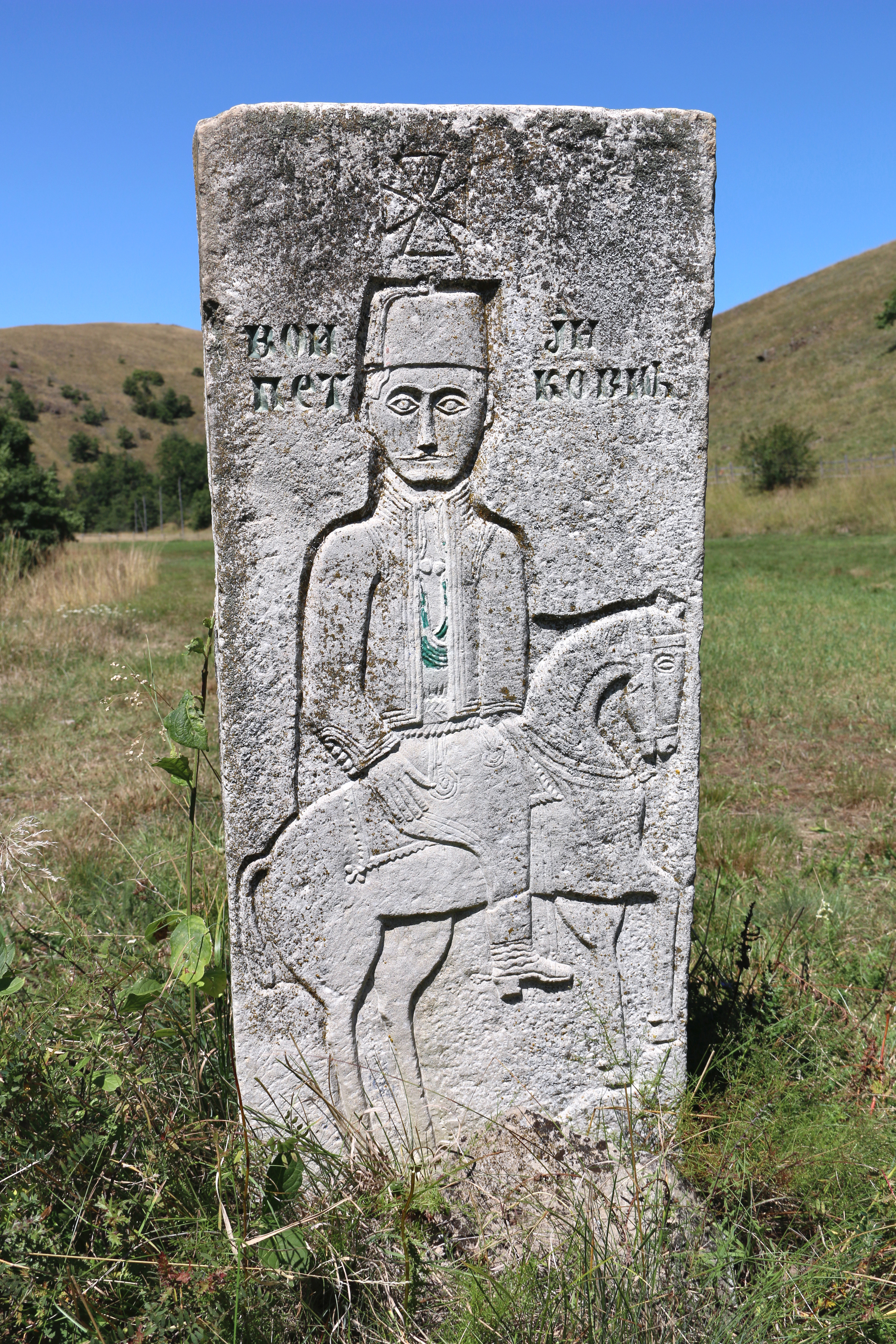
Крайпуташ (кенотаф, расположенный у обочины дороги) из деревни sr:Богданица, община Горни-Милановац
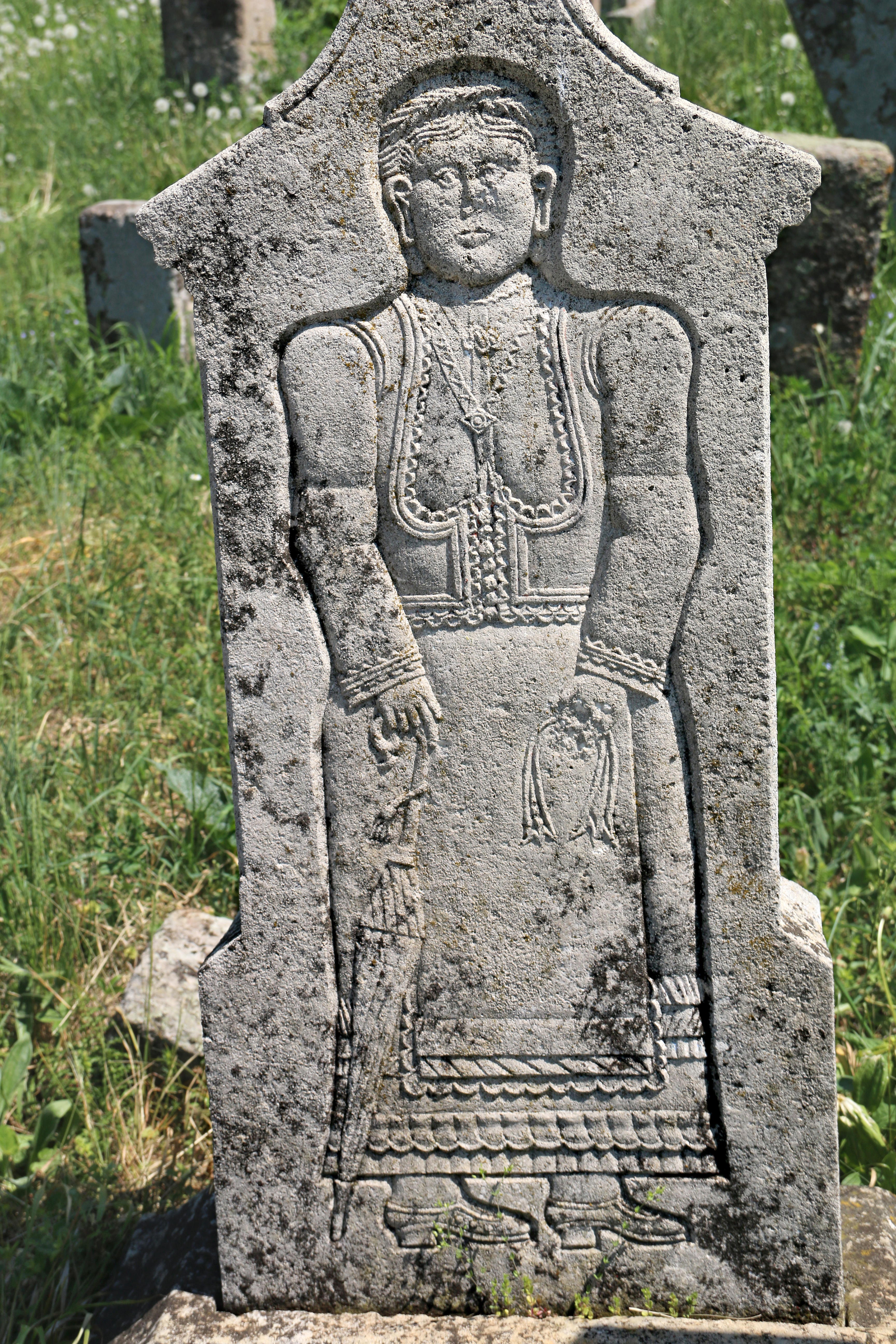
Крайпуташ в селе sr:Брезна, та же община
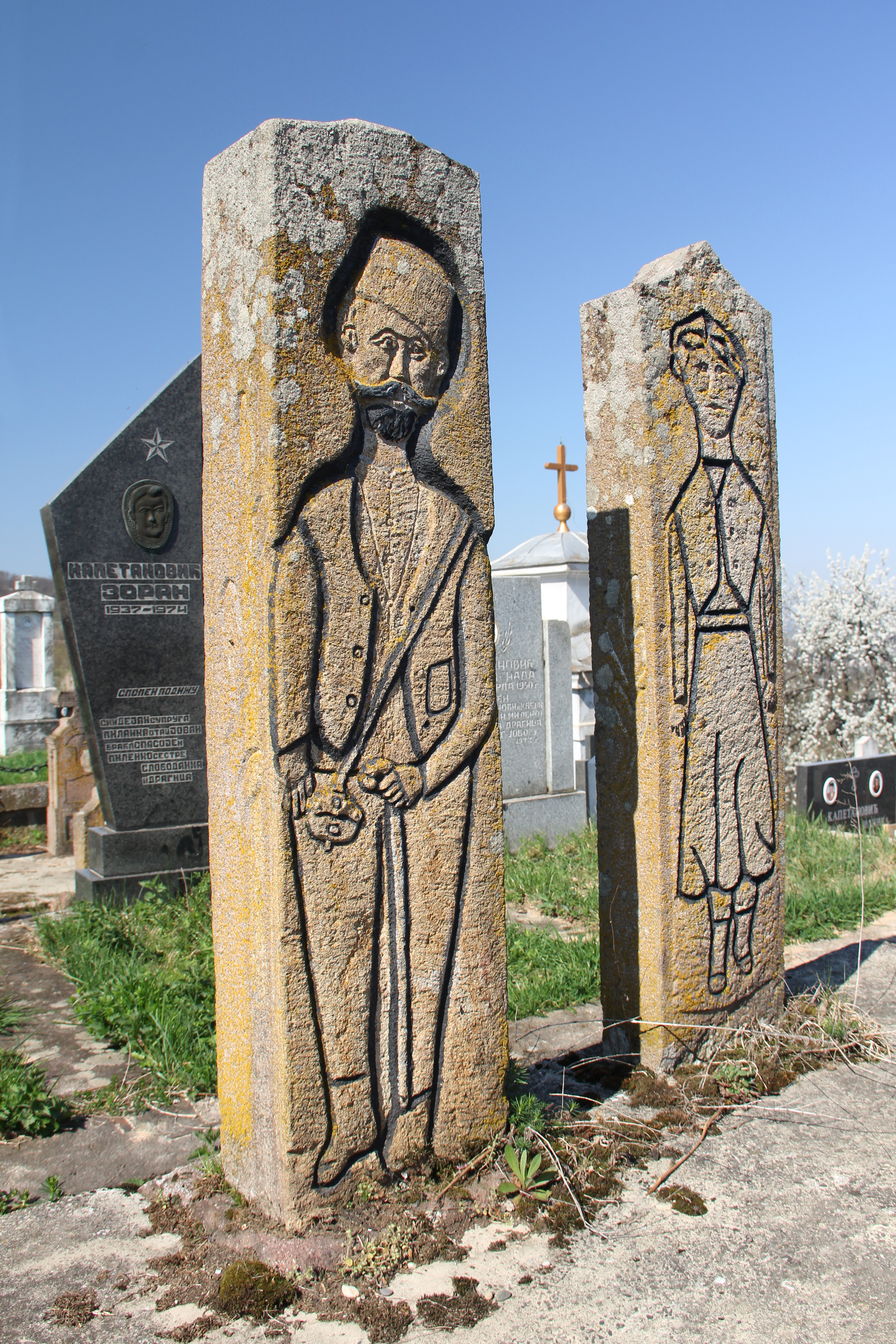
Два крайпуташа из села sr:Грабовици, та же община
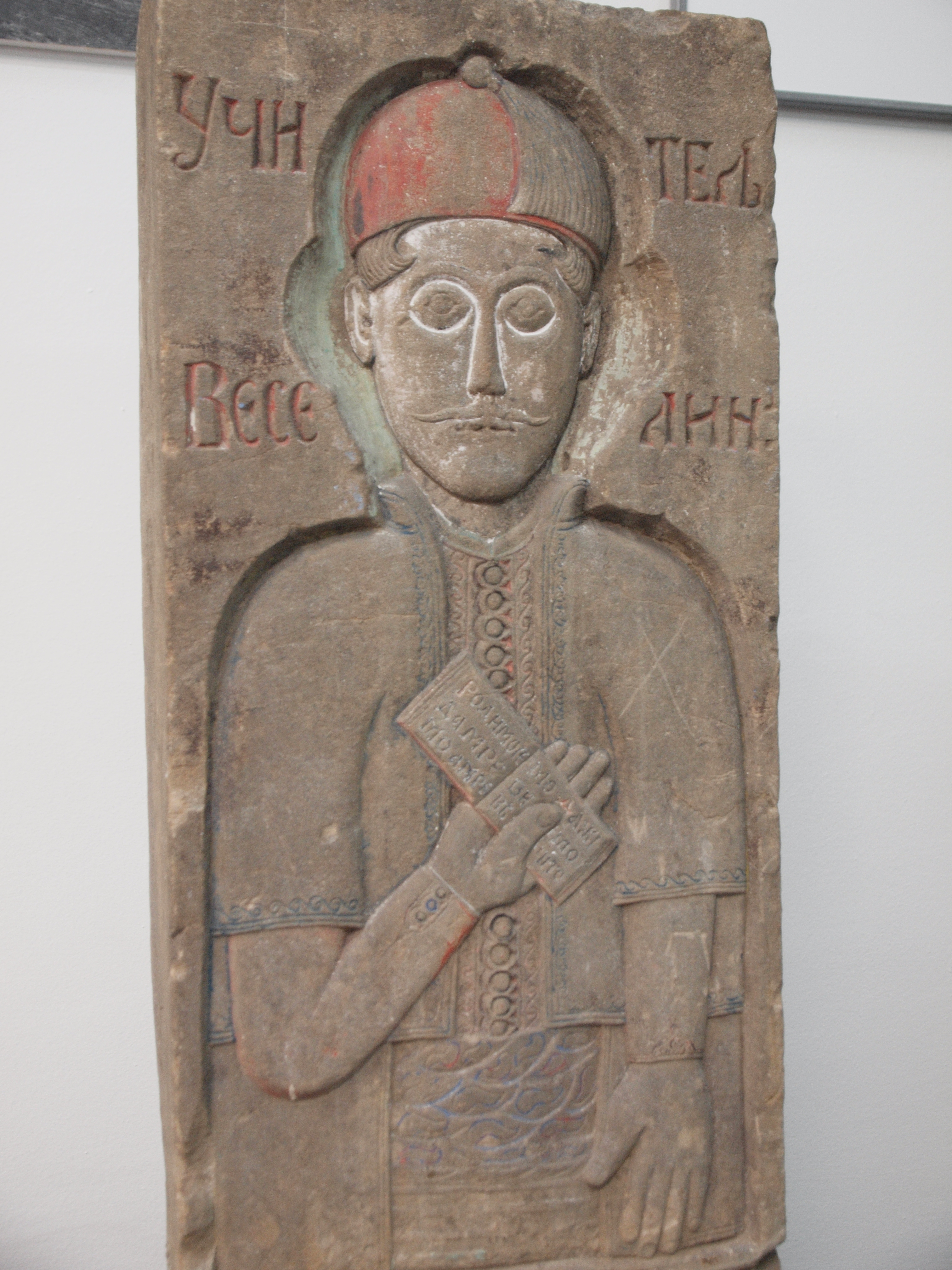
Крайпуташ из собрания Белградского этнографического музея
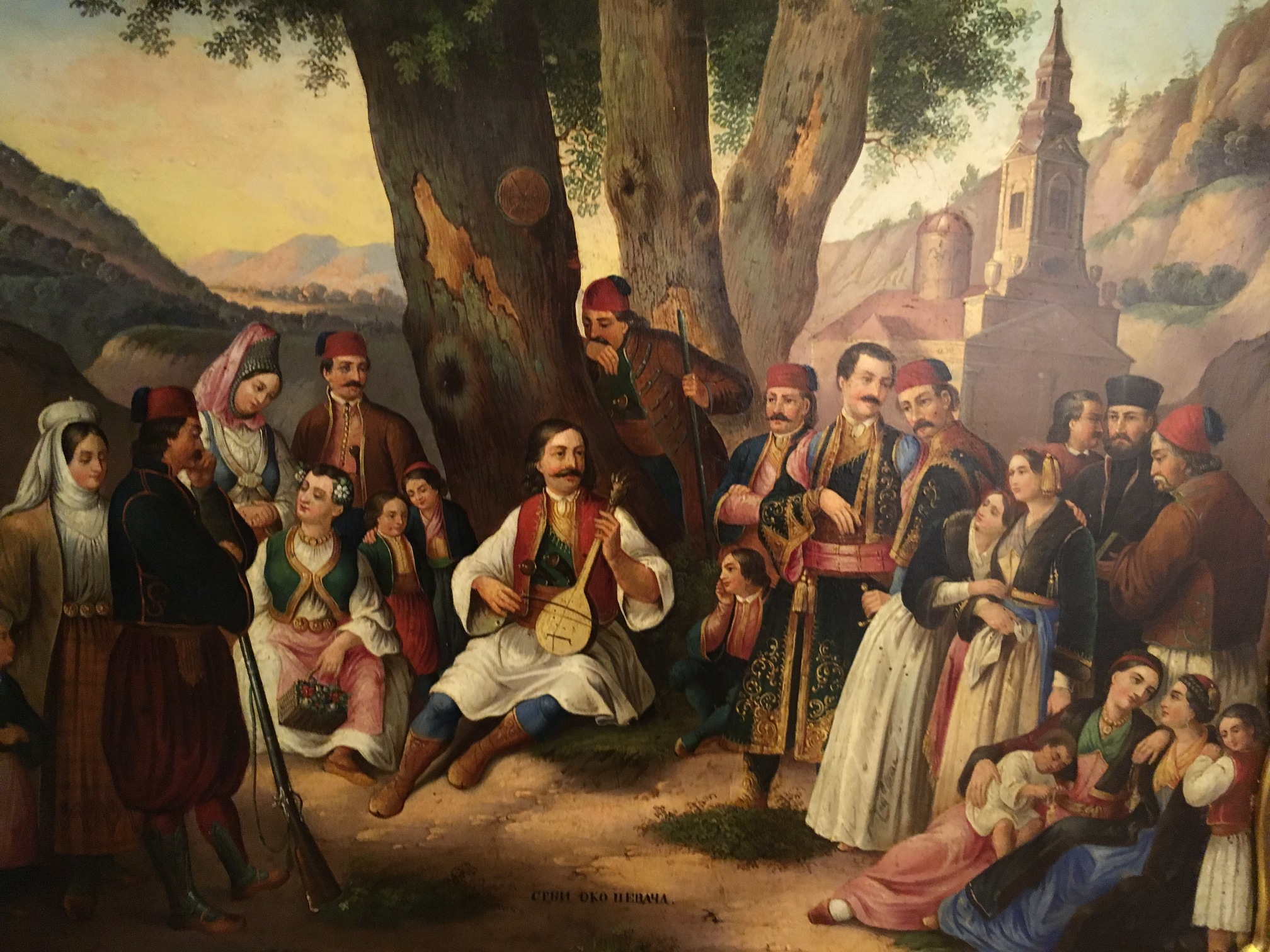
«Сербы вокруг гусляра», картина Анастаса Йовановича, 1847 г.
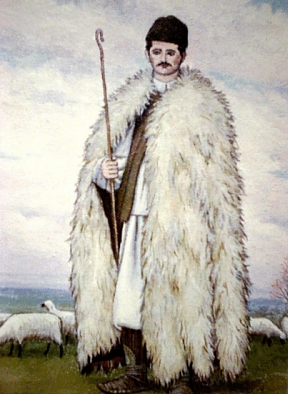
Сербский пастух в бурке и шубаре, рисунок хорватского этнографа Милана Дворнича
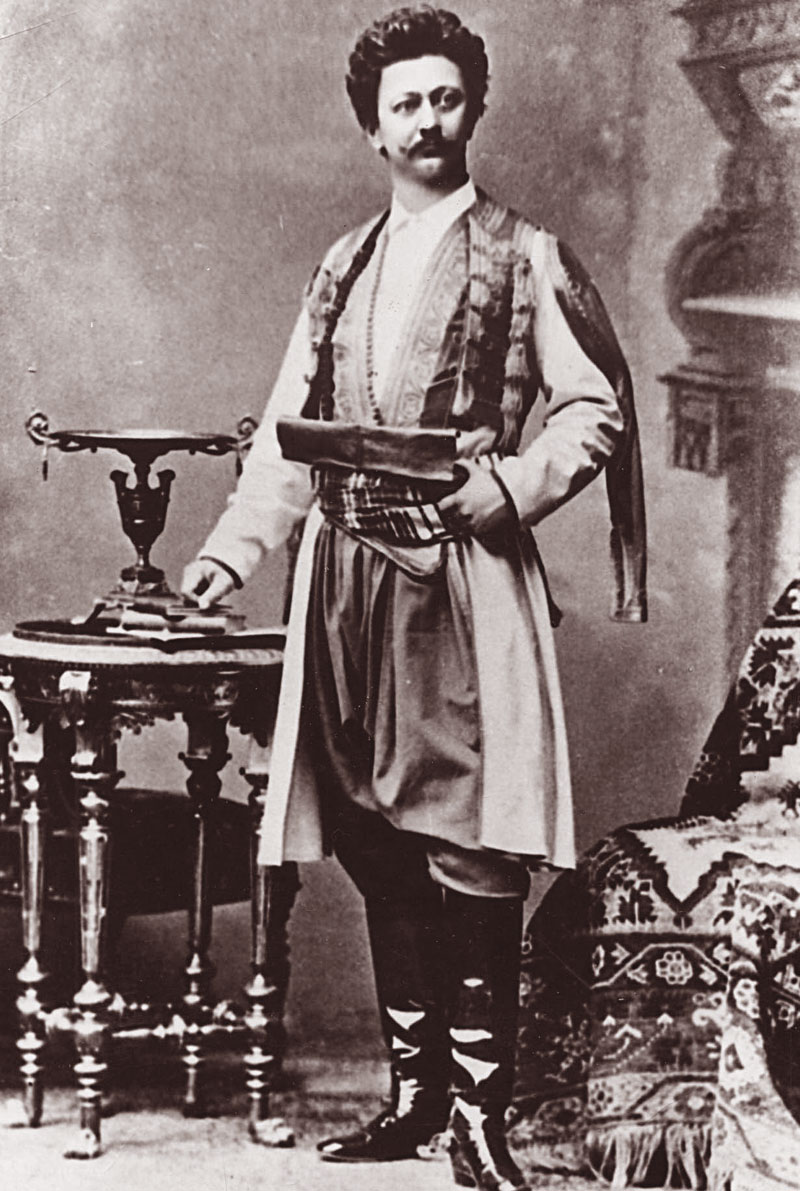
Сербский писатель Лаза Костич в народном костюме
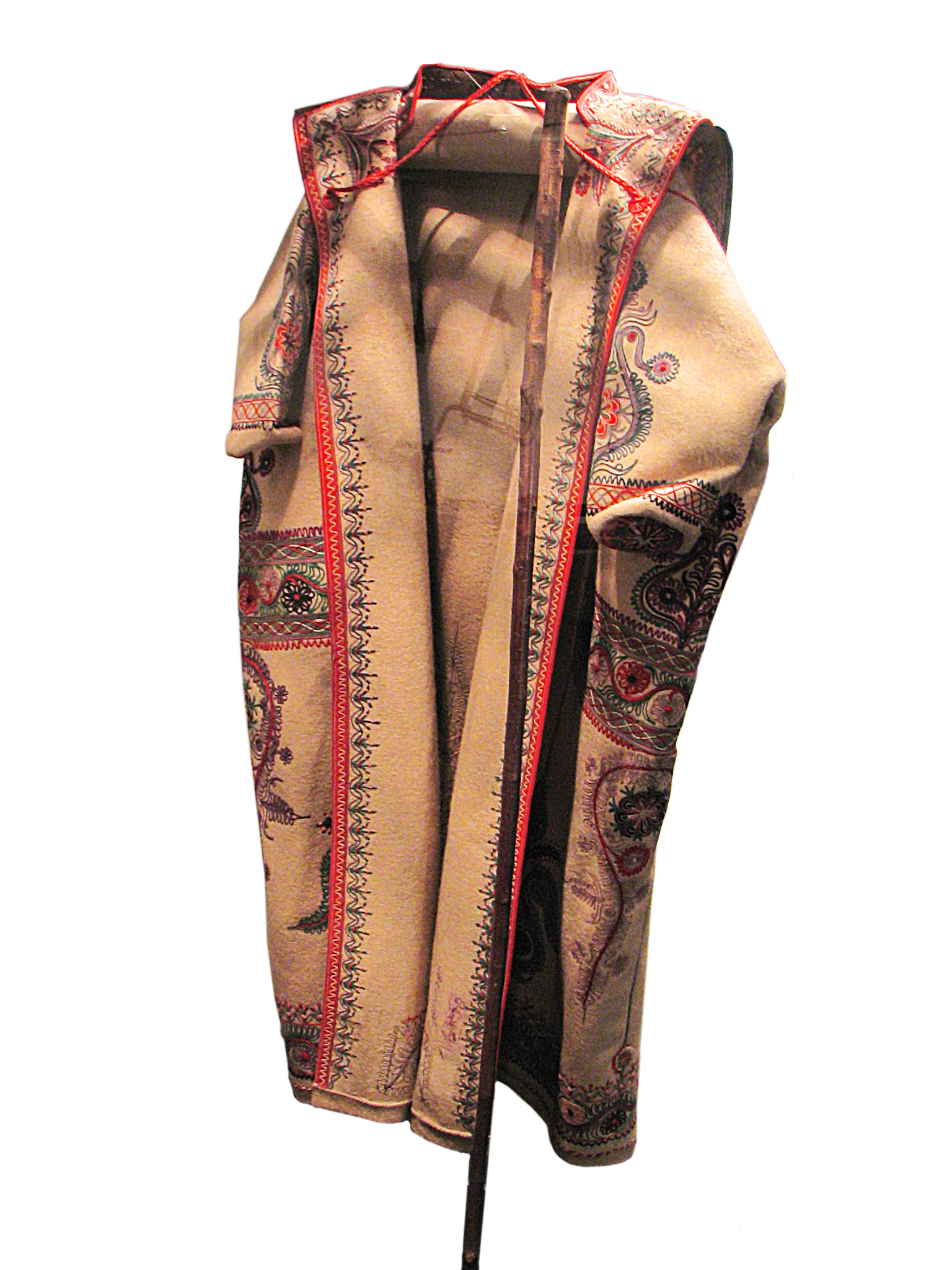
Плащ-джока, экспонат Белградского этнографического музея
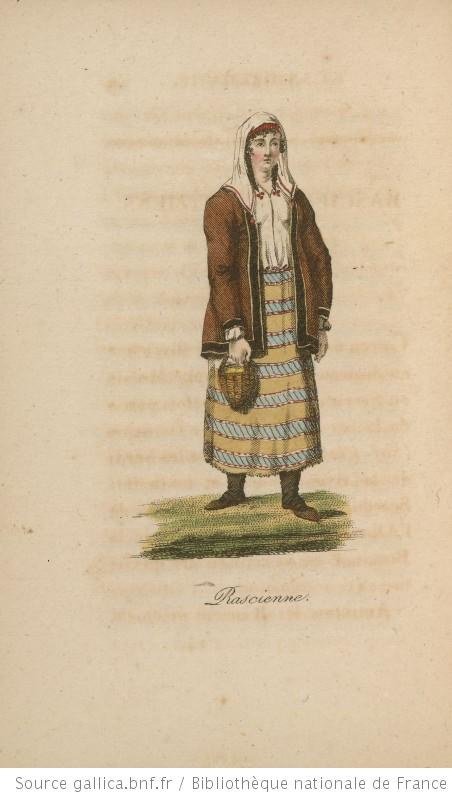
Сербка, гравюра Кристиана Гейсслера из книги «Illustrations de L'Illyrie et la Dalmatie» (1815 г.)
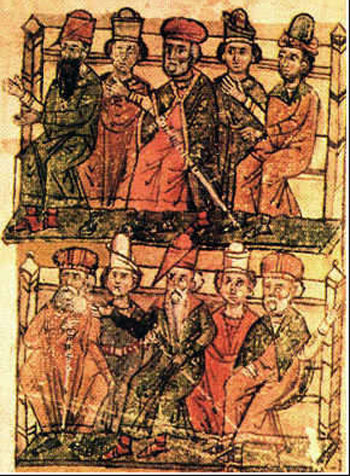
Миниатюра из закона о рудниках Стефана Лазаревича, издание второй половины XVI века
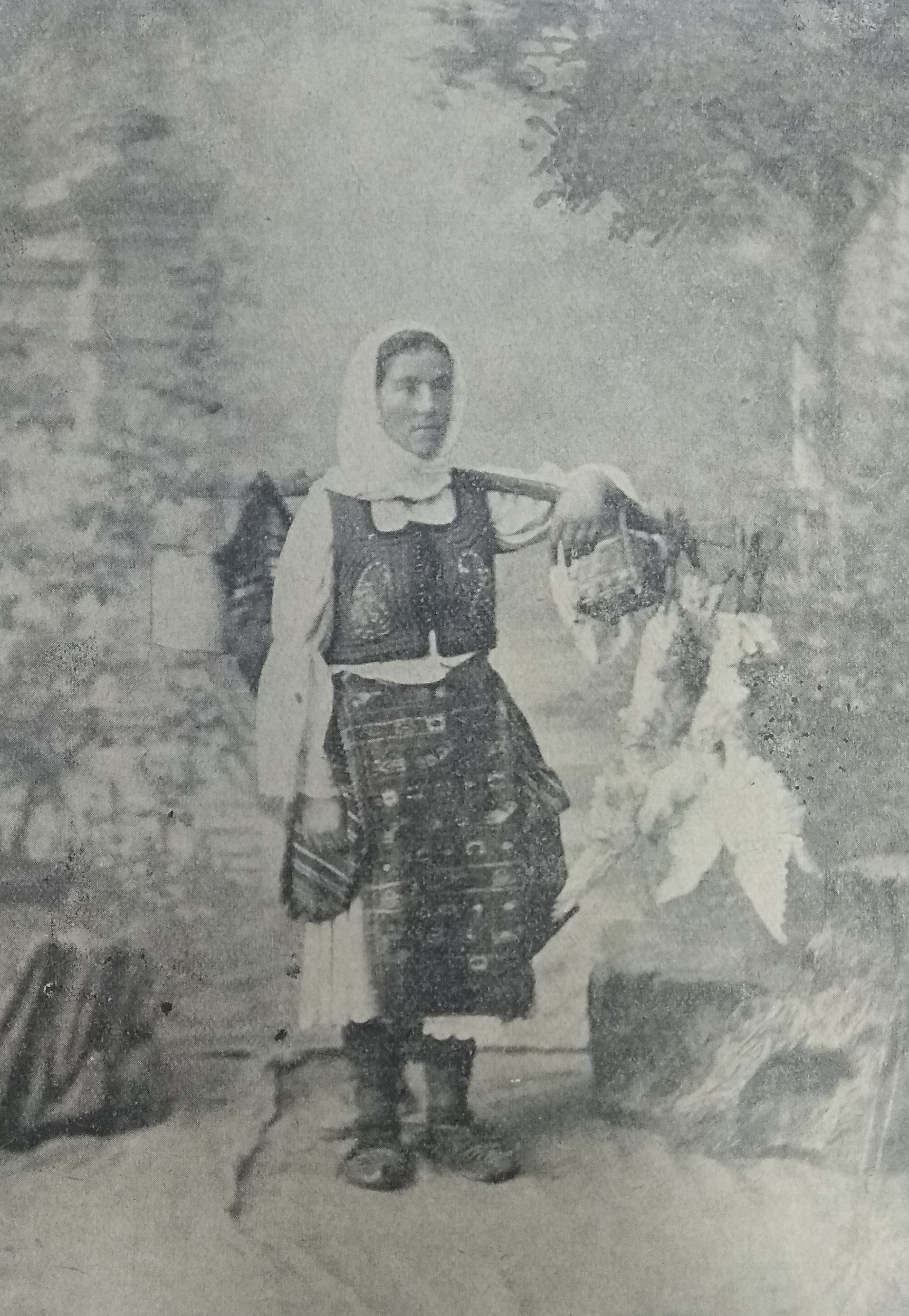
Сербский женский костюм из неизвестной области, фотография из журнала «Bosna», 1910 г.
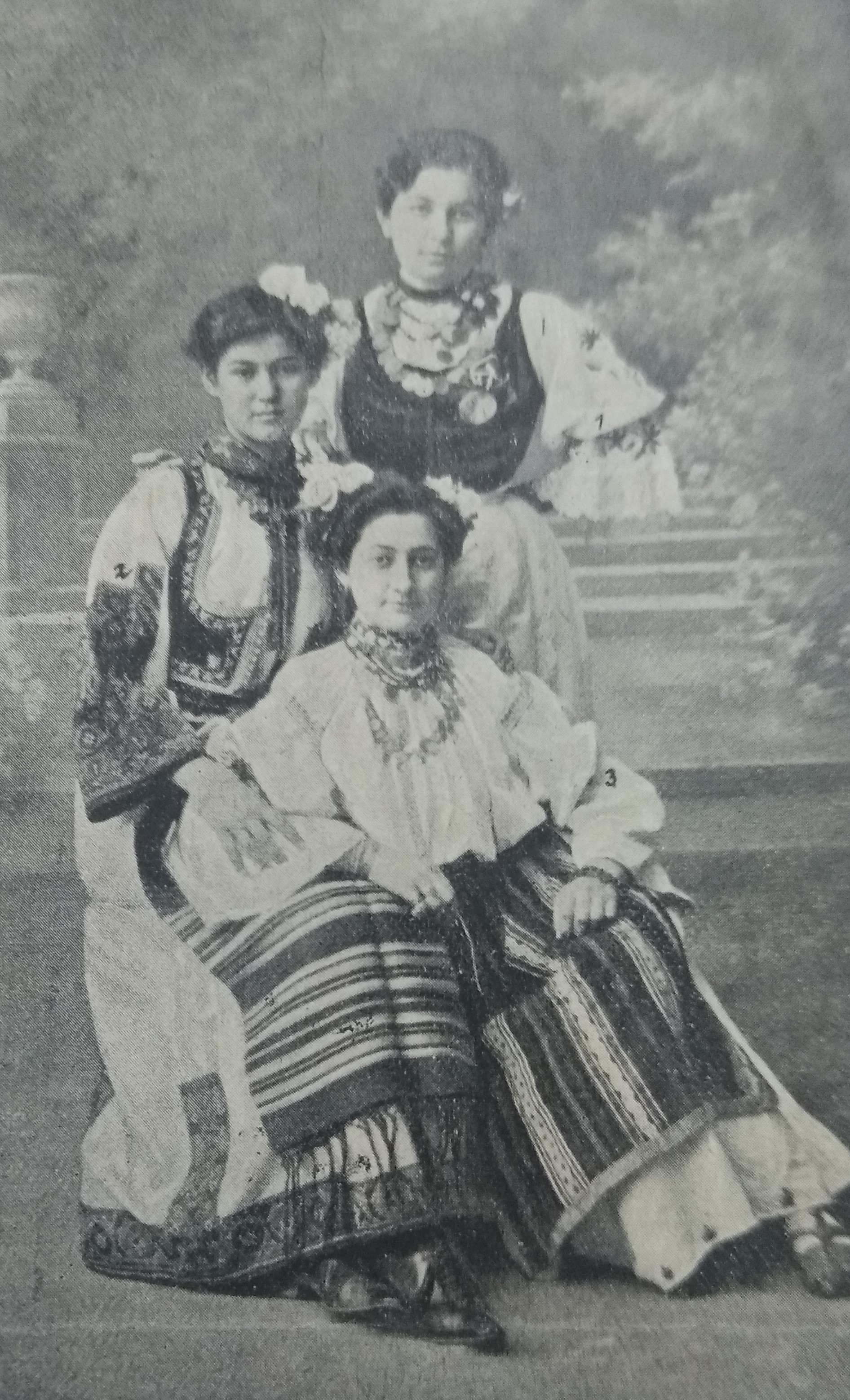
Женские костюмы Воеводины, Топличского округа и Краины (вероятнее всего, имеется в виду Славонская или Тимокская Краина), фотография из журнала «Bosna», 1910 г.